# Lista podurilor din Veneția
Centrul istoric al Veneției conține 121 de insule legate între ele prin 435 de poduri. Această listă prezintă denumirile venețiene ale principalelor poduri din Veneția pe sestiere (cartiere) sau insule.

## Podurile de acces în oraș

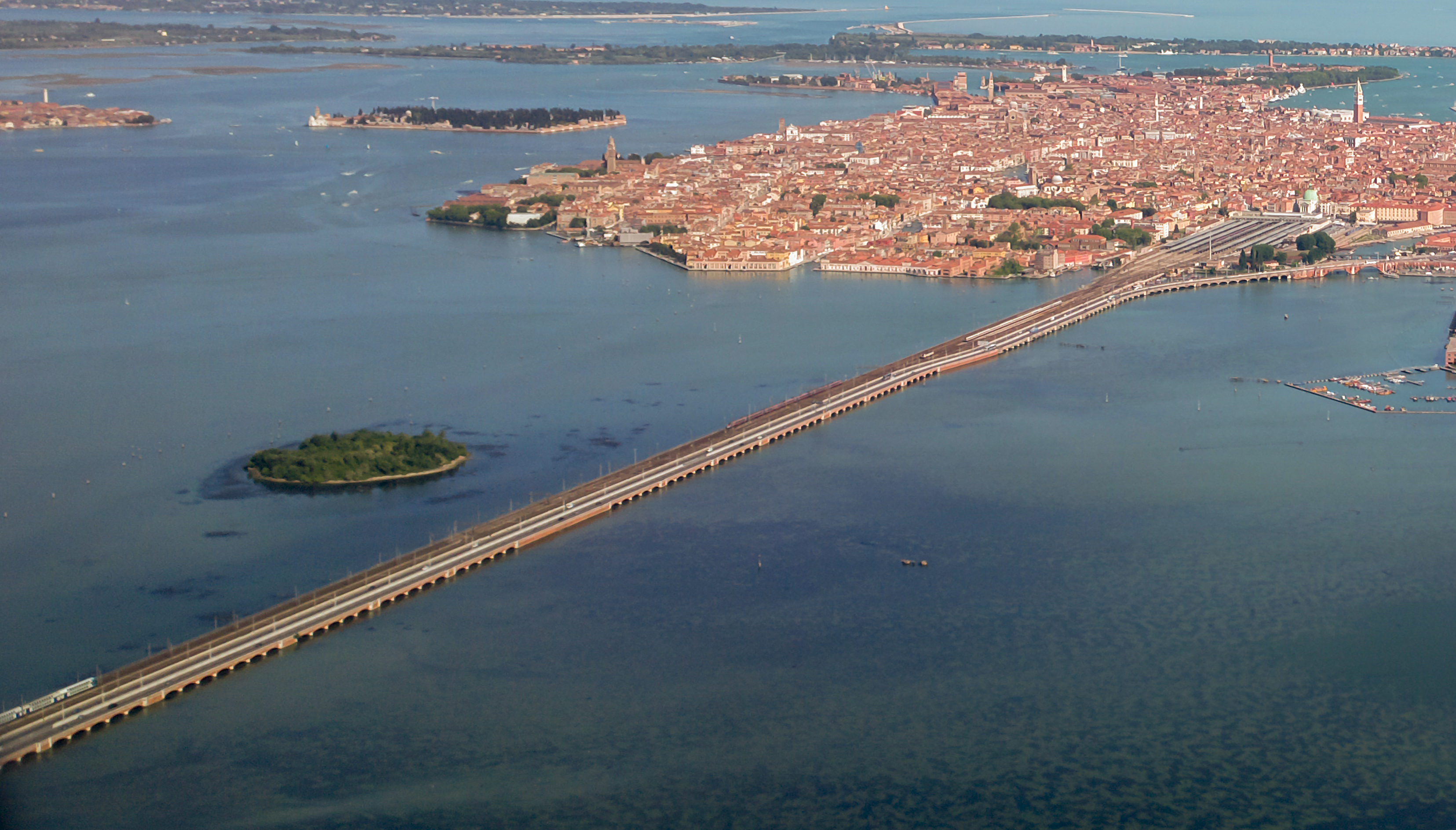
Podul Libertăţii (Ponte della Libertà).

- Podul Libertății (Ponte della Libertà)

## Podurile pesteCanal Grande

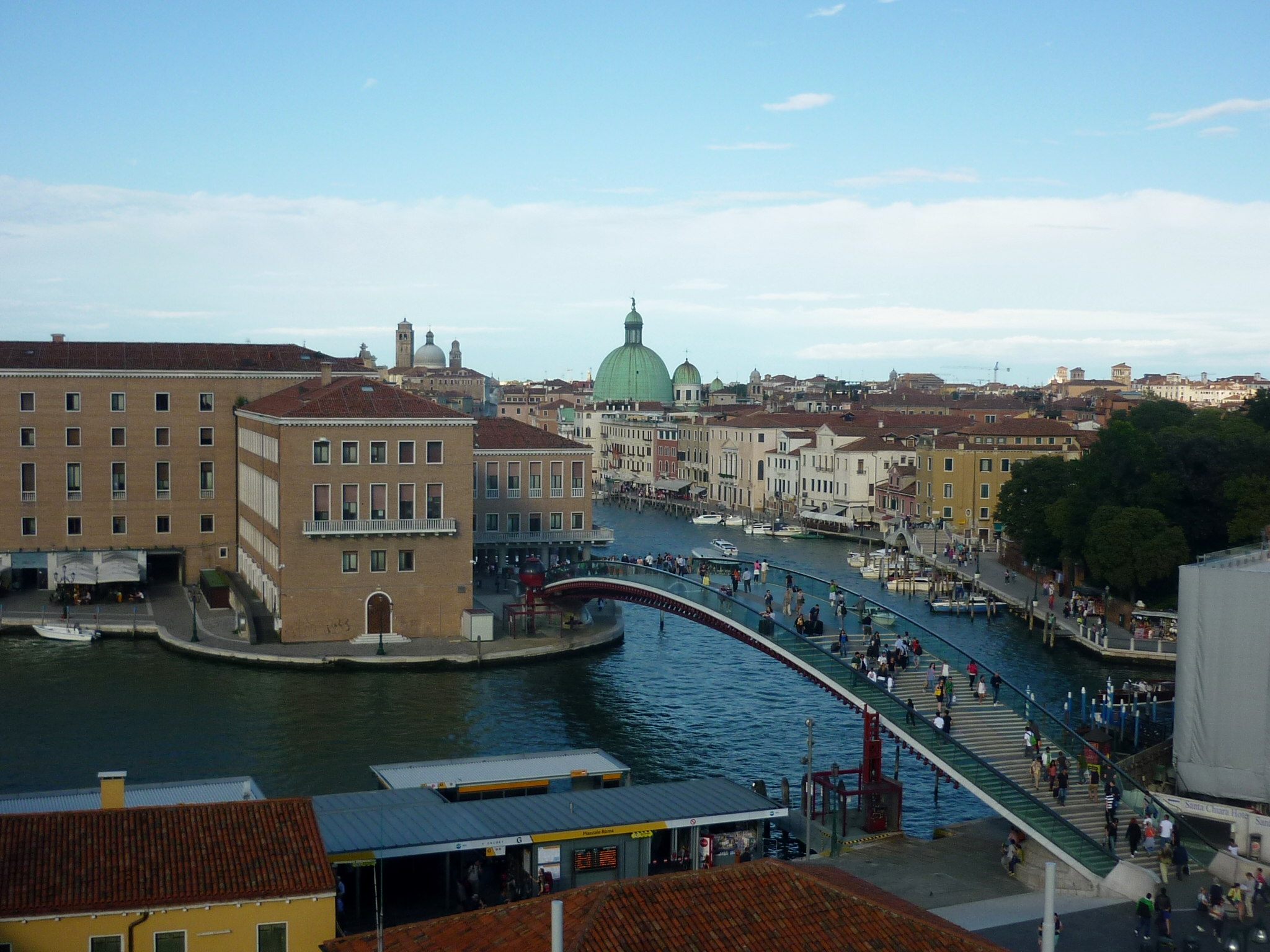
Podul Constituţiei (Ponte della Costituzione sau di Calatrava)
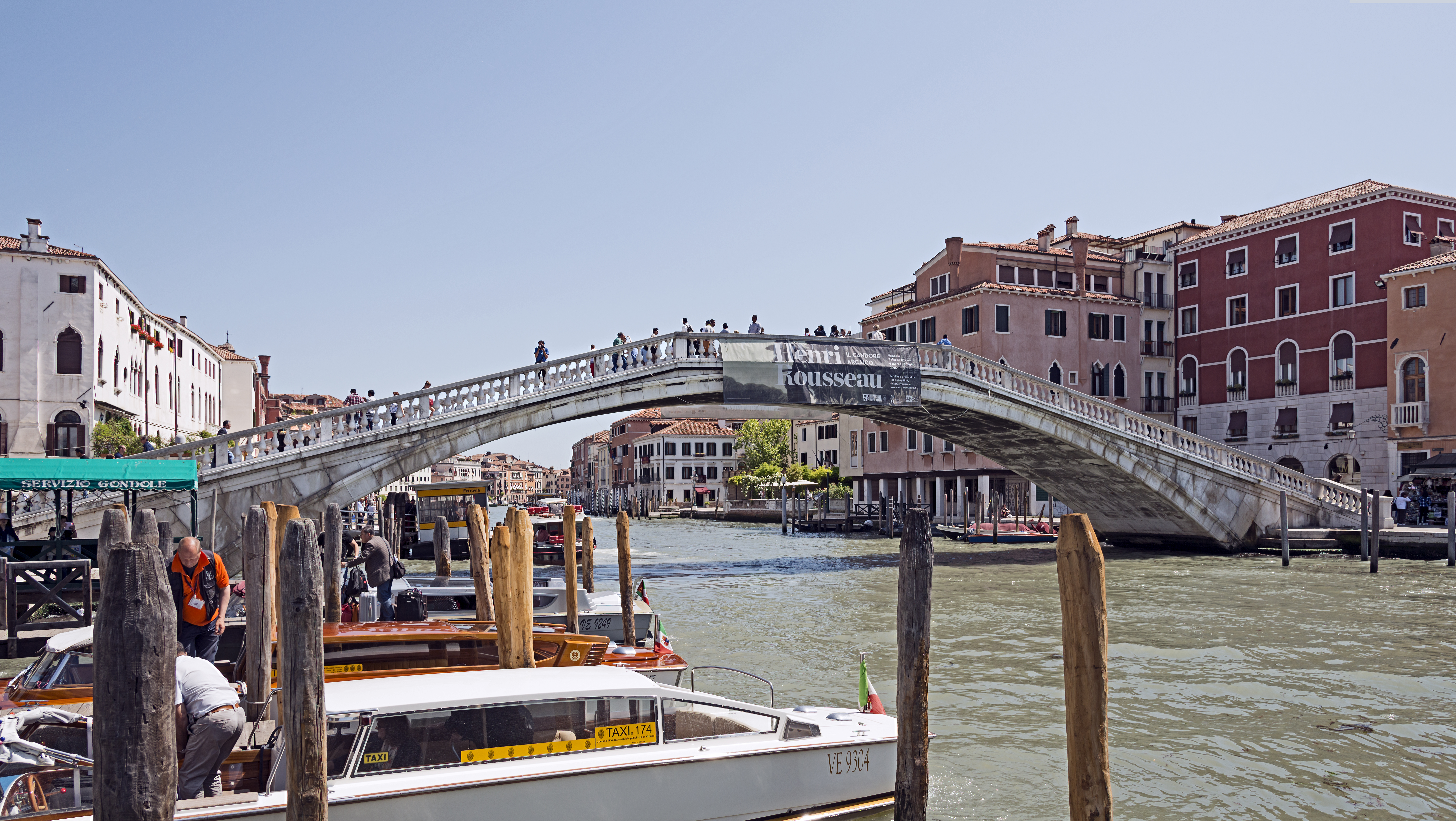
Podul desculţilor  (Ponte degli Scalzi)
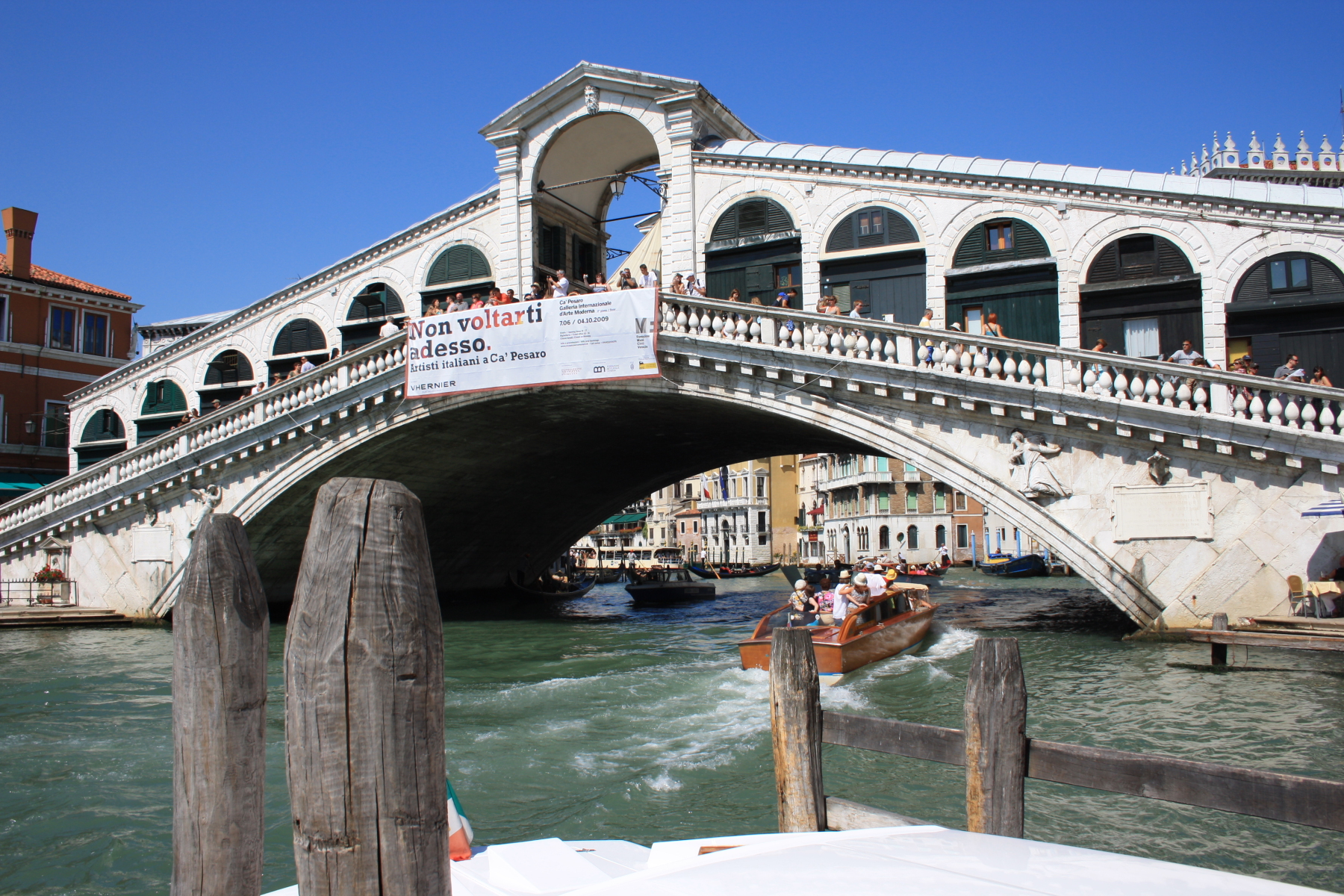
Podul Rialto  (Ponte di Rialto)
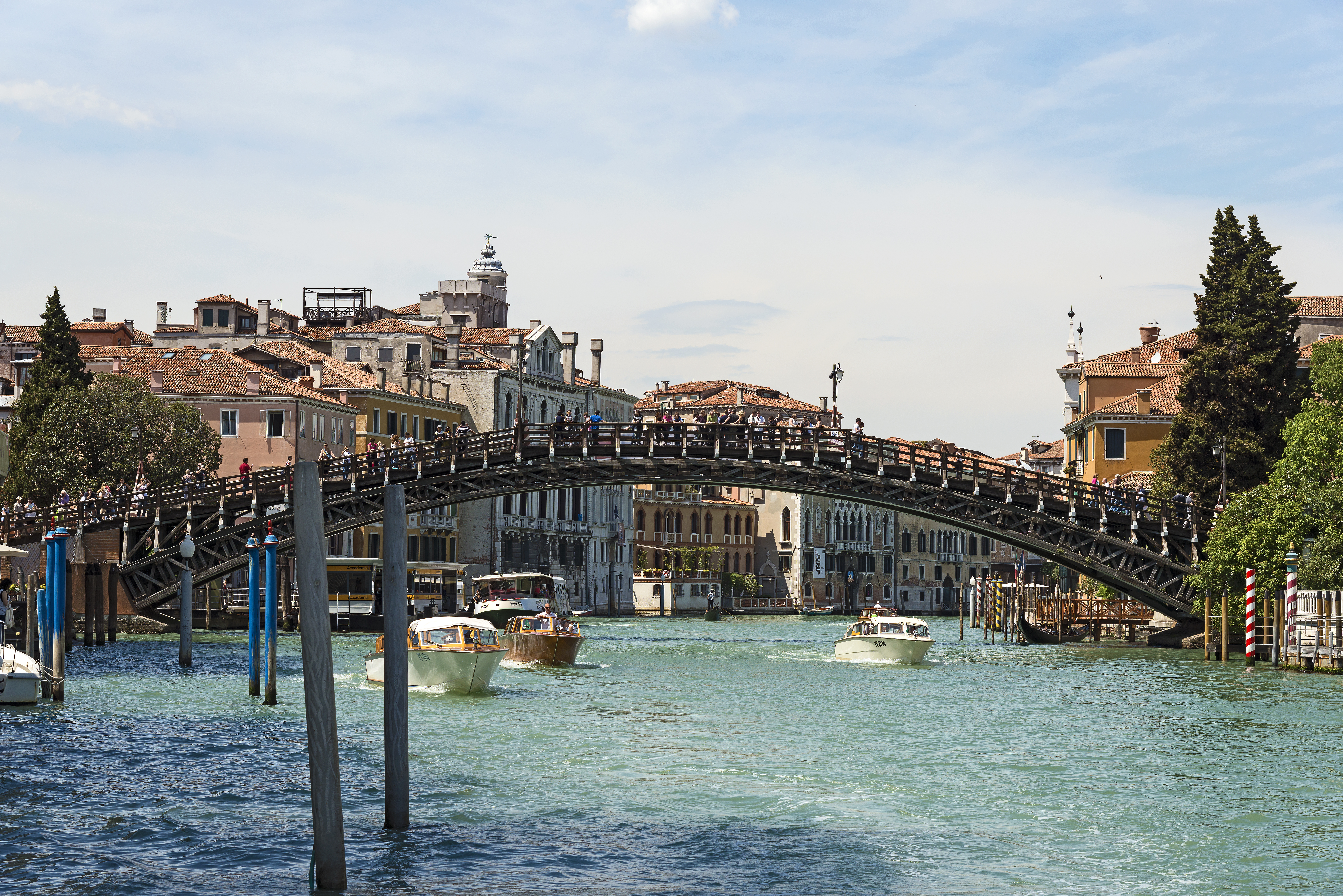
Podul Academiei (Ponte dell'Accademia)

## SestiereCannaregio

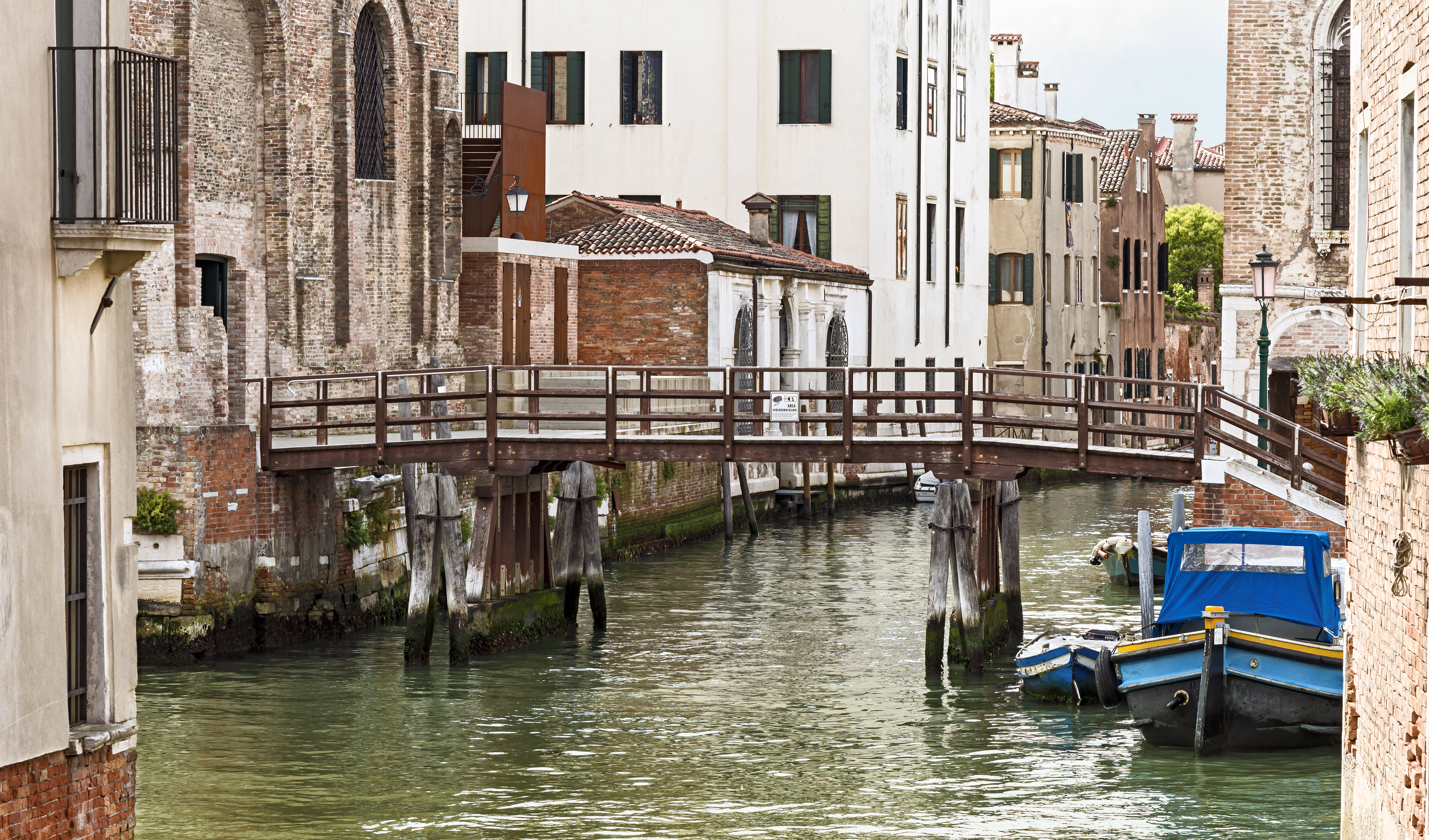
Ponte de l'Abazia Rio de la Sensa
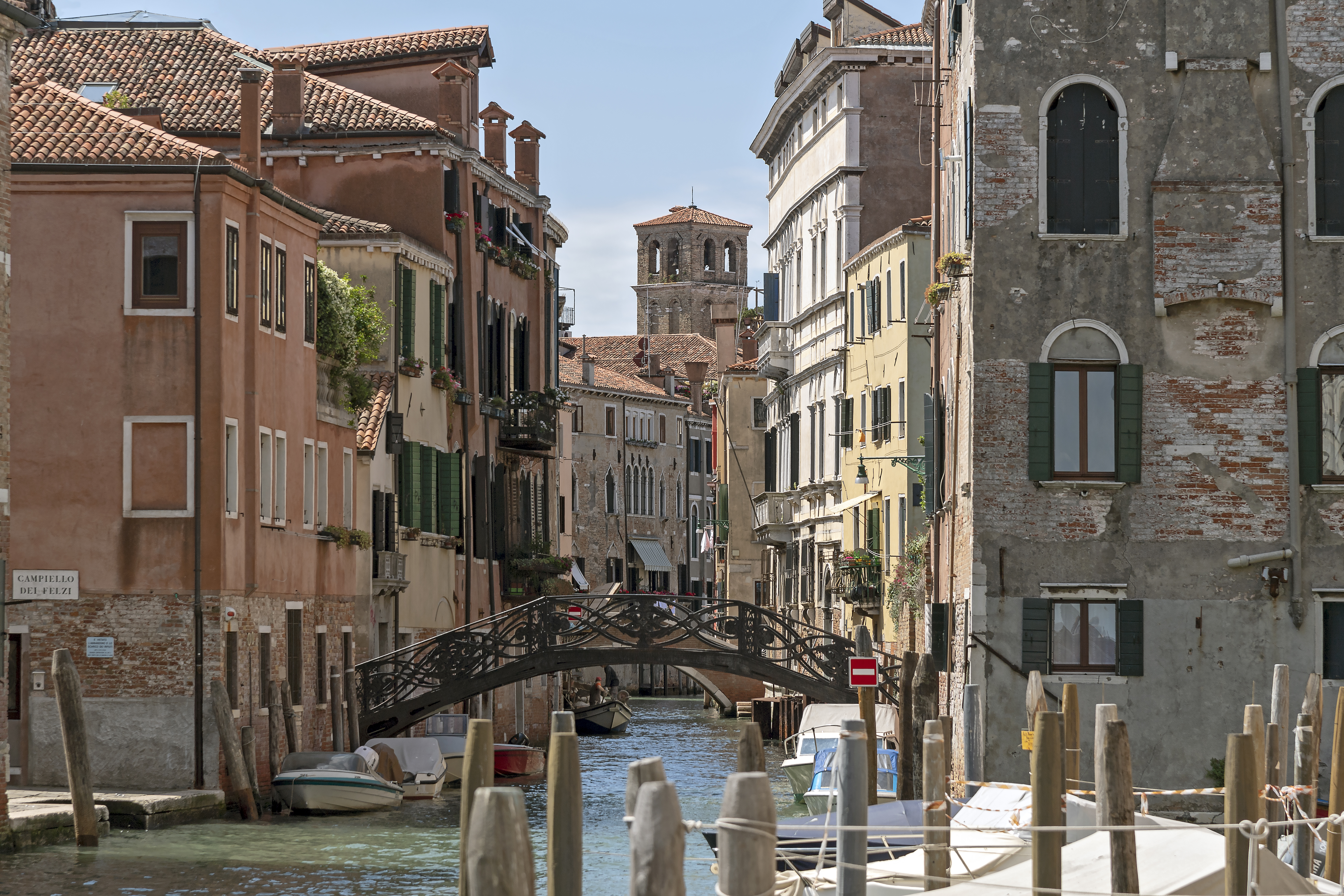
Ponte de l'Acquavita Rio dei Gesuiti
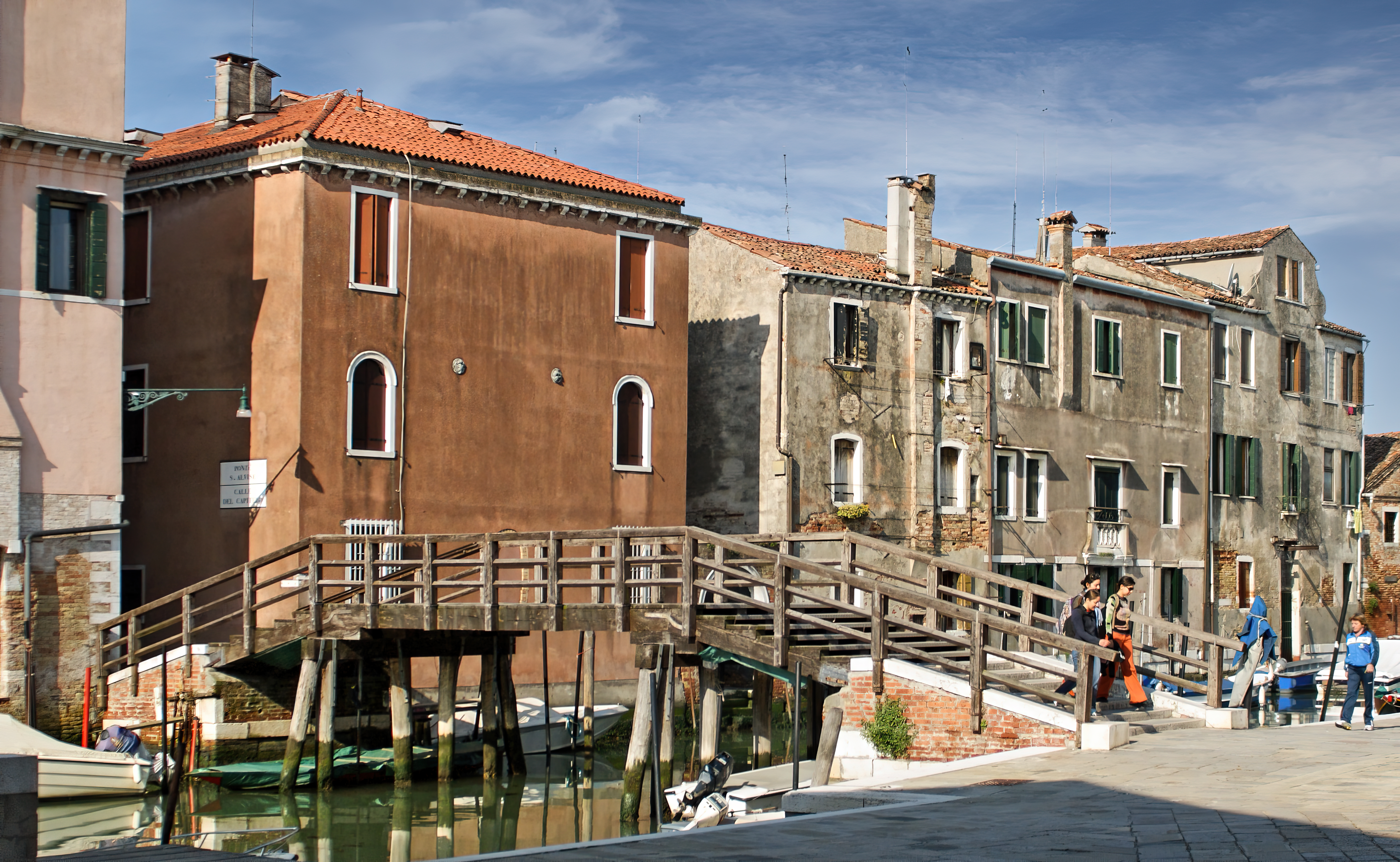
Ponte Sant'Alvise Rio de Sant'Alvise
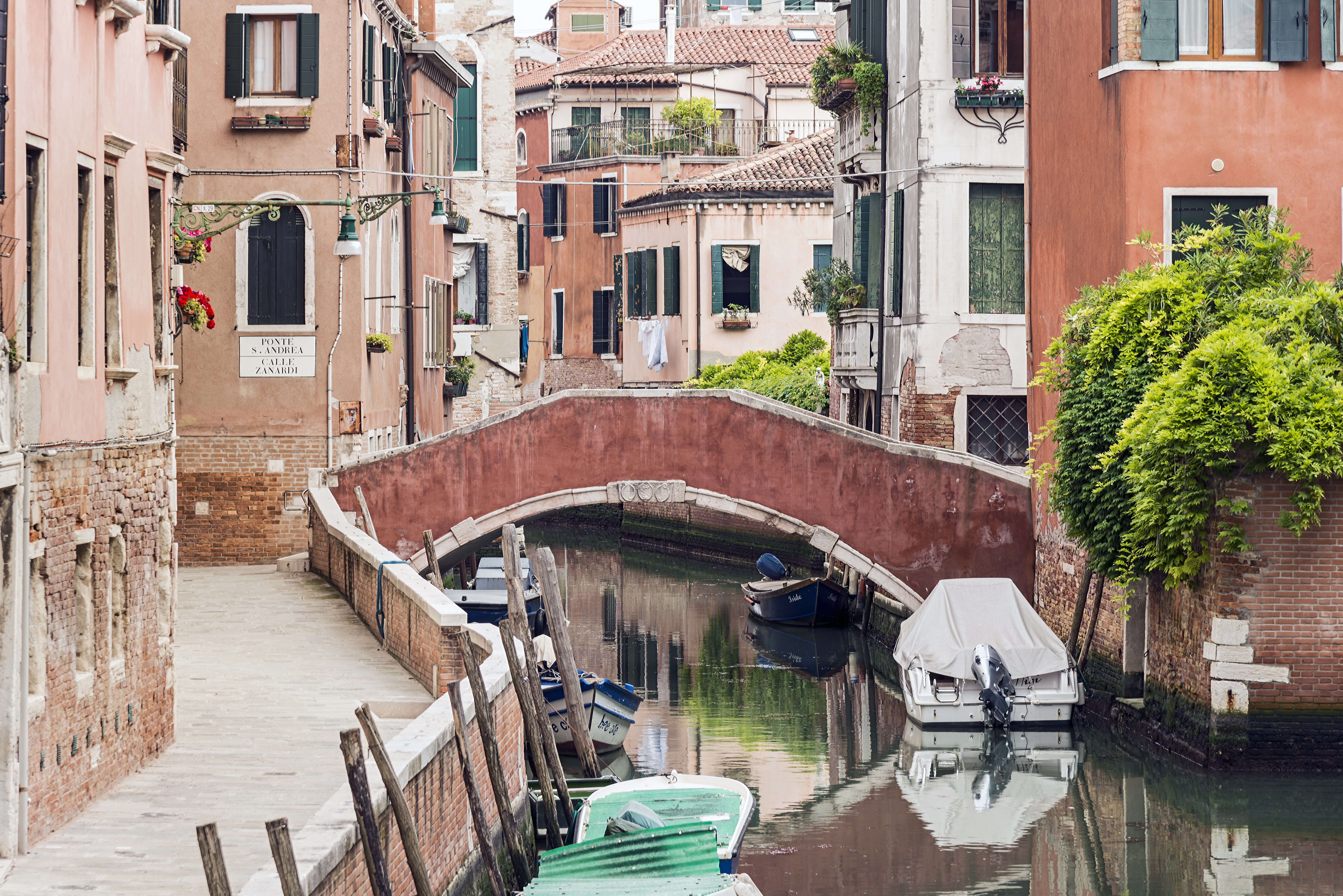
Ponte Sant'Andrea Rio de Sant'Andrea
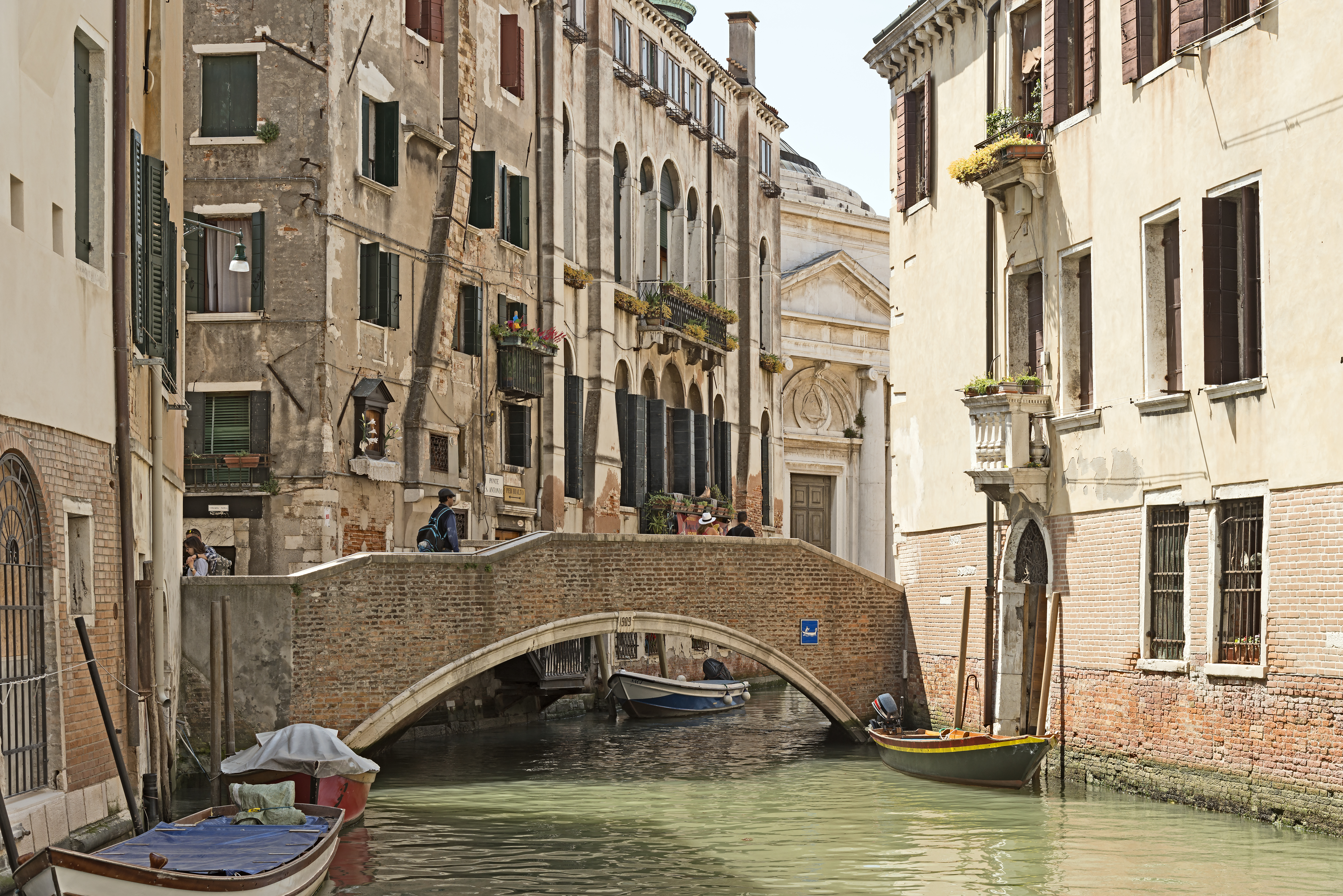
Ponte Sant Antonio Rio de la Madalena
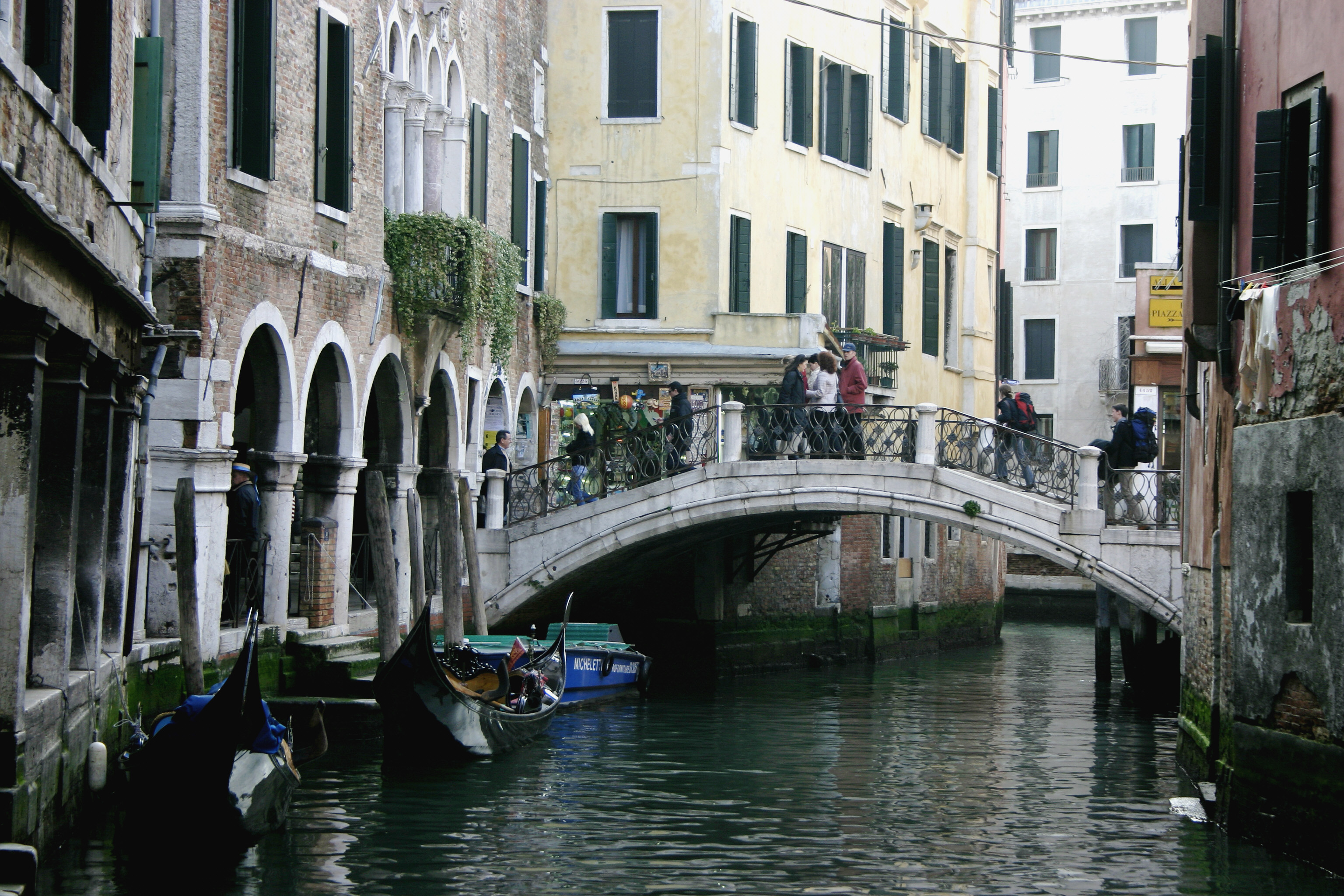
Ponte Santi Apostoli Rio dei Santi Apostoli
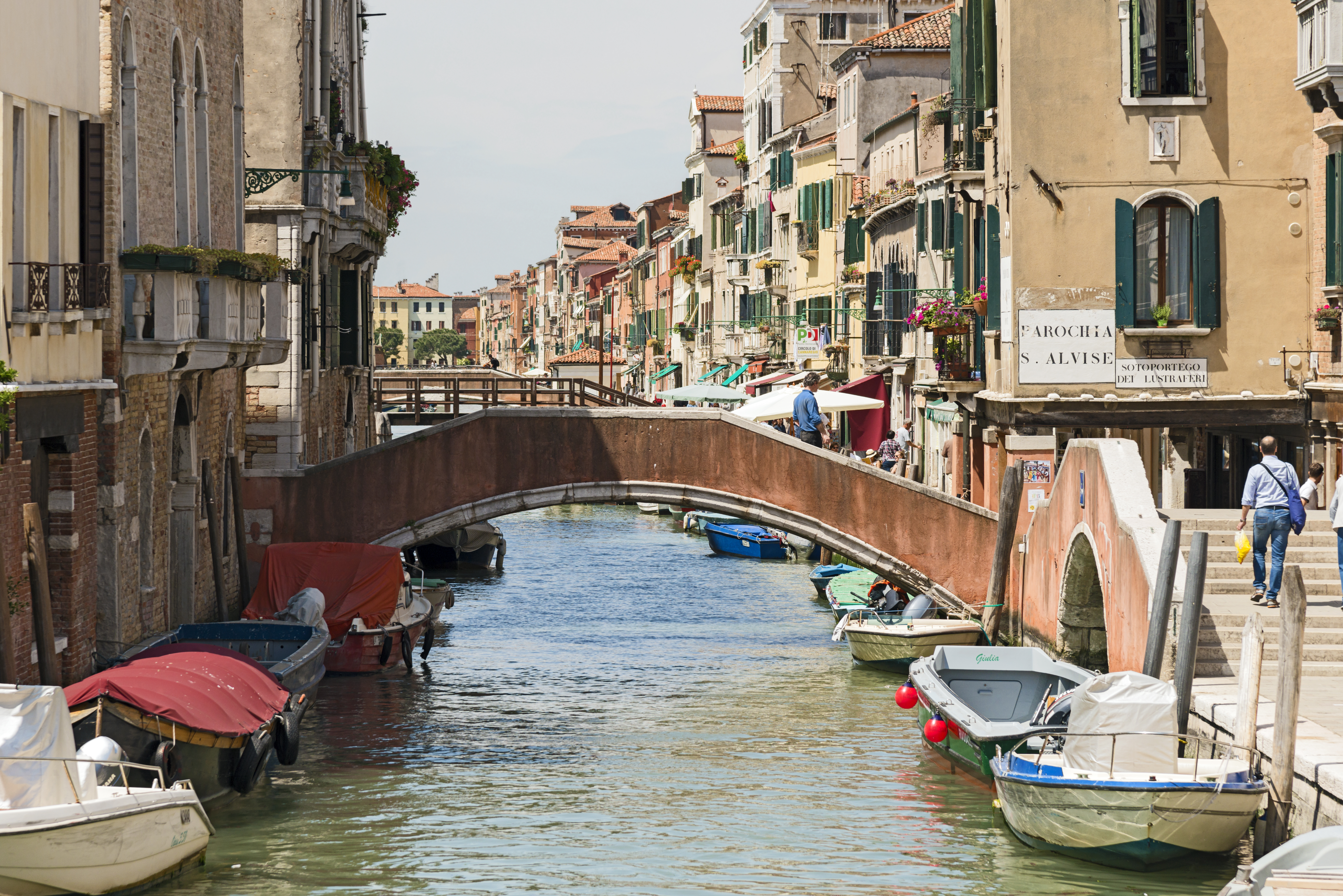
Ponte de l'Aseo Rio de San Girolamo
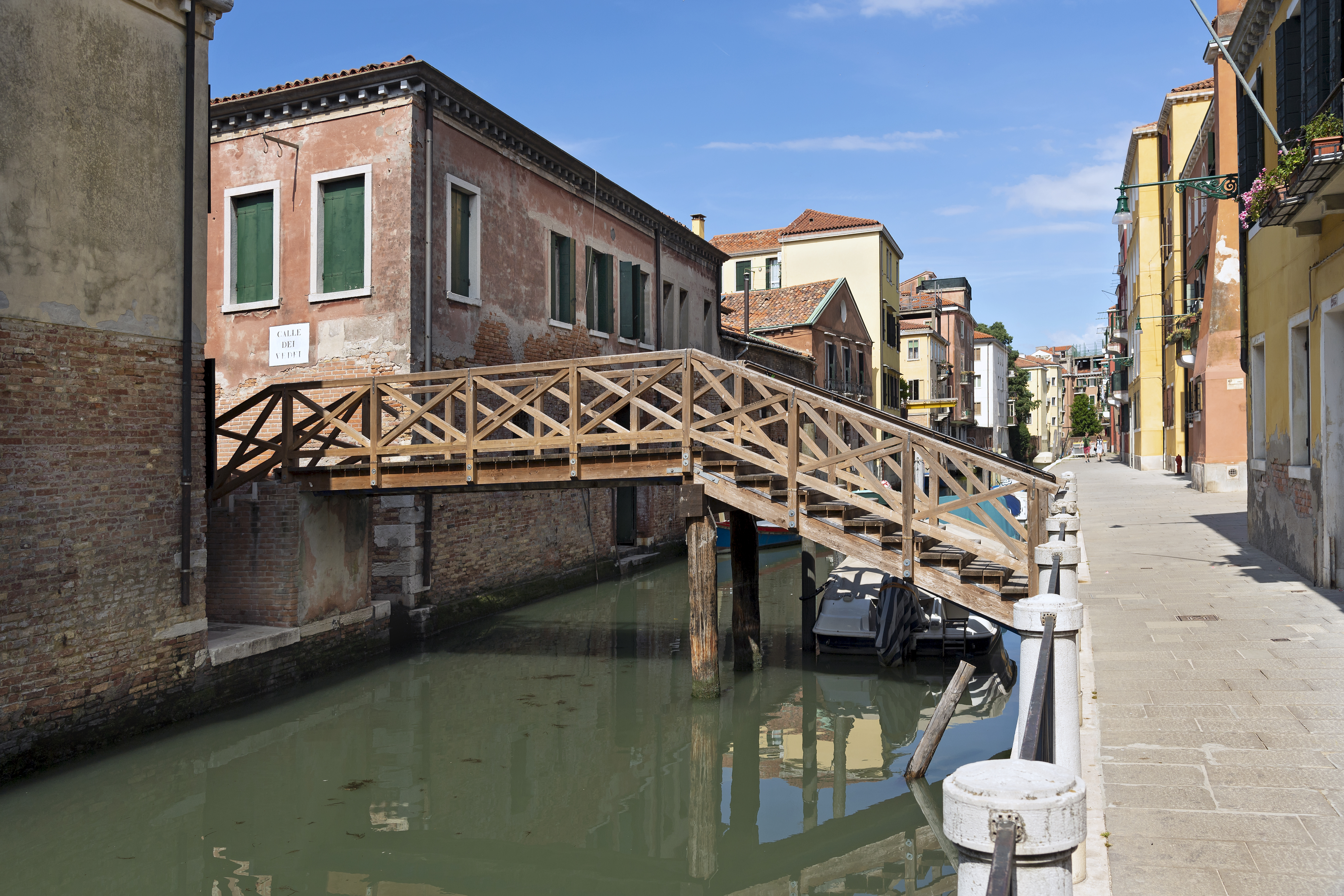
Ponte del Batelo Rio del Battello
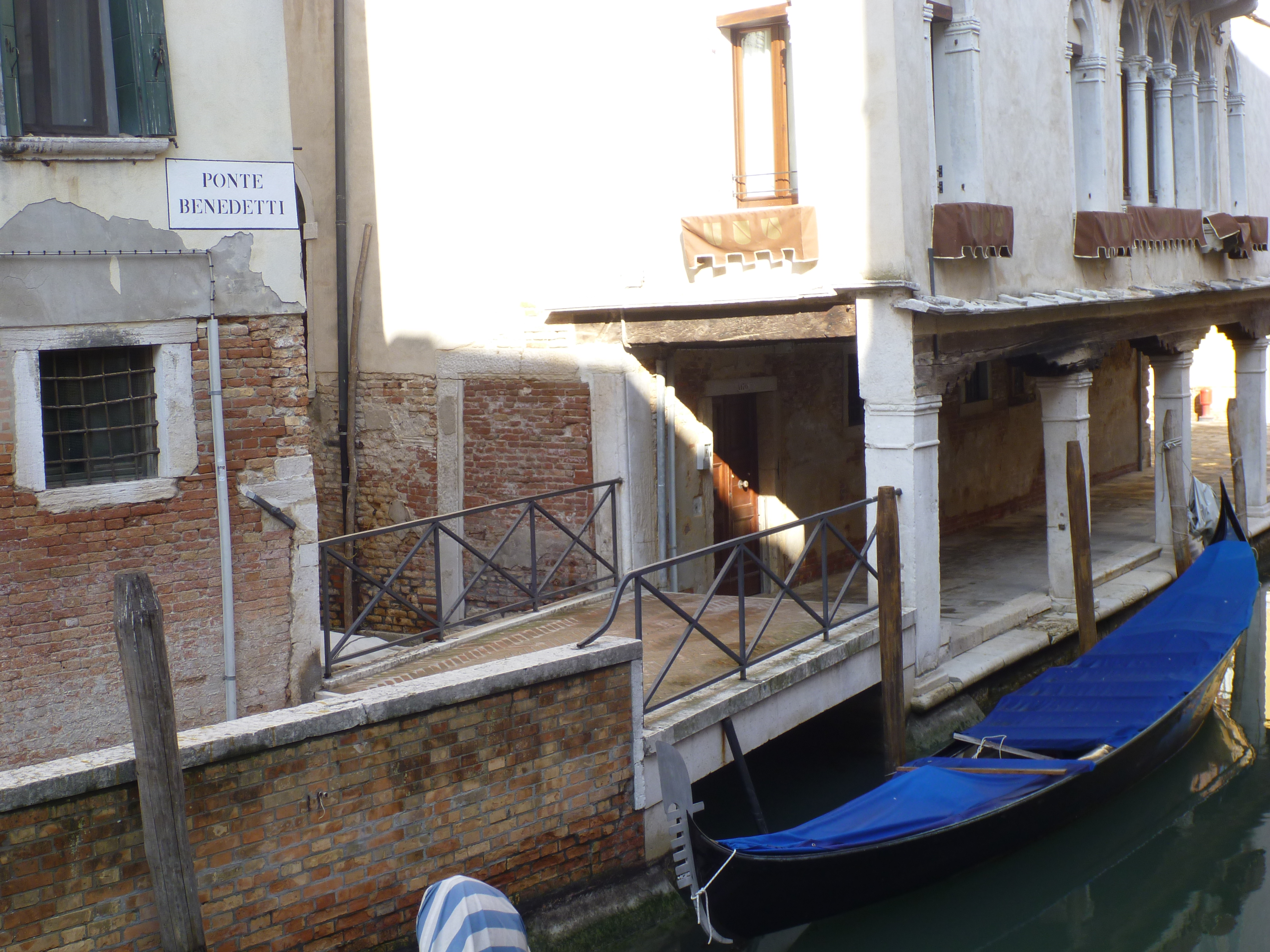
Ponte Benedetti Riello de Santa Sofia
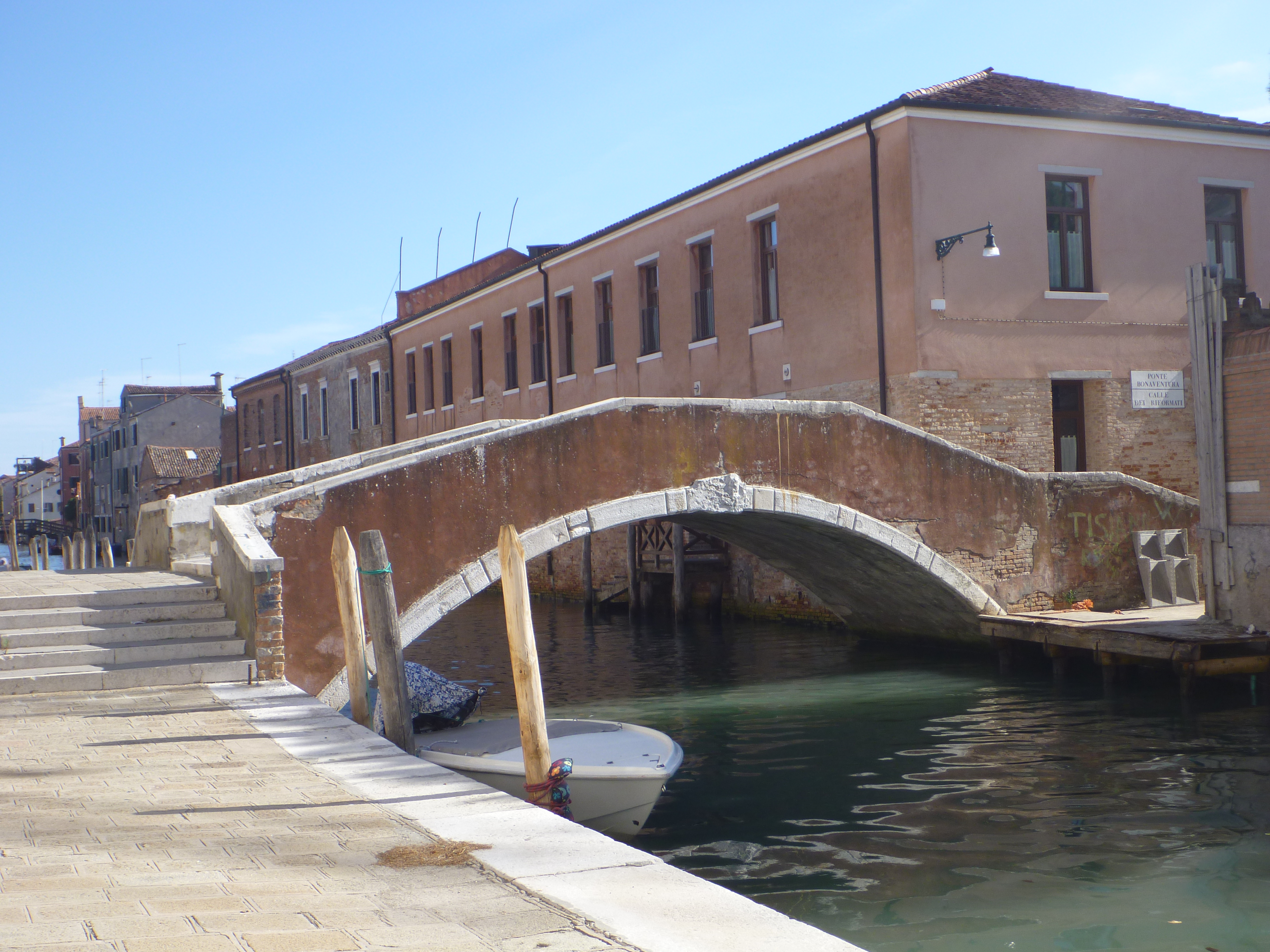
Ponte Sant'Bonaventura Rio de Sant'Alvise
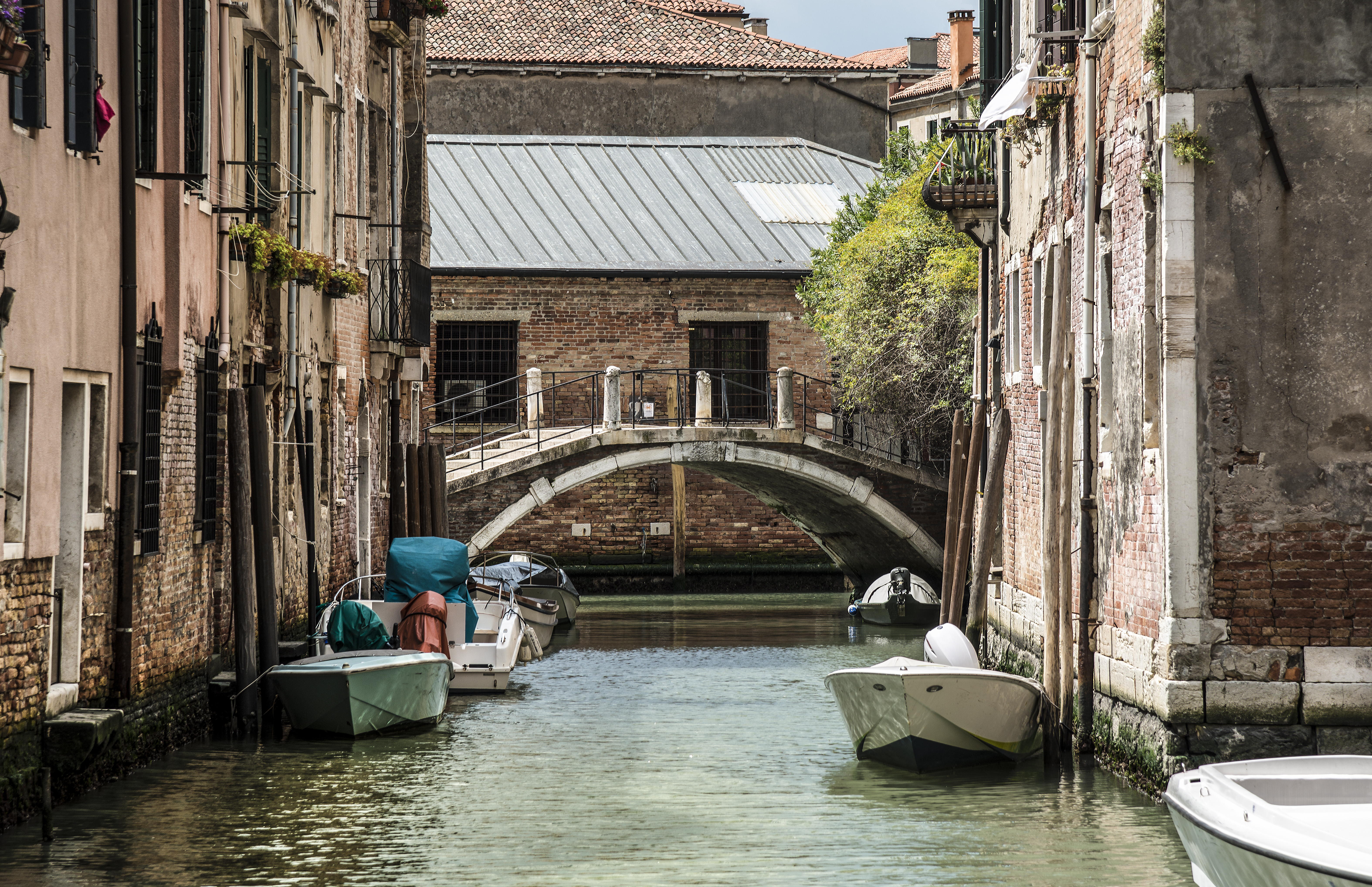
Ponte Brazzo Rio Brazzo
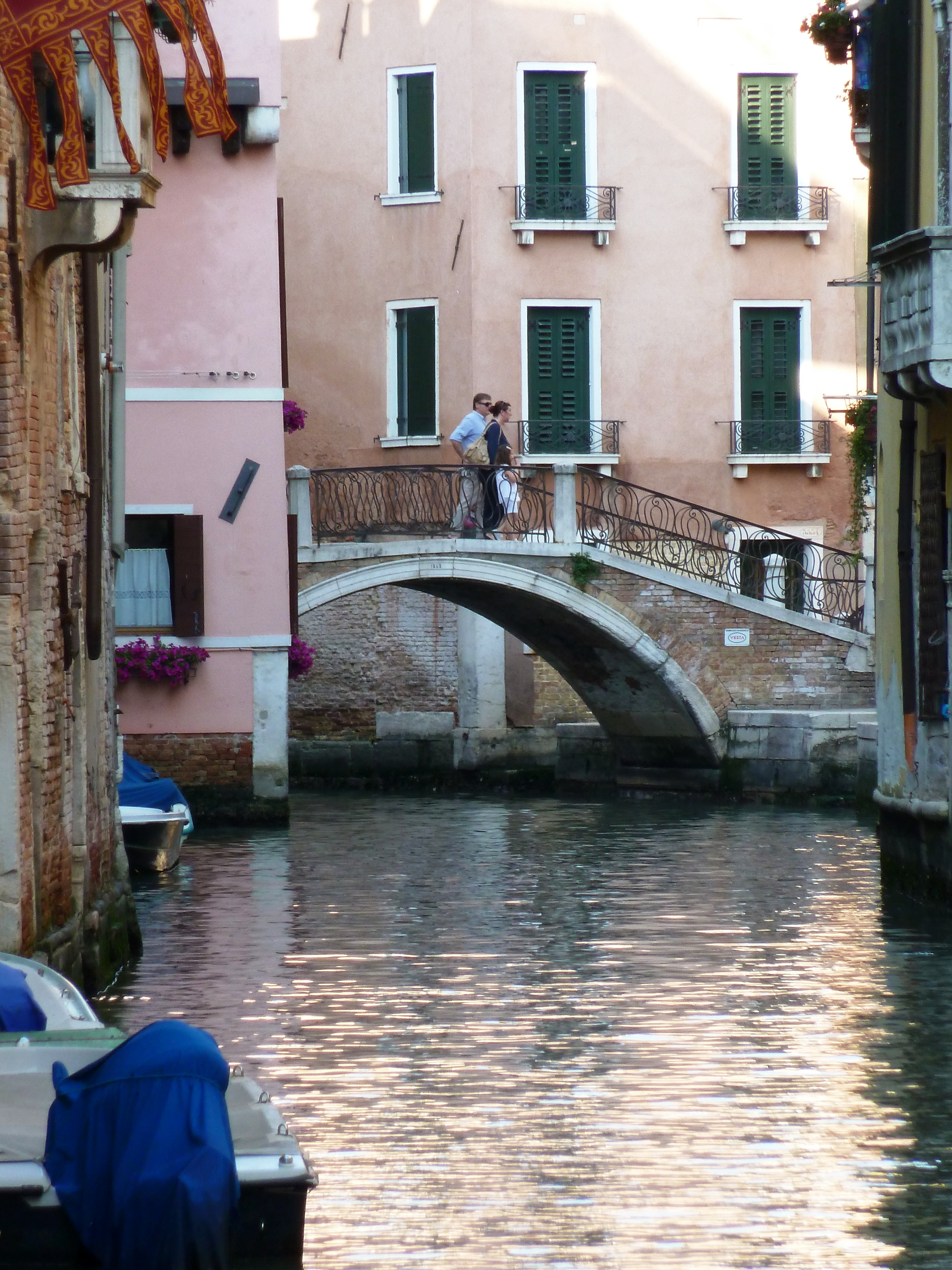
Ponte San Canzian Rio dei Santi Apostoli
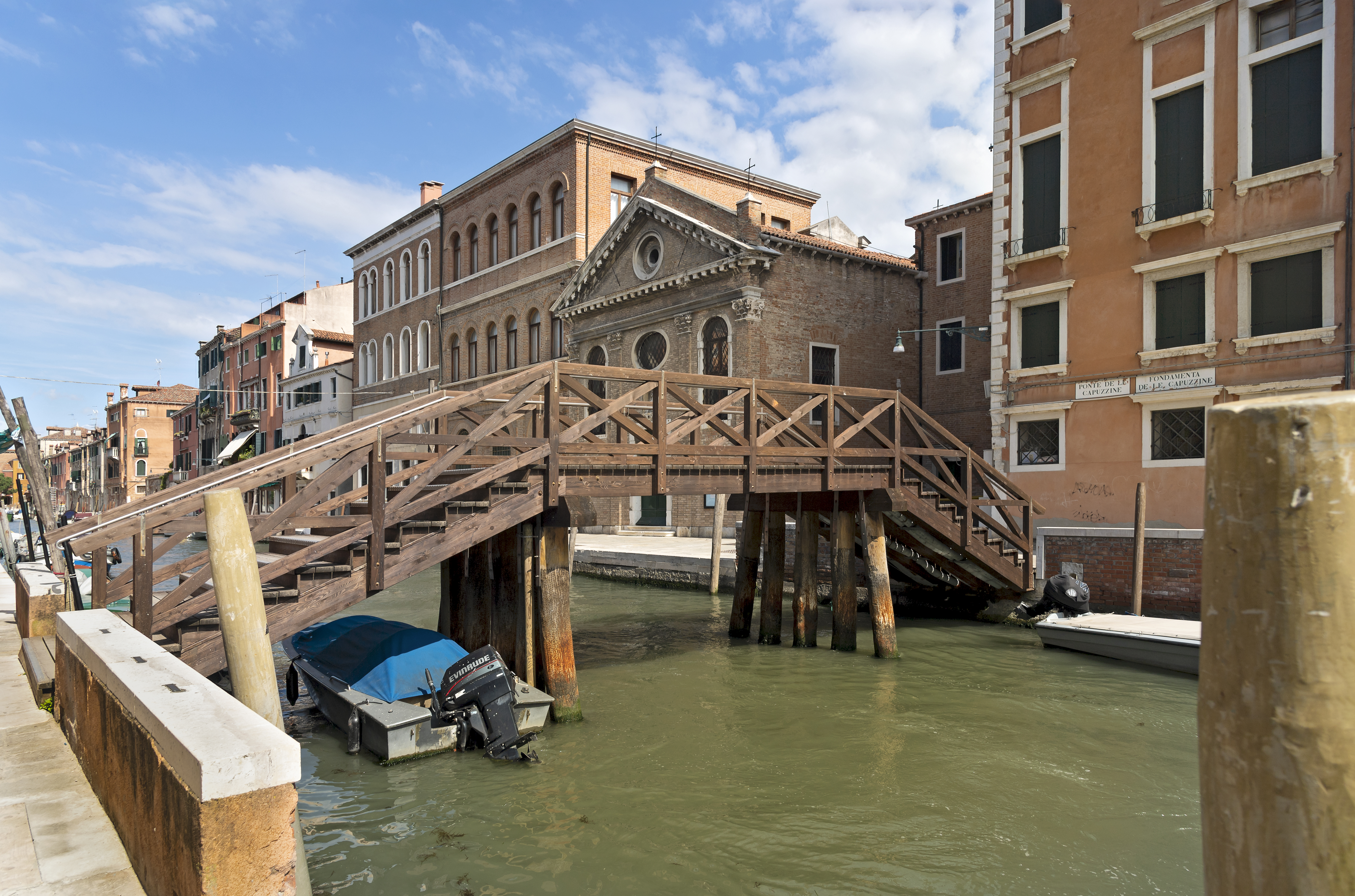
Ponte de le Capuzzine Rio de San Girolamo
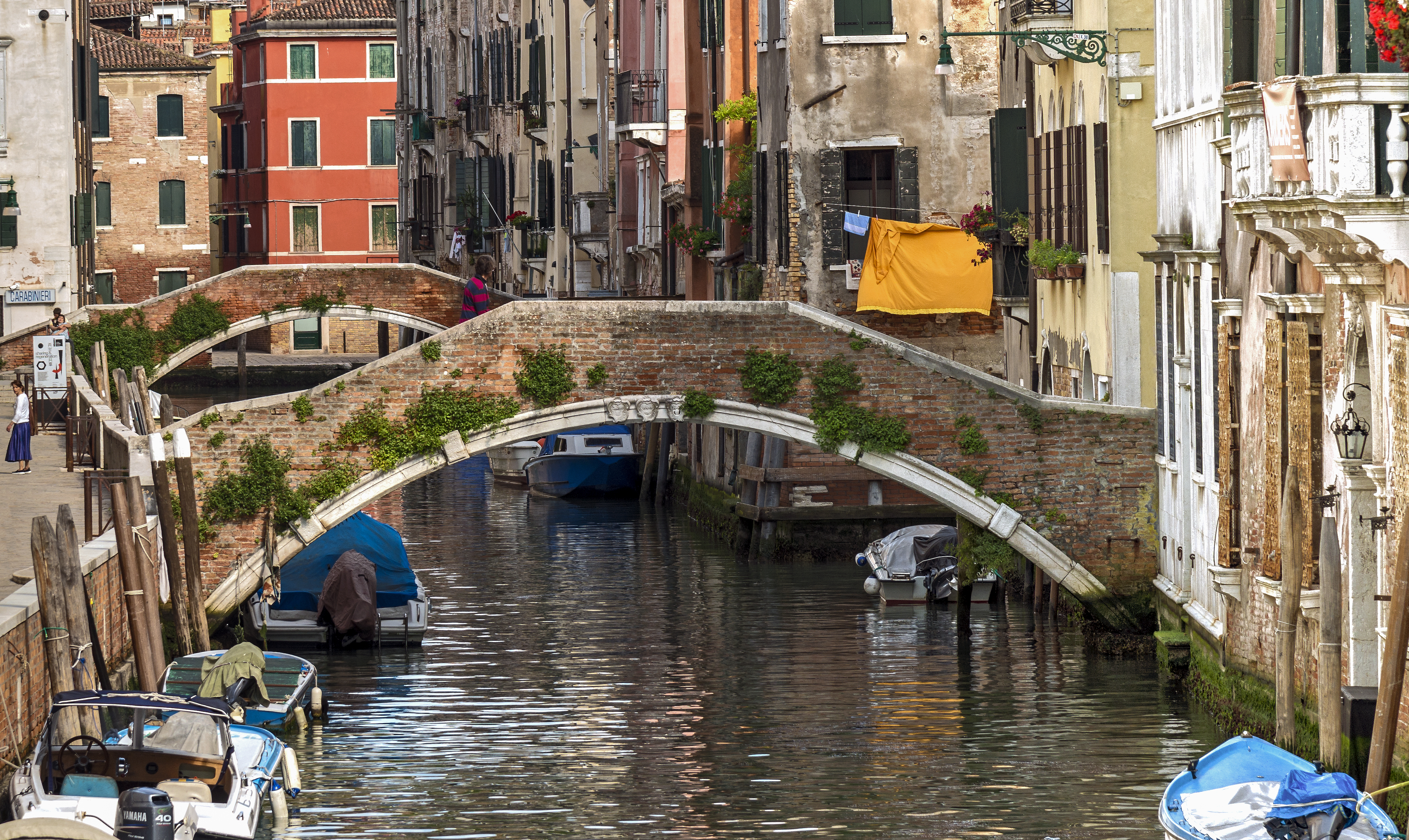
Ponte Santa Caterina/Zanardi Rio de Santa Caterina
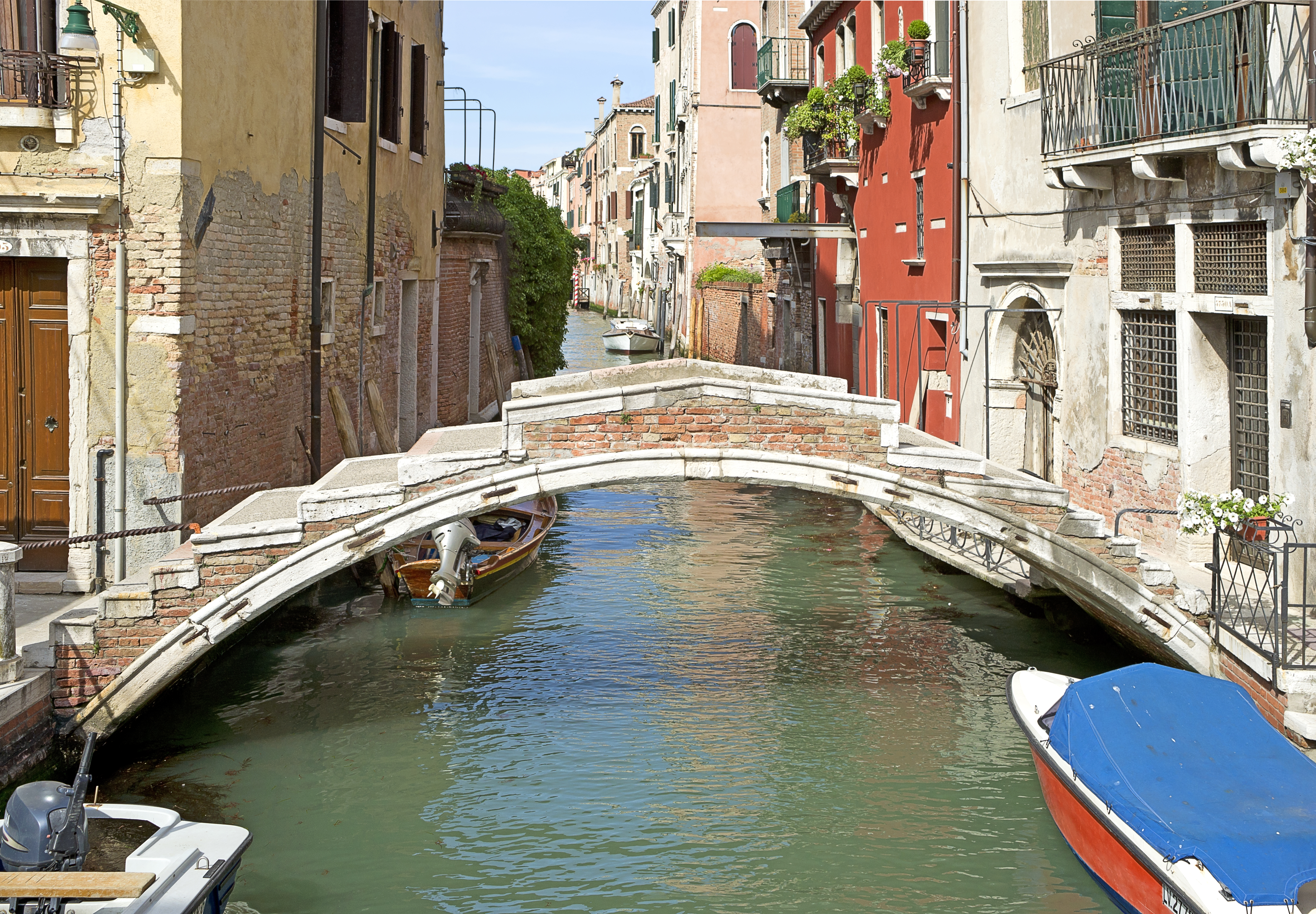
Ponte Chiodo Rio de San Felice
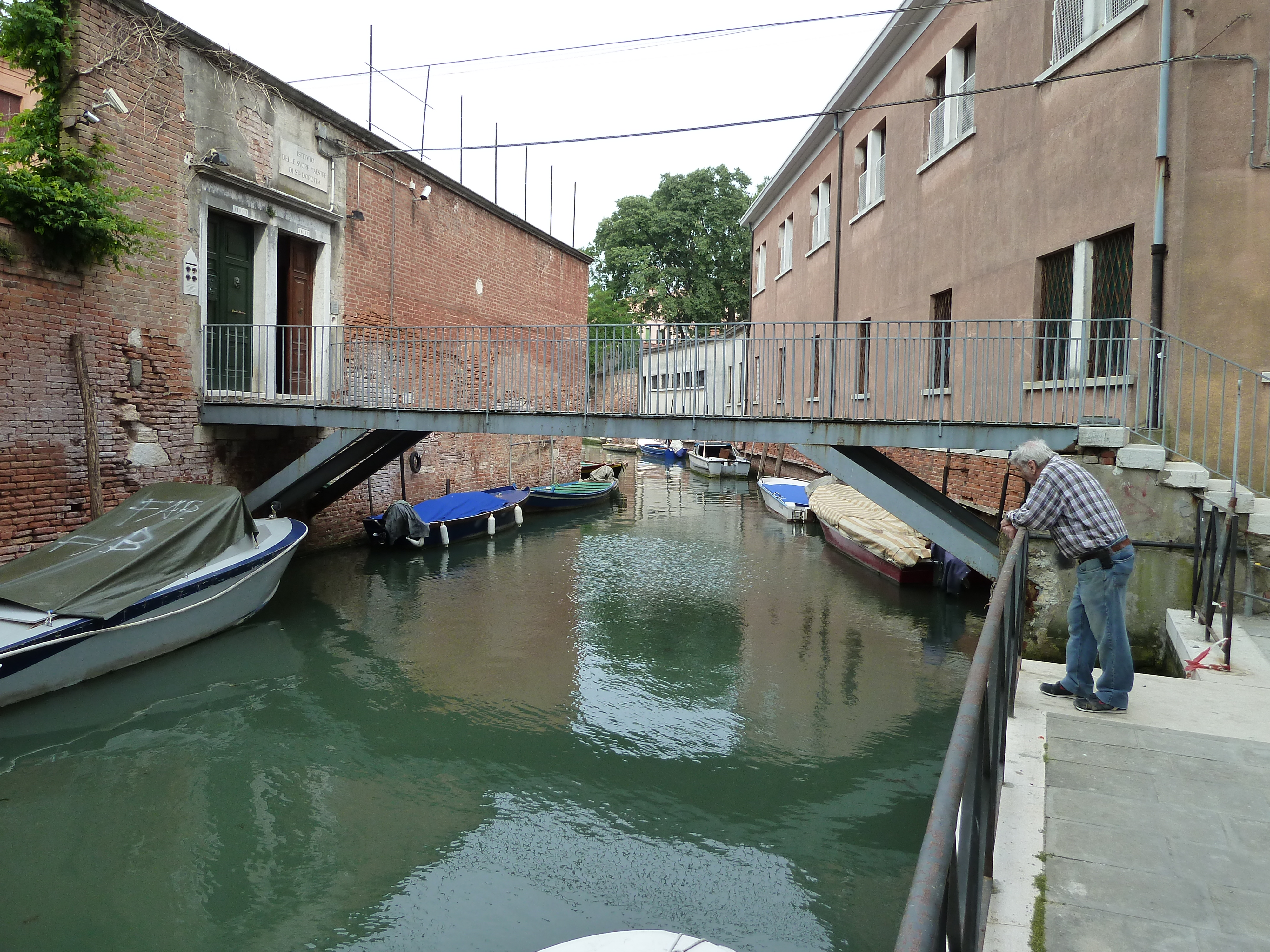
Pod privat, denumit Ponte Chioverete (la nr. 1104/C e D), Rio del Batelo
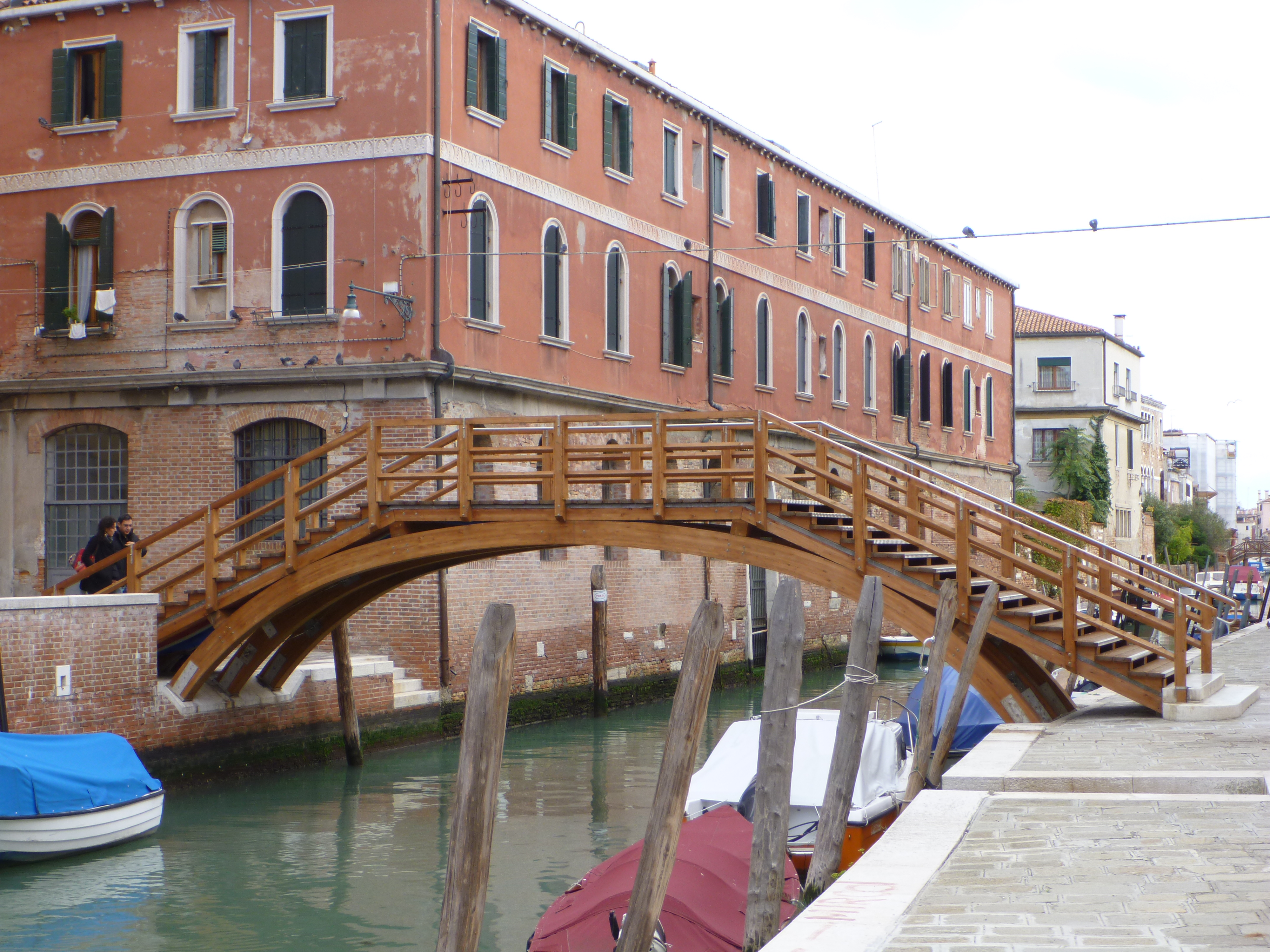
Ponte Contarini Rio de la Sensa
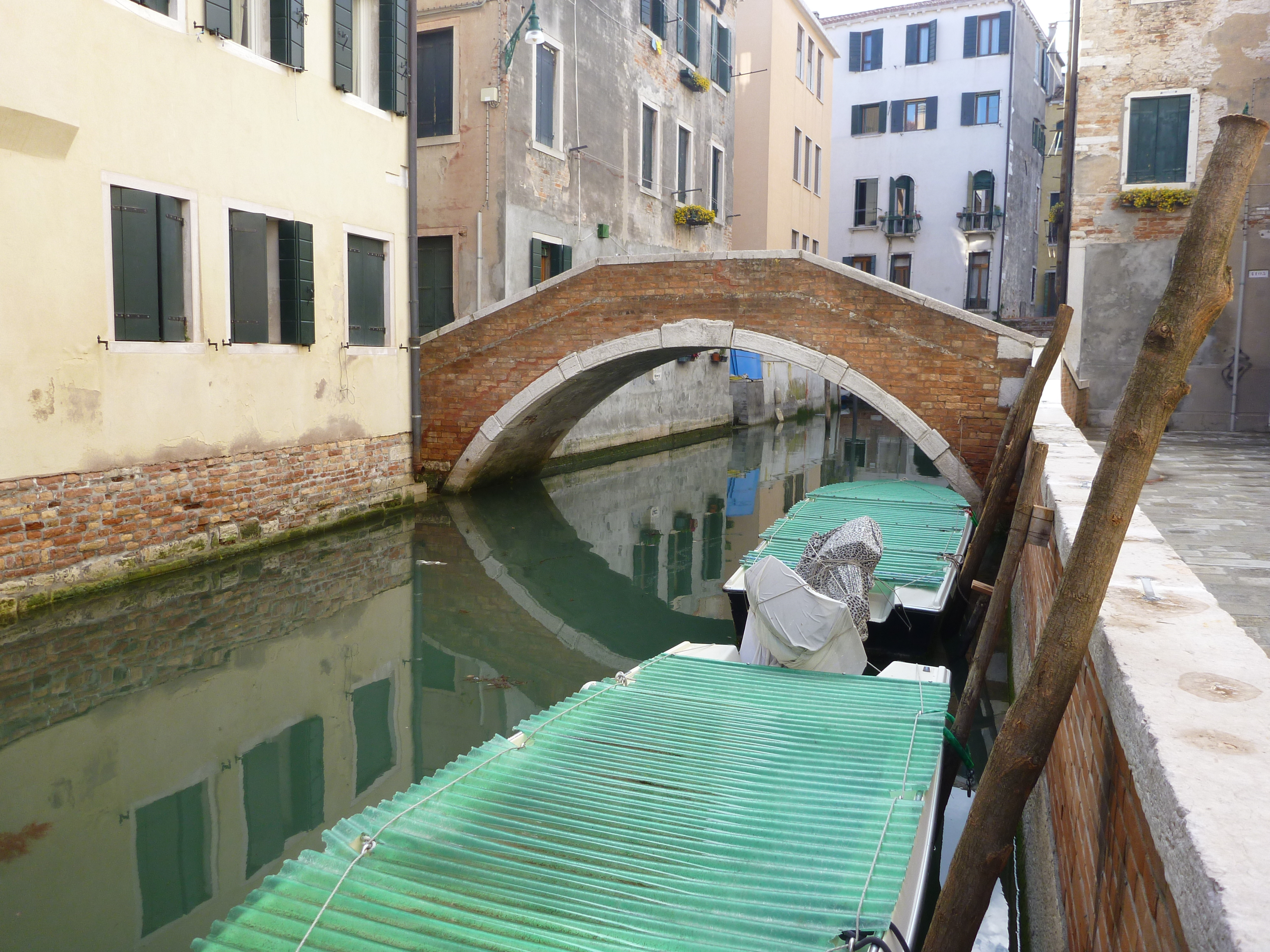
Ponte Corrente Rio de Sant'Andrea (Gozzi-Sartori)
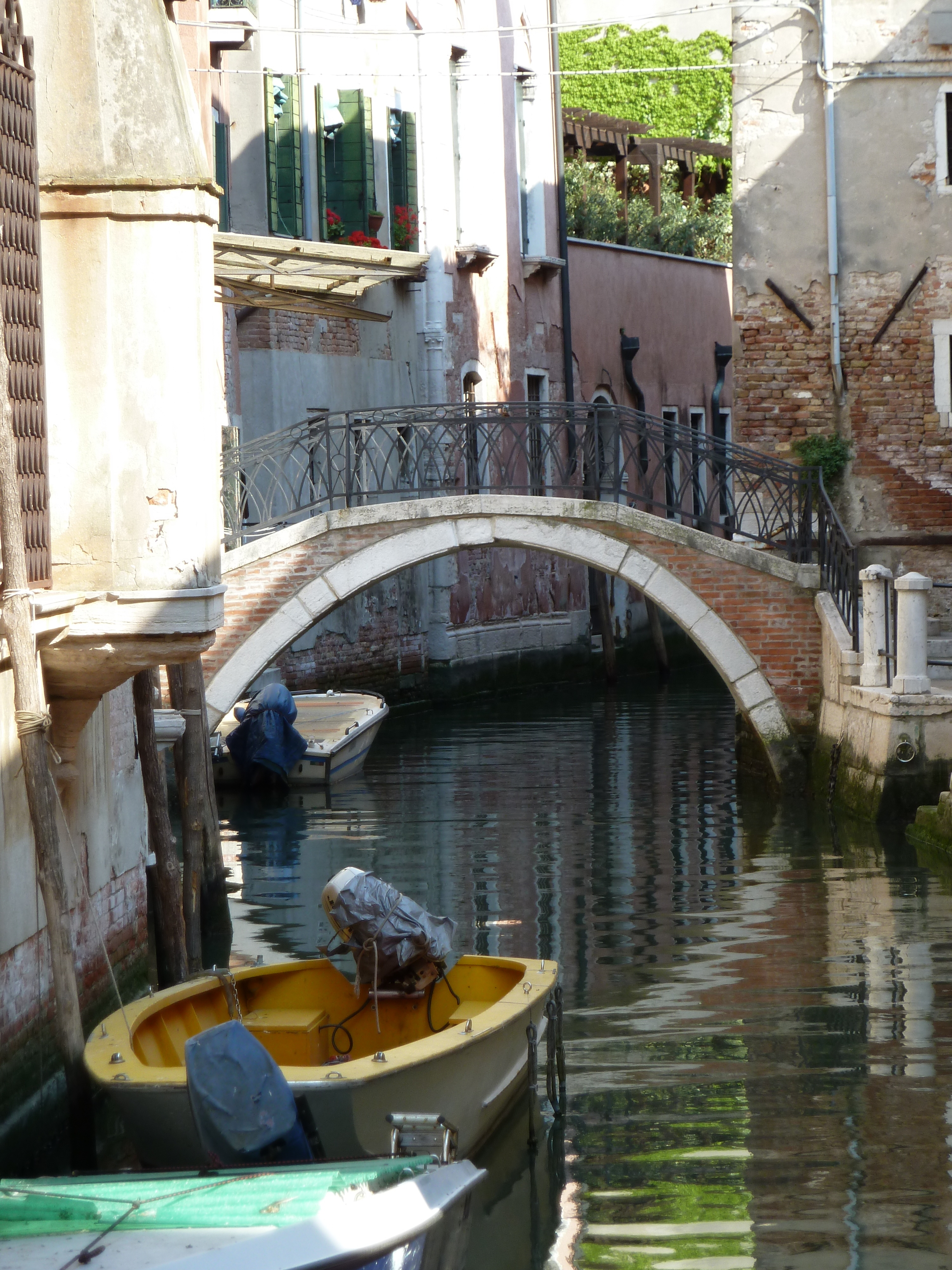
Ponte Correr Rio de la Madalena
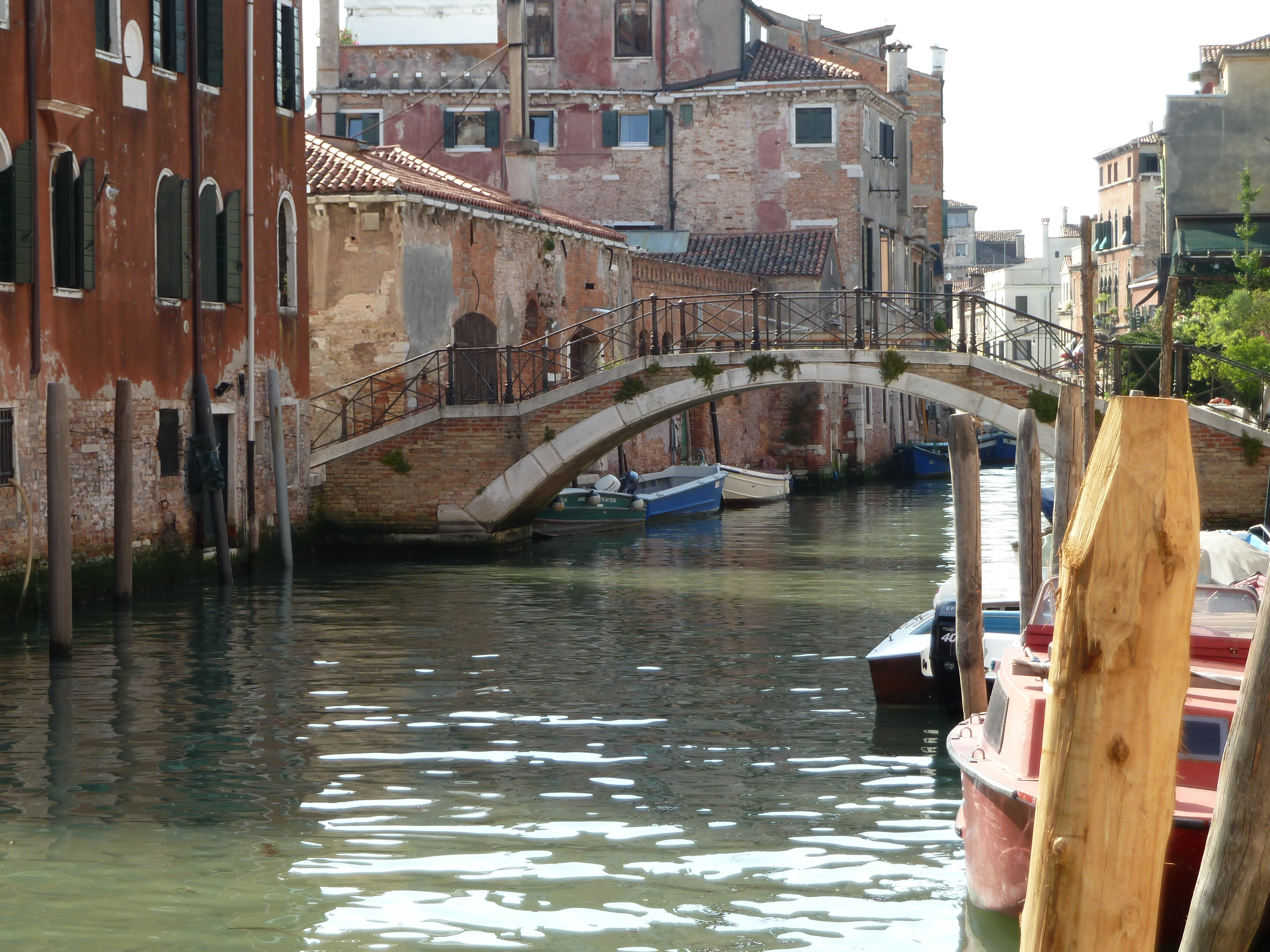
Ponte Corte Vecia Rio de la Sensa
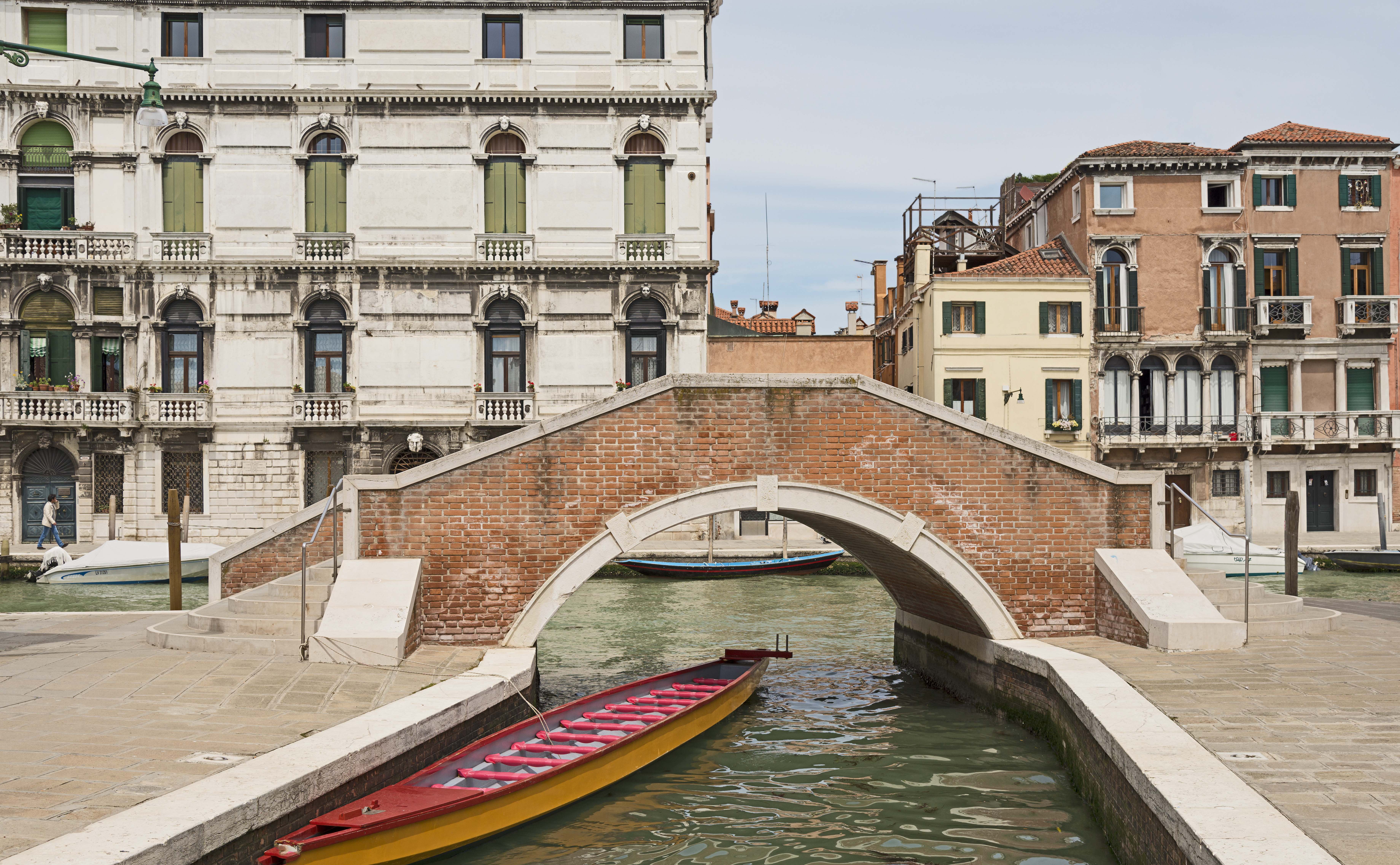
Ponte de la Crea/Ospisio da Ponte Rio de la Crea
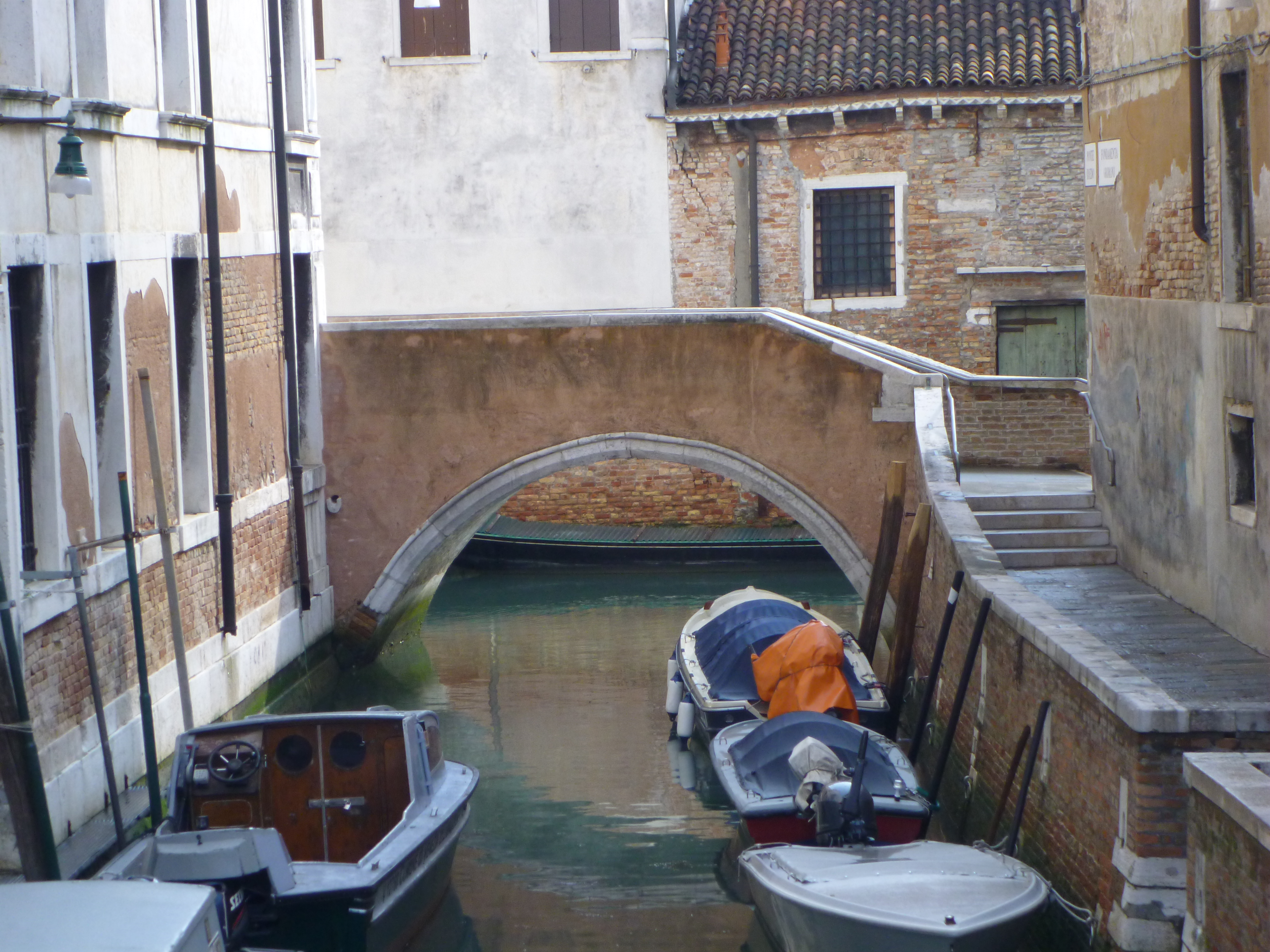
Ponte Diedo Rio del Trapolin şi în paralel pe rio dei Servi
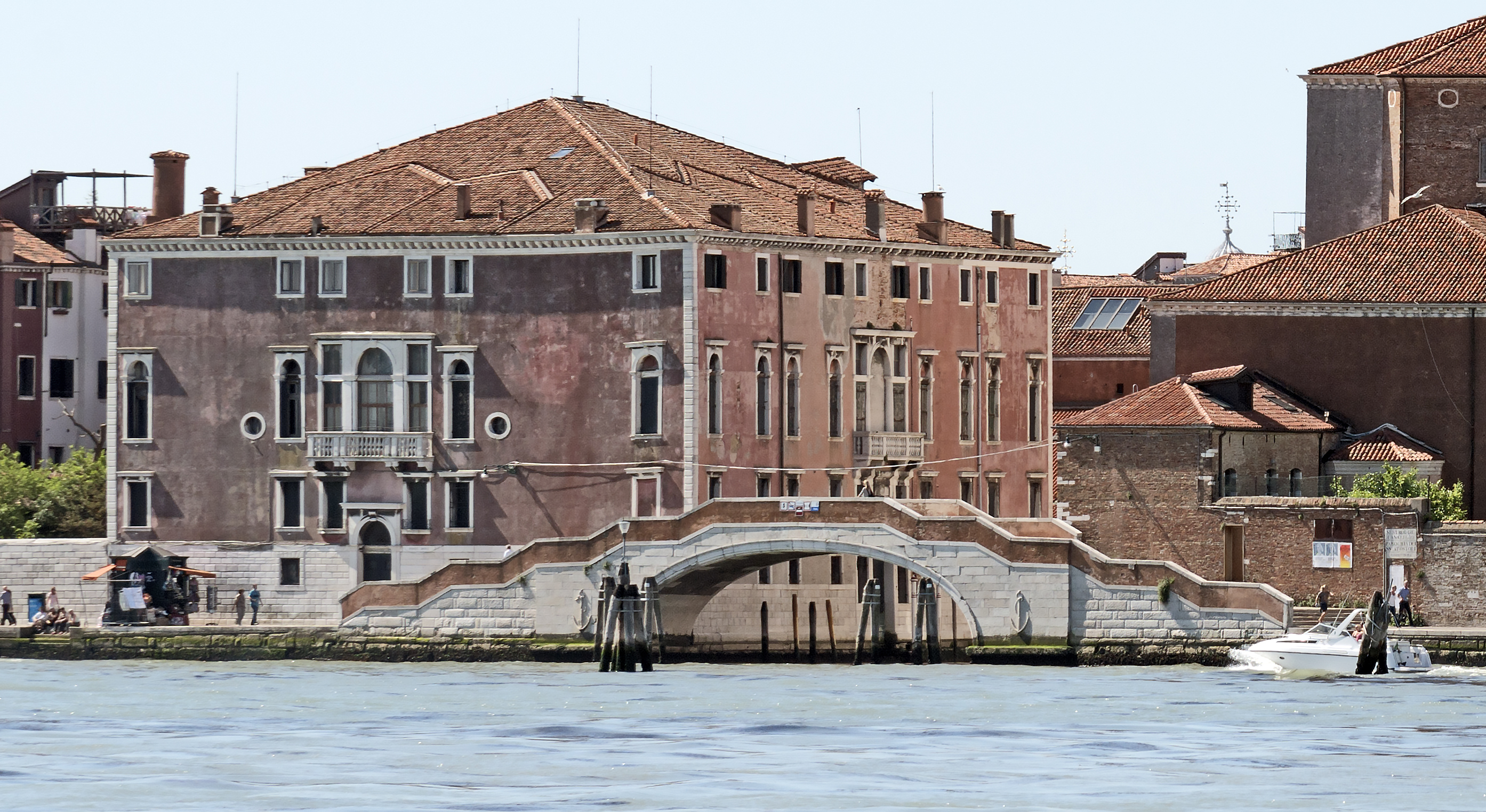
Ponte Donà Rio dei Gesuiti
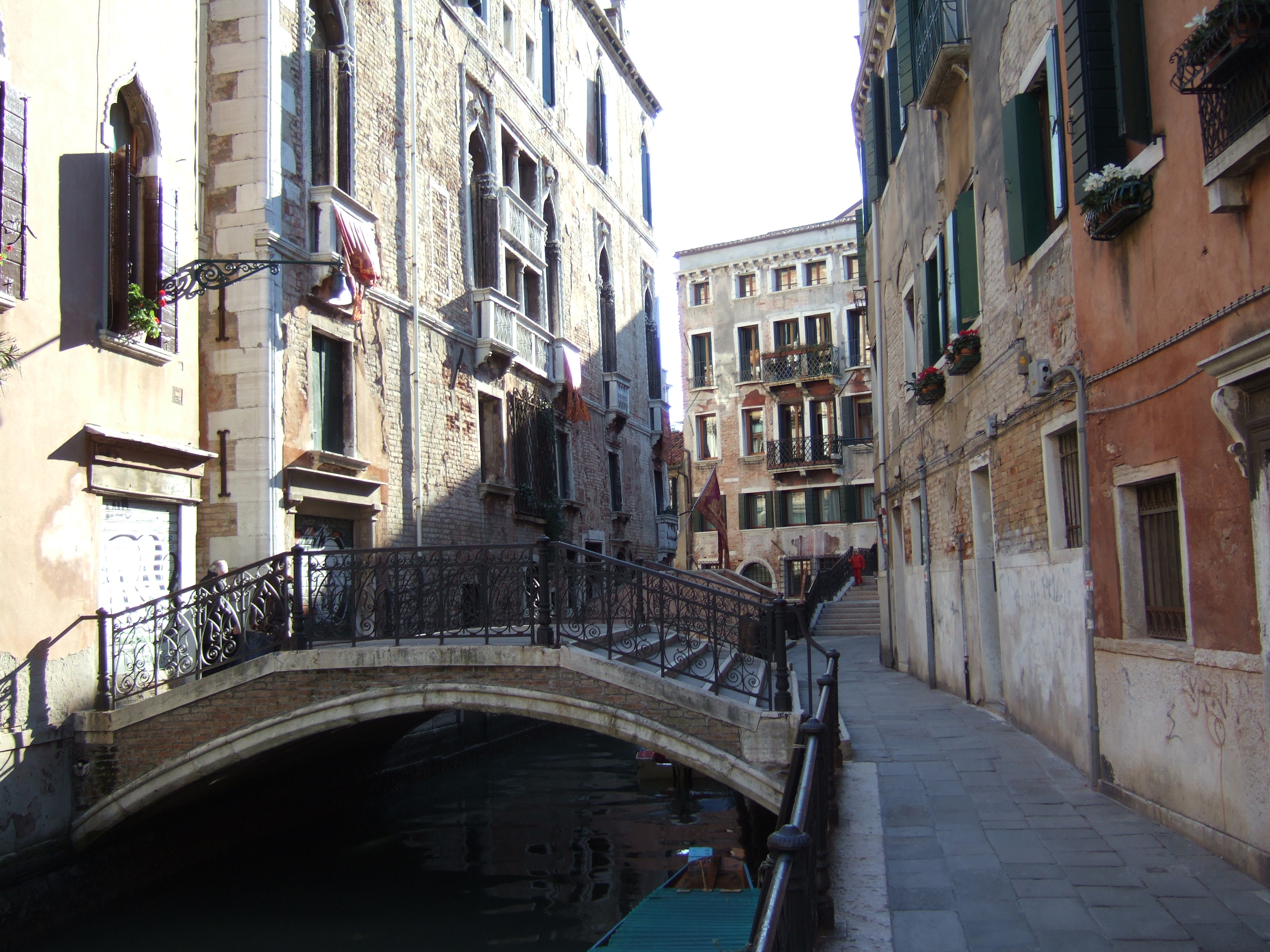
Ponte de le Erbe Rio de la Panada
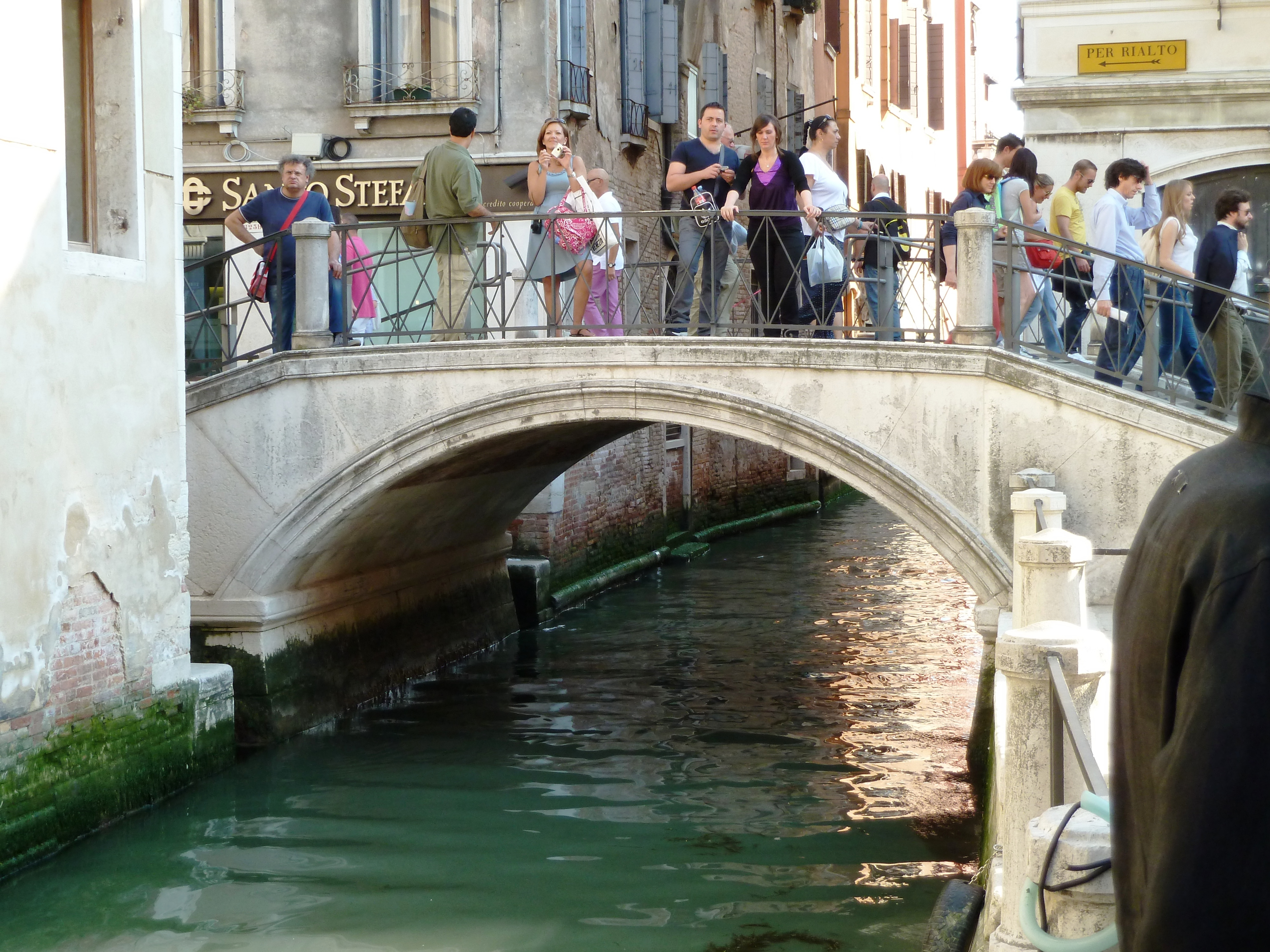
Ponte San Felice Rio de San Felice
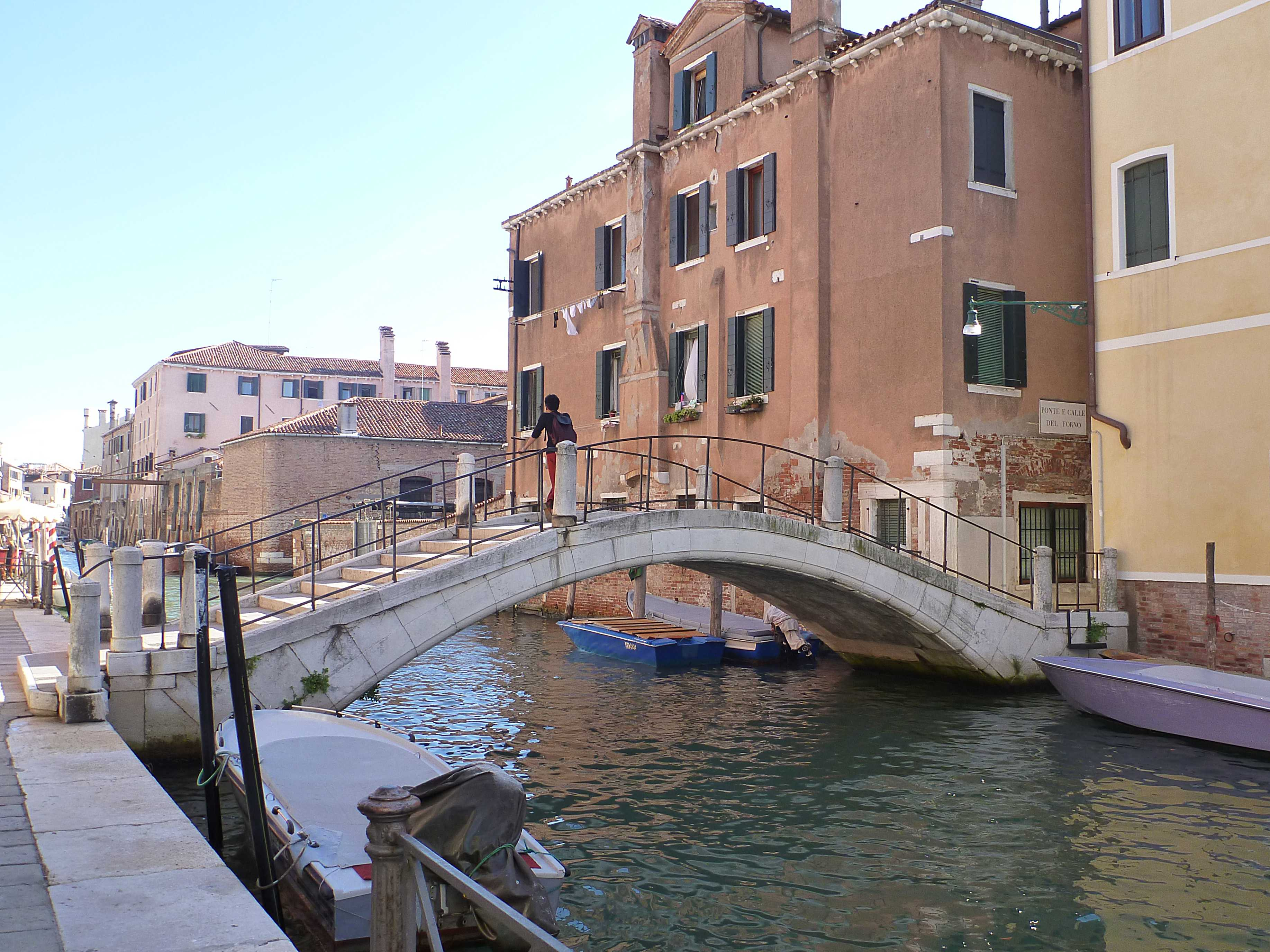
Ponte del Forno Rio de la Sensa
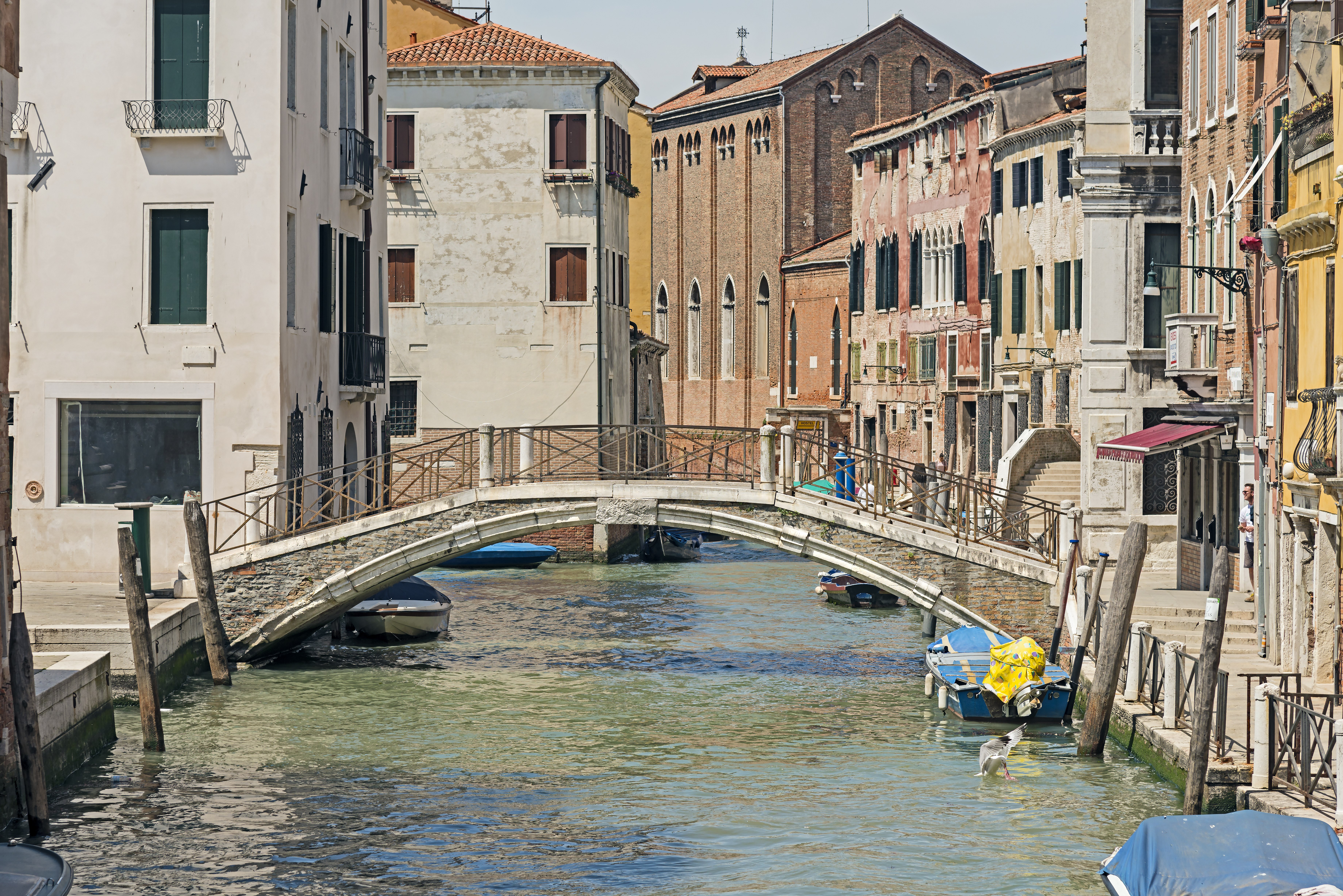
Ponte Santa Fosca Rio de Santa Fosca
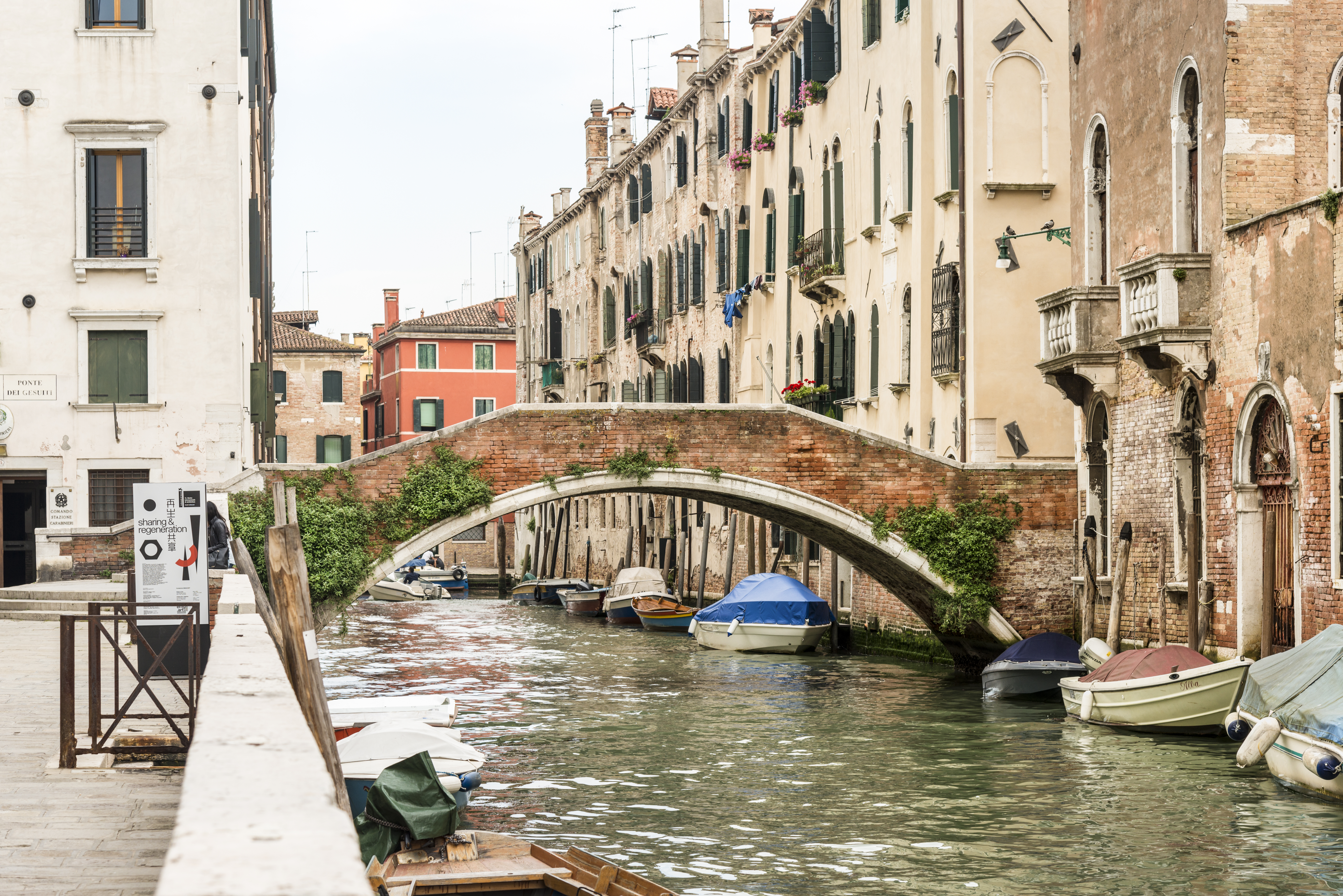
Ponte dei Gesuiti Rio de Santa Caterina
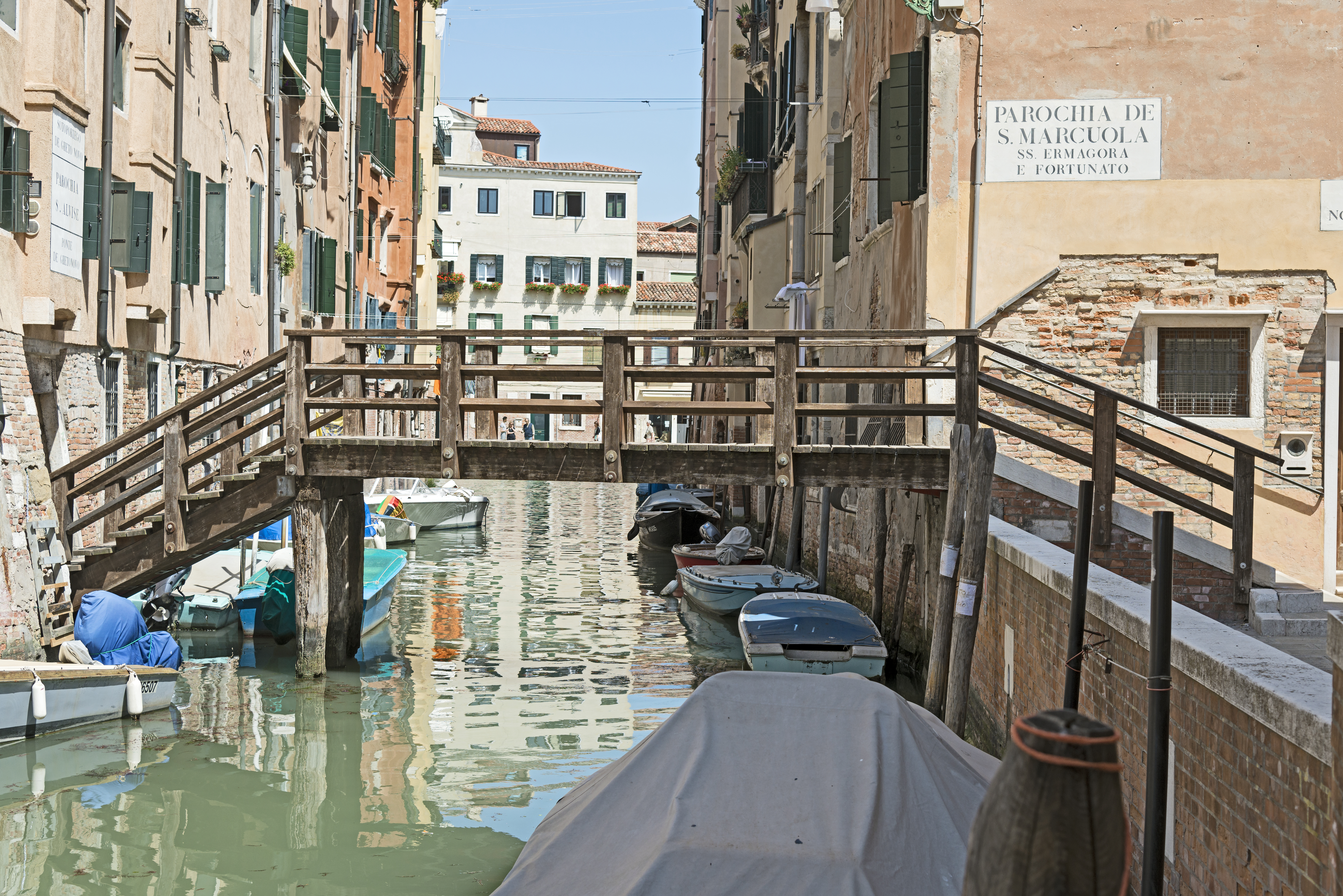
Ponte del Gheto Novissimo Rio del Gheto
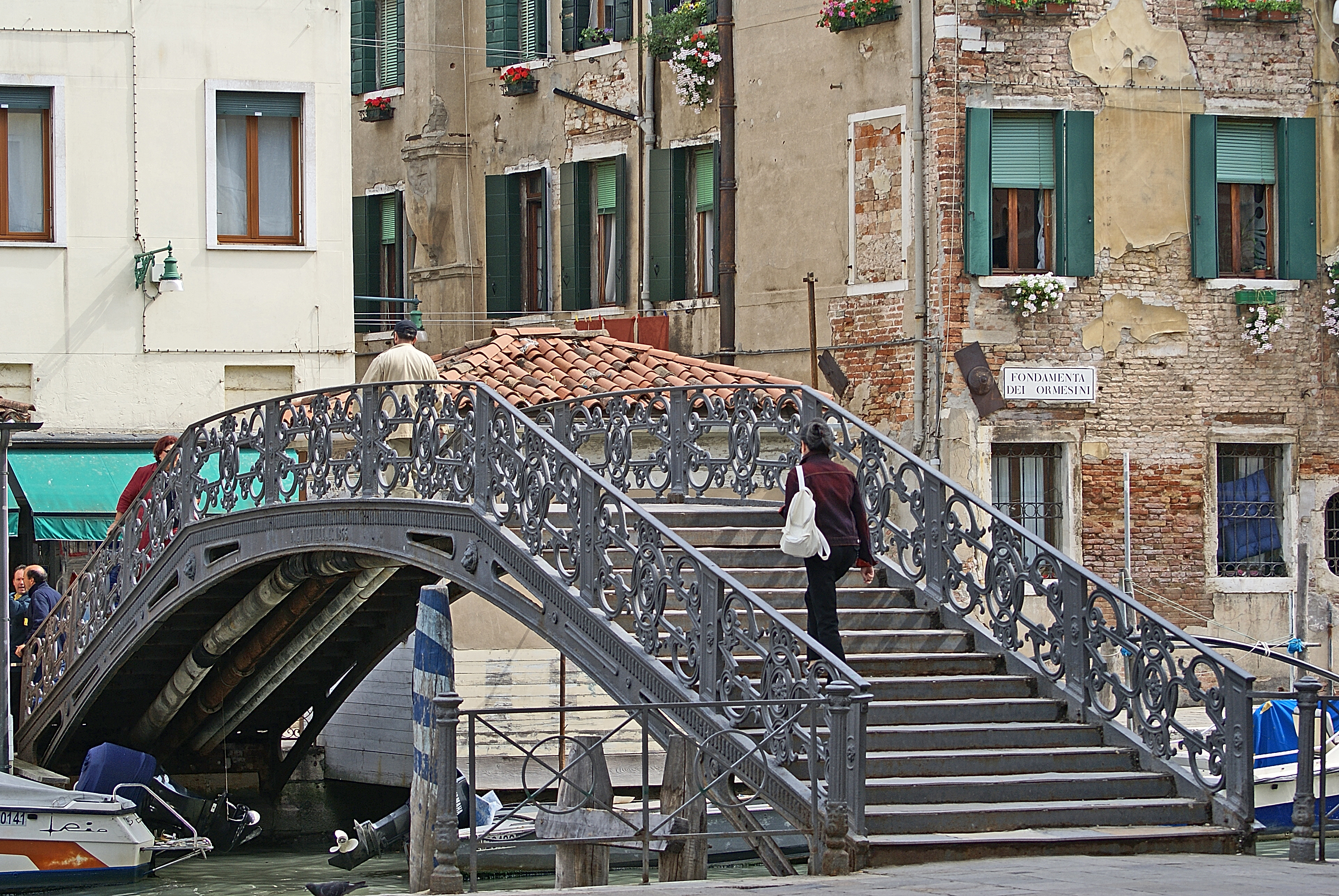
Ponte de Gheto Novo Rio de San Girolamo şi rio dei Ormesini
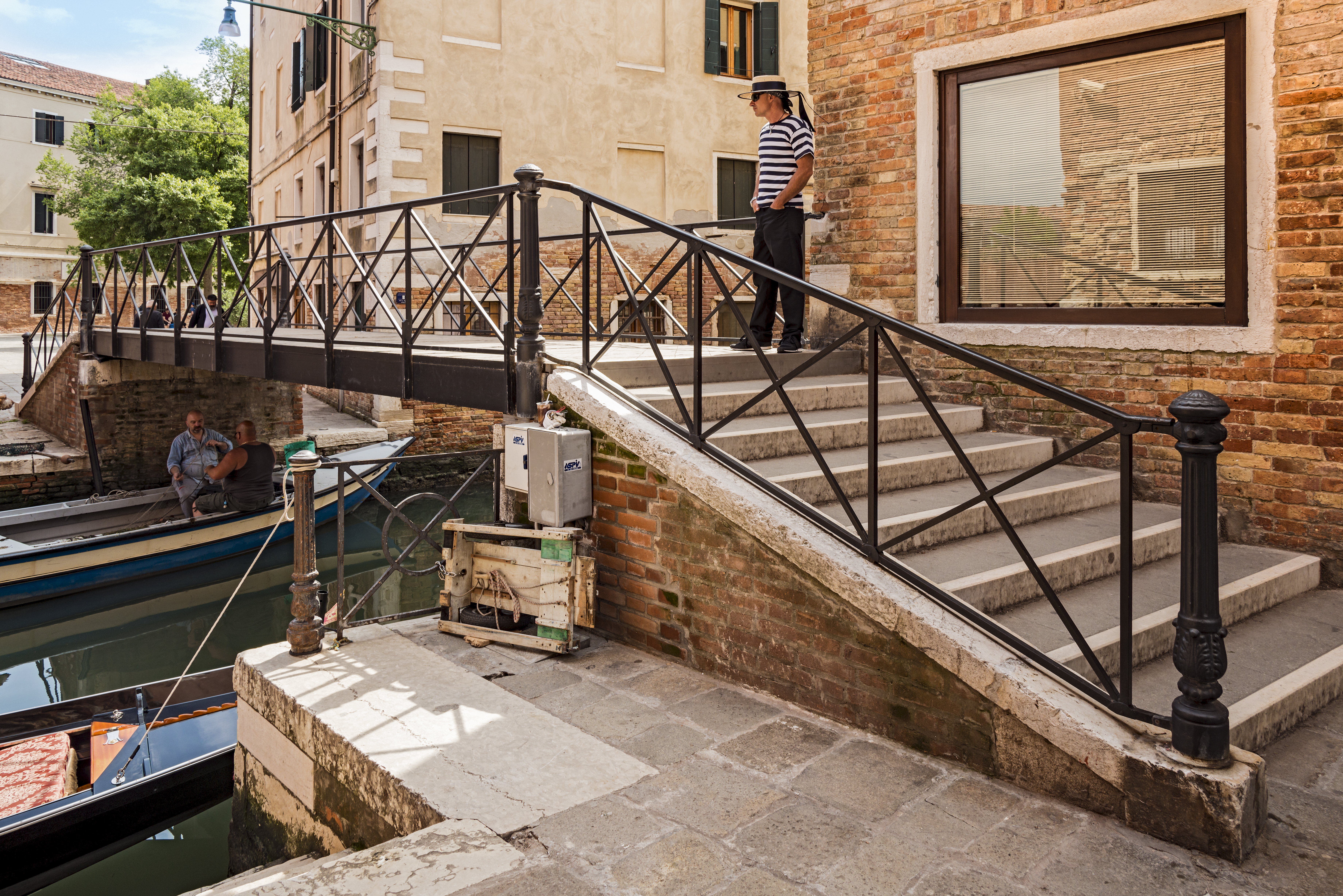
Ponte del Gheto Vechio Rio del Gheto
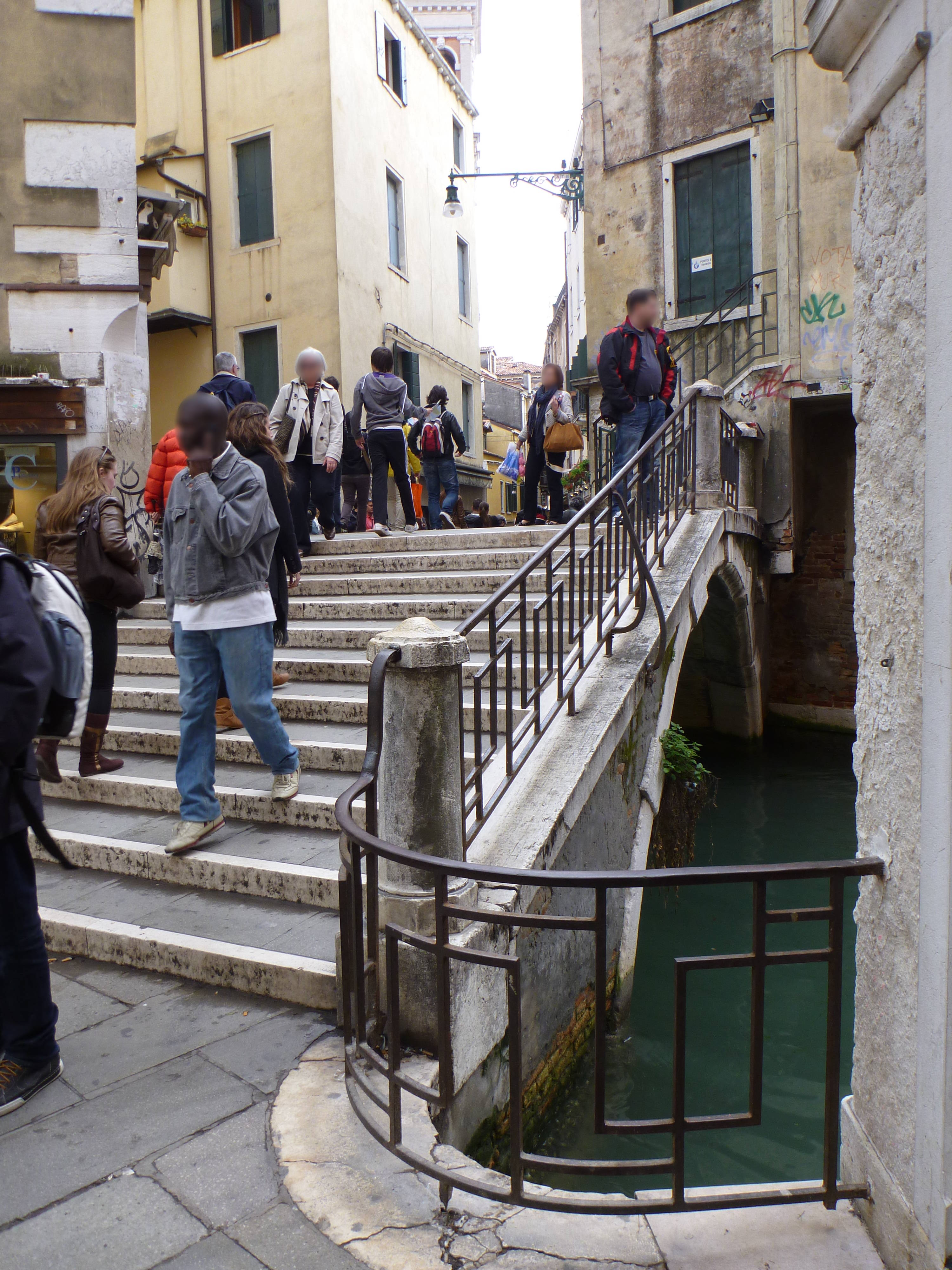
Ponte San Giovanni Grisostomo Rio de San Giovanni Crisostomo
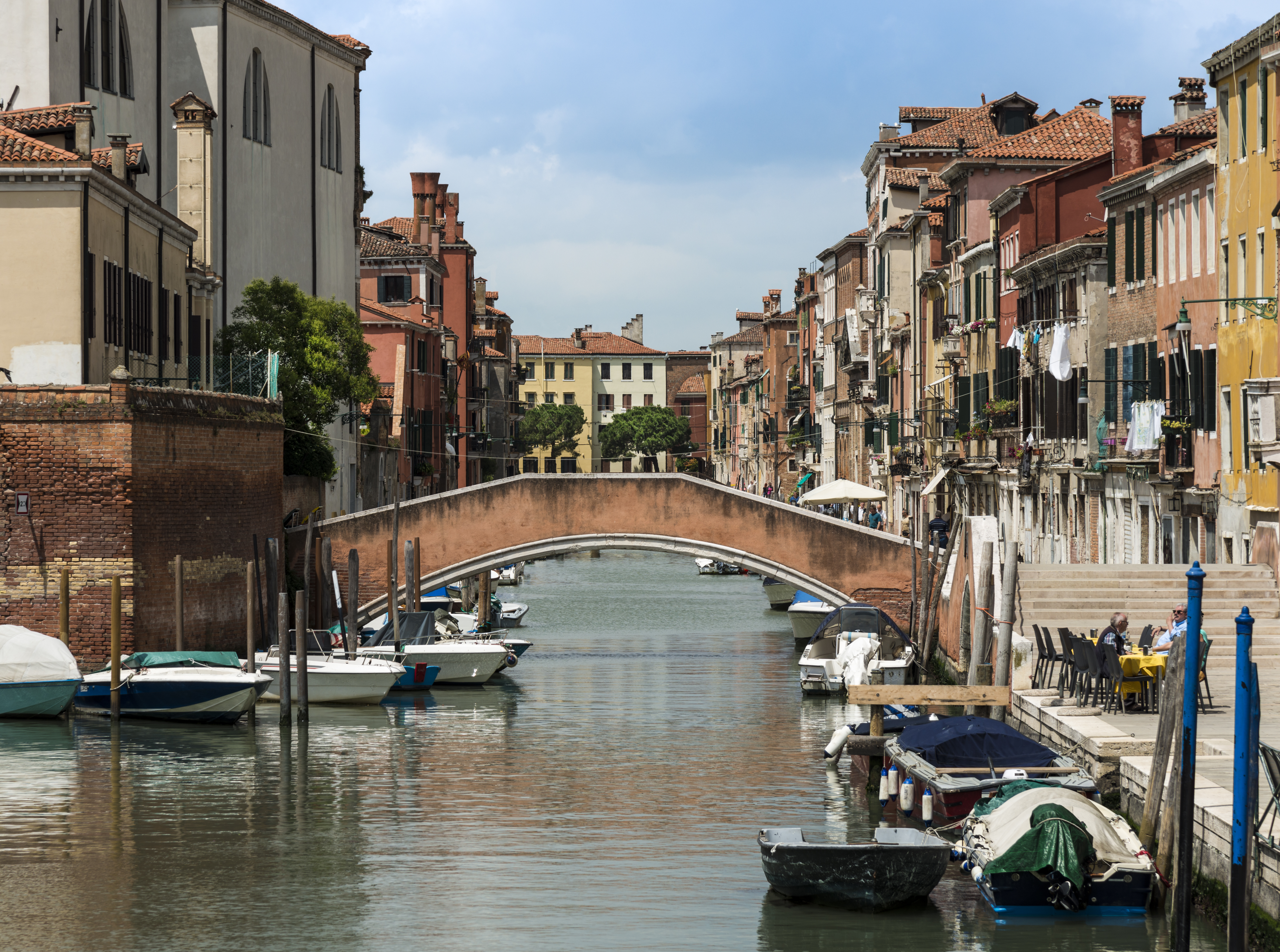
Ponte San Girolamo Rio de San Girolamo
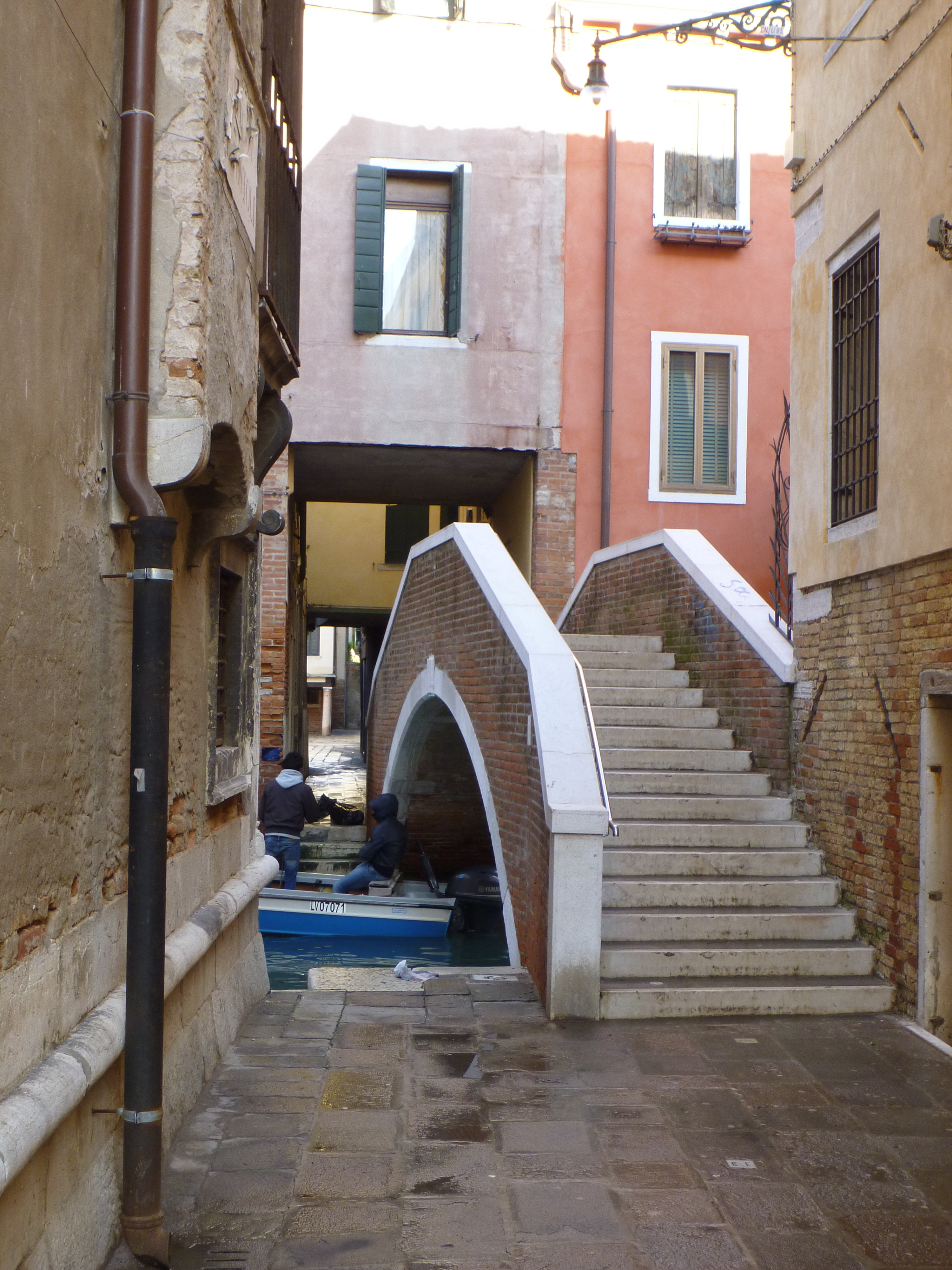
Ponte Giustinian Rio dei Santi Apostoli
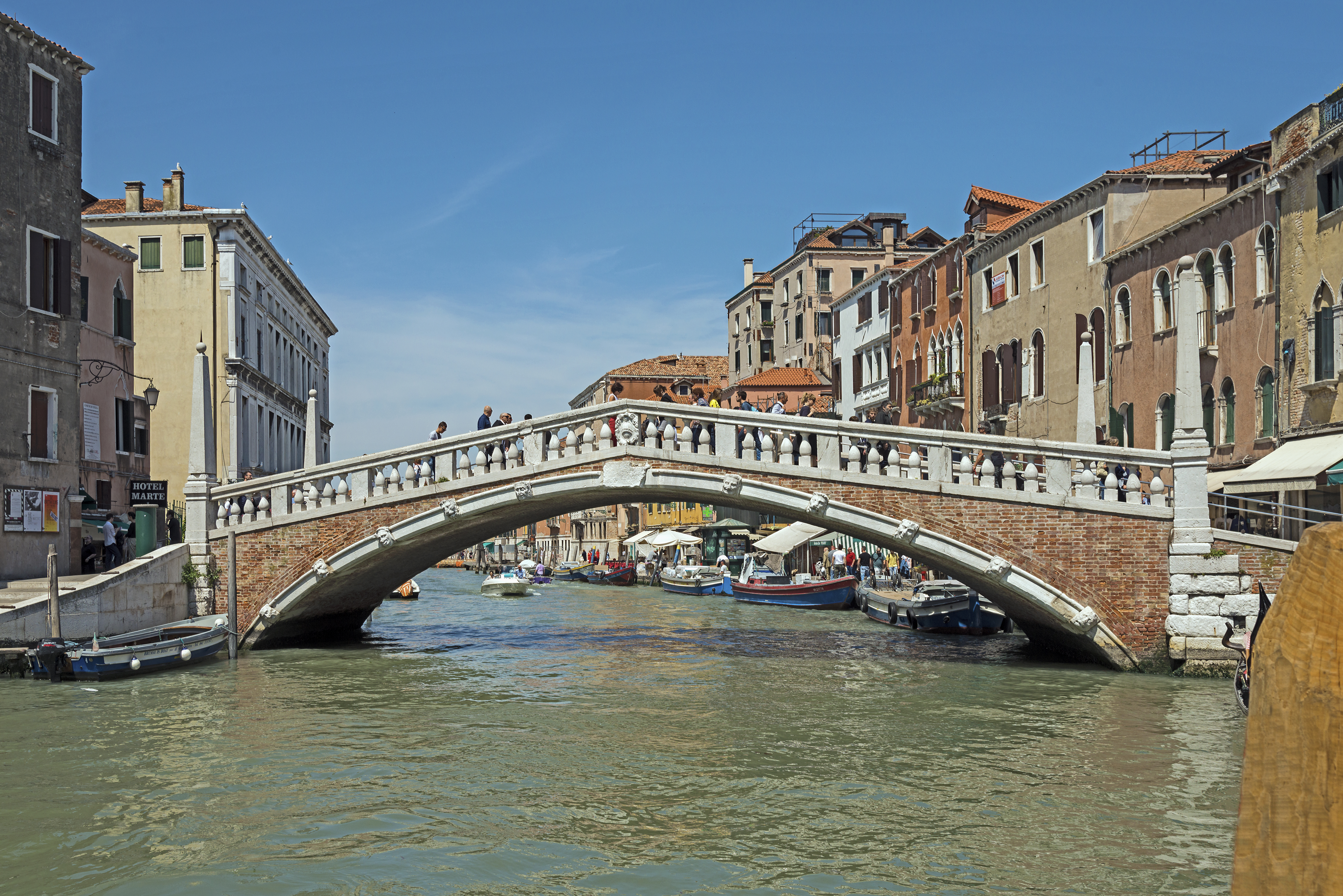
Ponte delle Guglie Canal de Cannaregio
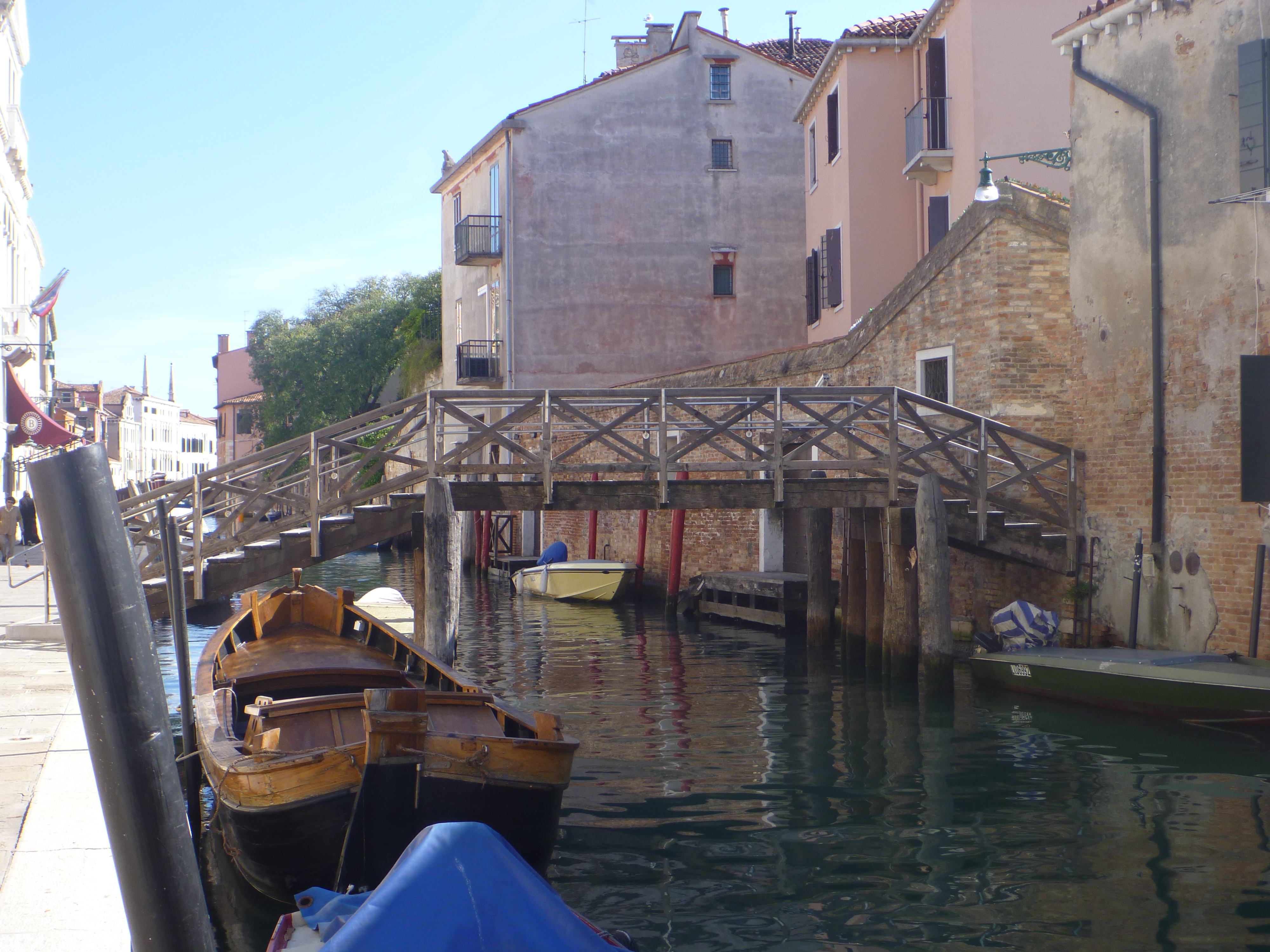
Ponte Loredan alla Madonna dell'Orto Rio de la Madona de l'Orto
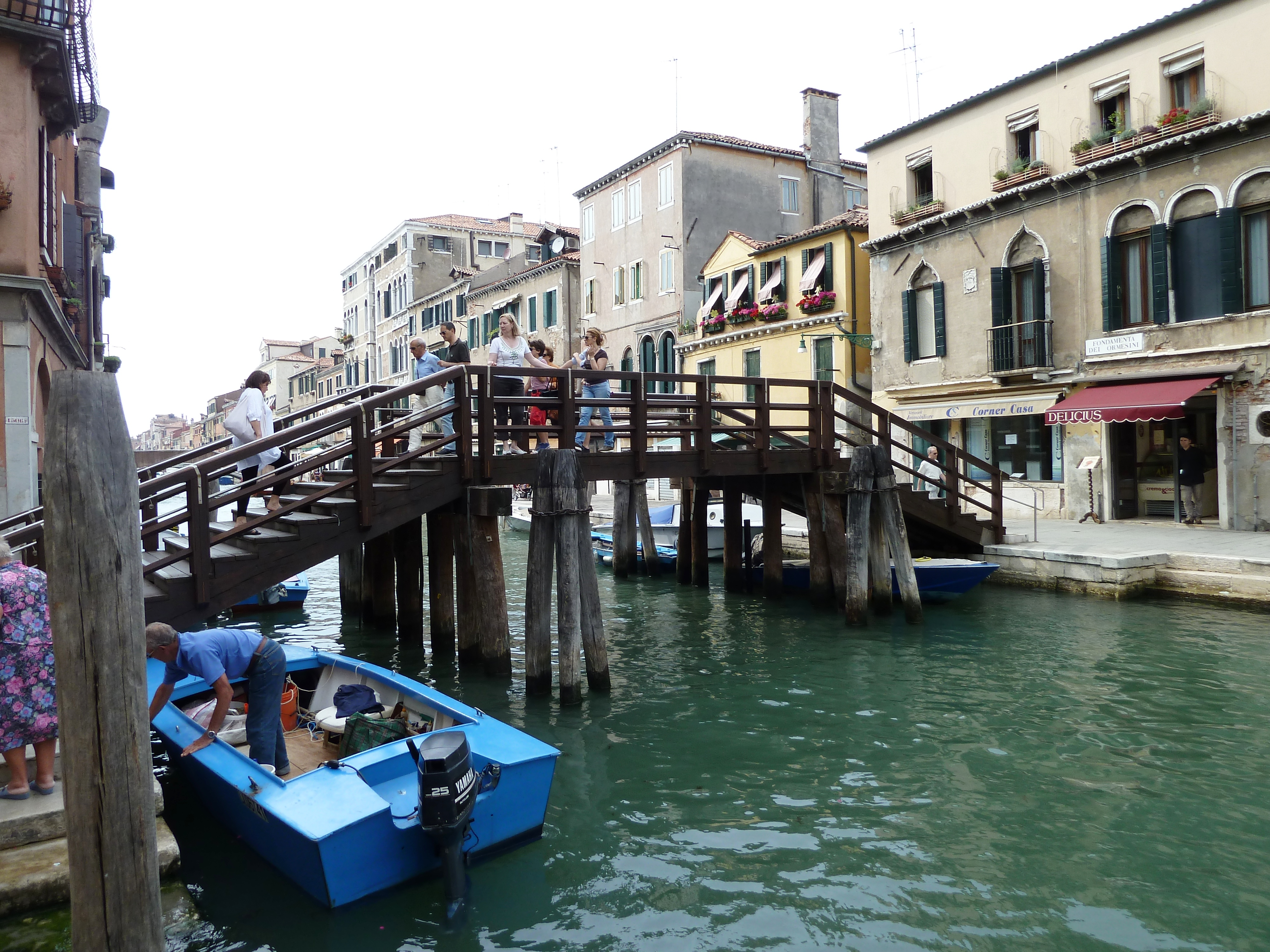
Ponte Loredan agli Ormesini Rio de San Girolamo
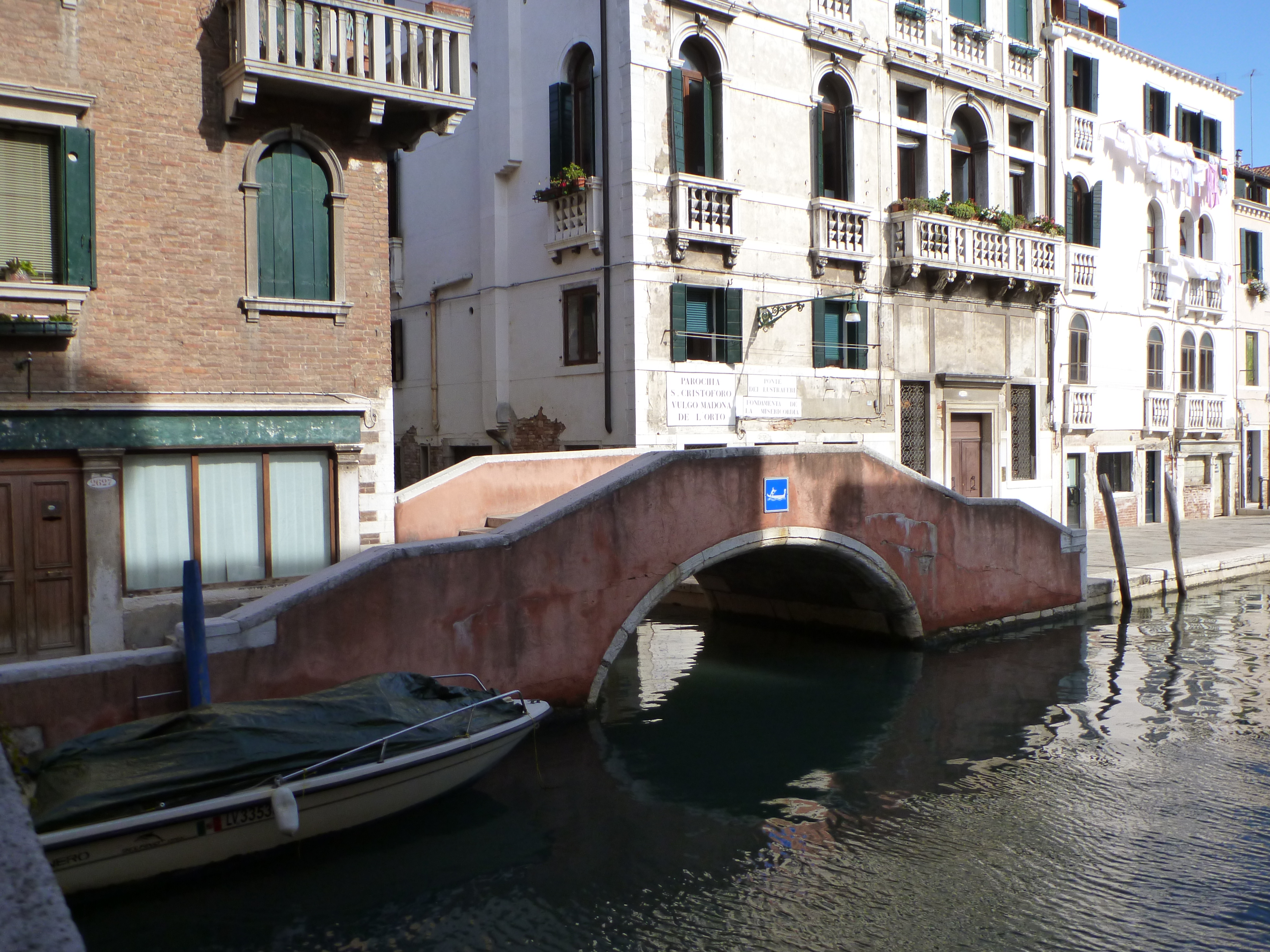
Ponte dei Lustraferi Rio dei Lustraferri
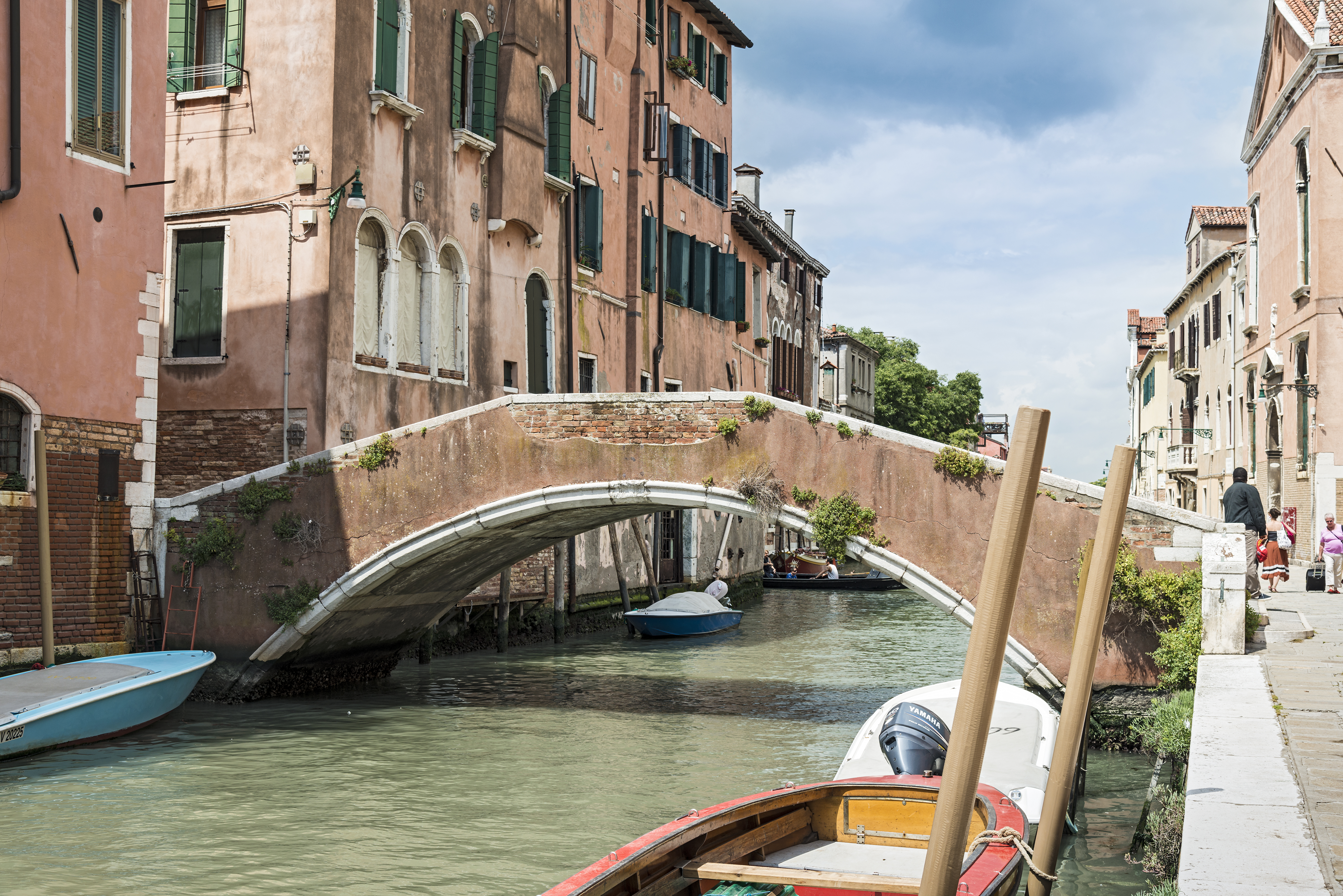
Ponte Madonna dell'Orto Rio de la Madona de l'Orto
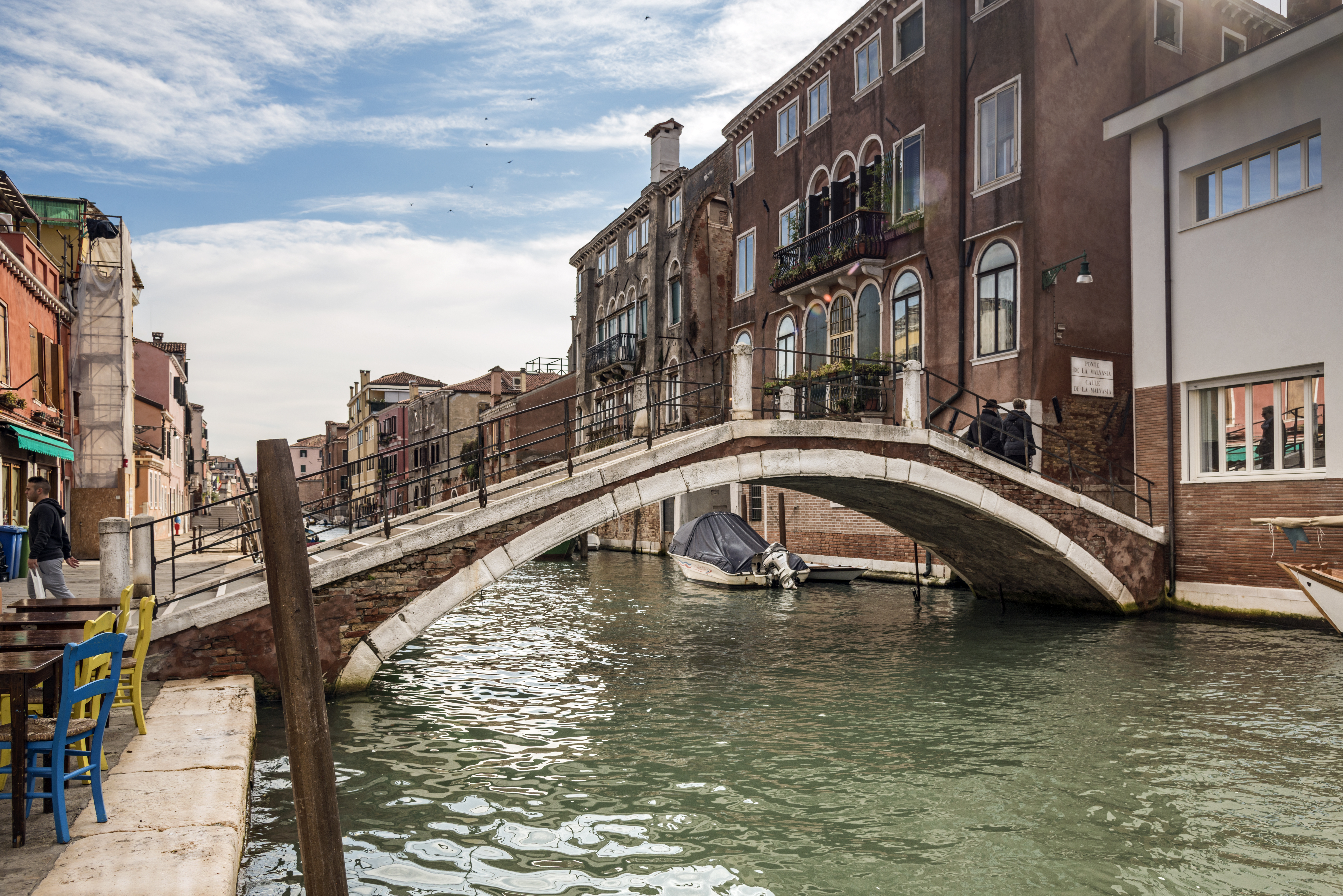
Ponte de la Malvasia Rio de la Sensa
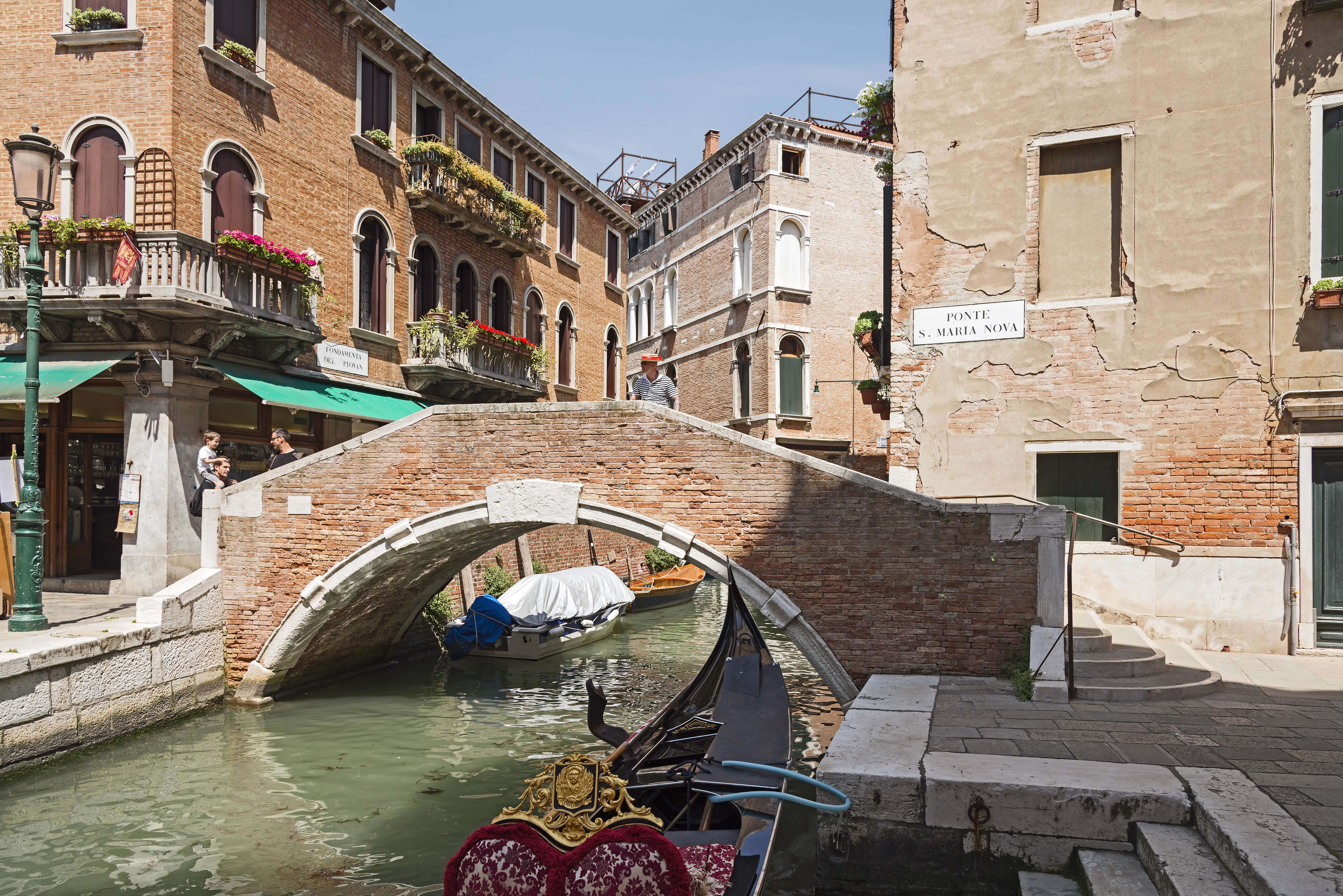
Ponte Santa Maria Nova Rio dei Miracoli
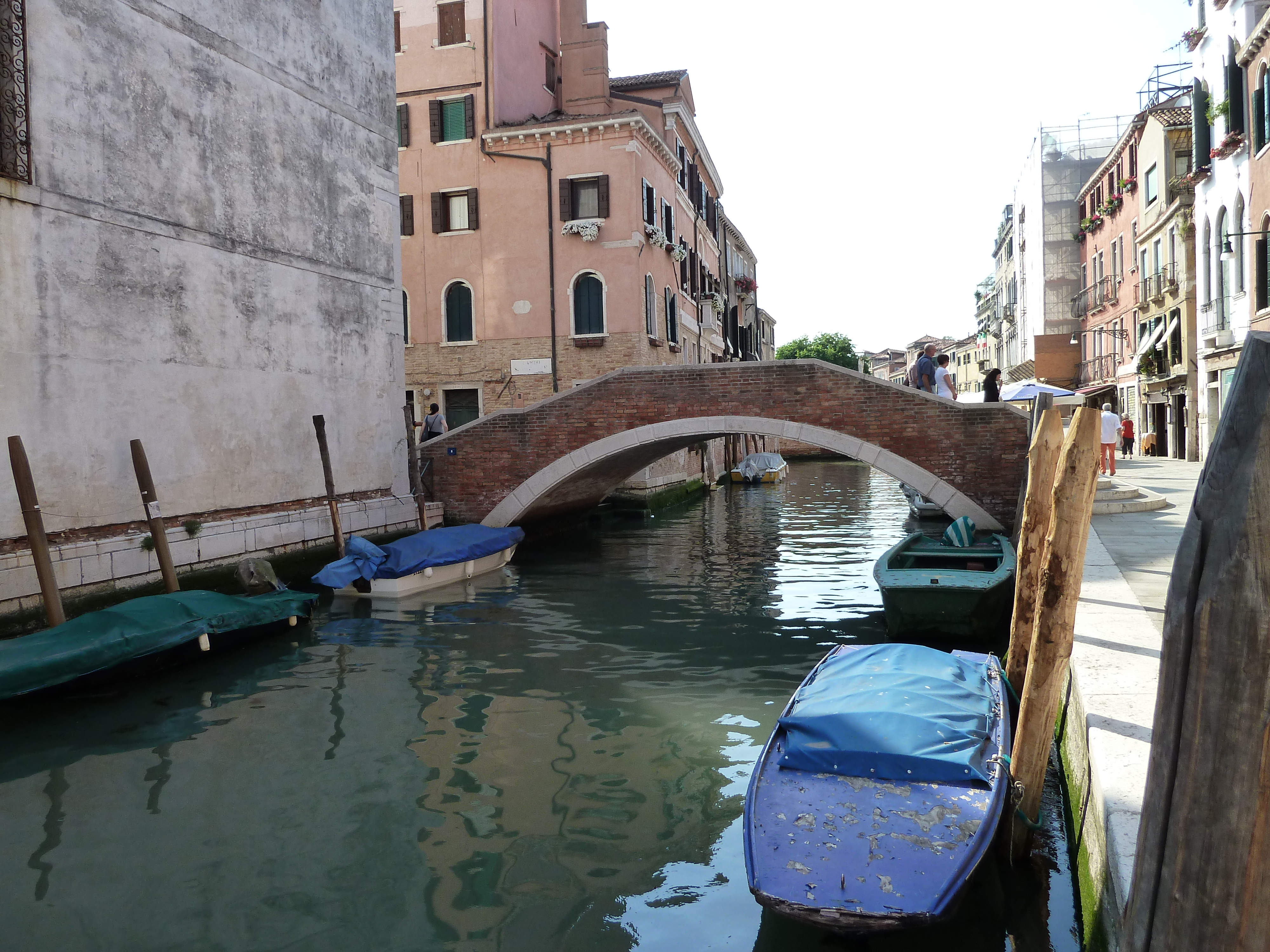
Ponte San Marziale Rio de la Misericordia
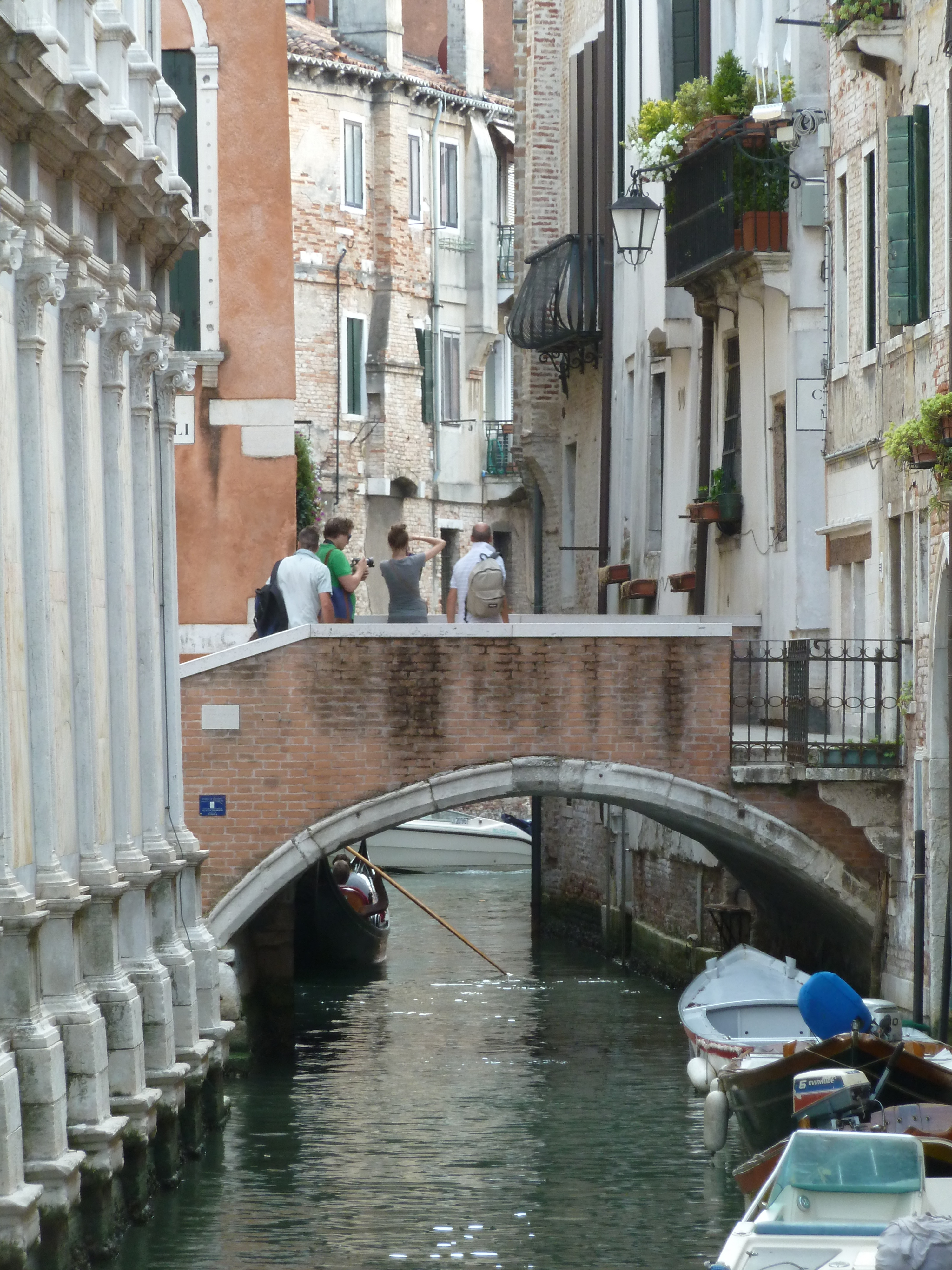
Ponte dei Miracoli Rio dei Miracoli
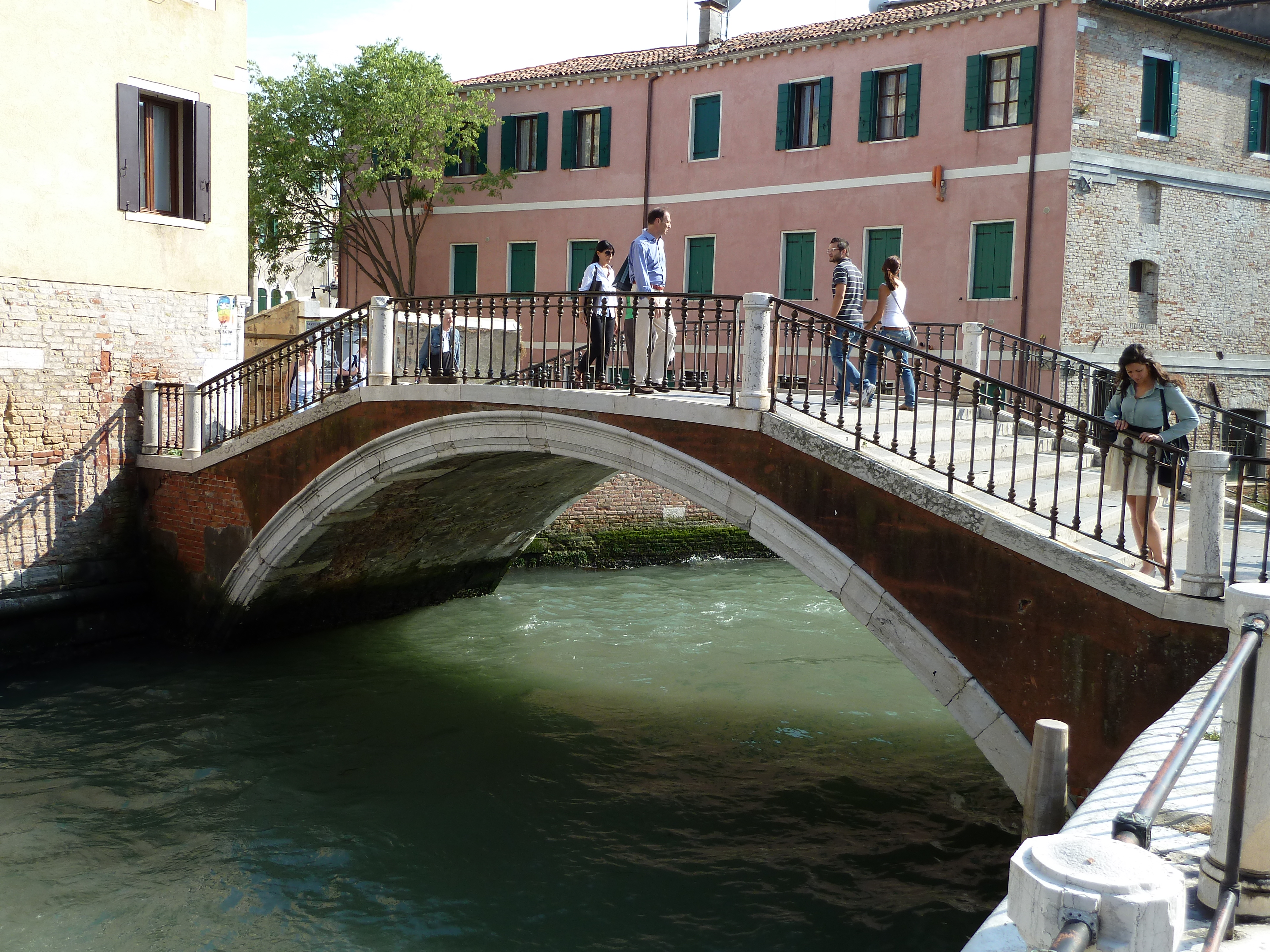
Ponte de la Misericordia Rio de Noal
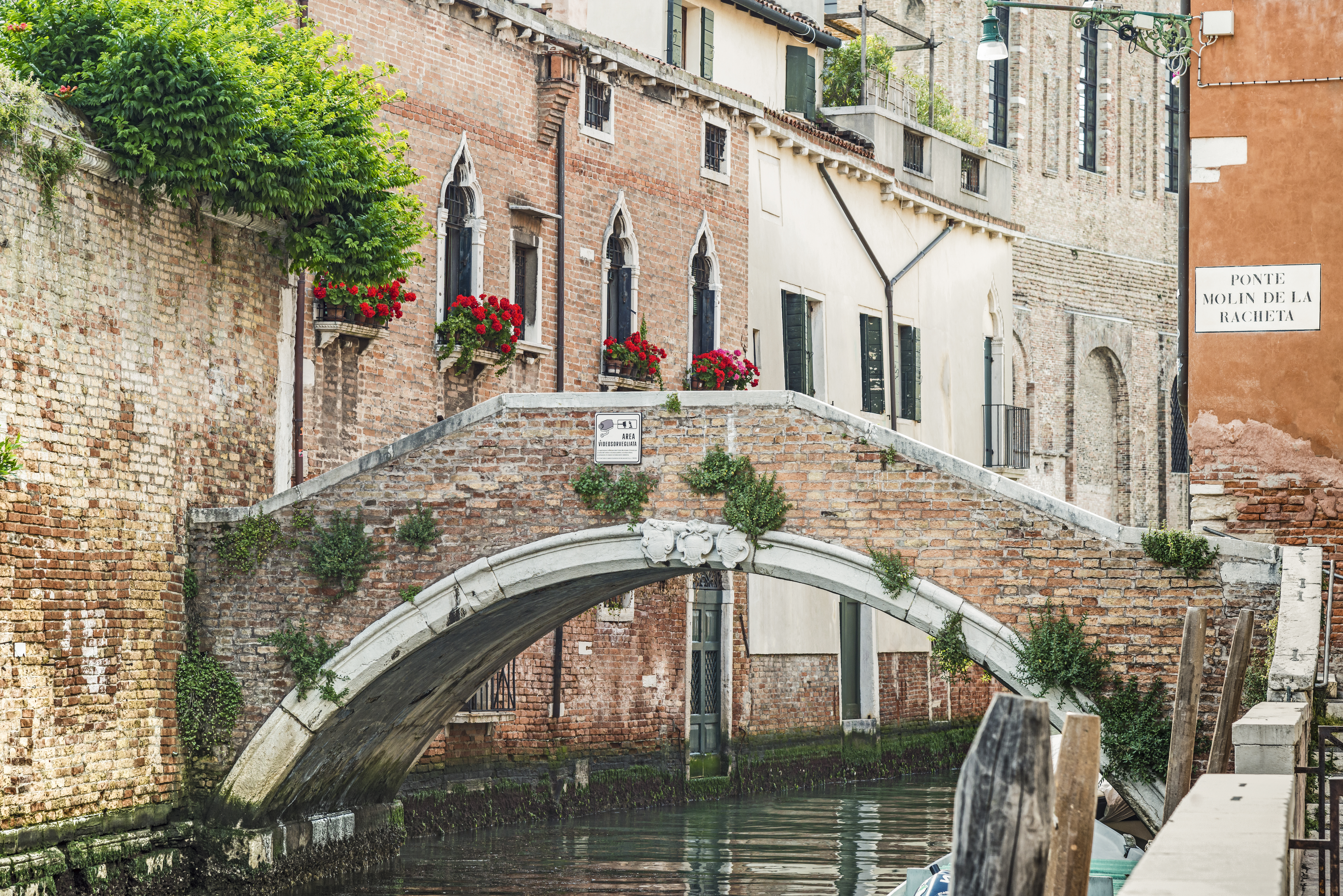
Ponte Molin de la Racheta Rio de Santa Caterina
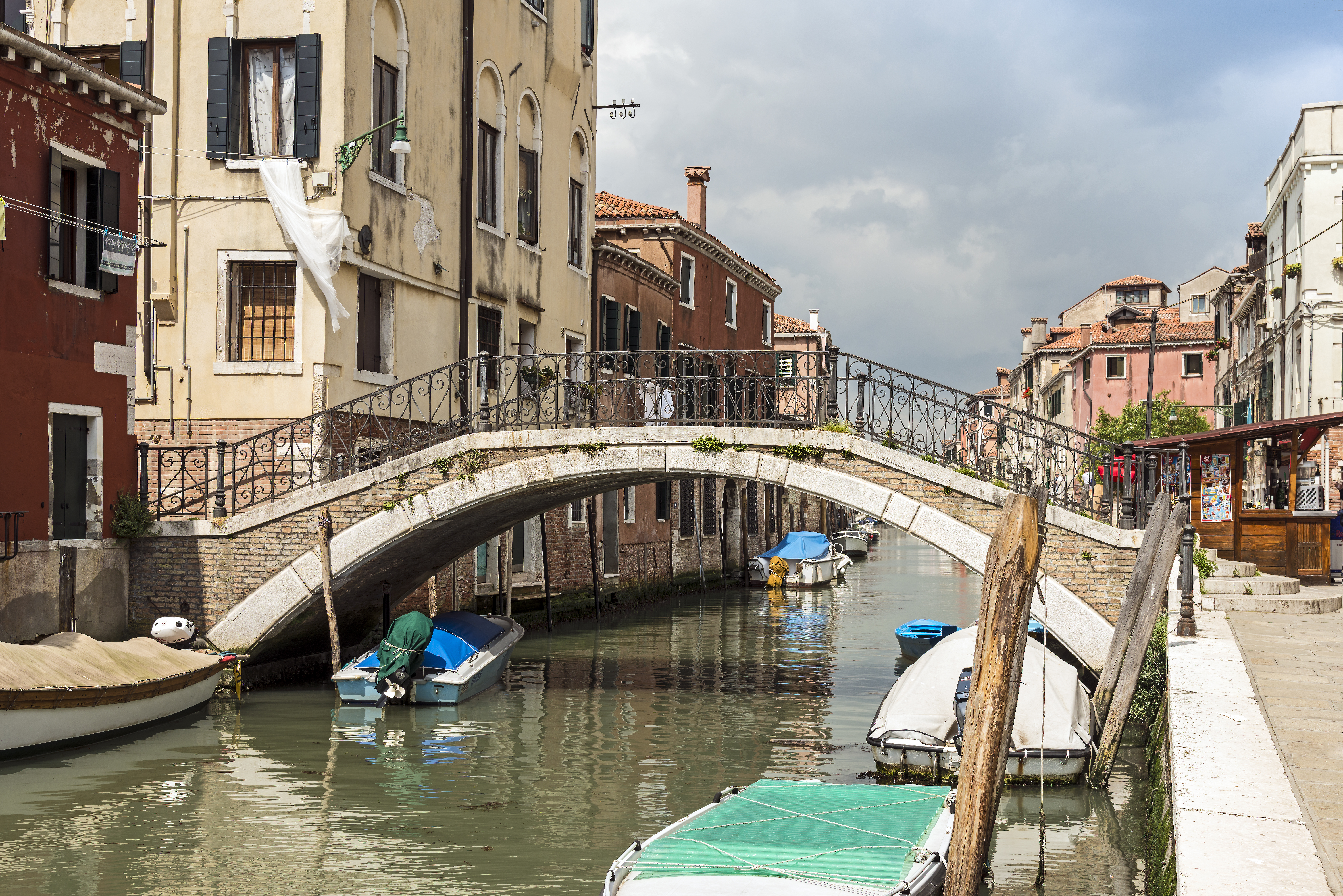
Ponte dei Mori Rio de la Sensa
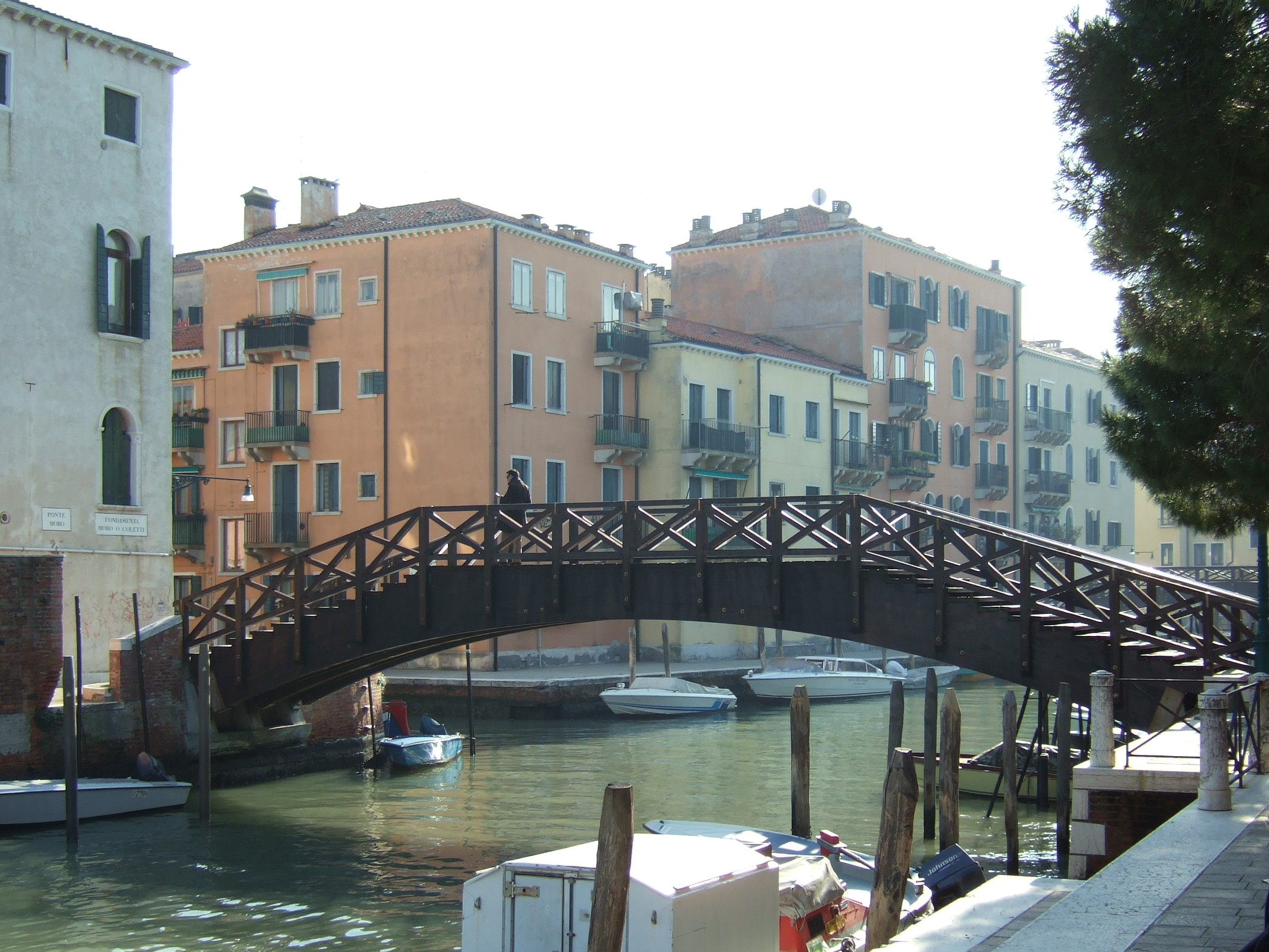
Ponte Moro a San Girolamo Rio de Ca'Moro
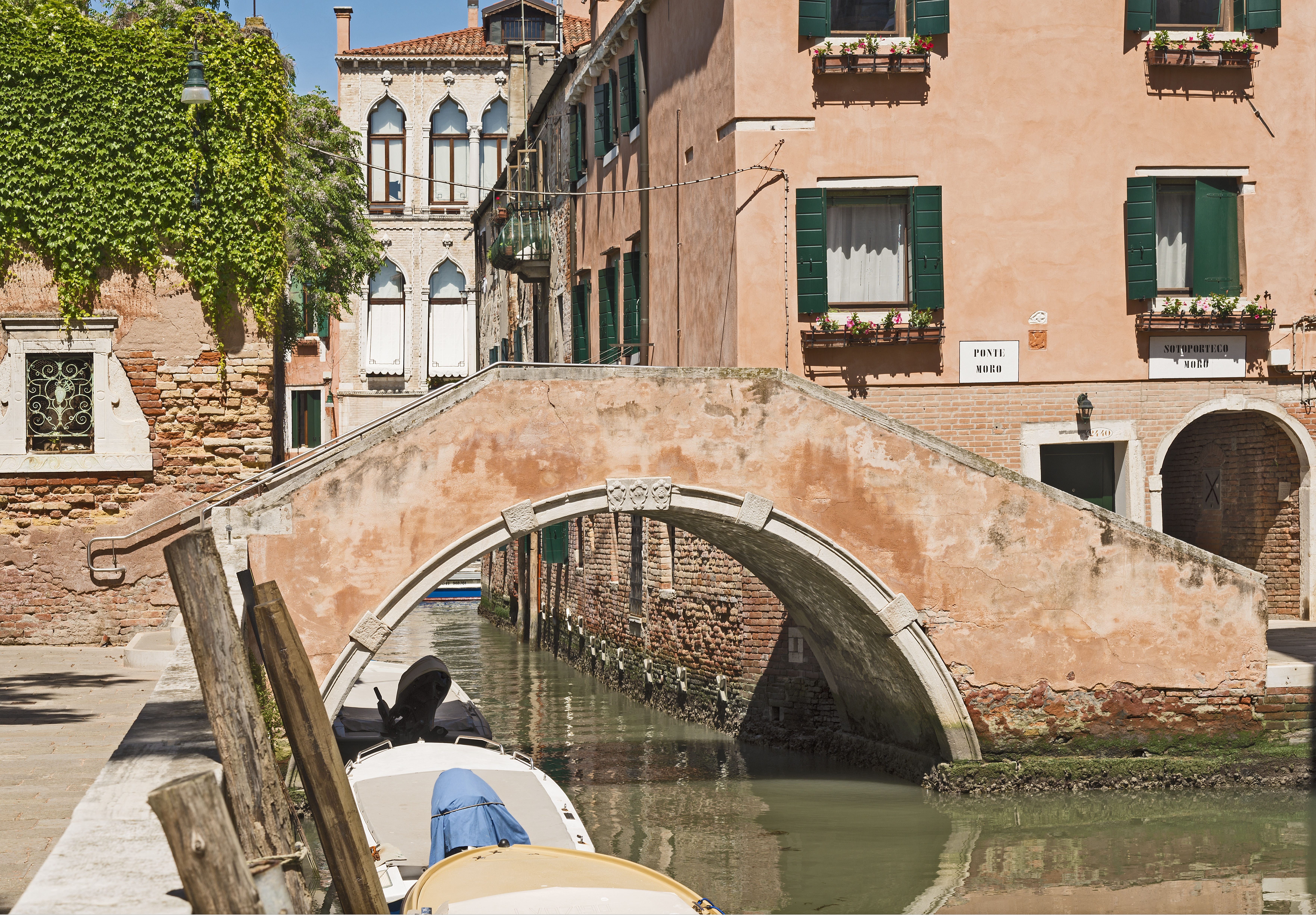
Ponte Moro a San Marziale Rio del Grimani
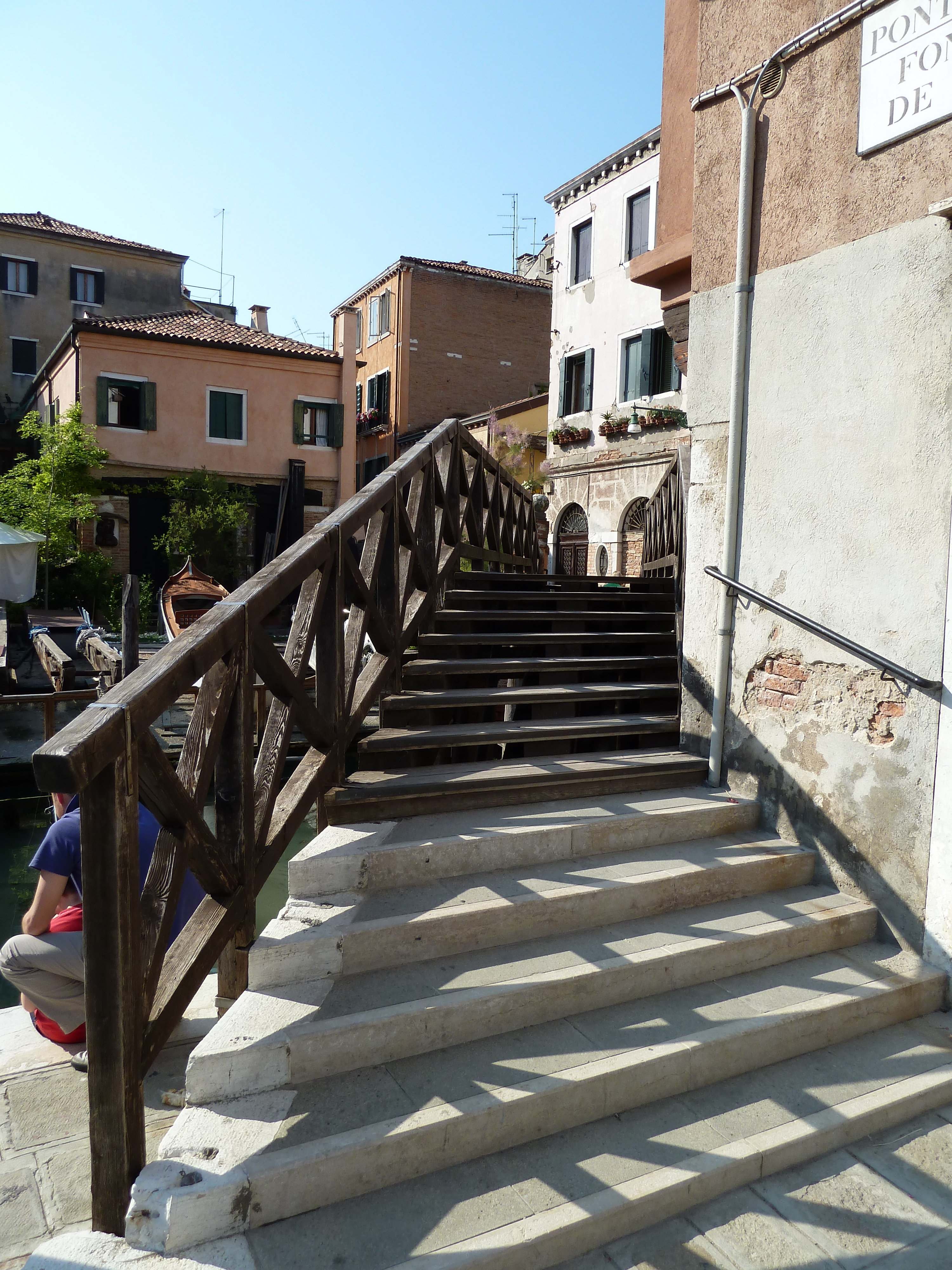
Ponte dei Muti Rio dei Muti
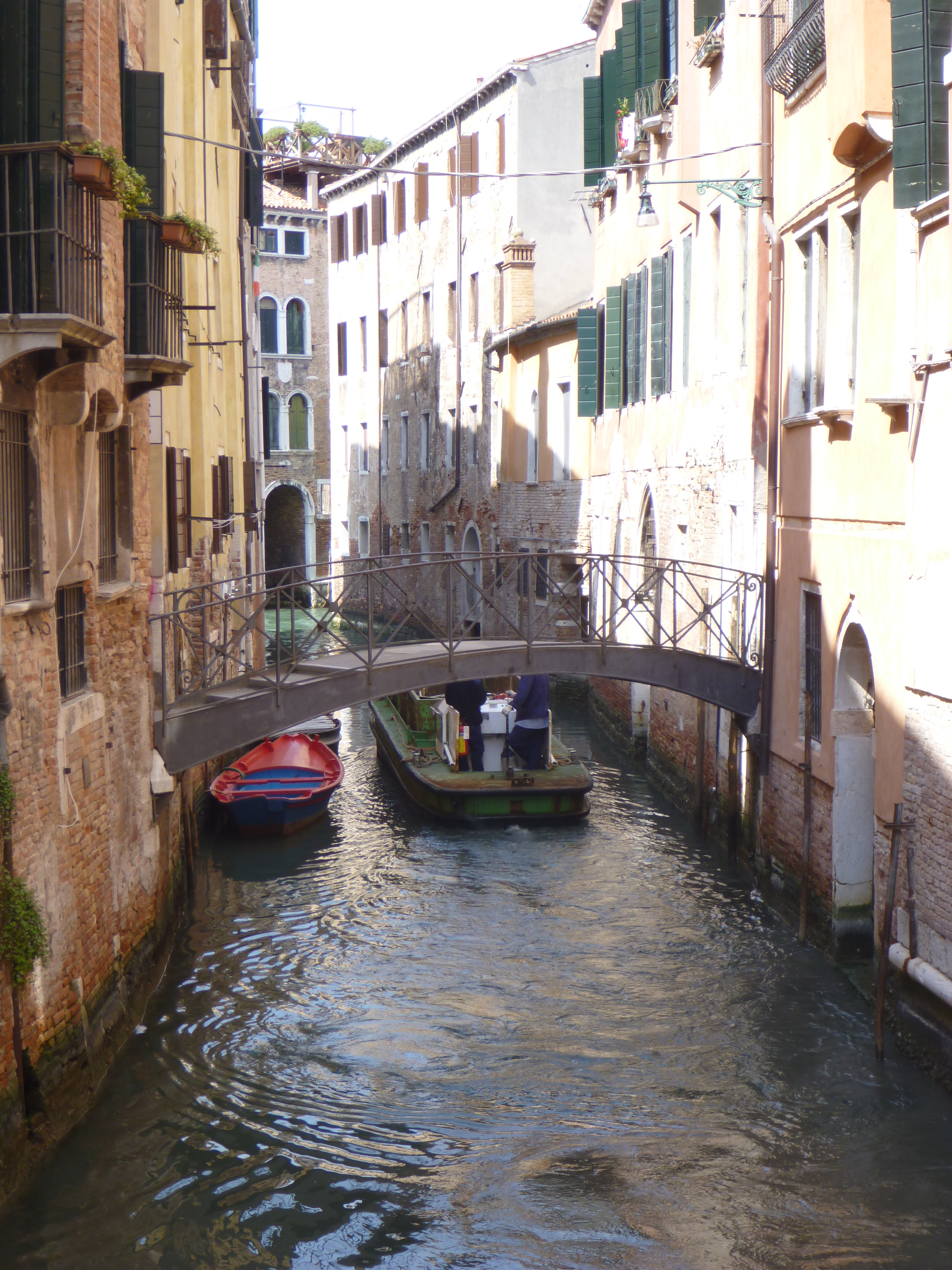
Ponte Noris Rio de Ca'Widmann
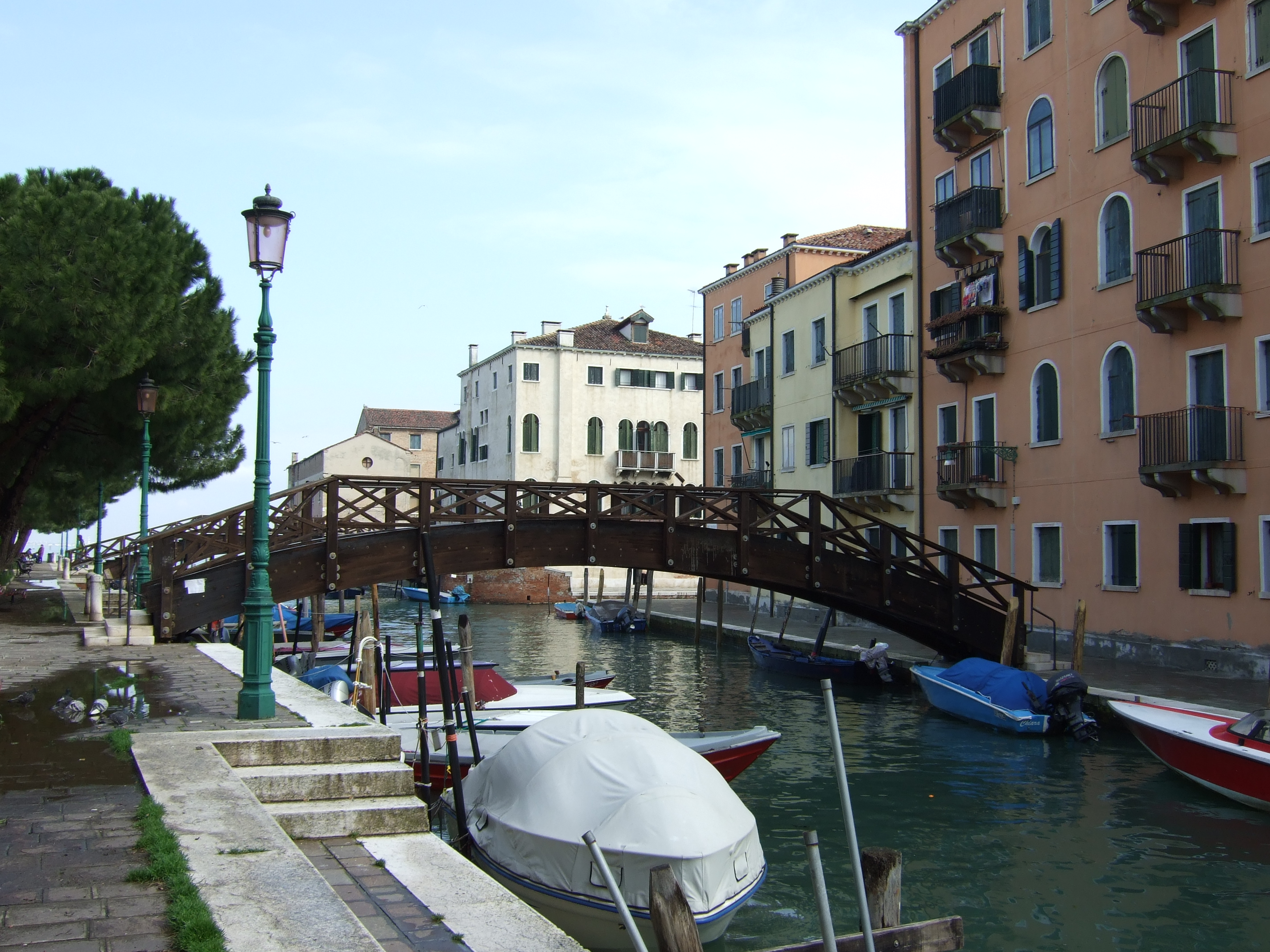
Ponte Novo Rio de Ca'Moro
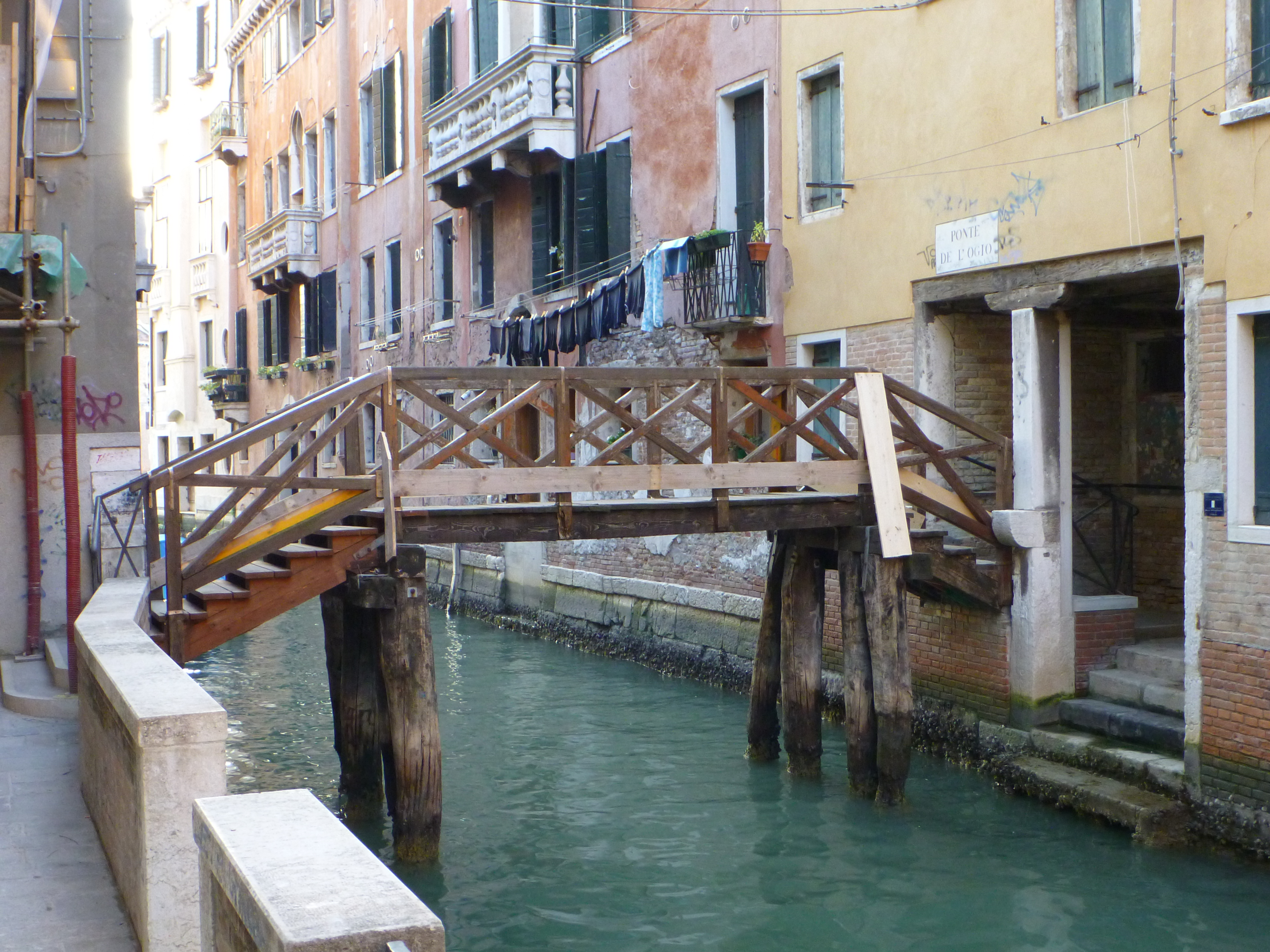
Ponte de l'Ogio Rio de la Madalena
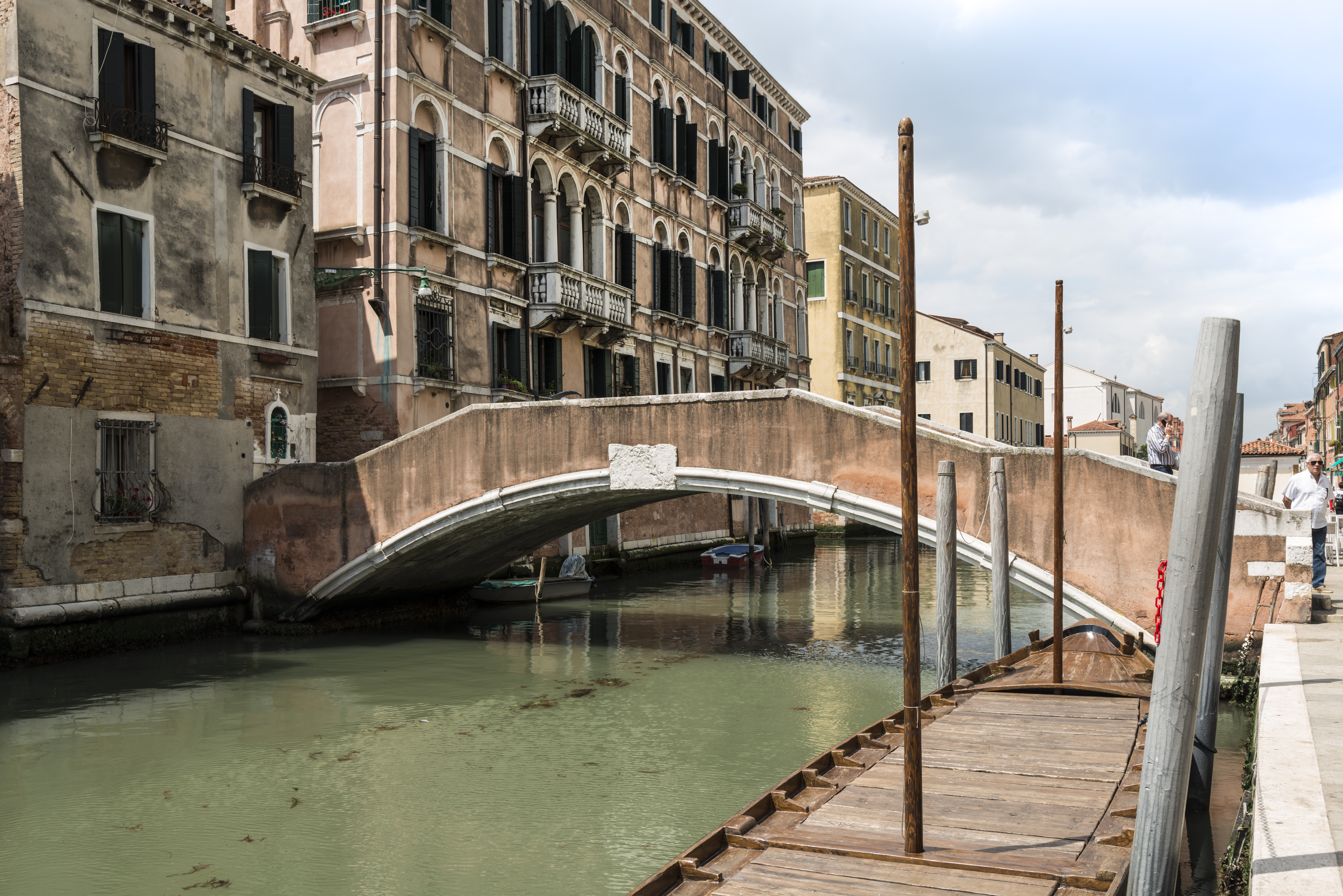
Ponte dei Ormesini Rio de San Girolamo
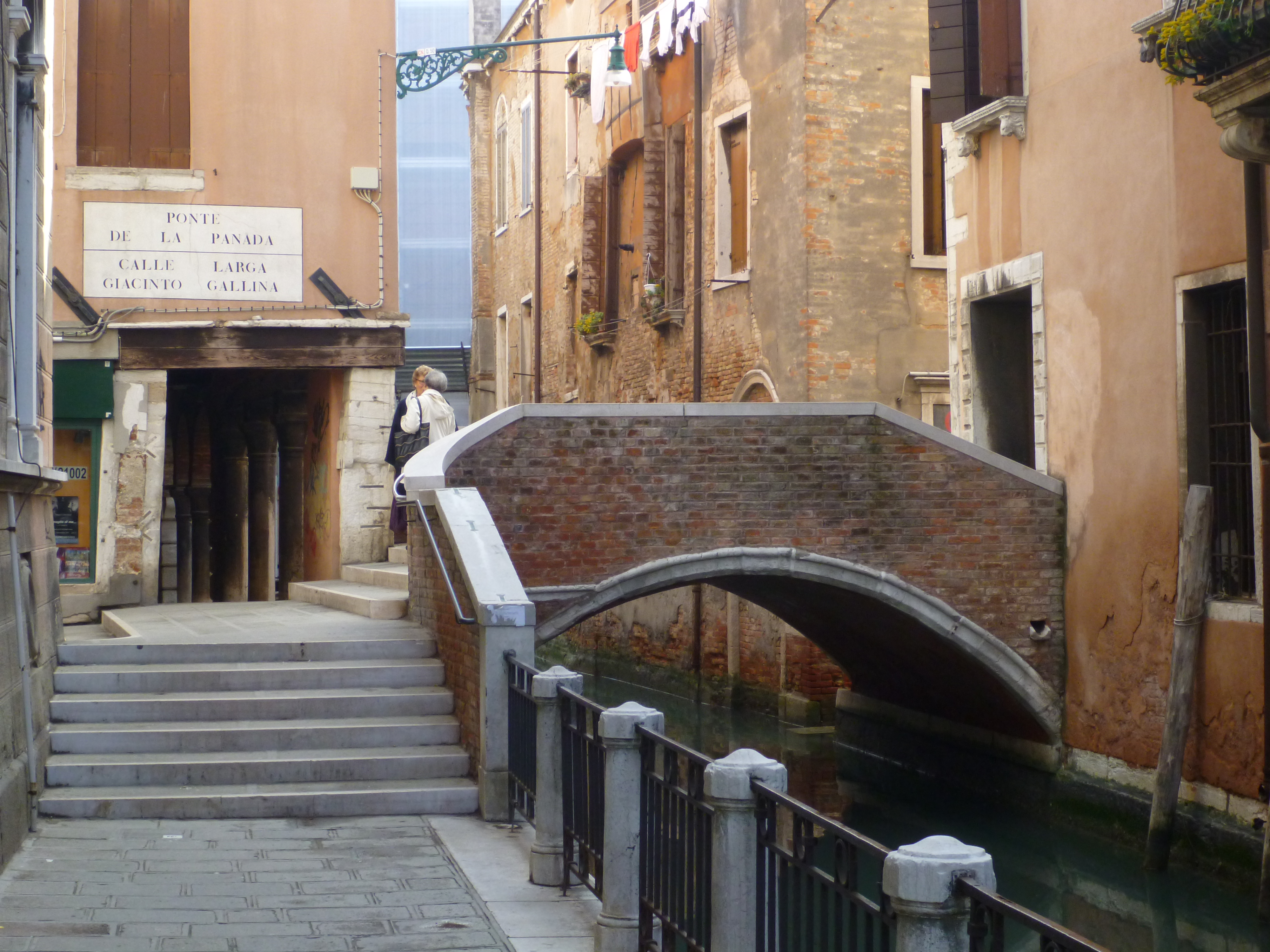
Ponte de la Panada Rio de la Panada
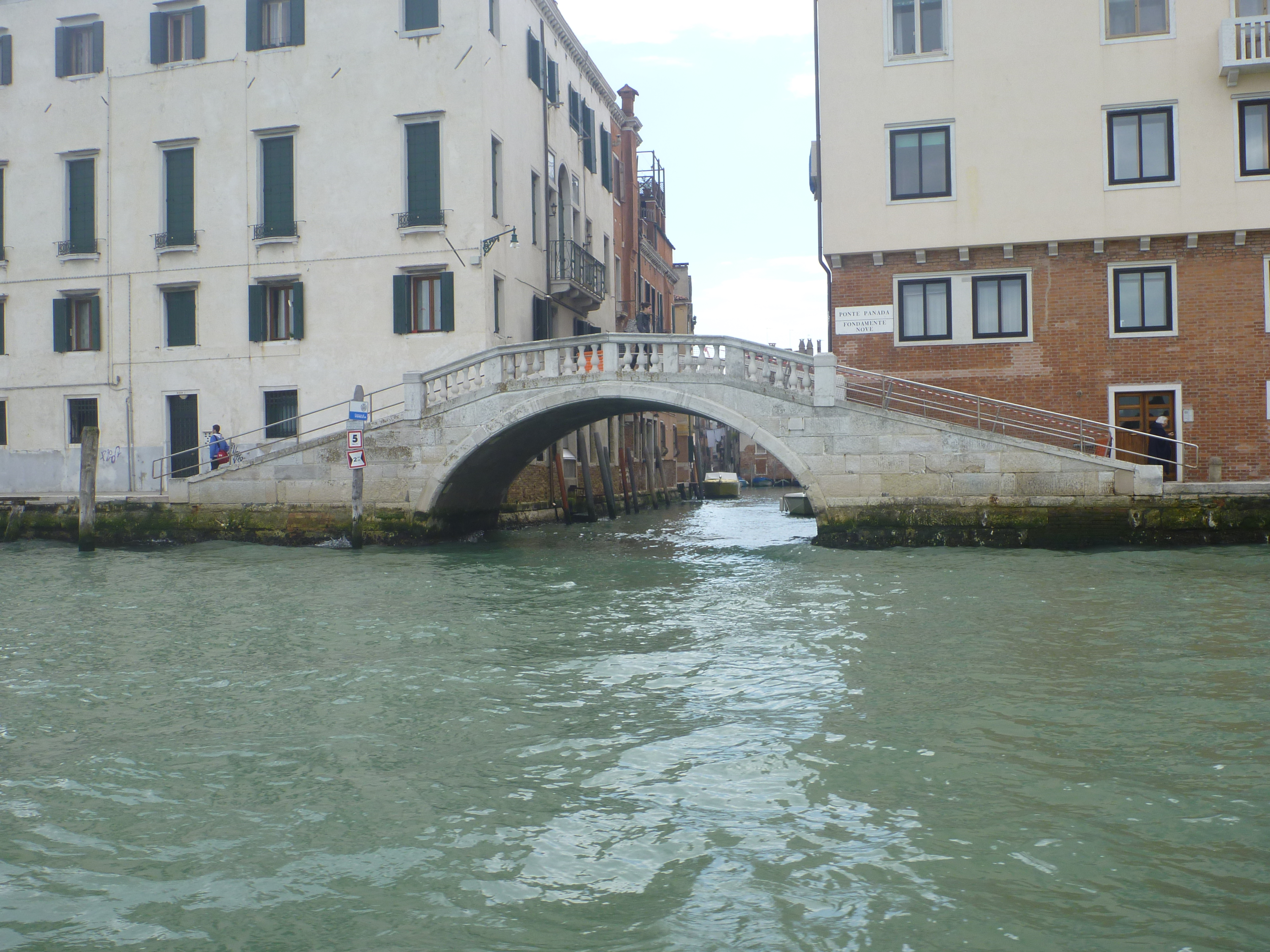
Ponte de la Panada alle Fondamente Nove Rio de la Panada
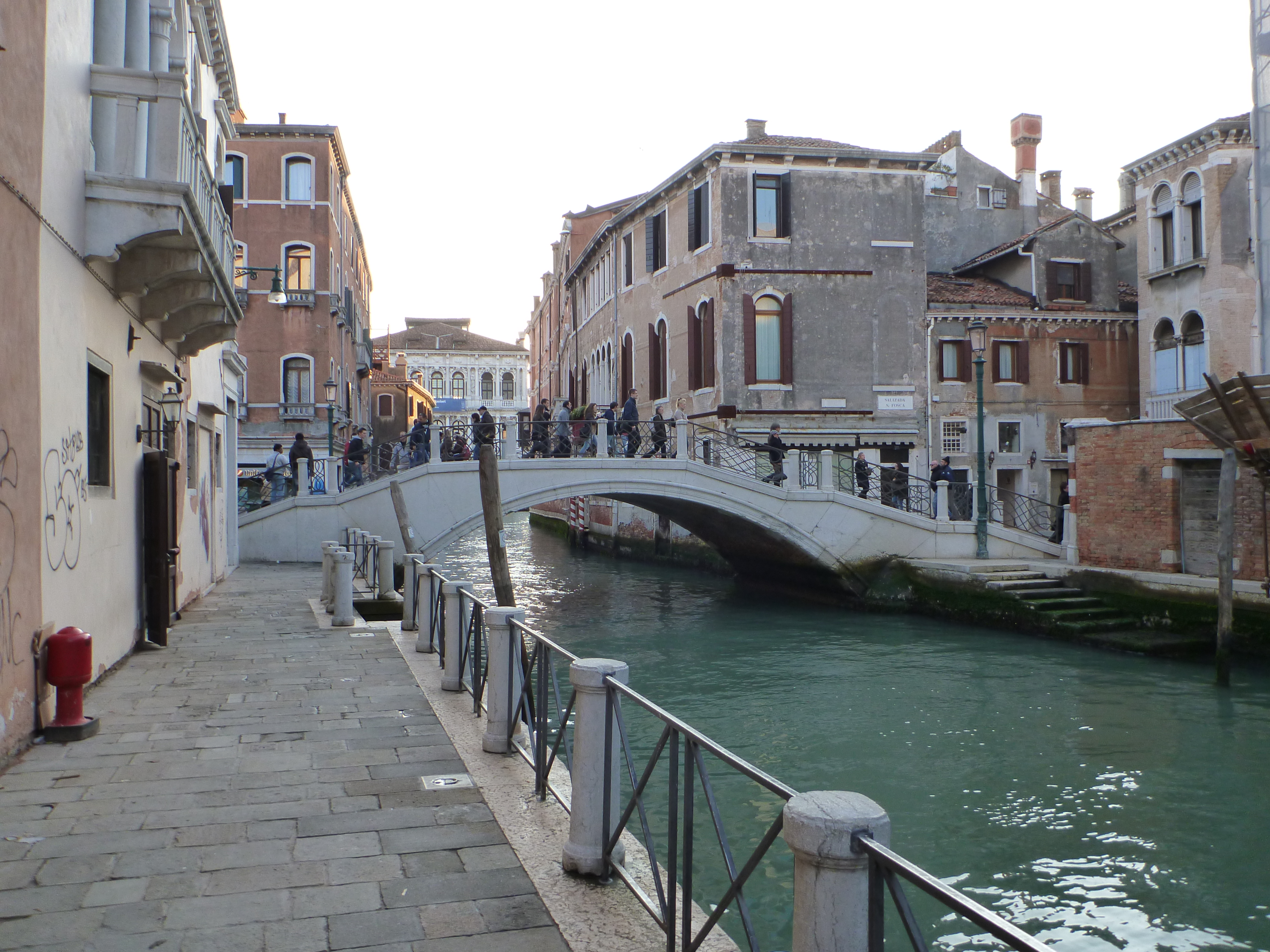
Ponte Pasqualigo sau Noal Rio de Noal
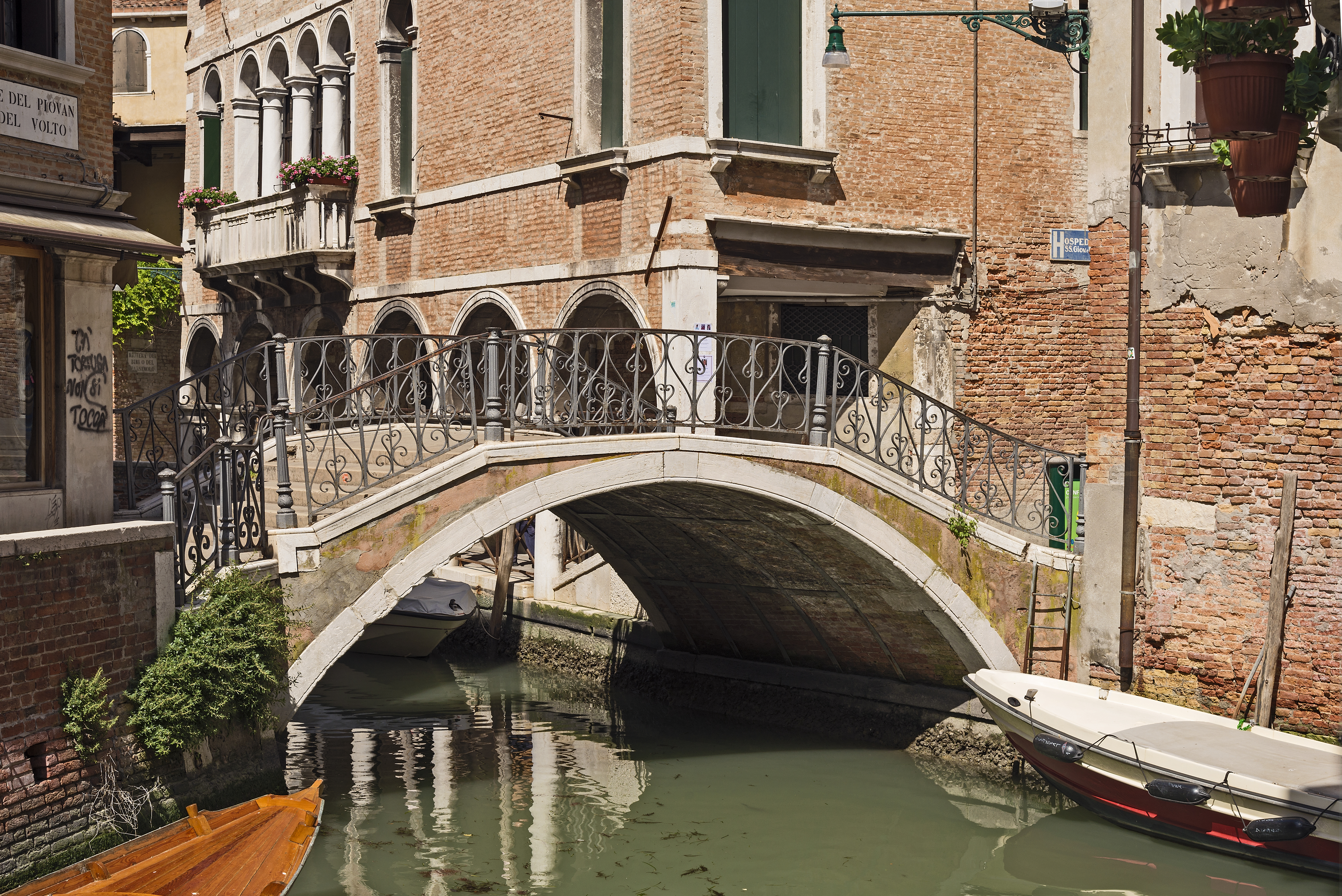
Ponte del Piovan/ d.Volto Rio de Ca'Widmann
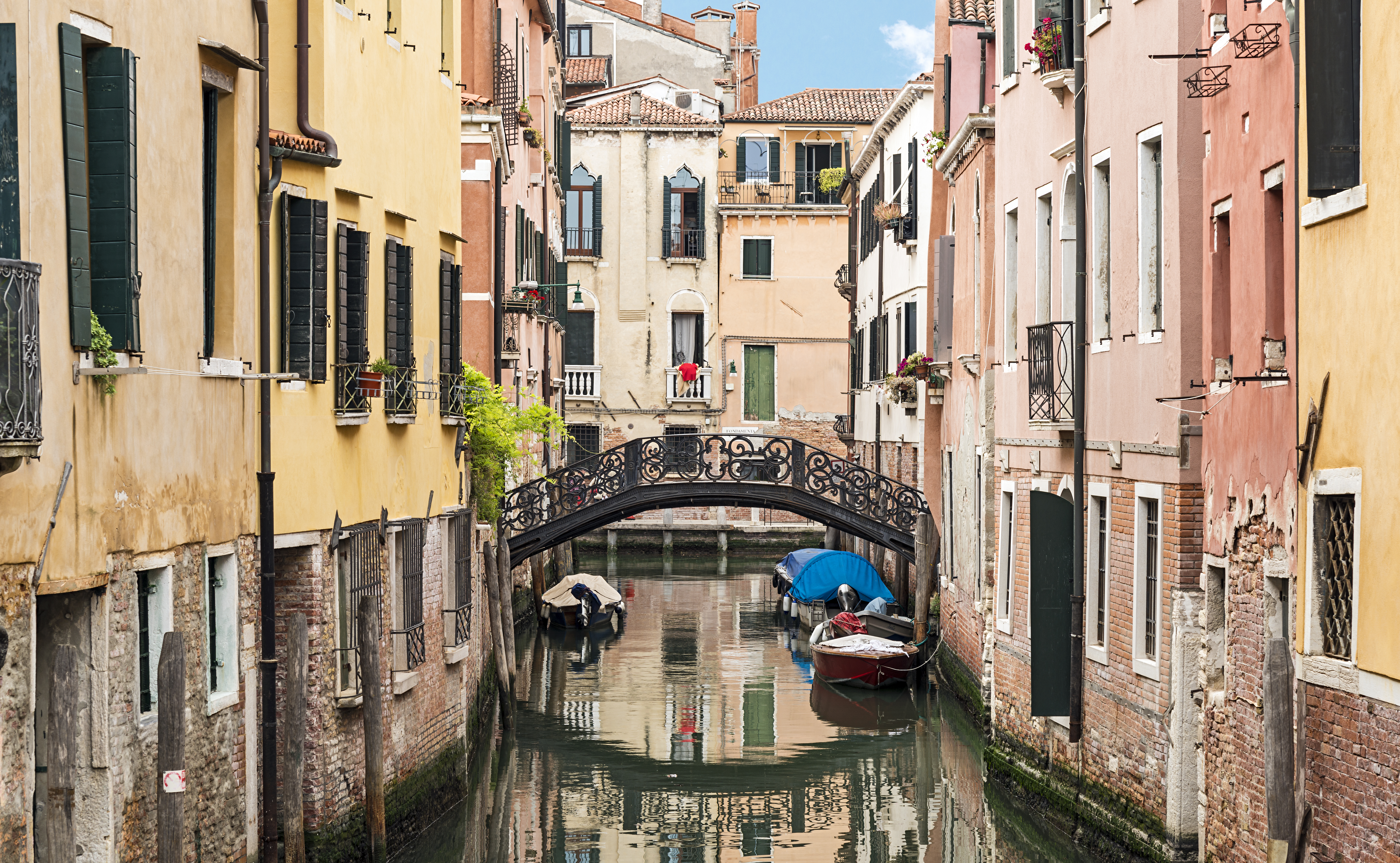
Ponte Priuli/delle Squero Rio Priuli o de Santa Sofia
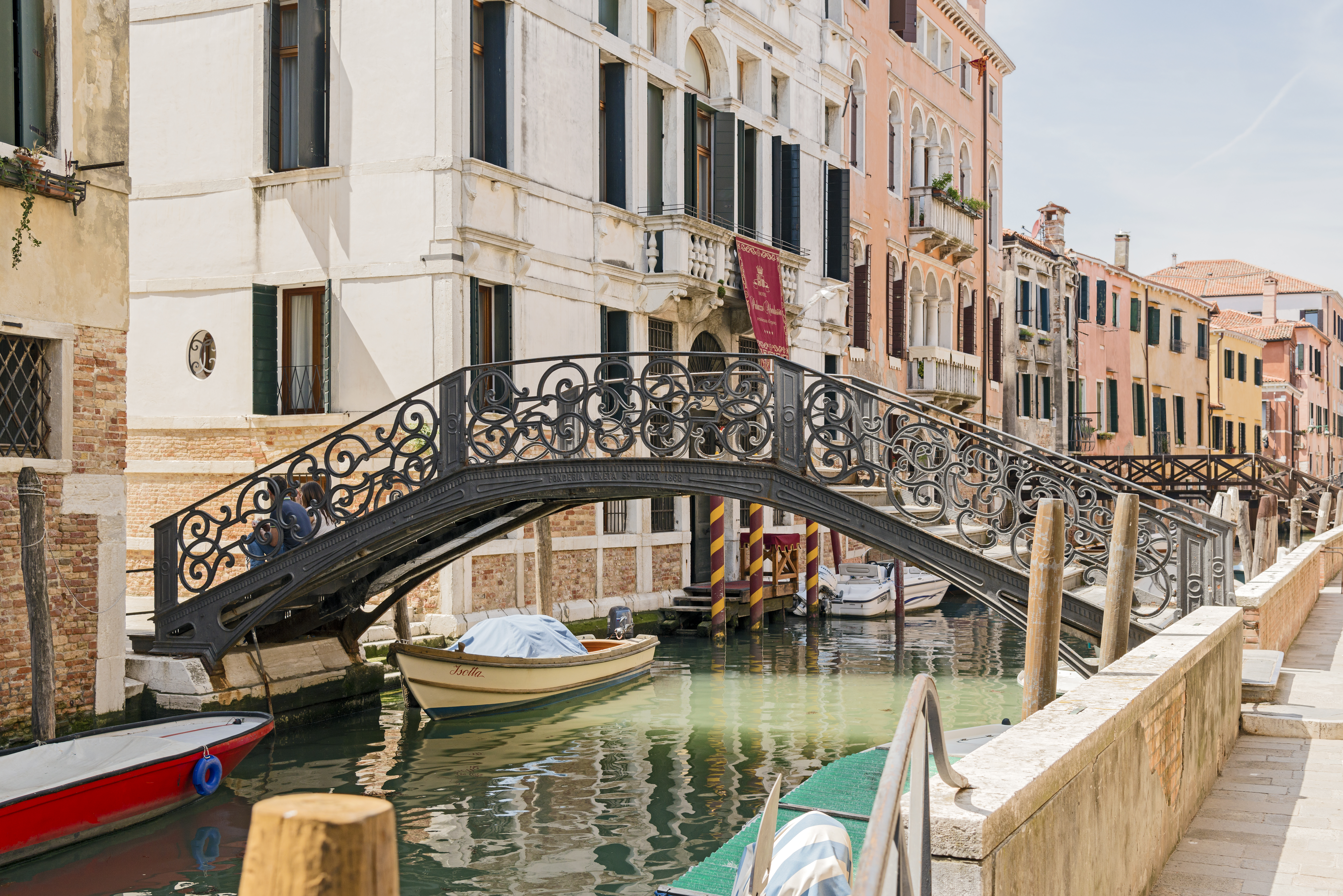
Ponte Priuli a Santa Sofia Rio Priuli o de Santa Sofia
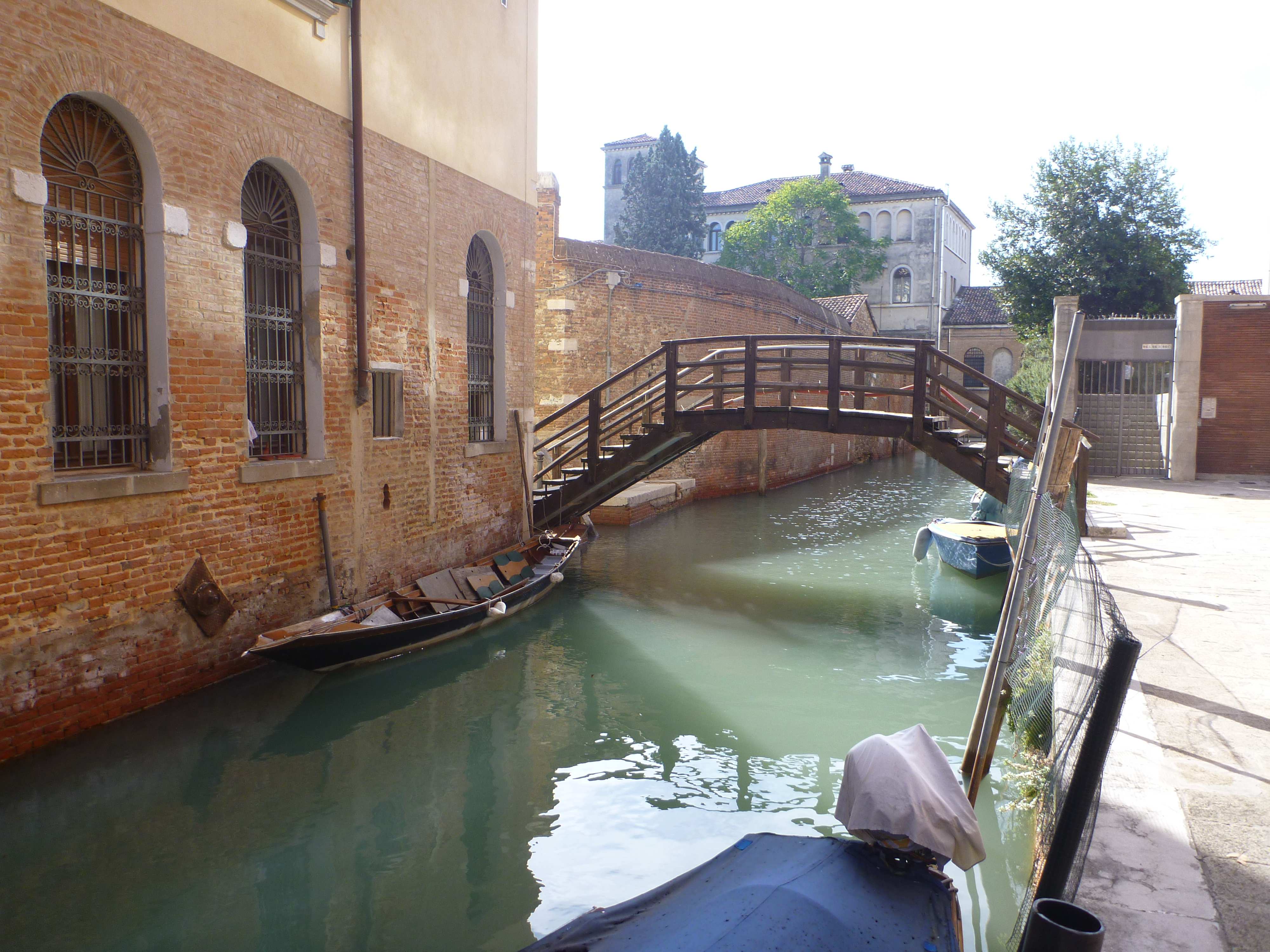
Ponte Priuli dei Cavaleti Rio de la Crea
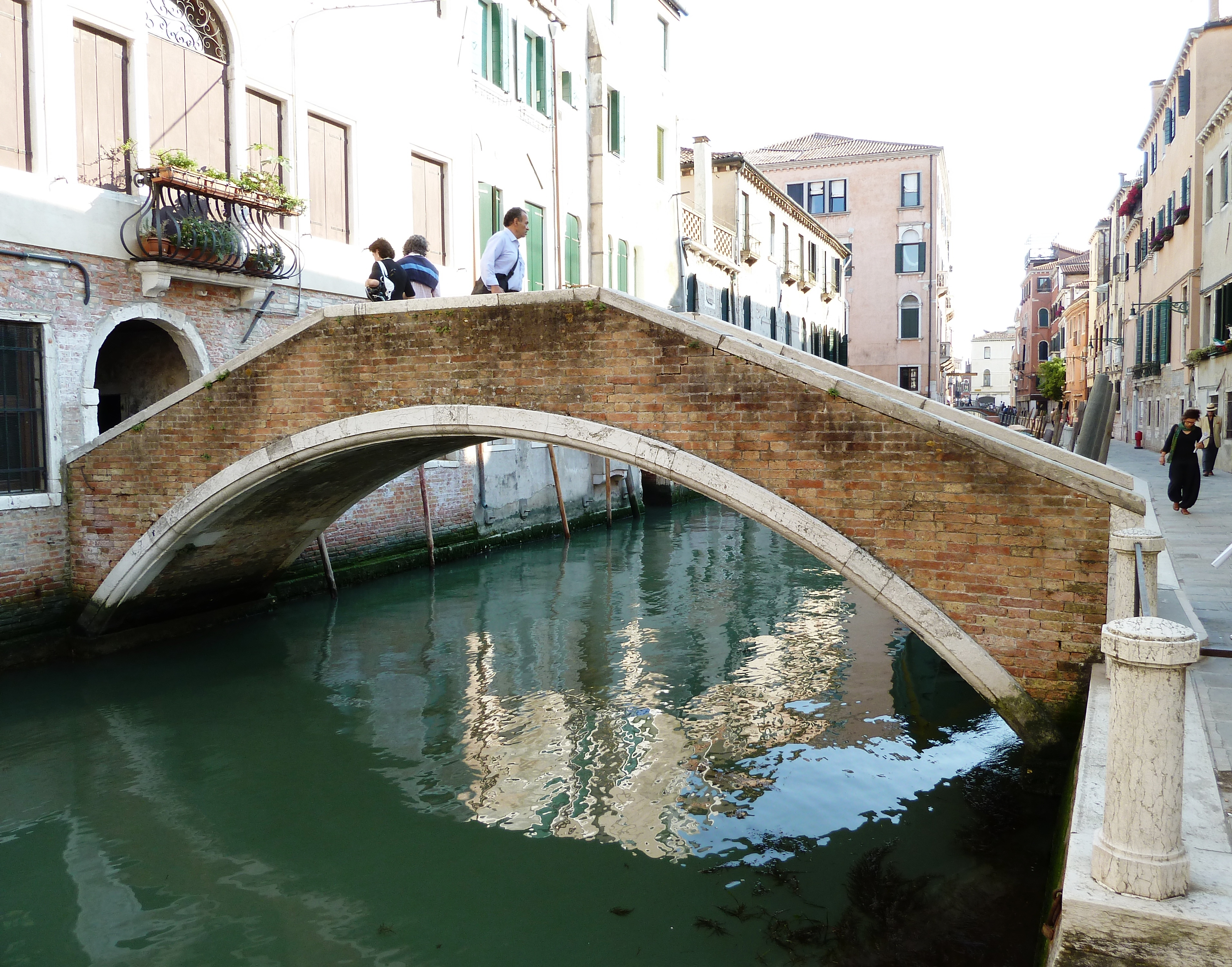
Ponte Racheta Rio de San Felice
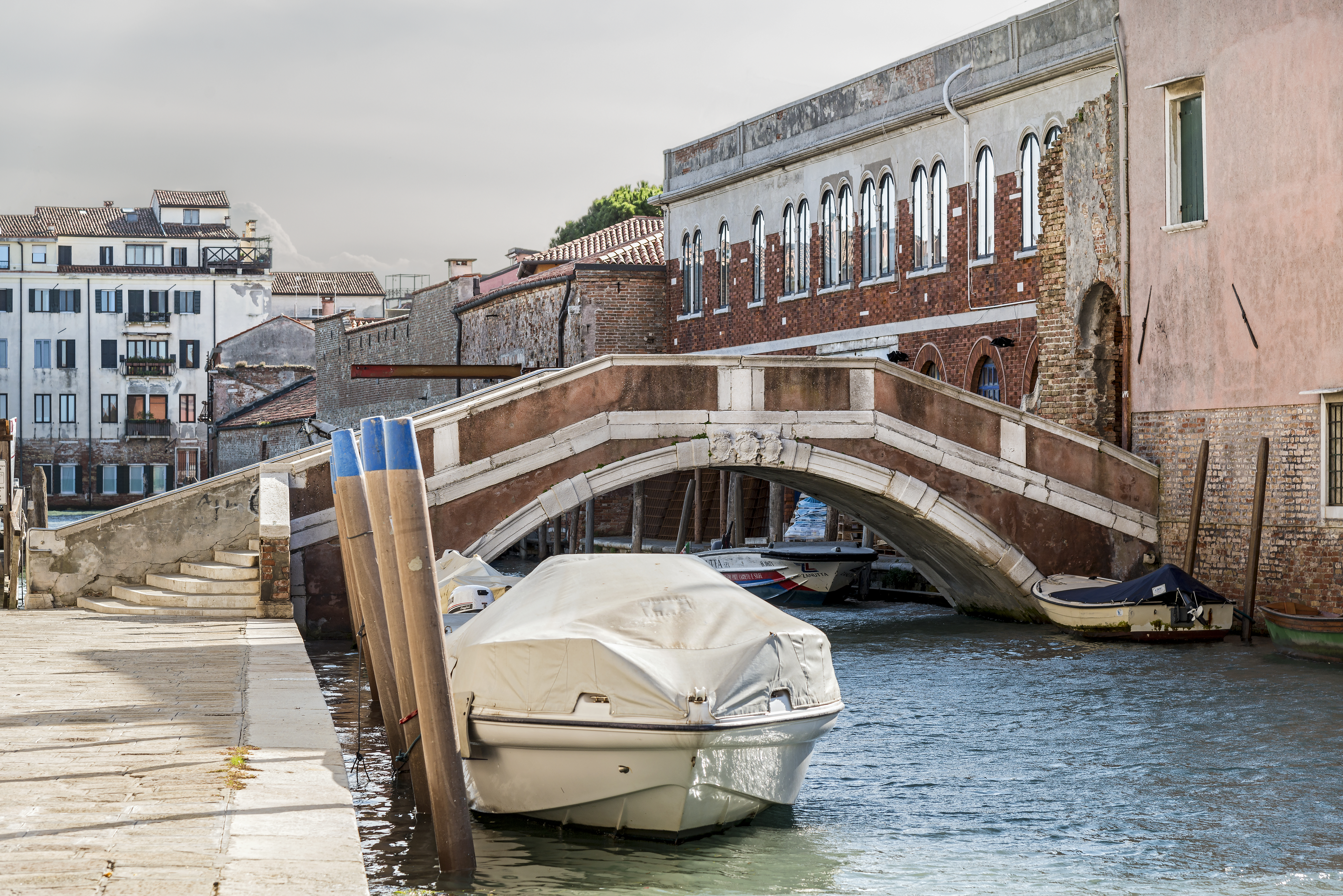
Ponte de la Sacca Rio de la Madona de l'Orto
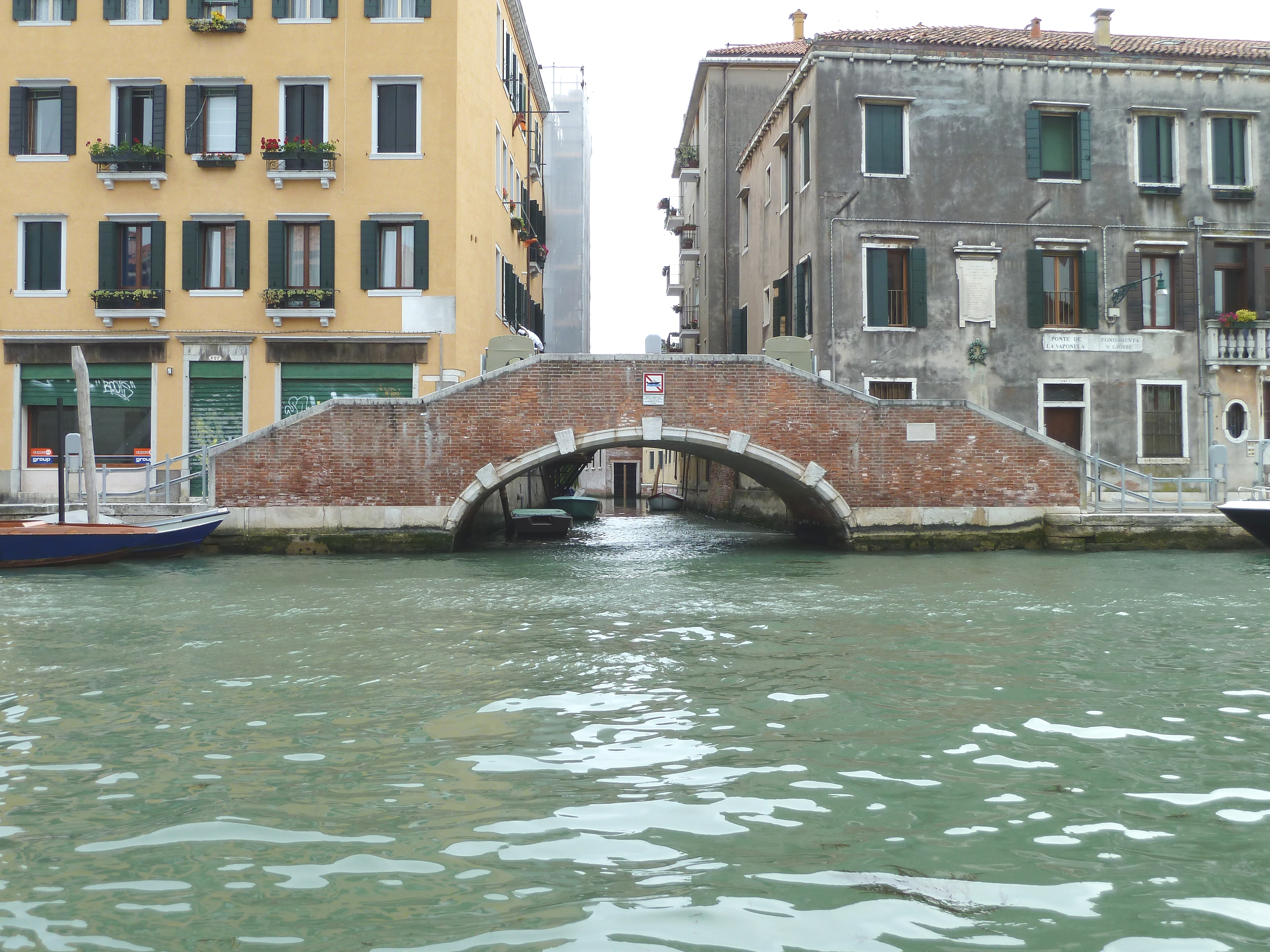
Ponte de la Saponella/Saponete Rio de San Giobbe
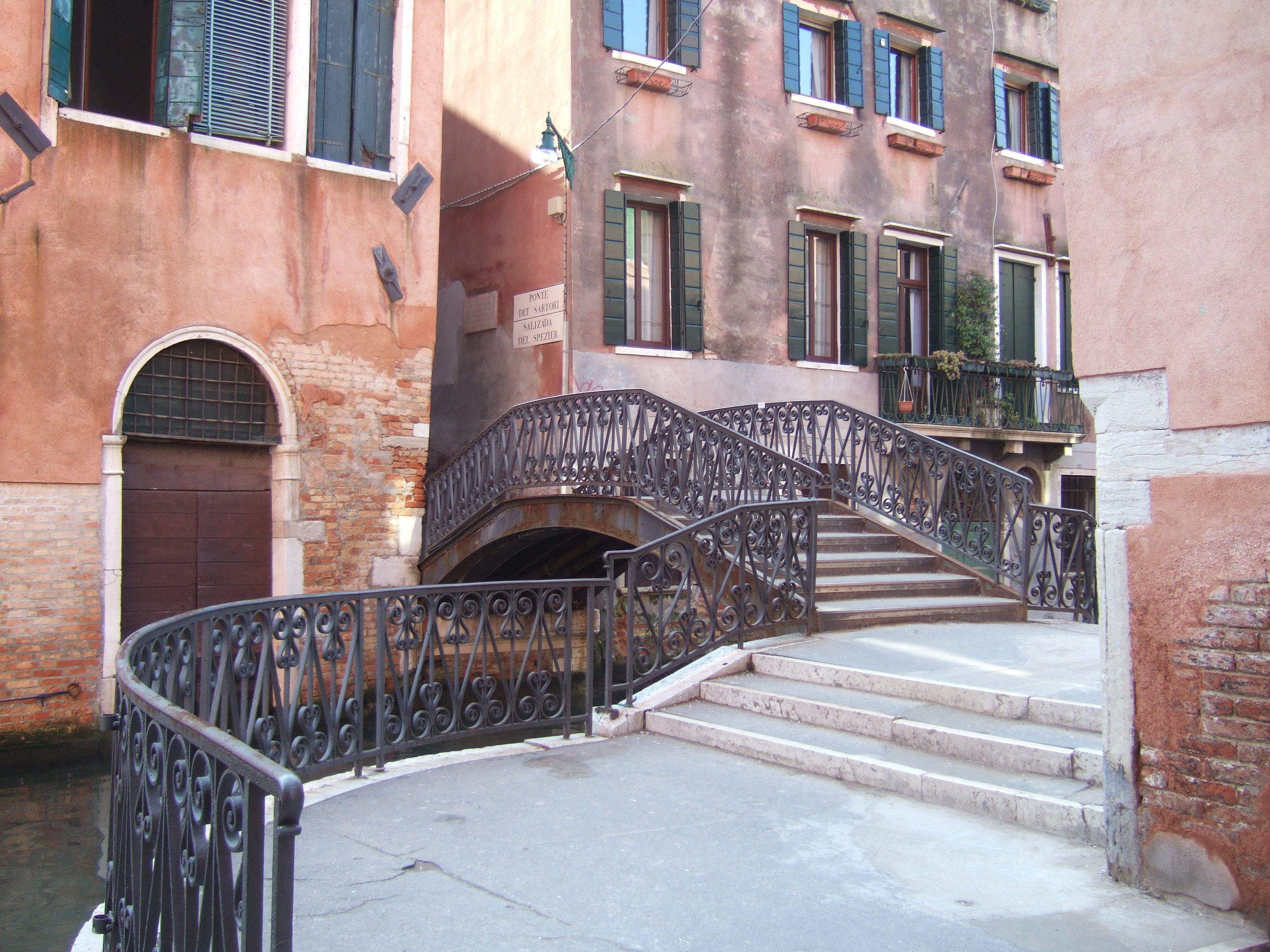
Ponte dei Sartori Rio de Sant'Andrea
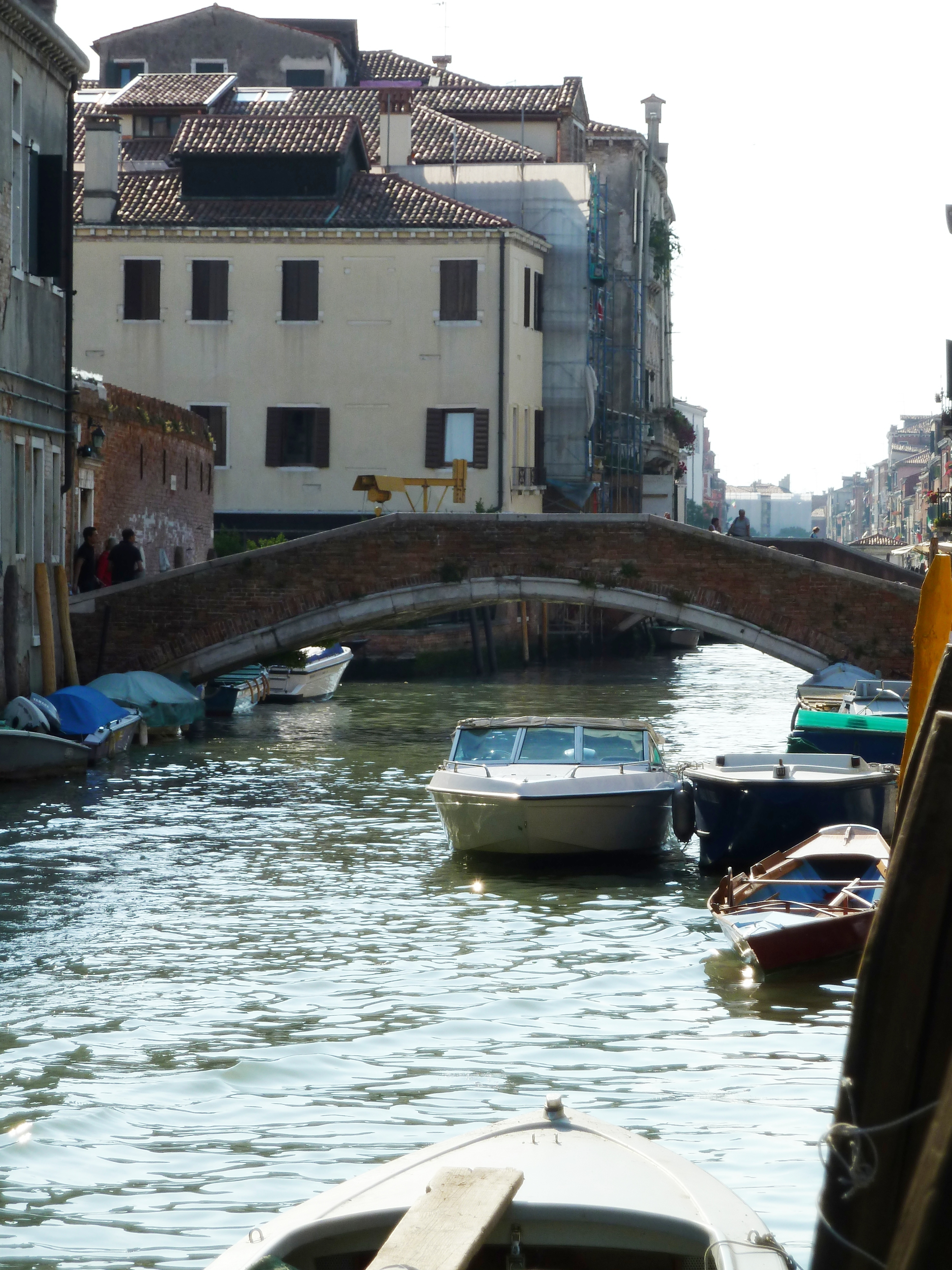
Ponte dei Servi/de Betania Rio de la Misericordia
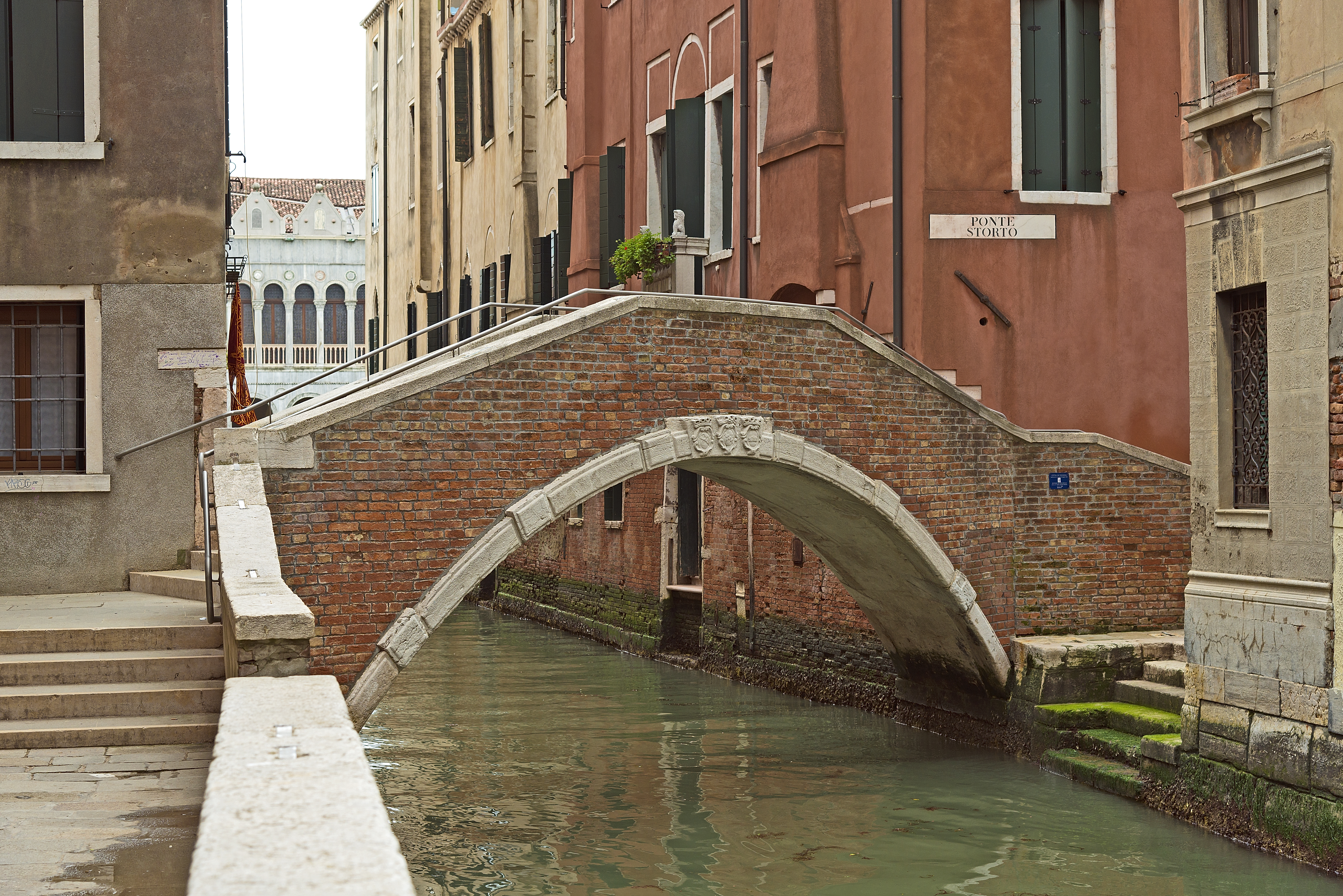
Ponte Storto Rio de San Marcuola
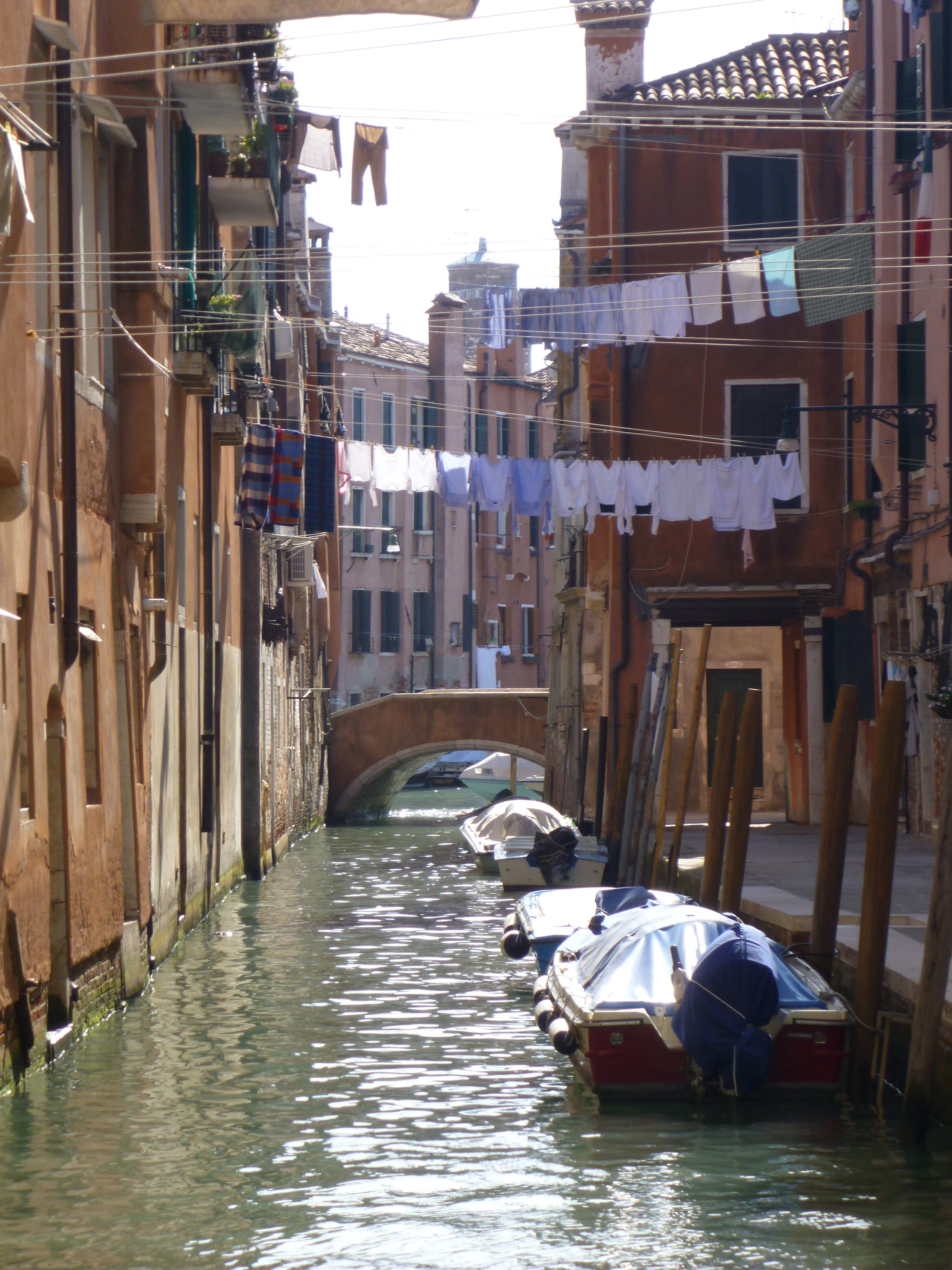
Ponte de le Torete Rio de le Torete
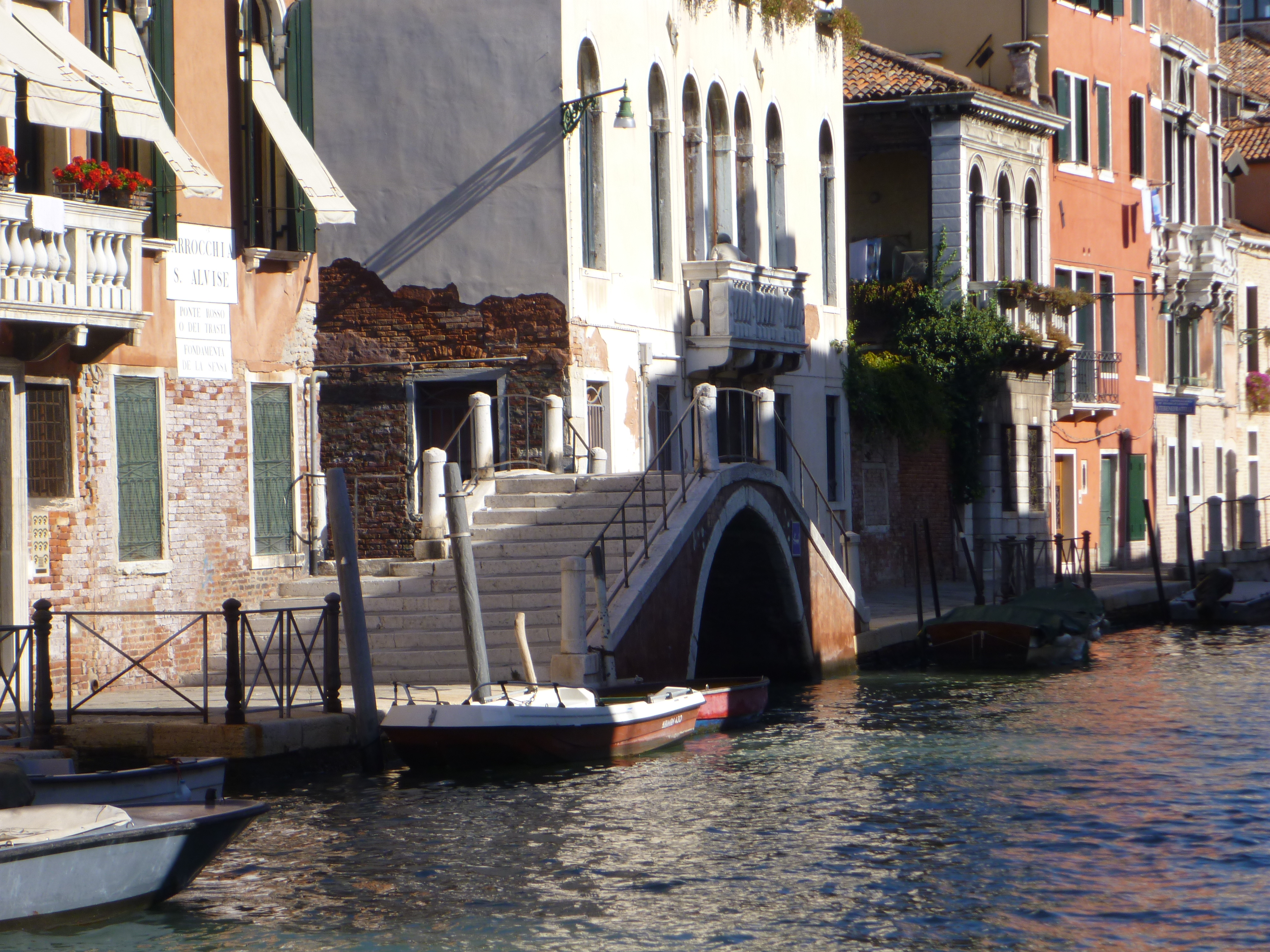
Ponte dei Trasti sau Rosso Rio dei Trasti
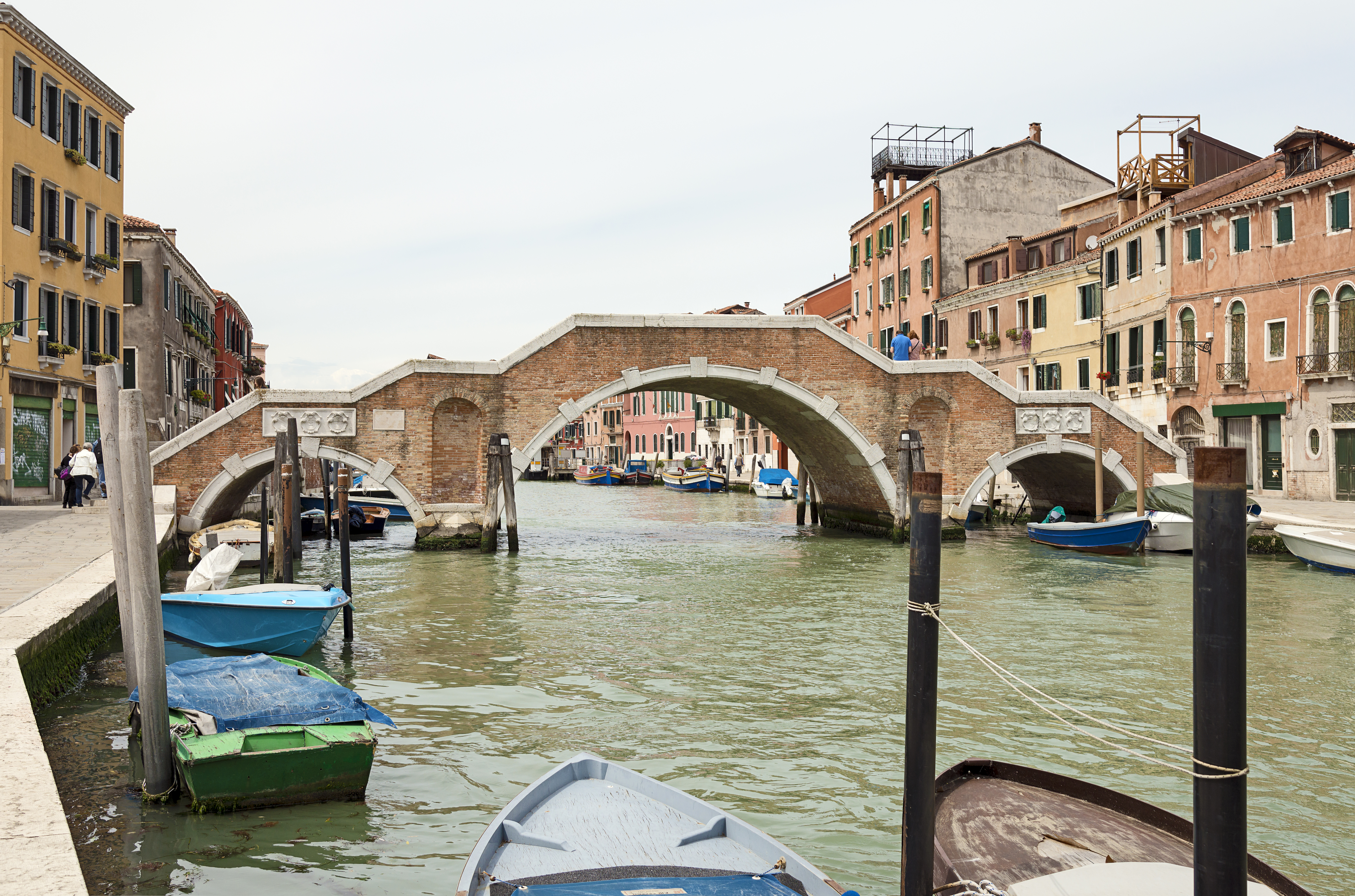
Ponte dei Tre Archi Canal de Cannaregio
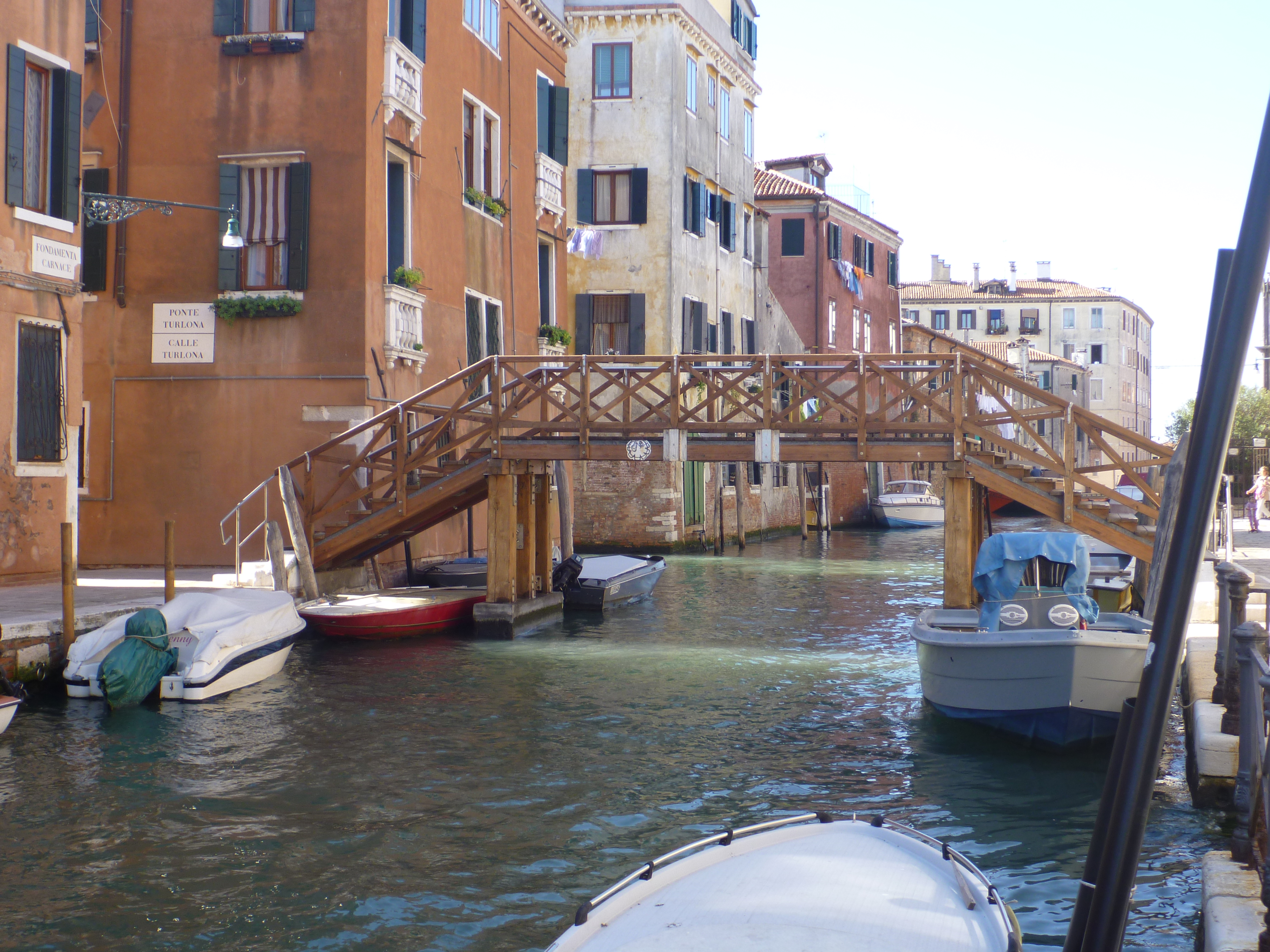
Ponte Turlona Rio de la Sensa
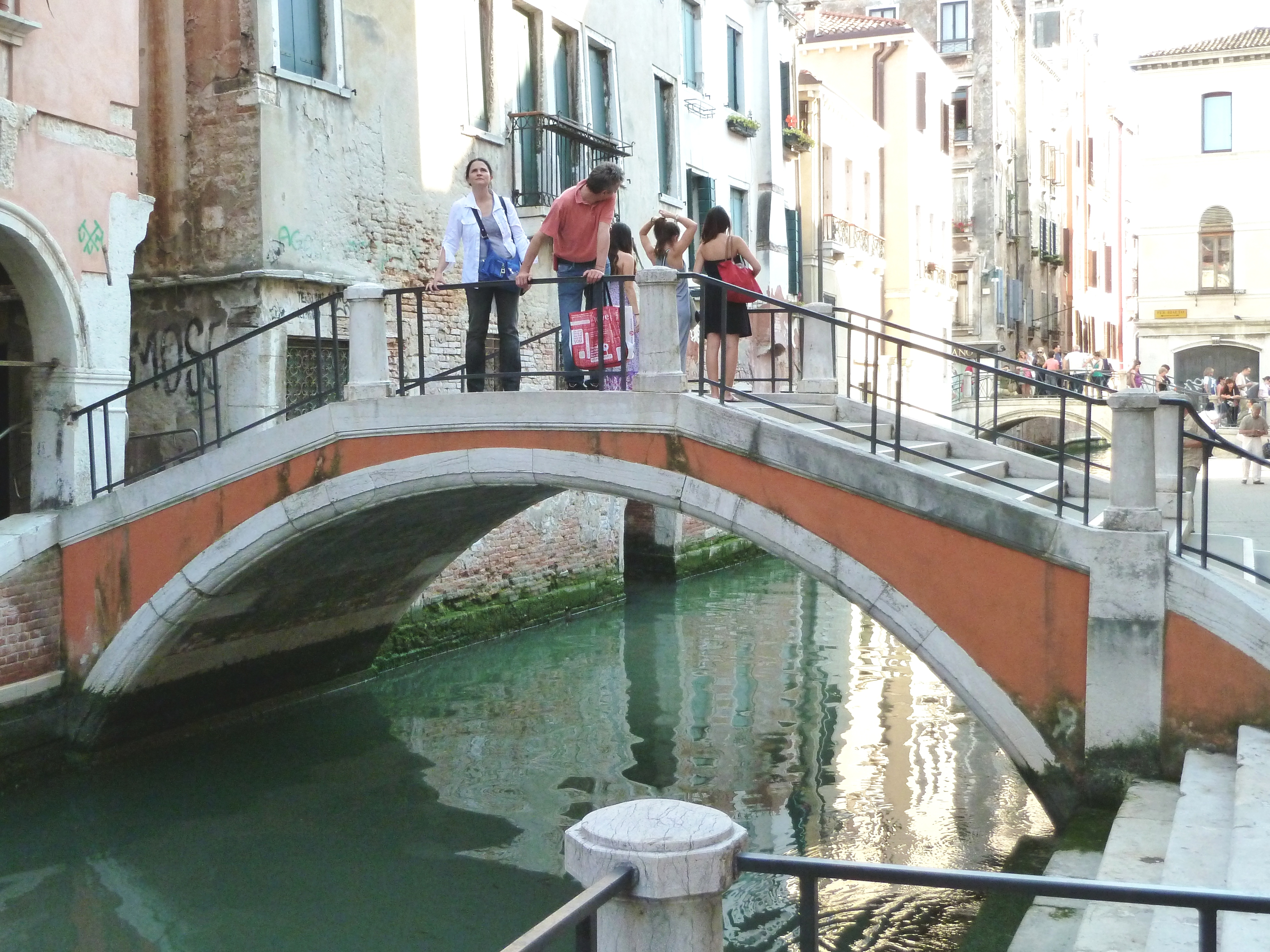
Ponte Ubaldo Belli Rio de San Felice
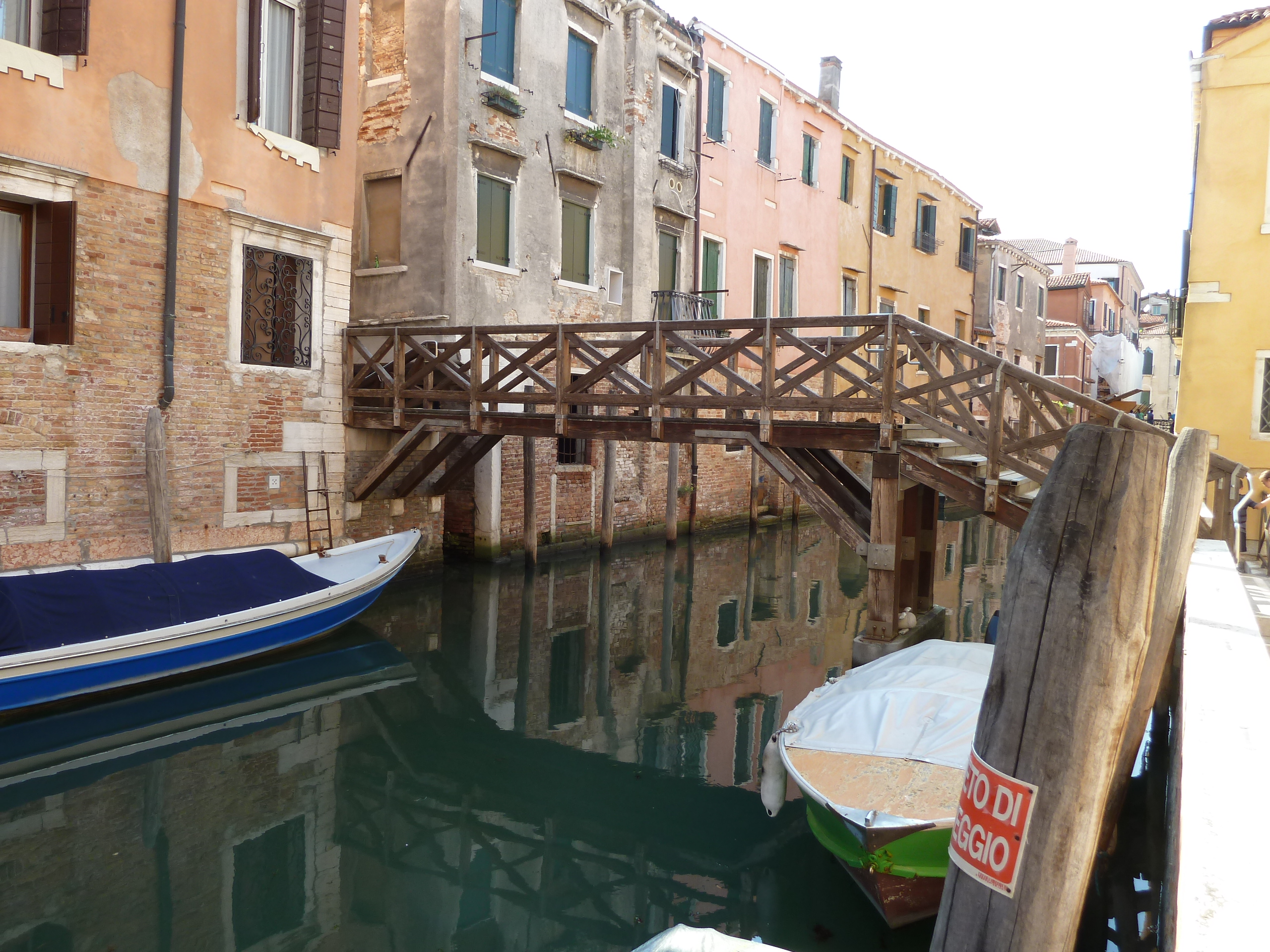
Ponte de le Vele Rio de Santa Sofia
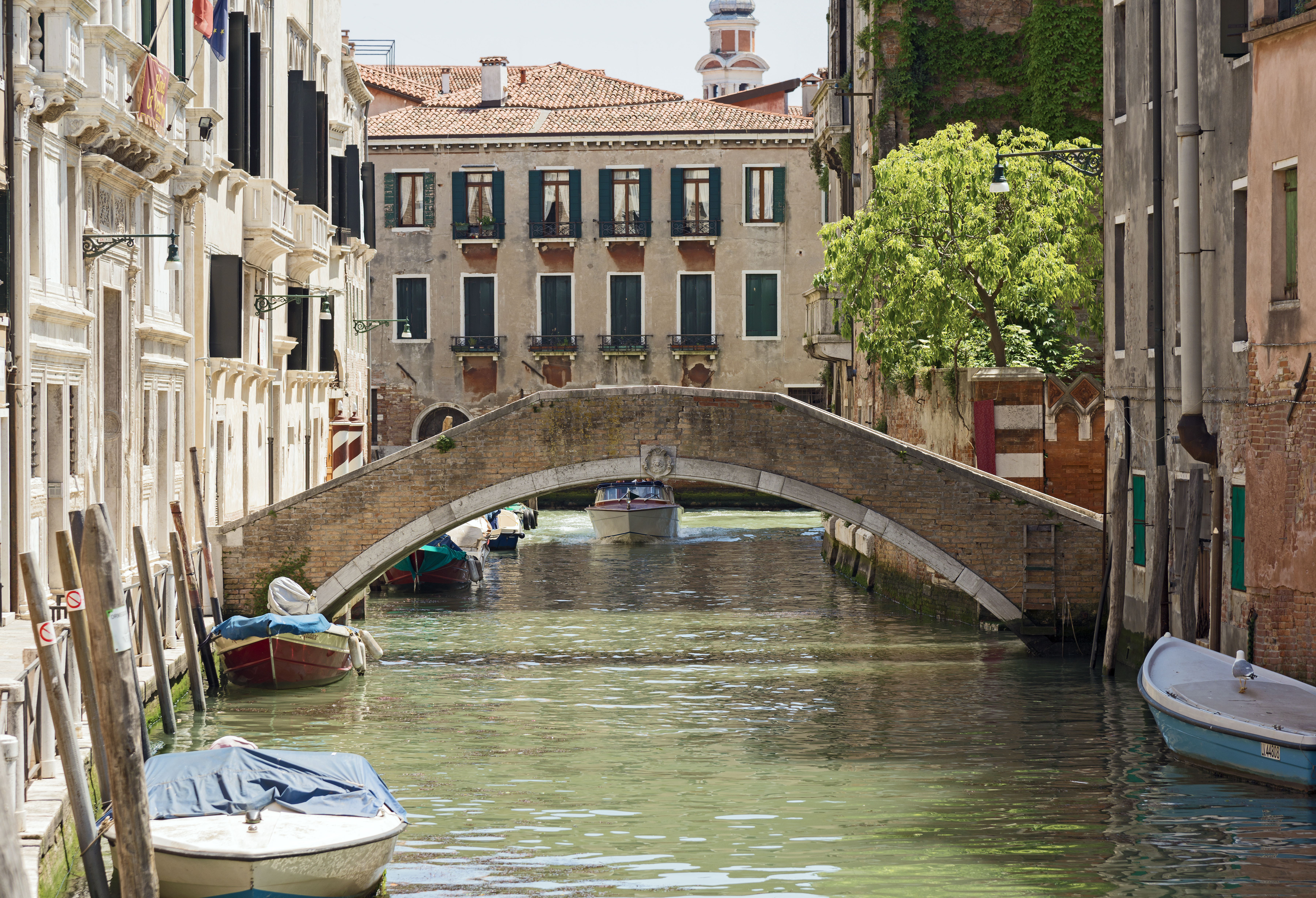
Ponte Vendramin Rio de Santa Fosca
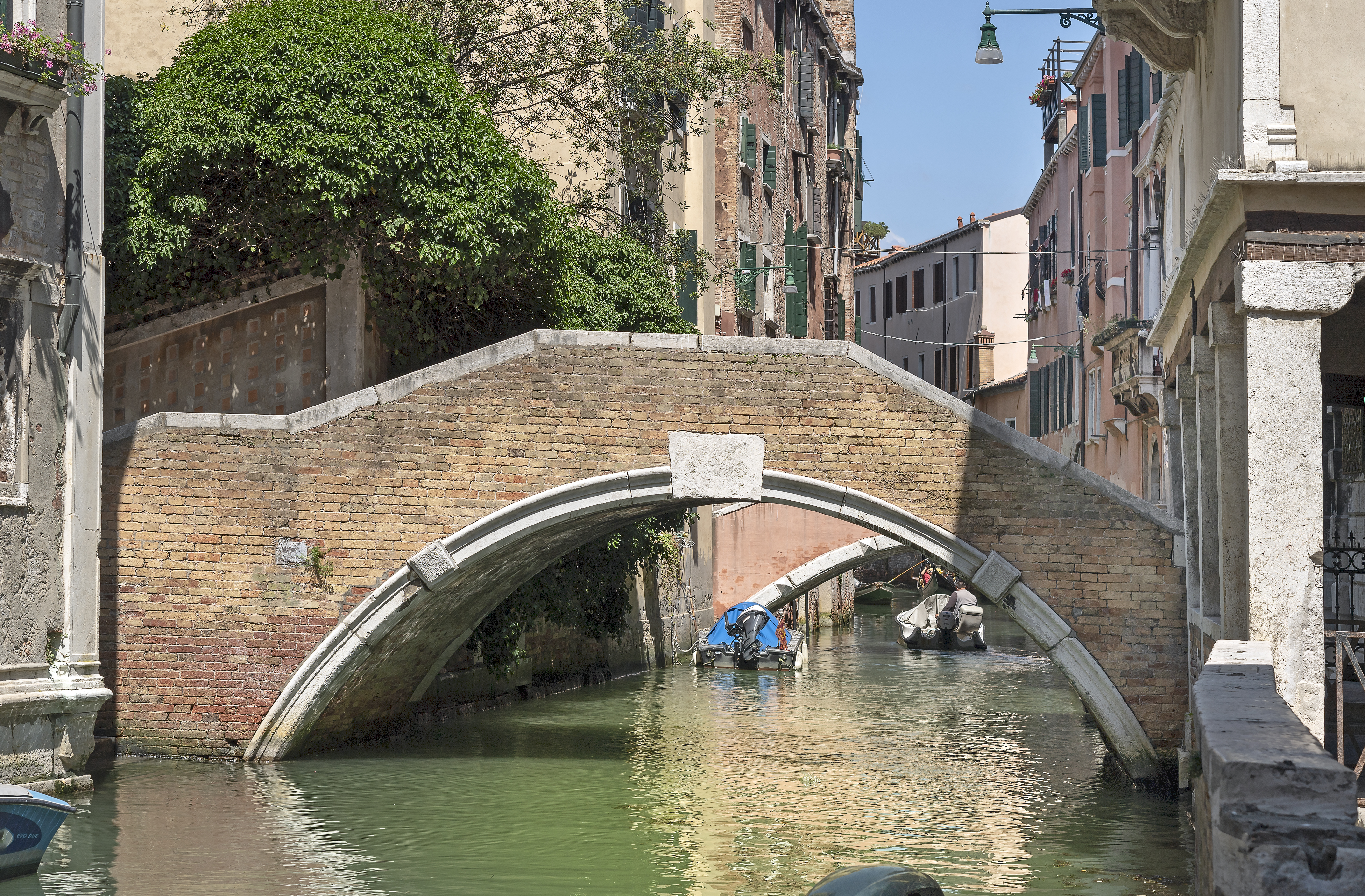
Ponte Widman Rio de Ca'Widmann
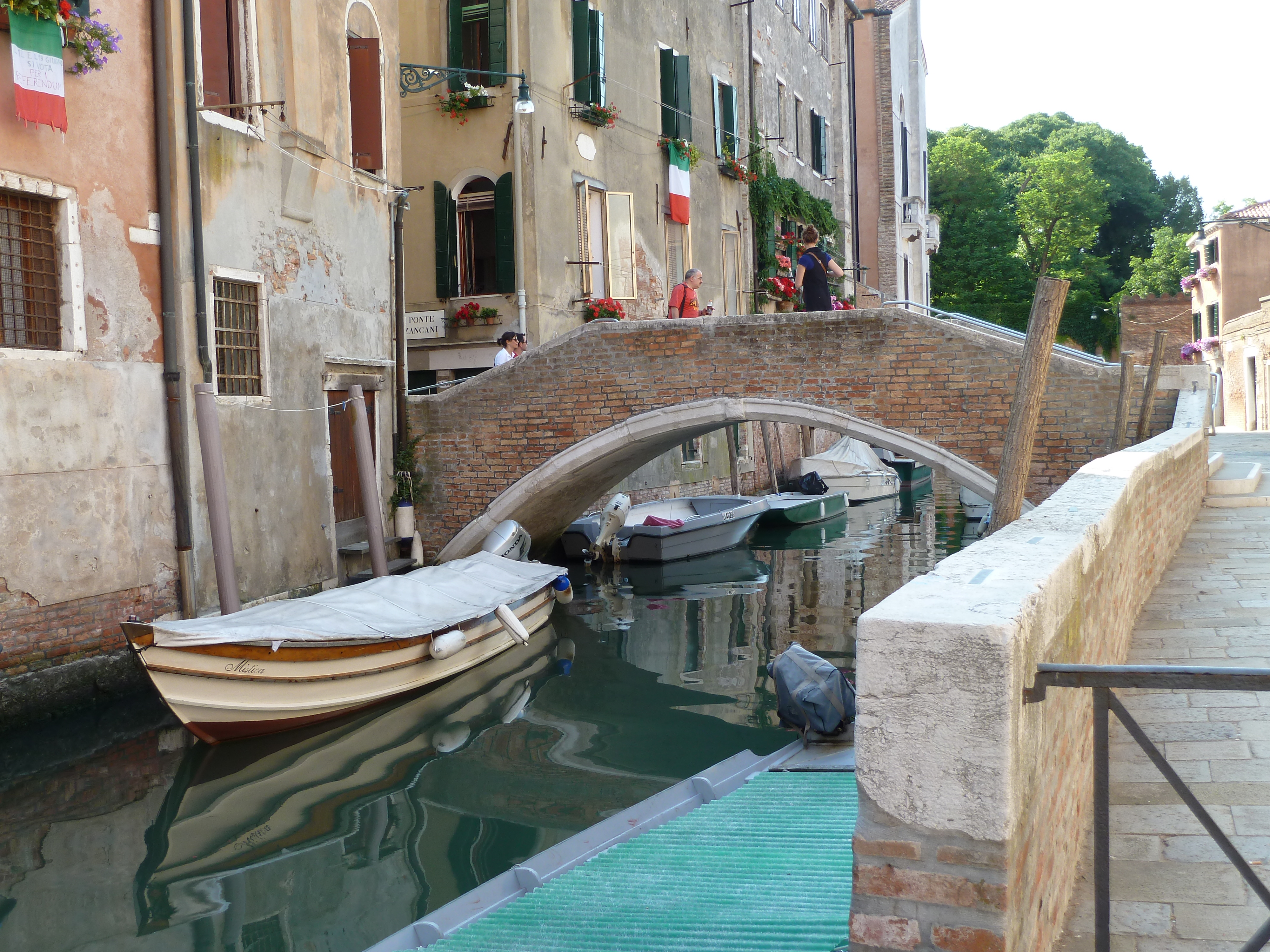
Ponte Zancan Rio del Trapolin
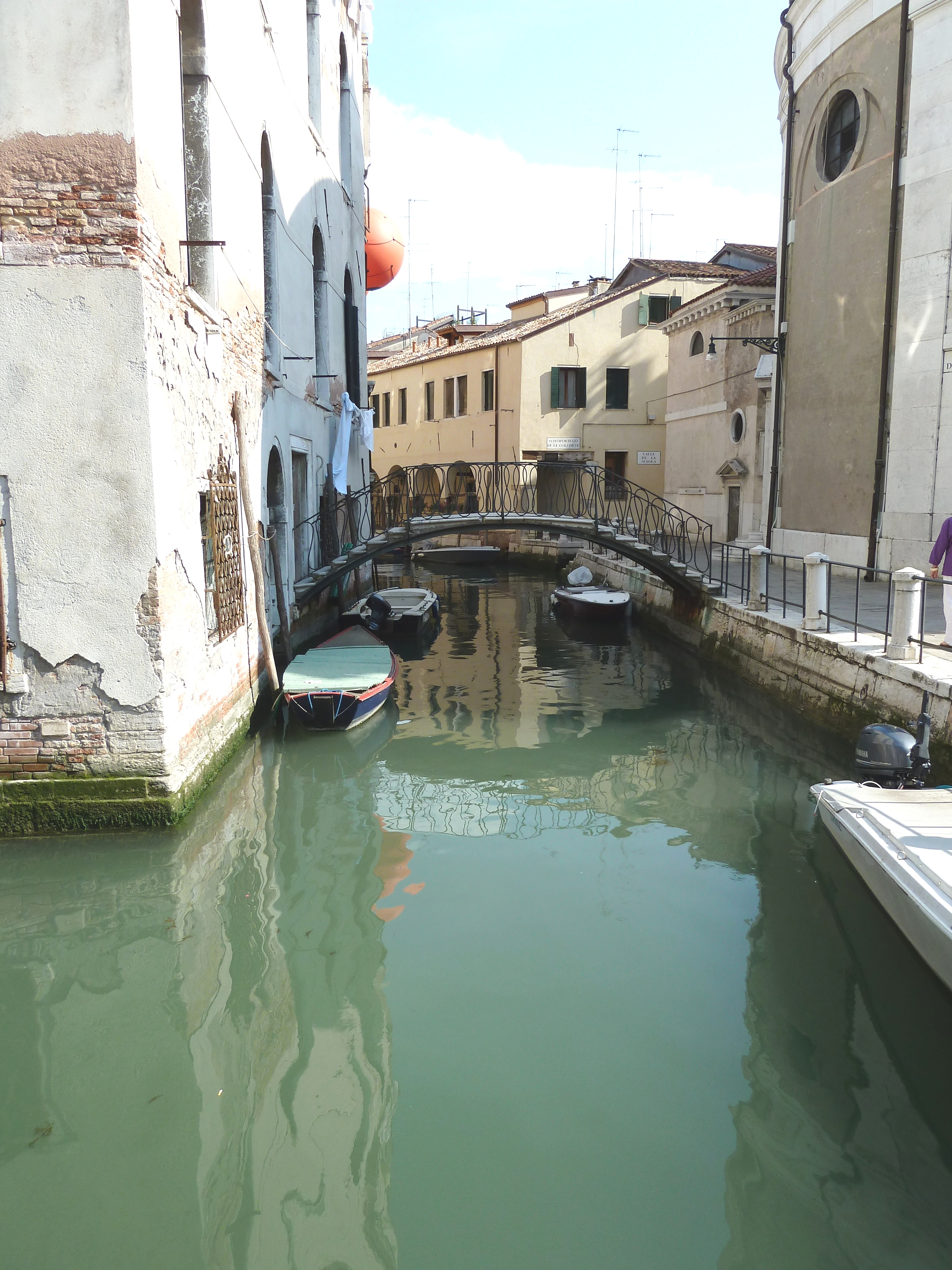
Pod privat pe rio de la Madalena
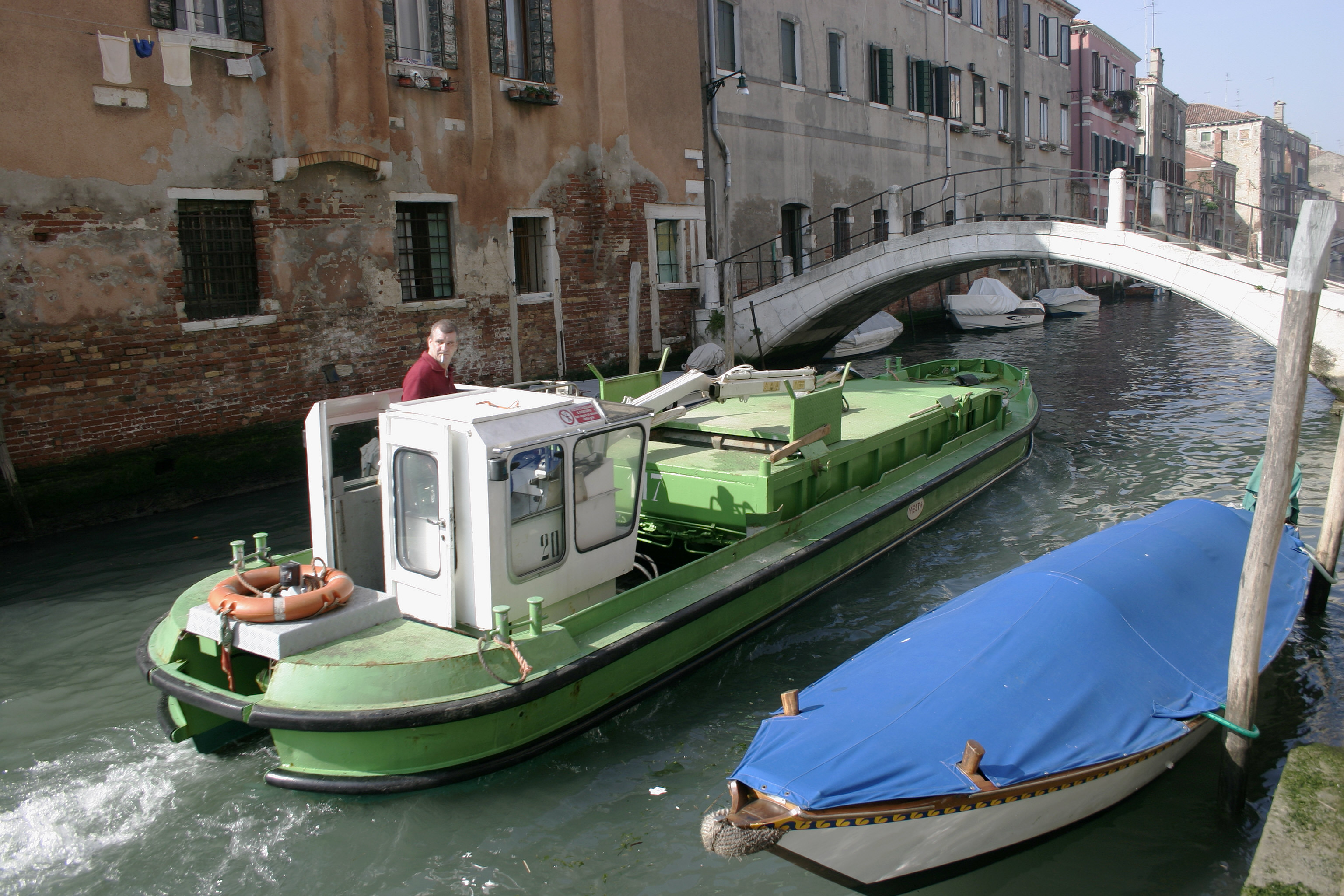
Pod privat pe rio de la Sensa

- Pod privat la nr. 621/A-E, rio de San Giobbe

### Limita între Cannaregio și Castello

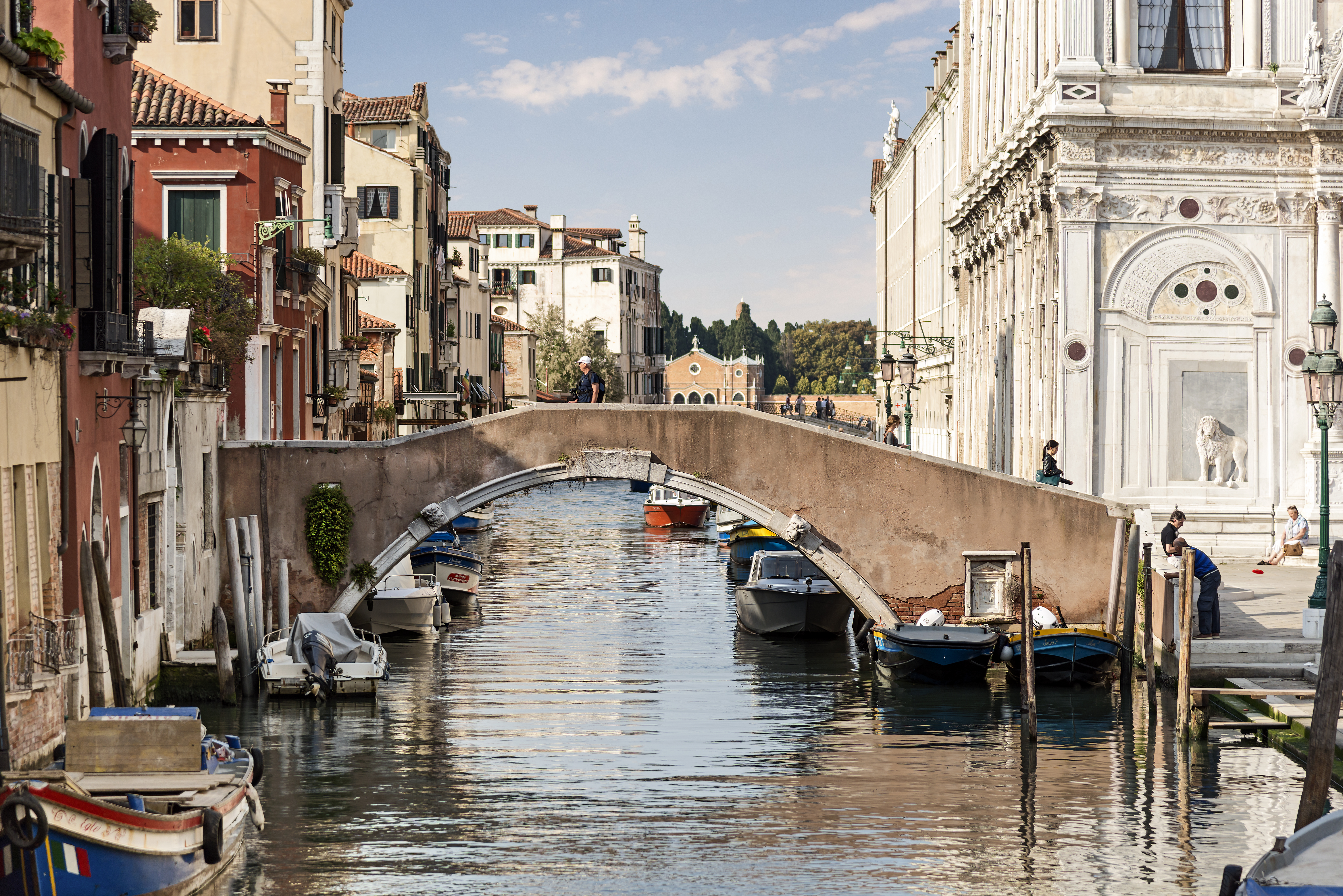
Ponte Cavallo Rio dei Mendicanti
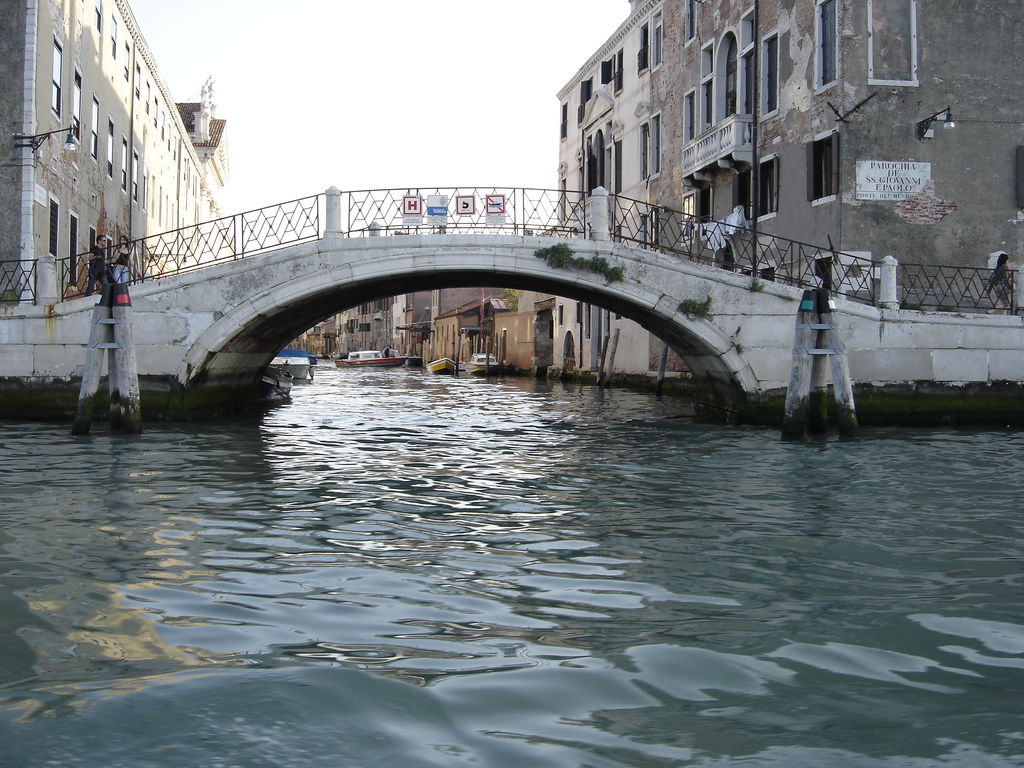
Ponte dei Mendicanti Rio dei Mendicanti
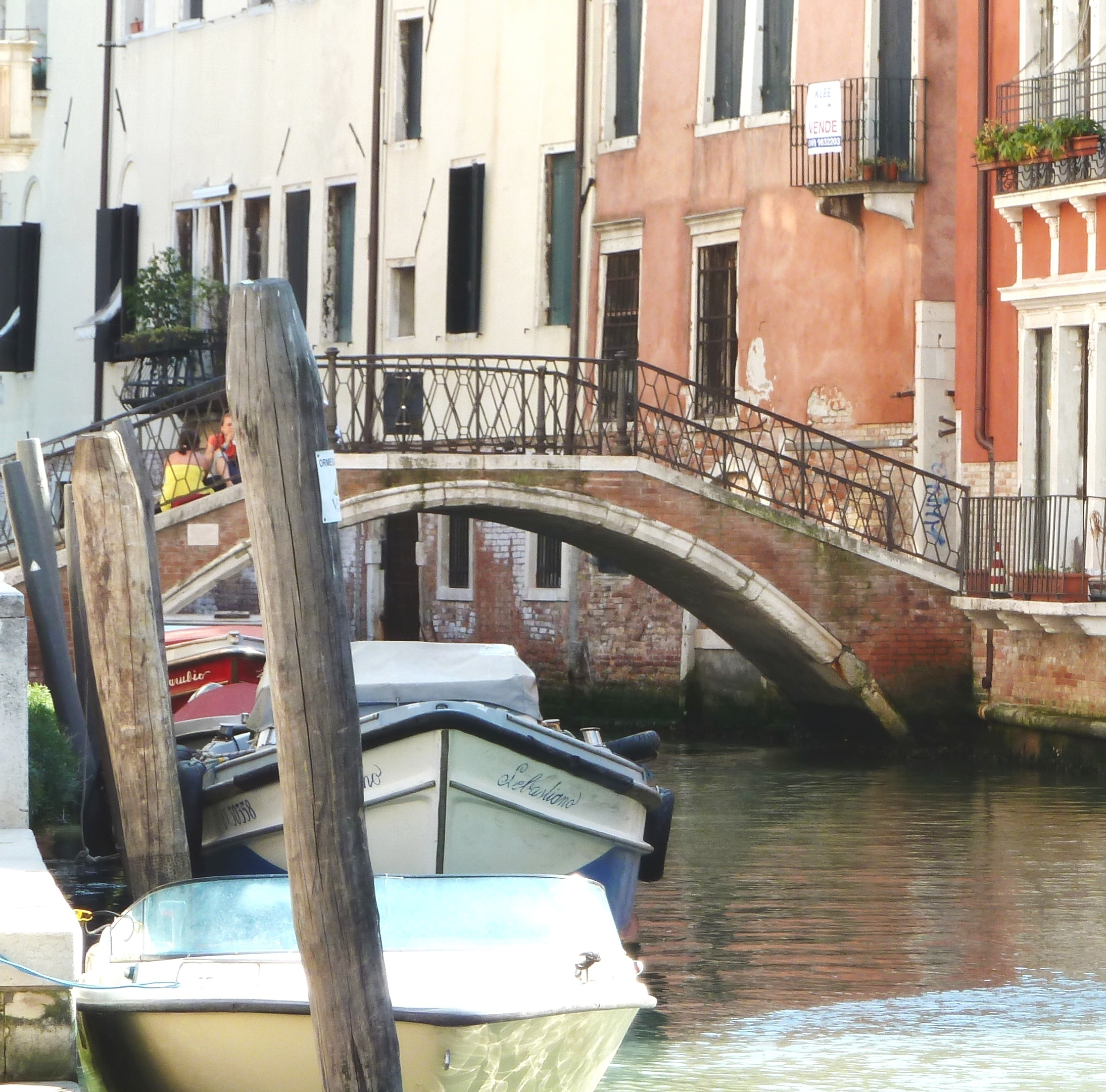
Ponte Rosso Rio dei Mendicanti
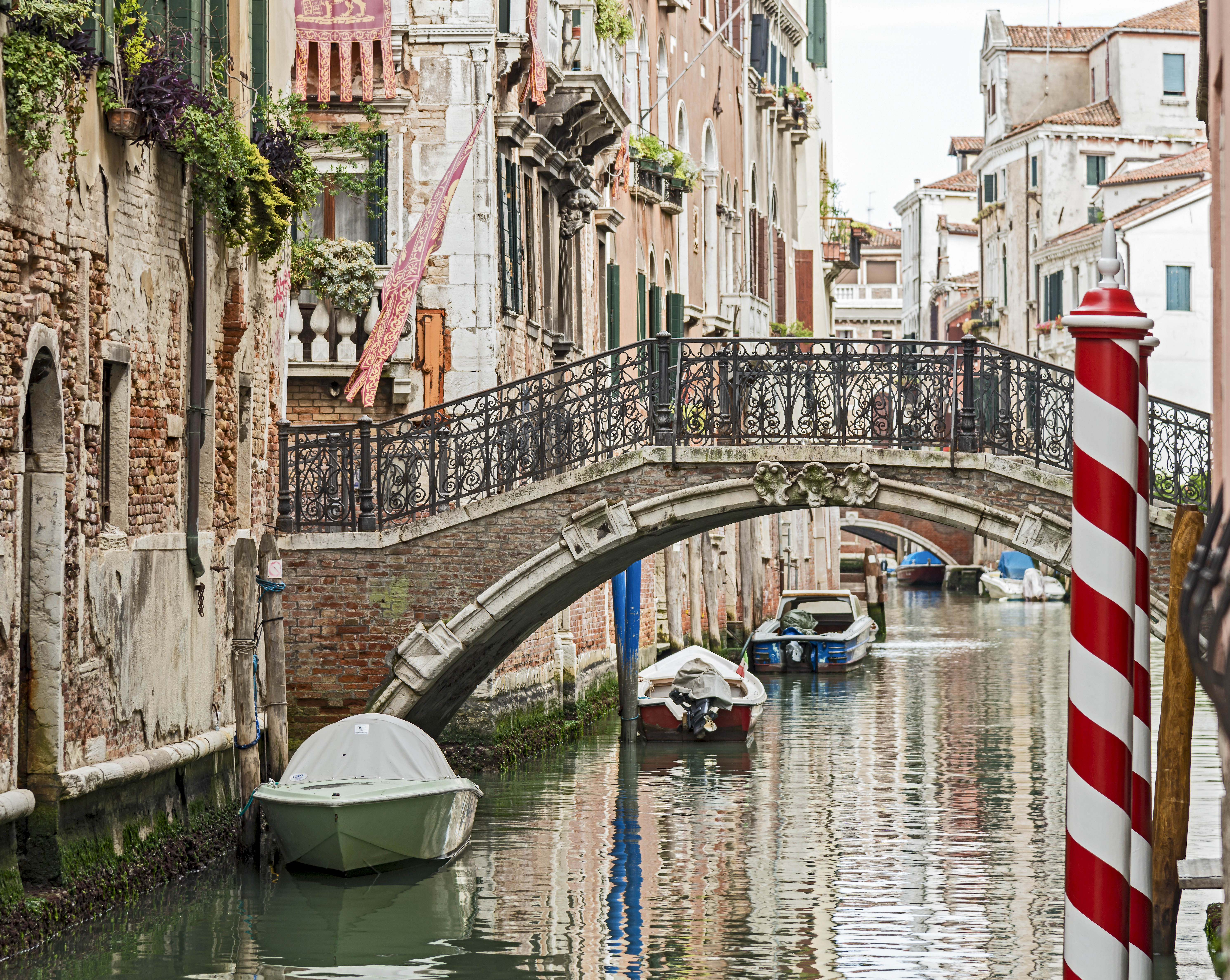
Ponte del Cristo Rio de Santa Marina
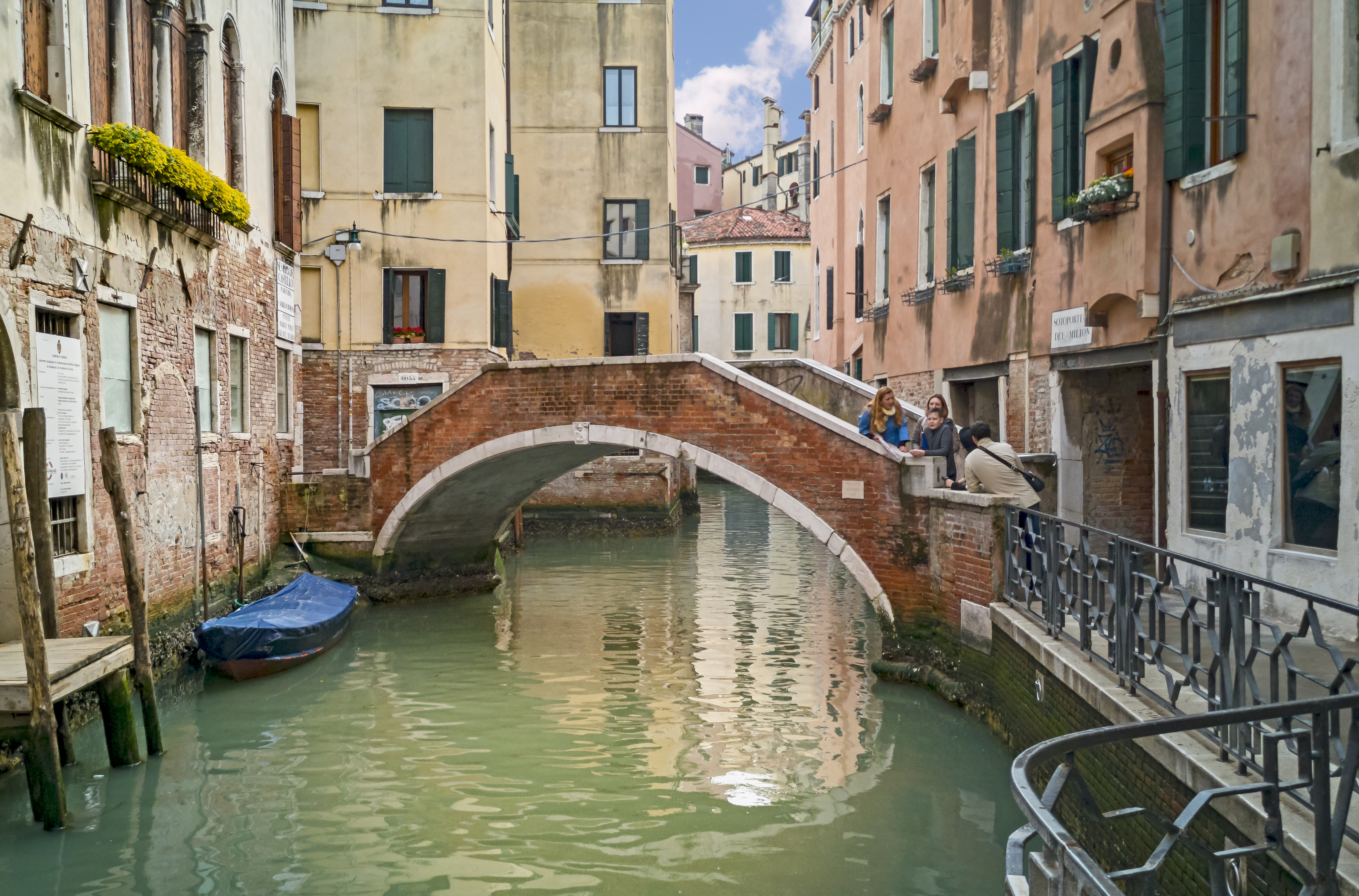
Ponte Marco Polo/del Teatro Rio de San Lio - Miracoli

## SestiereSan Marco

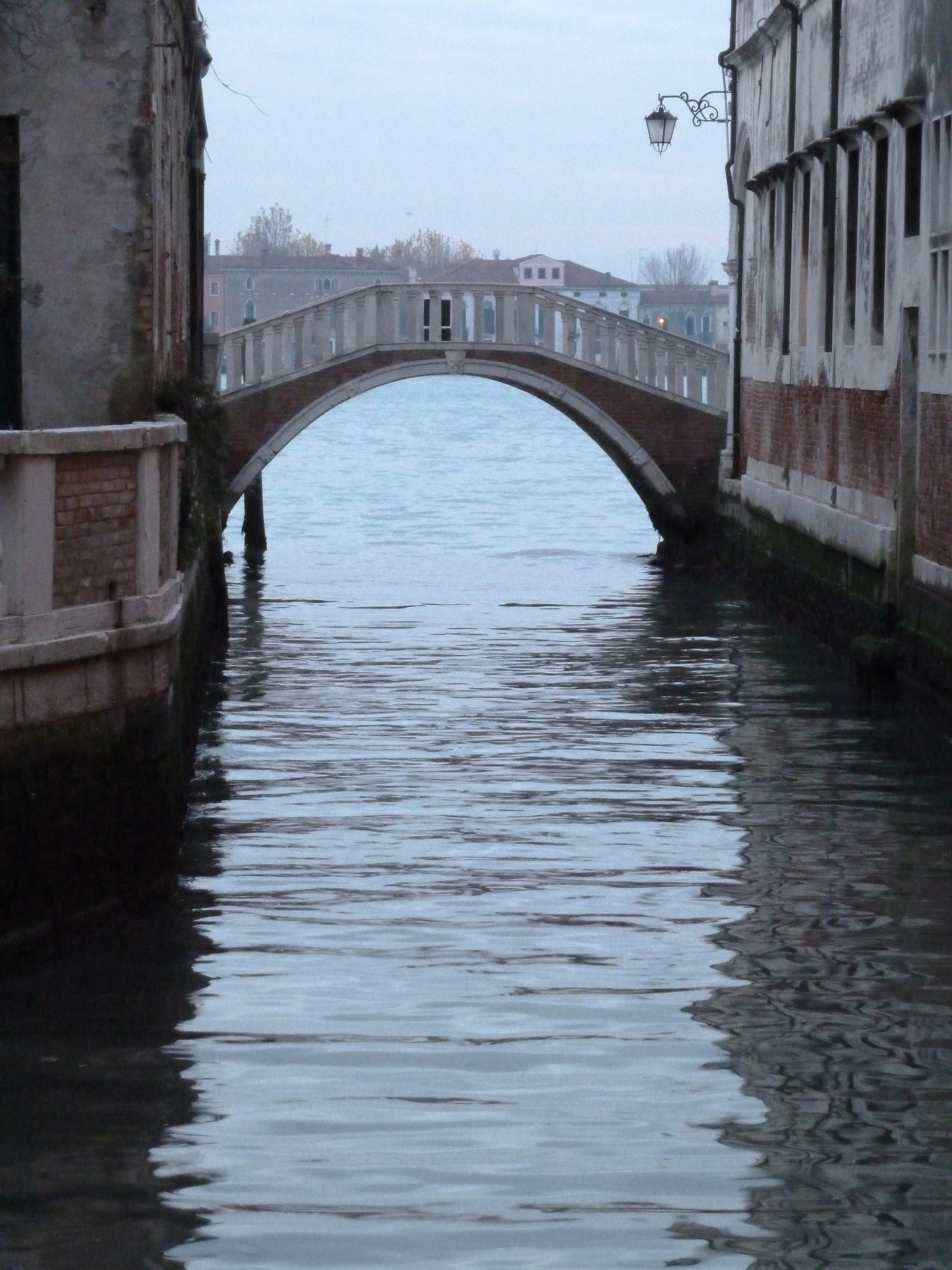
Ponte de l'Academia dei Pittori Rio de la Luna
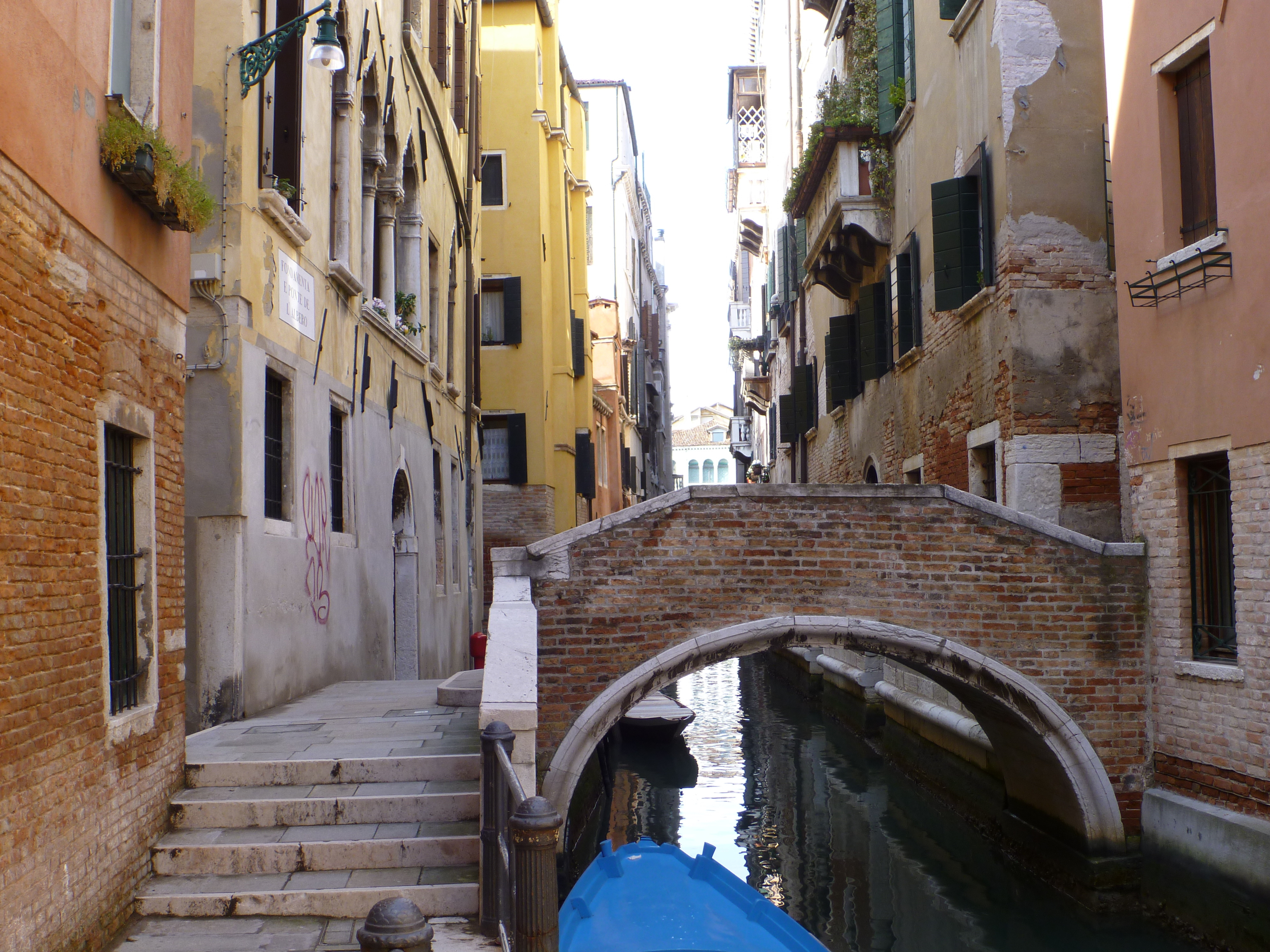
Ponte de l'Albero Rio de Ca' Corner
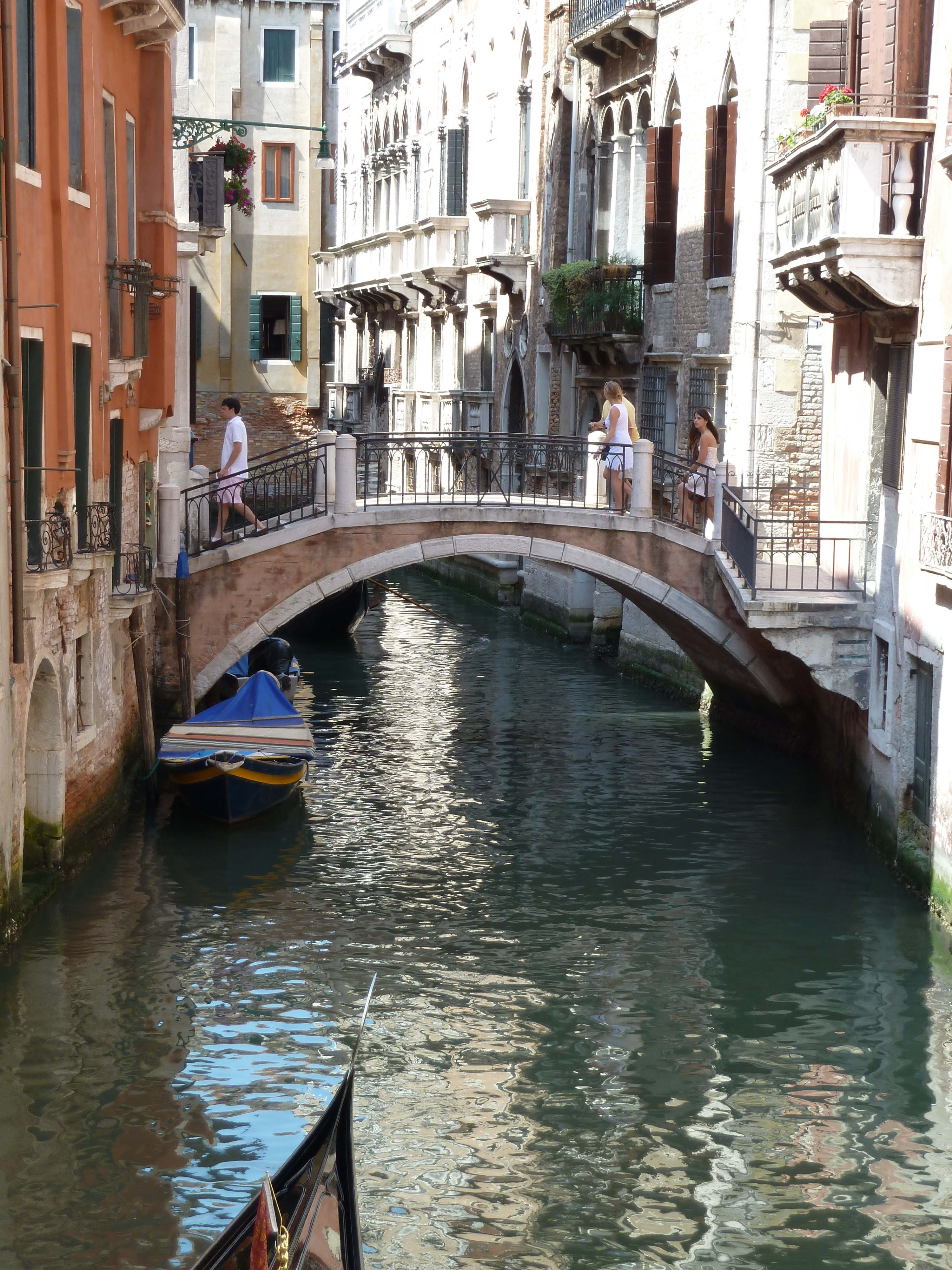
Ponte dei Barcaroli / Cuoridoro Rio dei Barcaroli
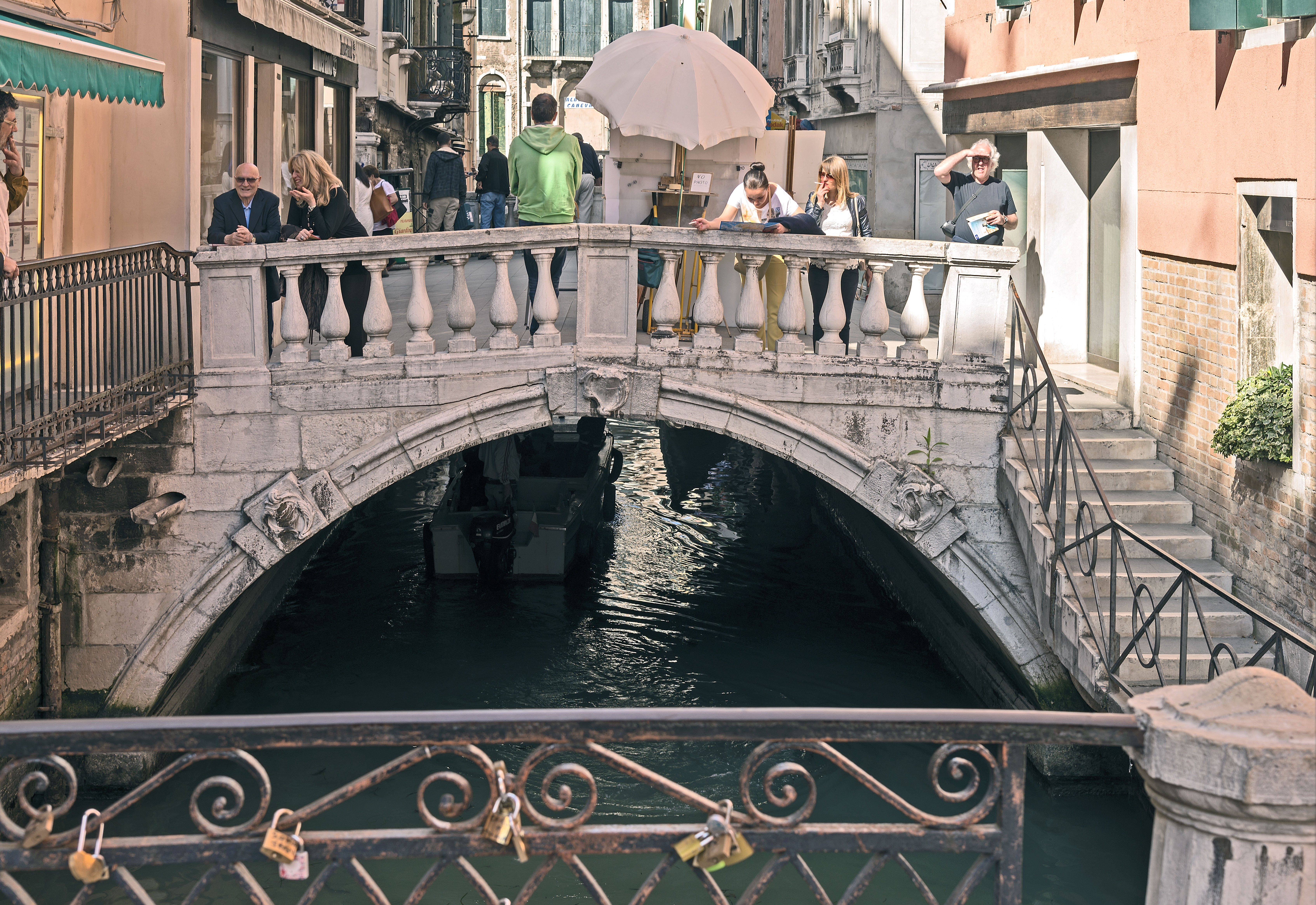
Ponte dei Bareteri Rio dei Bareteri
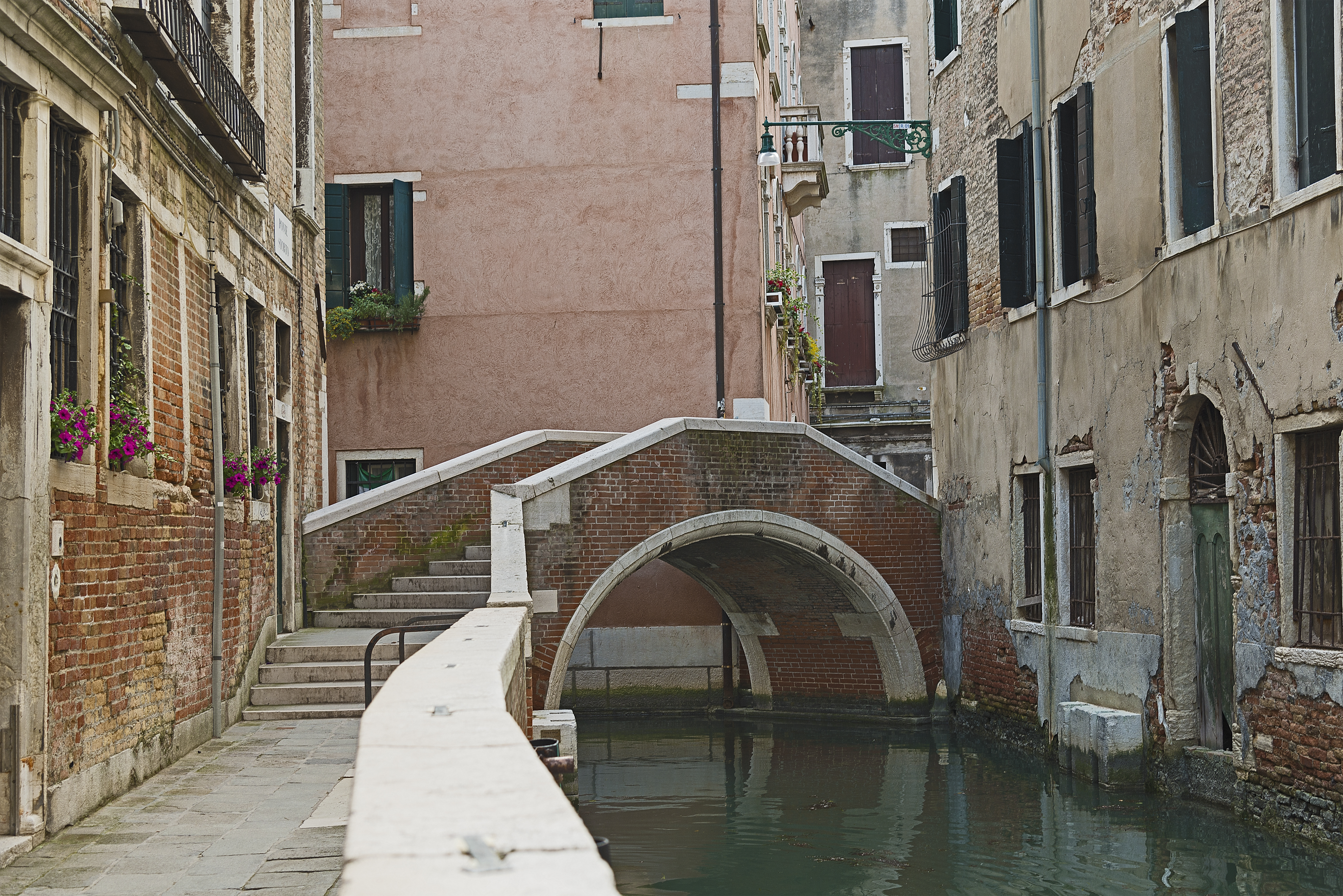
Ponte Storto o dei Callegheri S.M.Zobenigo/Fenice
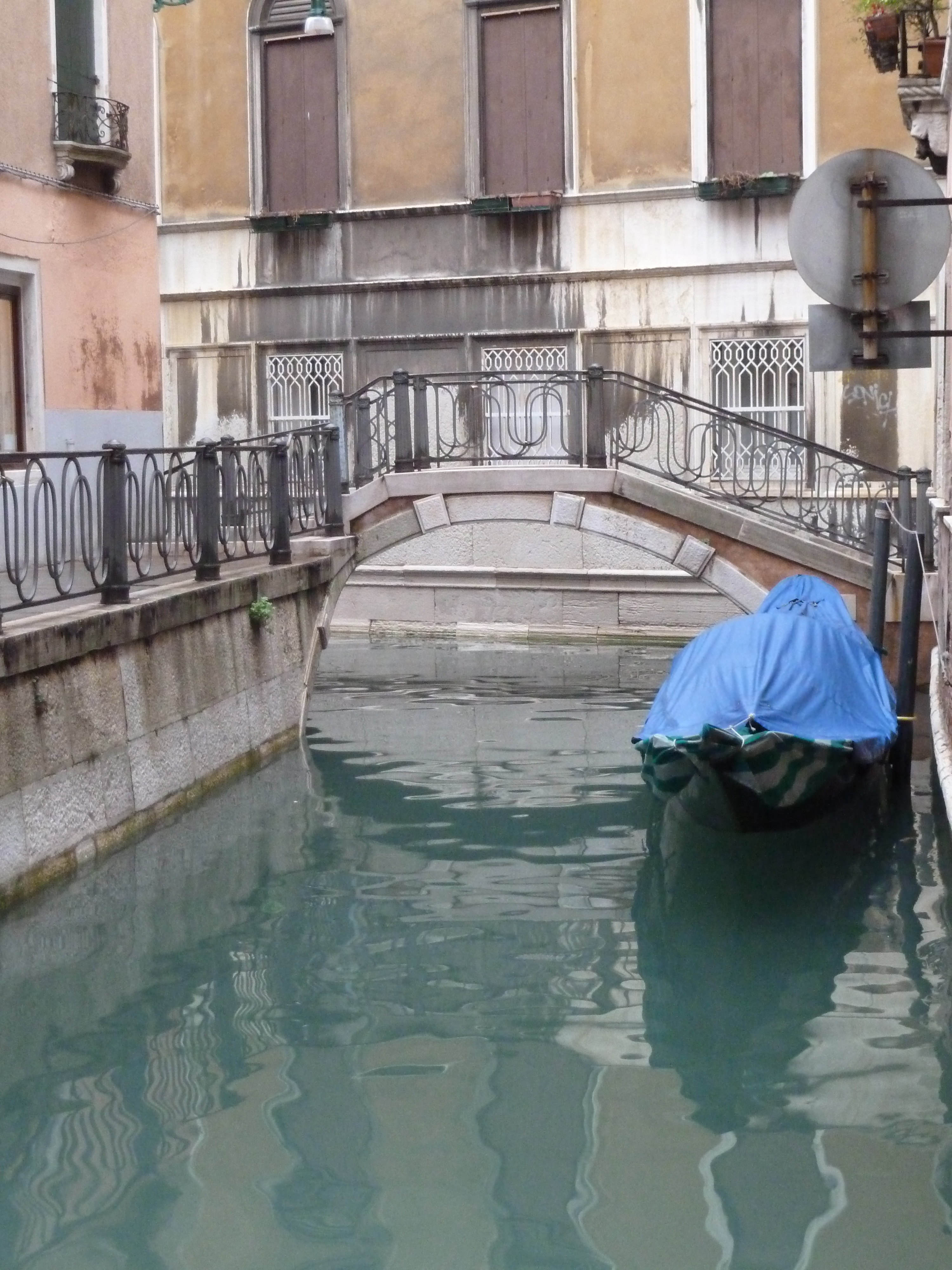
Ponte Storto o Caotorta Rio de la Verona
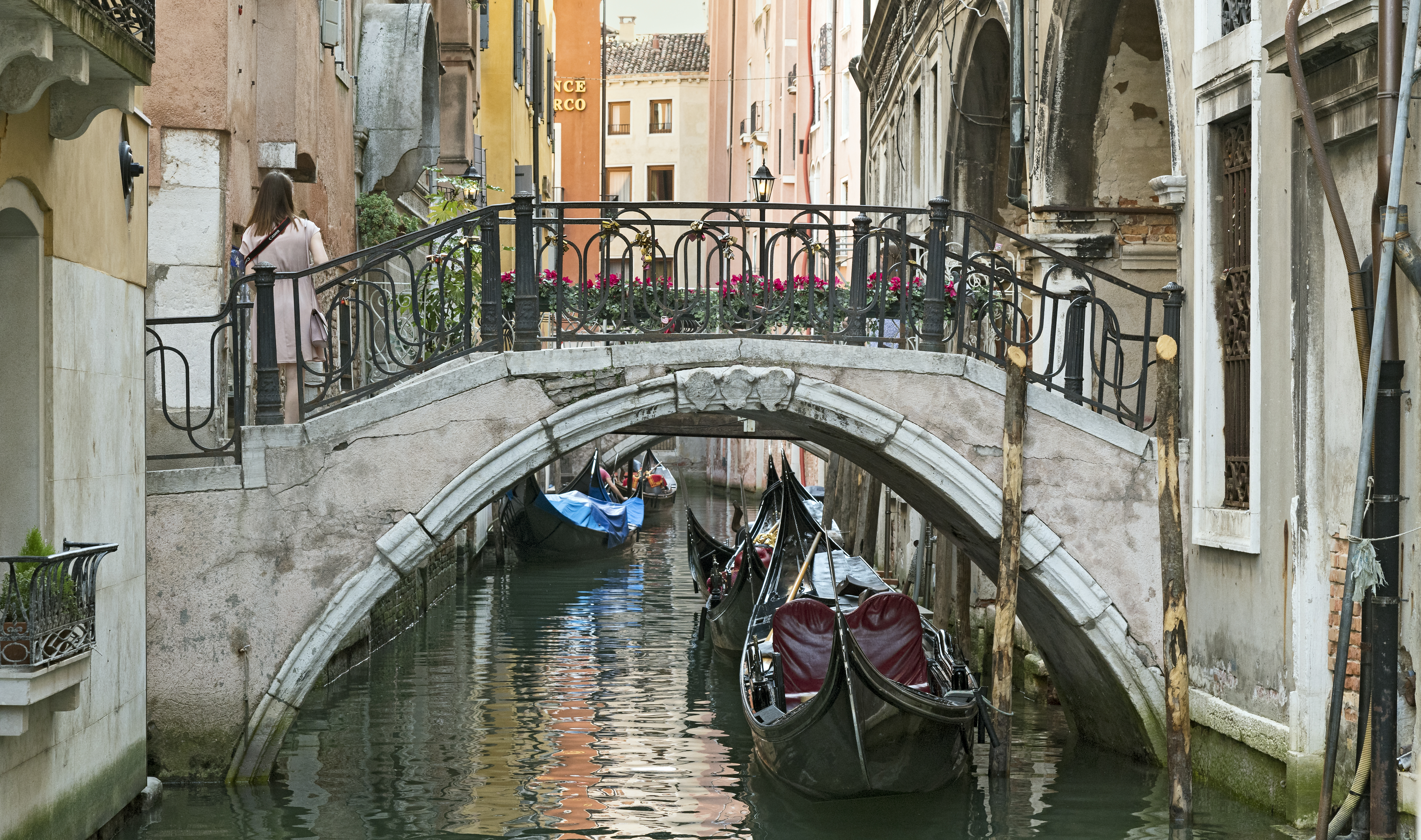
Ponte del Cavalletto Rio de le Procuratie
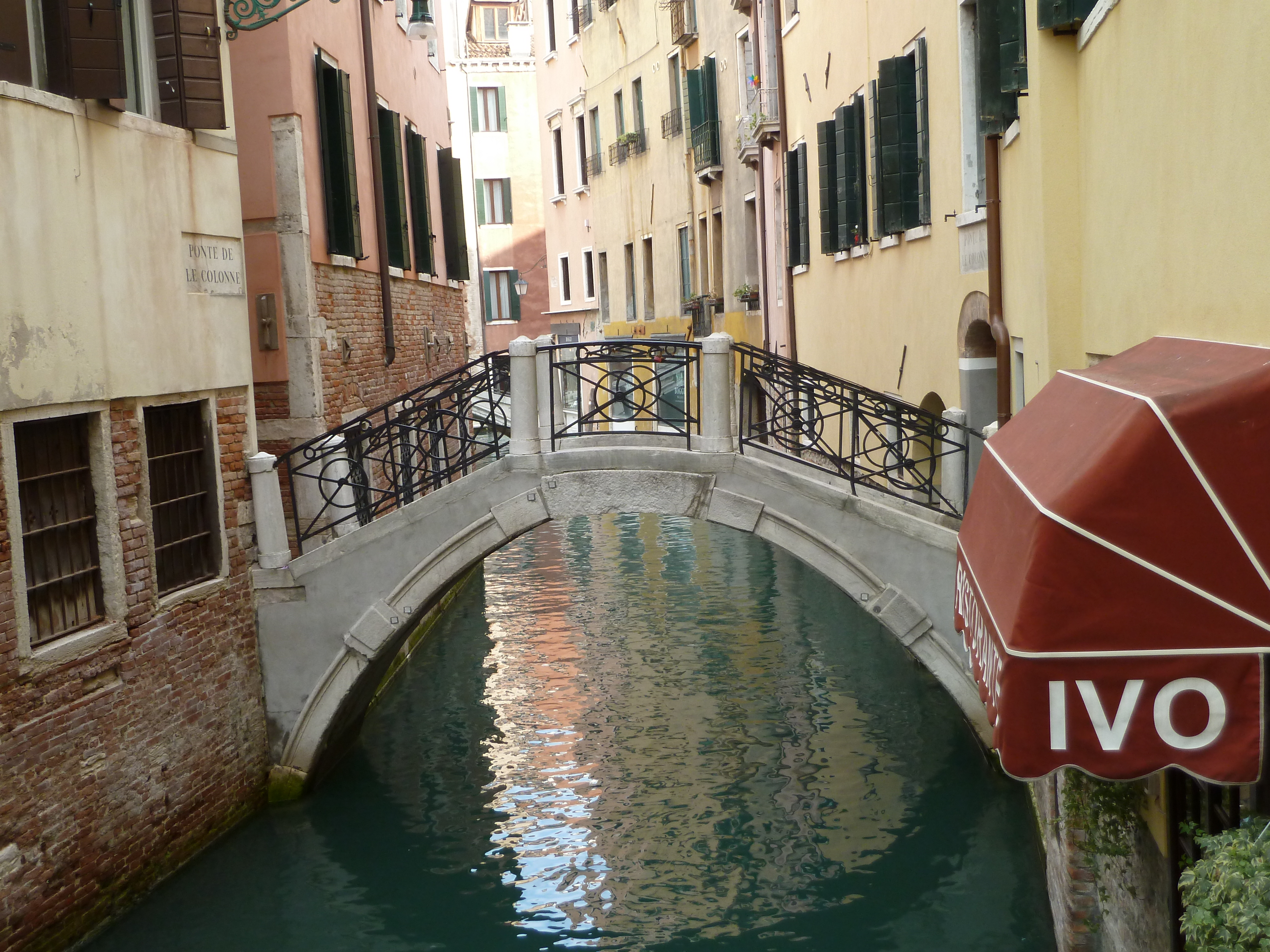
Ponte de le Colonne Rio dei Fuseri
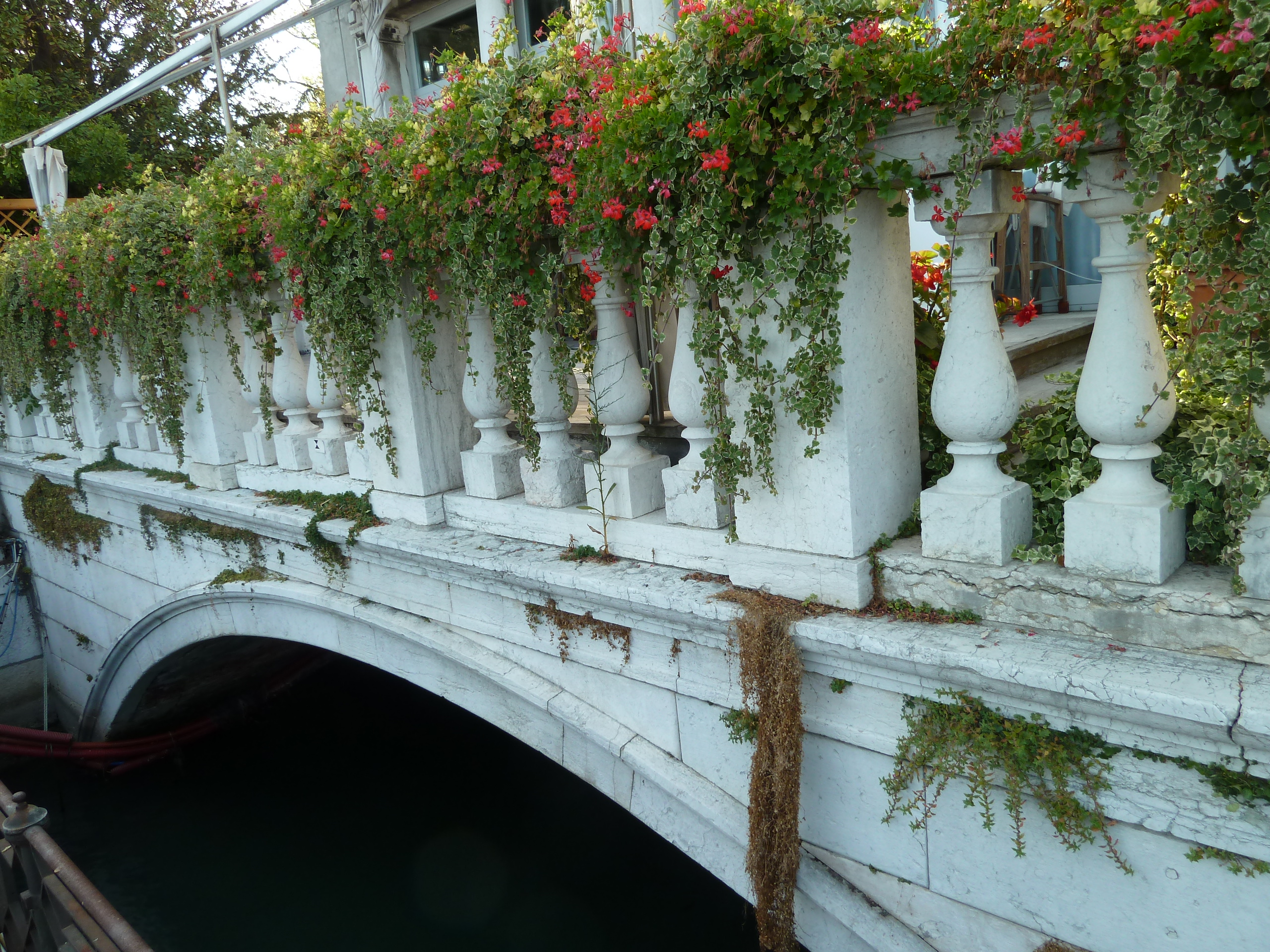
Ponte de la Compagnia de la Vela Rio de la Luna
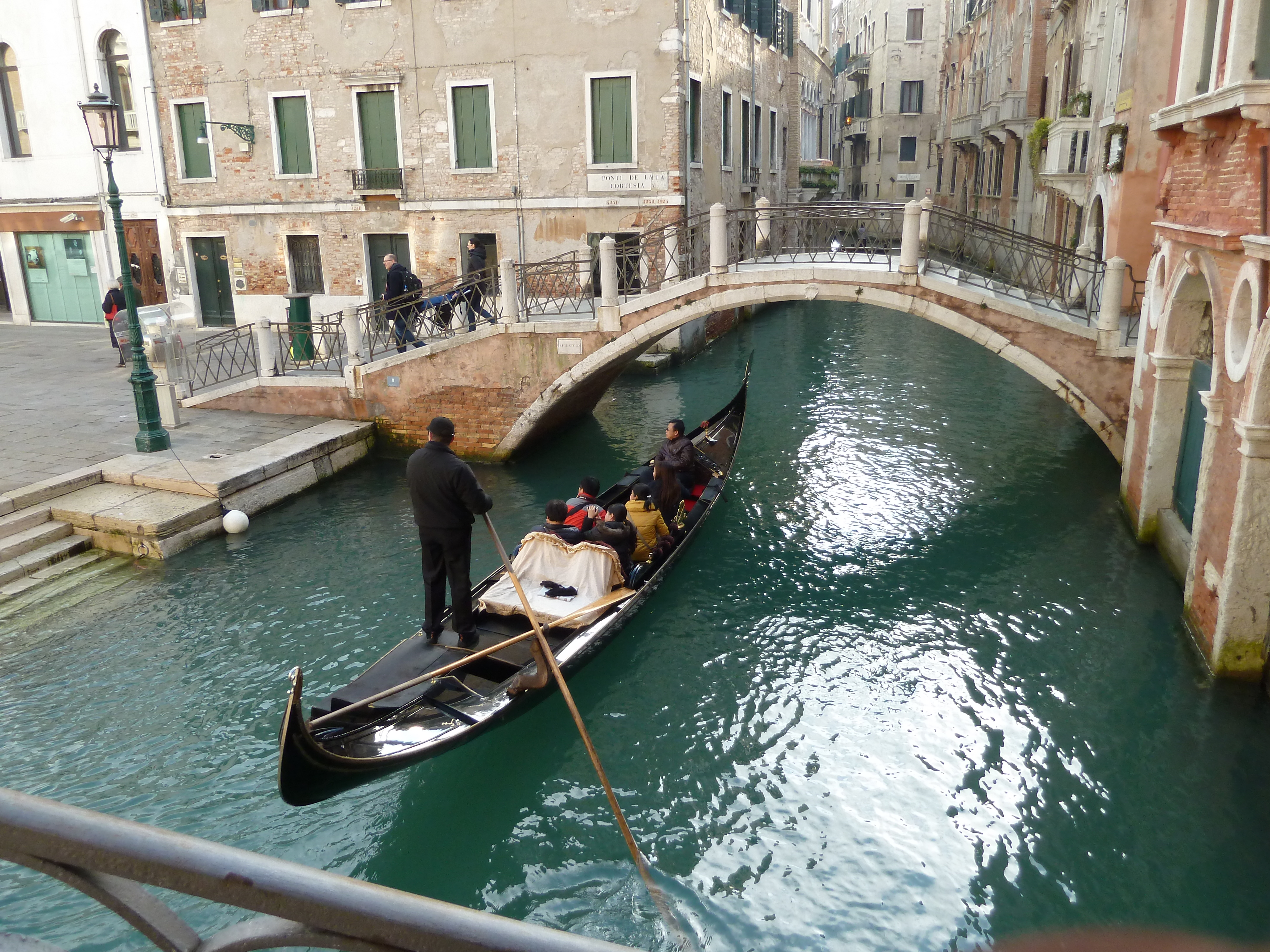
Ponte de la Cortesia Rio de San Luca
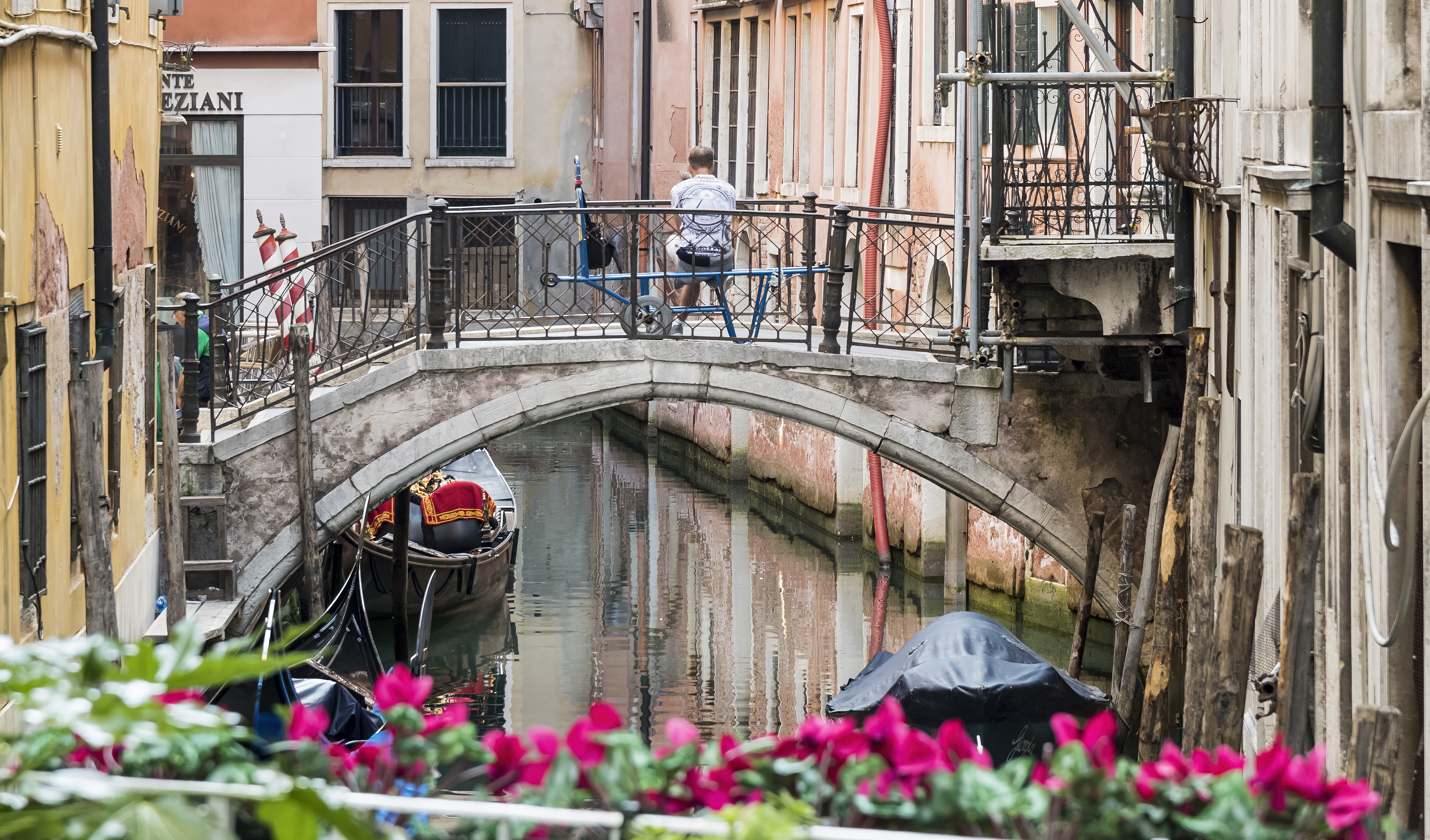
Ponte dei Dai Rio de le Procuratie
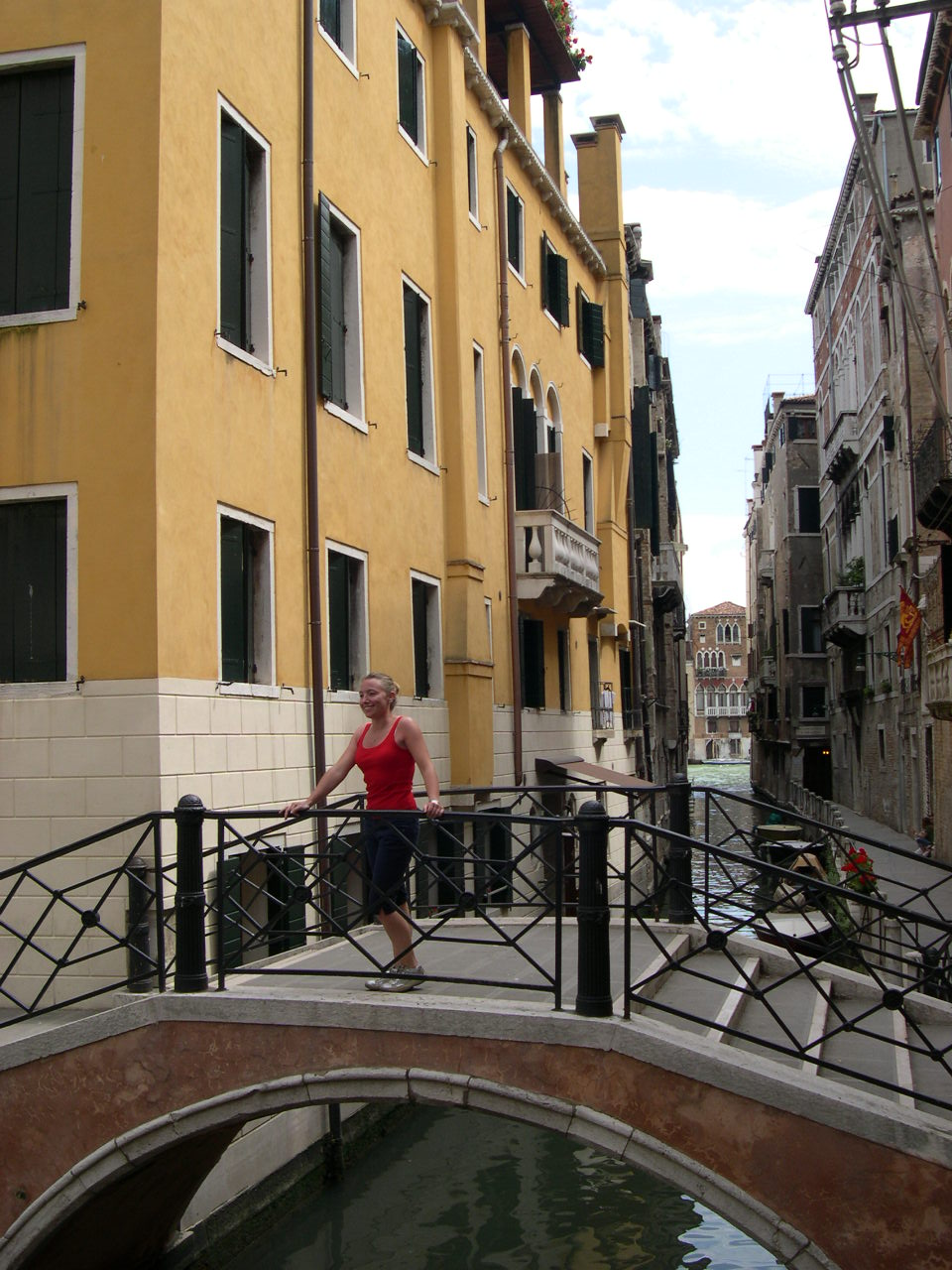
Ponte Duodo sau Barbarigo Rio de Santa Maria Zobenigo
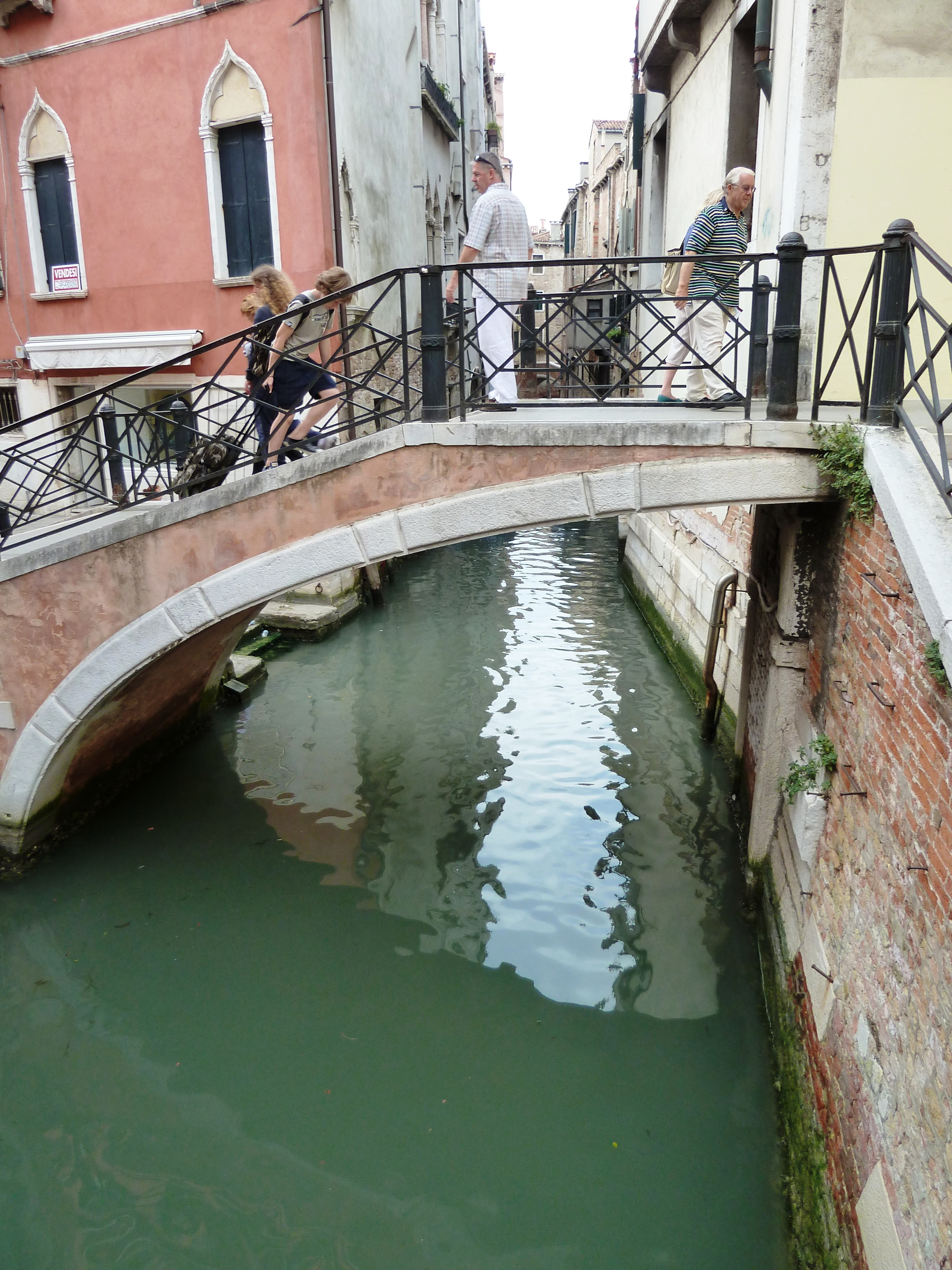
Ponte de la Feltrina Rio de Santa Maria Zobenigo
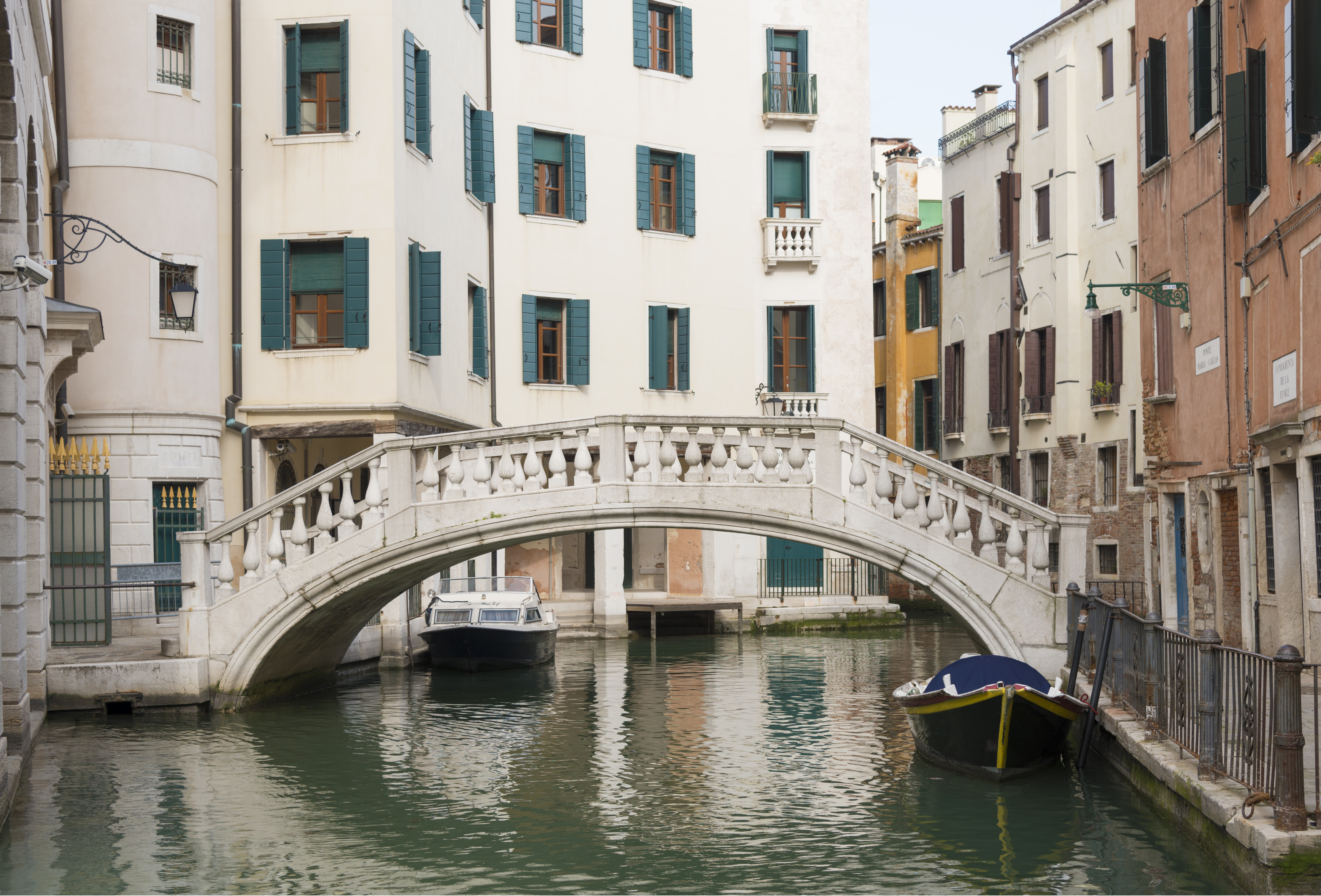
Ponte Maria Callas / de la Fenice Rio de la Veste
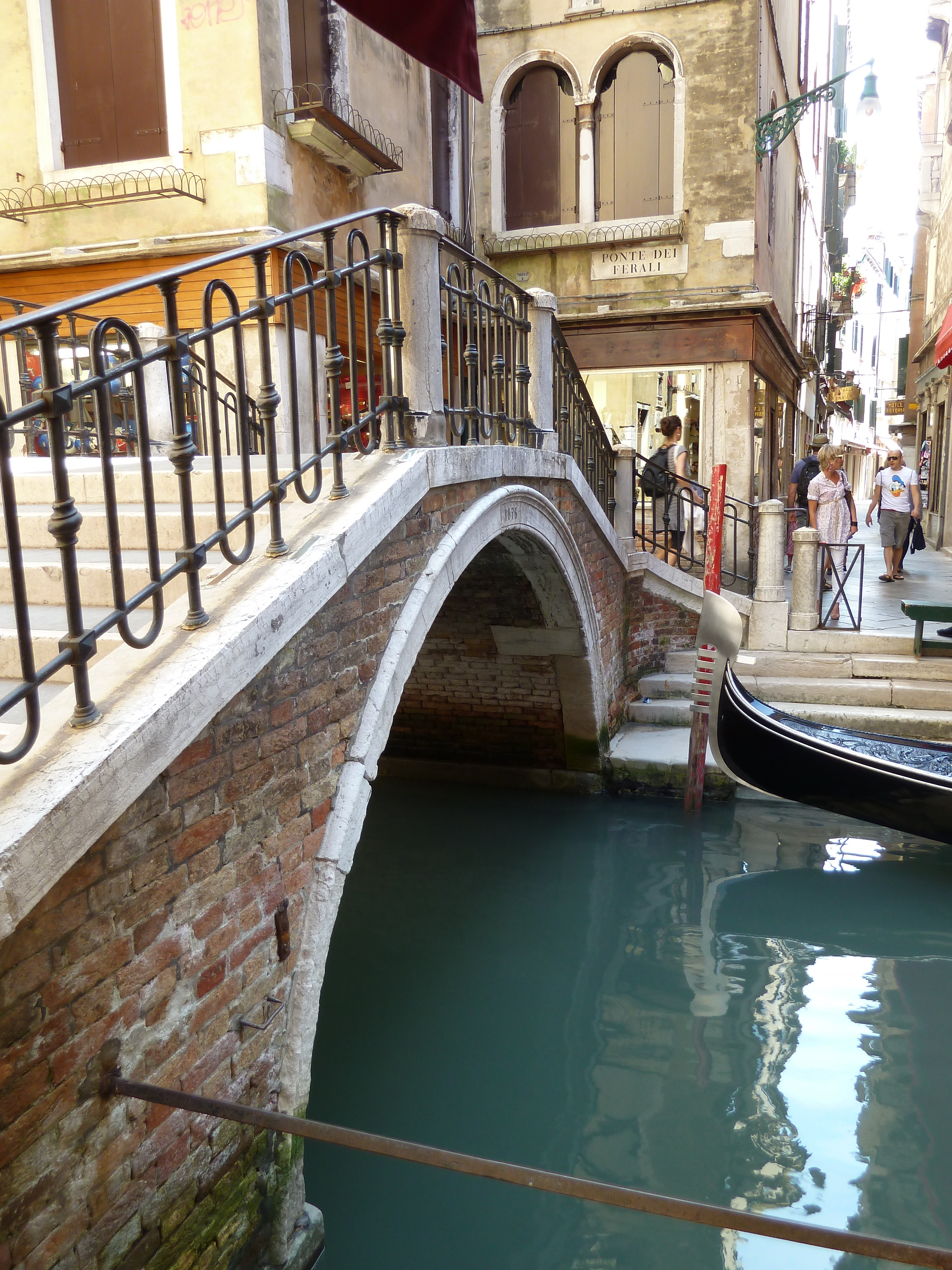
Ponte dei Ferai Rio dei Ferai
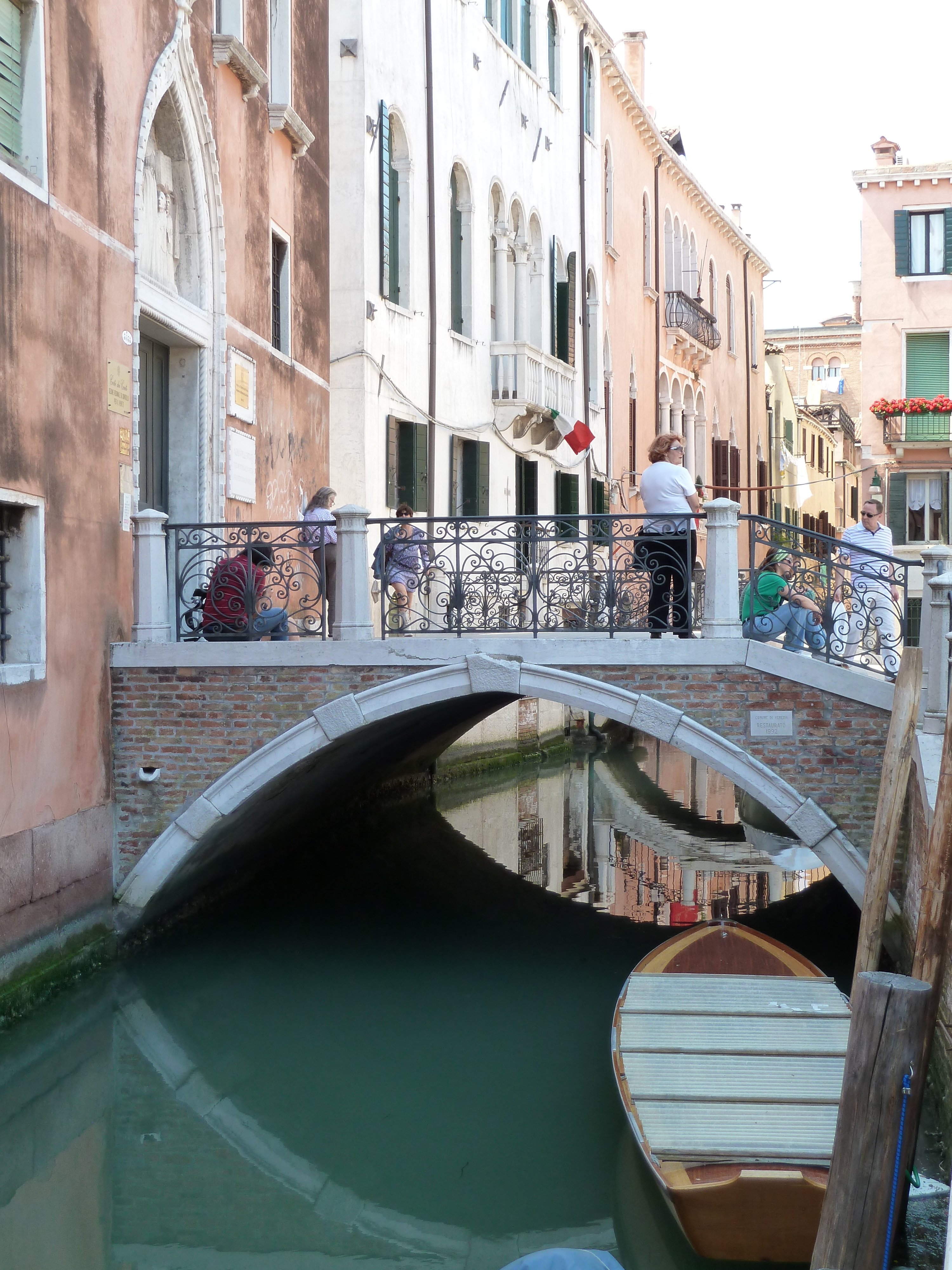
Ponte dei Frati Rio de San Anzolo
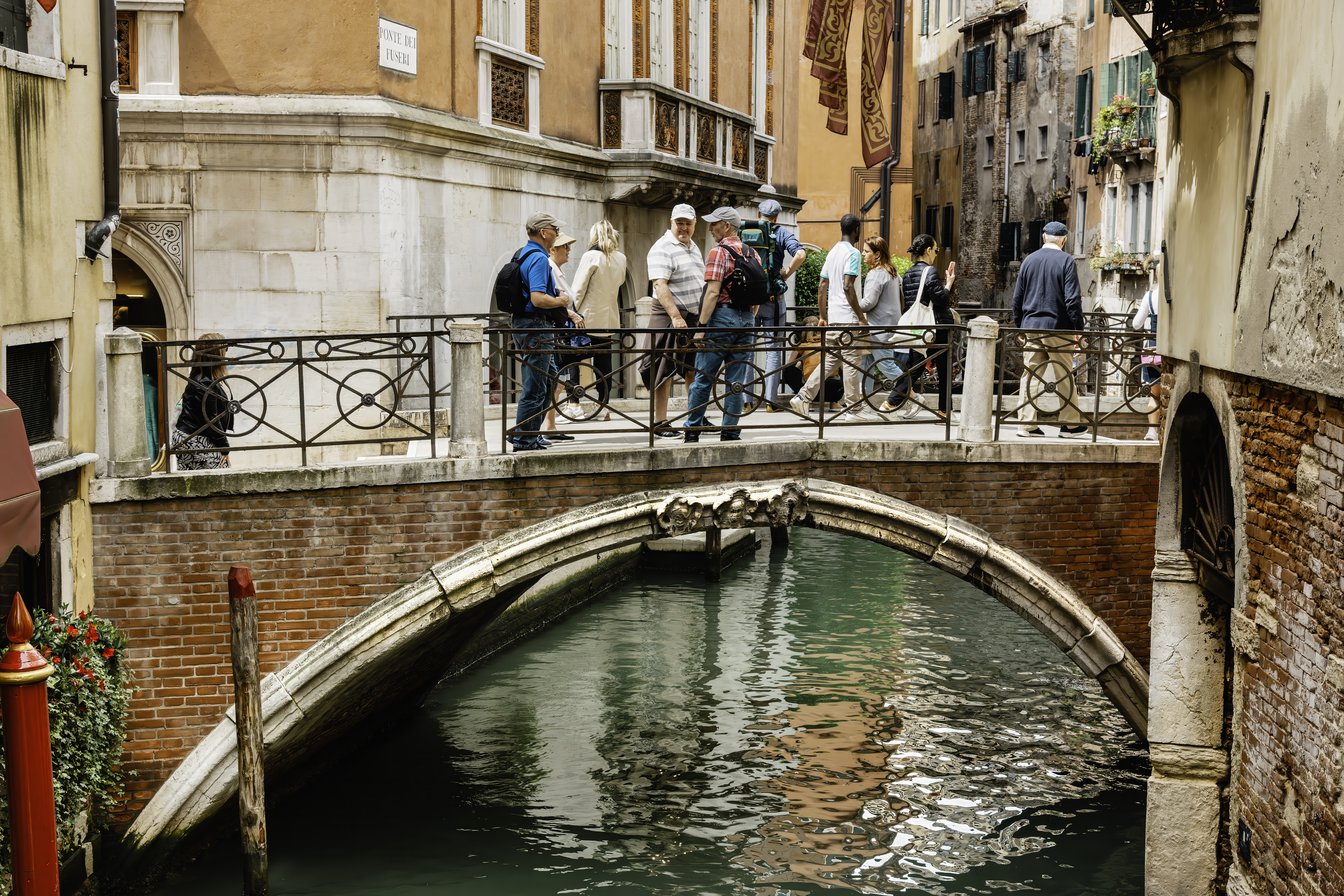
Ponte dei Fuseri Rio dei Fuseri
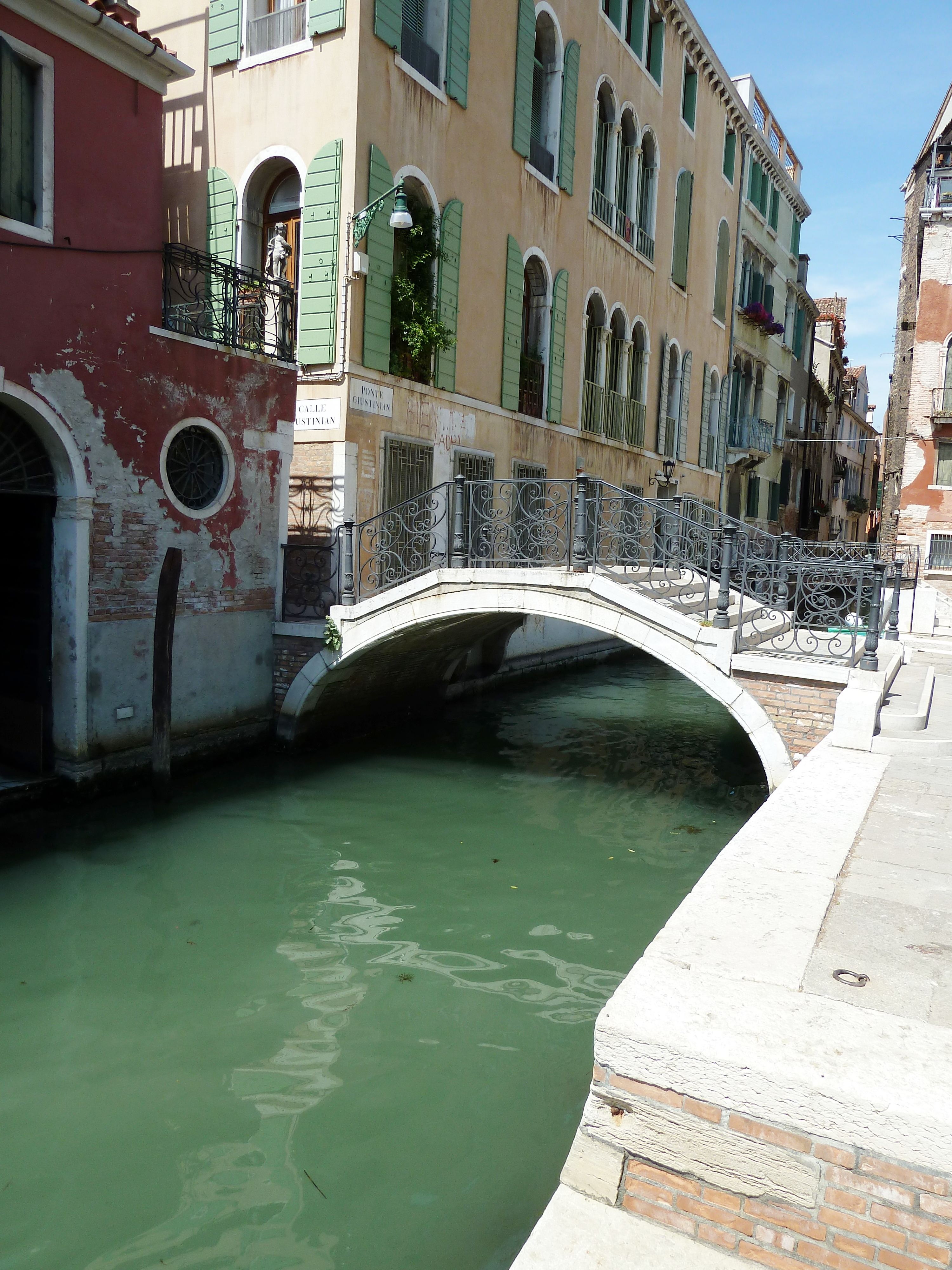
Ponte Giustinian Rio de San Vidal
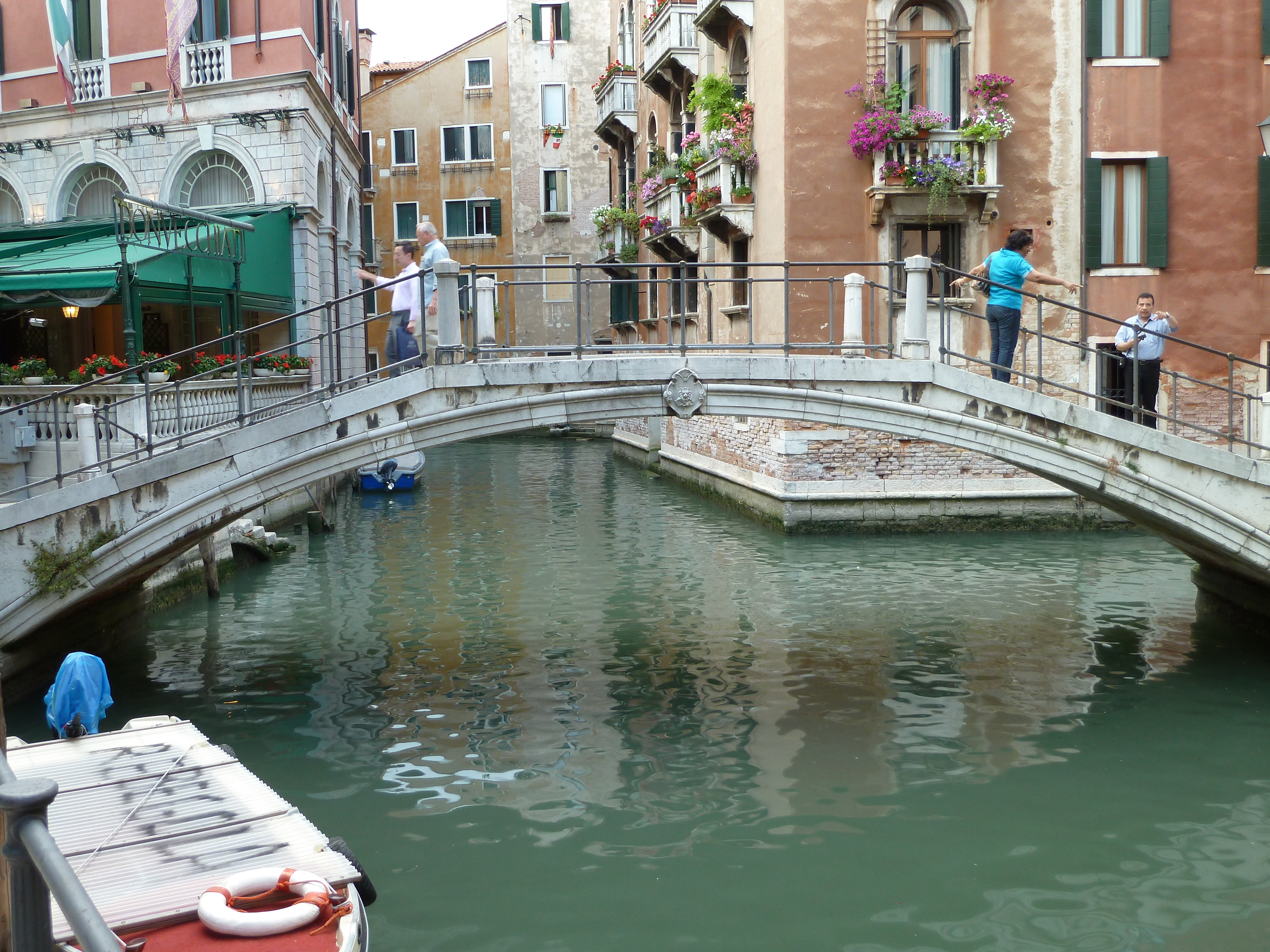
Ponte Carlo Goldoni Rio dei Fuseri
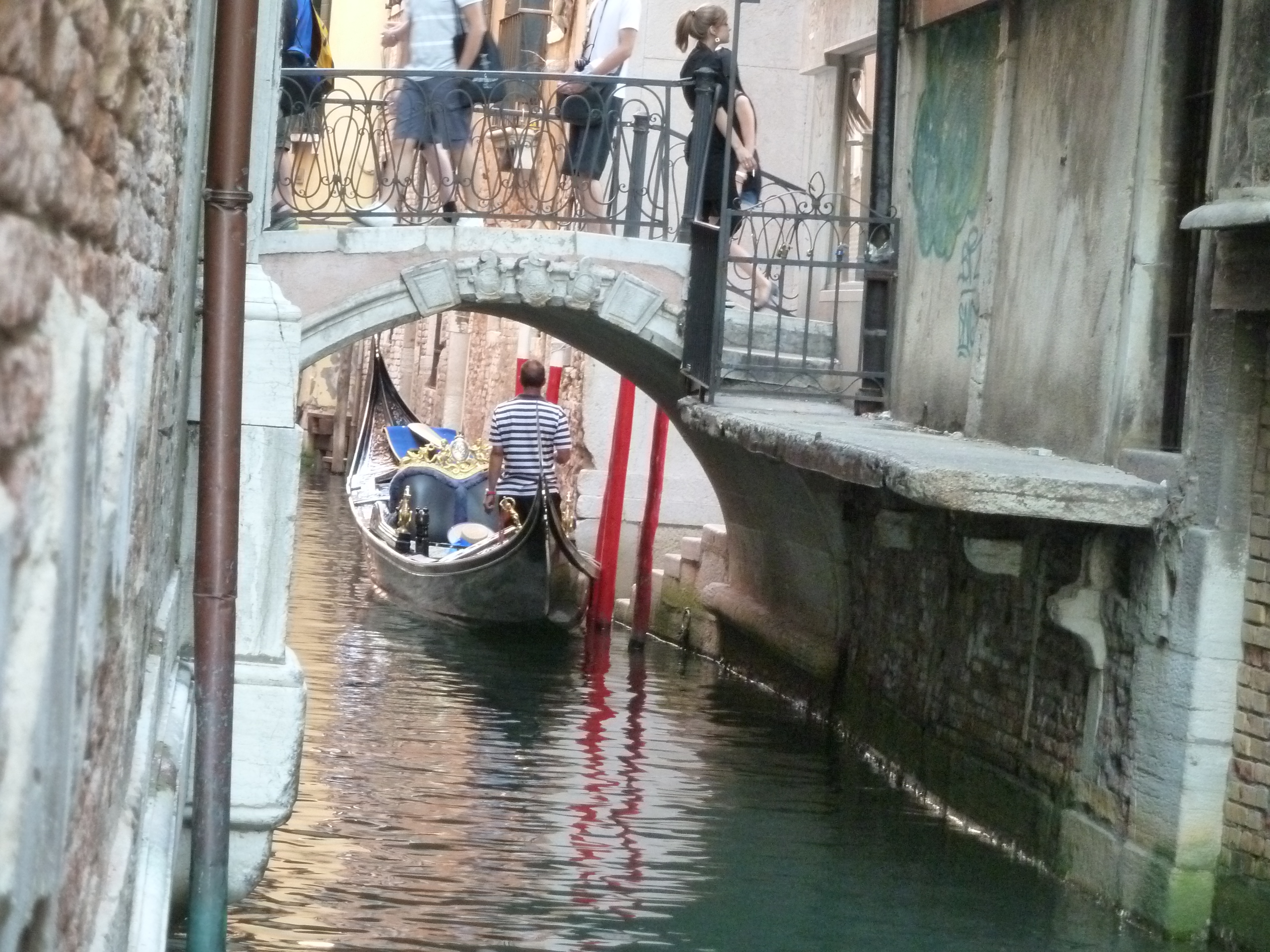
Ponte del Lovo Rio de San Salvador
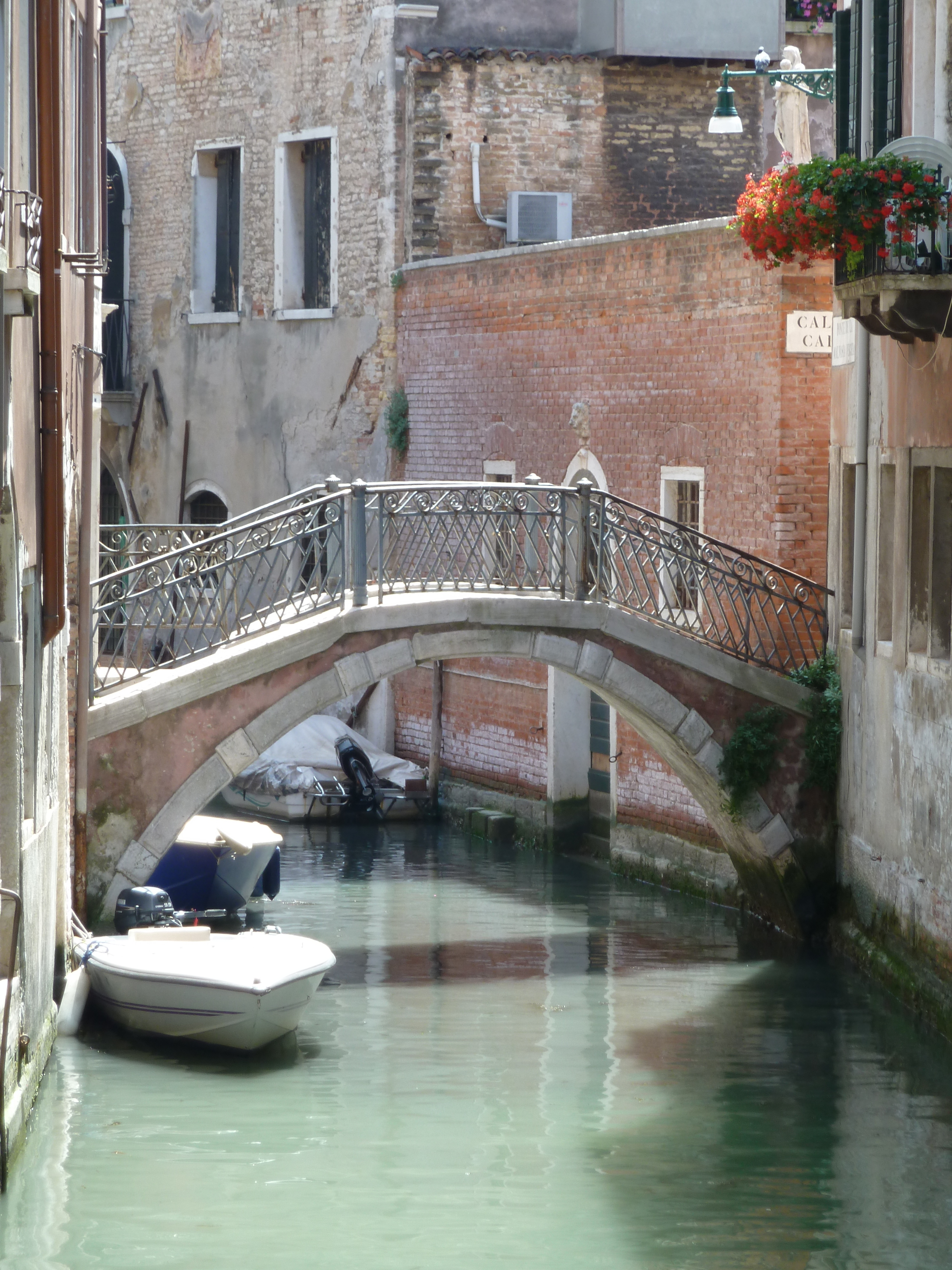
Ponte de la Malvasia Vecchia Rio de la Verona
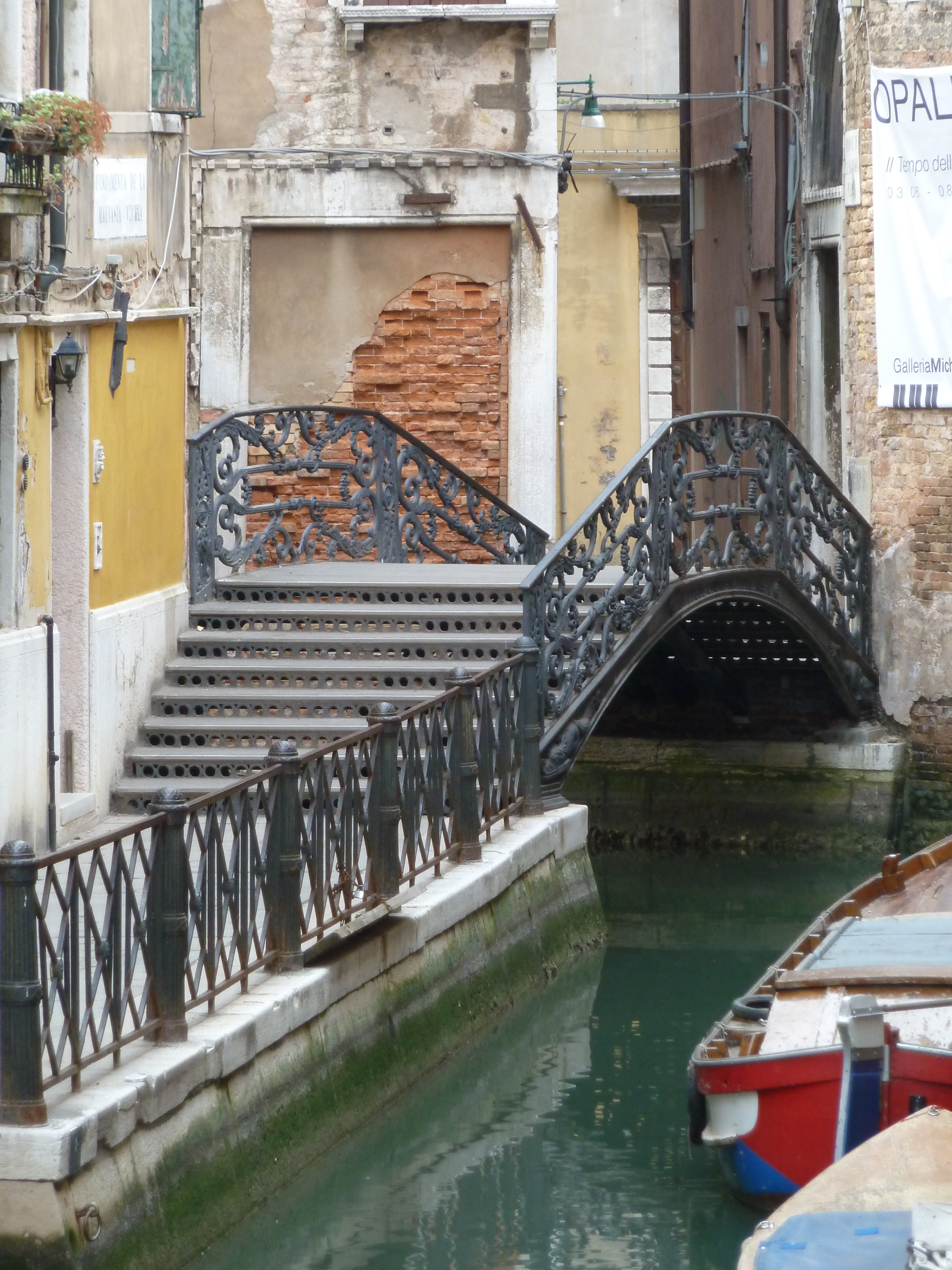
Ponte de la Malvasia Vecchia Rio de San Maurizio
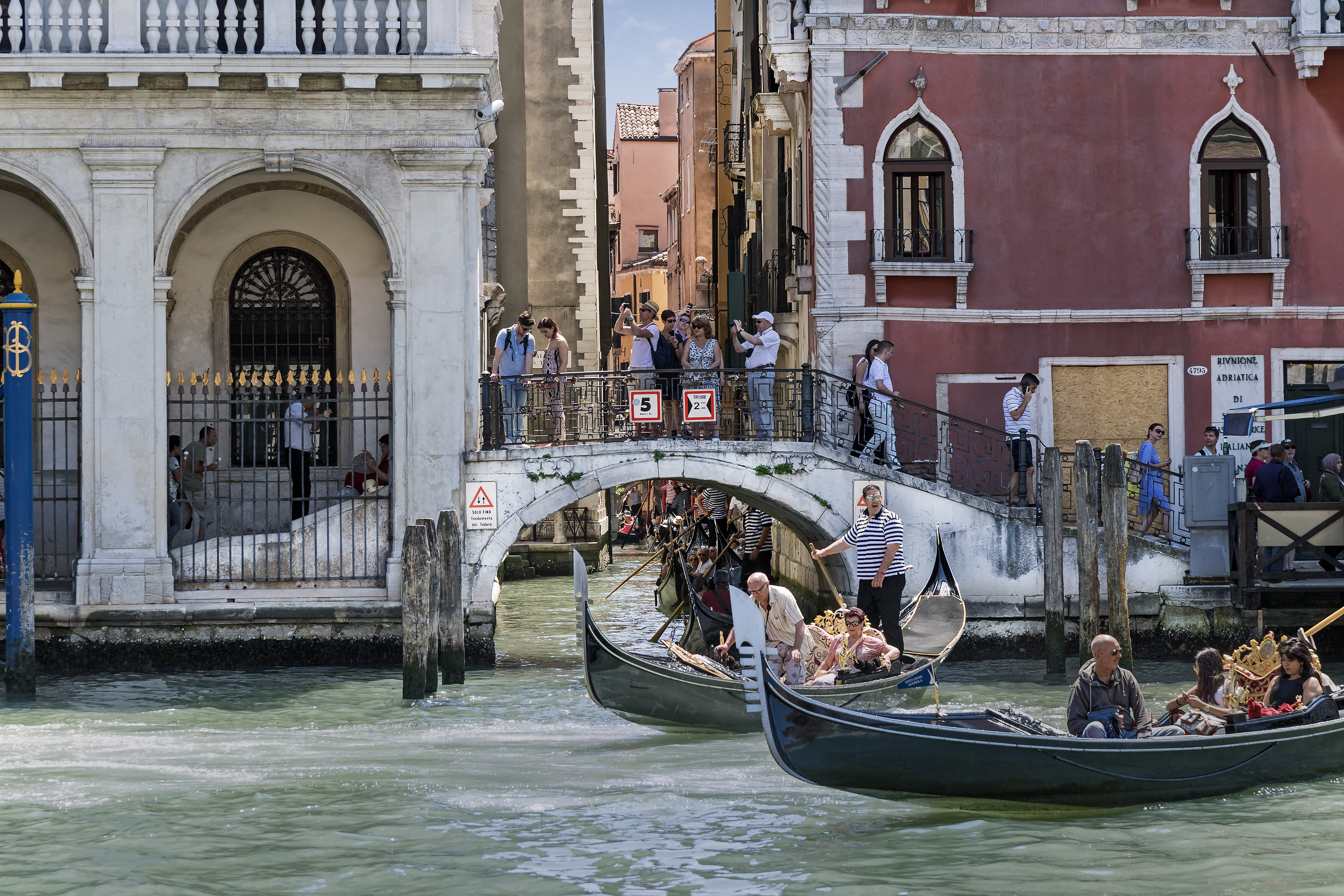
Podul Manin Rio de San Salvador
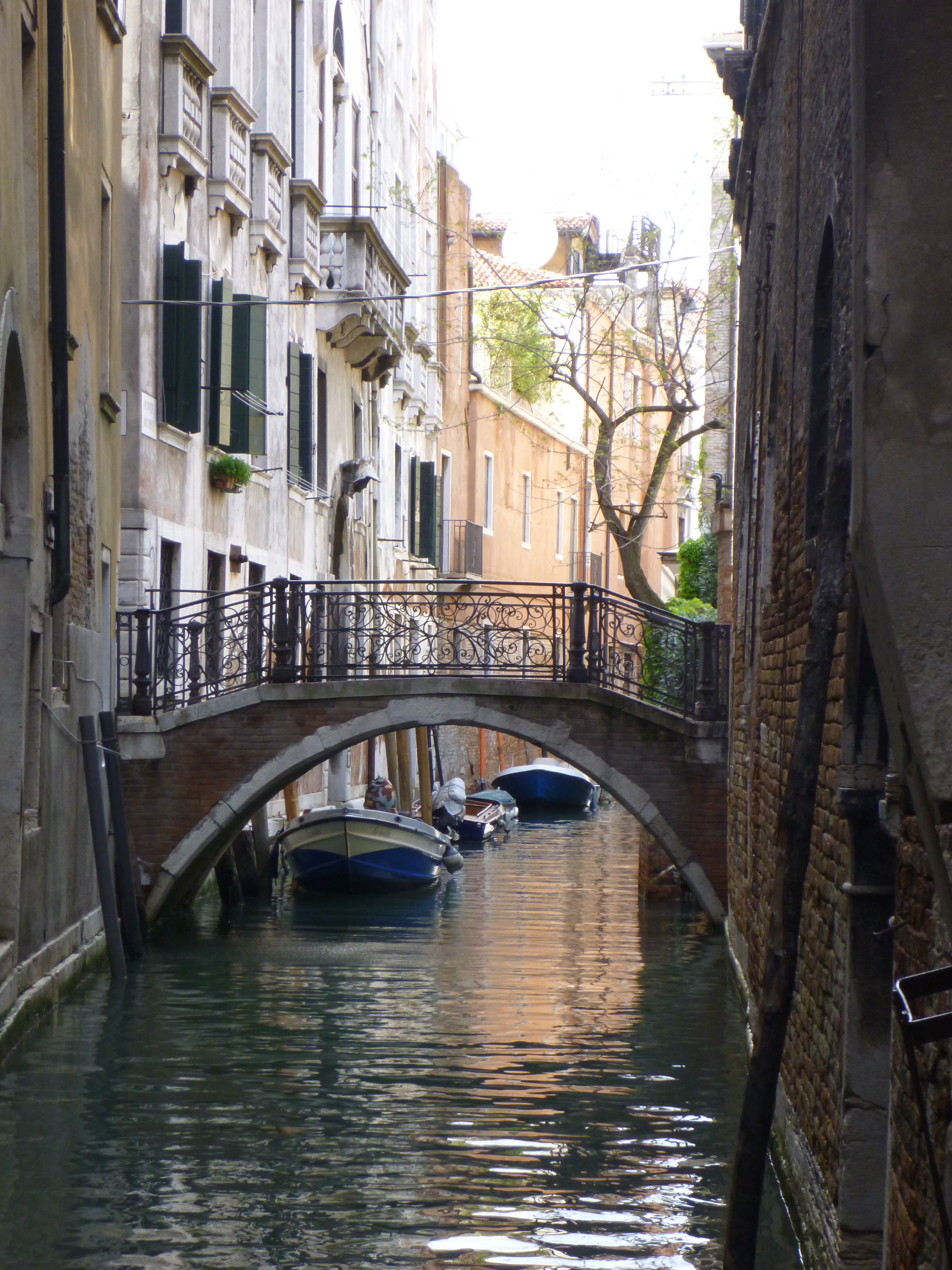
Ponte Michiel Rio de Ca' Michiel
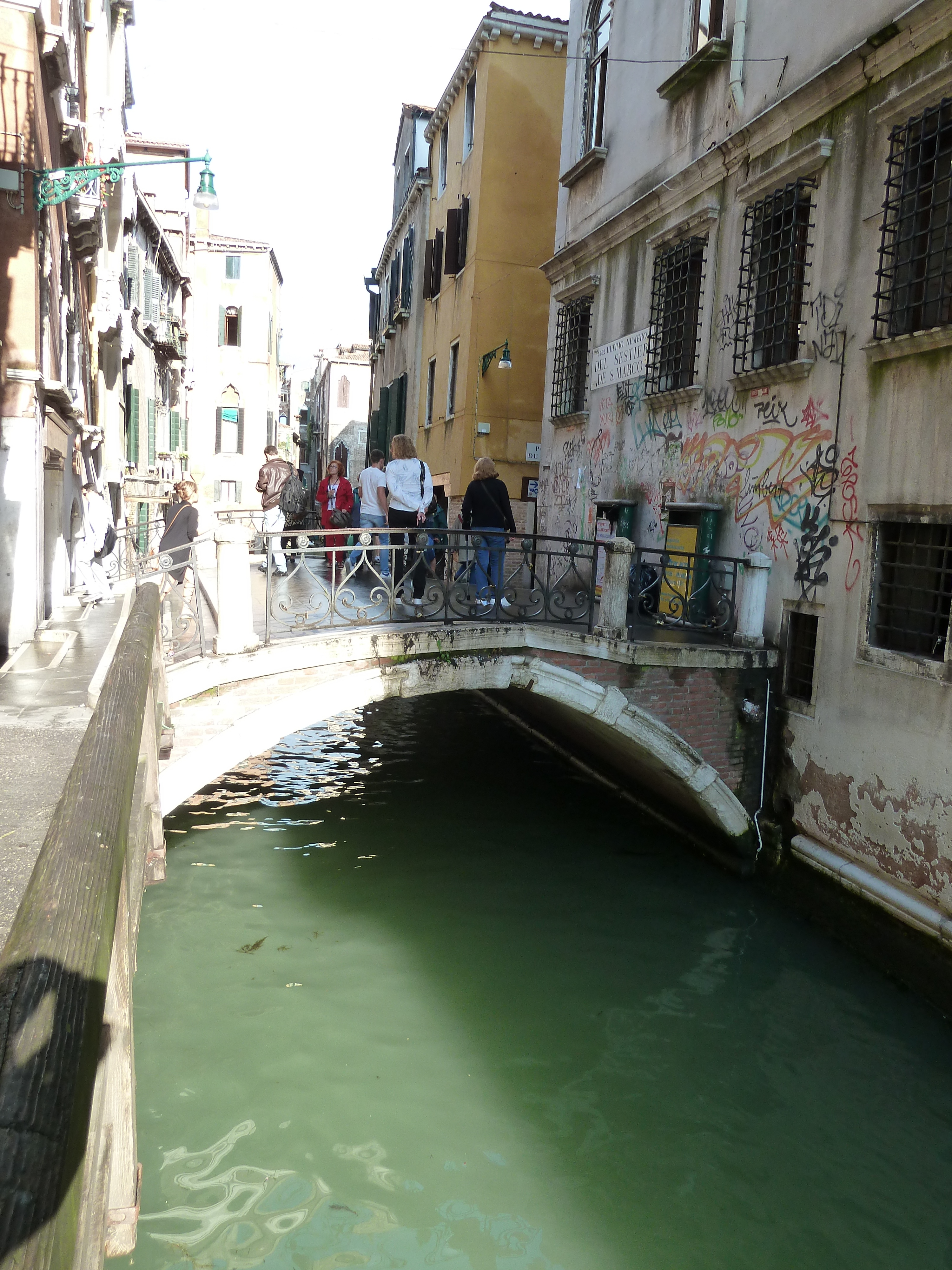
Ponte de l'Ogio (sau dell'Olio) Rio del Fontego dei Tedeschi
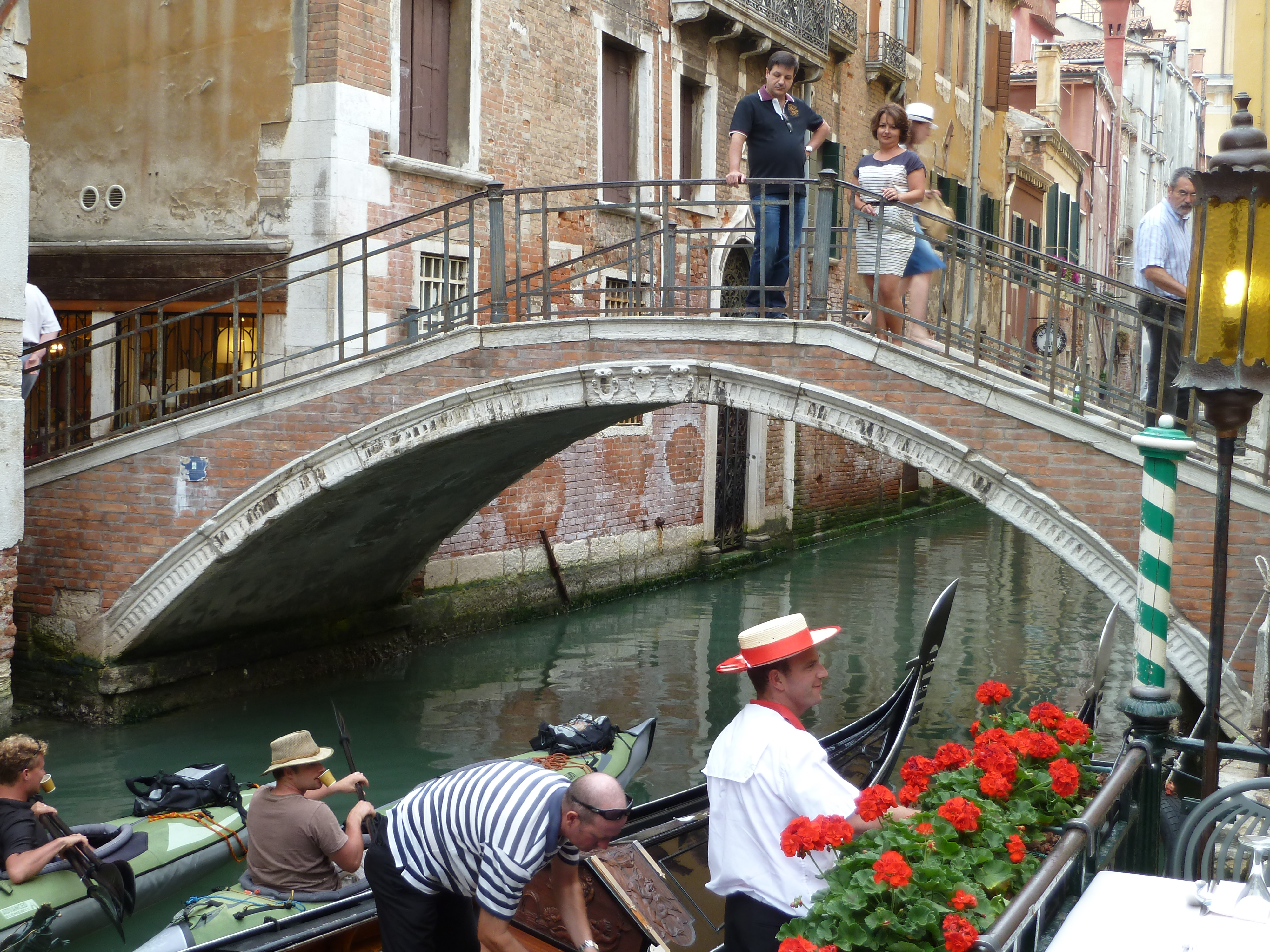
Ponte de le Ostreghe Rio de l’Alboro
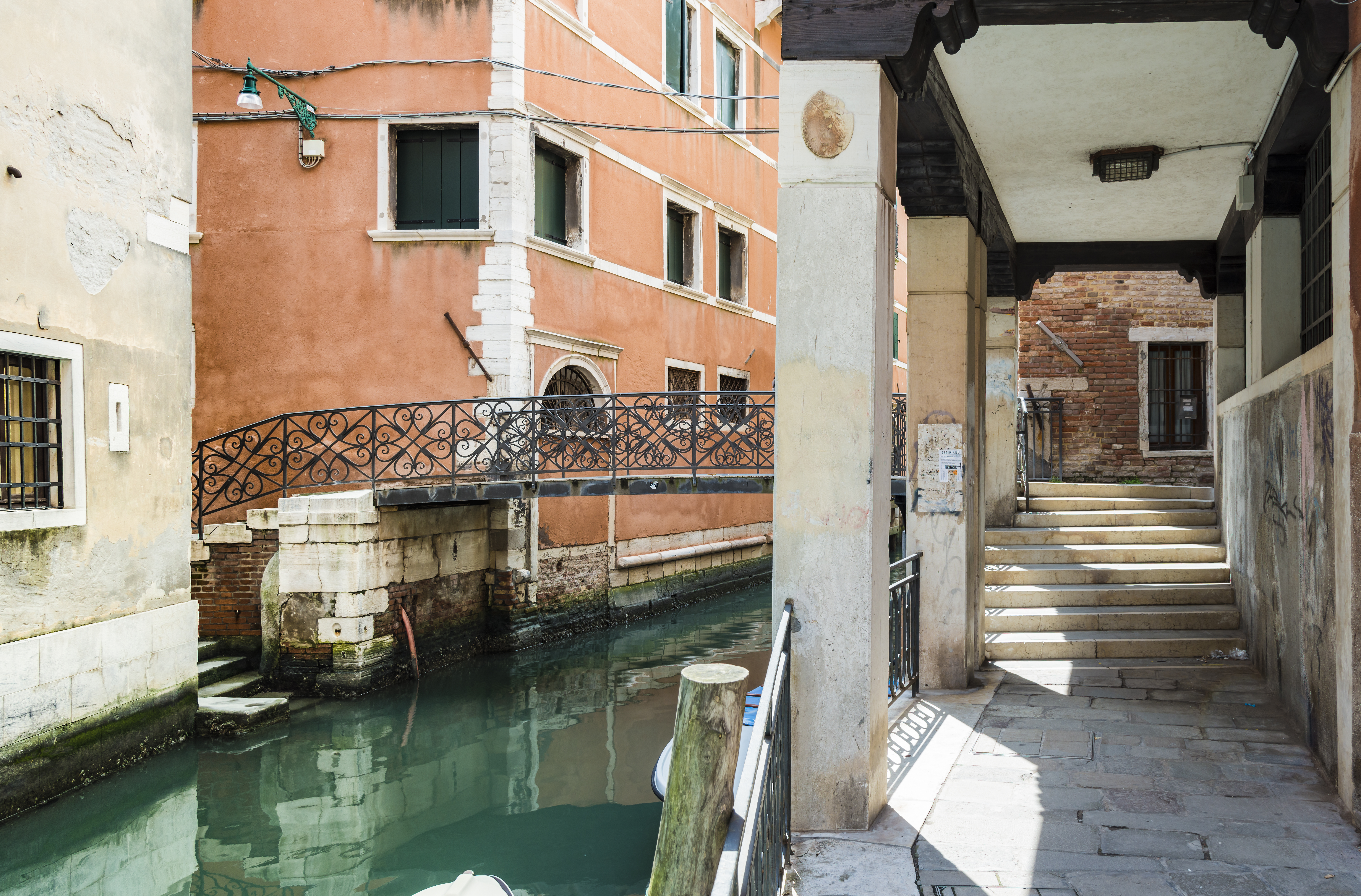
Ponte del Pestrin Rio de San Anzolo
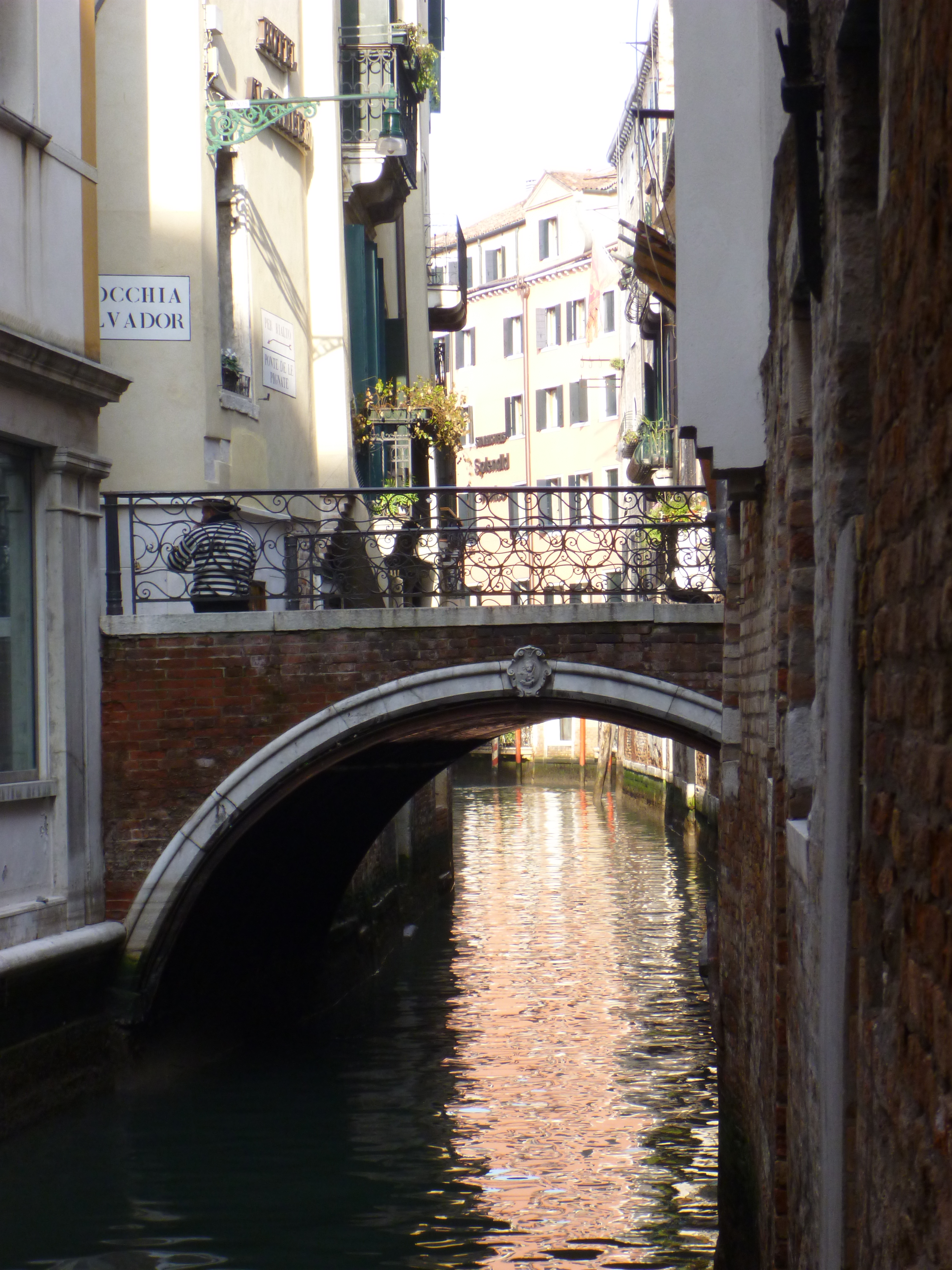
Ponte de le Pignate Rio dei Scoacamini
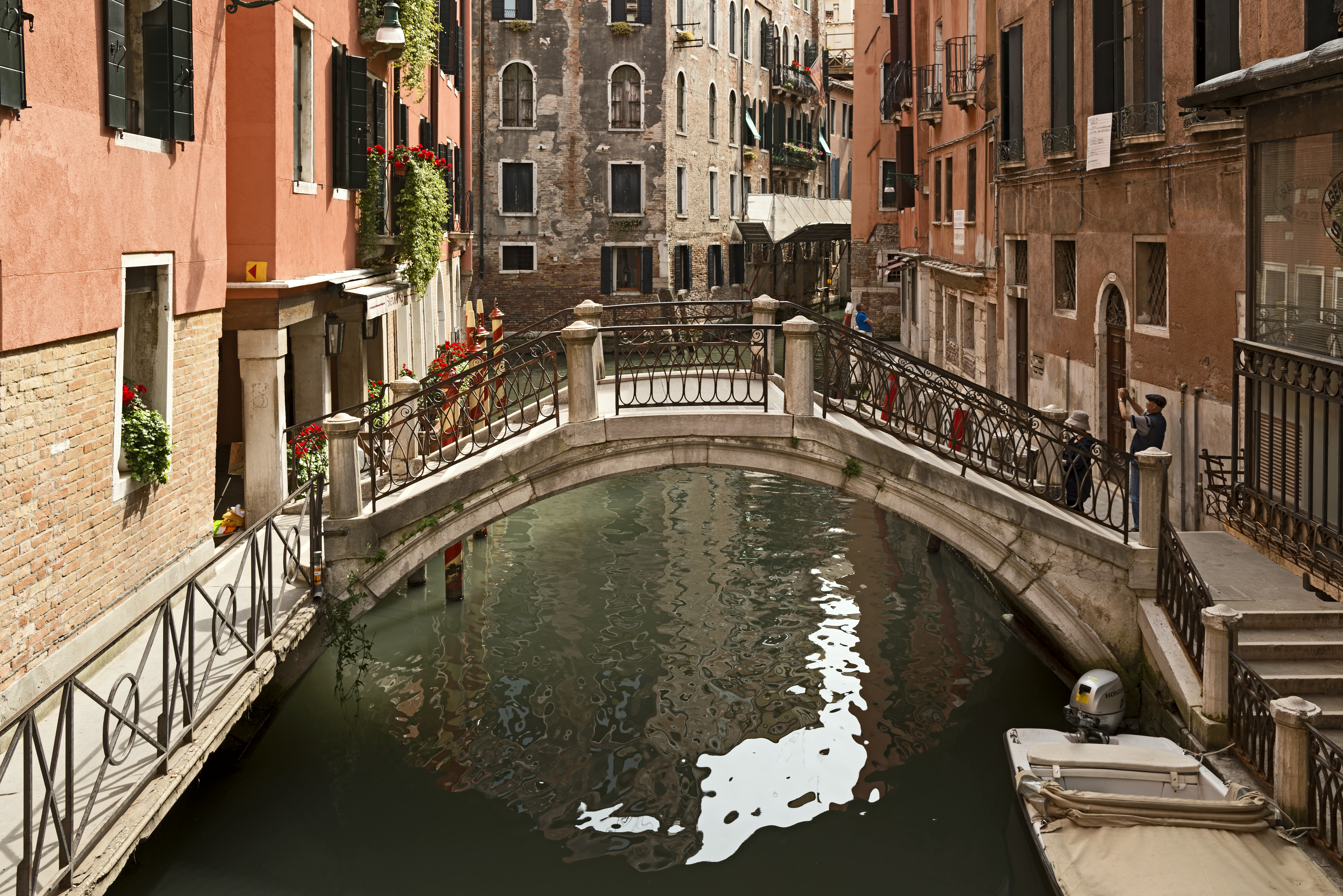
Ponte dei Pignoli Rio dei Bareteri
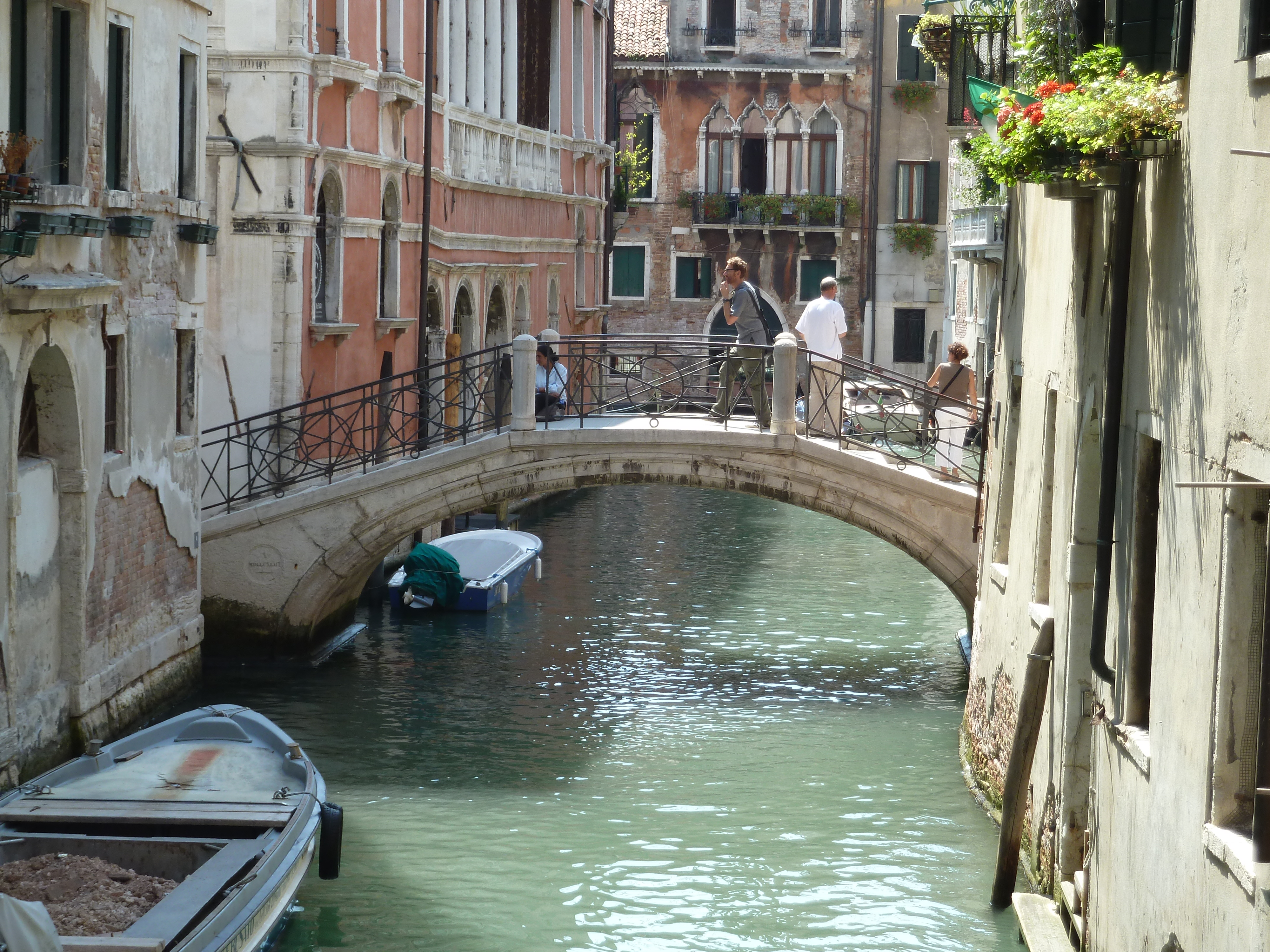
Ponte de la Piscina di Frezzaria Rio dei Barcaroli
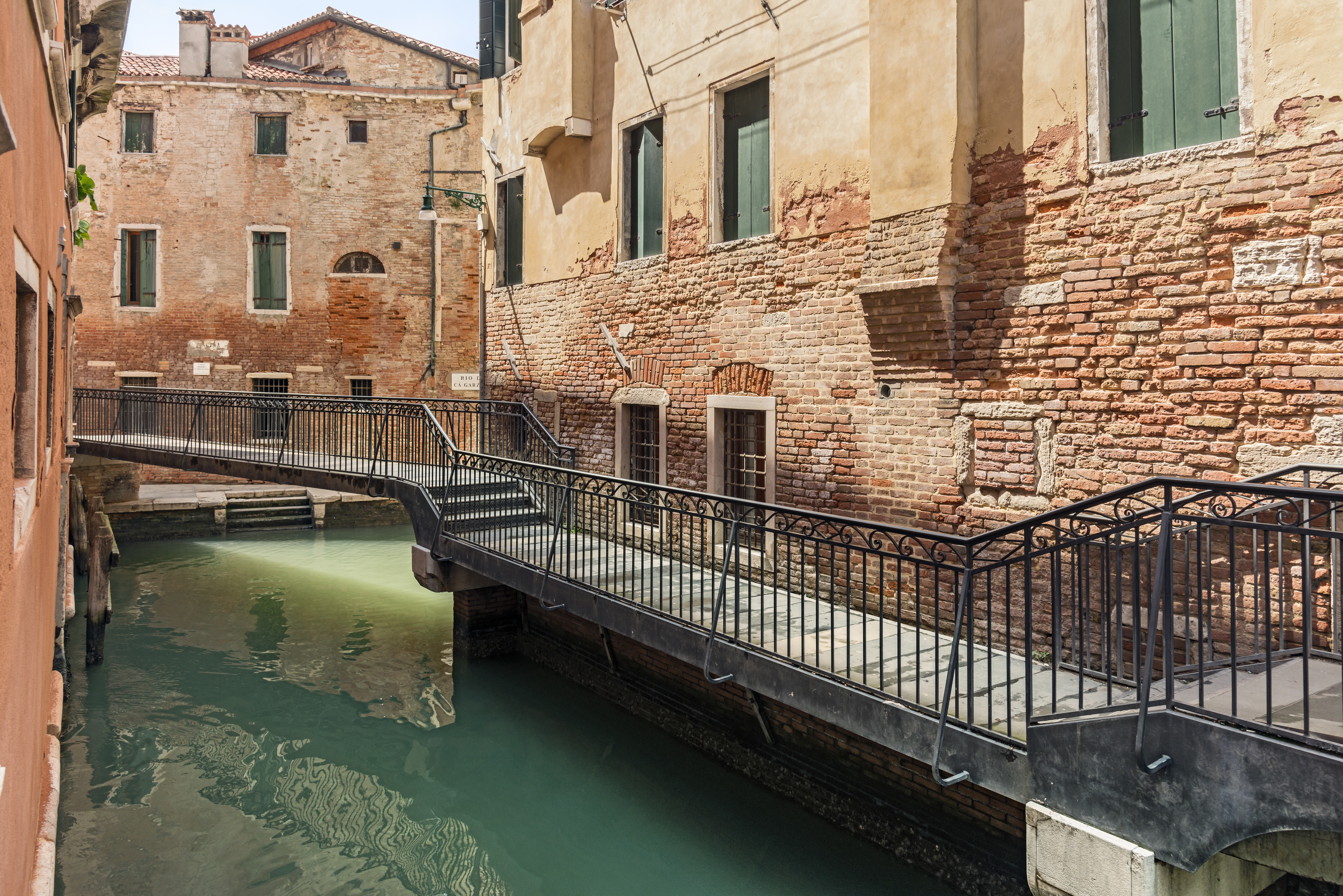
Ponte Piscina San Samuele Rio del Pestrin
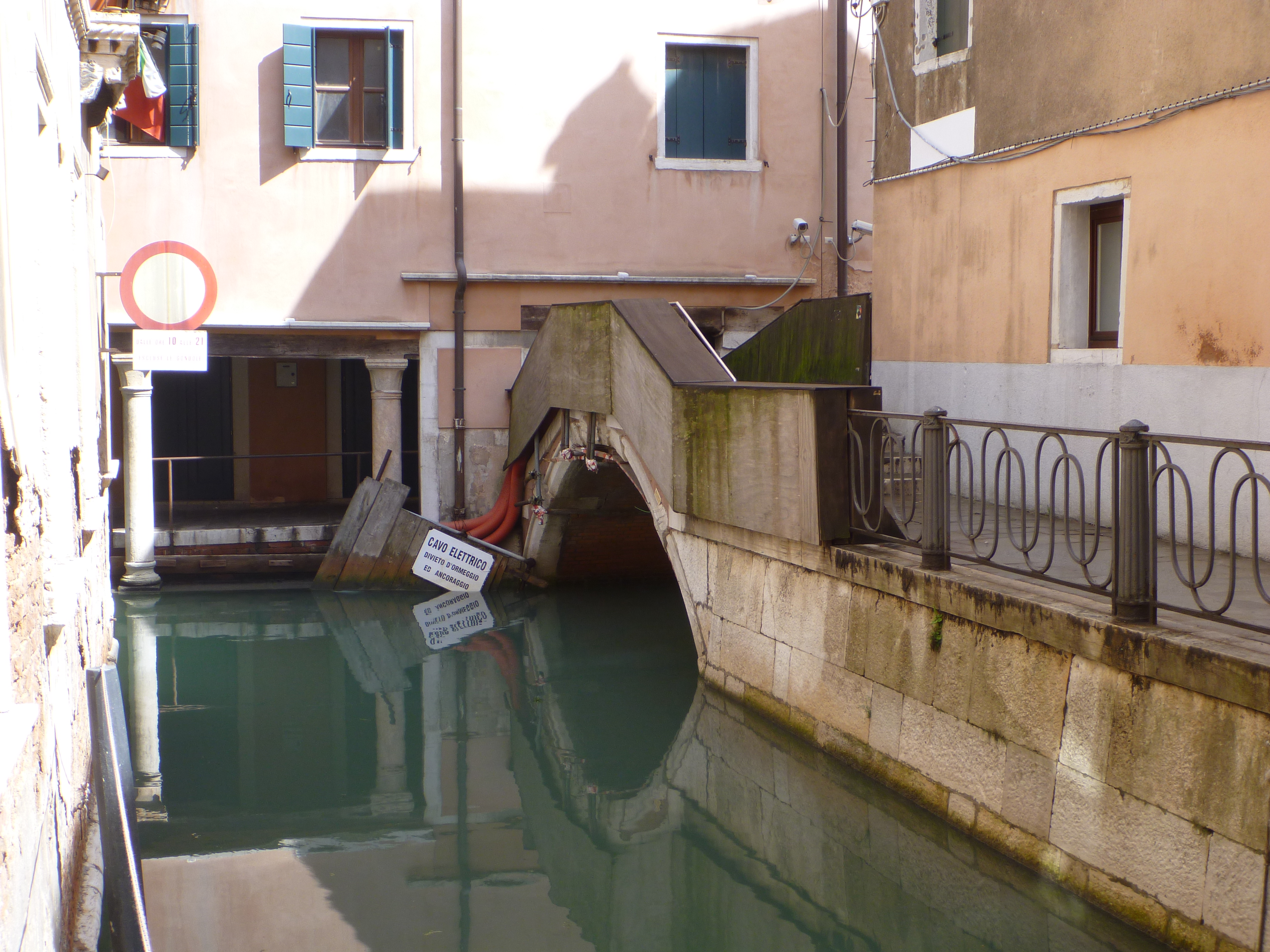
Ponte San Cristoforo Rio delle Veste
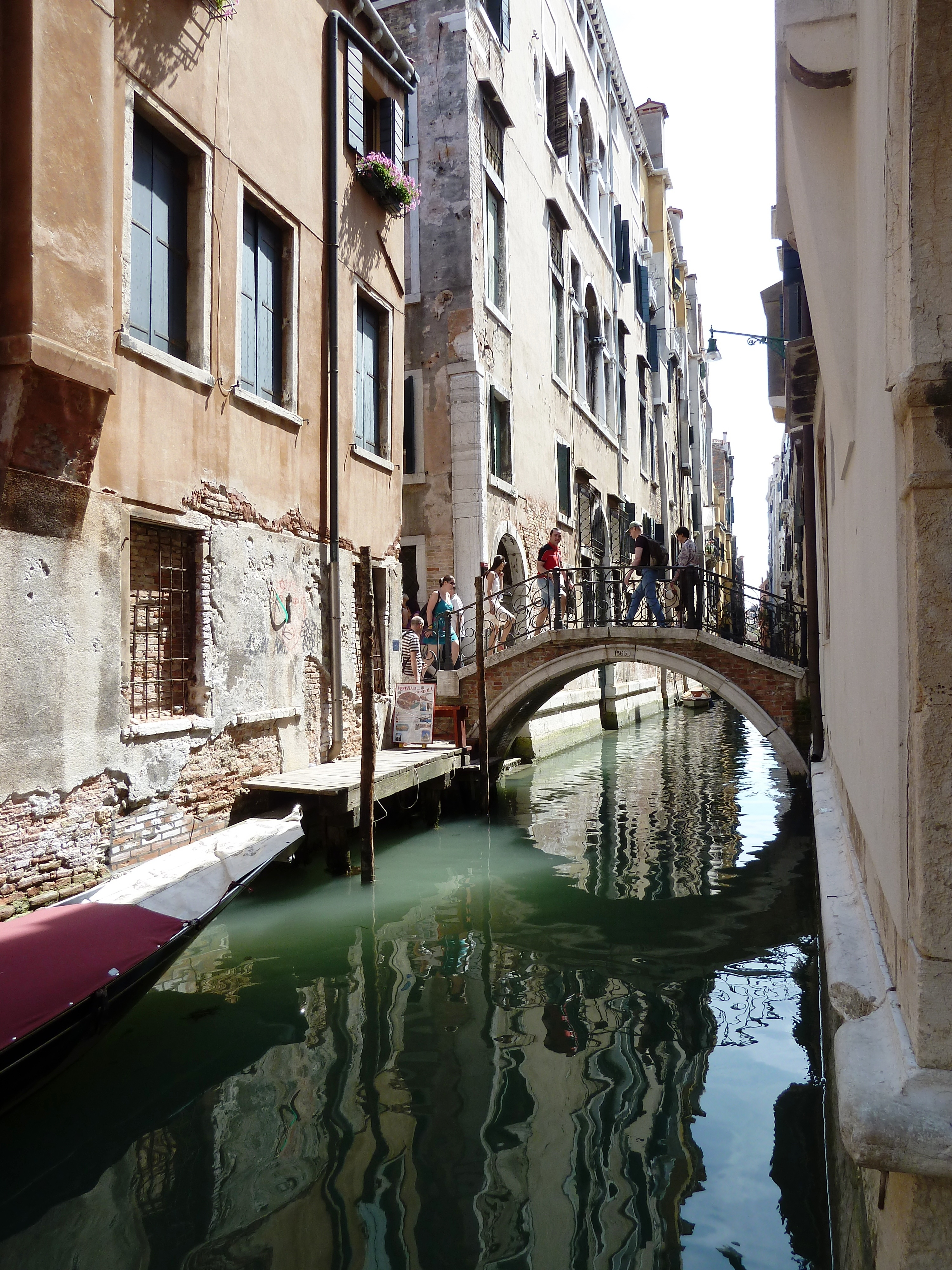
Ponte San Maurizio Rio di Santo Stefano
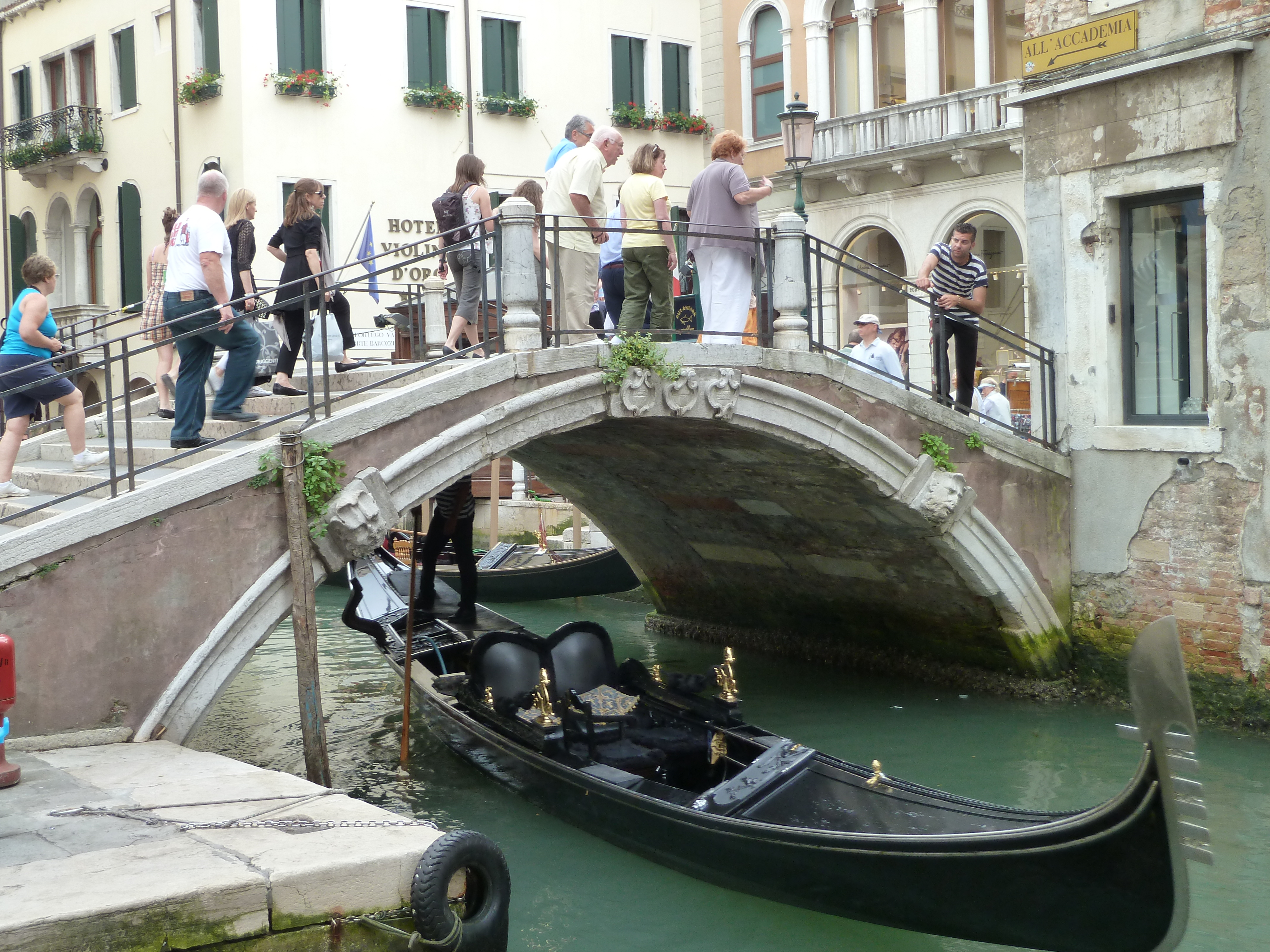
Podul San Moisè Rio de San Moisè
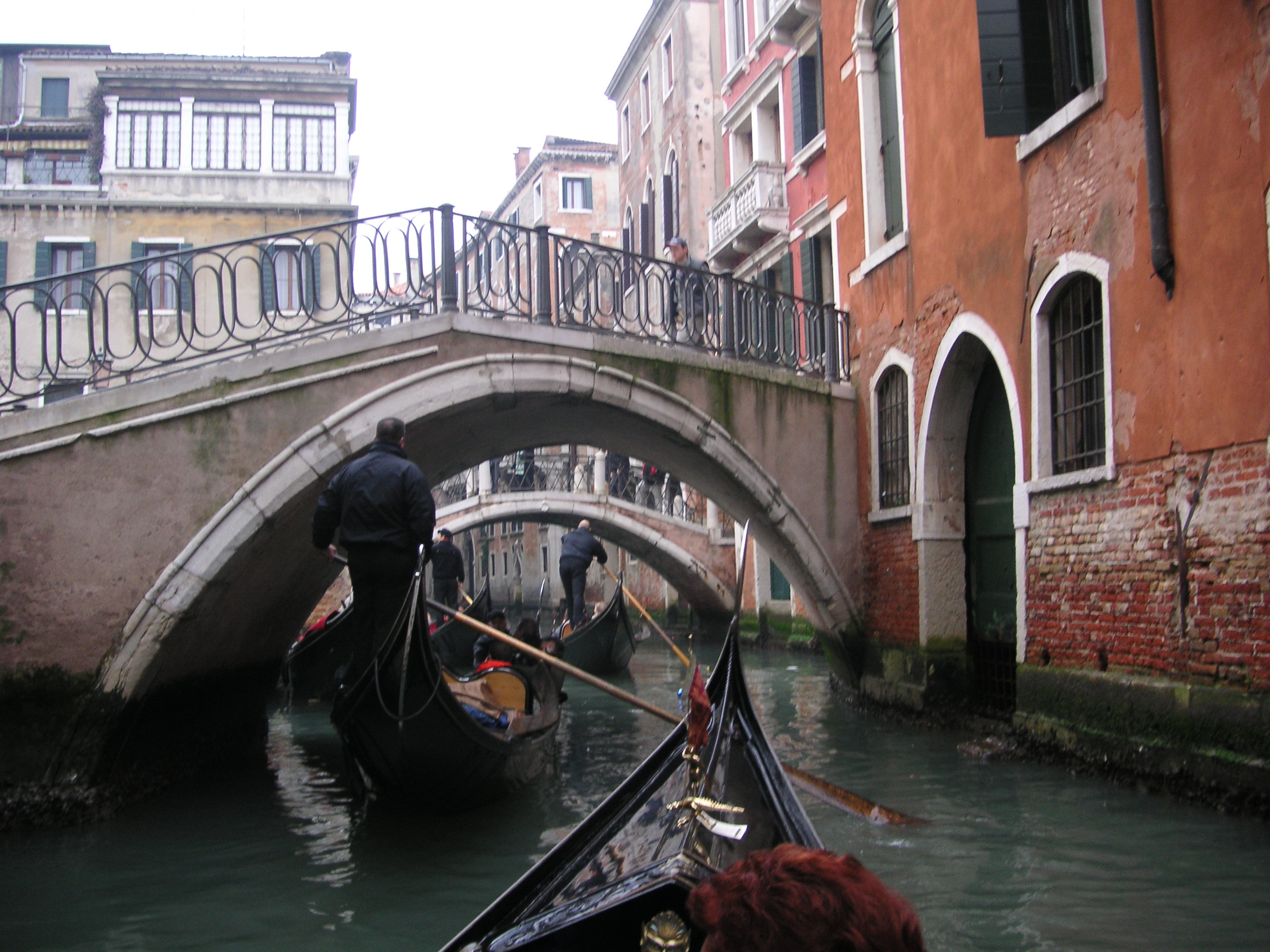
Ponte San Paternian Rio de San Luca
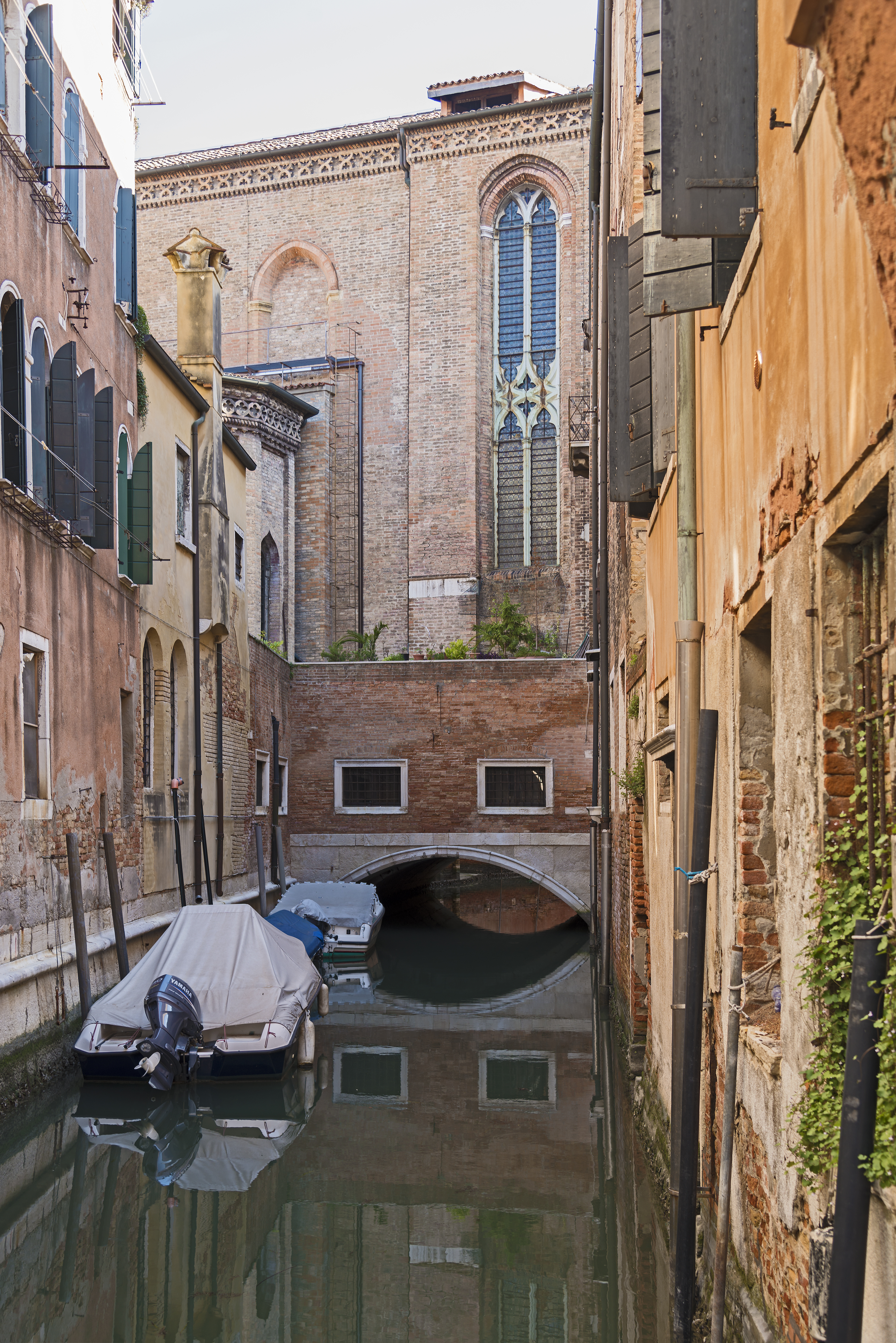
Ponte sotto San Stefano Rio del Santissimo di Santo Stefano
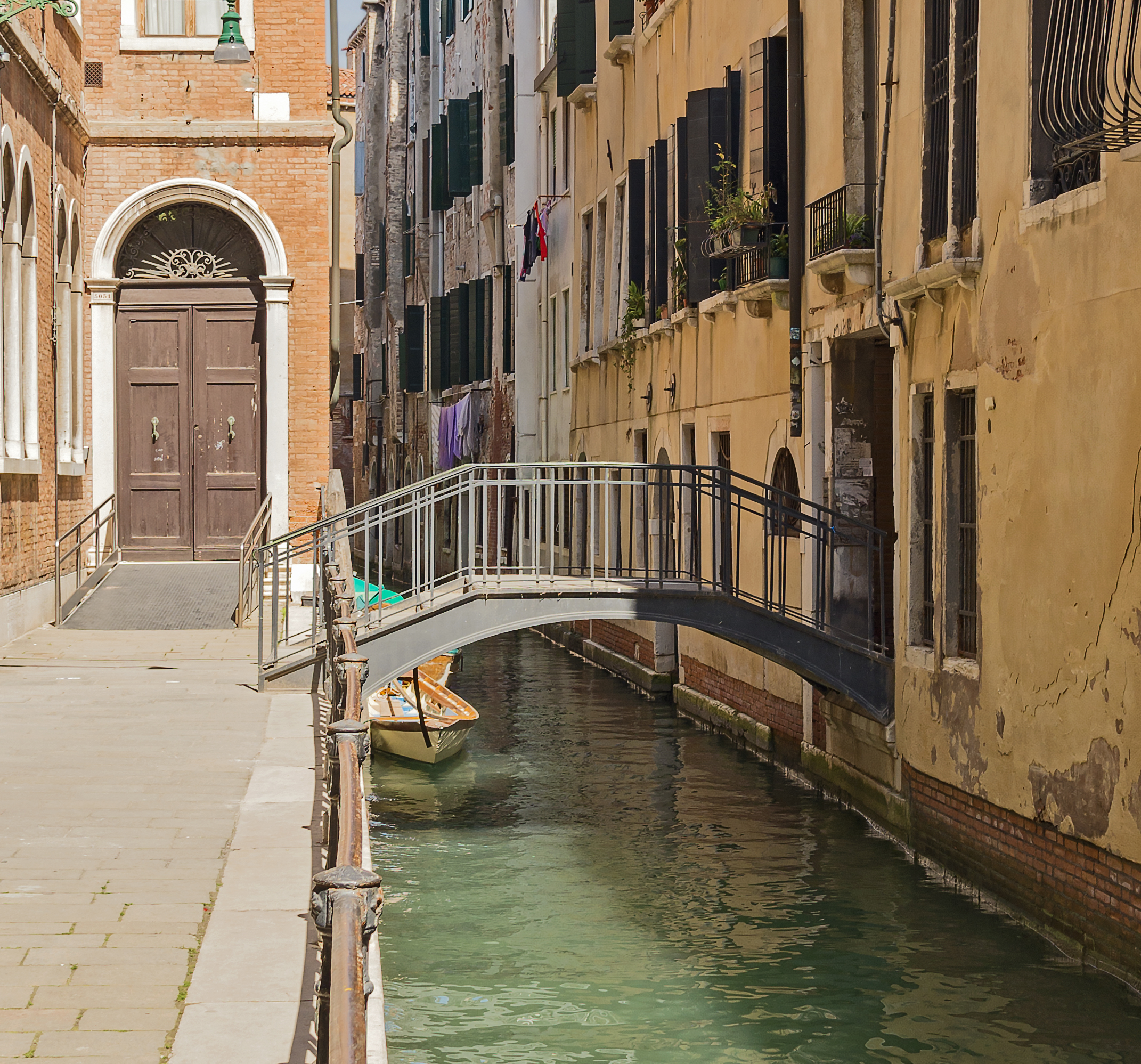
Ponte de le Scuole Rio del Duca
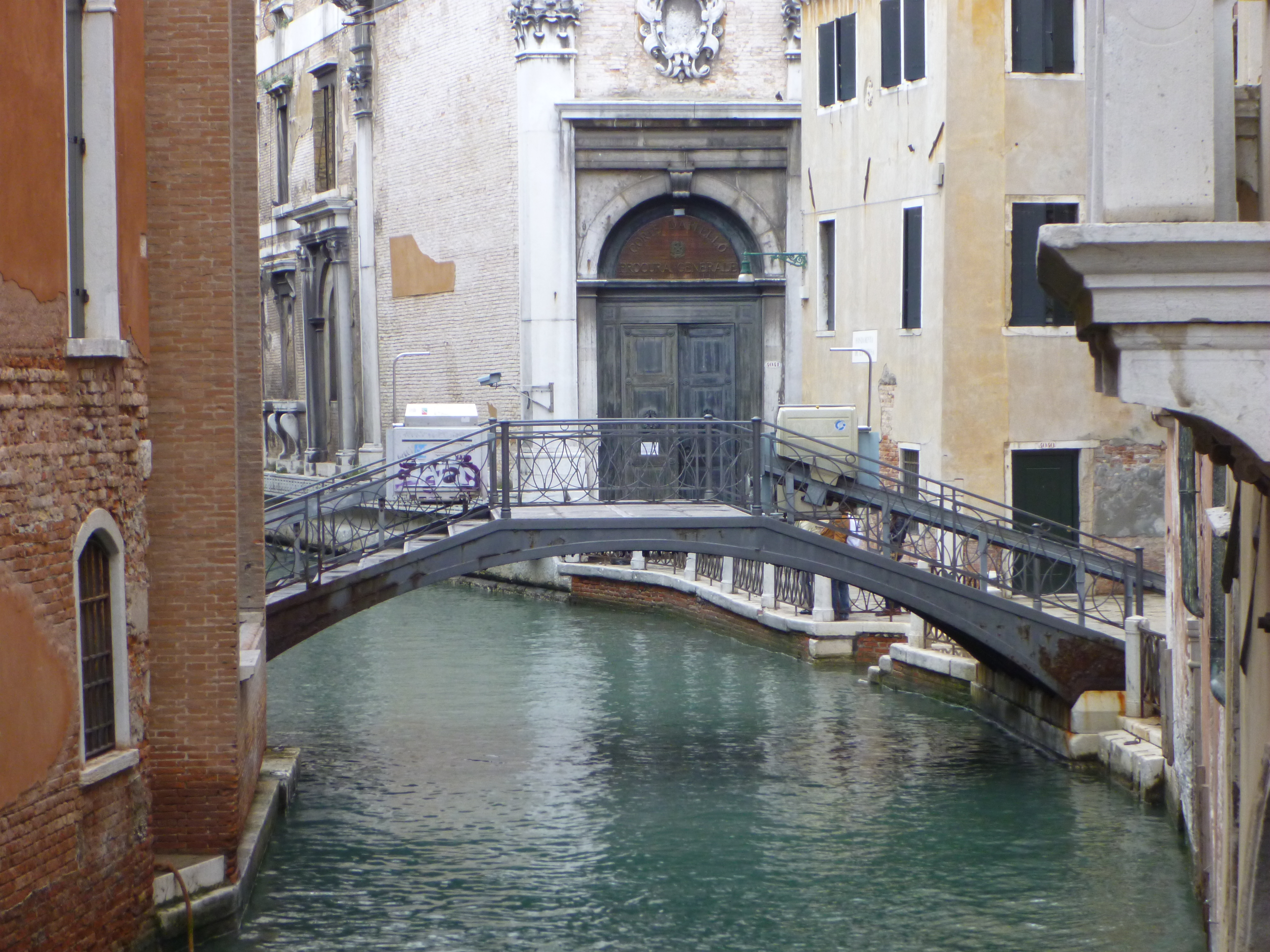
Ponte del Teatro Rio de San Luca
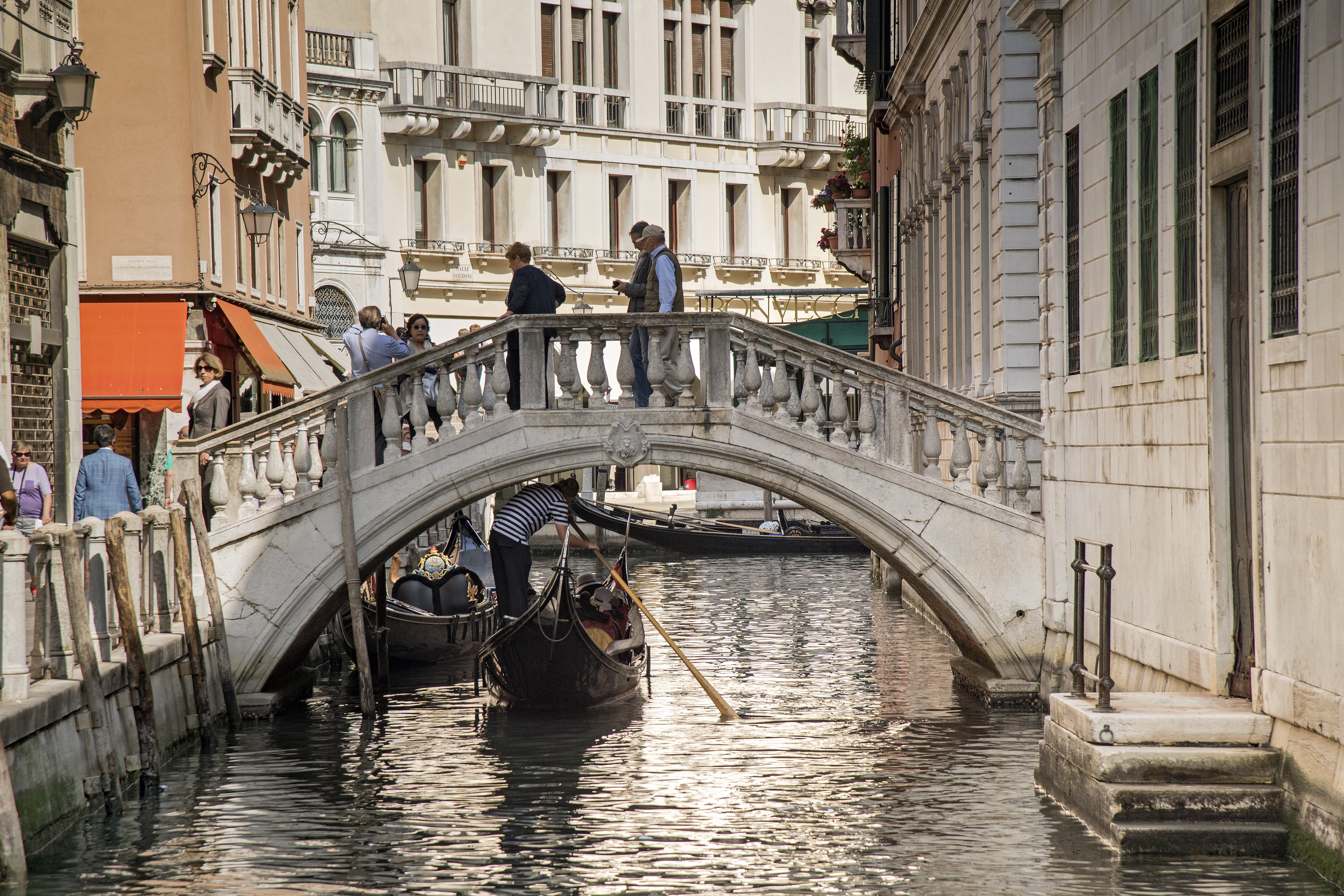
Ponte Tron o de la Piavola Rio Orseolo
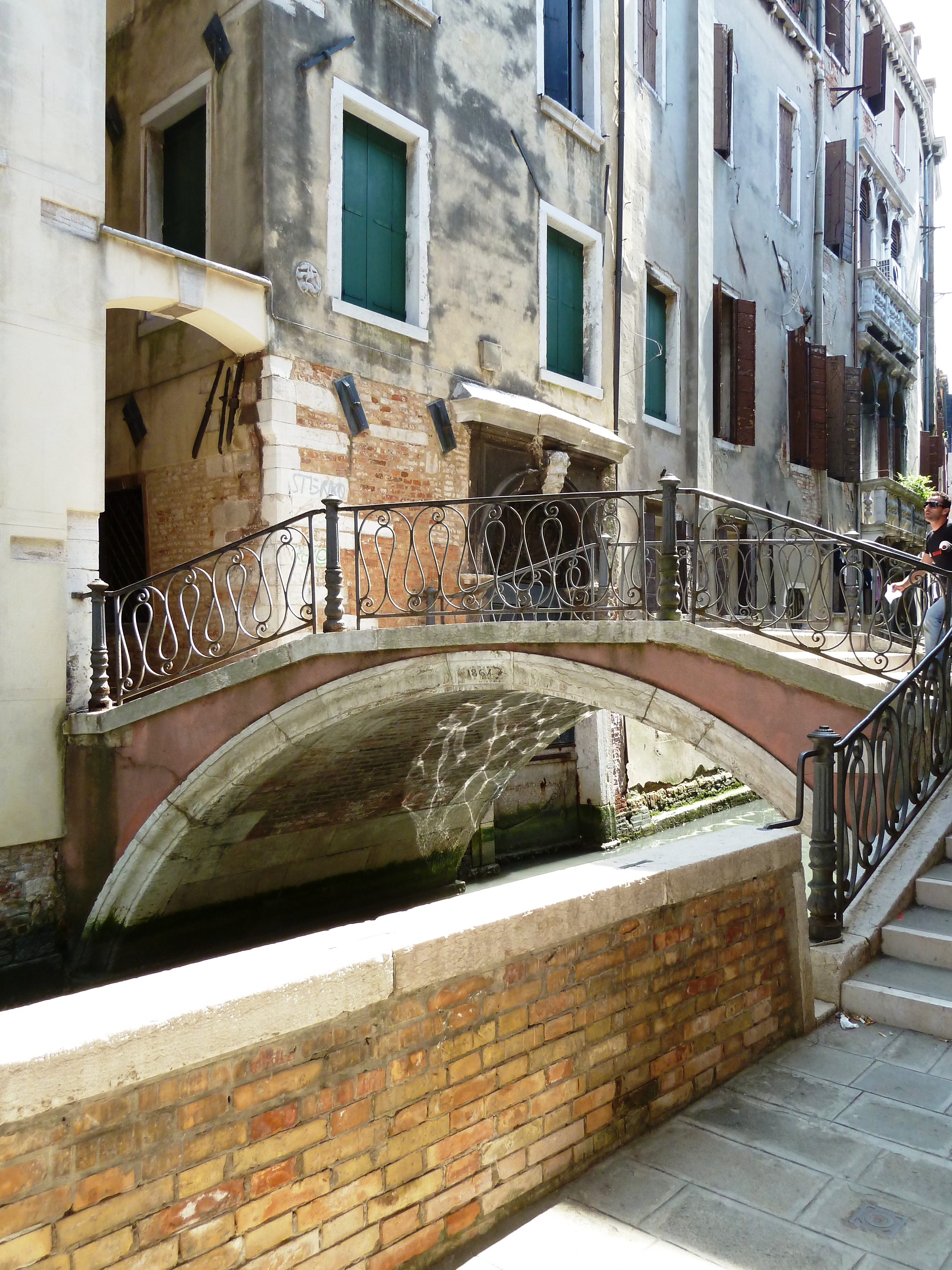
Ponte de la Verona Rio de la Verona
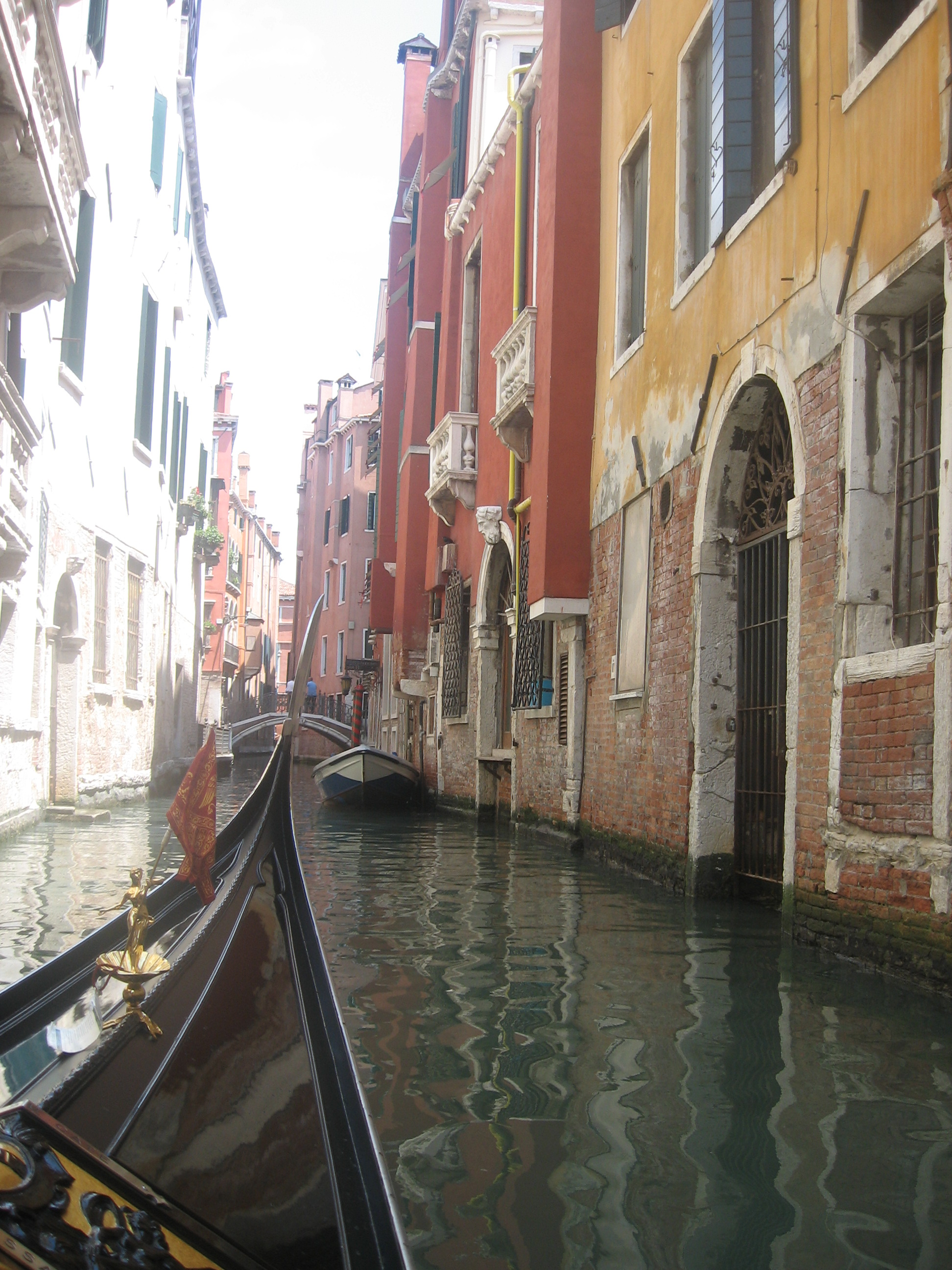
Ponte de le Veste Rio delle Veste
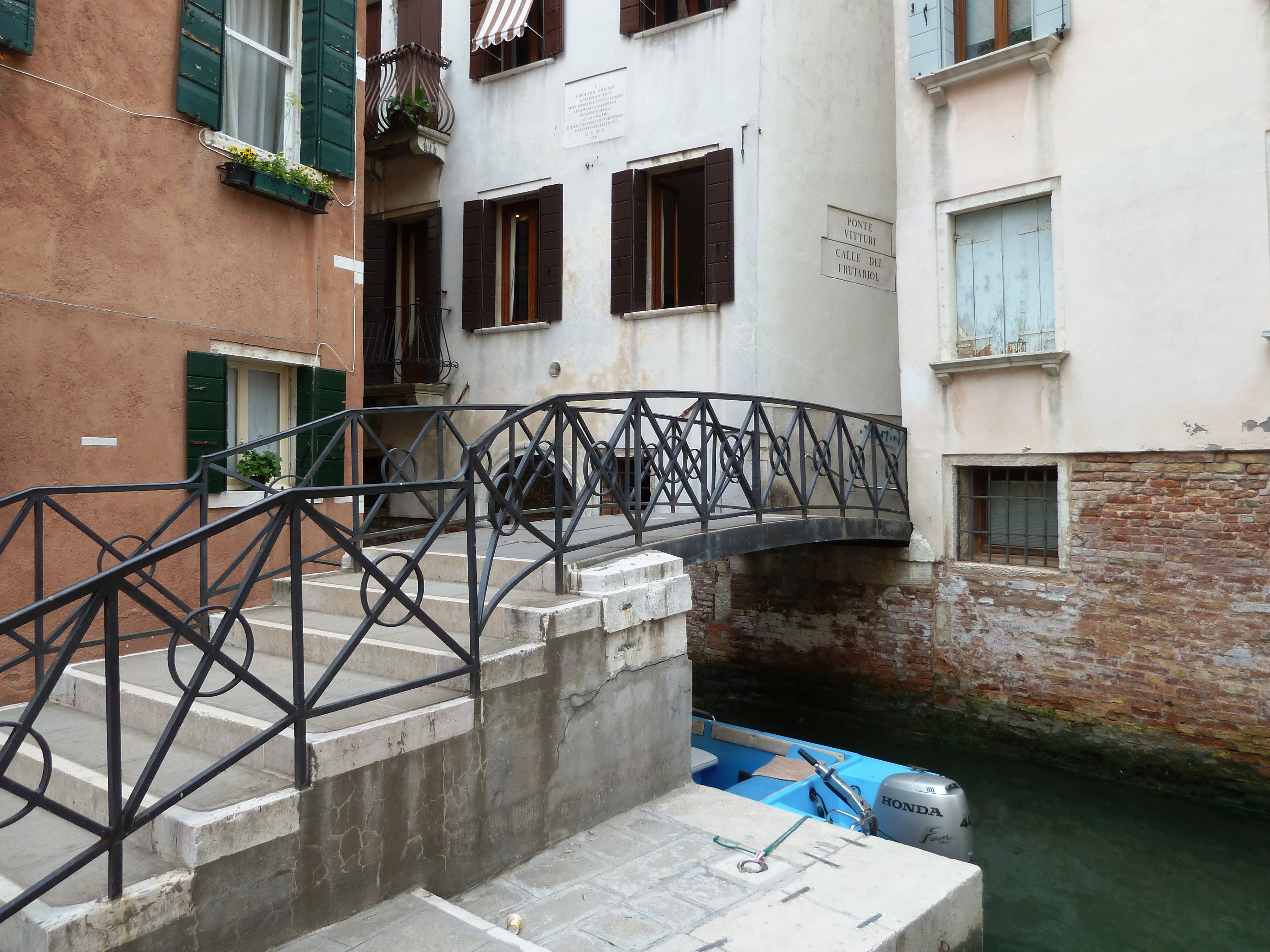
Ponte Vitturi Rio de San Vidal
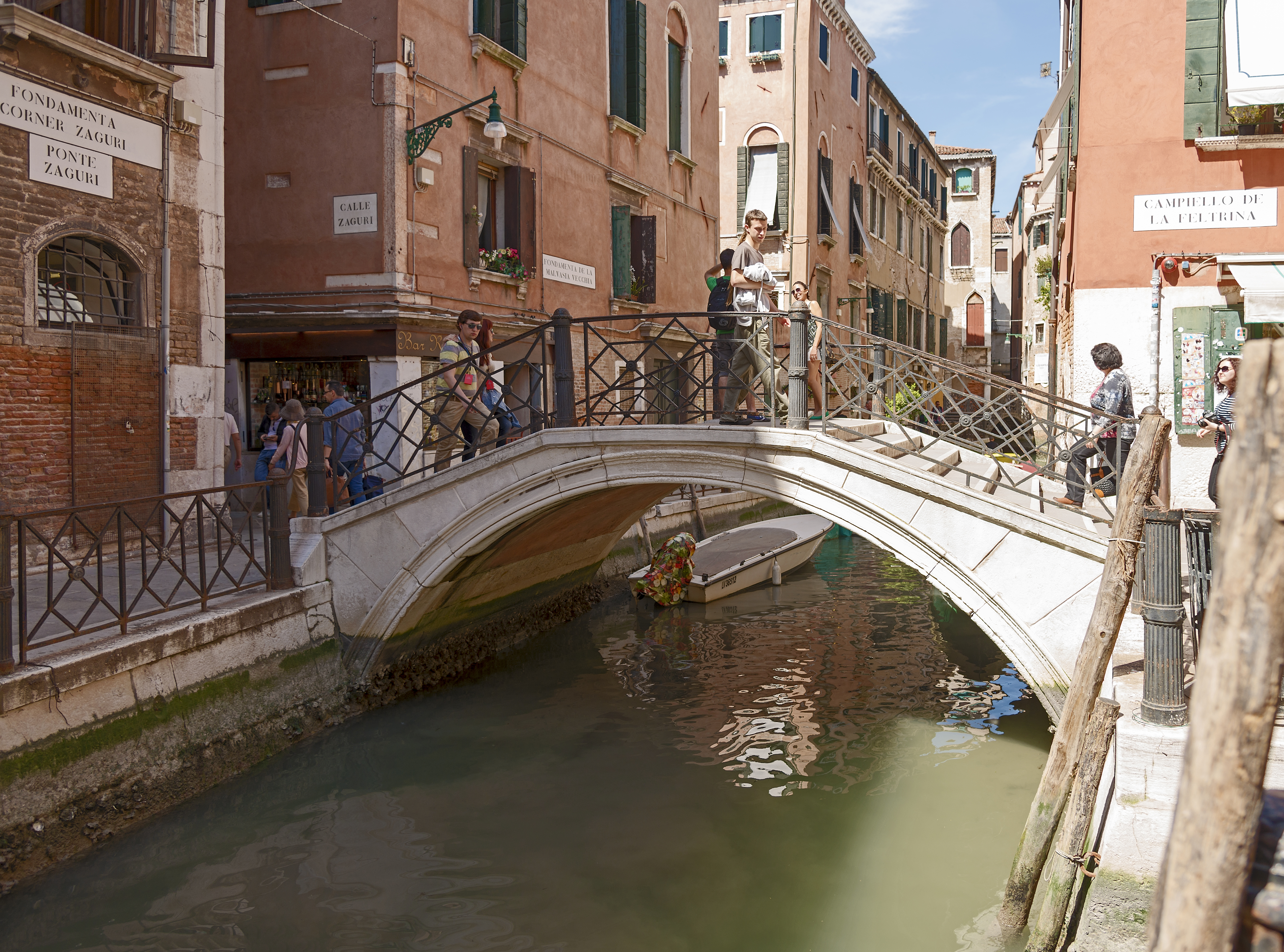
Ponte Zaguri Rio de San Maurizio
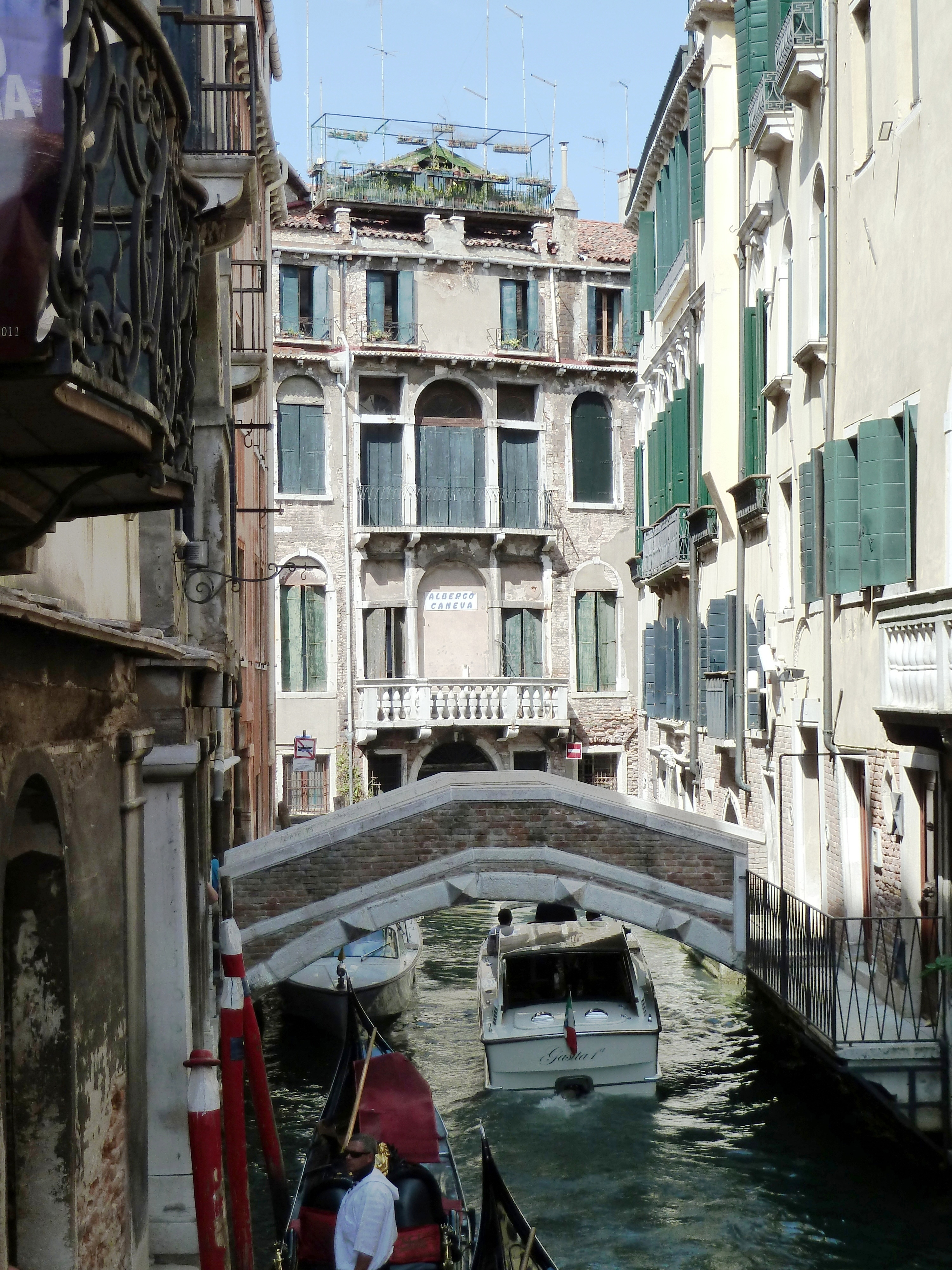
Pod privat la sud de rio dei Bareteri
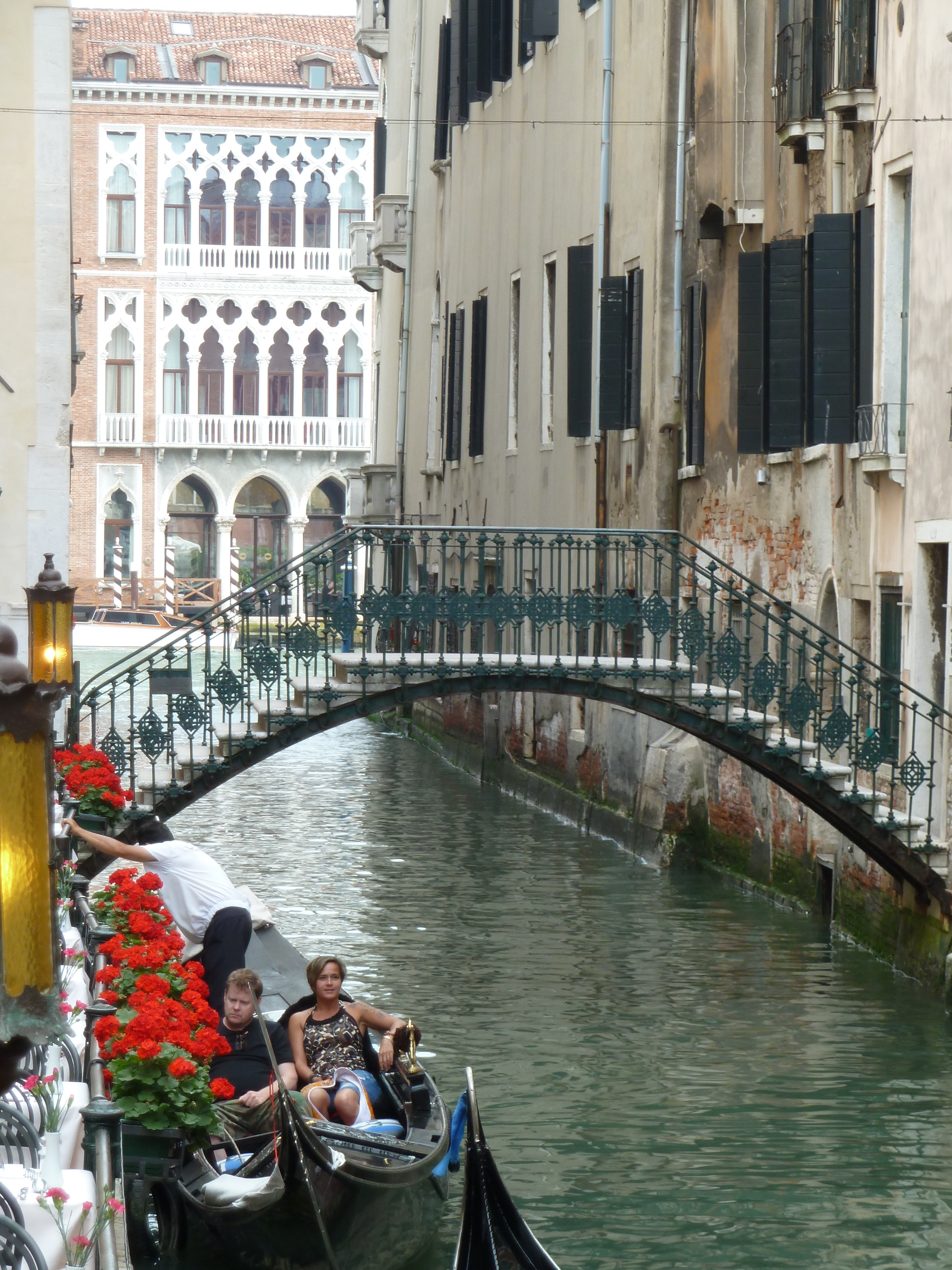
Pod privat pe rio de l'Alboro
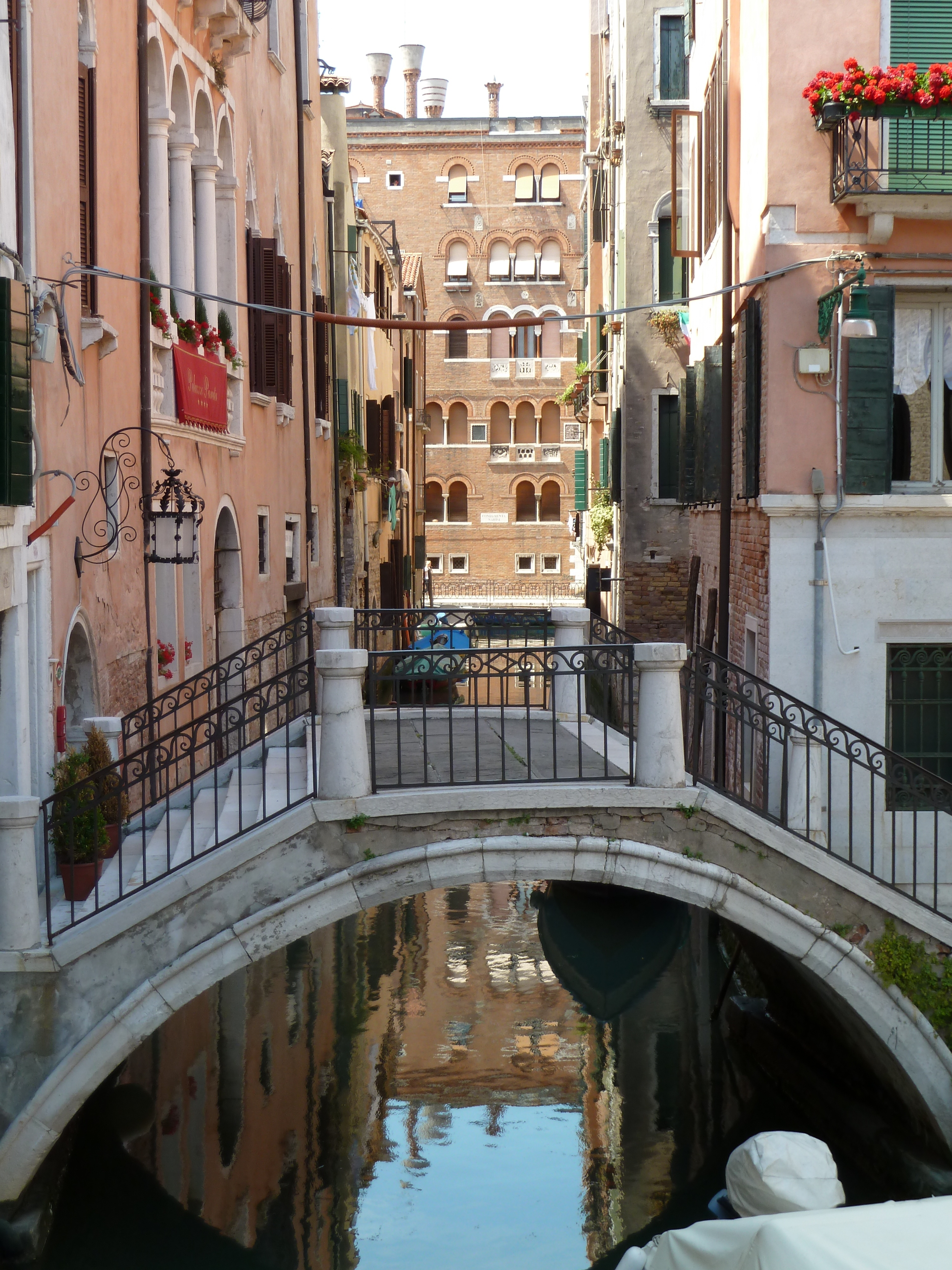
Pod privat pe rio de San Anzolo
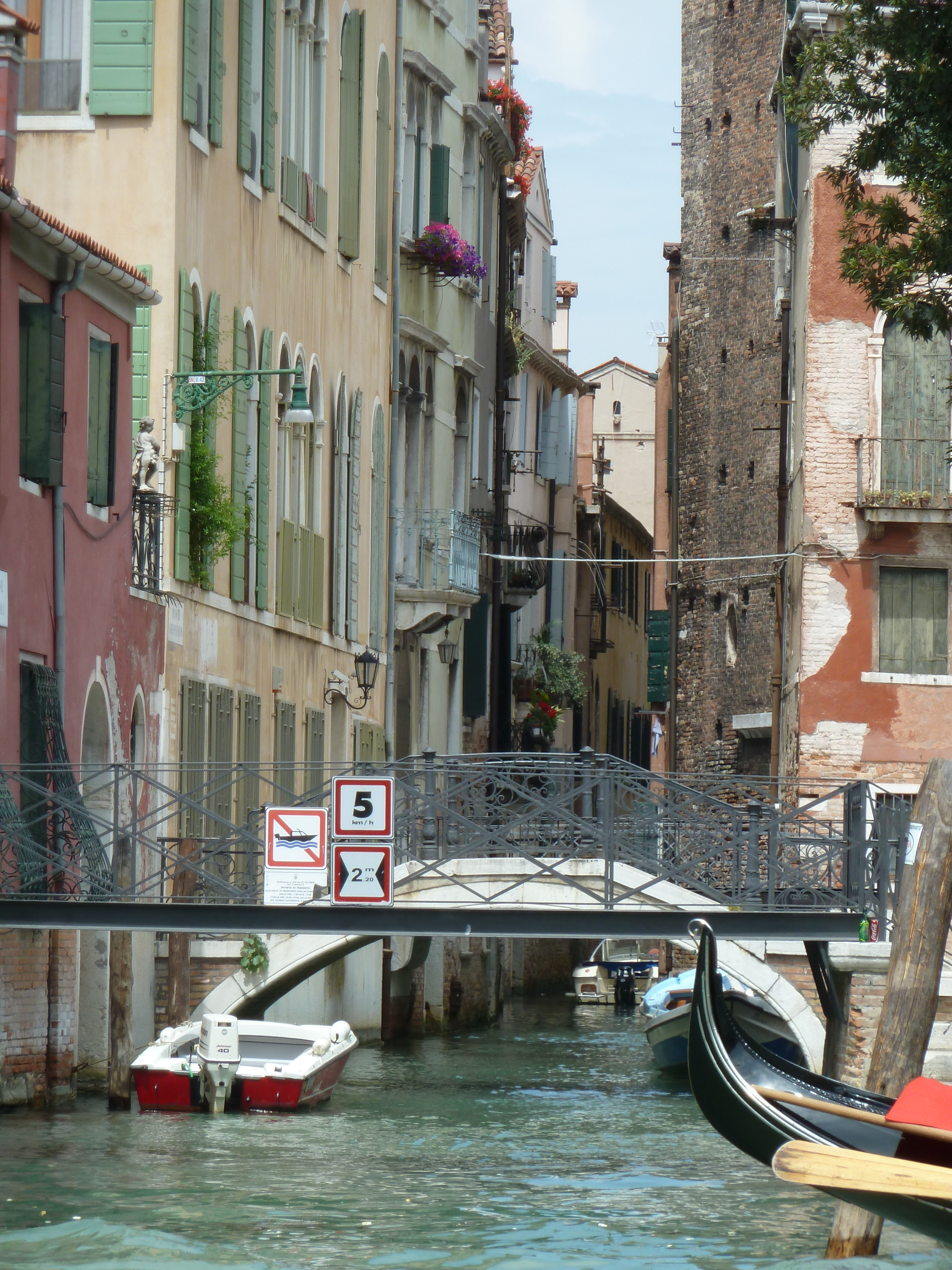
Pod privat pe rio de San Vidal
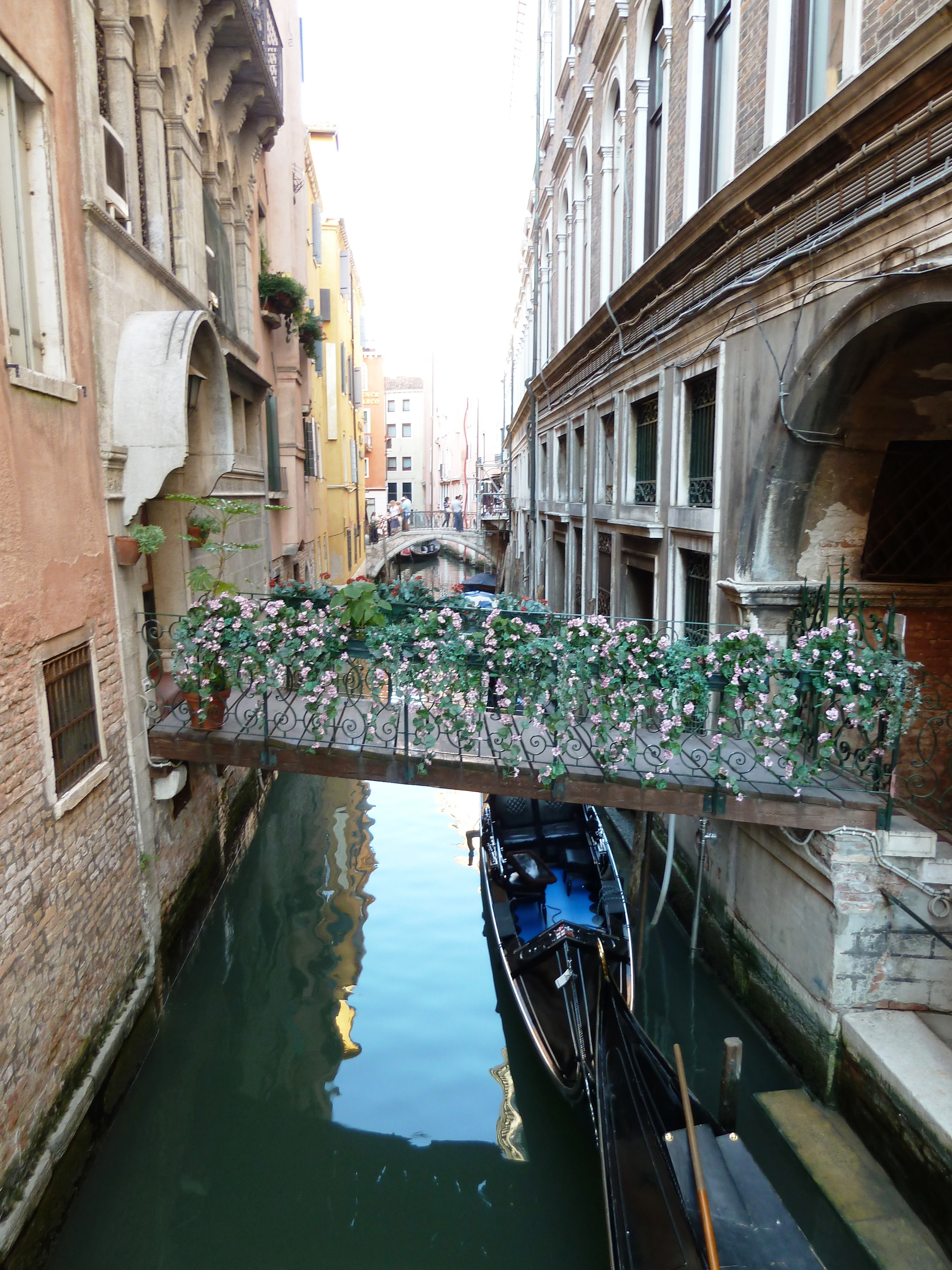
Pod privat pe rio delle Procuratie
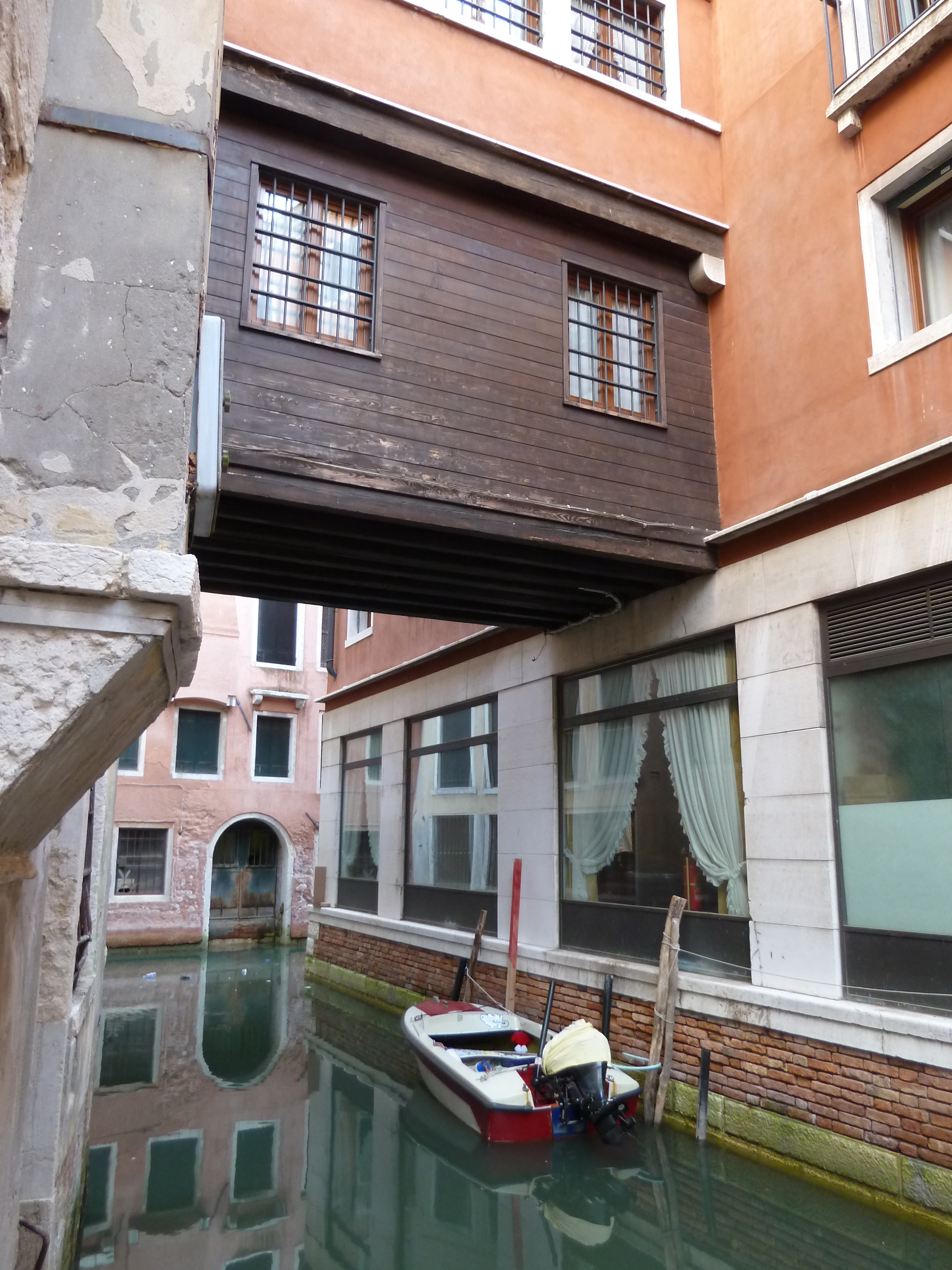
Pod privat pe rio Cappello
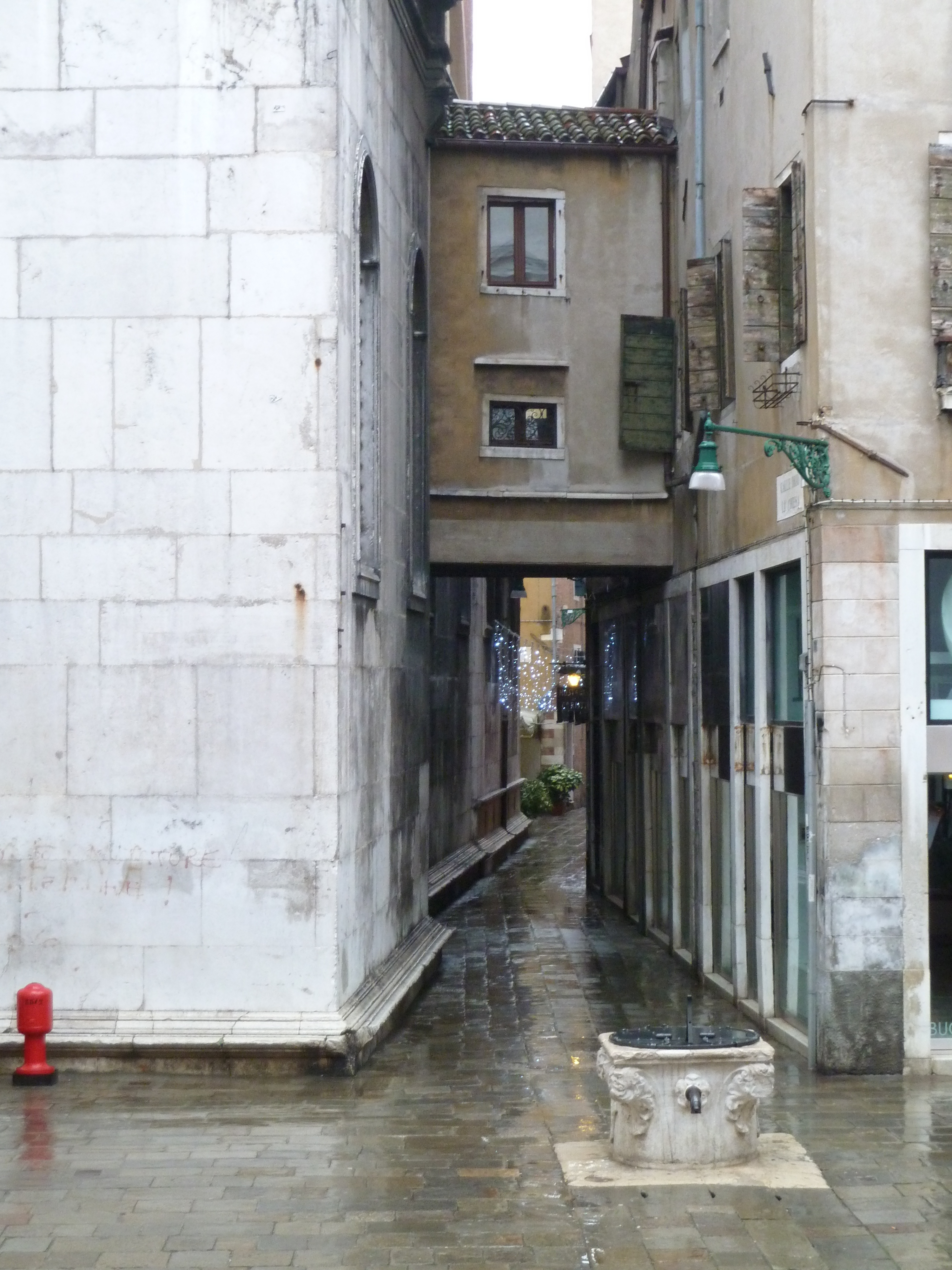
Pod privat în apropiere de la Fenice
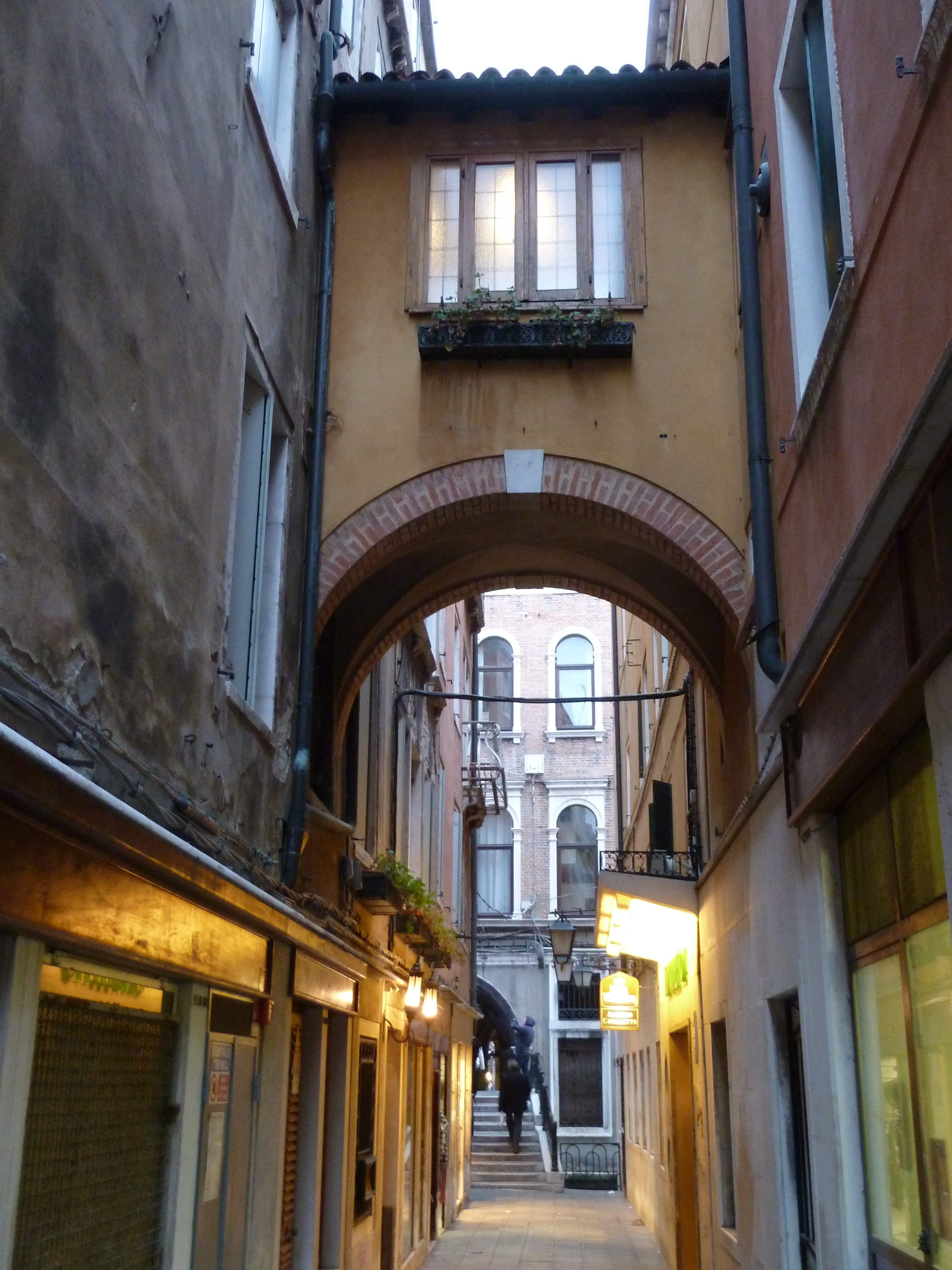
Pod privat al Hotelului Cavaletti (Bacino Orseolo)
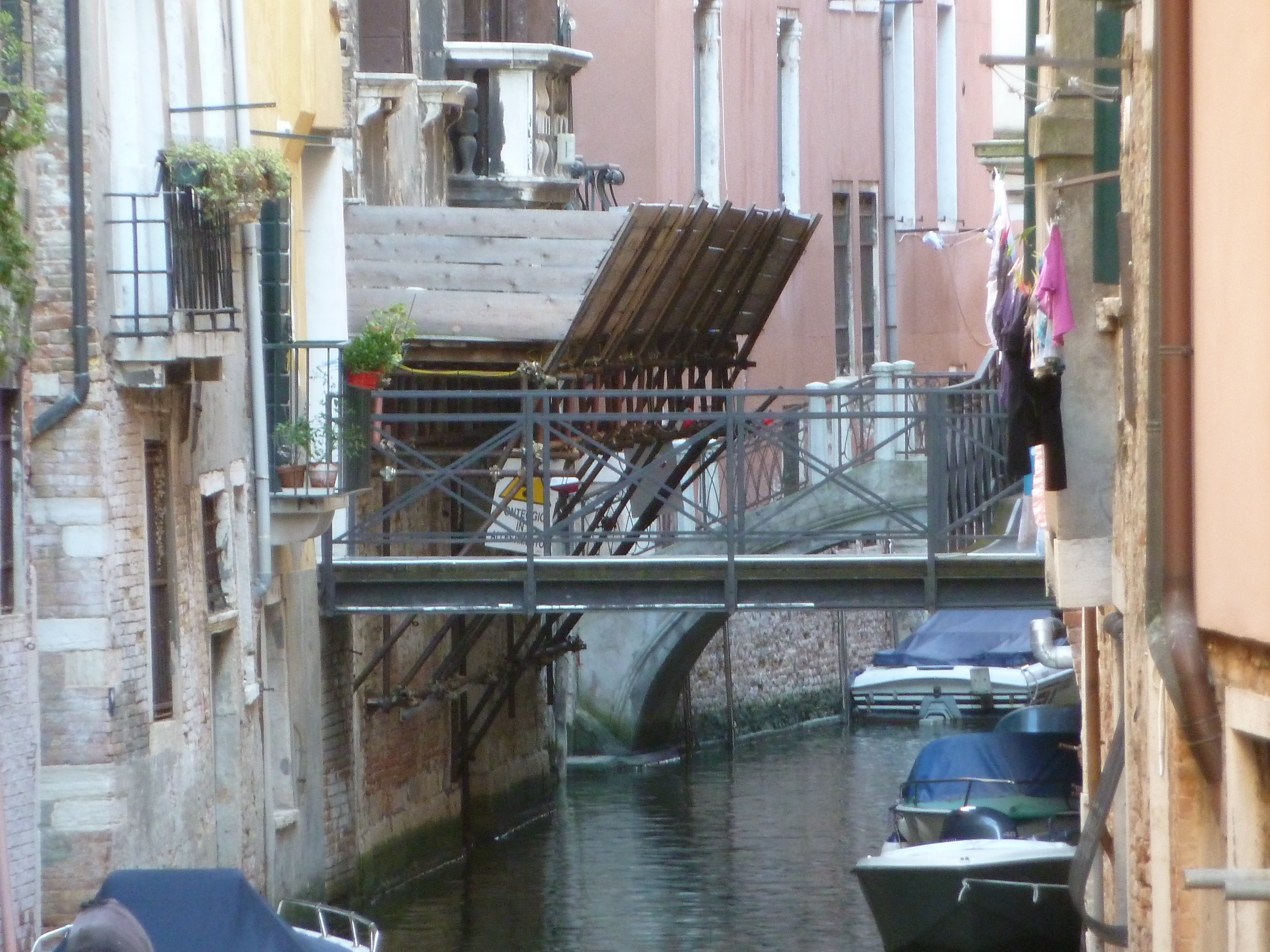
Pod privat al Teatrului Malibran pe rio de San Giovanni Crisostomo

### Limita între San Marco și Castello

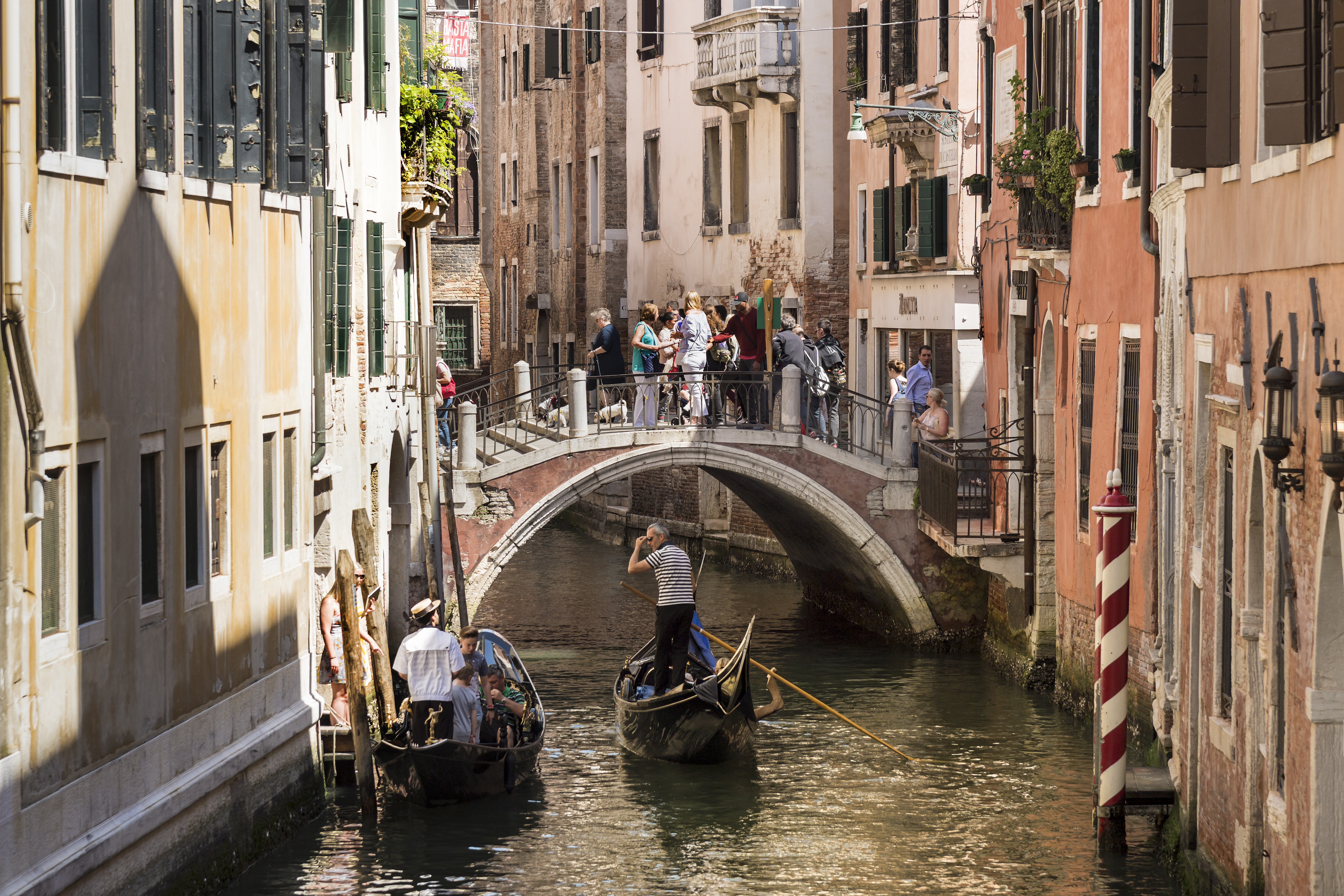
Ponte Sant Antonio Rio de la Fava
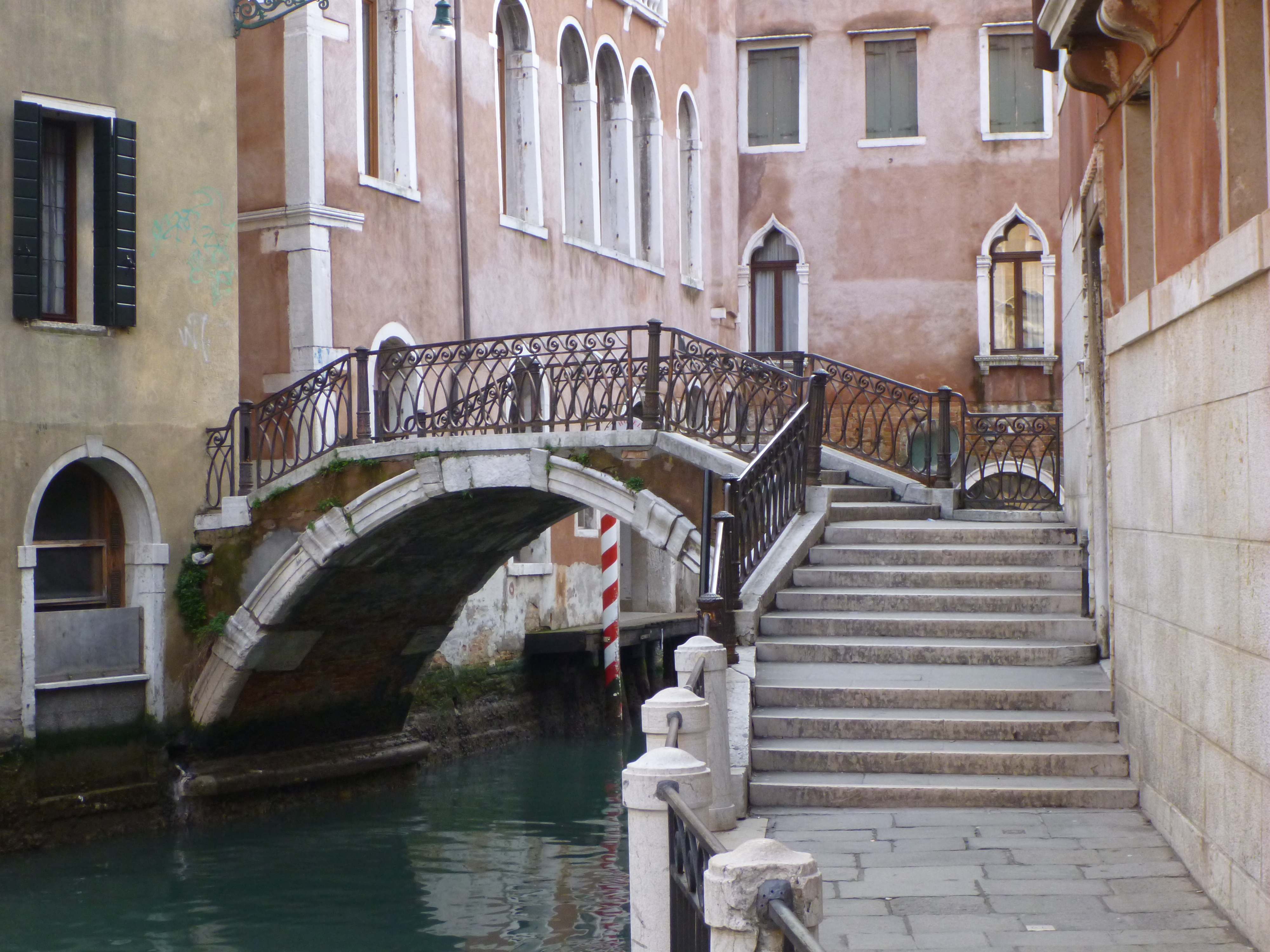
Ponte de l'Anzolo Rio de San Zulian
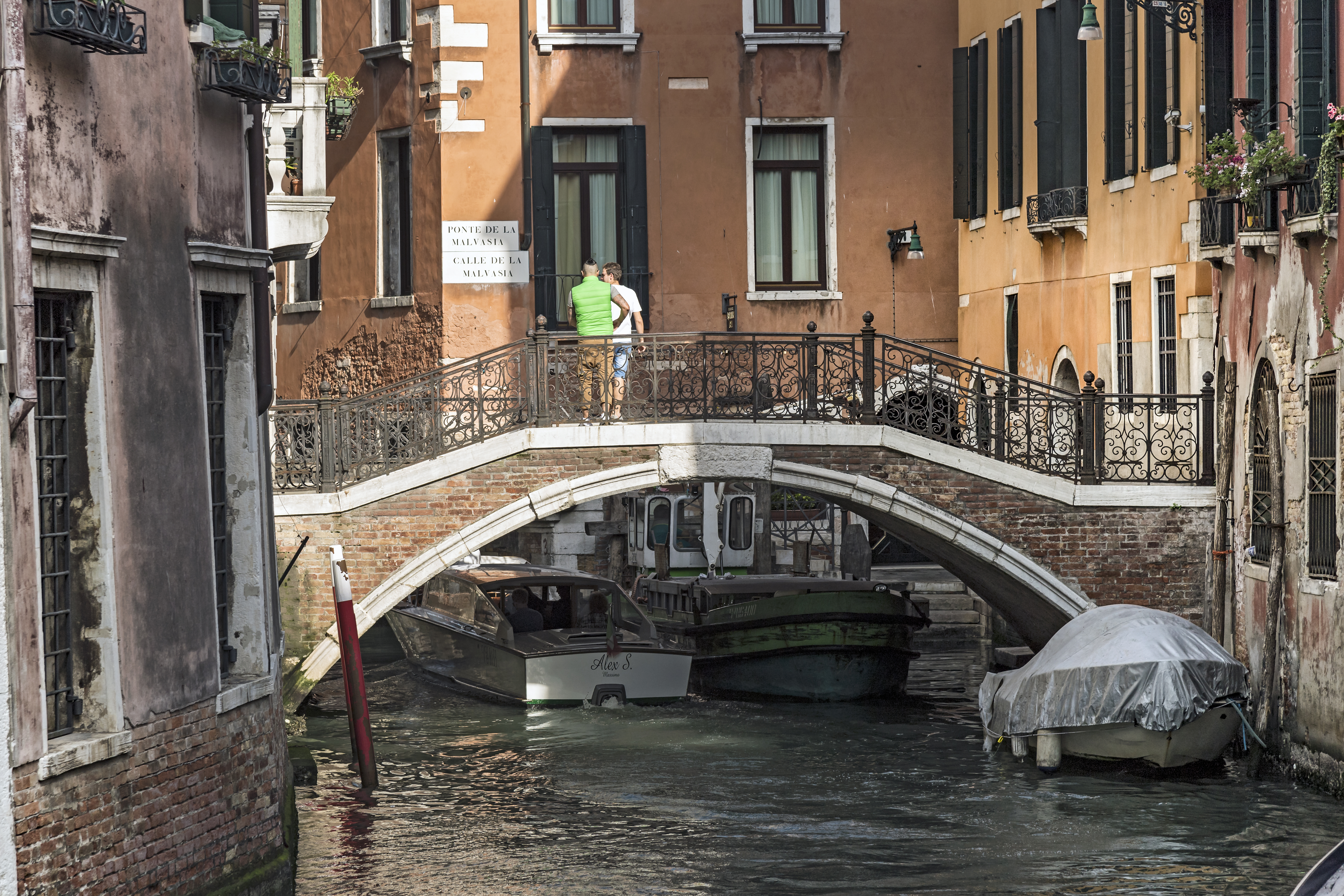
Ponte Balbi Rio de San Zulian
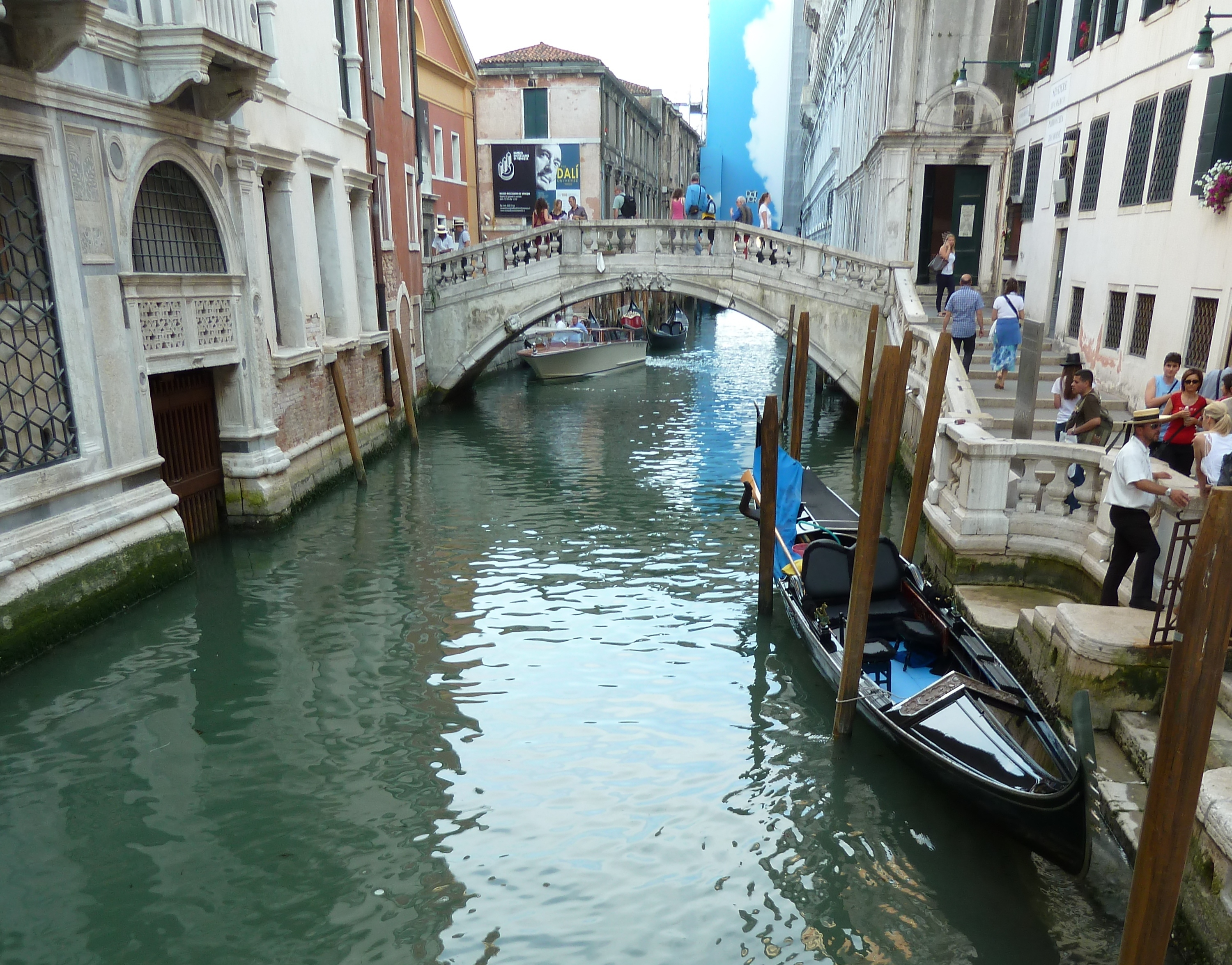
Ponte de la Canonica Rio de la Canonica
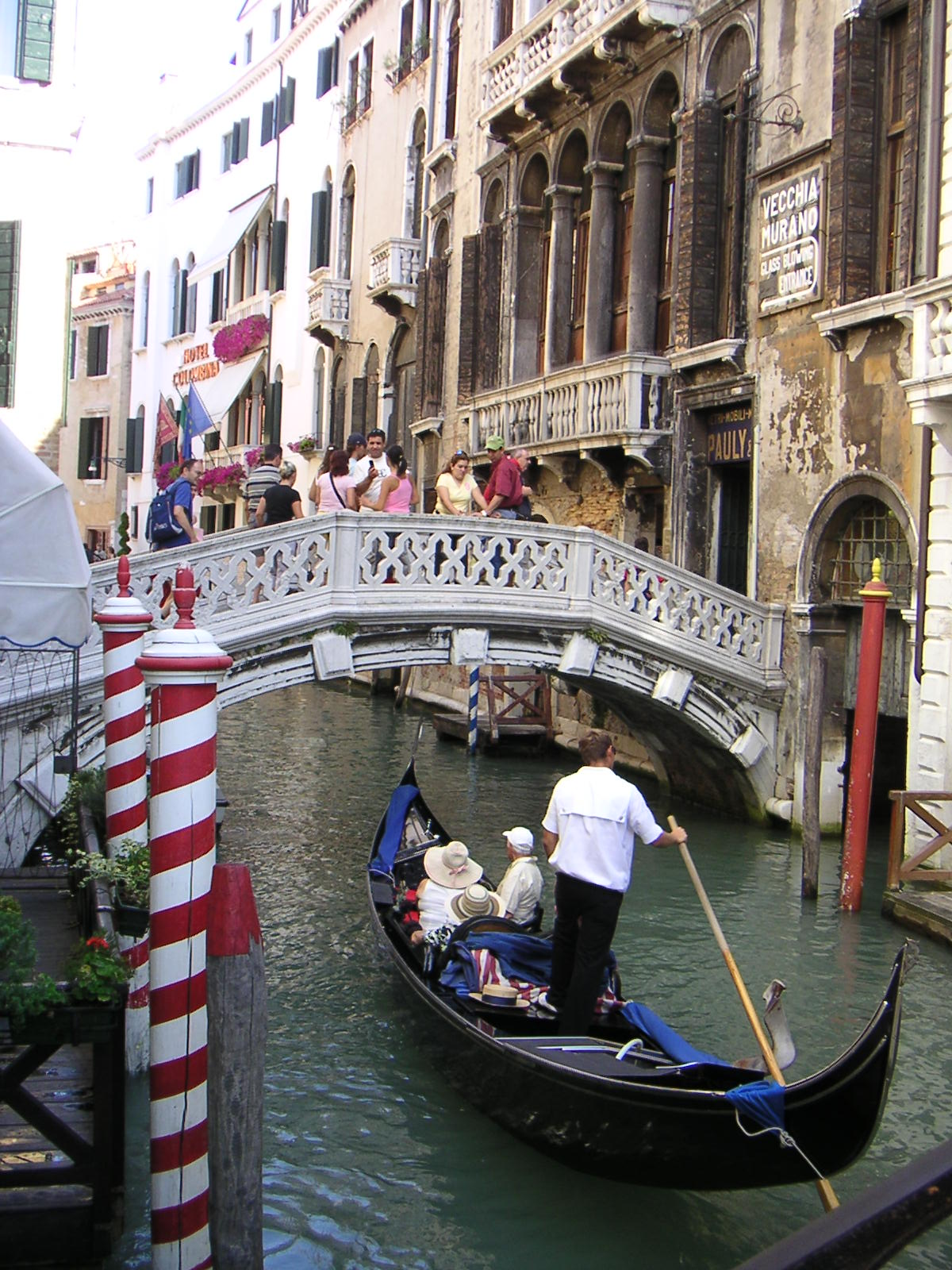
Ponte dei Consorzi Rio de la Canonica
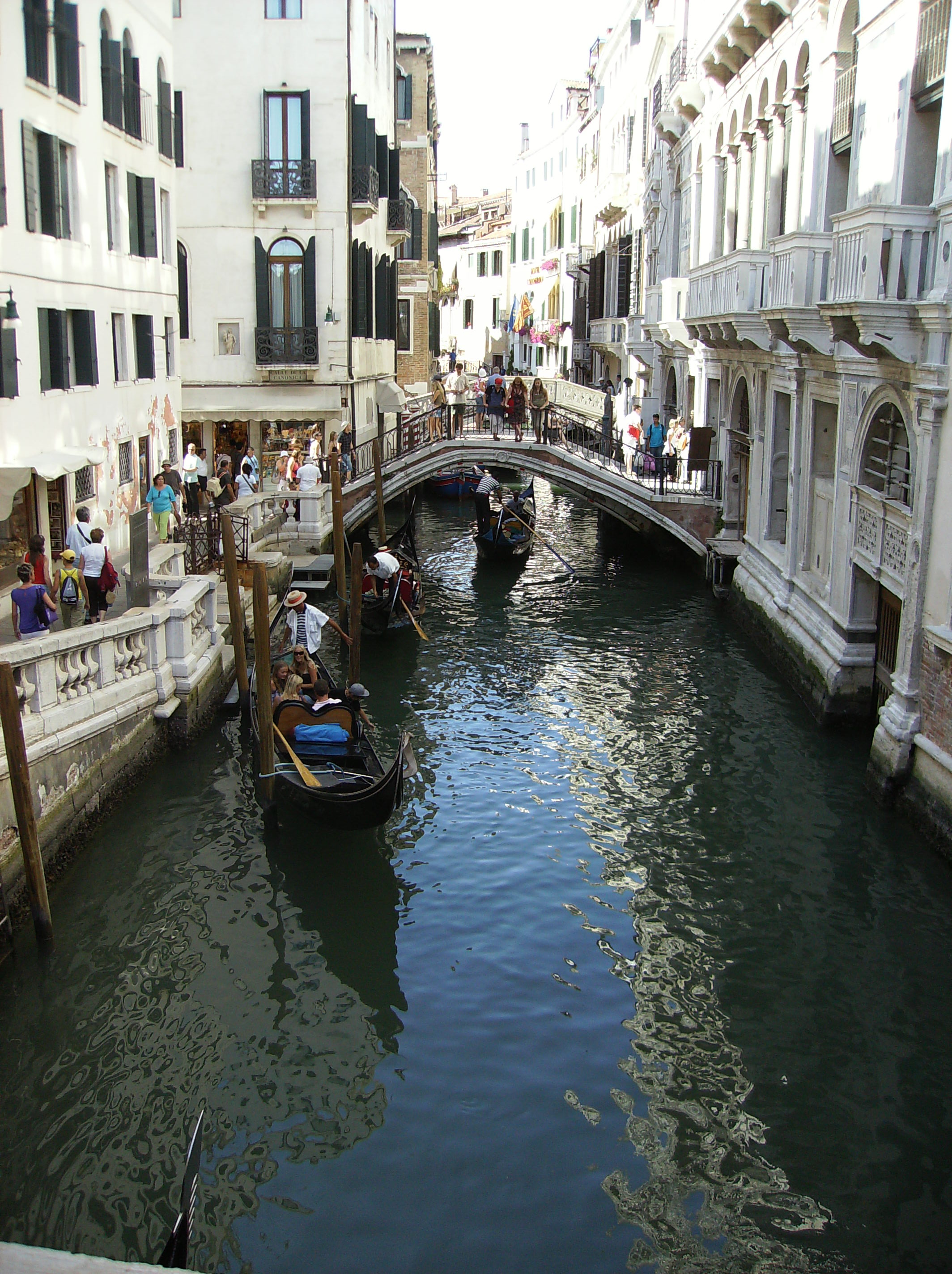
Pont privé Cappello Rio de la Canonica
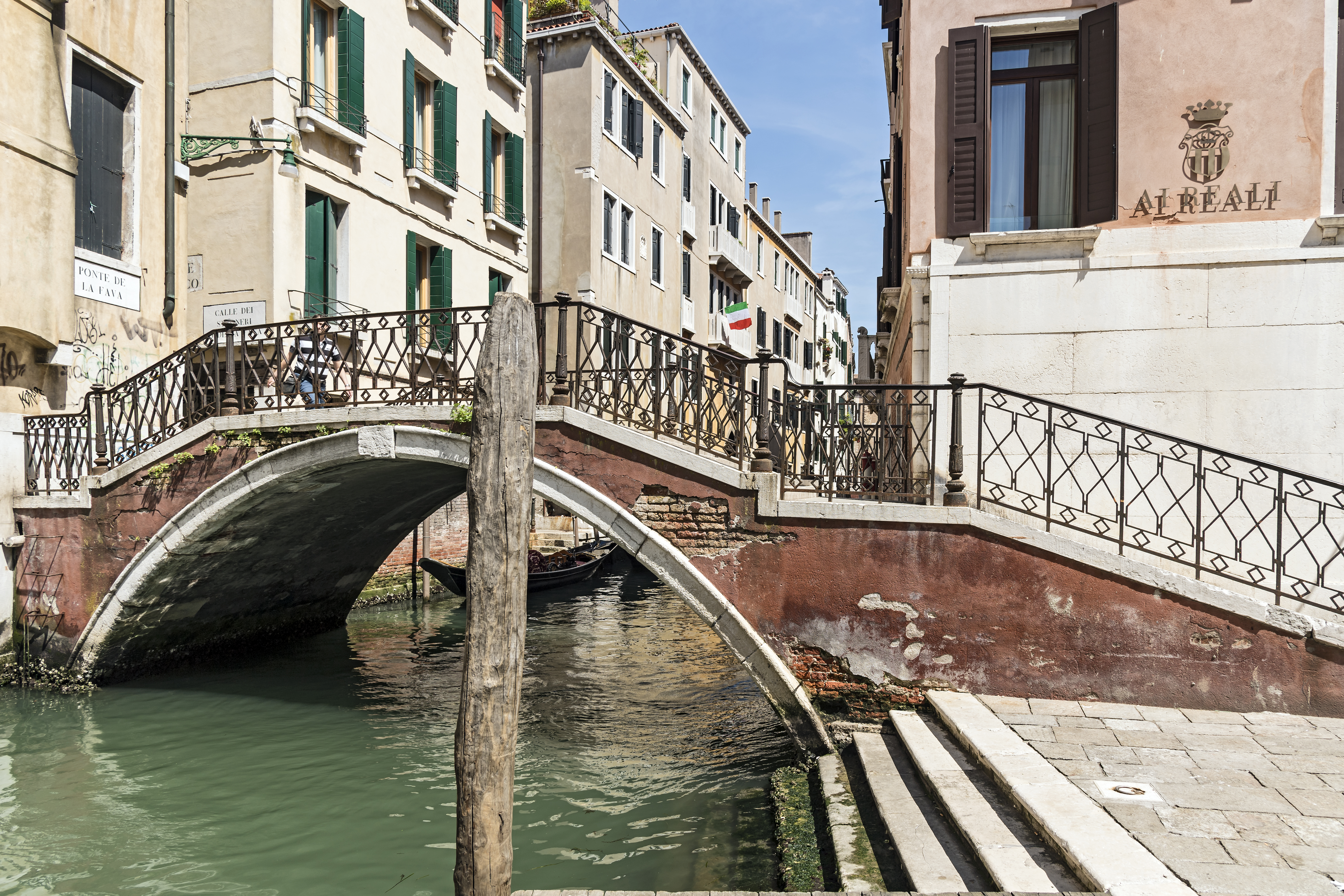
Ponte de la Fava Rio de la Fava
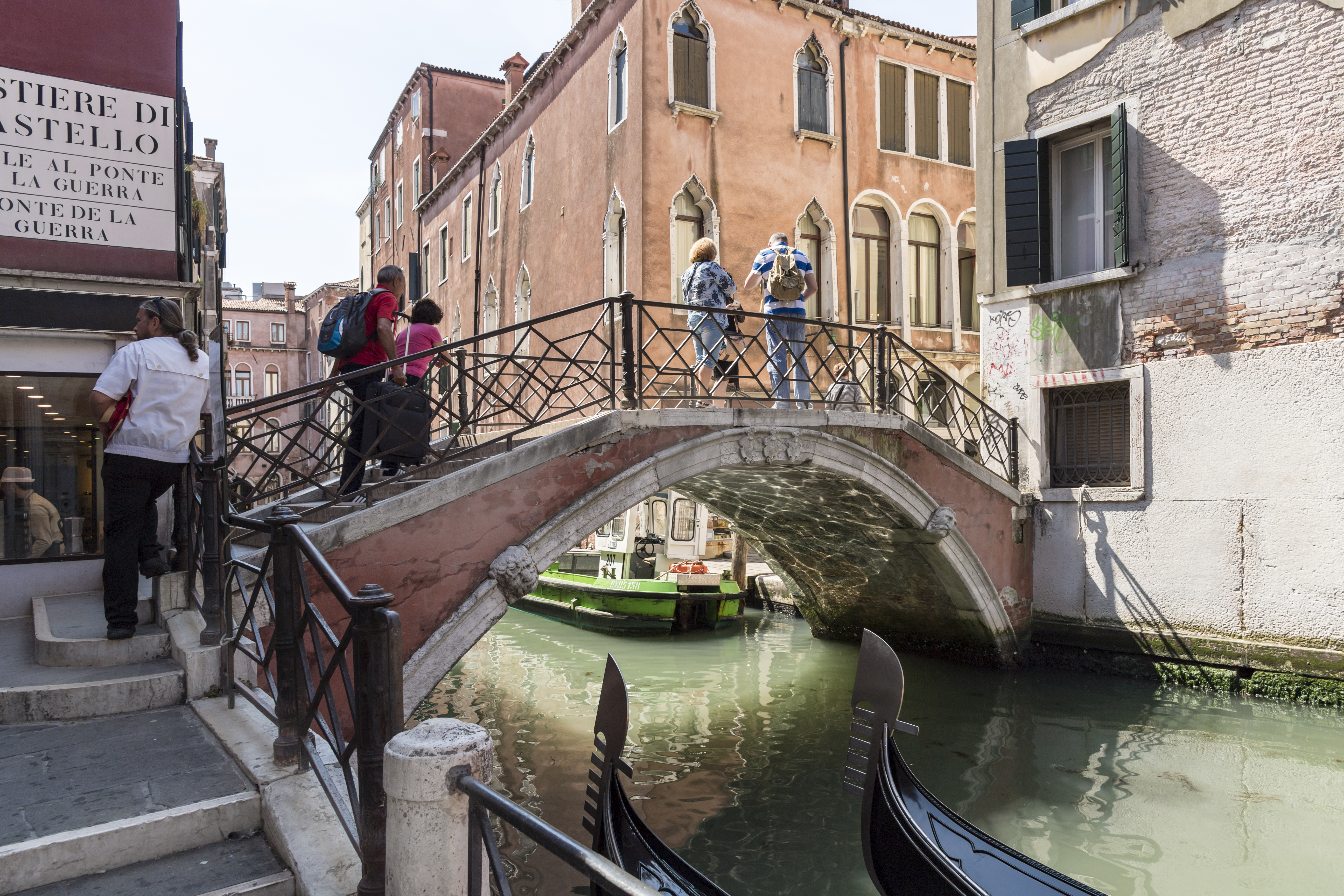
Ponte de la Guerra Rio de San Zulian
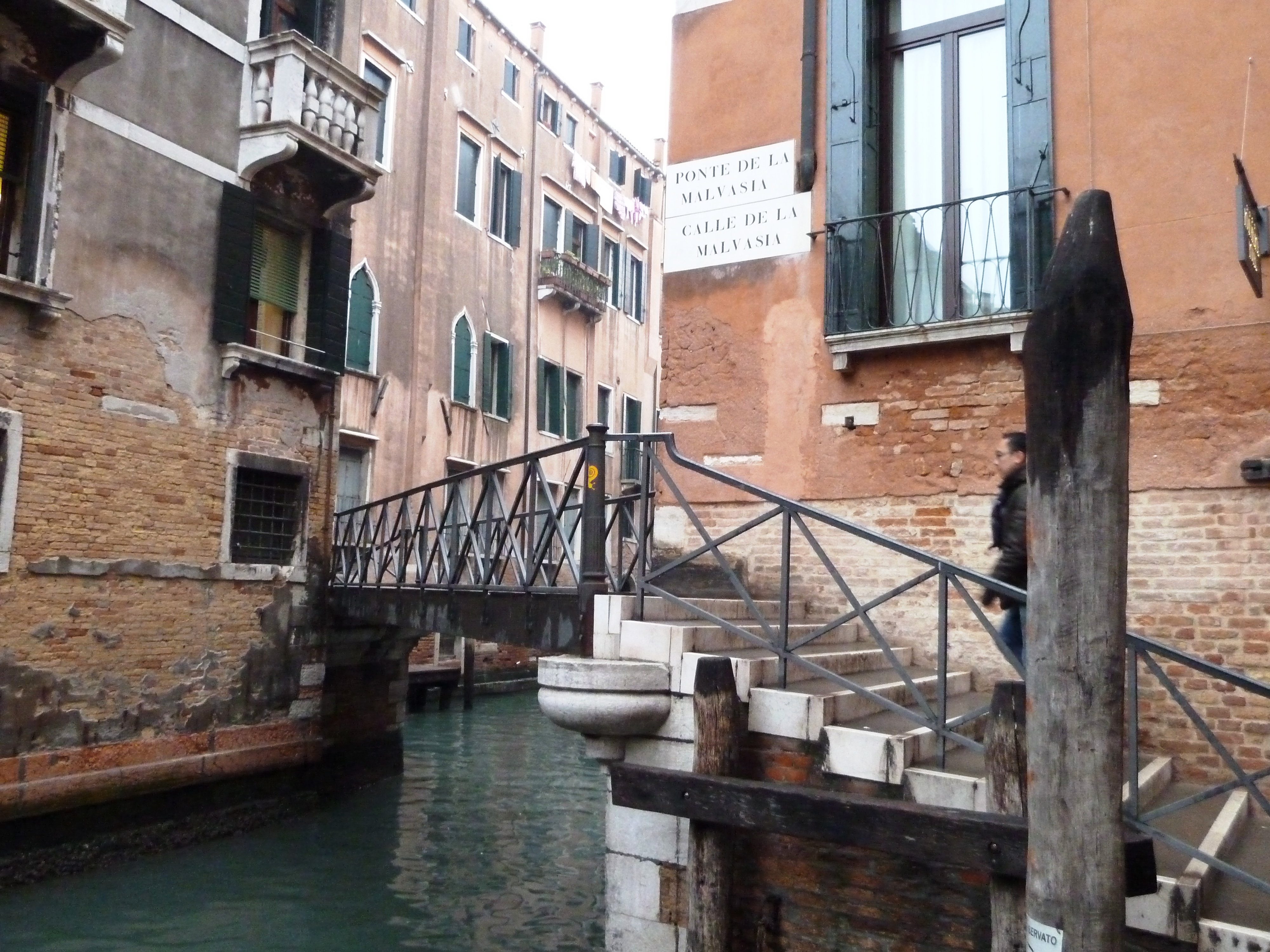
Ponte de la Malvasia Rio de San Zulian
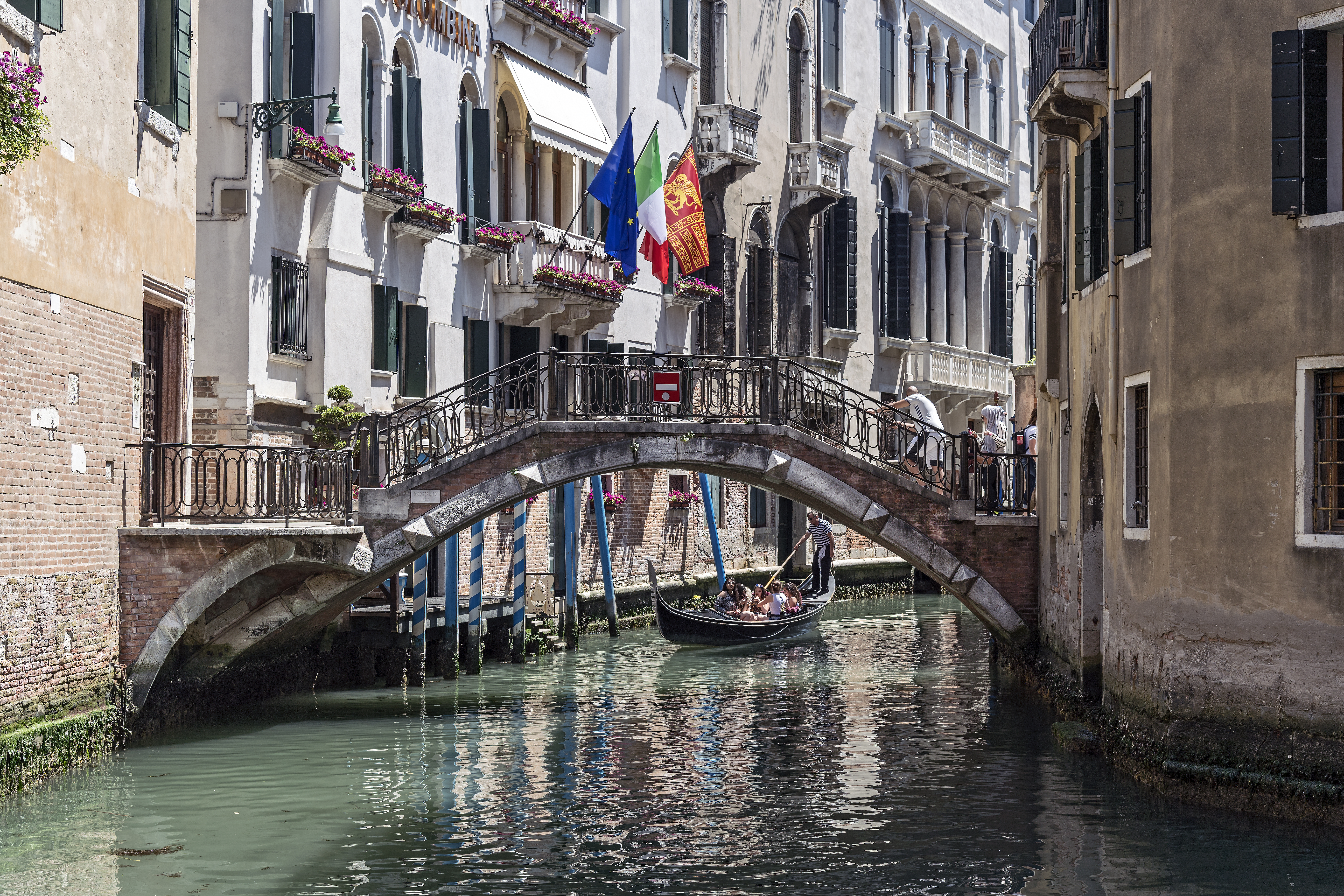
Ponte del Remedio Rio de la Canonica
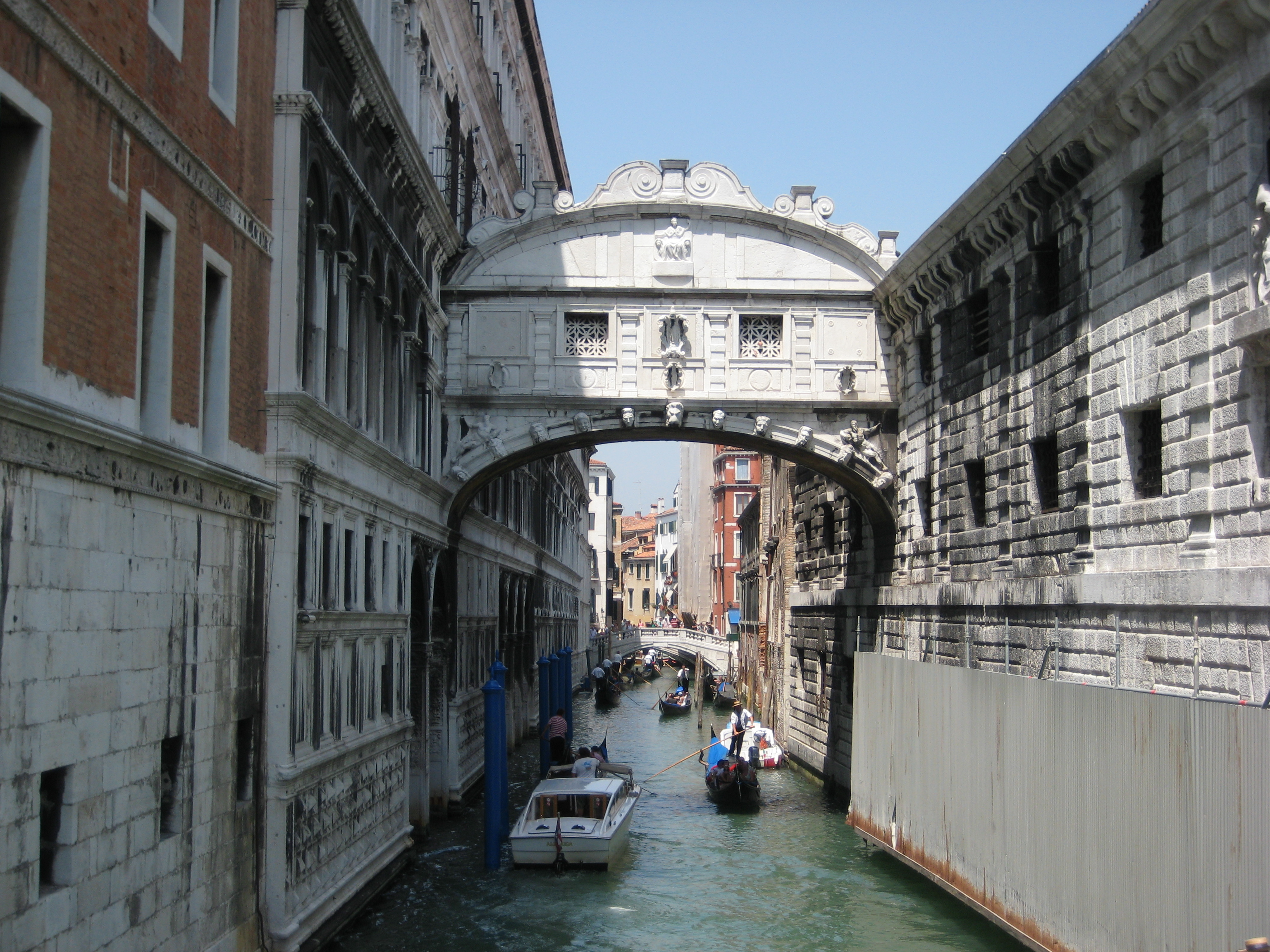
Puntea Suspinelor Rio de la Canonica

## SestiereCastello

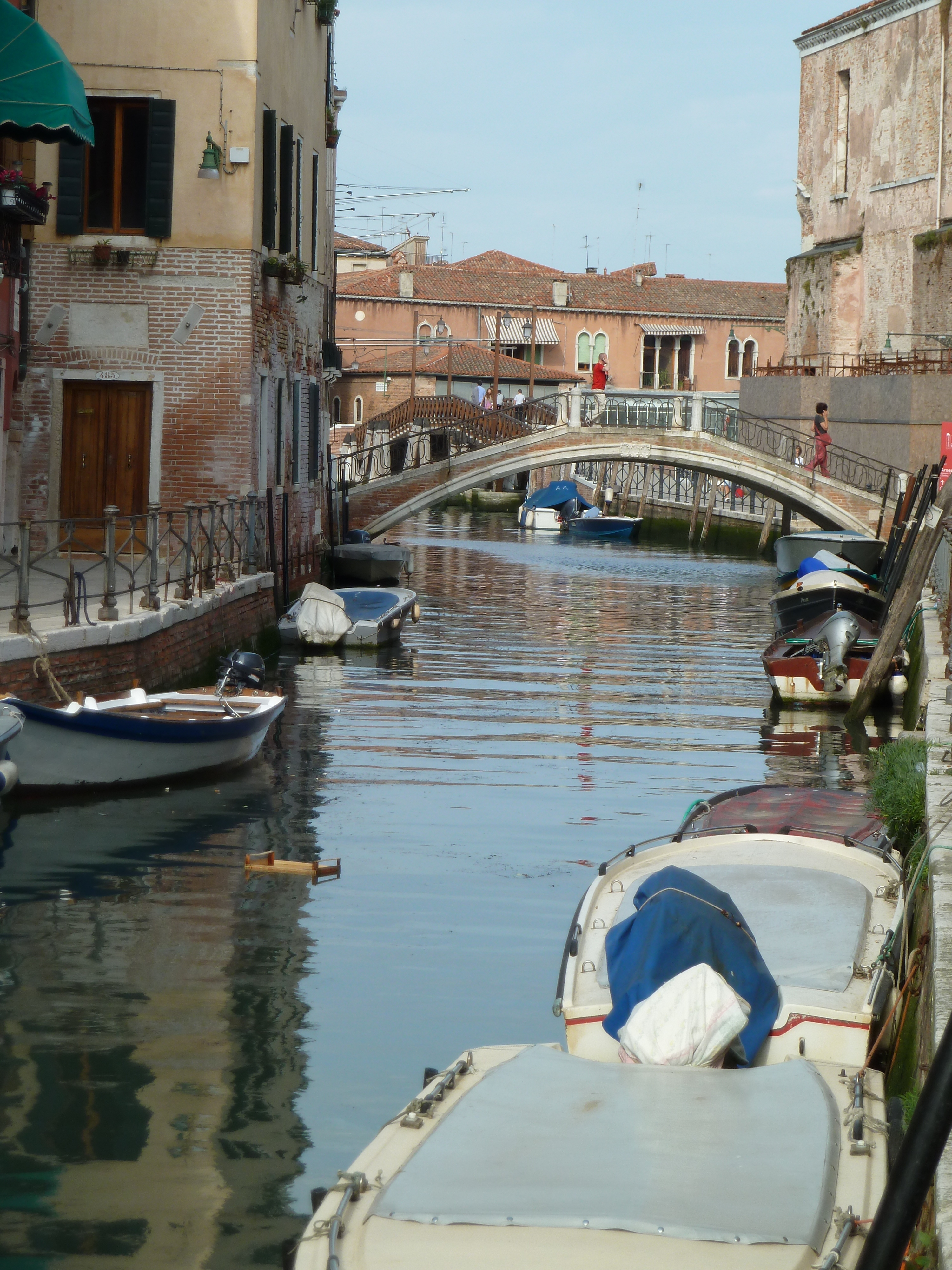
Ponte Sant'Anna Rio de Sant'Ana
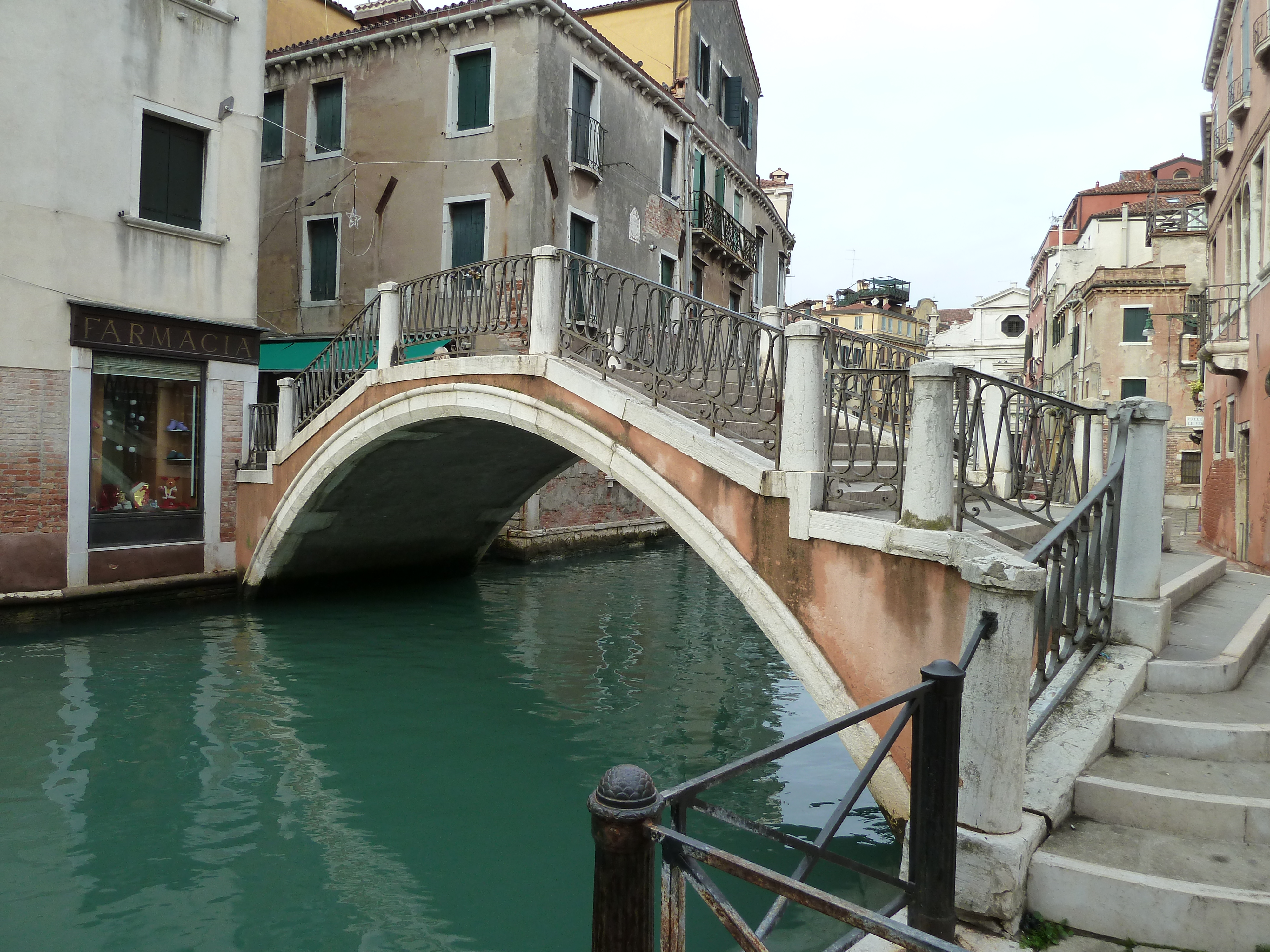
Ponte Sant'Antonin Rio de Sant'Antonin
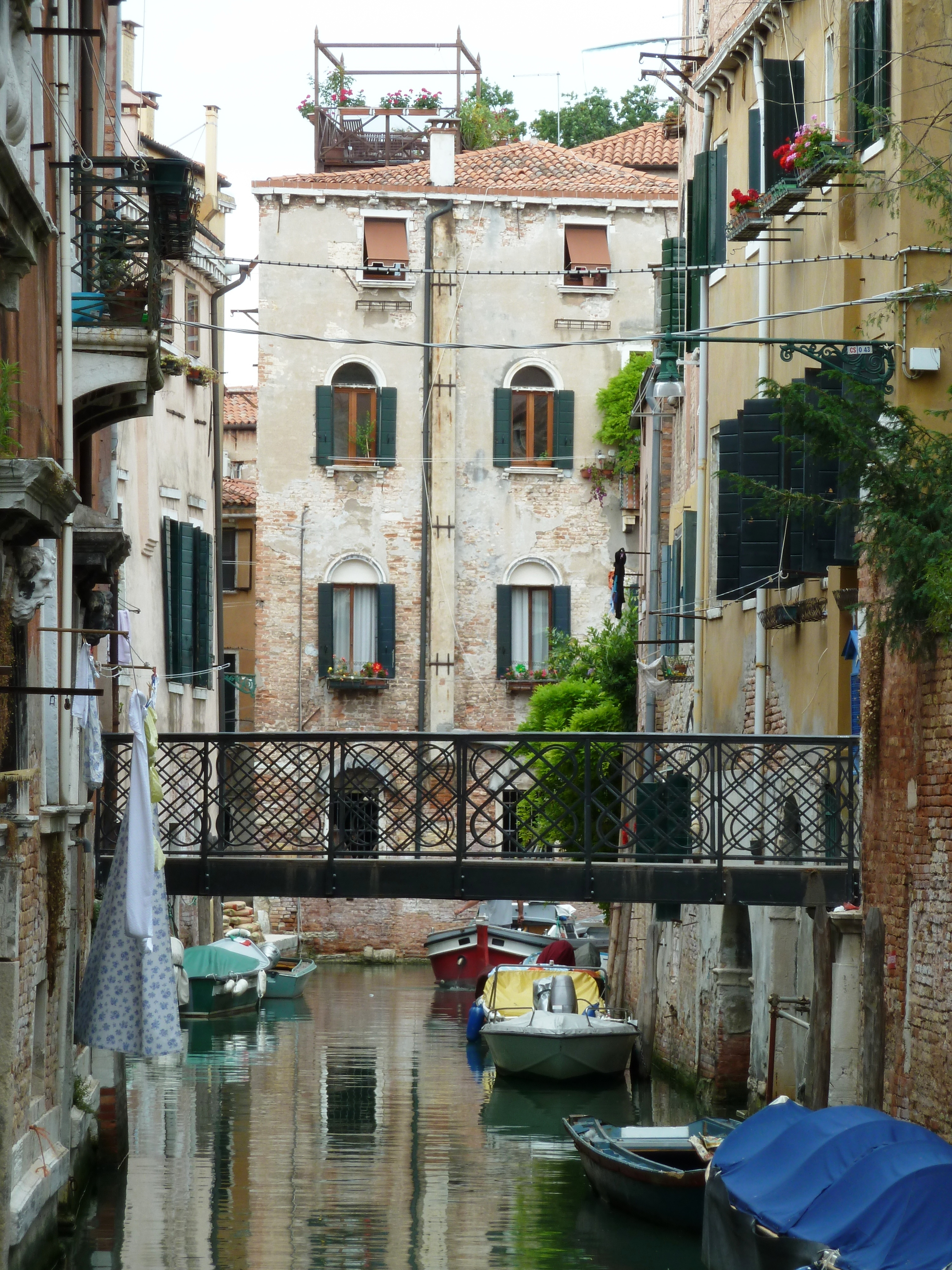
Ponte dell Arco Rio de San Martin
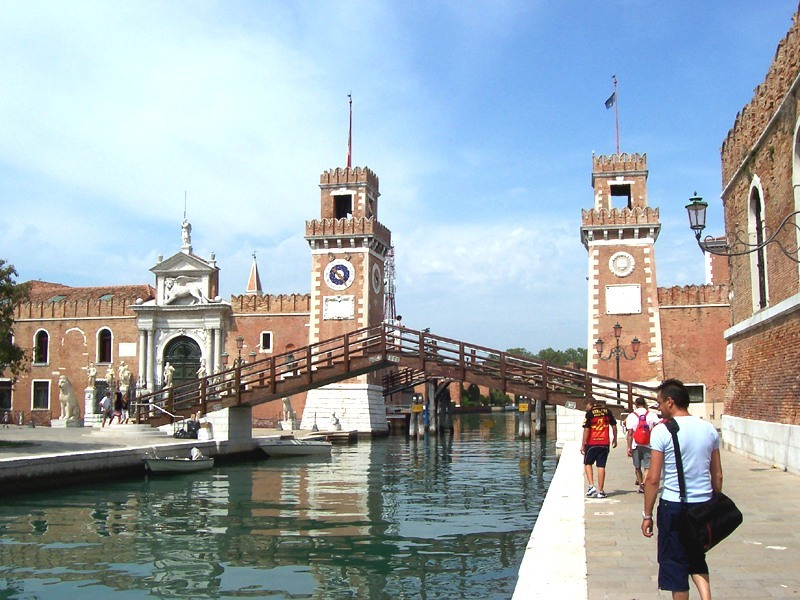
Ponte de l'Arsenal dit del Paradiso Rio de l'Arsenal
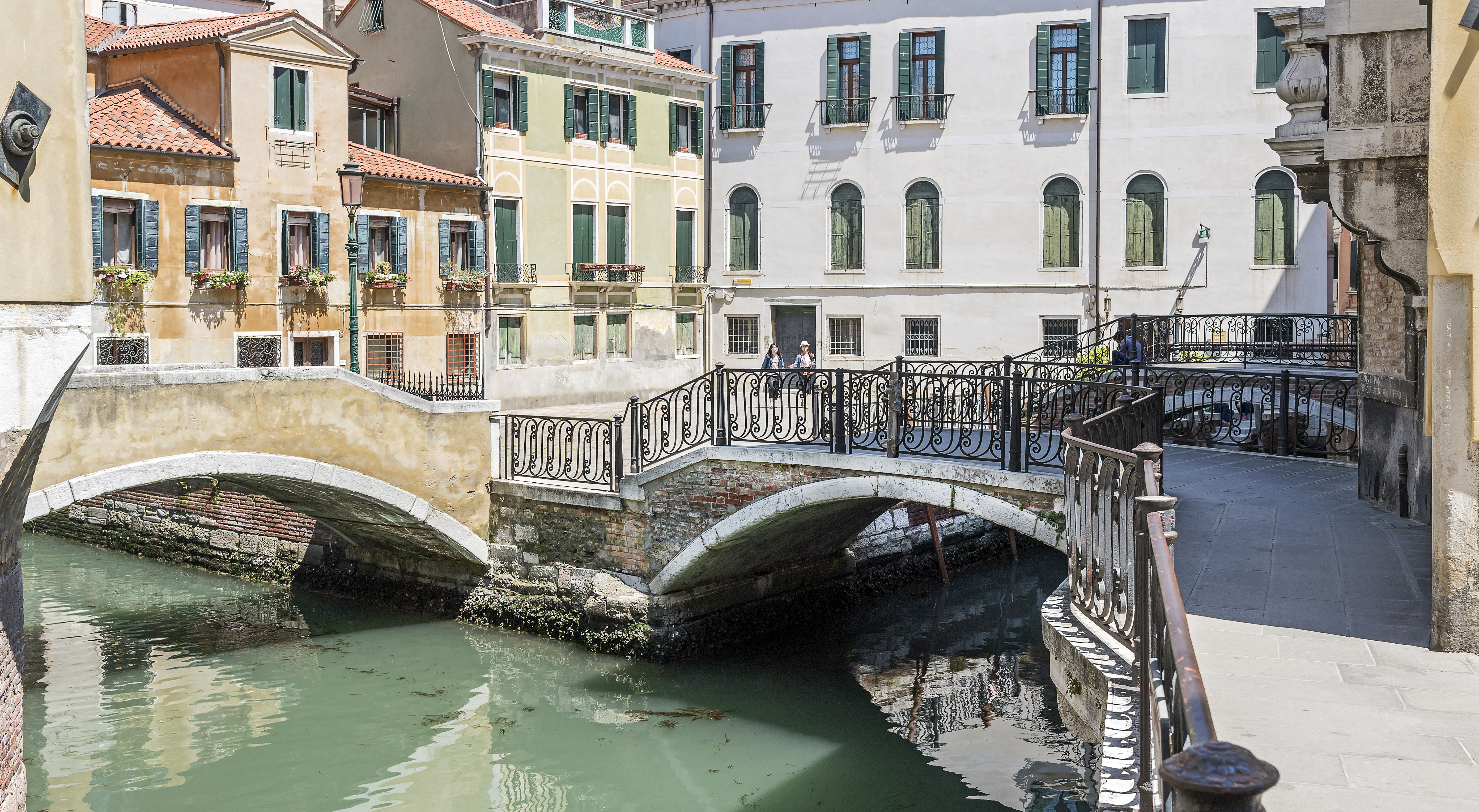
Ponte Avogadro(à droite) Rio de Santa Maria Formosa // la rio del Mondo Novo
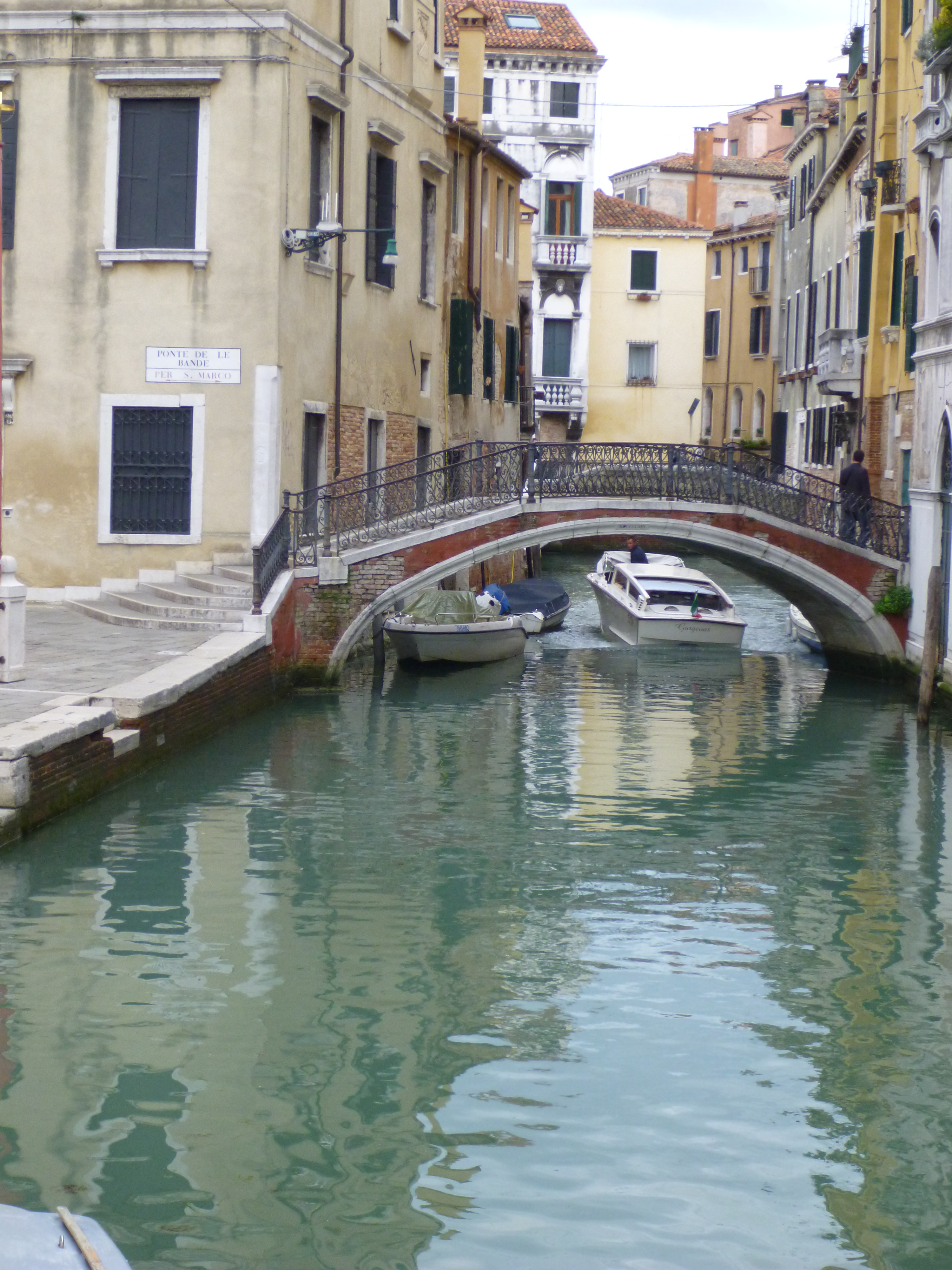
Ponte de le Bande Rio del Mondo Novo
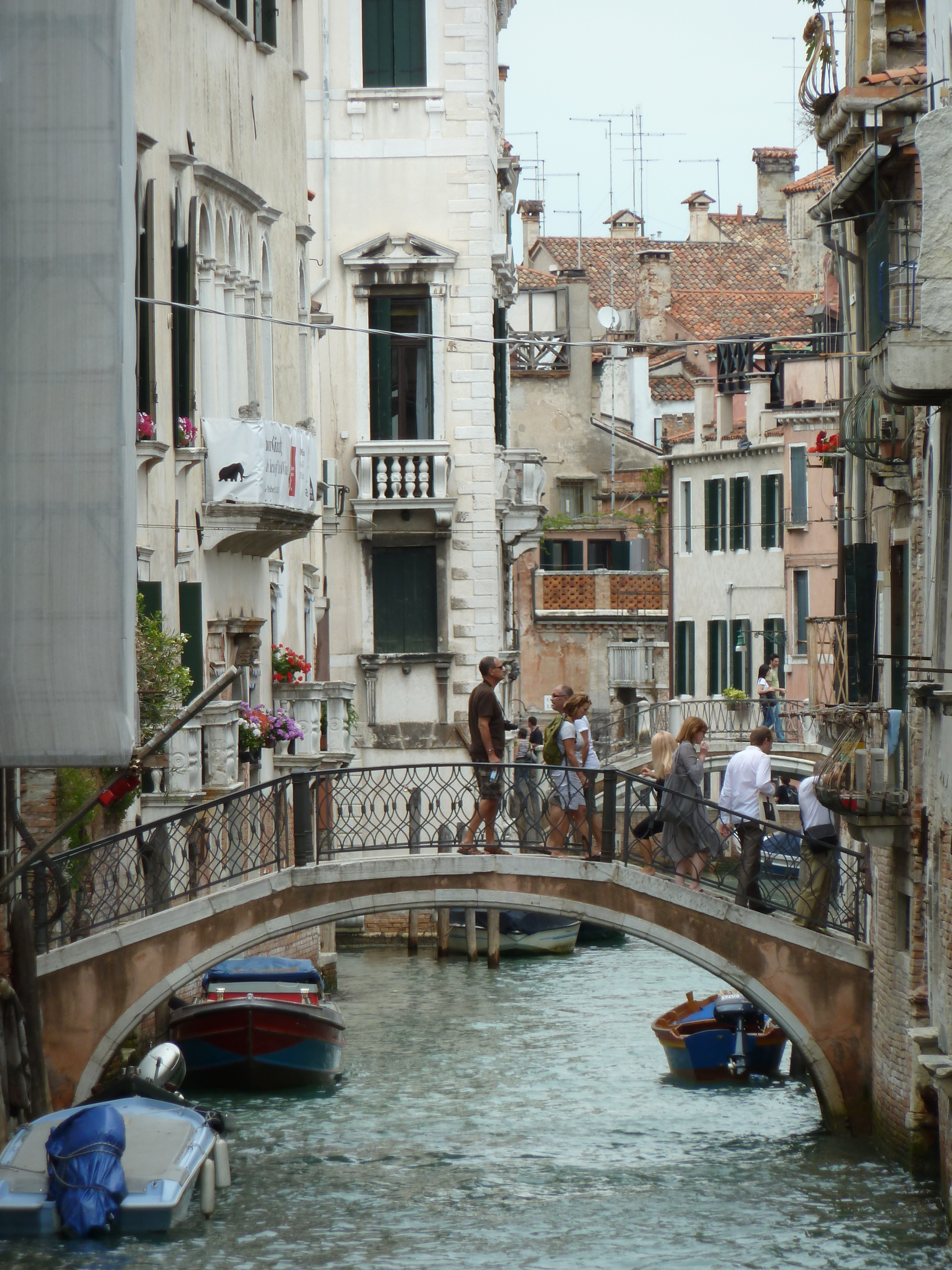
Ponte dei Becchi Rio de la Pietà
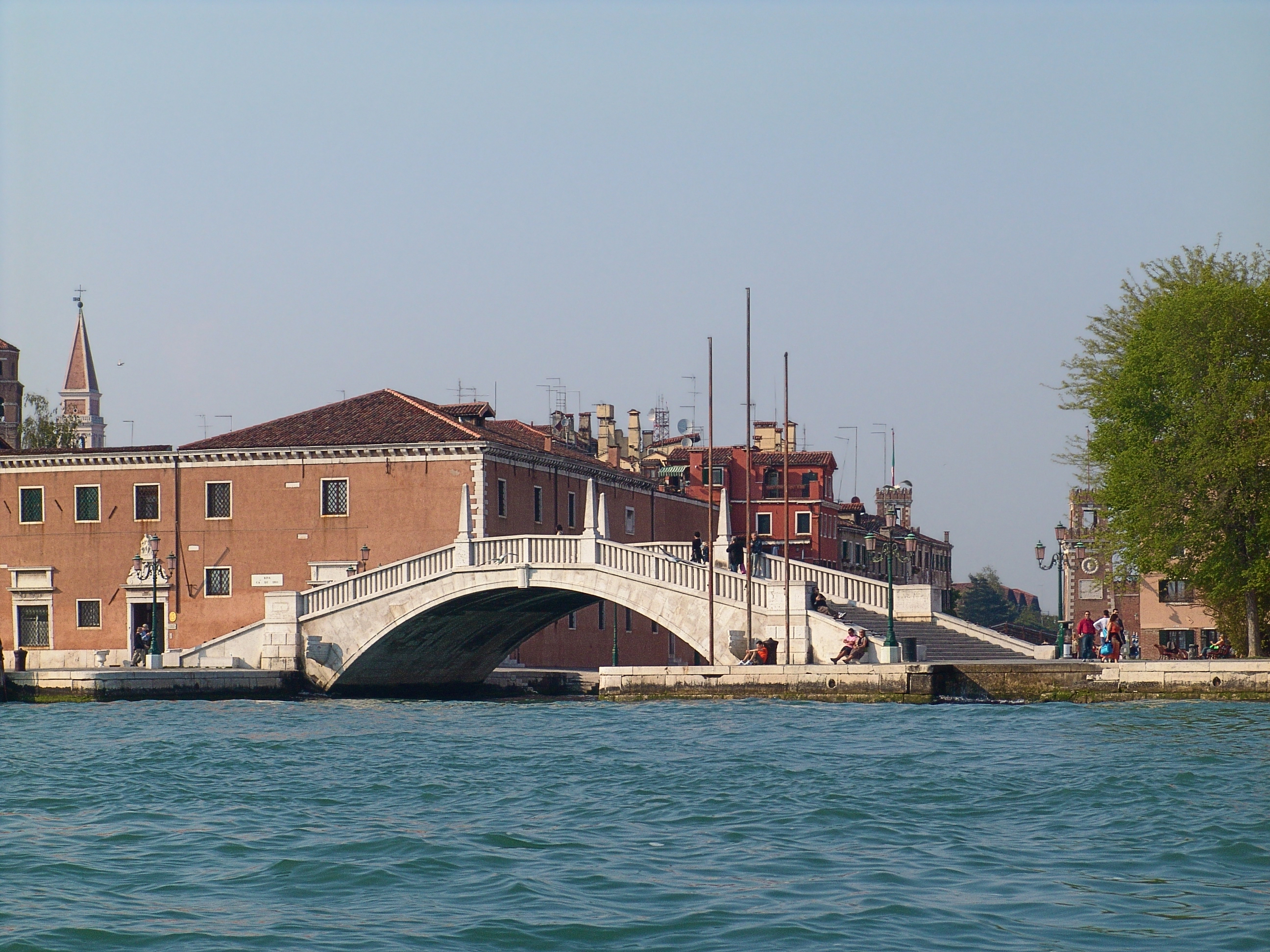
Ponte San Biasio delle Catene Rio de l'Arsenale
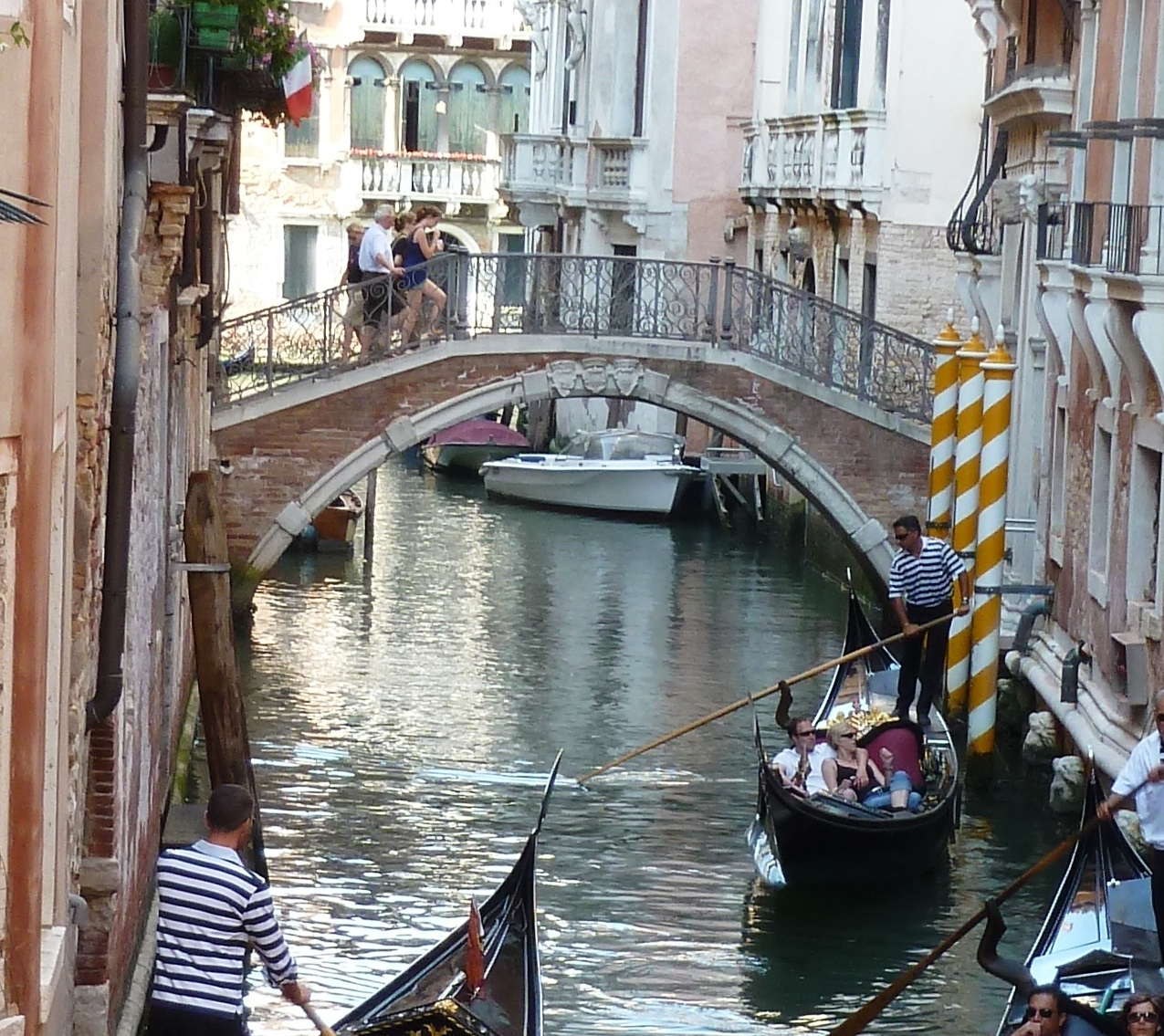
Ponte di Borgoloco Rio del Pestrin
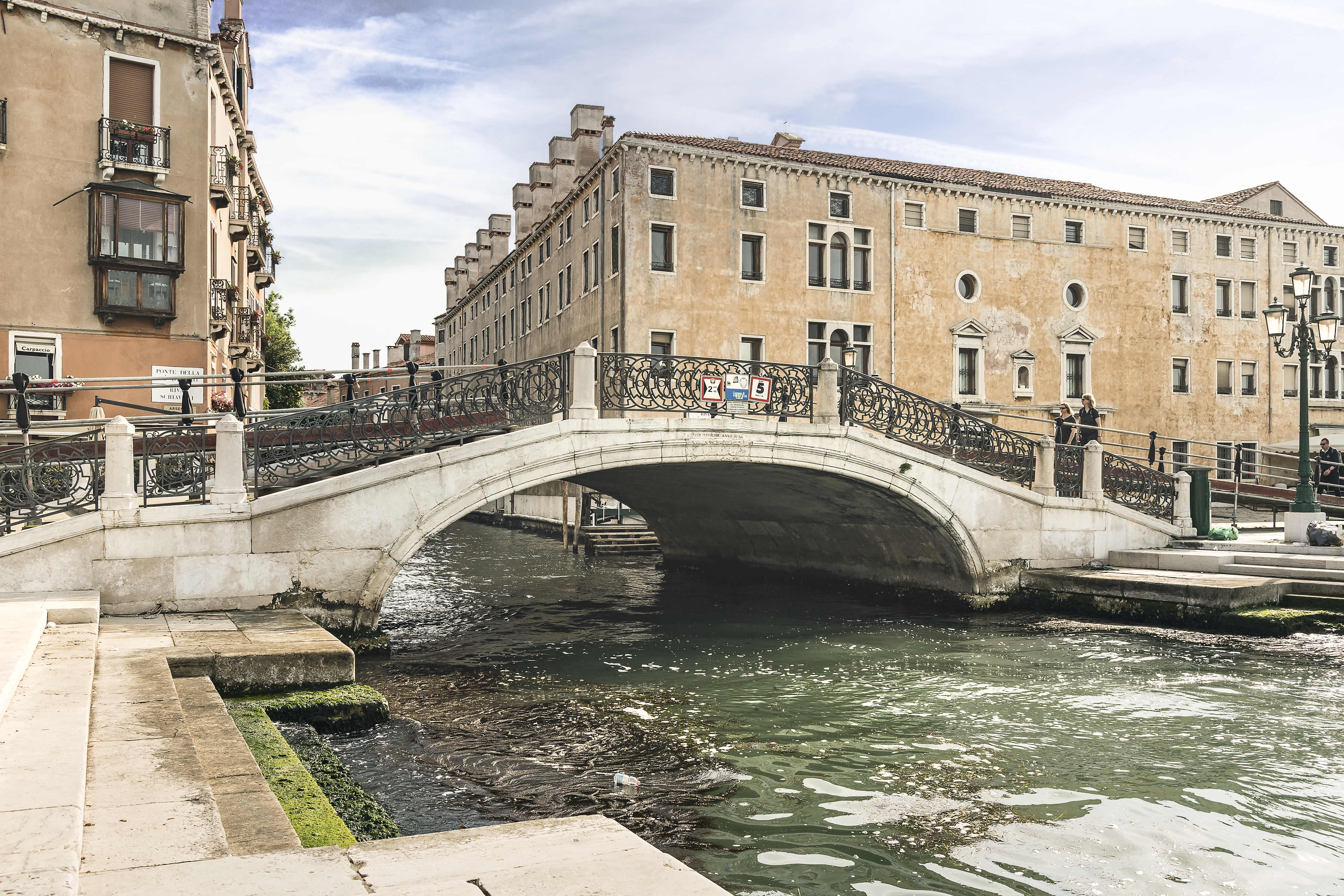
Ponte de la Ca' di Dio Rio de la Ca' di Dio
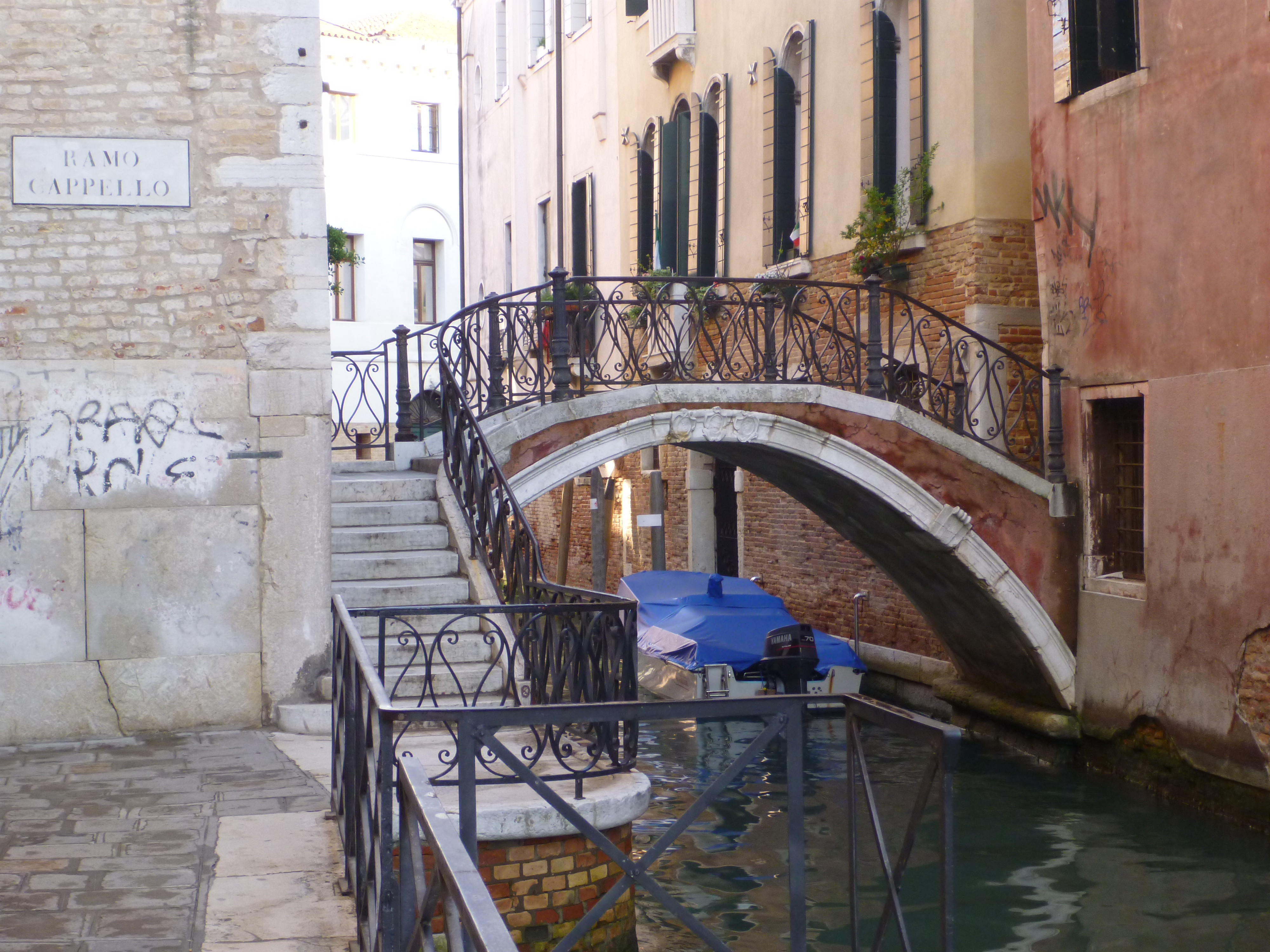
Ponte Cappello Rio Tetta
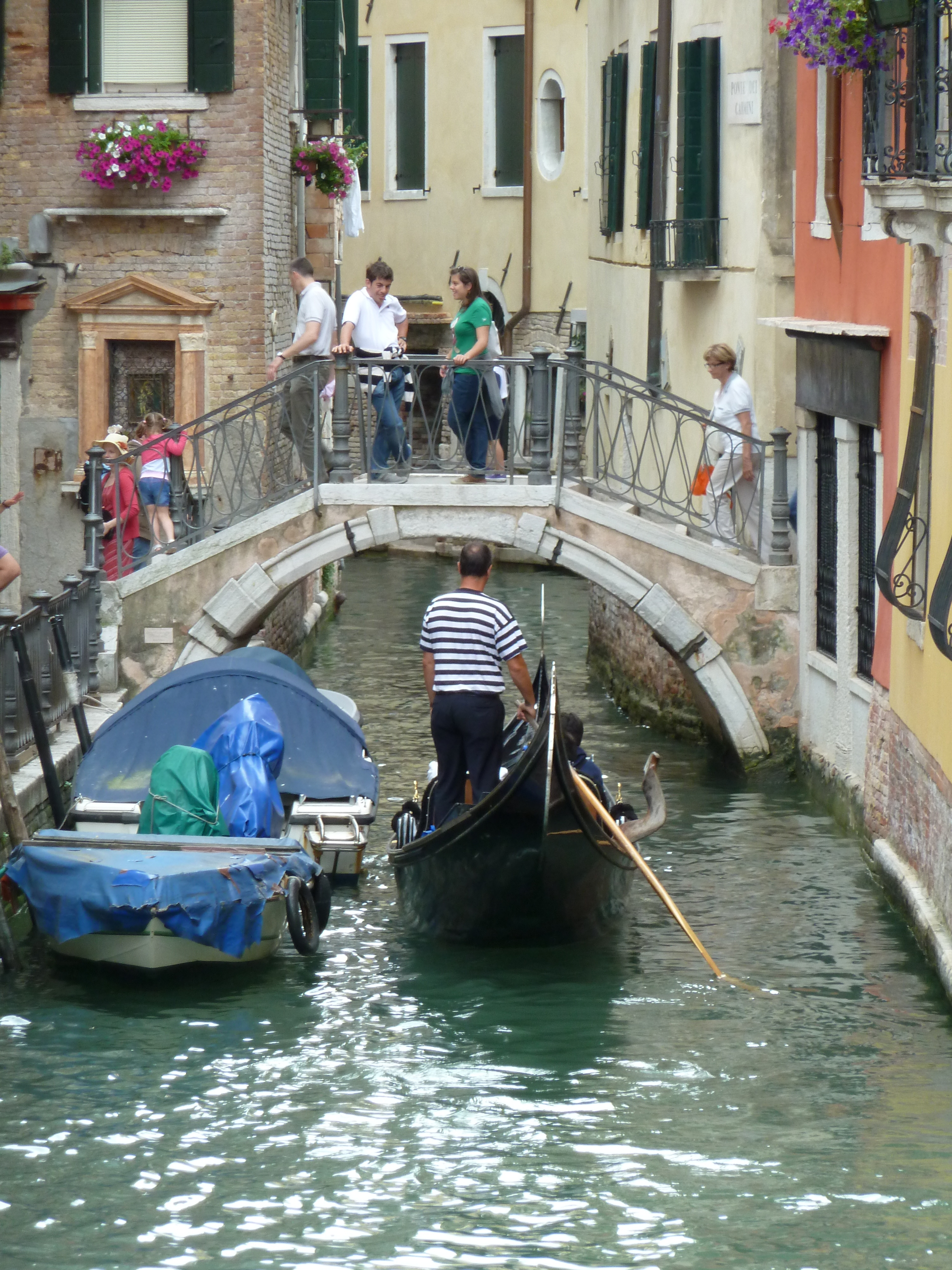
Ponte dei Carmini Rio de San Provolo
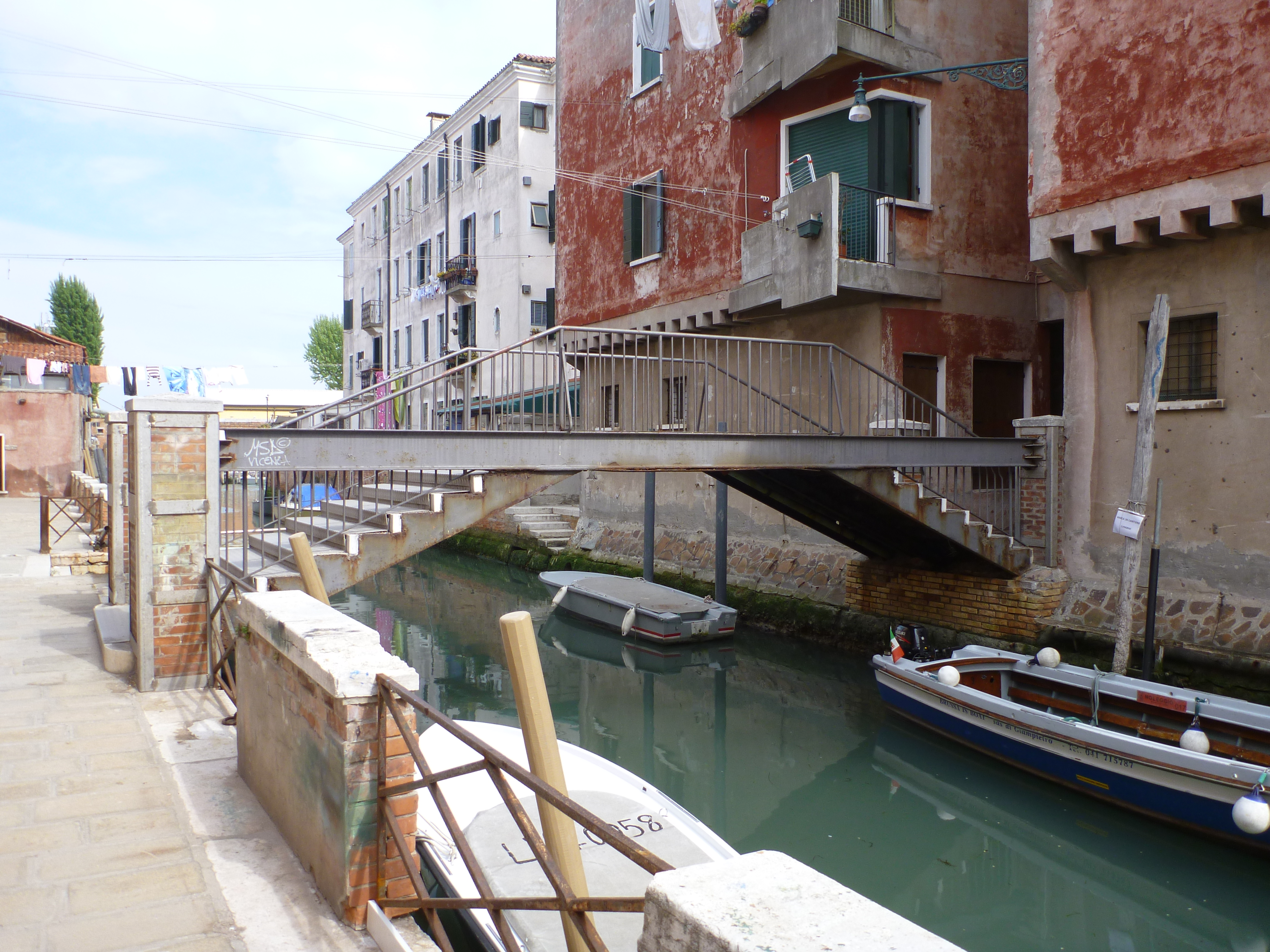
Ponte de le Case Nove Rio de Sant'Isepo
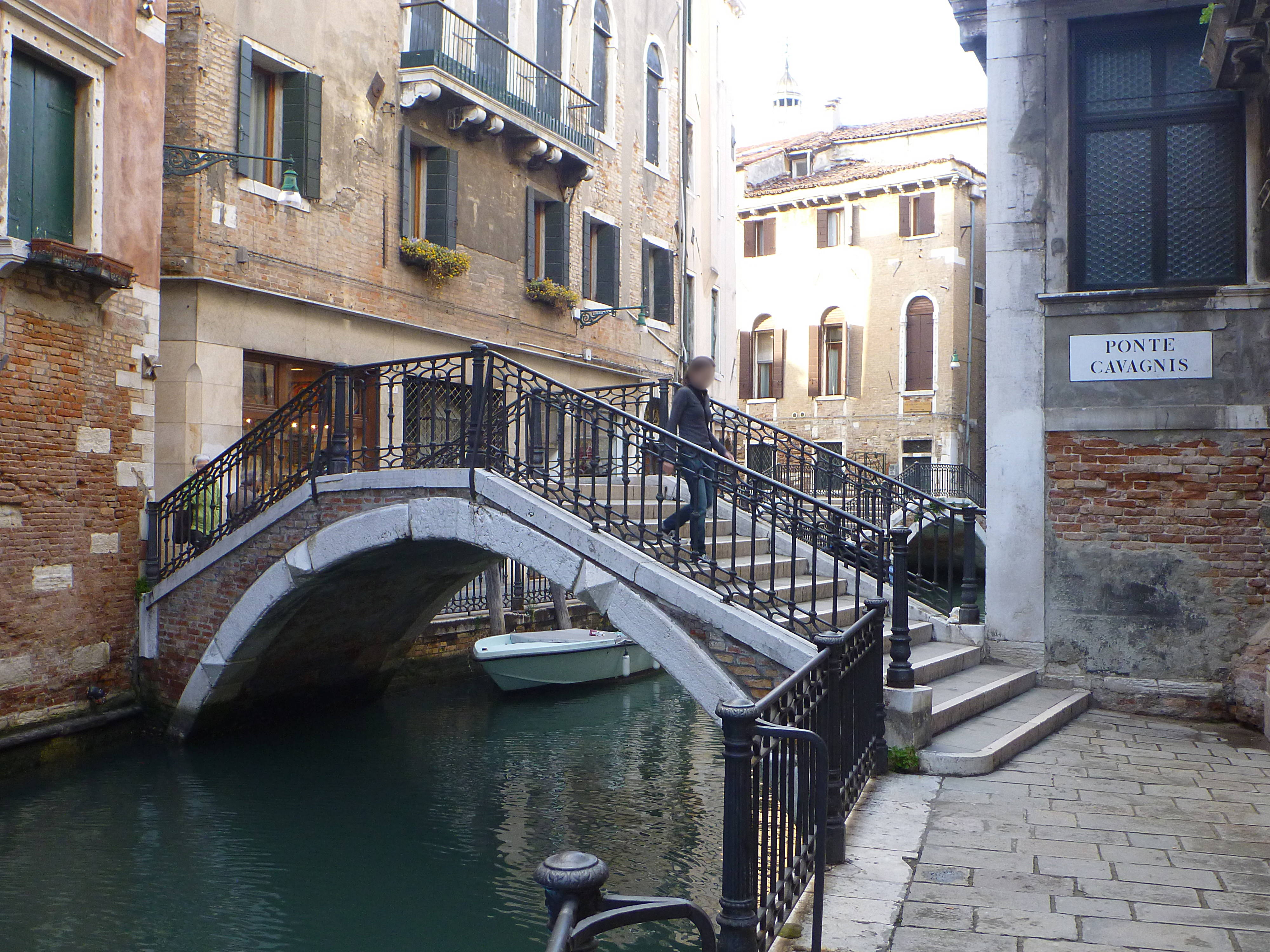
Ponte Cavagnis sau Cavanis Rio de San Severo
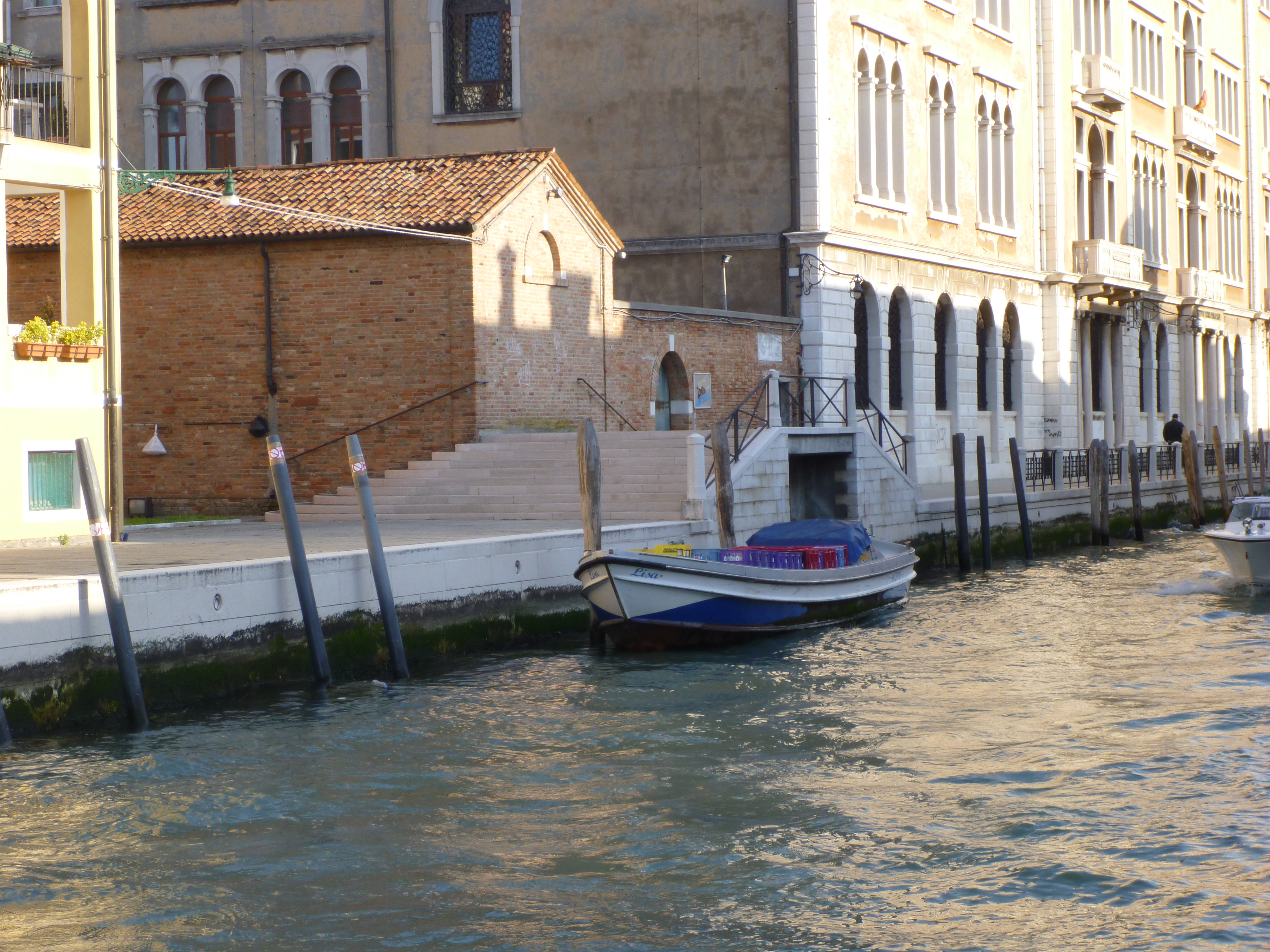
Ponte de la Cavana del Gas sau de fondamenta Santa Giustina Rio de Santa Giustina
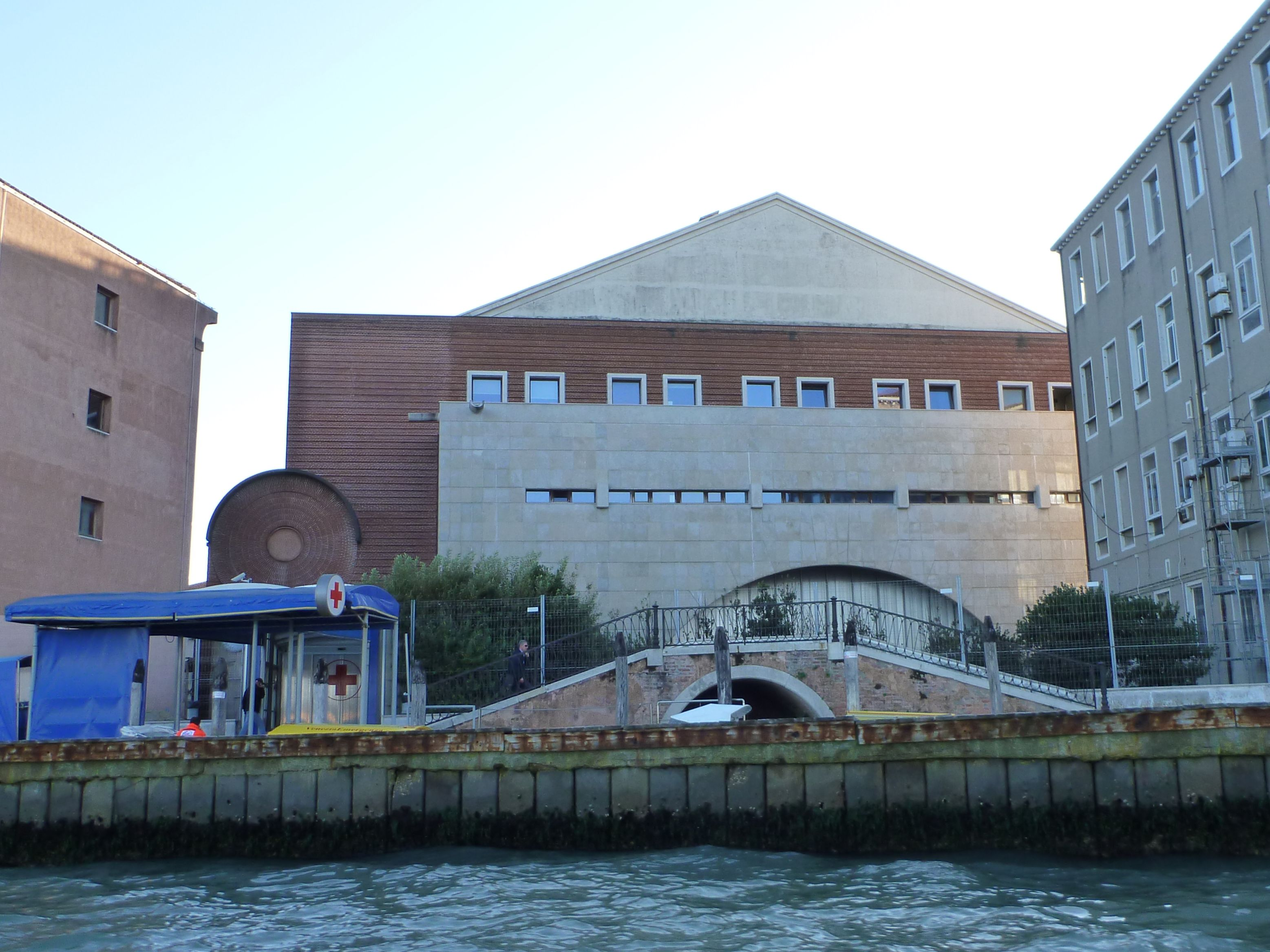
Ponte della Cavana dell'Ospedale Fondamente Nove
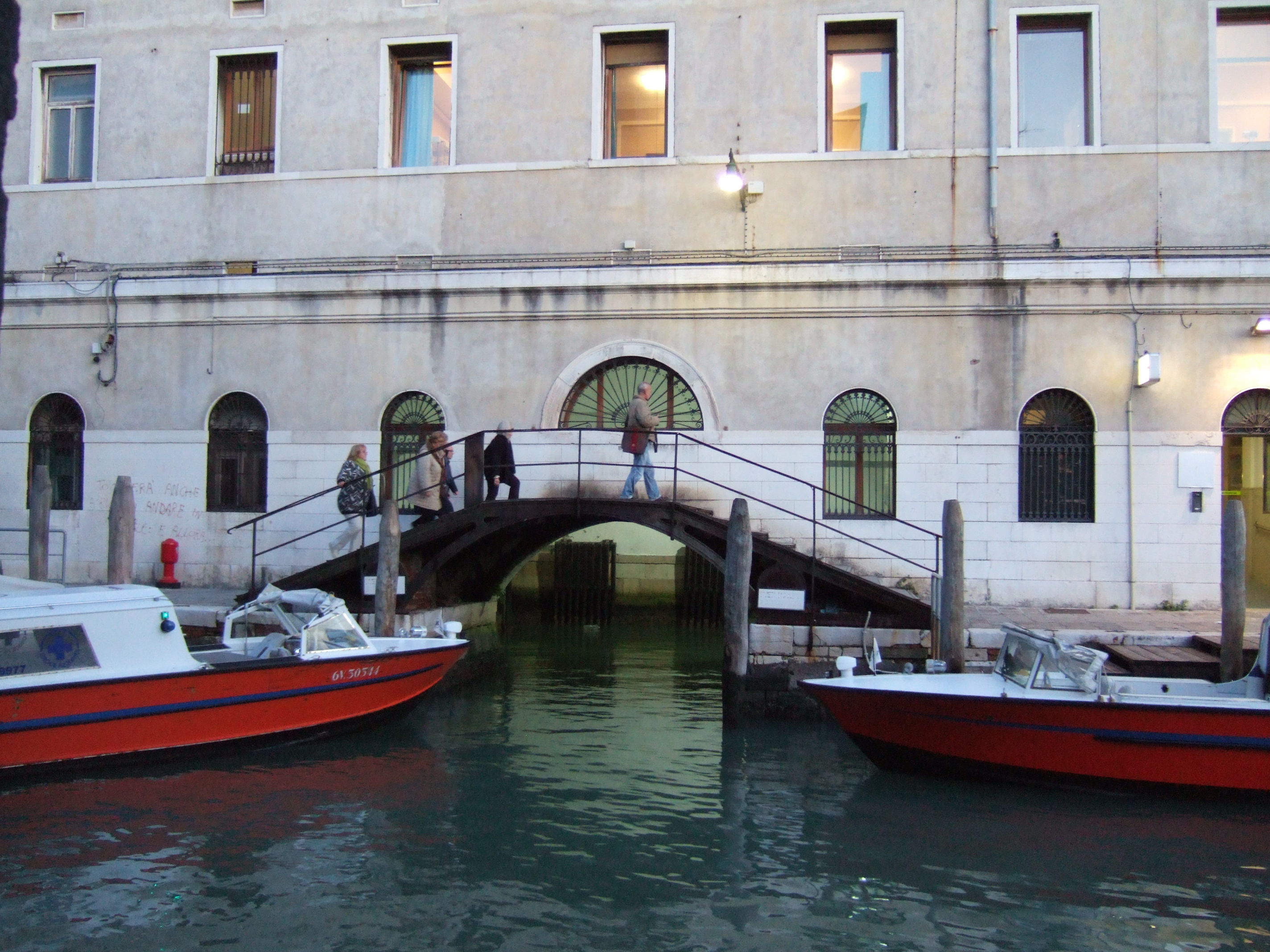
Ponte della Cavana dell'Ospedale ai Mendicanti // Rio dei Mendicanti
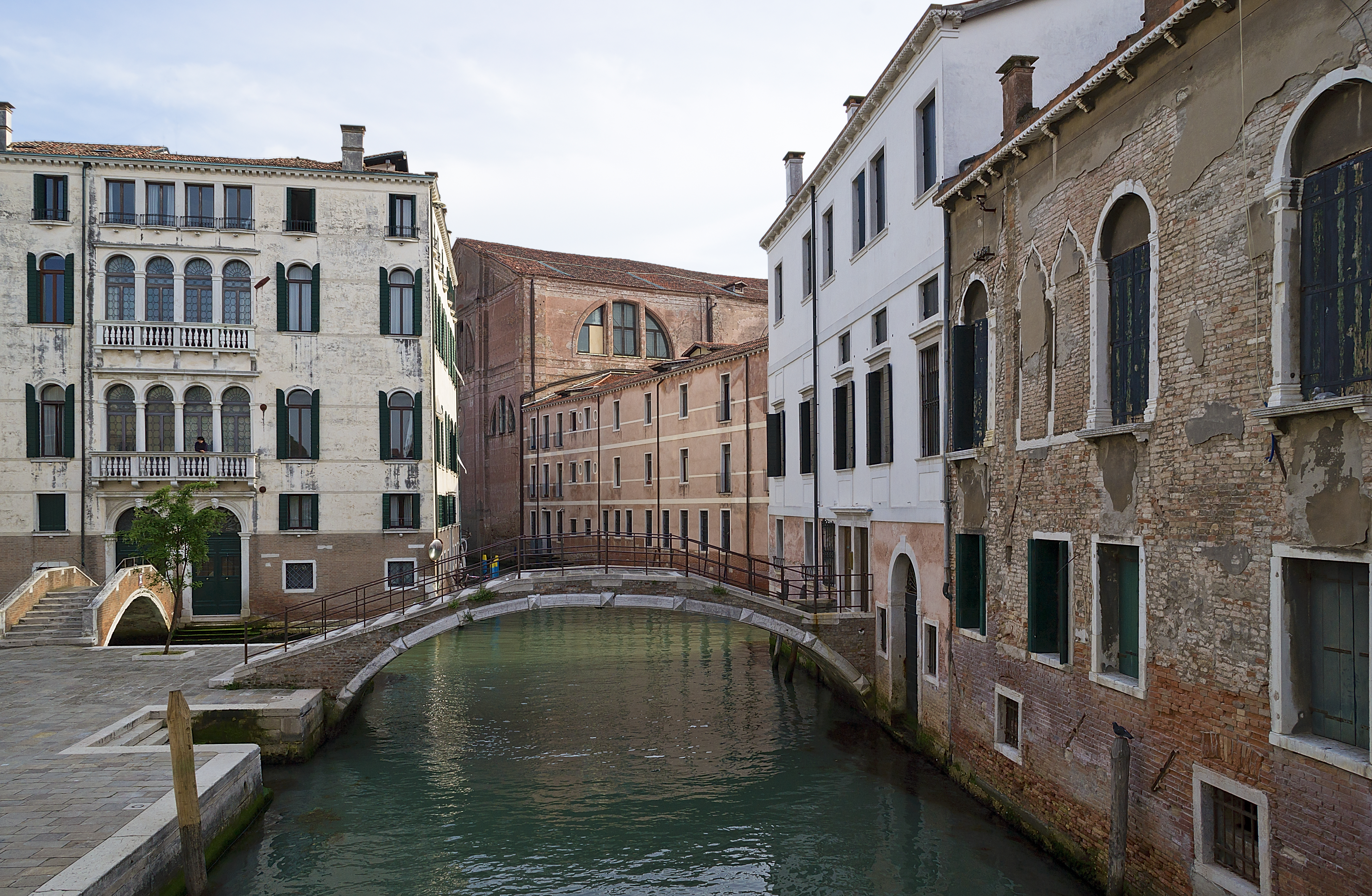
Ponte de Ca' Zon Rio de Santa Giustina
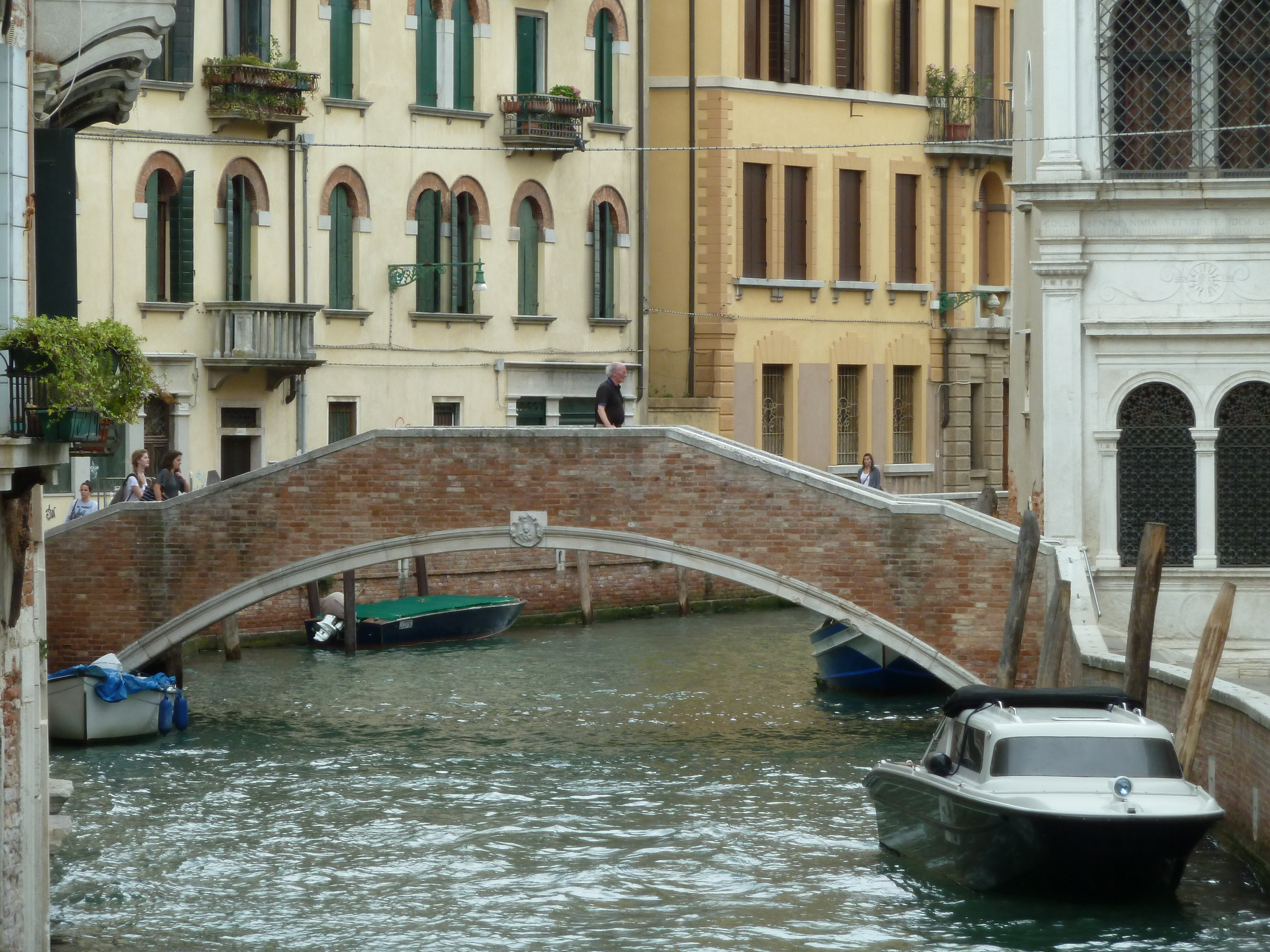
Ponte de la Comenda Rio de Sant'Antonin
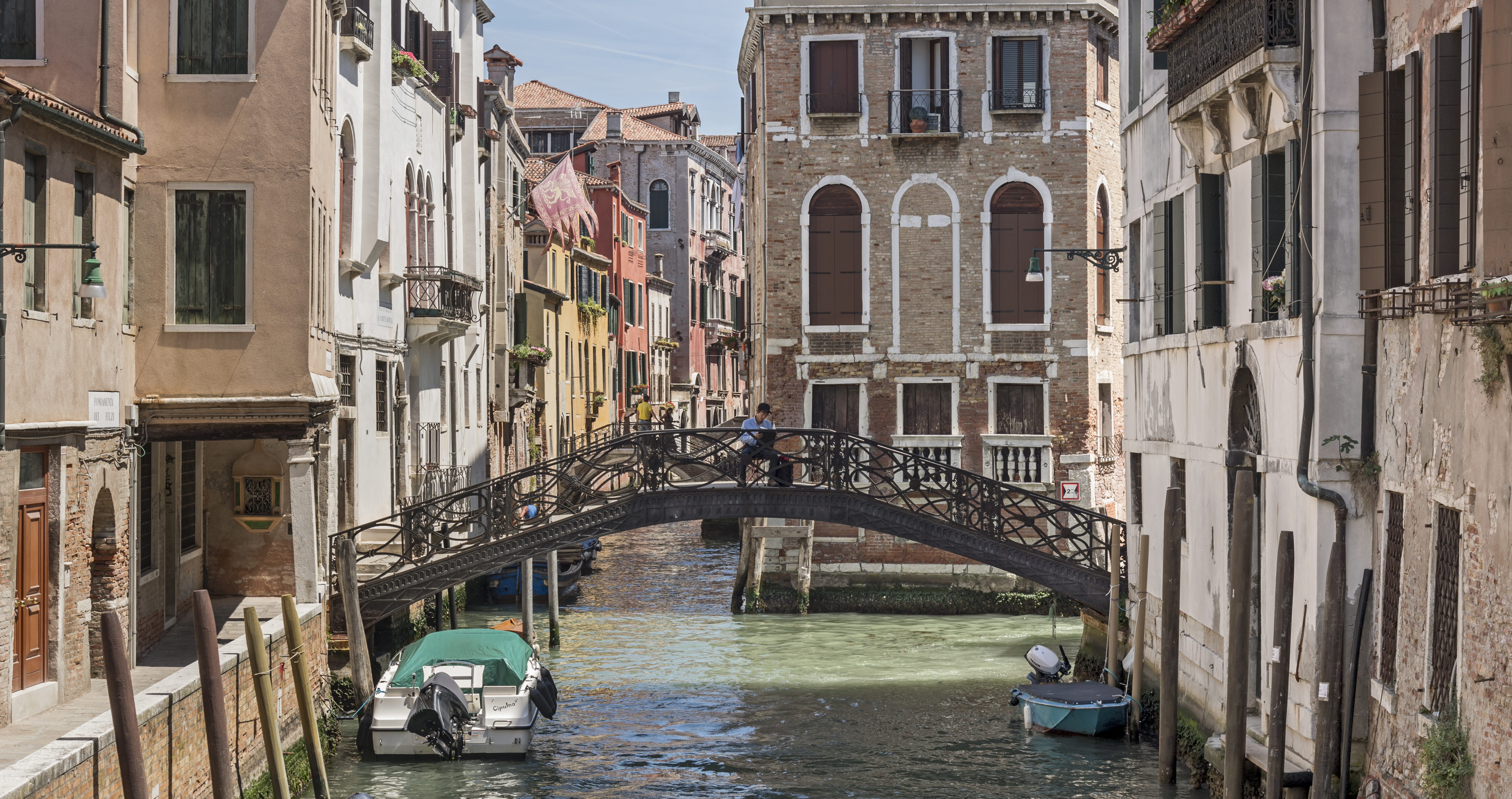
Ponte dei Conzafelzi Rio del Pestrin
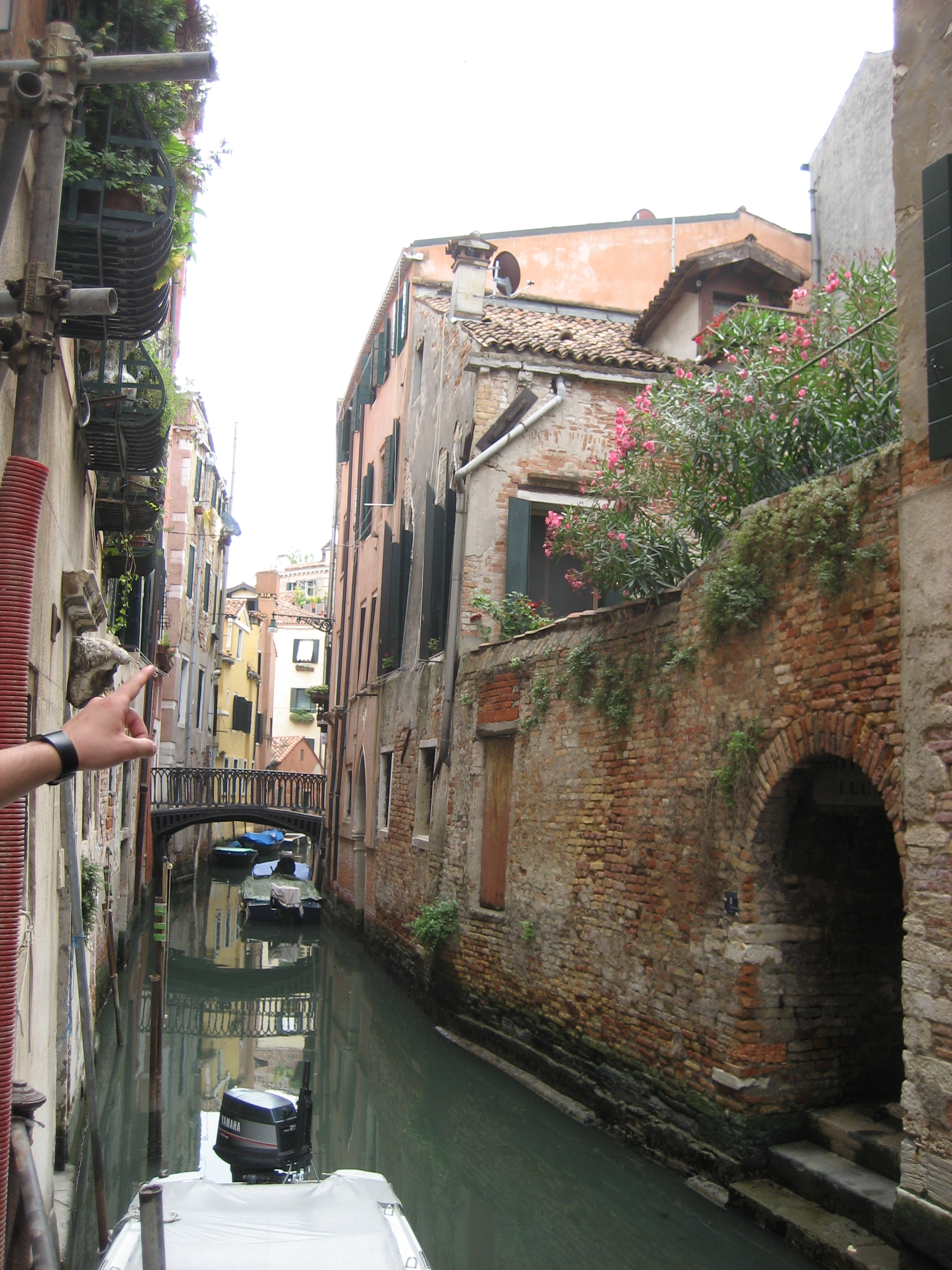
Ponte de la Corona Rio de San Zaninovo
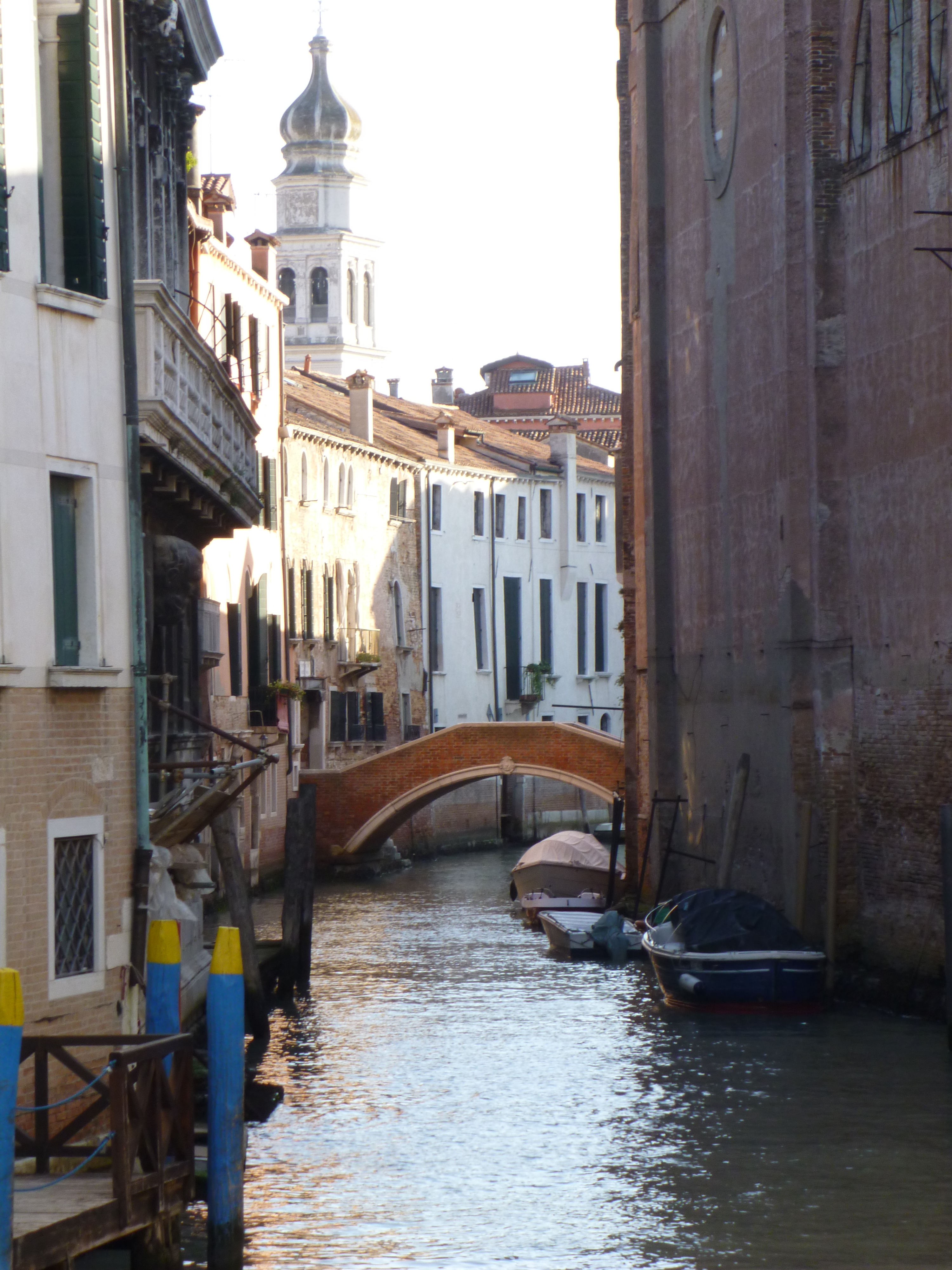
Ponte de la Corte Nova Rio de Sant'Antonin
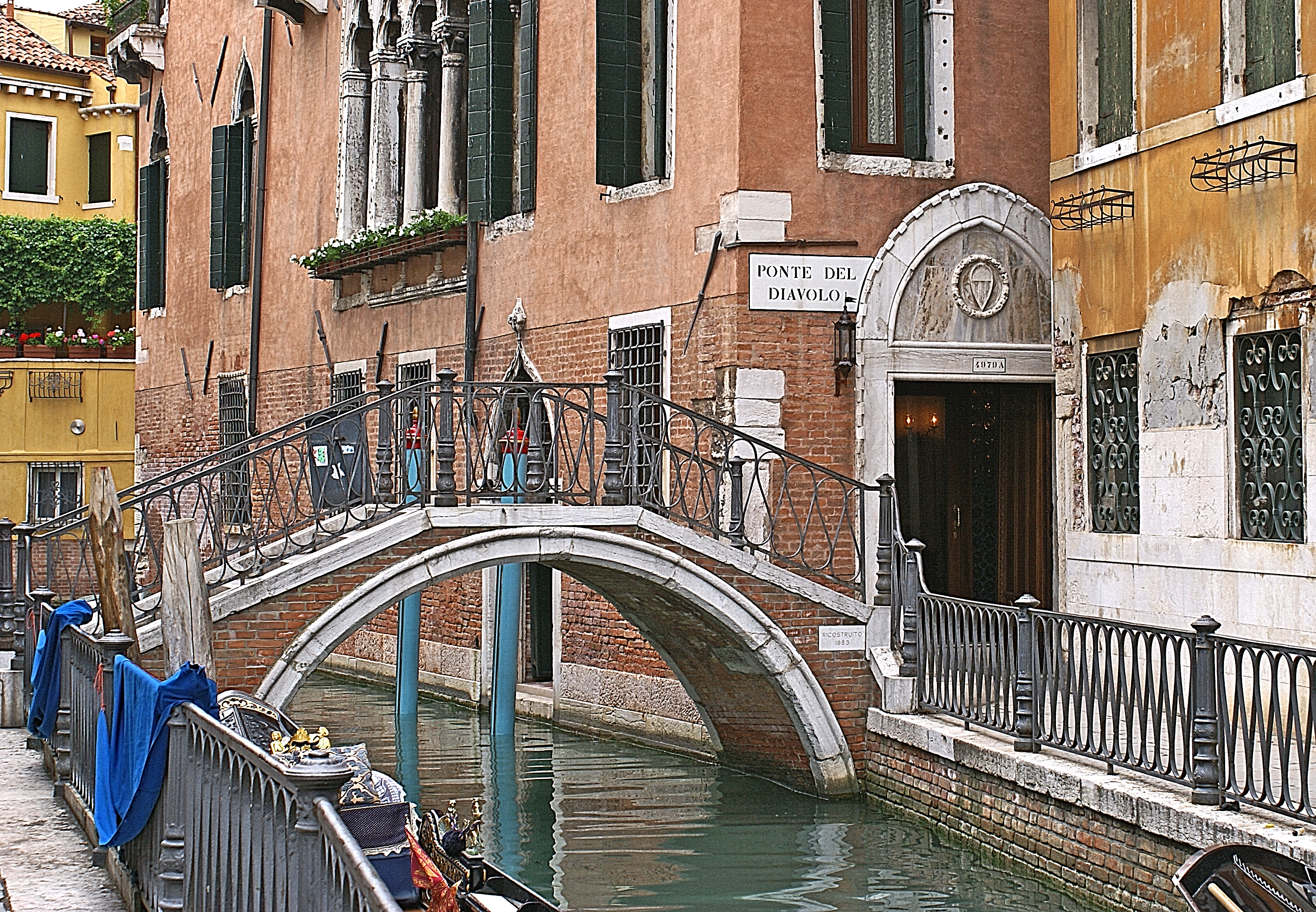
Ponte del Diavolo Rio de San Provolo
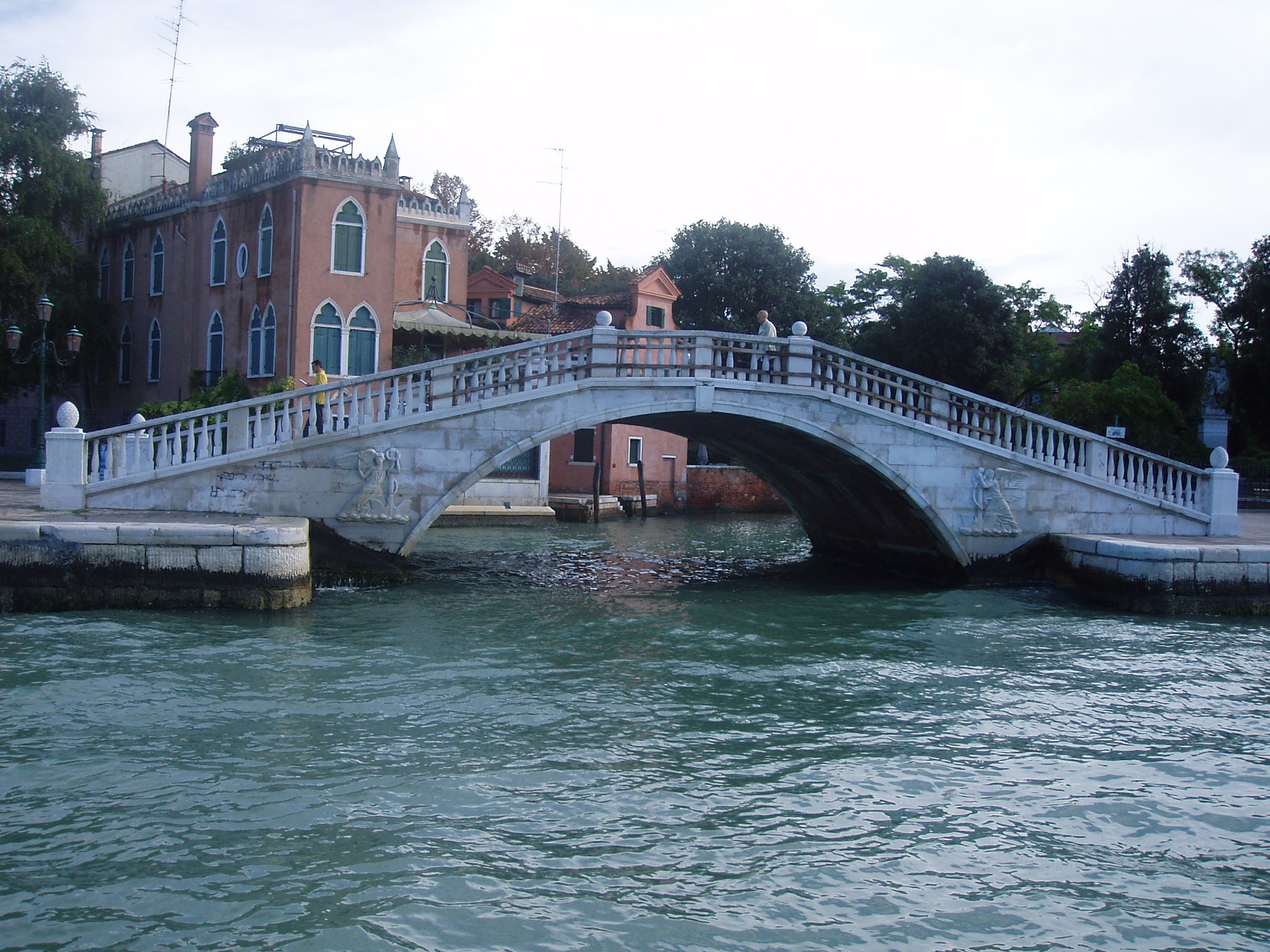
Ponte San Domenego Rio de Sant'Isepo
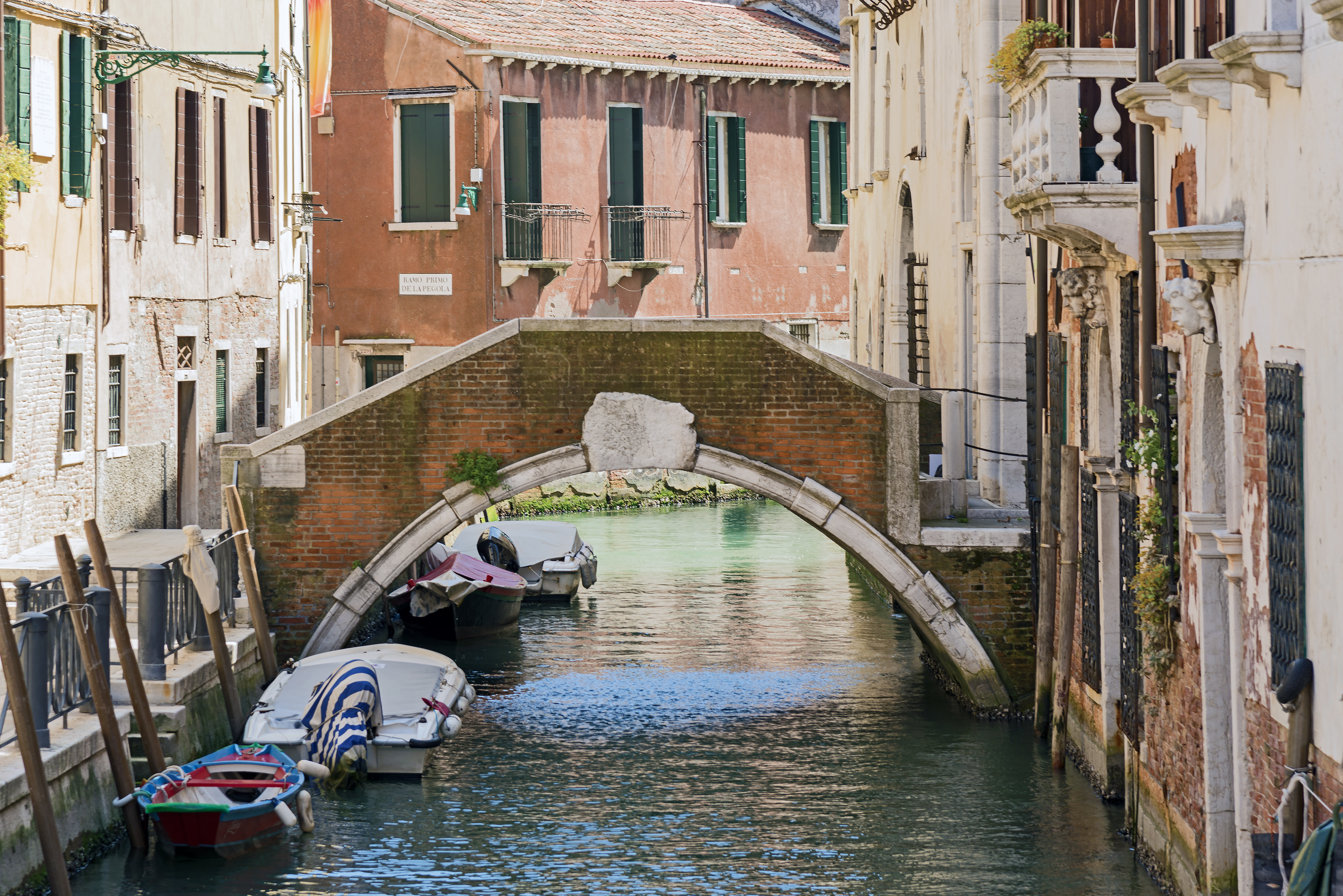
Ponte Erizzo Rio de la Ca' di Dio
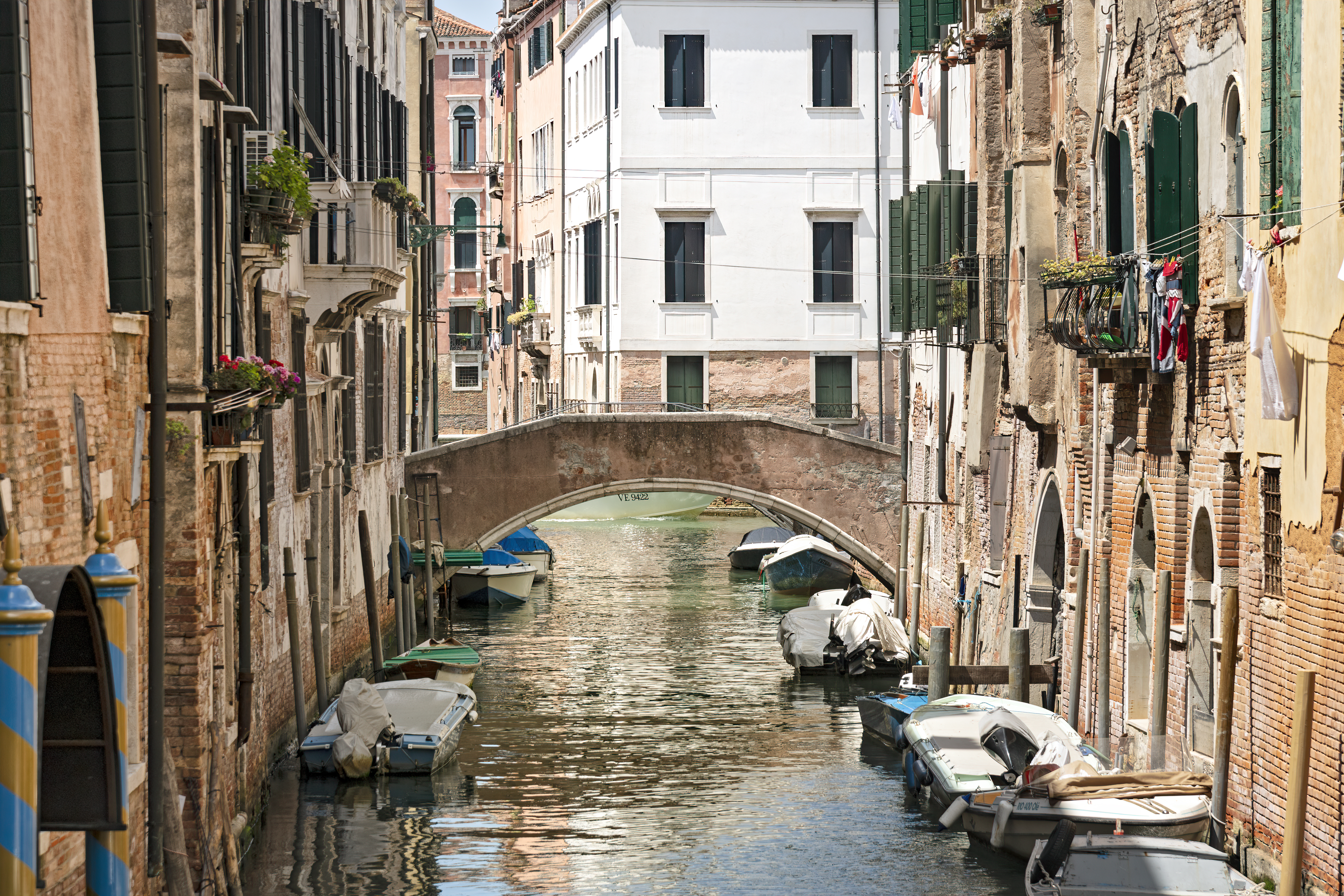
Ponte del Fontego Rio de San Francesco
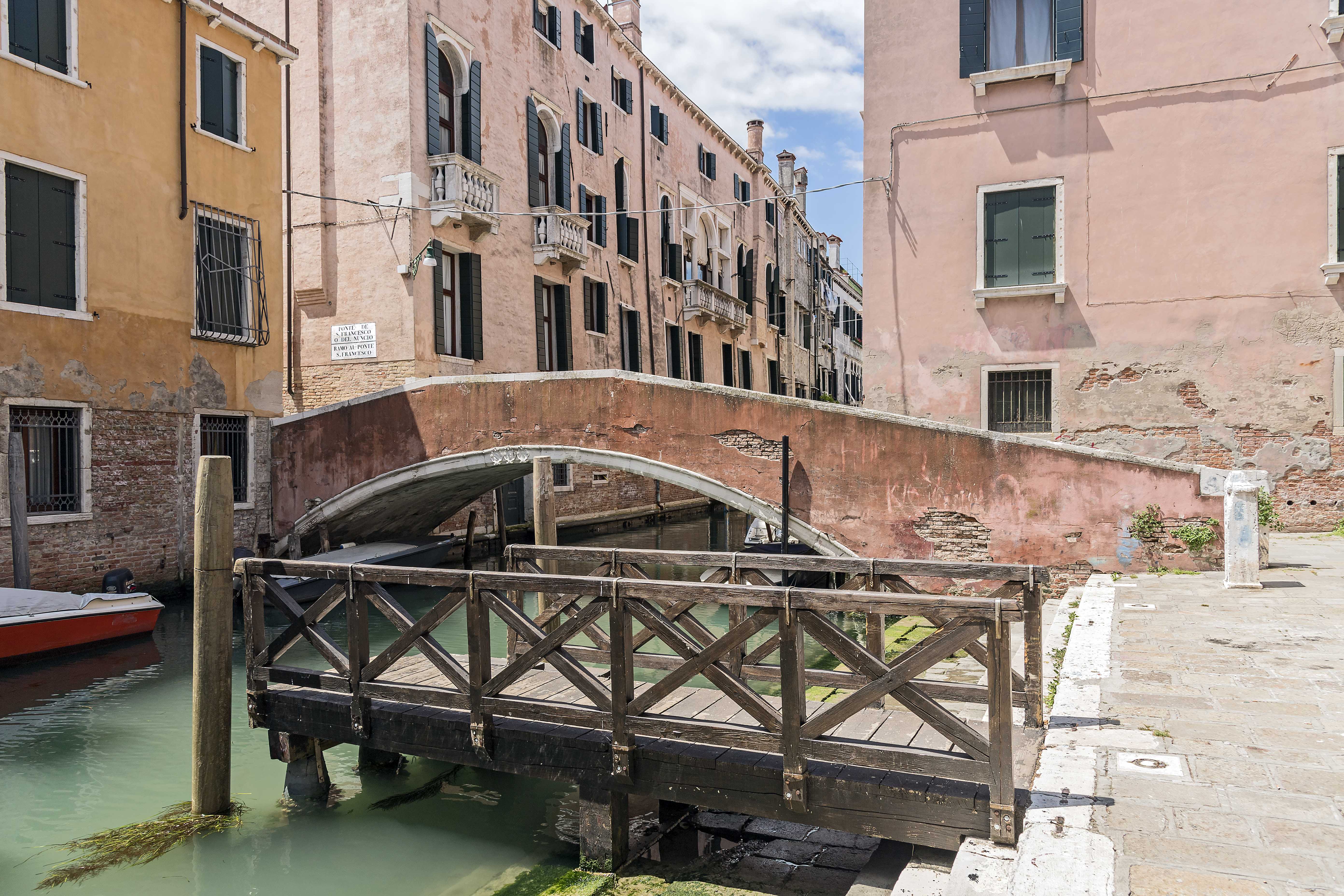
Ponte San Francesco sau del Nuncio Rio de San Francesco de la Vigna
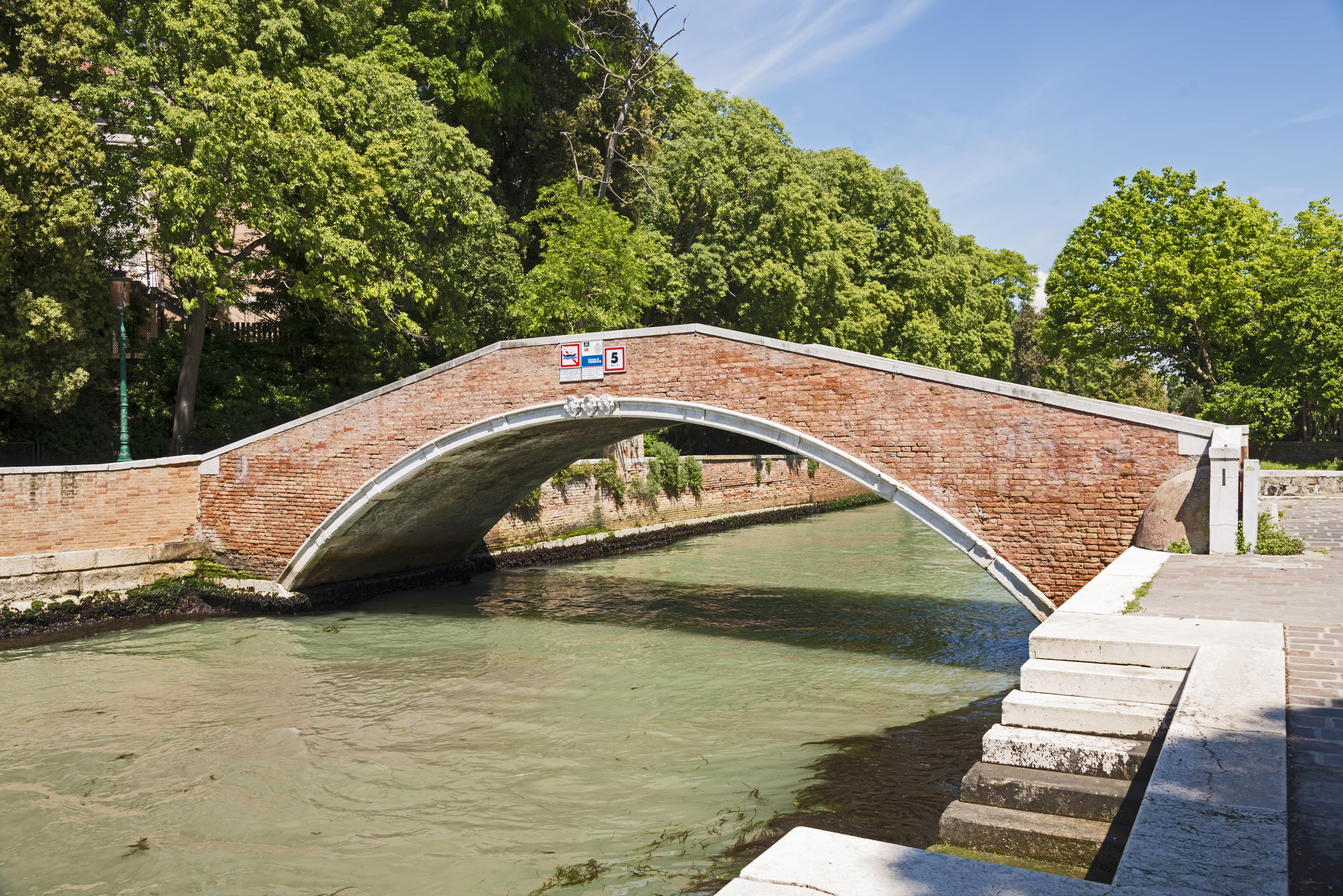
Ponte dei Giardini Rio dei Giardini (Sant’Elena)
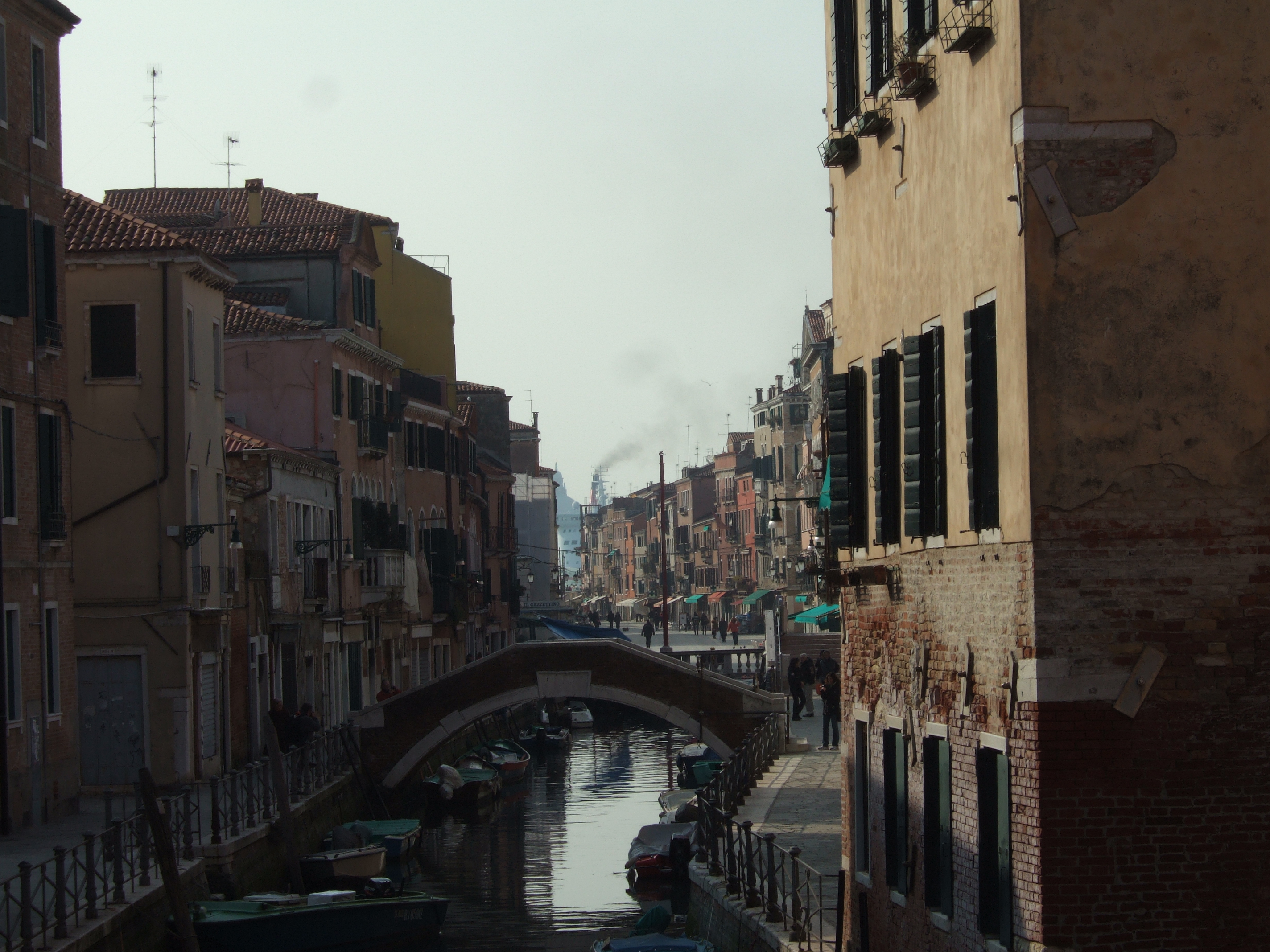
Ponte San Gioachin(o) Rio de Sant'Ana
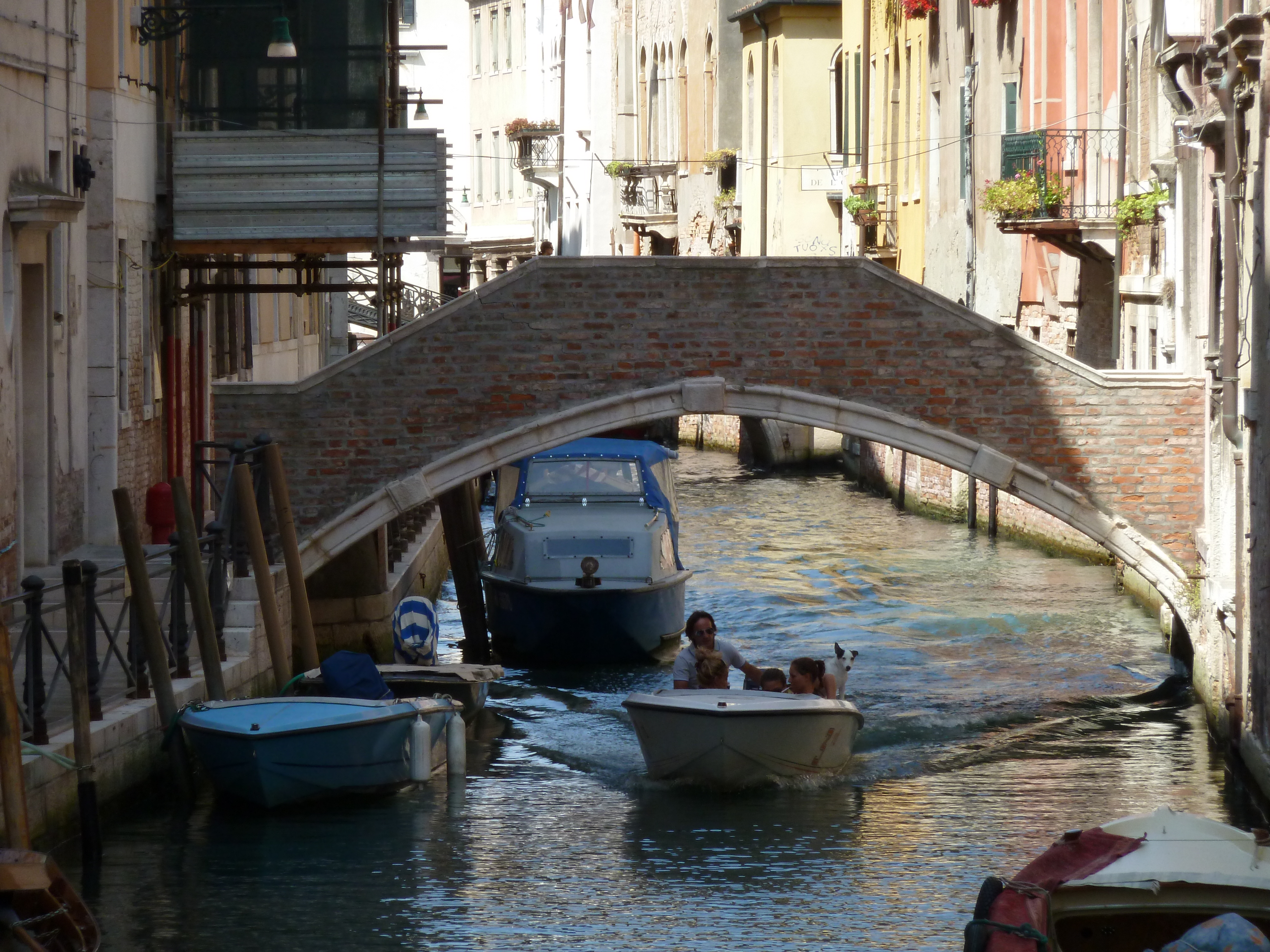
Ponte San Giovanni Rio de San Giovanni Laterano
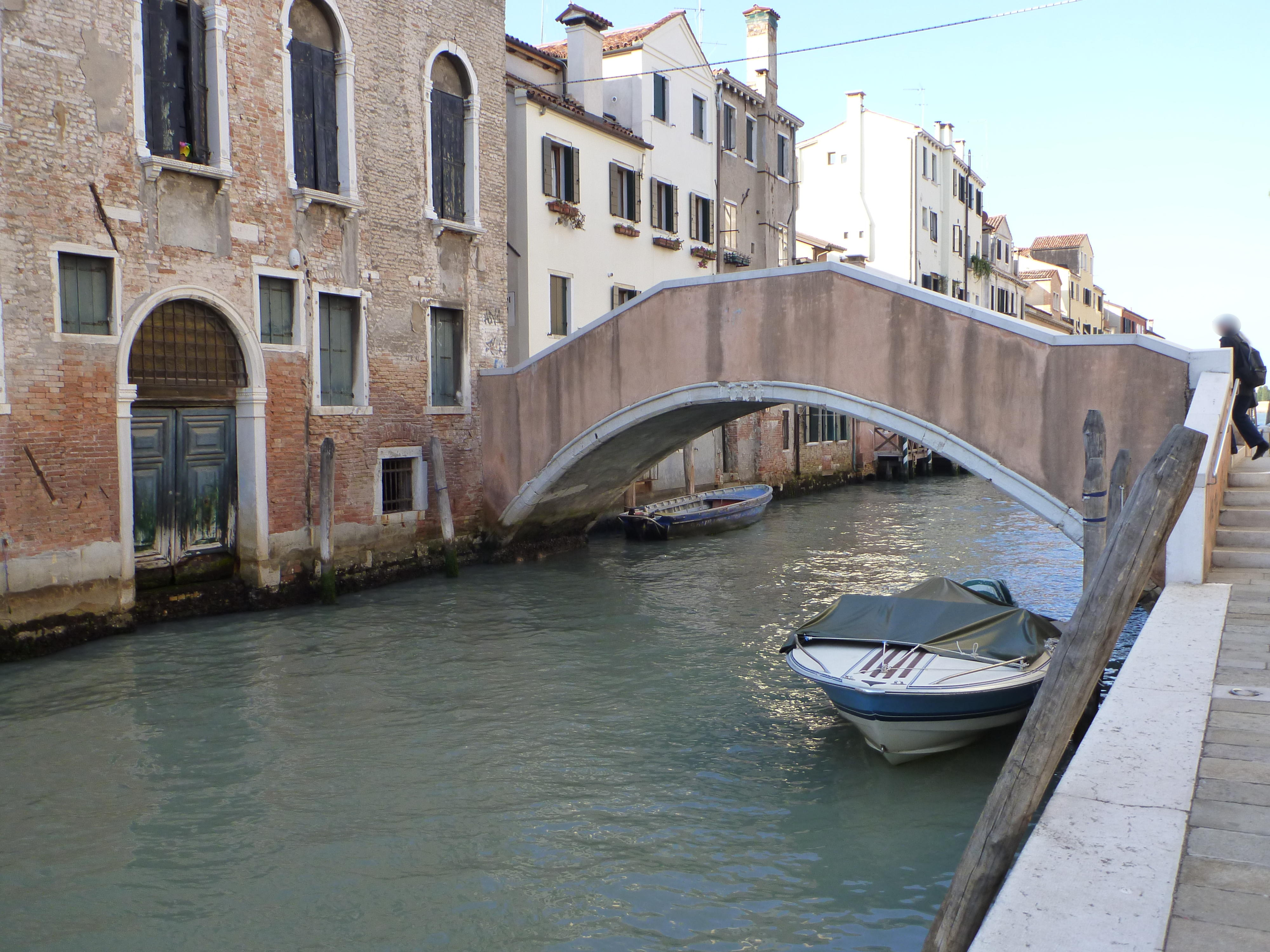
Ponte Santa Giustina Rio de Santa Giustina
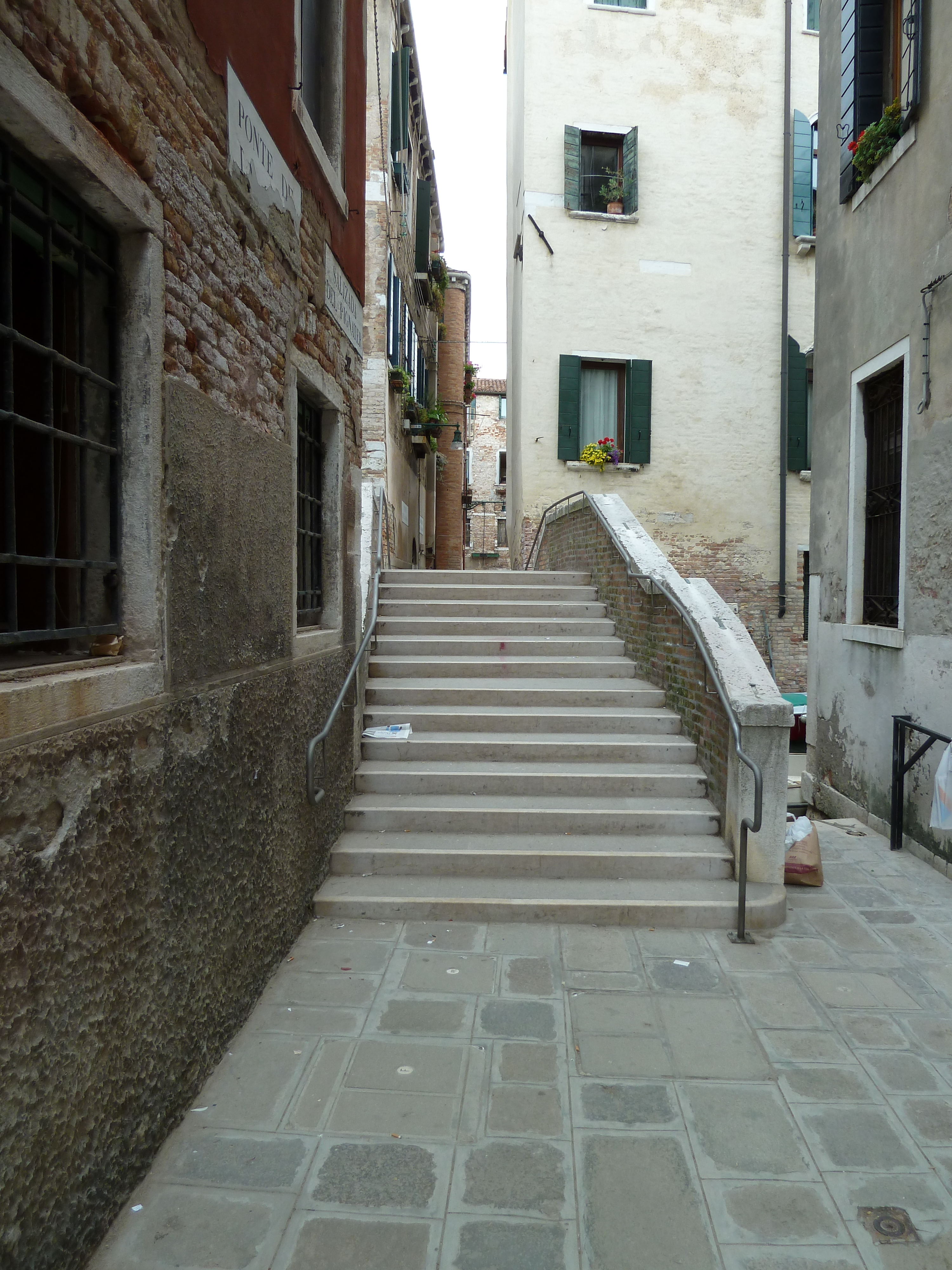
Ponte de la Grana Rio de San Martin
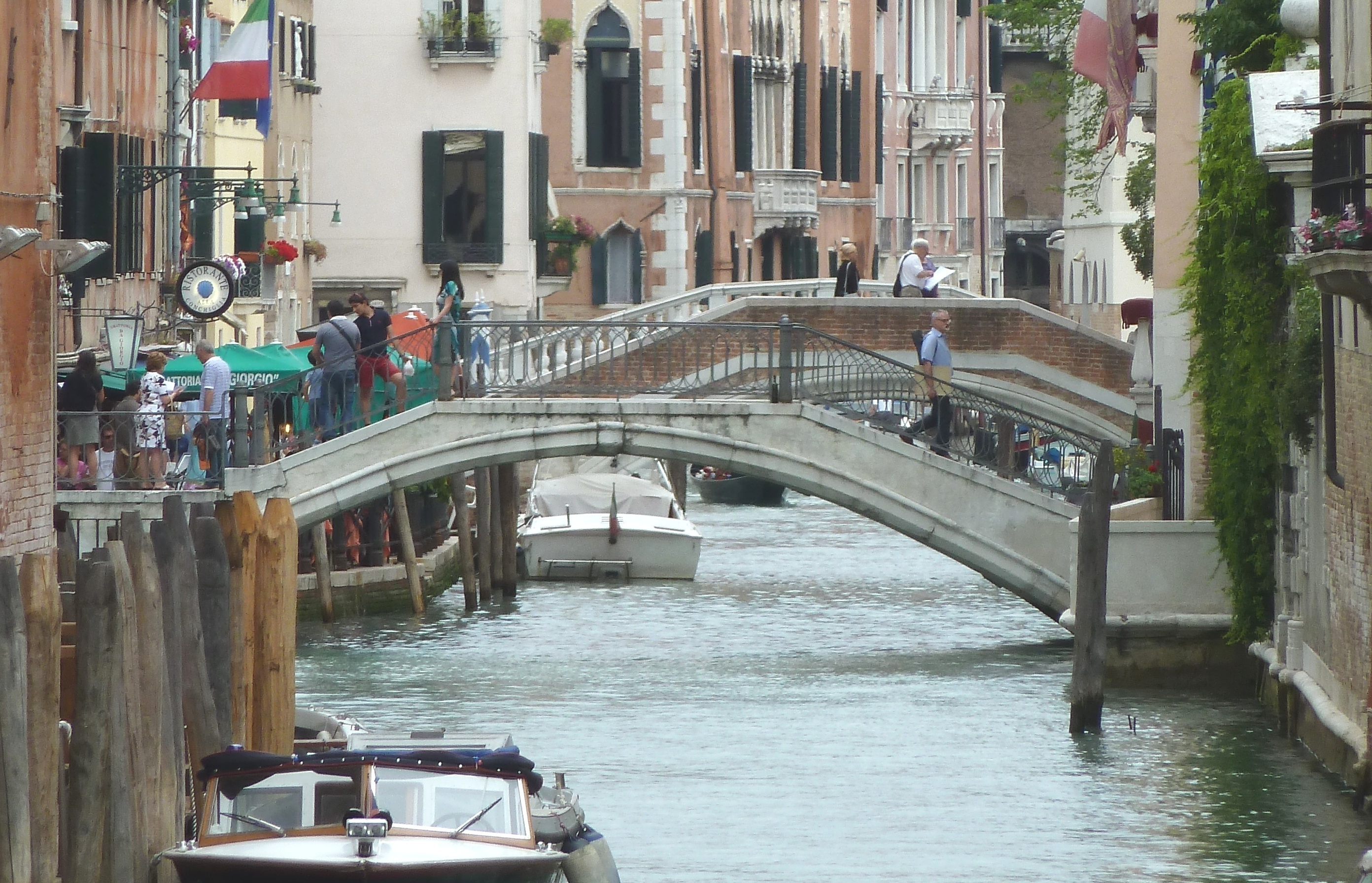
Ponte dei Greci Rio dei Greci
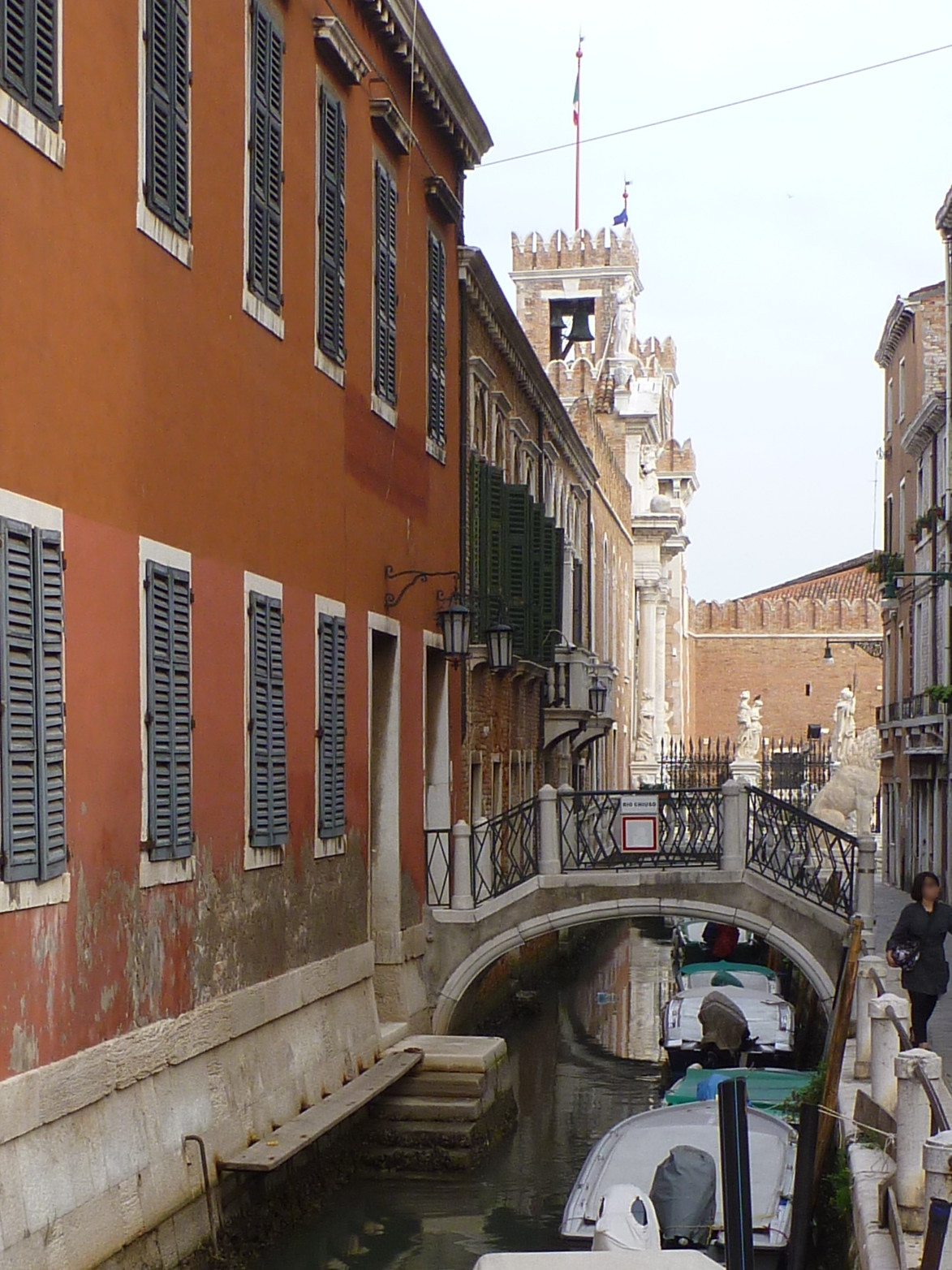
Ponte dell' Inferno (privé) Rio de l'Arsenal
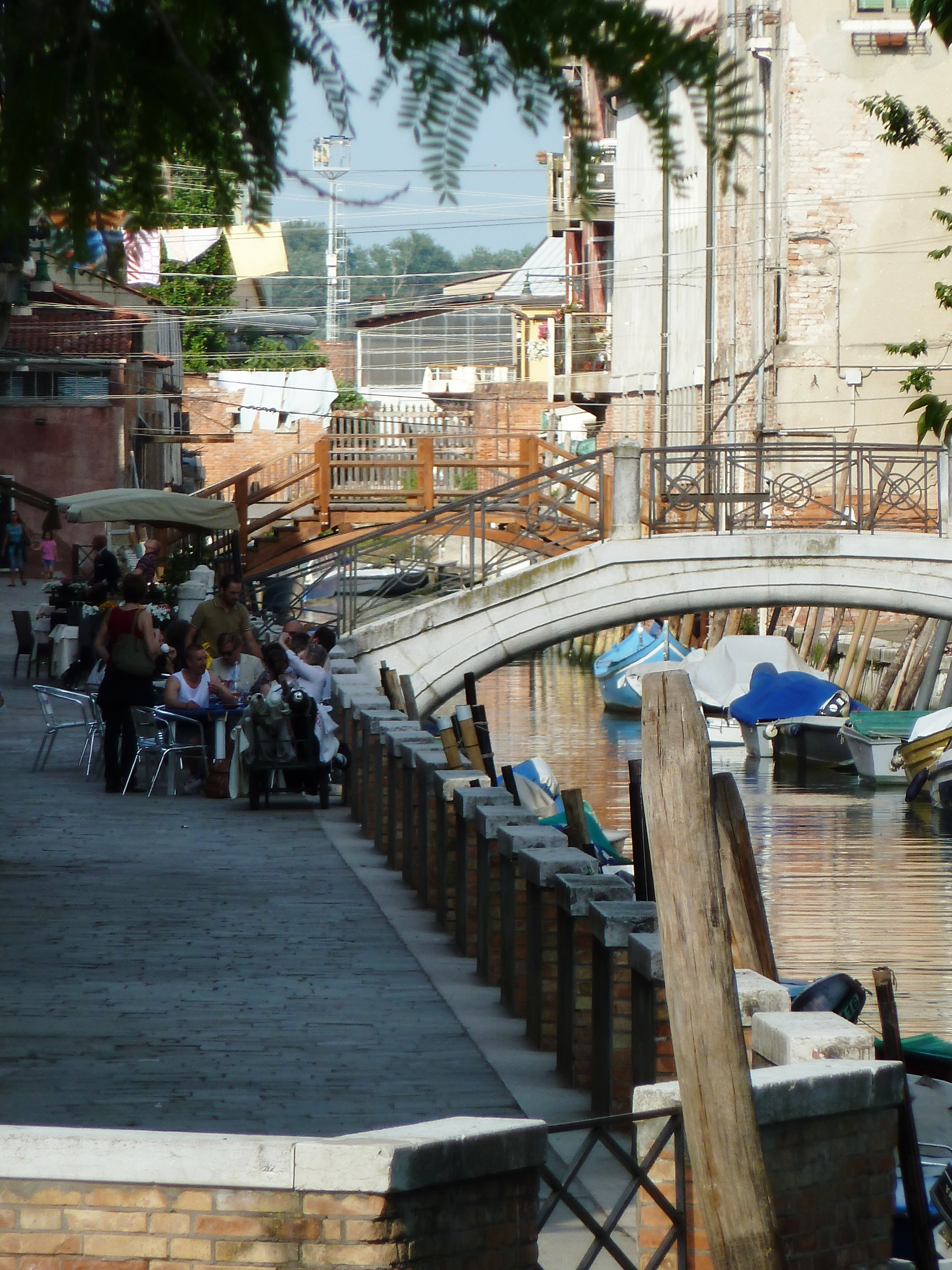
Ponte Sant'Isepo Rio de Sant'Isepo
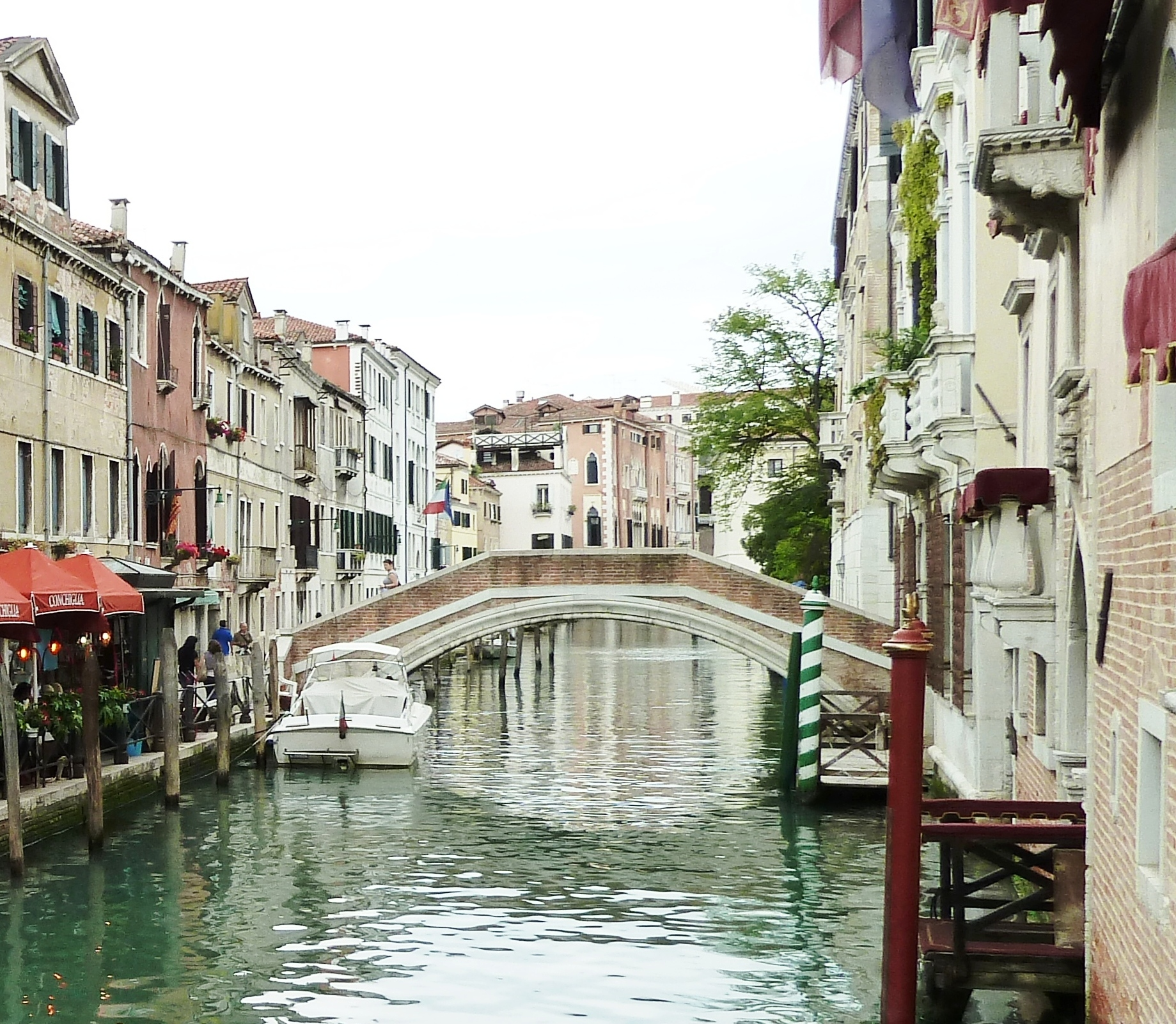
Ponte Lion Rio de San Lorenzo
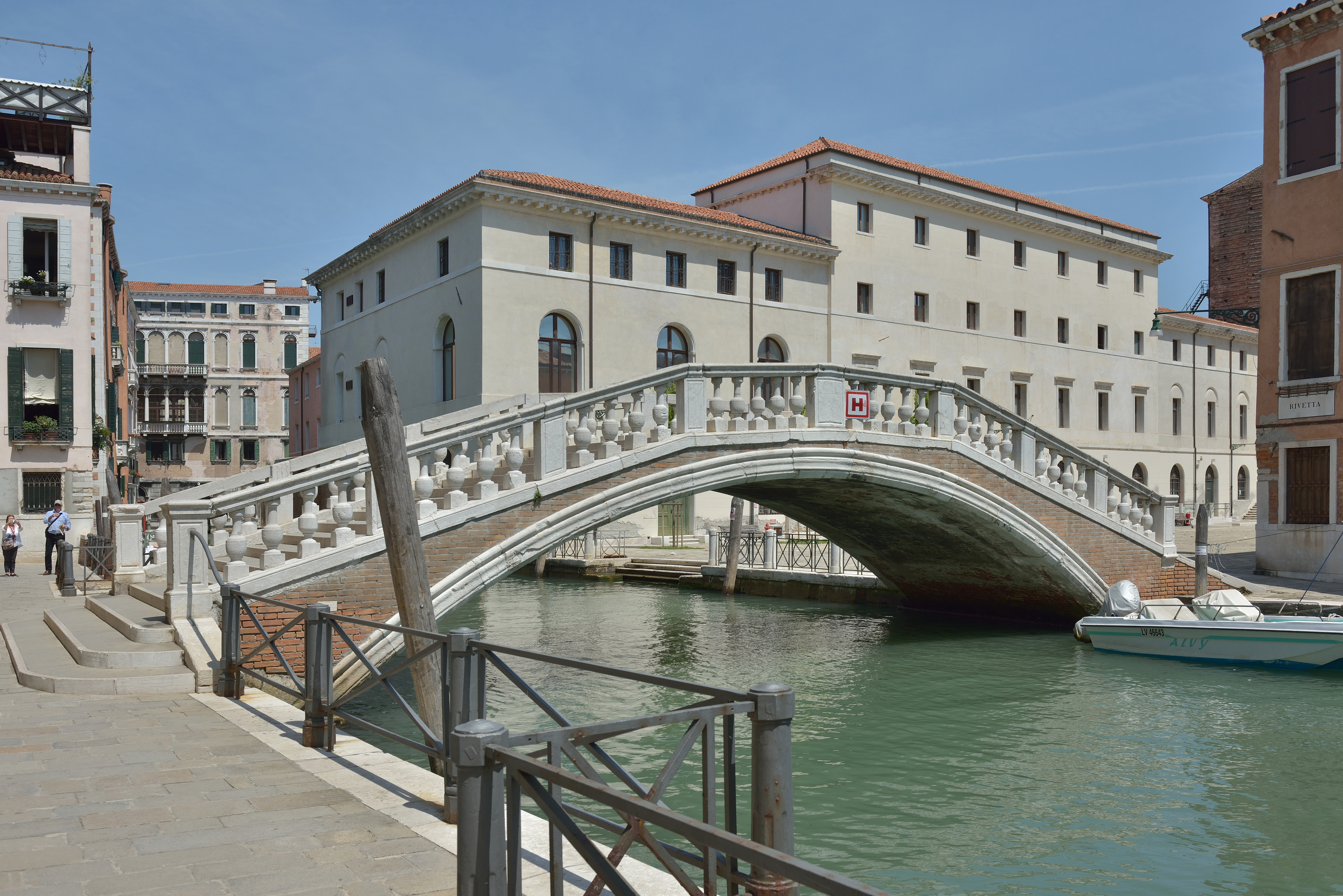
Ponte San Lorenzo Rio de San Lorenzo
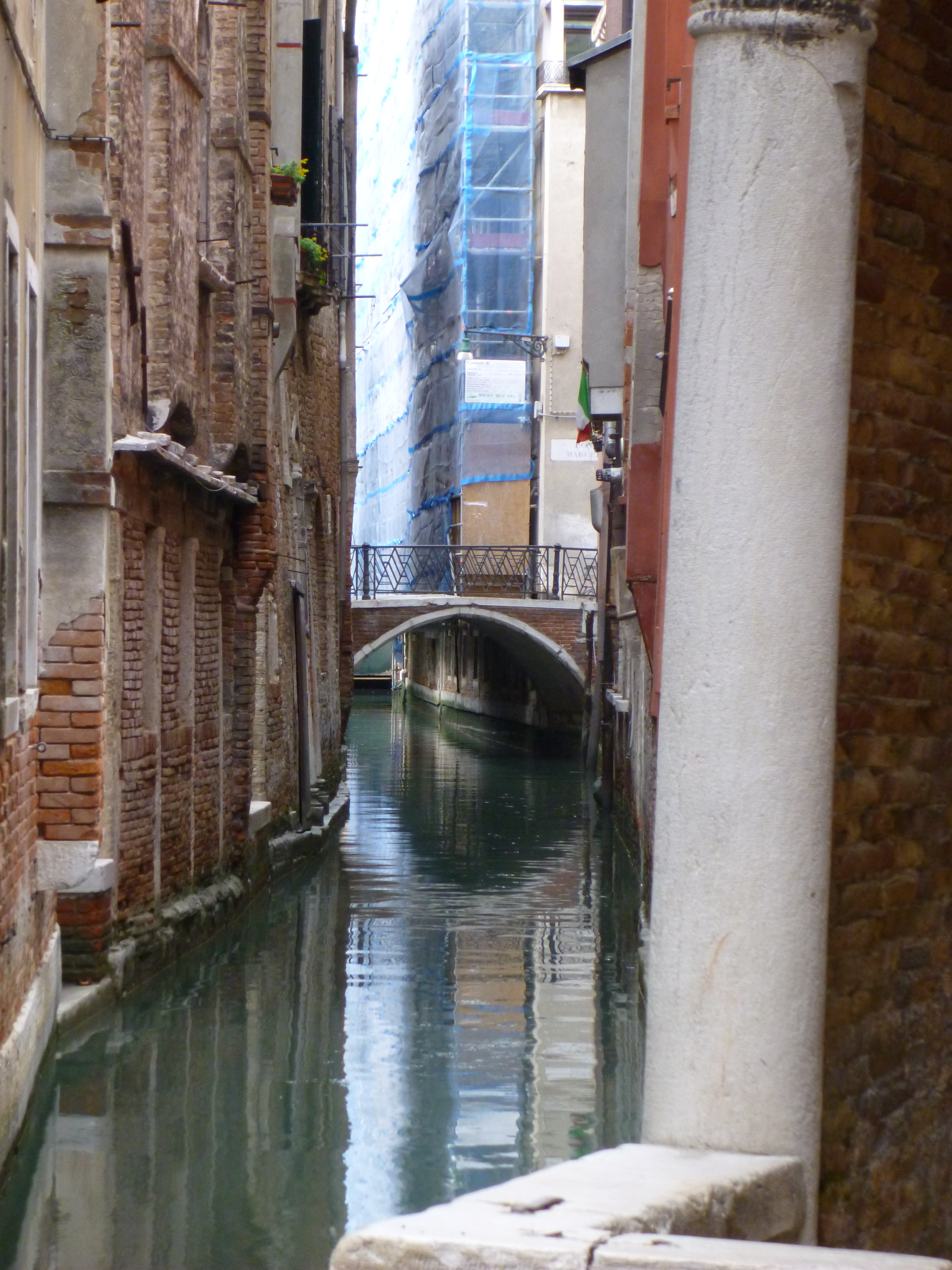
Ponte Marcello sau Pindemonte Rio del Piombo
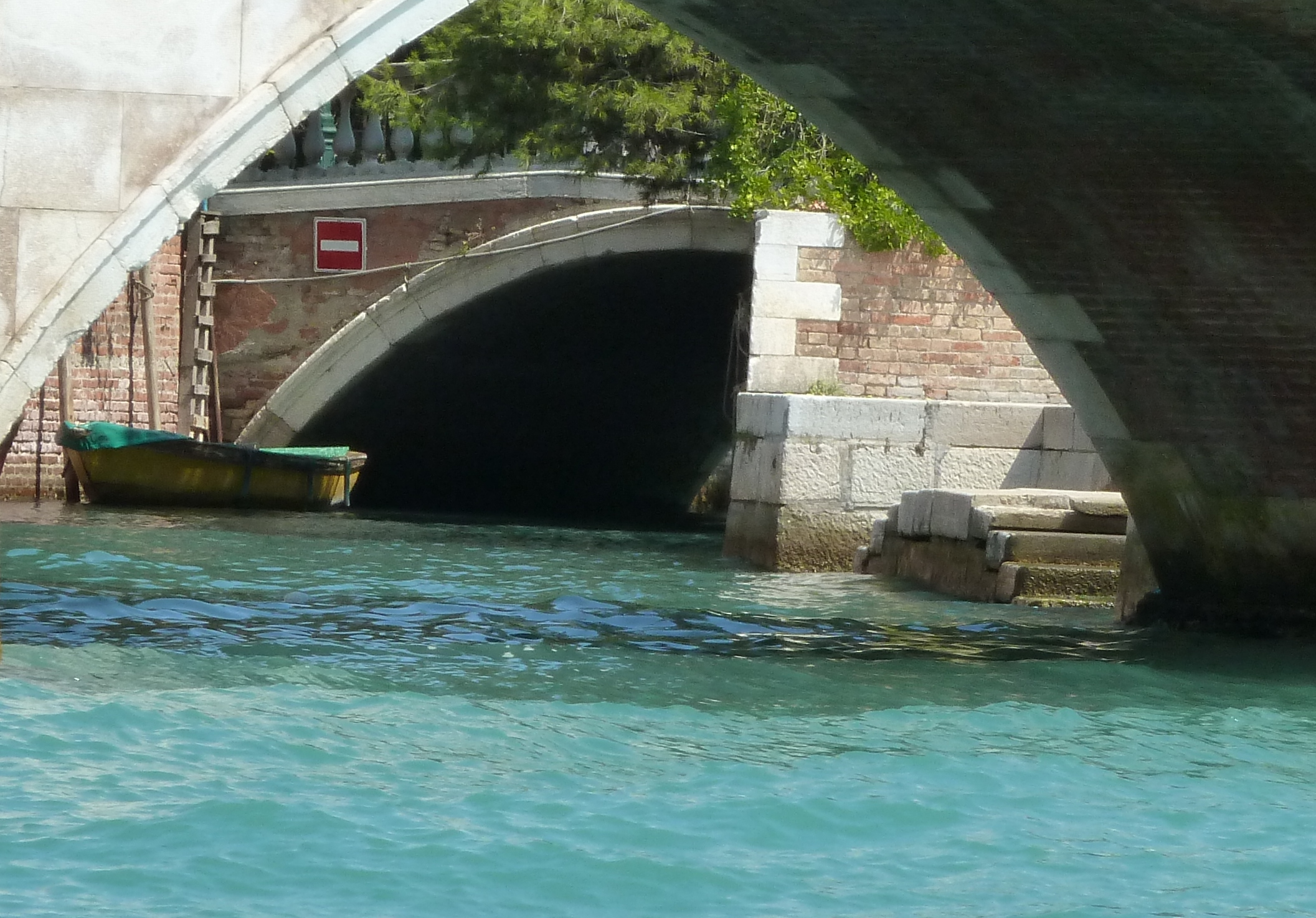
Ponte larga Marinai d'Italia Rio de Sant'Isepo
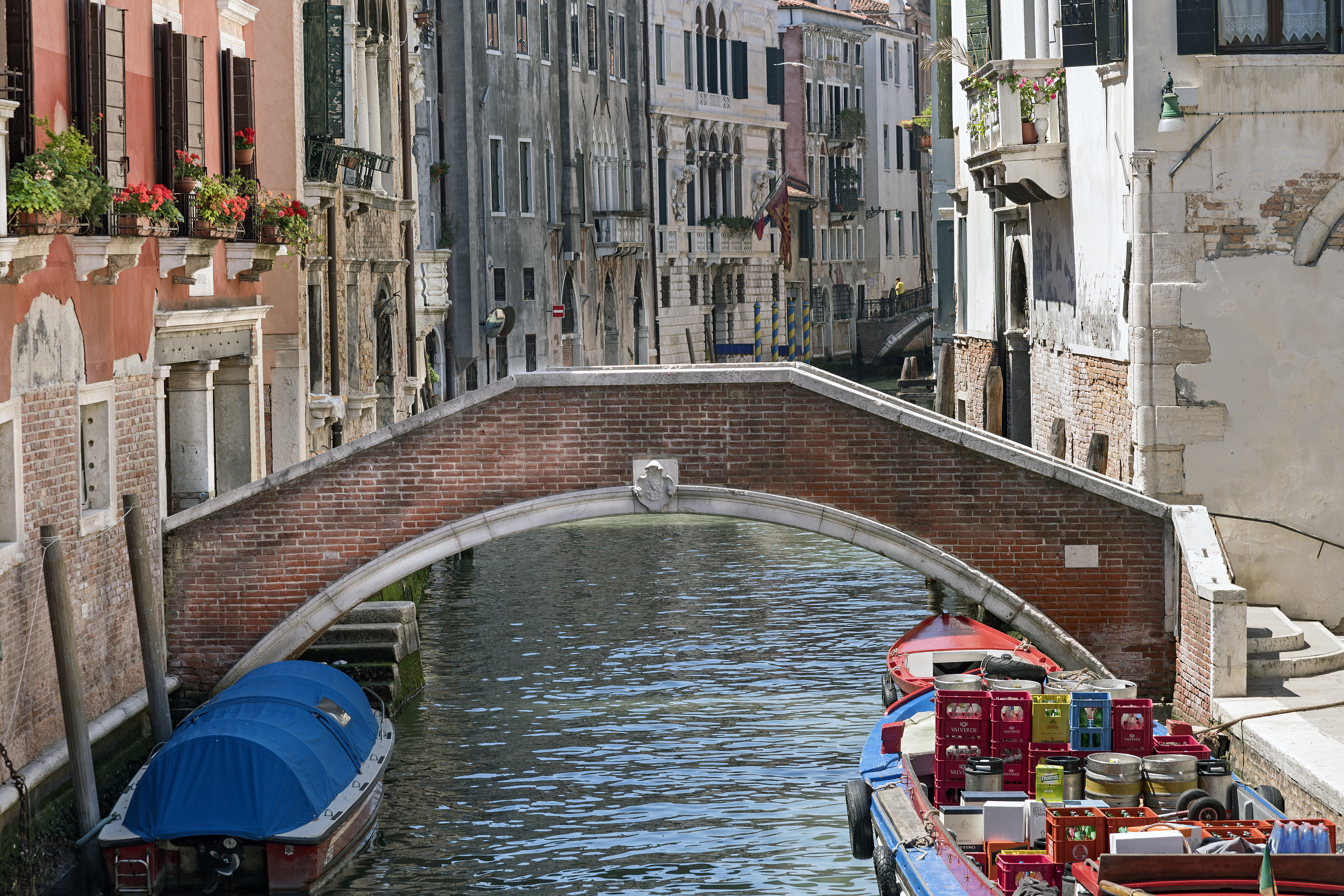
Ponte Minich Rio del Paradiso
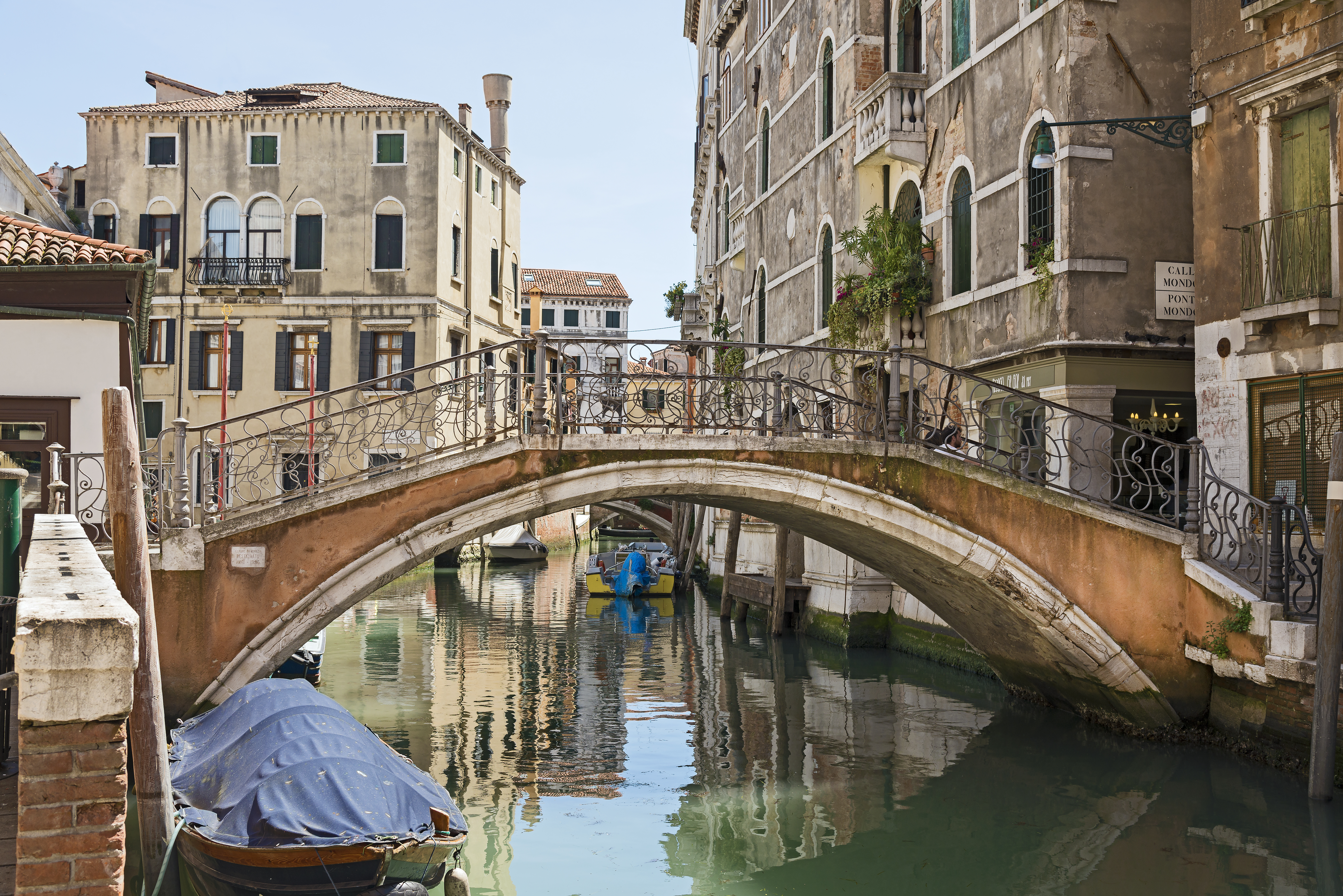
Ponte del Mondo Novo Rio del Mondo Novo
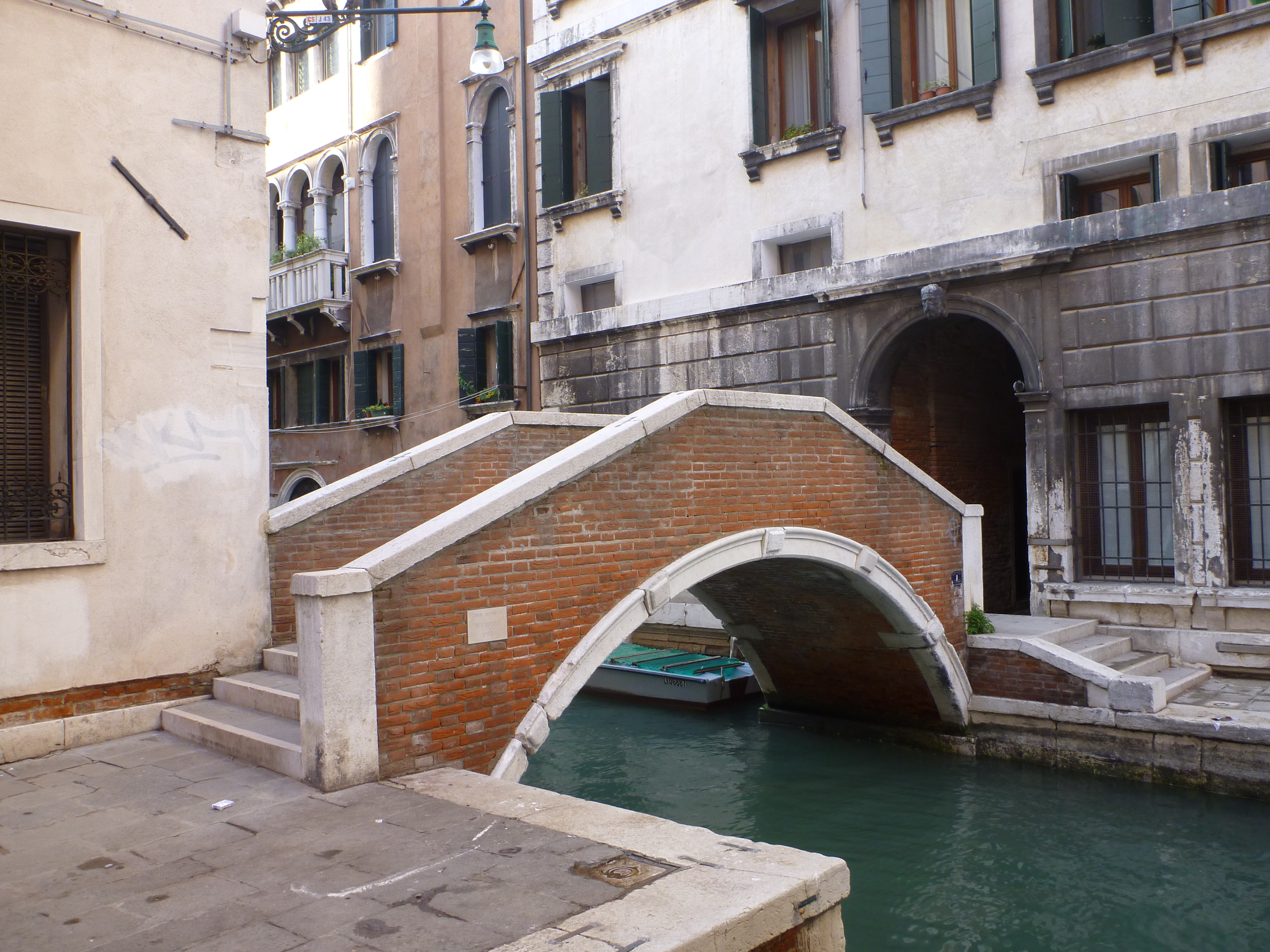
Ponte Muazzo Rio de San Giovanni Laterano
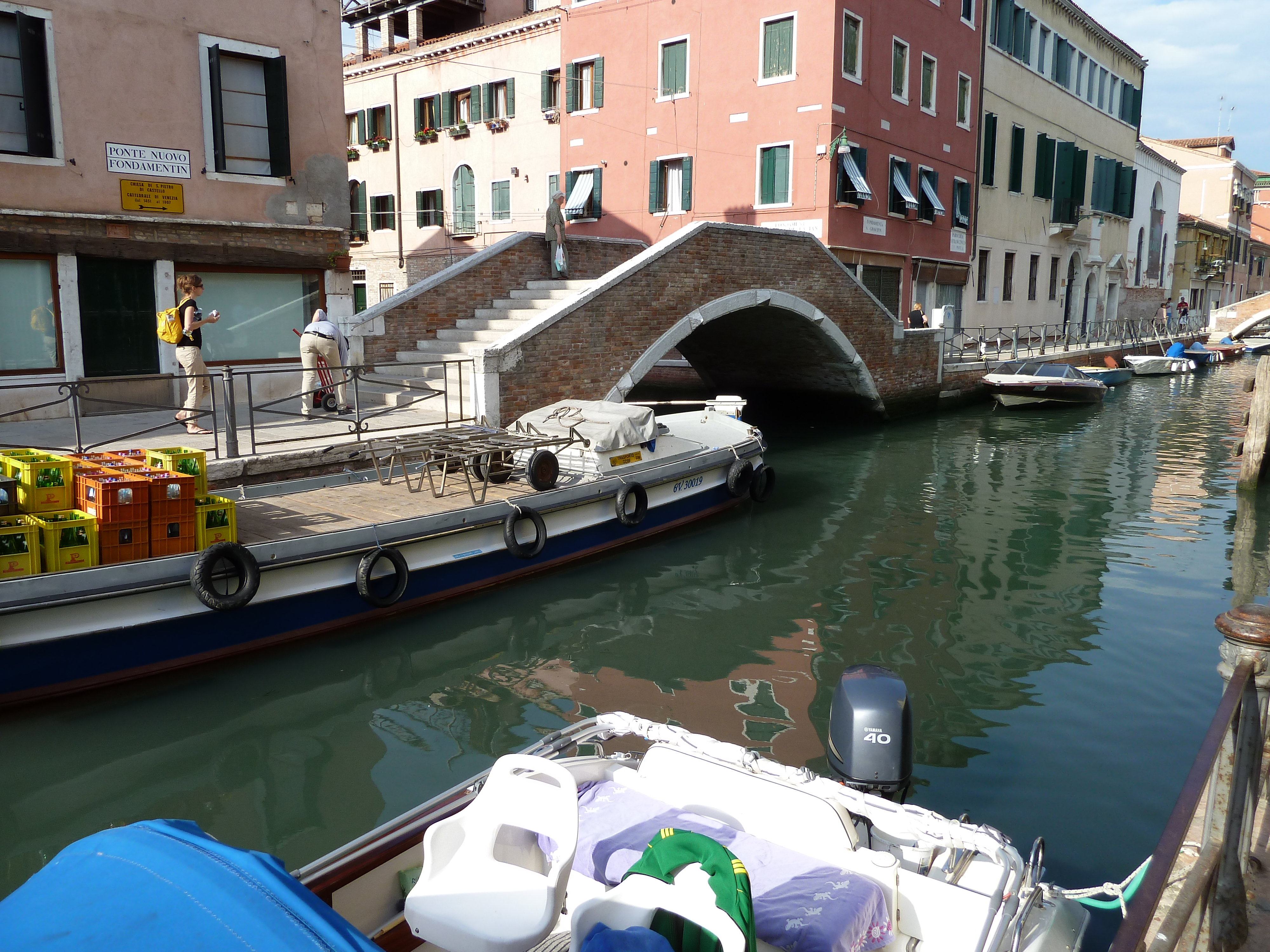
Ponte Novo Rio de San Gerolamo // Rio de Sant'Ana
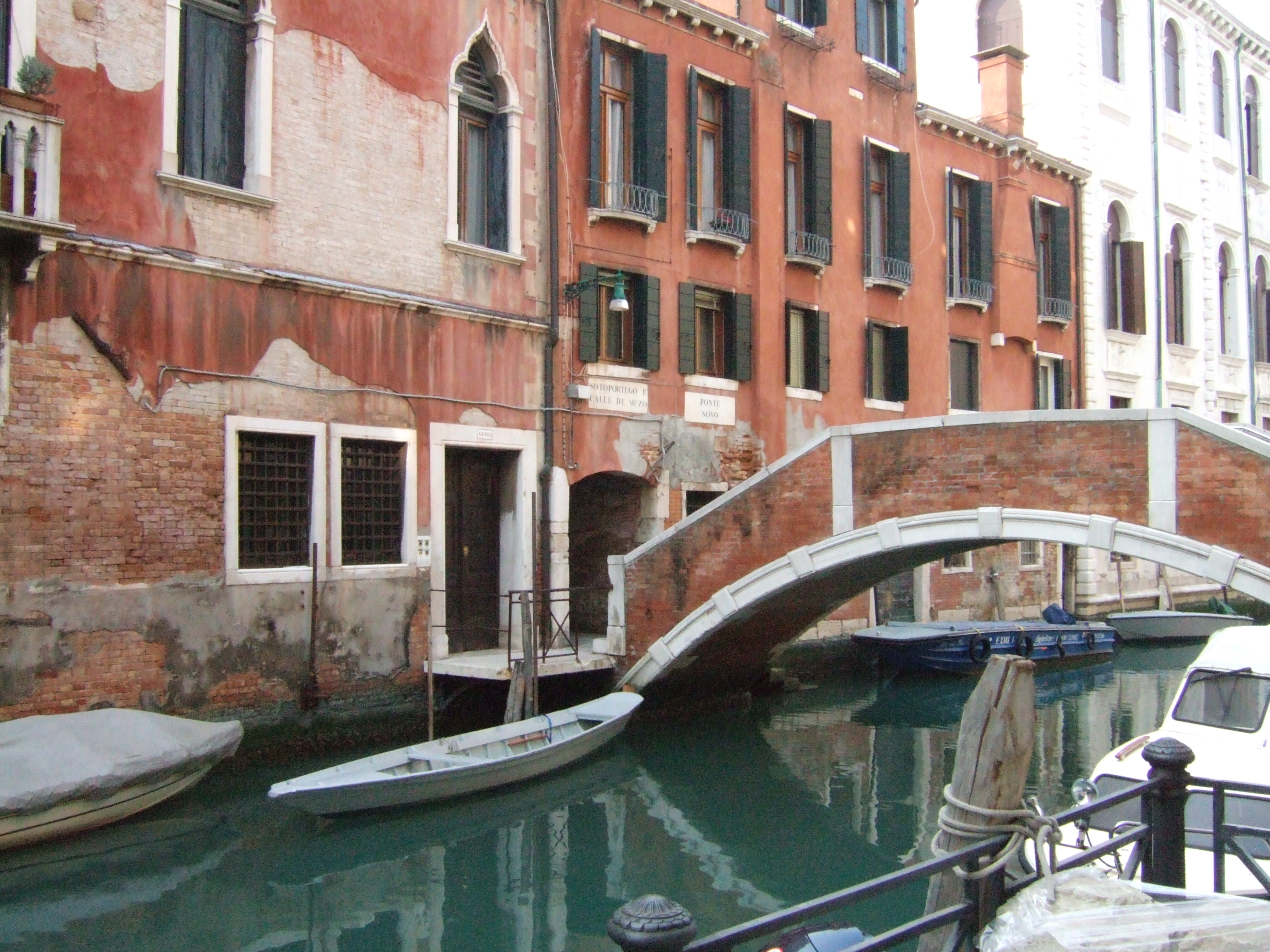
Ponte Novo sau de l'Arco Rio de San Severo
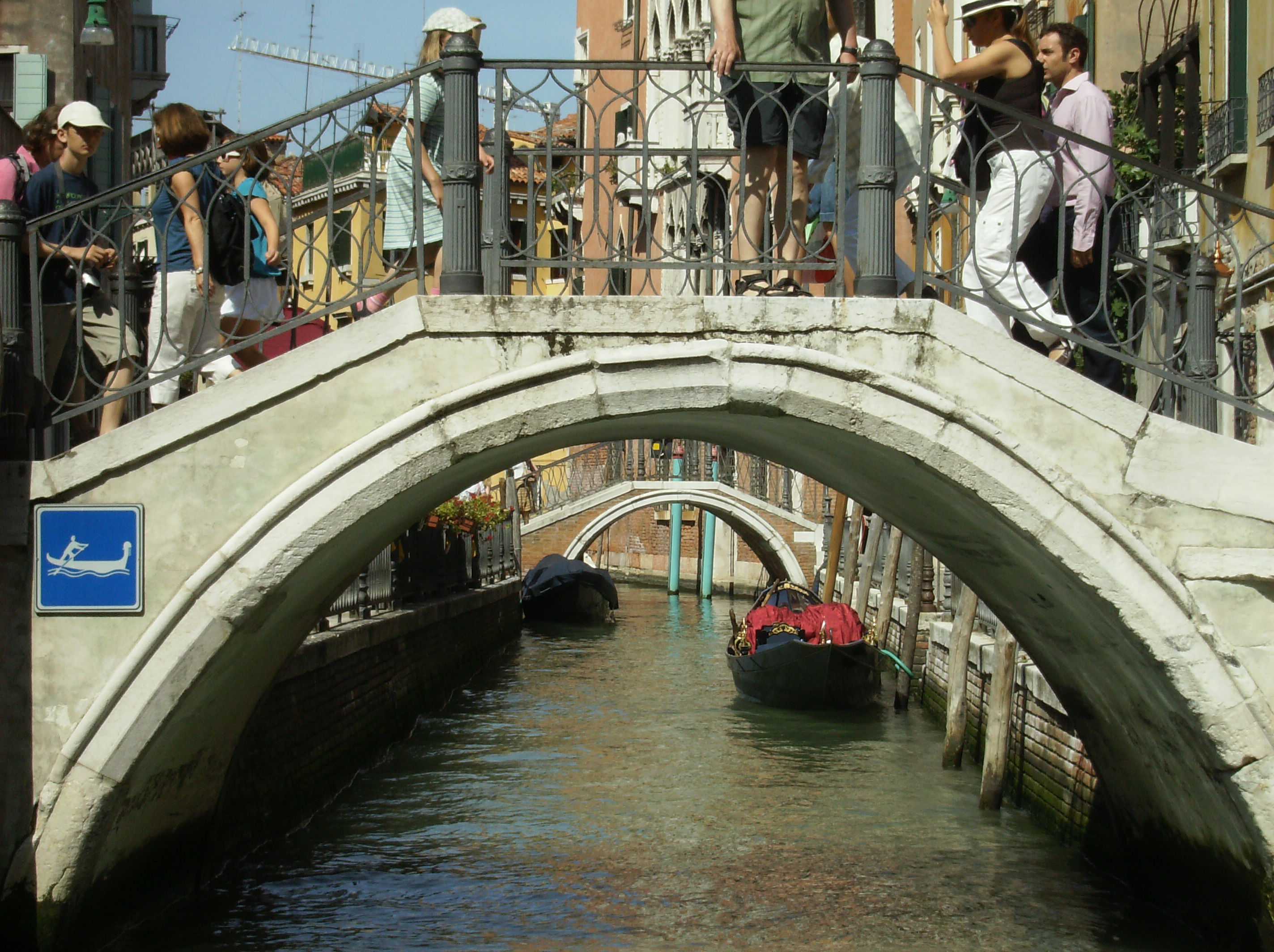
Ponte de l'Osmarin Rio de San Provolo
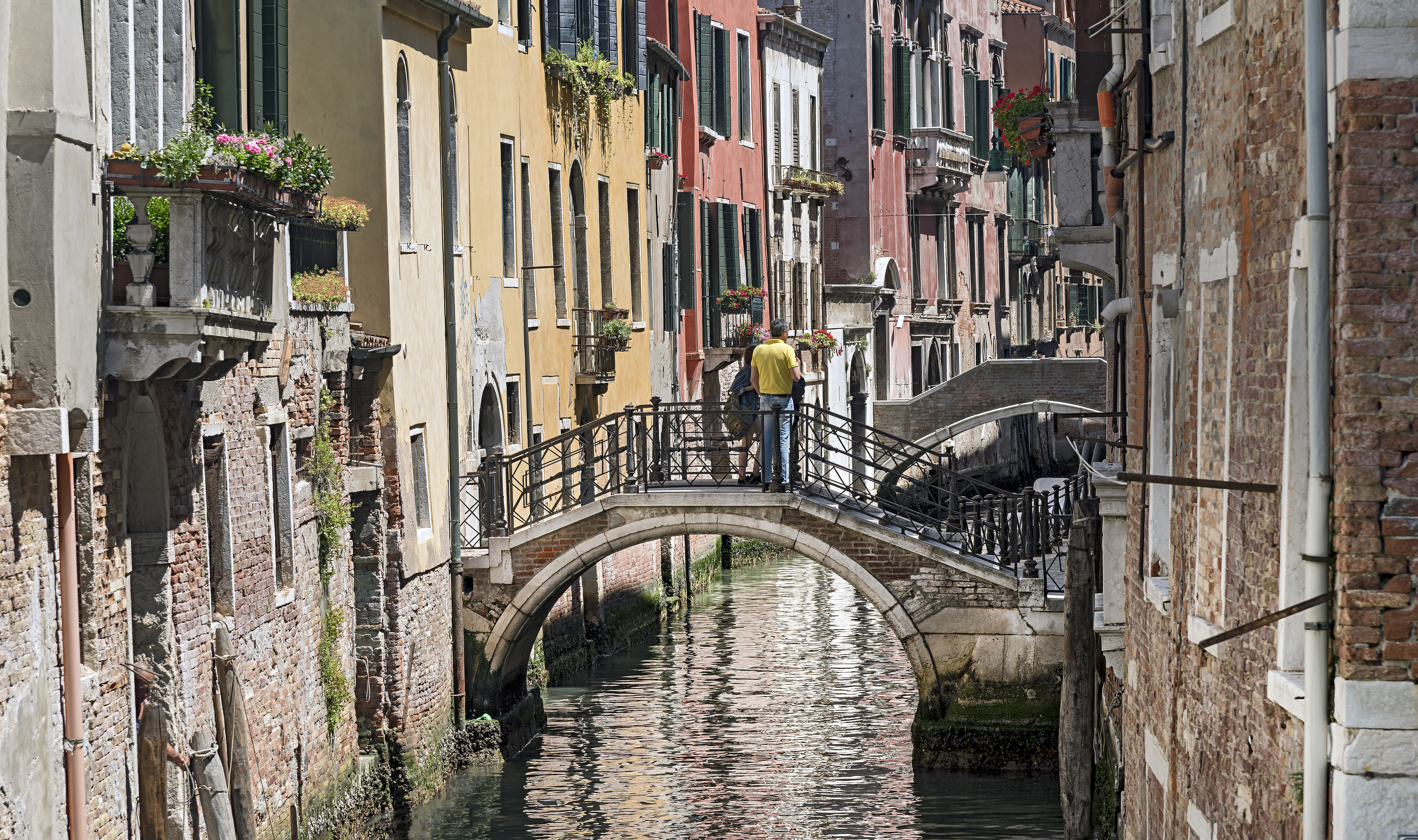
Ponte de l'Ospedaletto Rio de San Giovanni Laterano
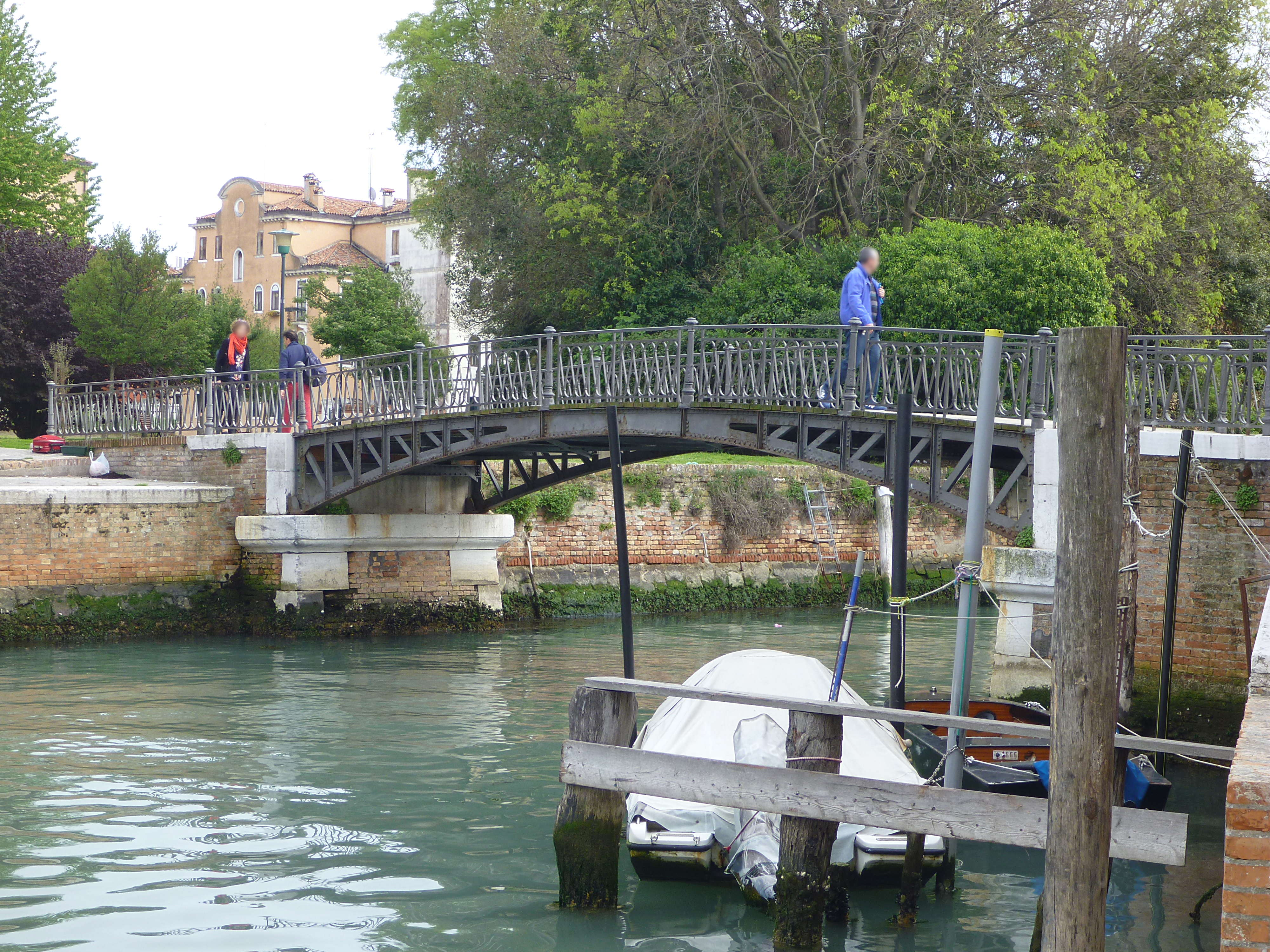
Ponte del Paludo Rio dei Giardini
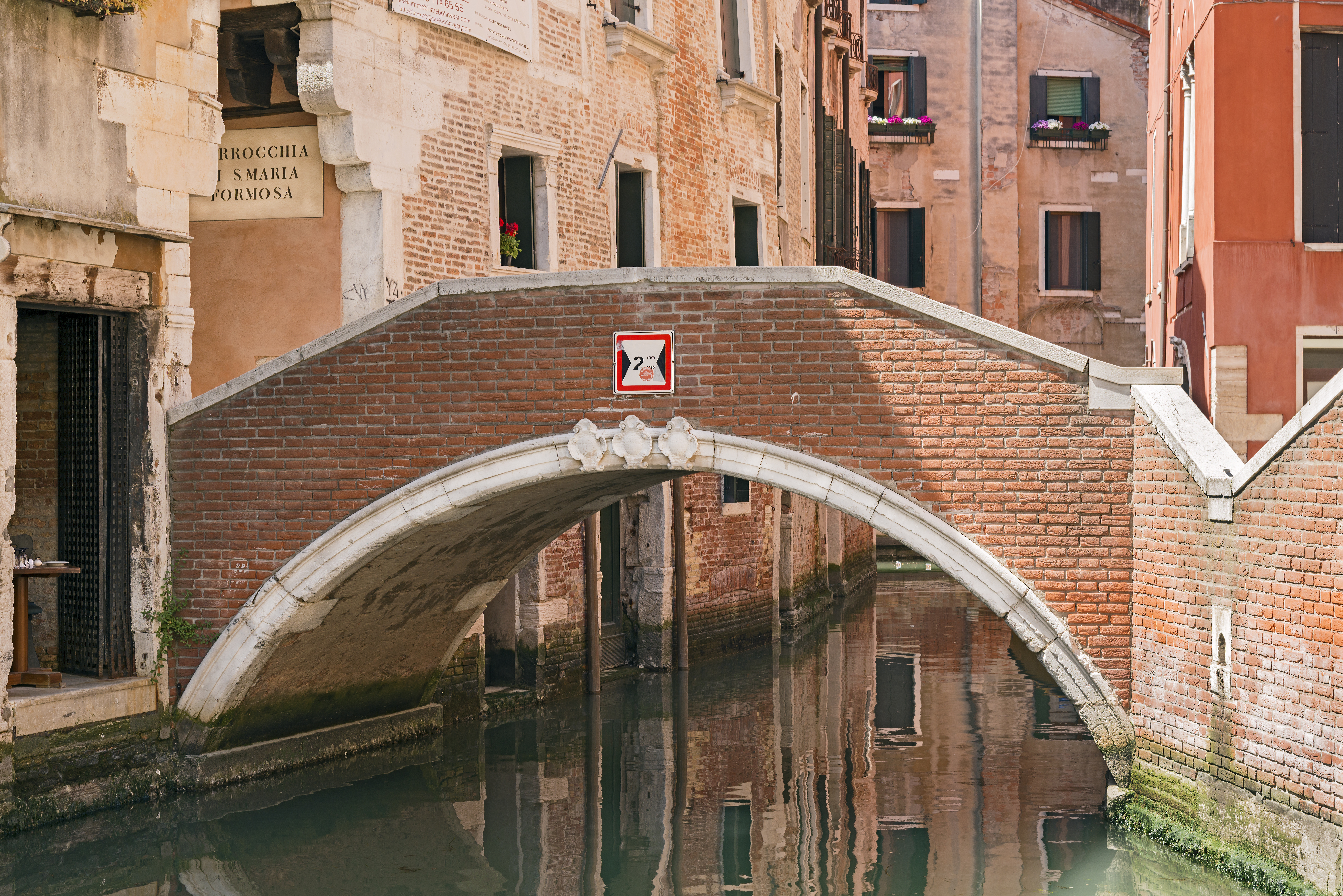
Ponte del Paradiso Rio del Mondo Novo
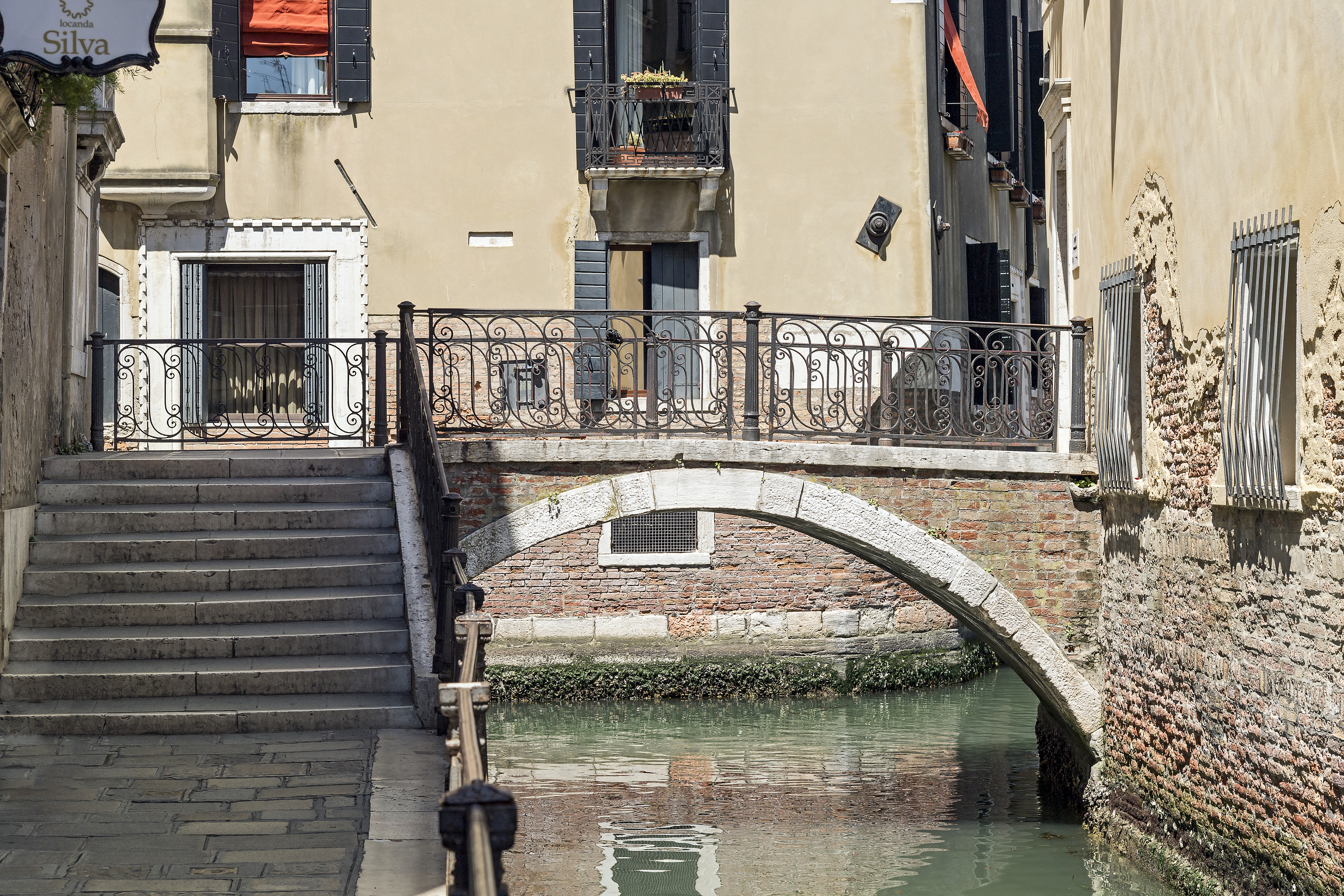
Ponte Pasqualigo Rio de San Zaninovo // au Rio del Mondo Novo
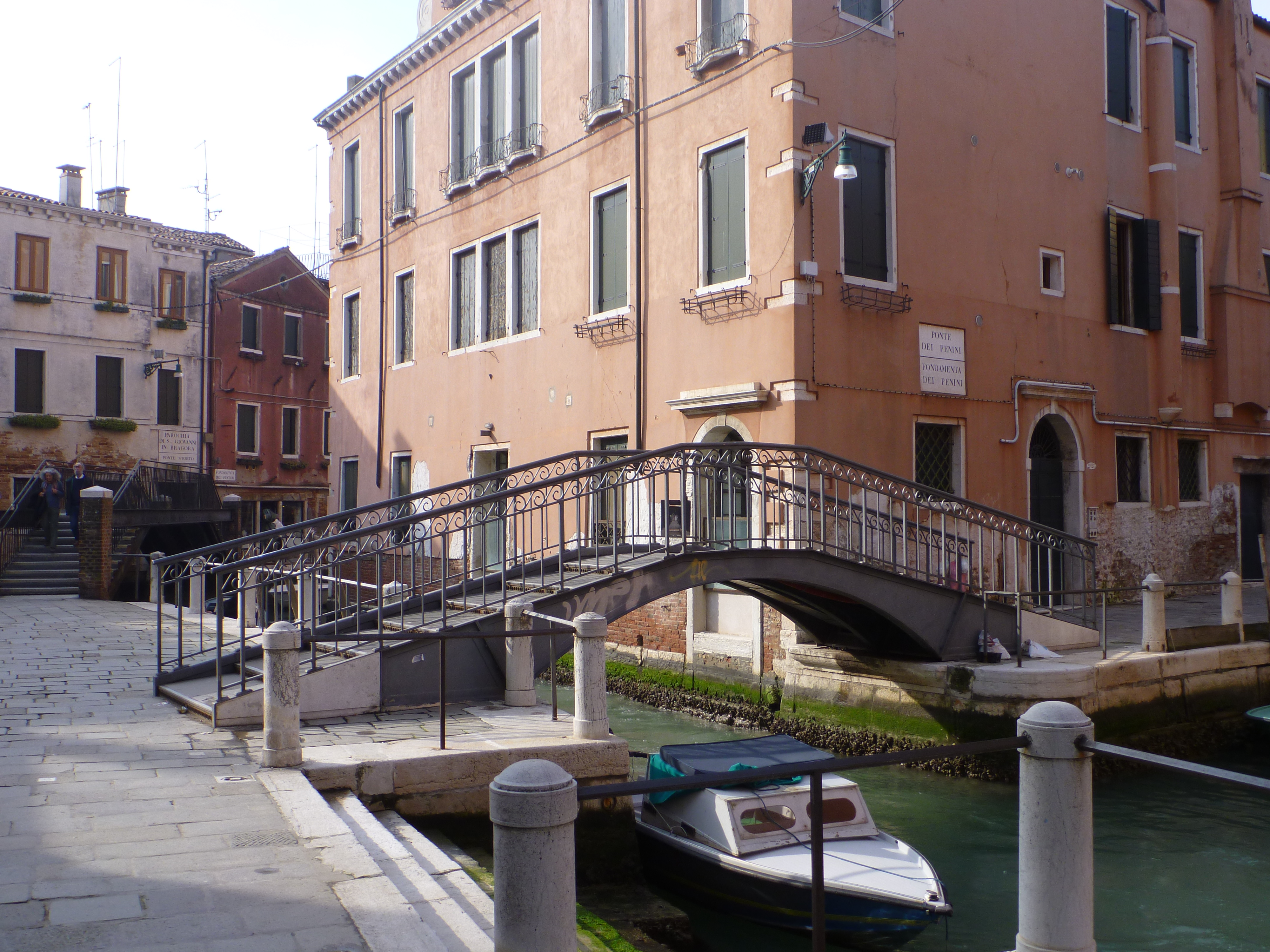
Ponte dei Penini Rio de San Martin/dell' Arco
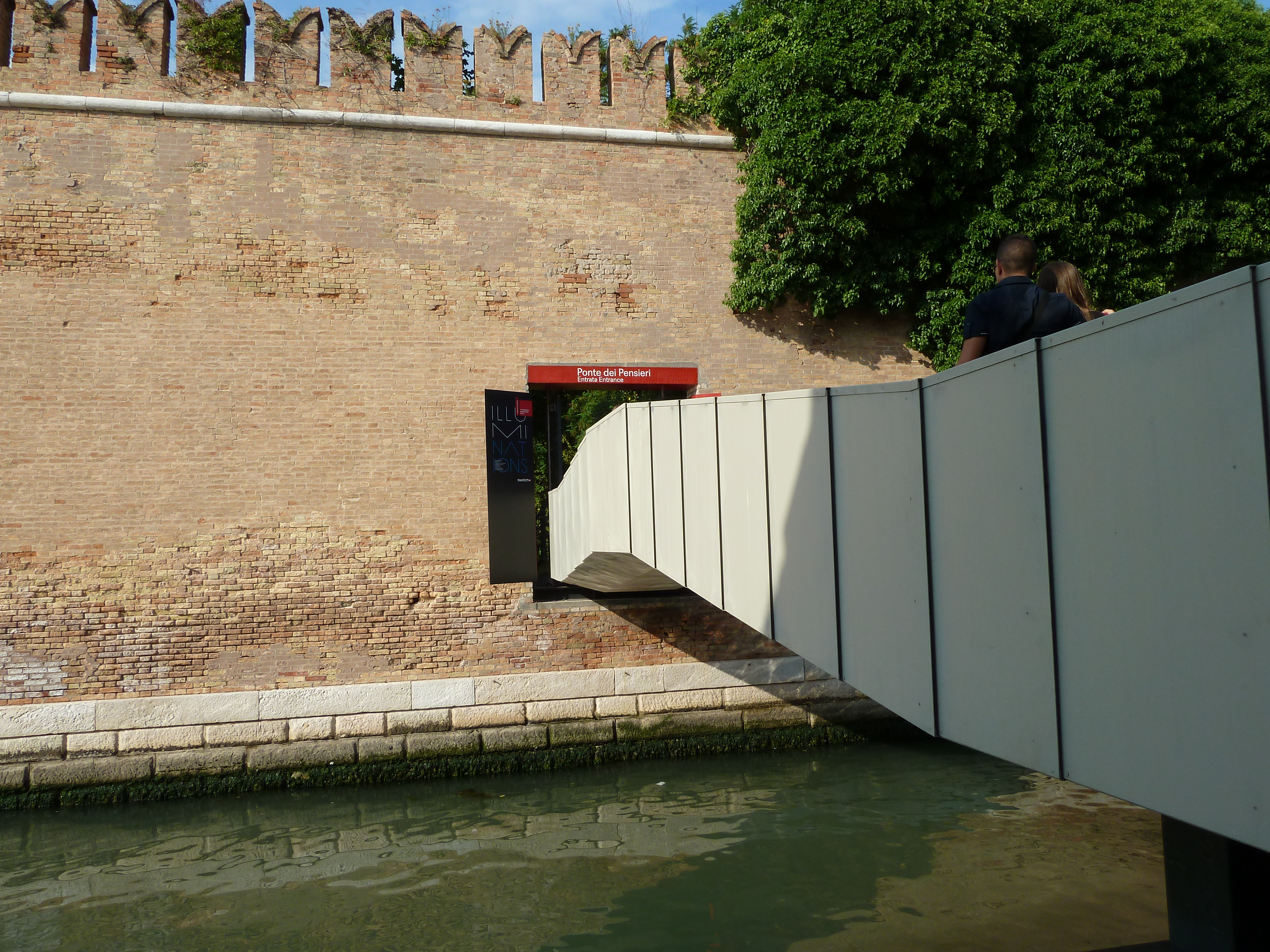
Ponte dei Pensieri rio de le Vergine
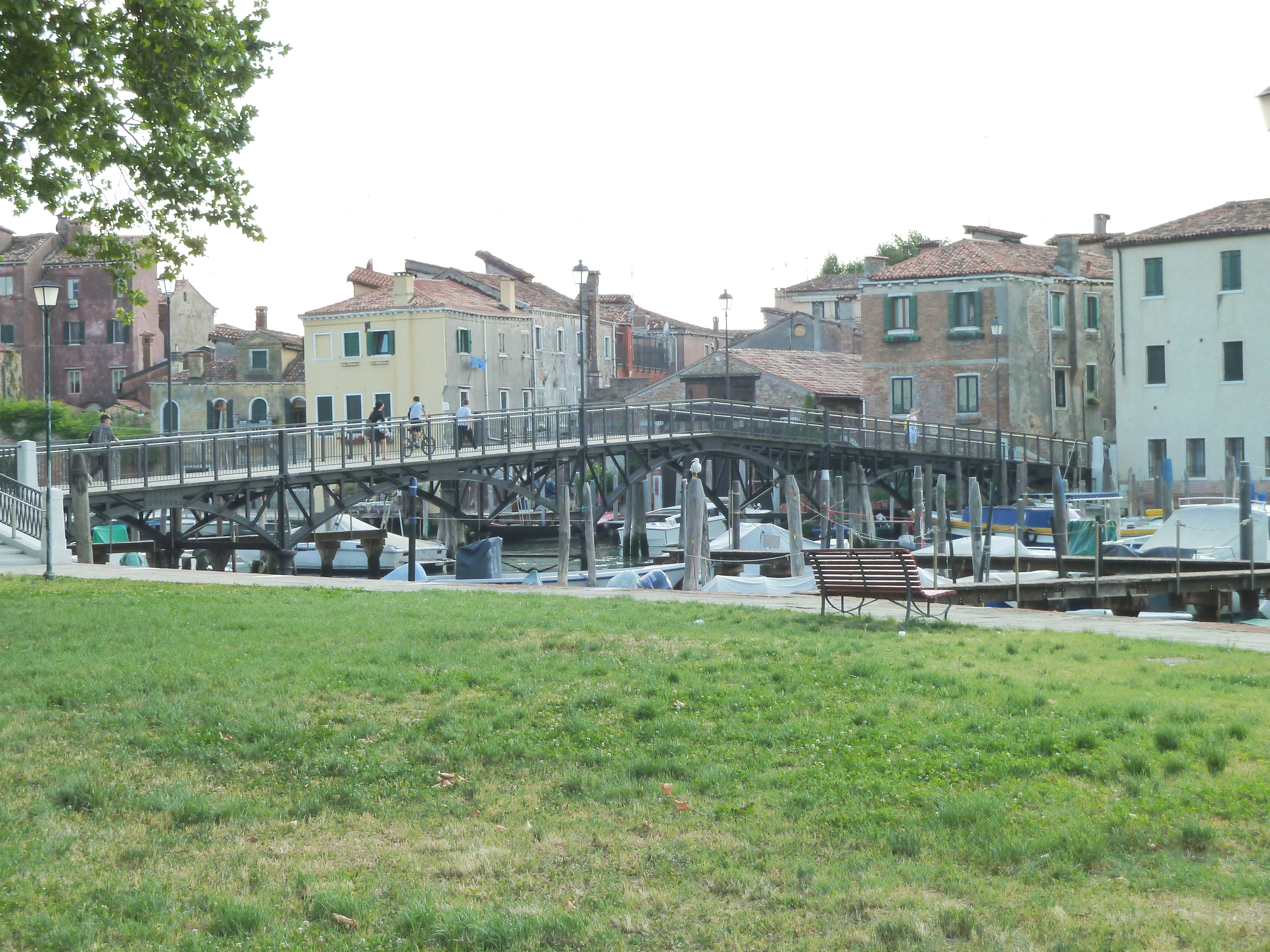
Ponte San Pietro Canal de San Piero
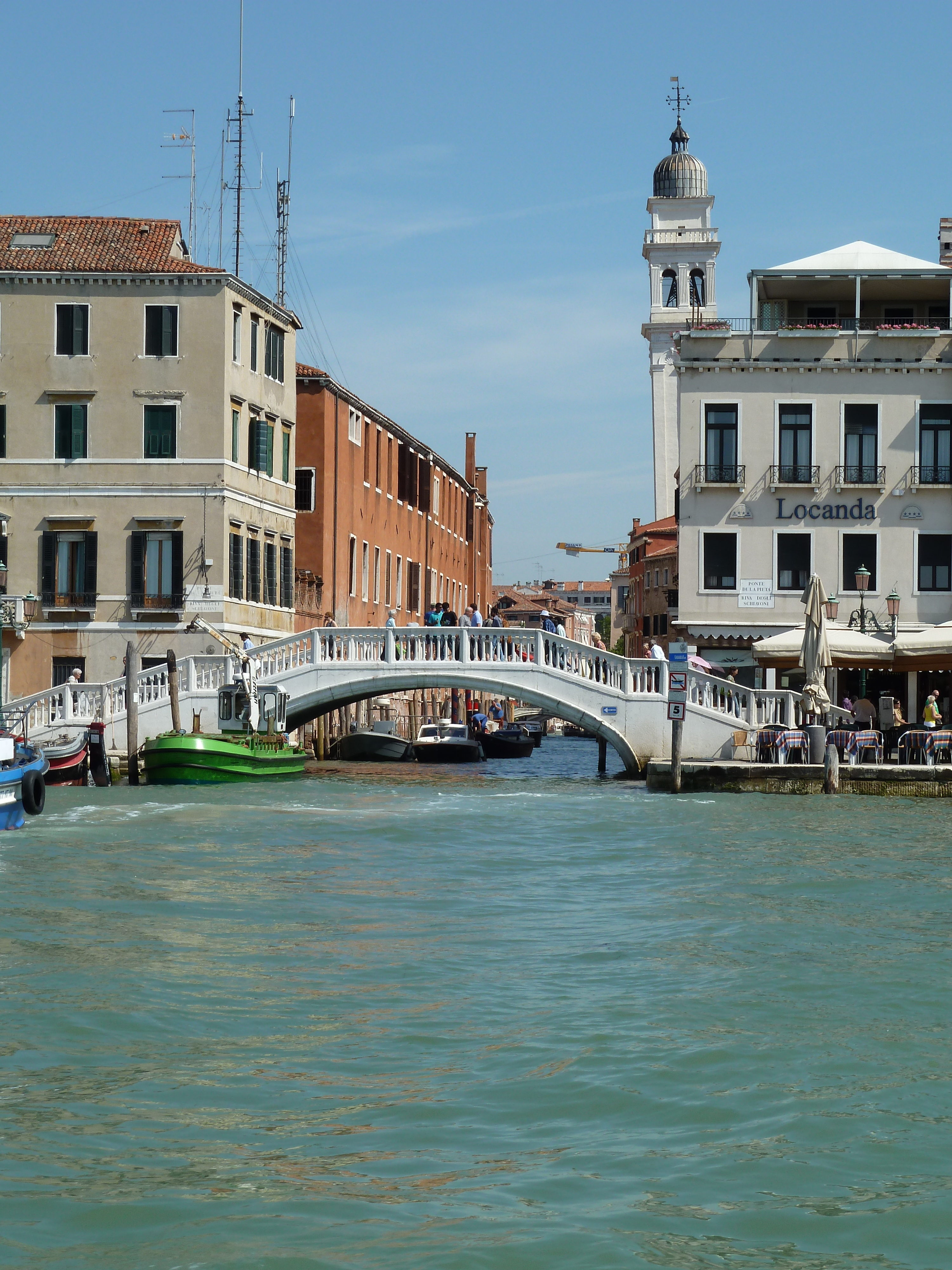
Ponte de la Pietà Rio dei Greci
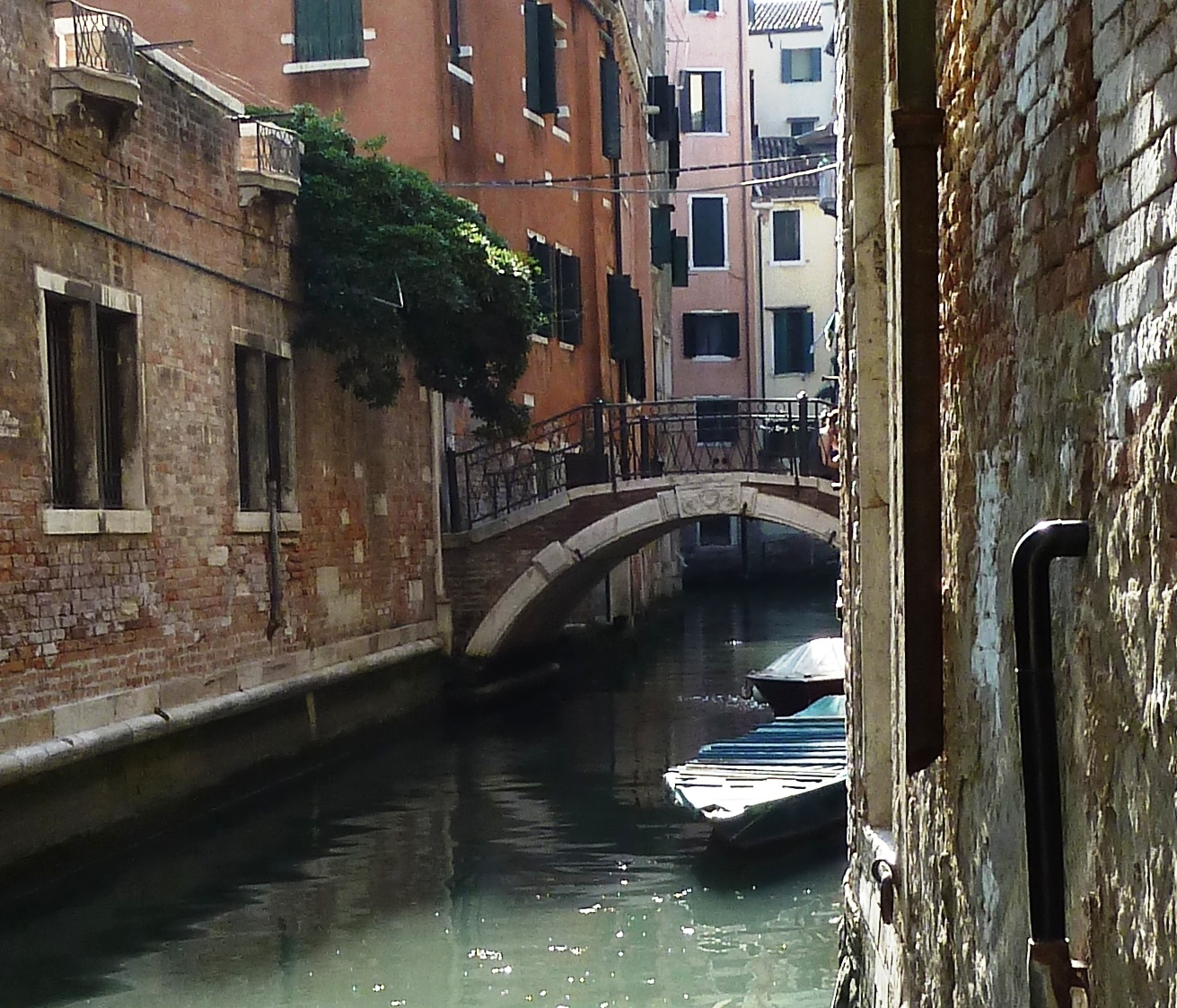
Ponte del Pistor Rio del Piombo
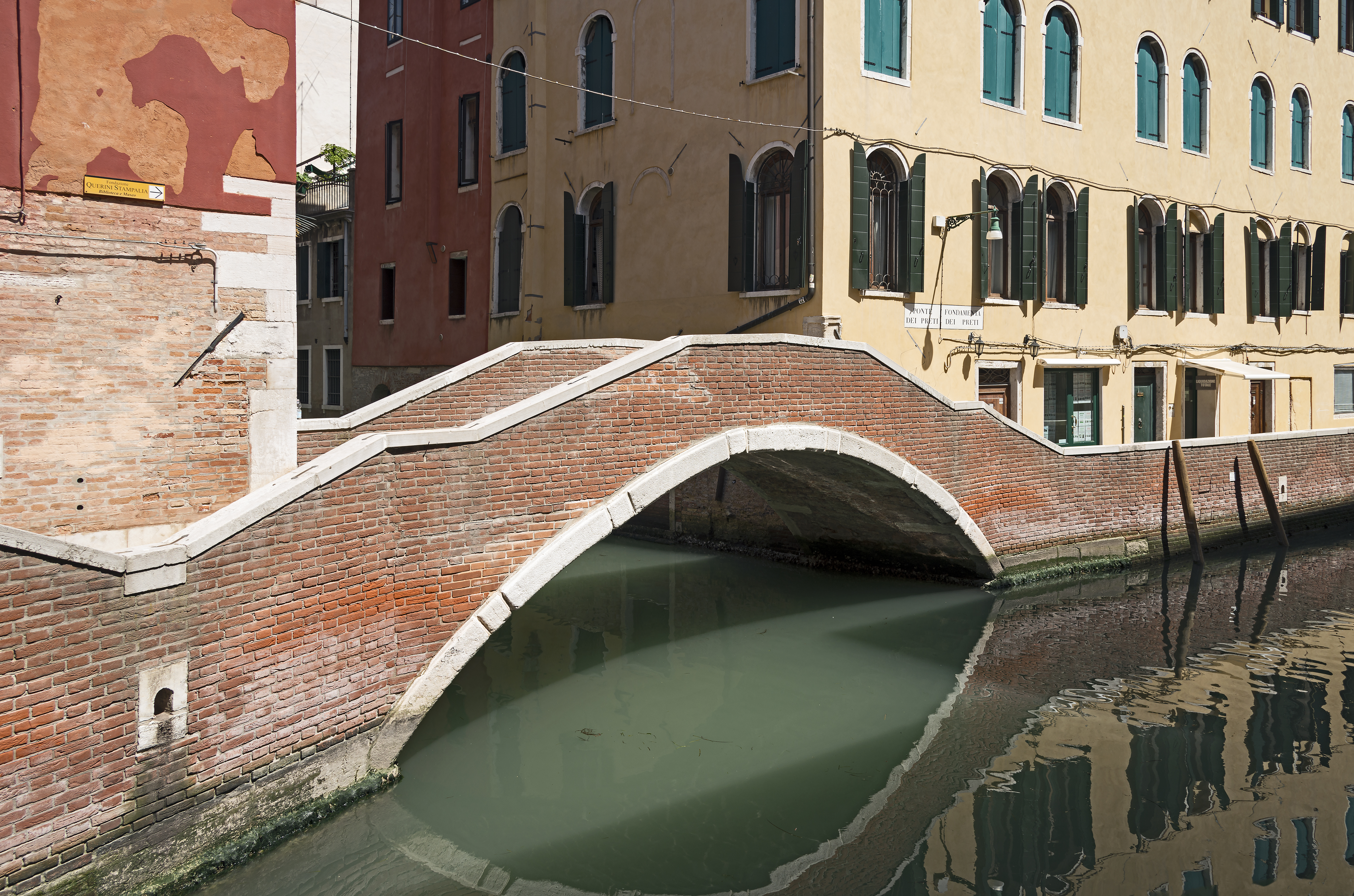
Ponte dei Preti Rio del Paradiso
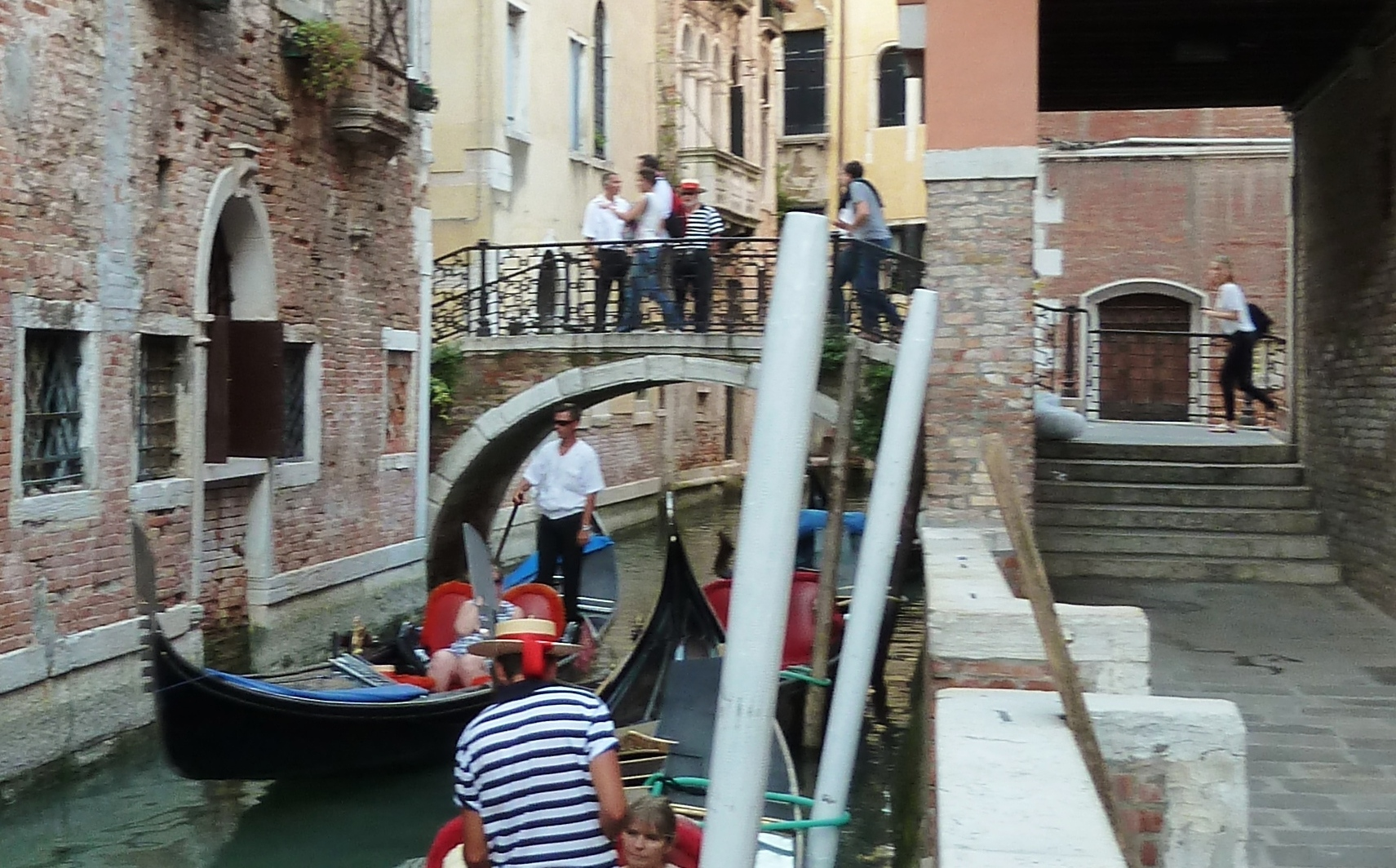
Ponte San Provolo Rio del Vin
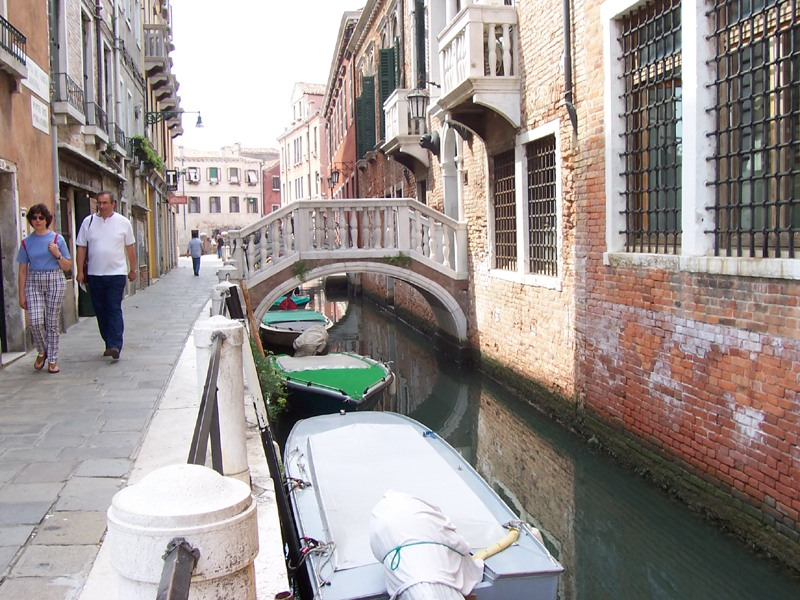
Ponte del Purgatorio Rio de l'Arsenal
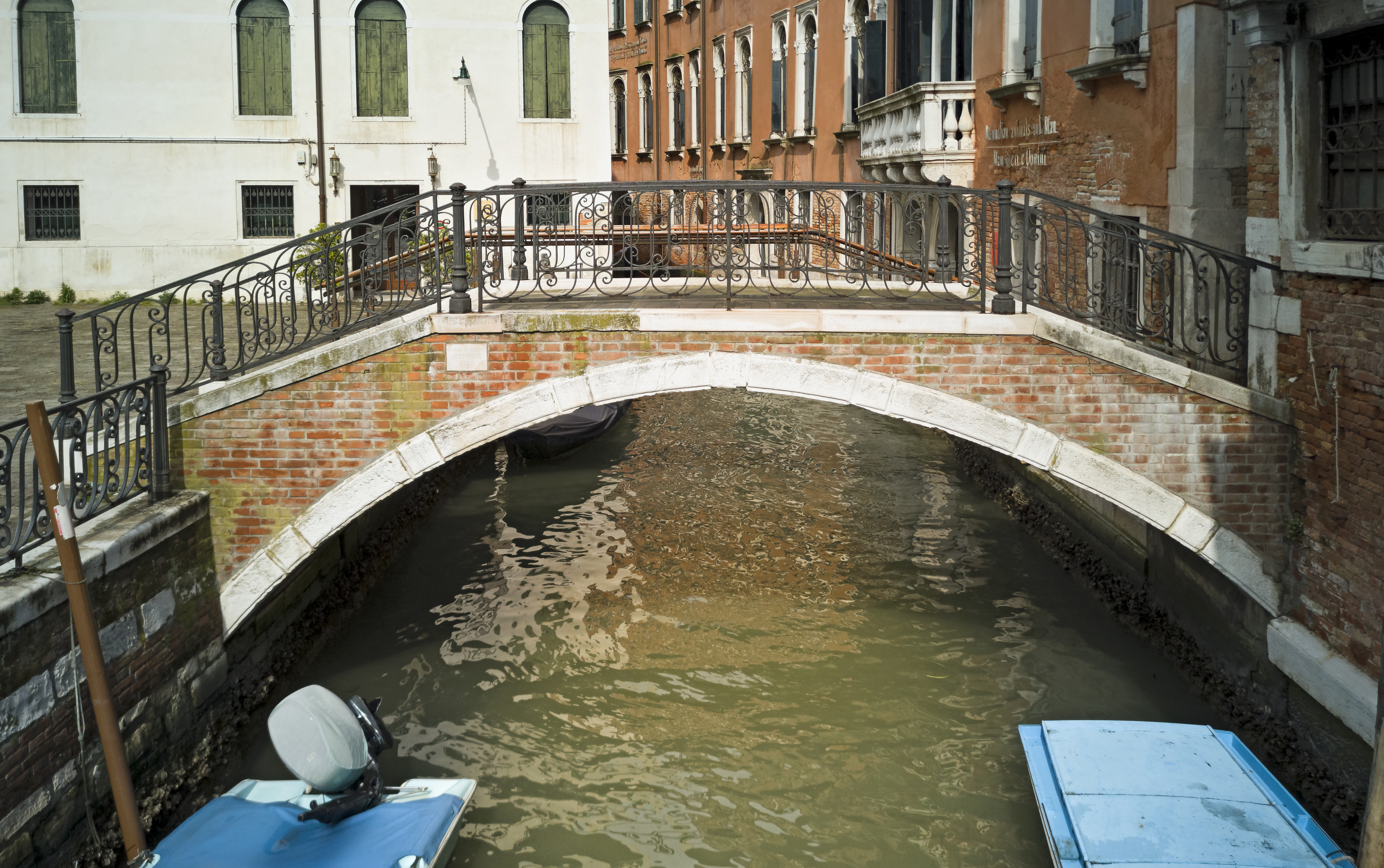
Ponte Querini Rio de Santa Maria Formosa
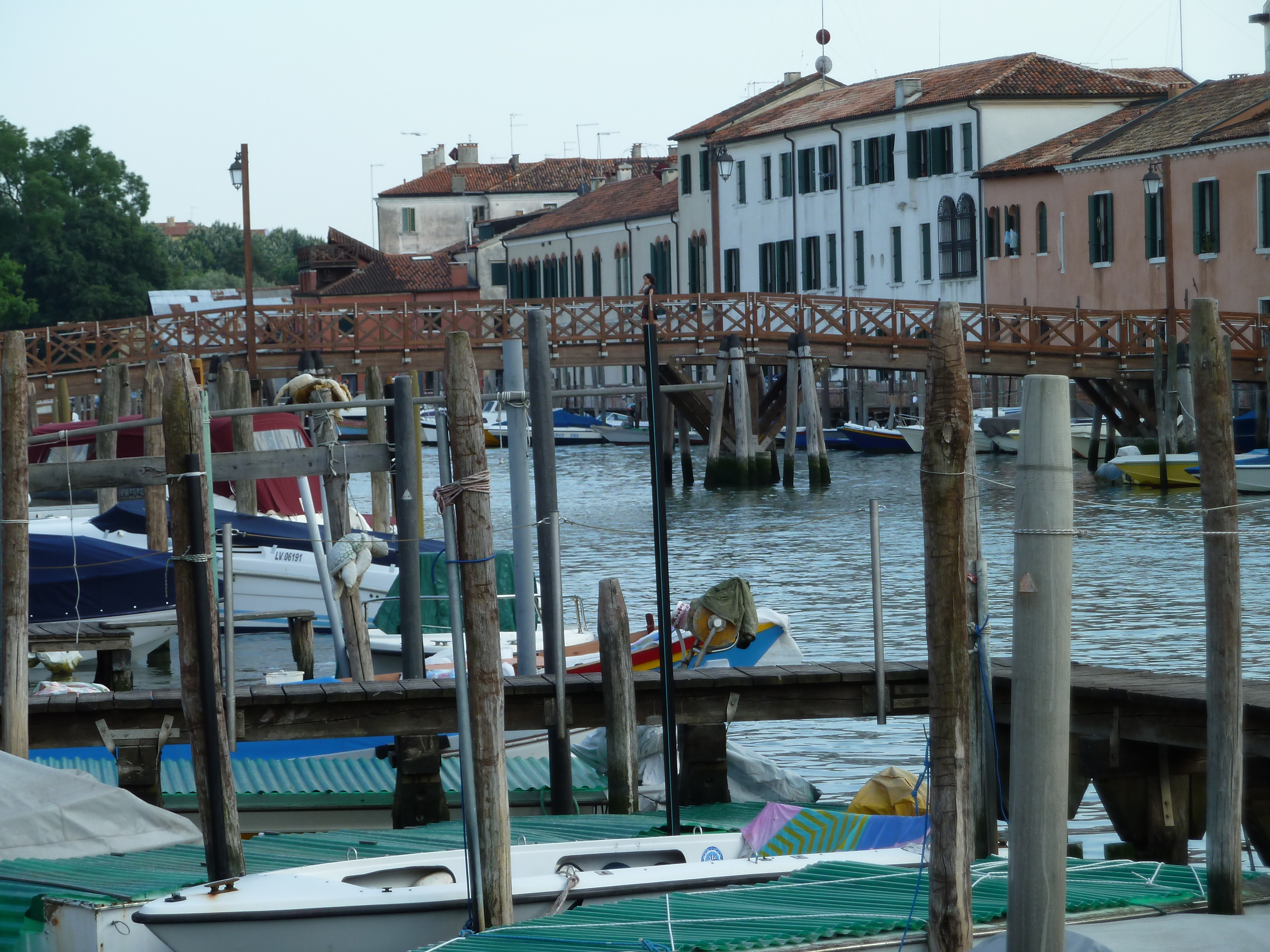
Ponte de Quintavale Canal de San Piero
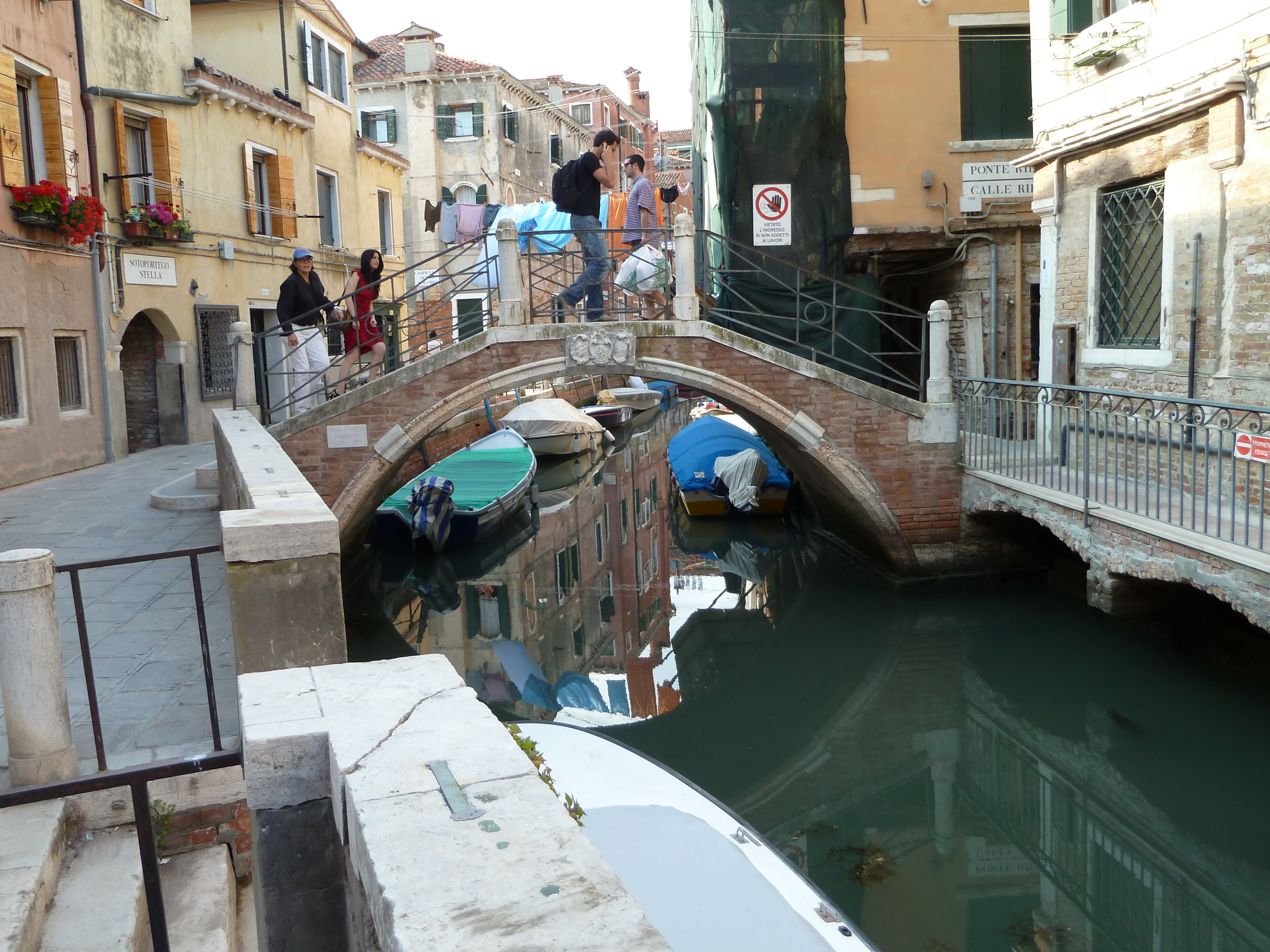
Ponte Riello Rio de San Daniele - Riello
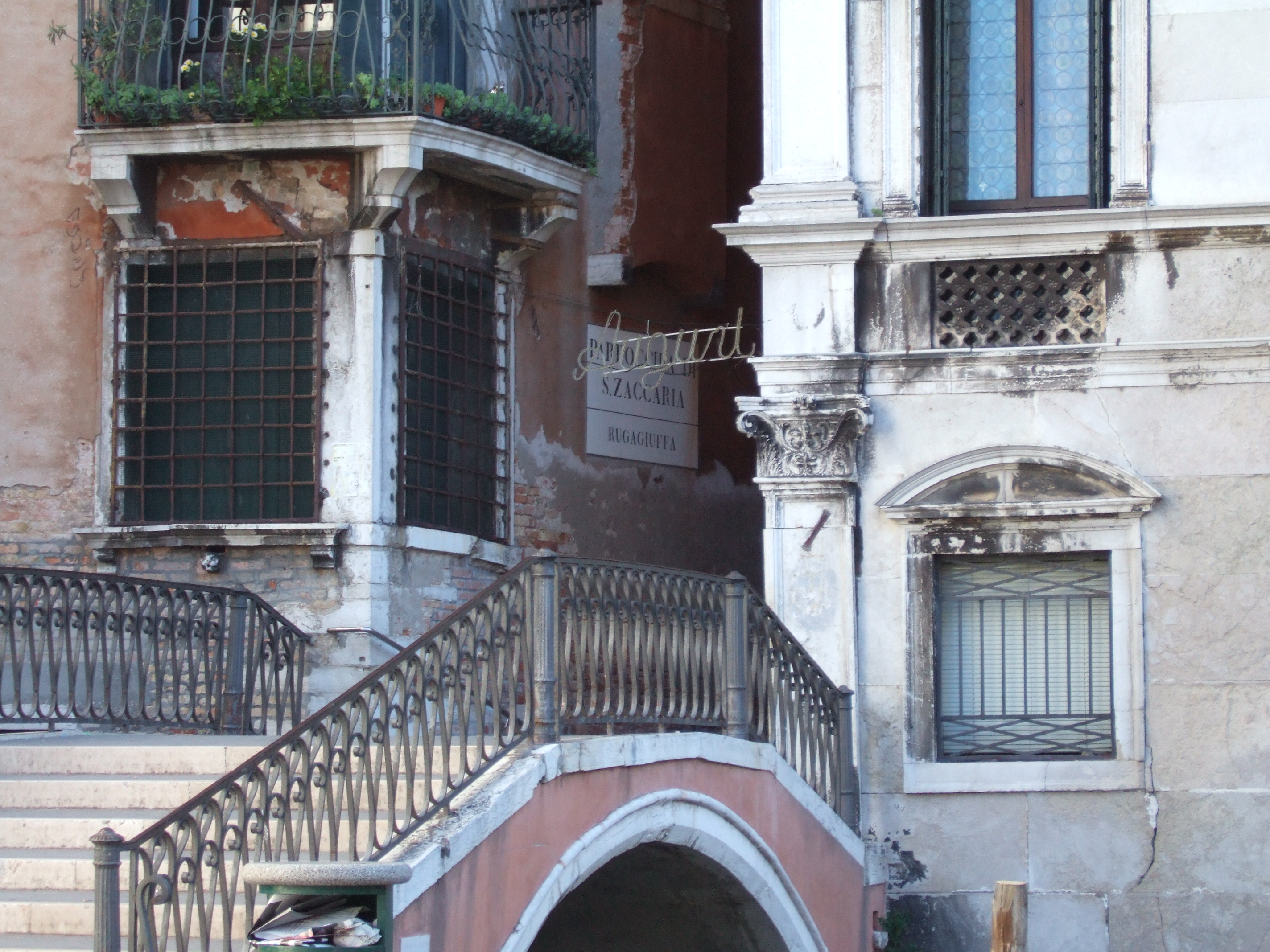
Ponte de Ruga Giuffa Rio de Santa Maria Formosa
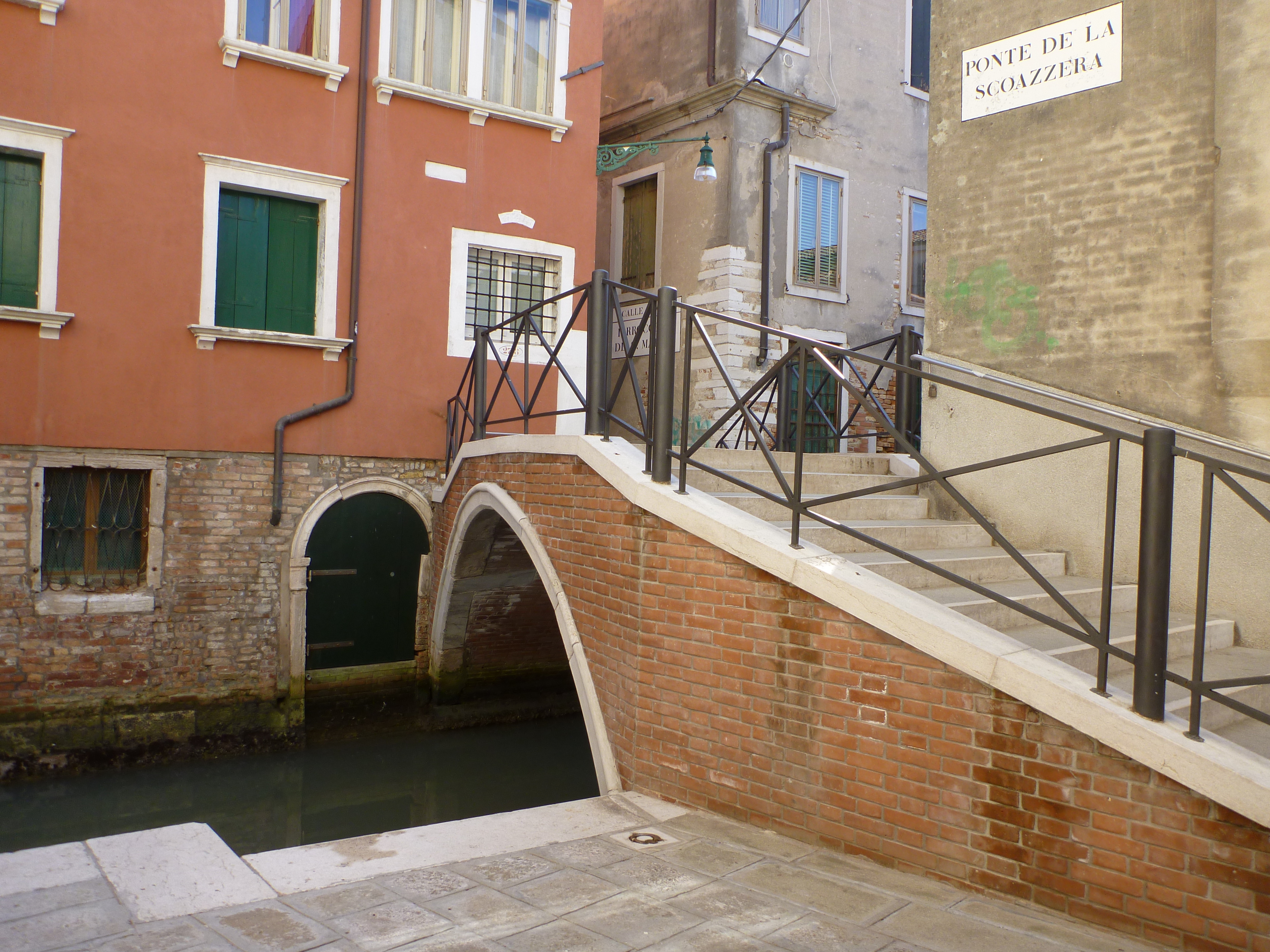
Ponte de la Scoazera Rio dei Scudi e de la Santa Ternita
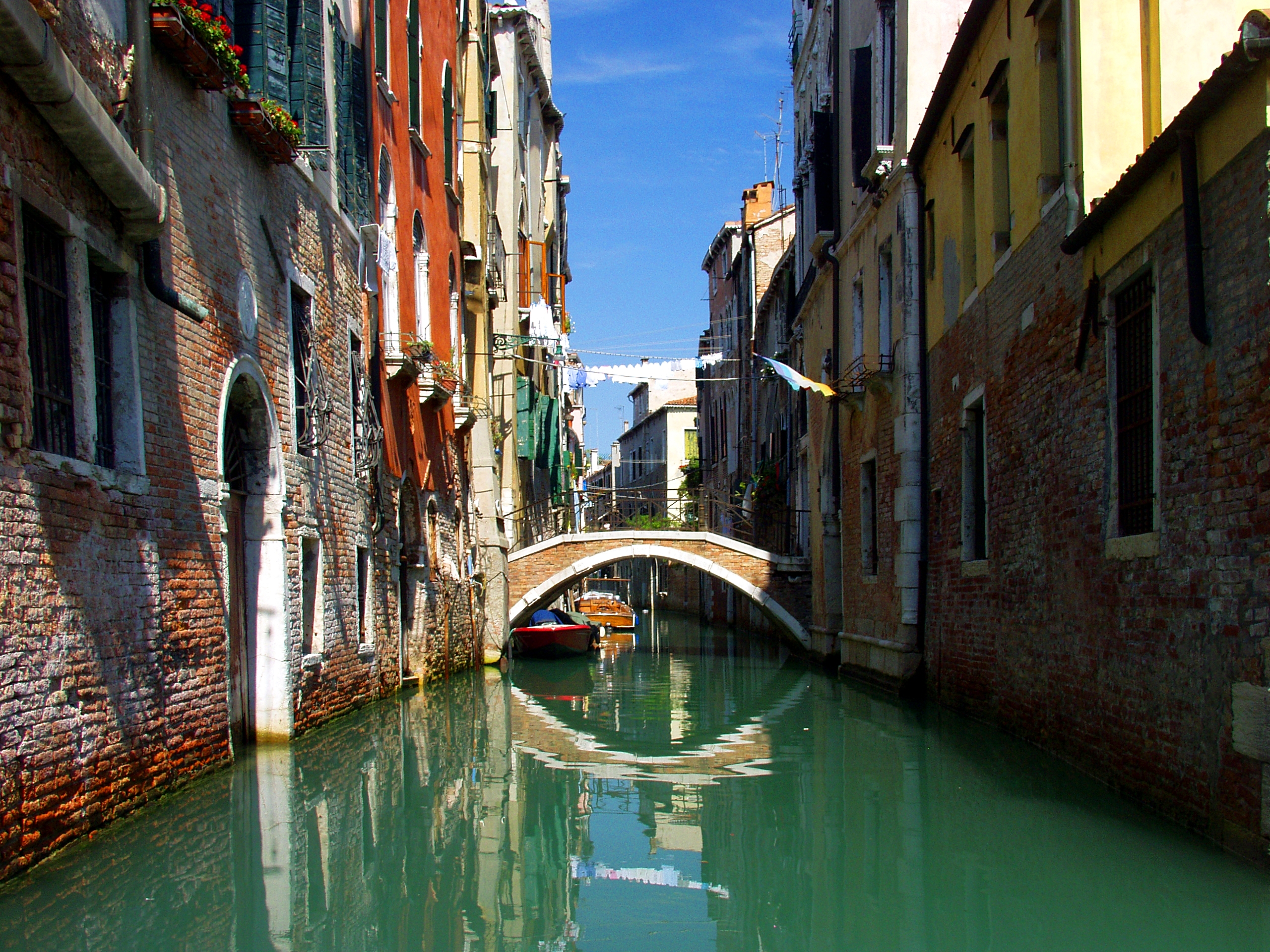
Ponte dei Scudi Rio dei Scudi e de la Santa Ternita
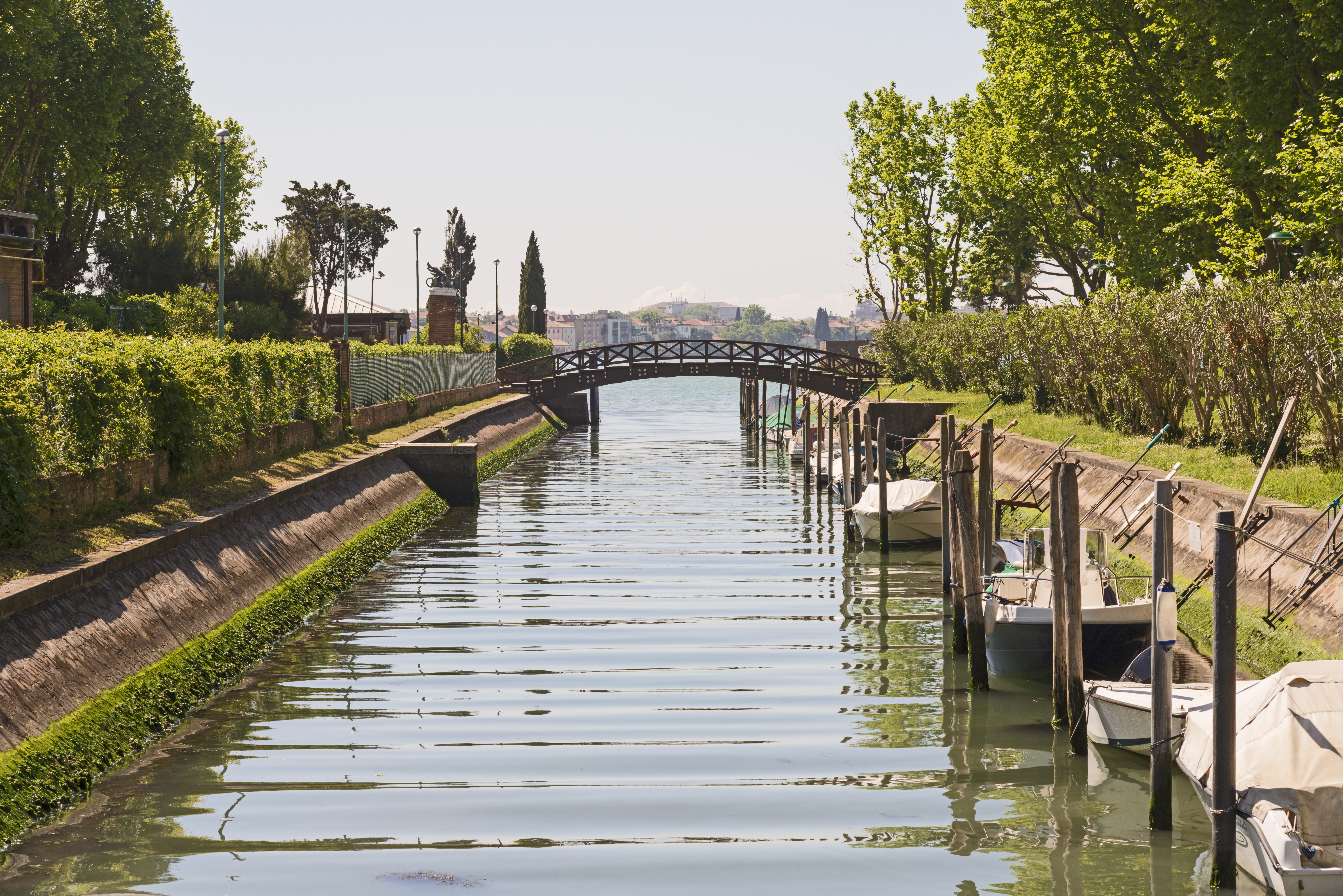
Ponte della Scuola navale Rio de Sant'Elena
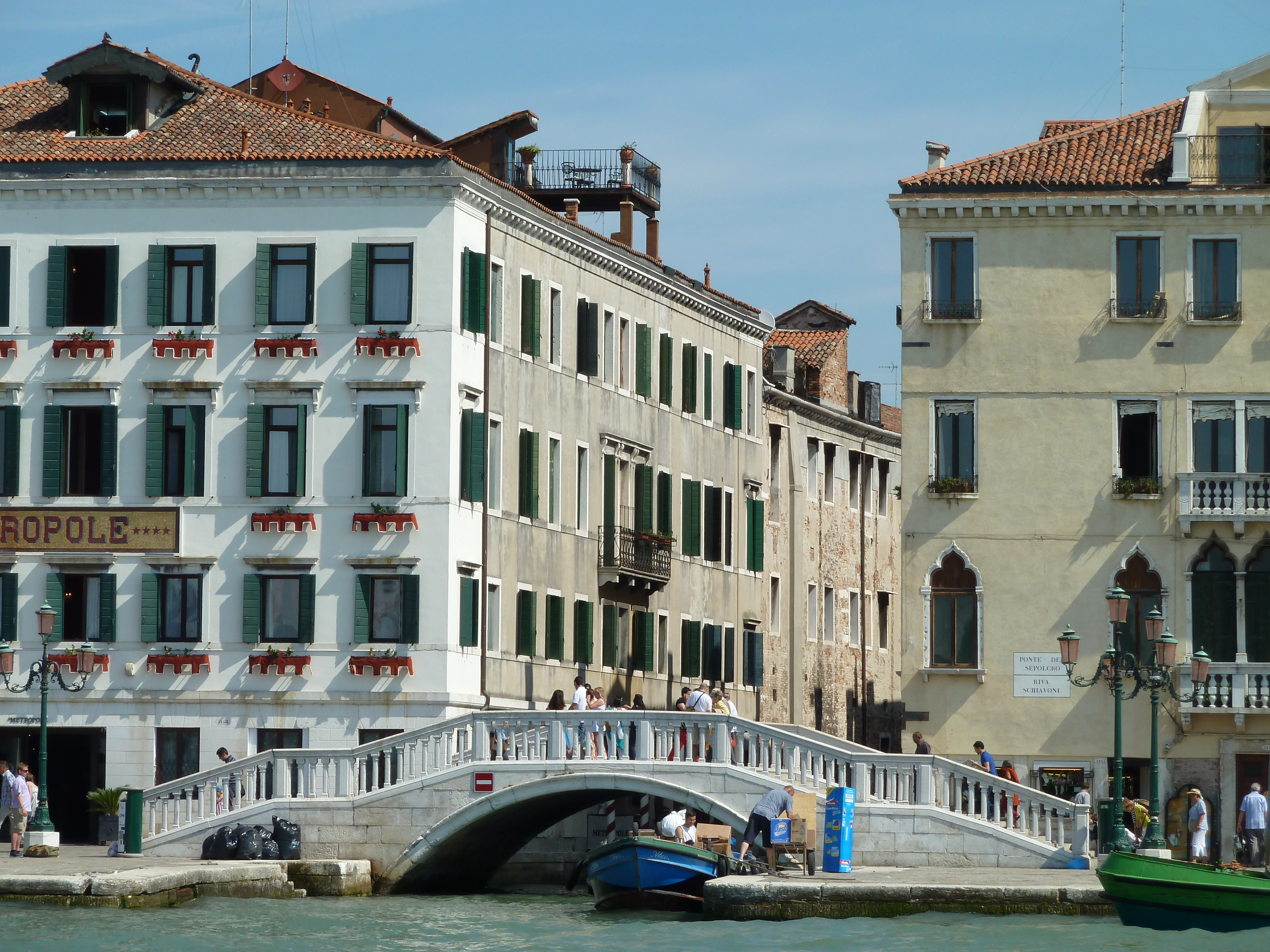
Ponte del Sepolcro Rio della Pietà
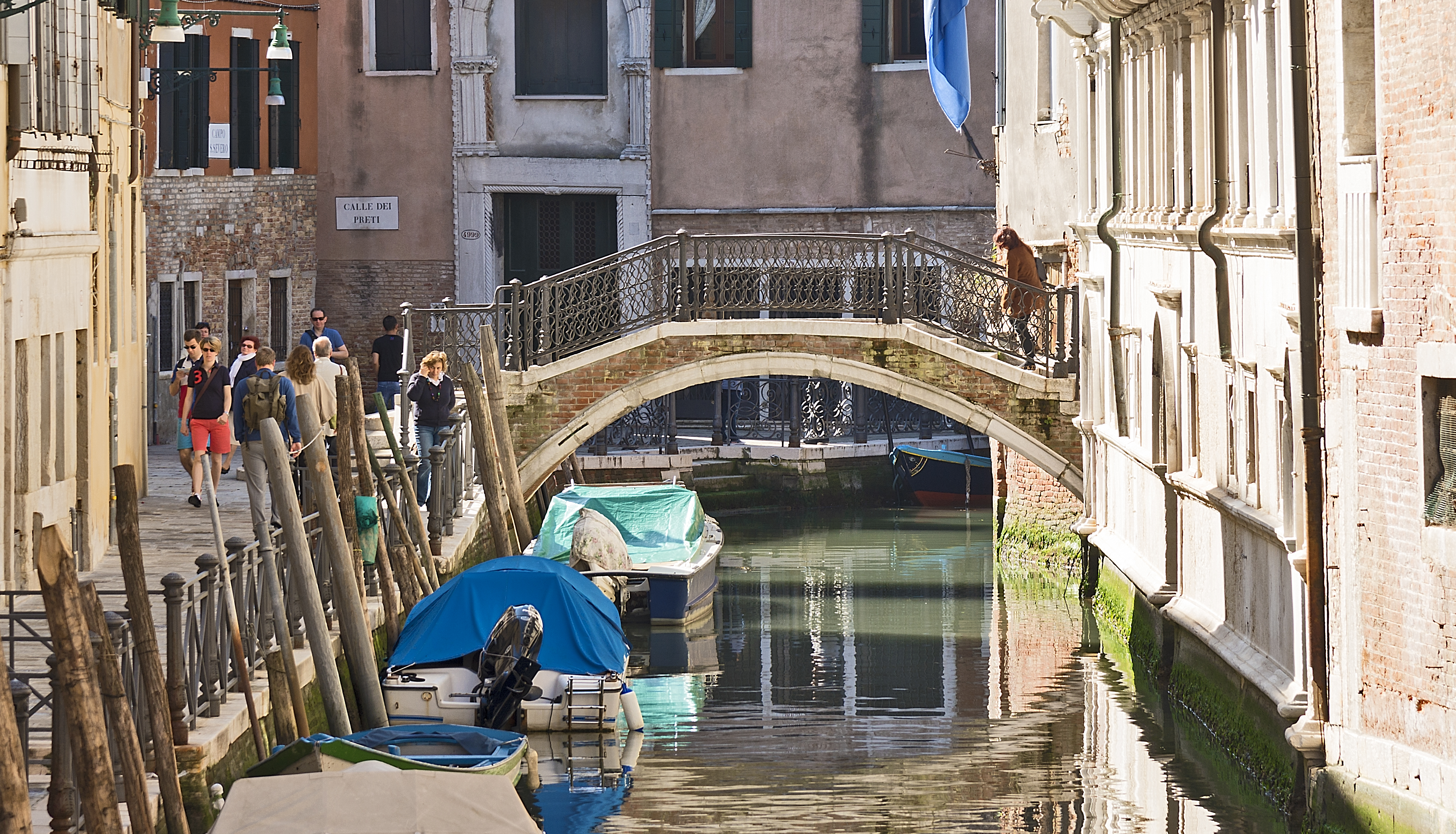
Ponte San Severo Rio de San Severo
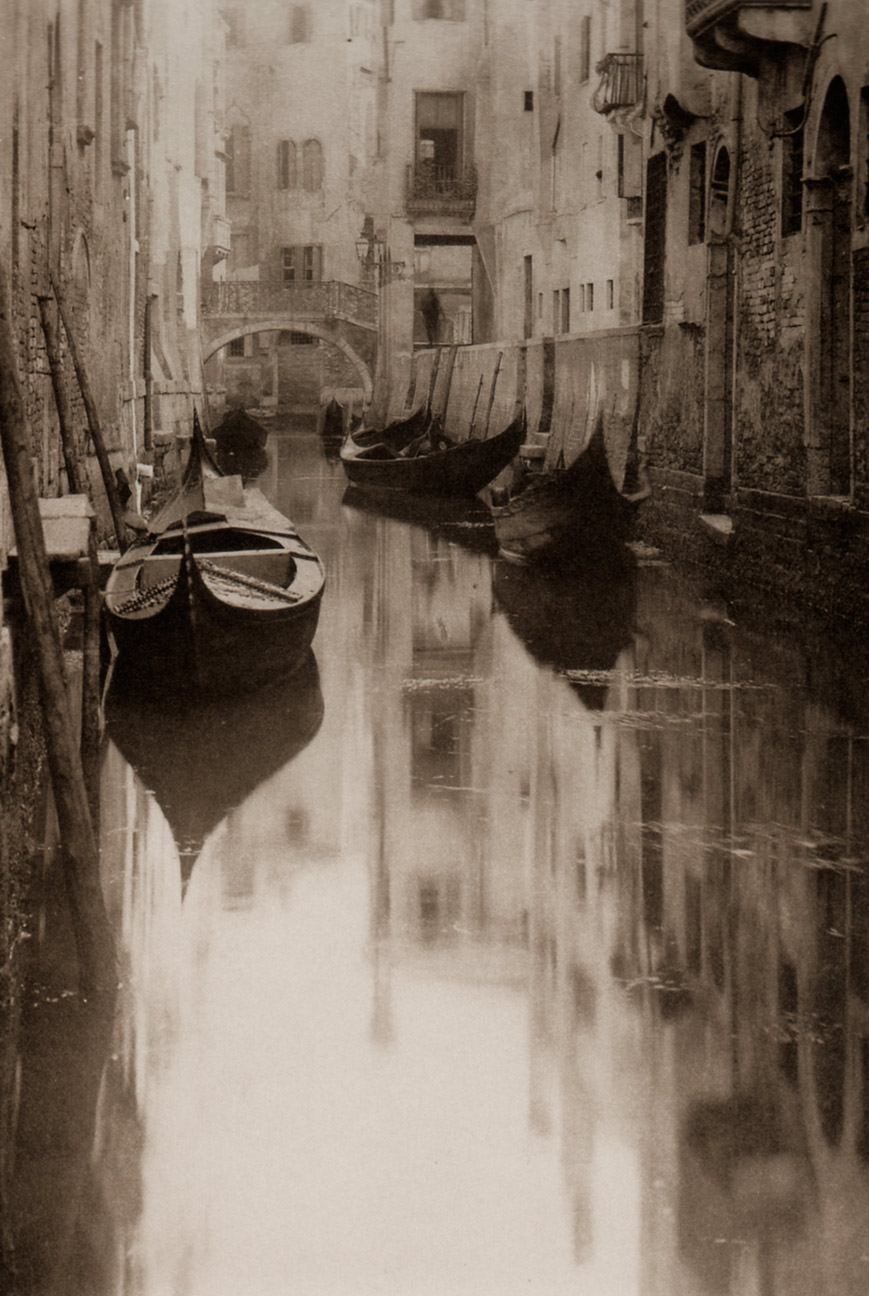
Ponte Storto (Stieglitz) Rio del Remedio
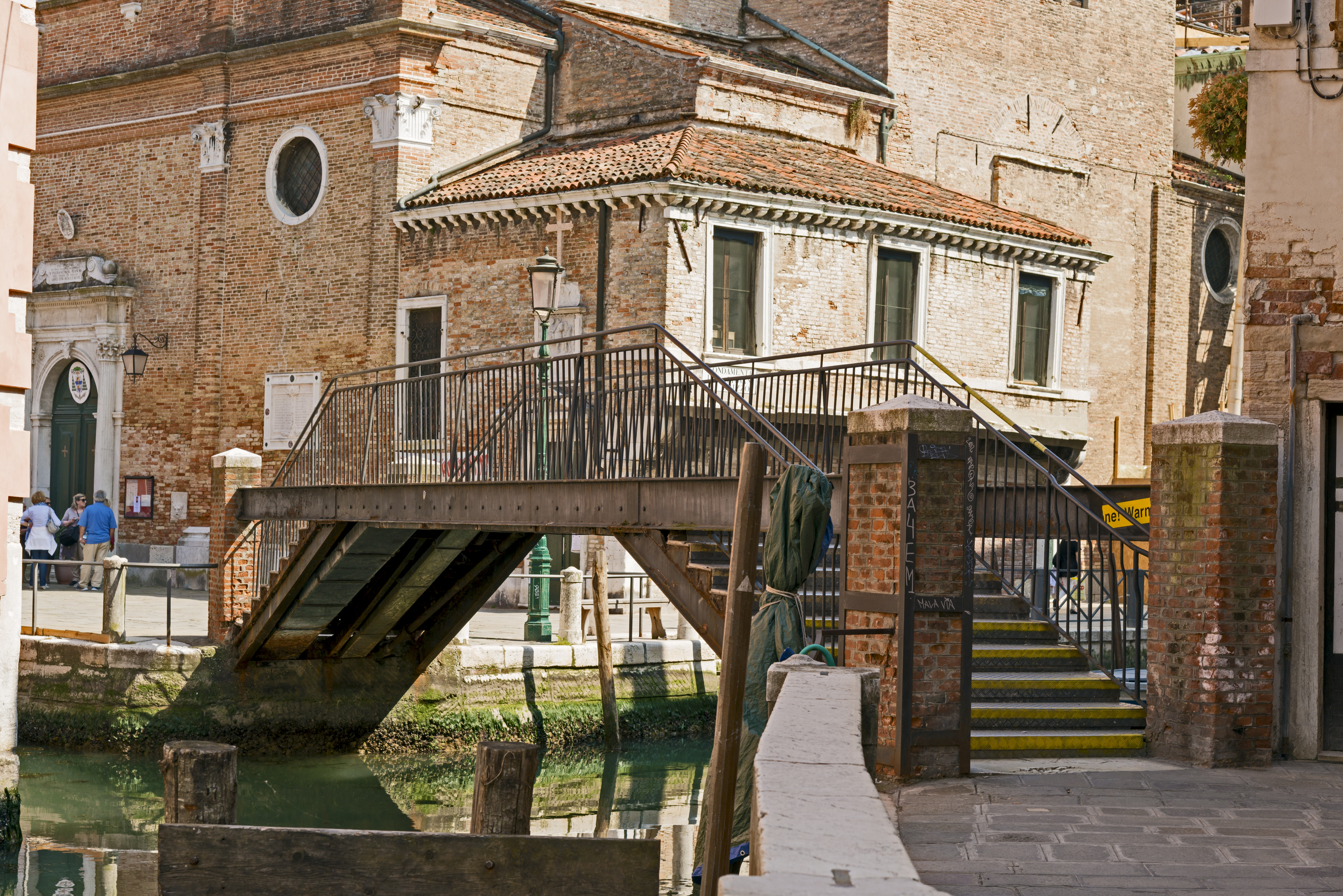
Ponte Storto (San Martino) Rio de San Martin / Arco
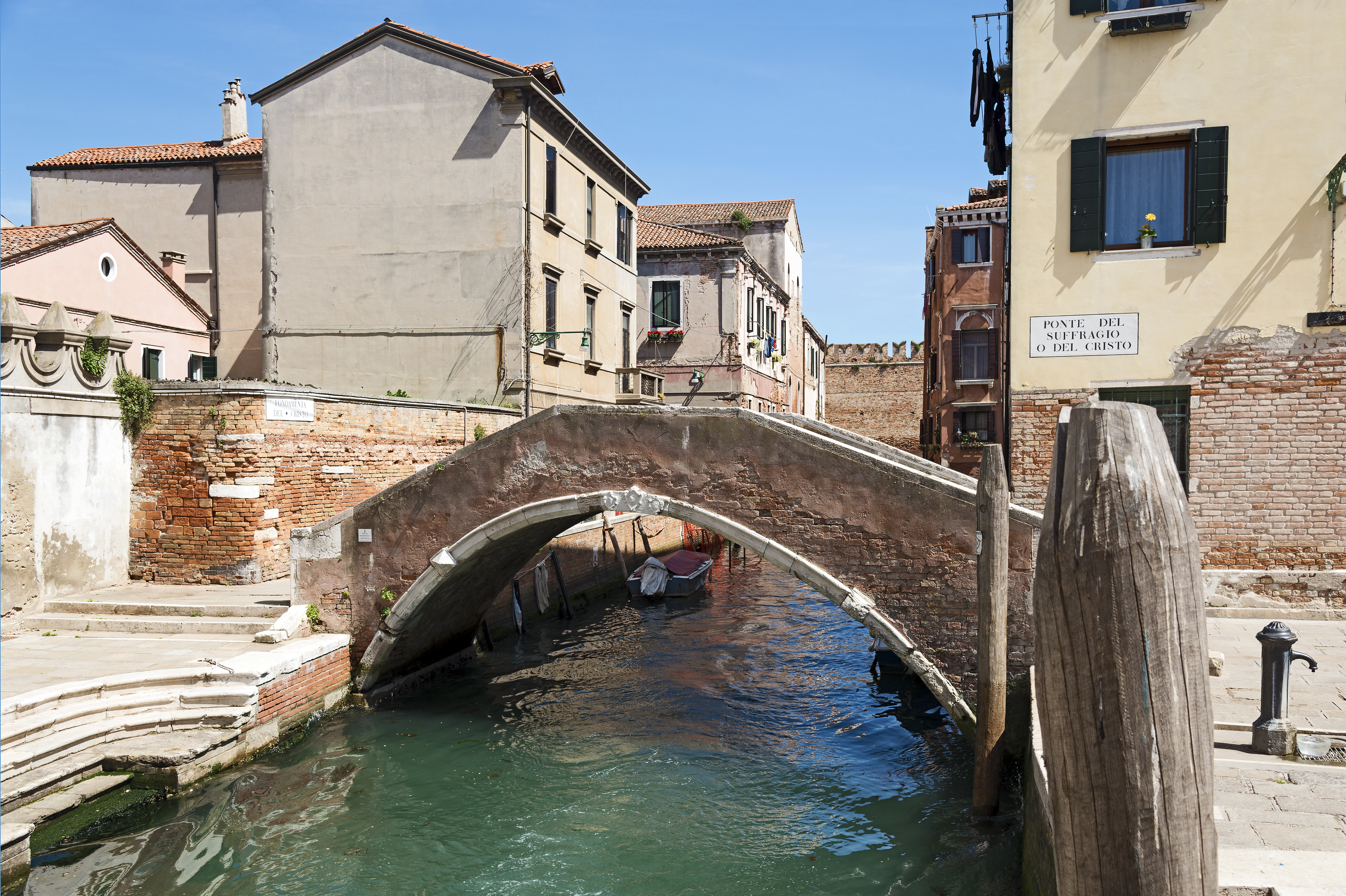
Ponte del Suffragio sau del Cristo Rio de San Francesco de la Vigna
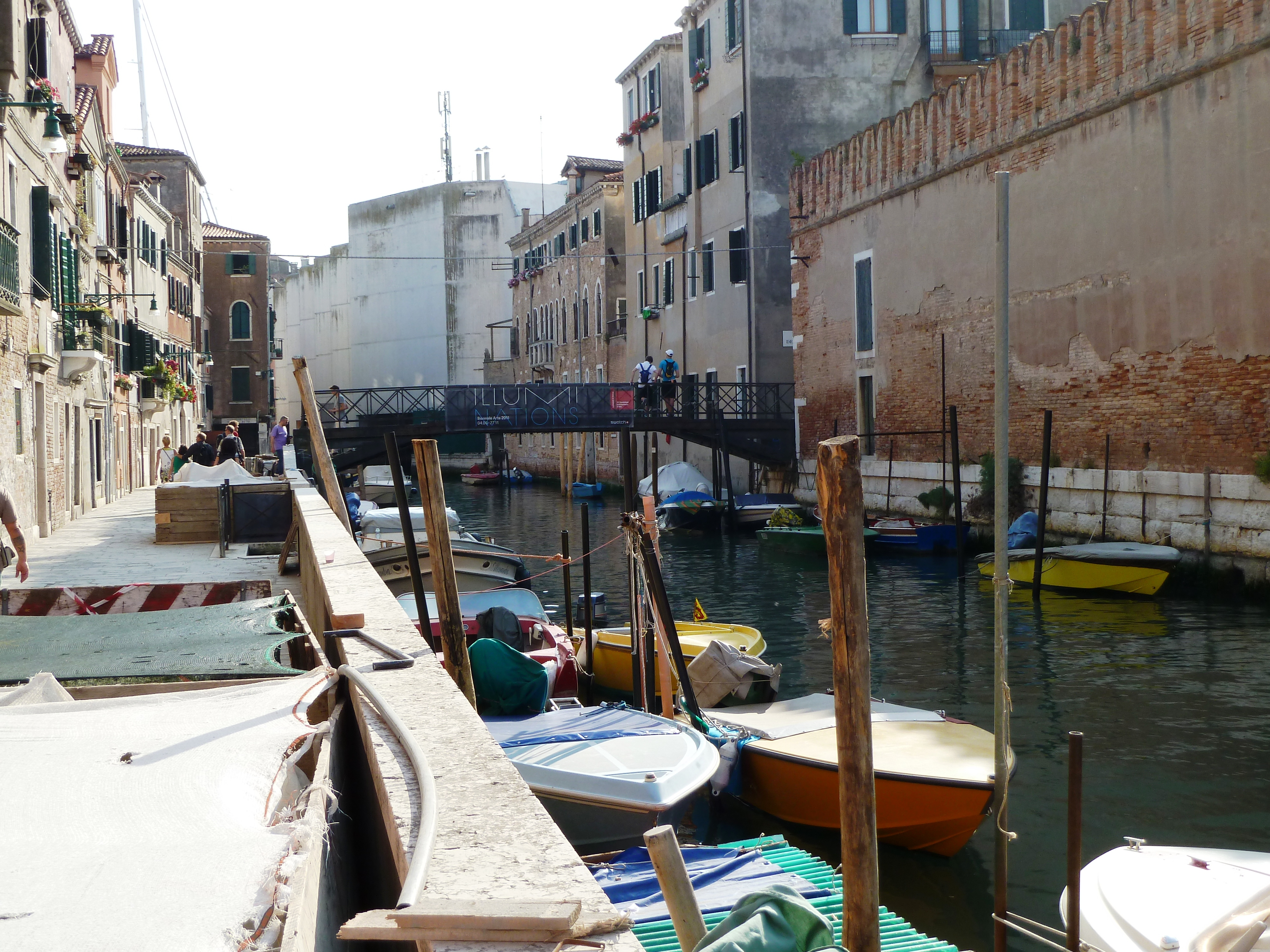
Ponte de la Tana Rio de la Tana
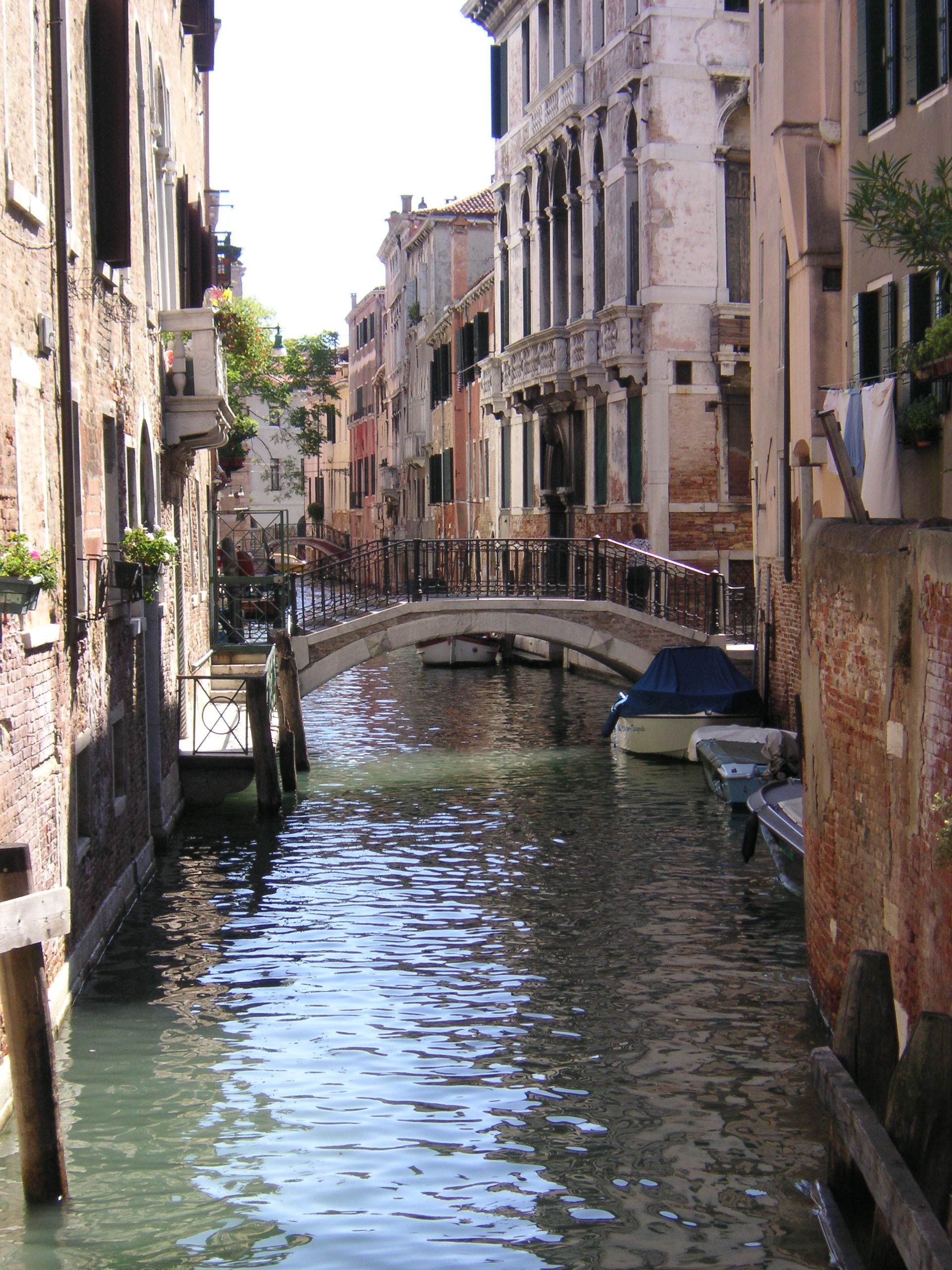
Ponte Tetta Rio Tetta
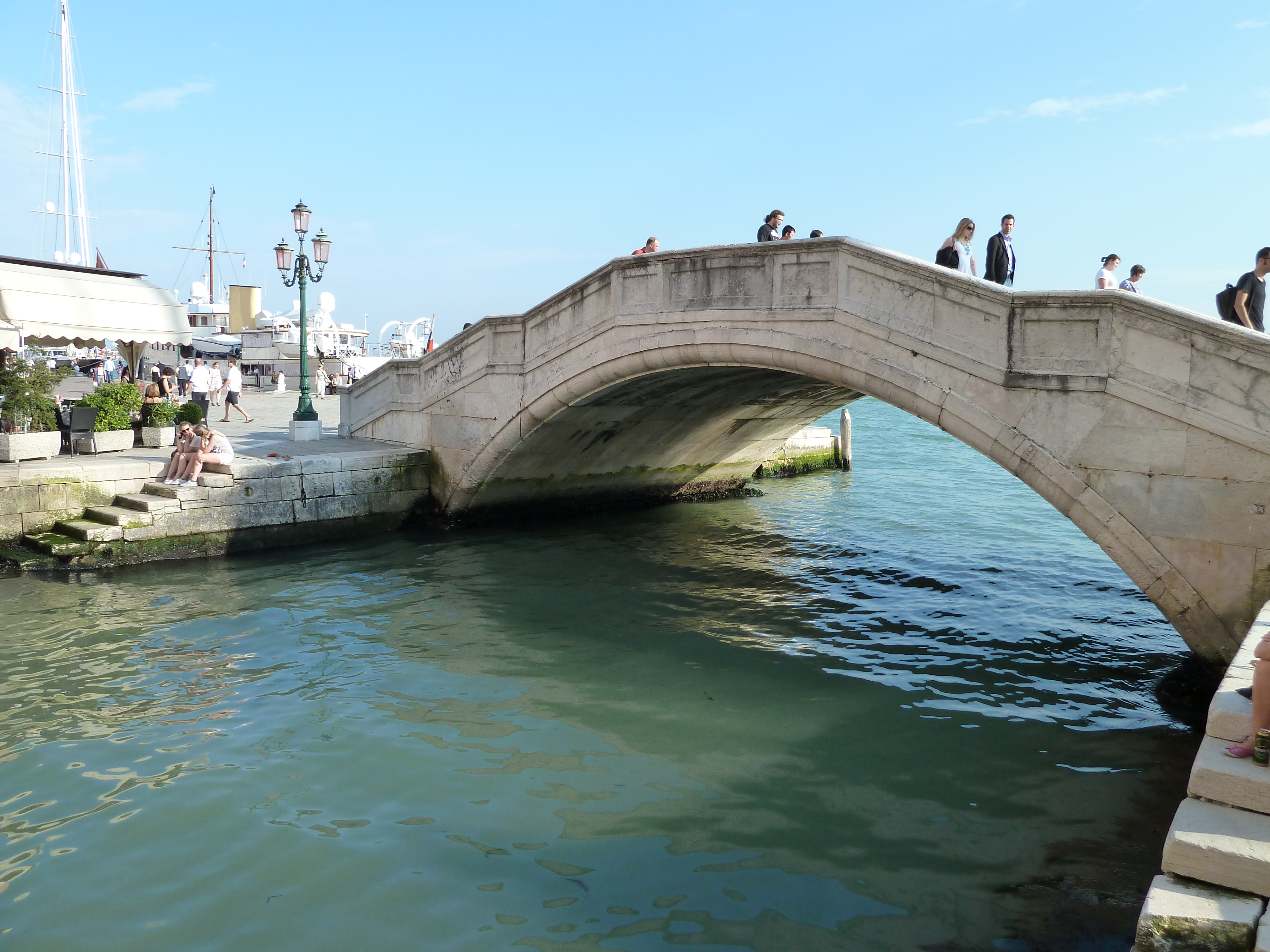
Ponte de la Veneta Marina/Cadene Rio de la Tana
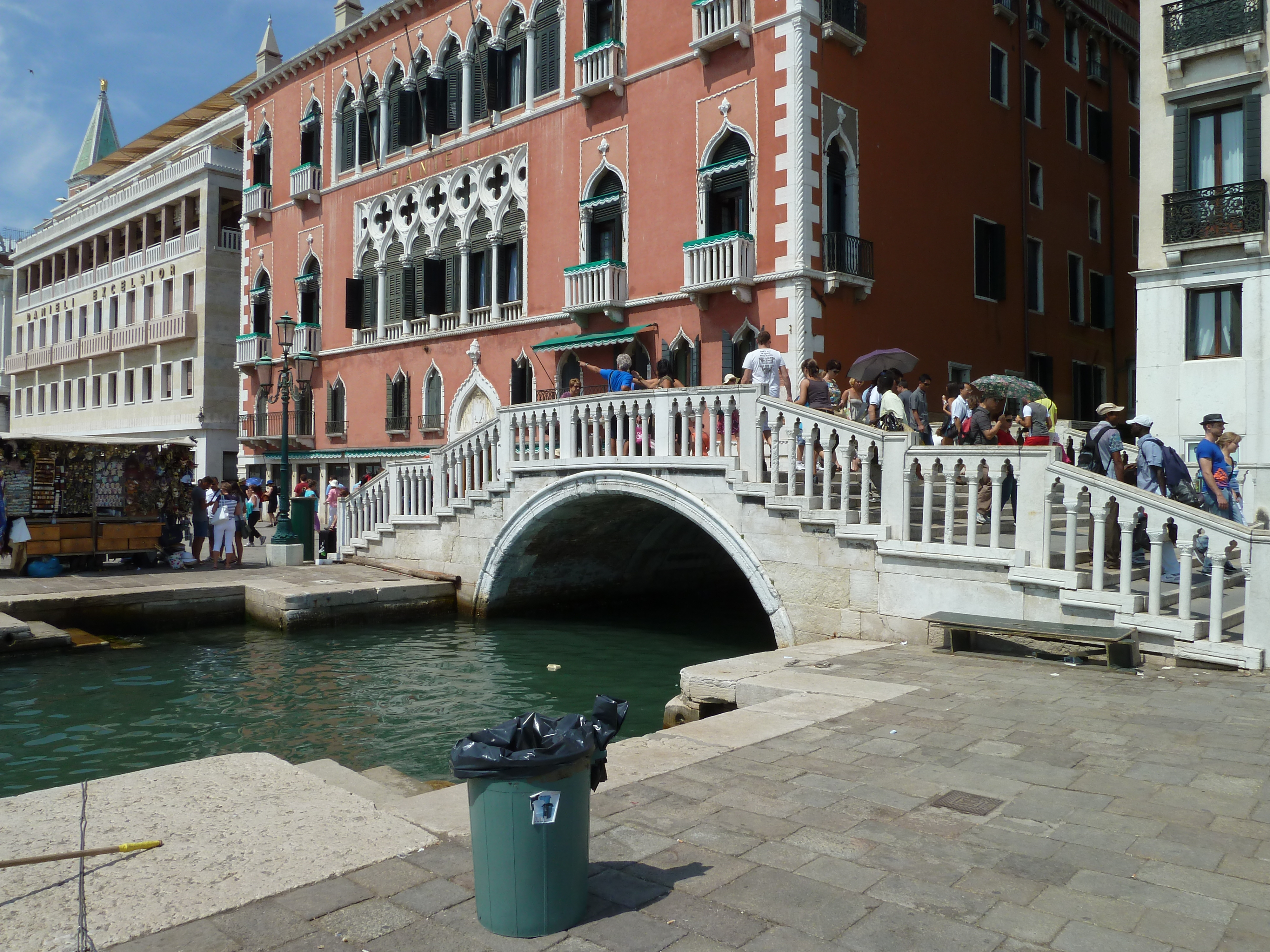
Ponte del Vin Rio del Vin
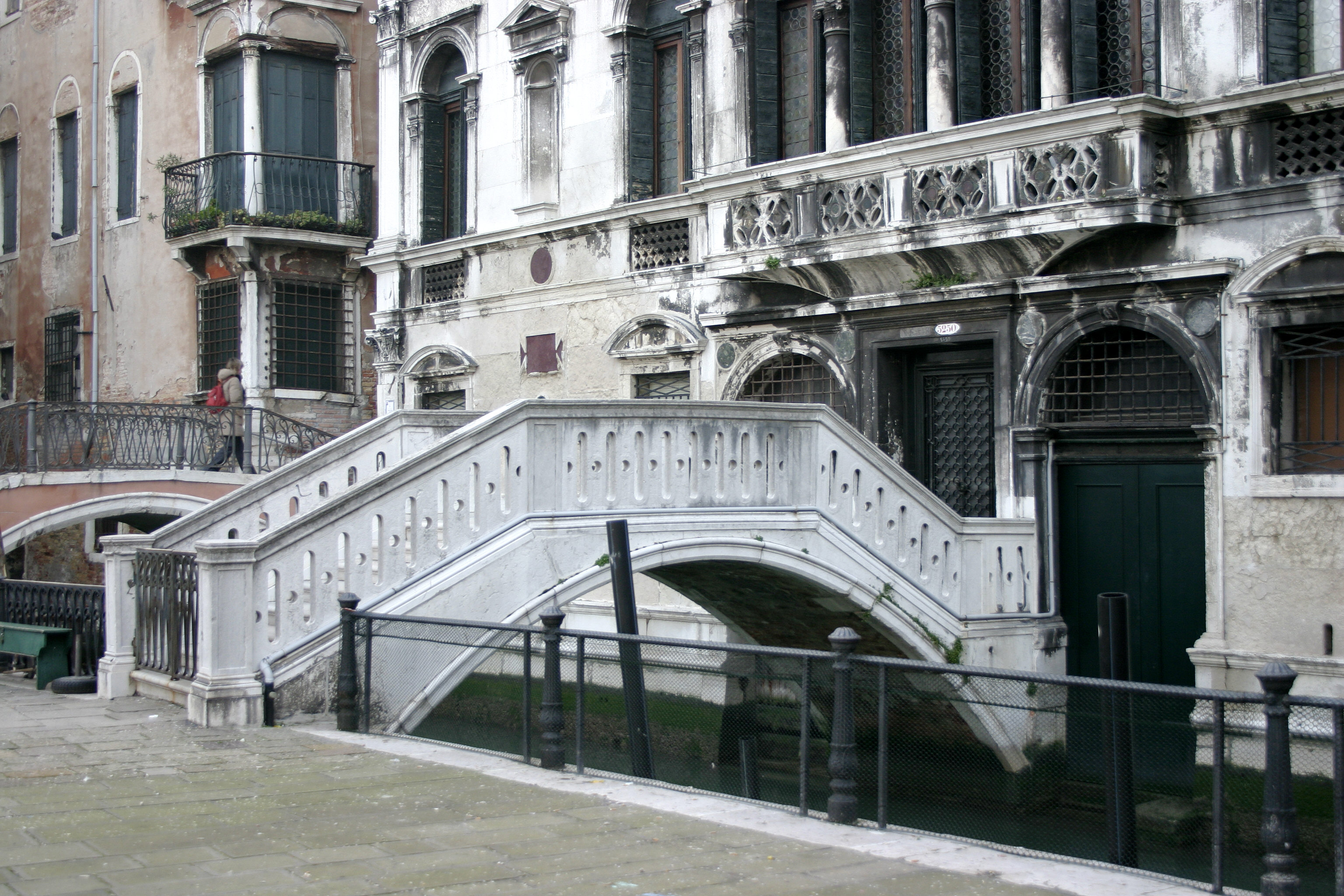
Pod privat al Palatului Malipiero Trevisan Rio de Santa Maria Formosa
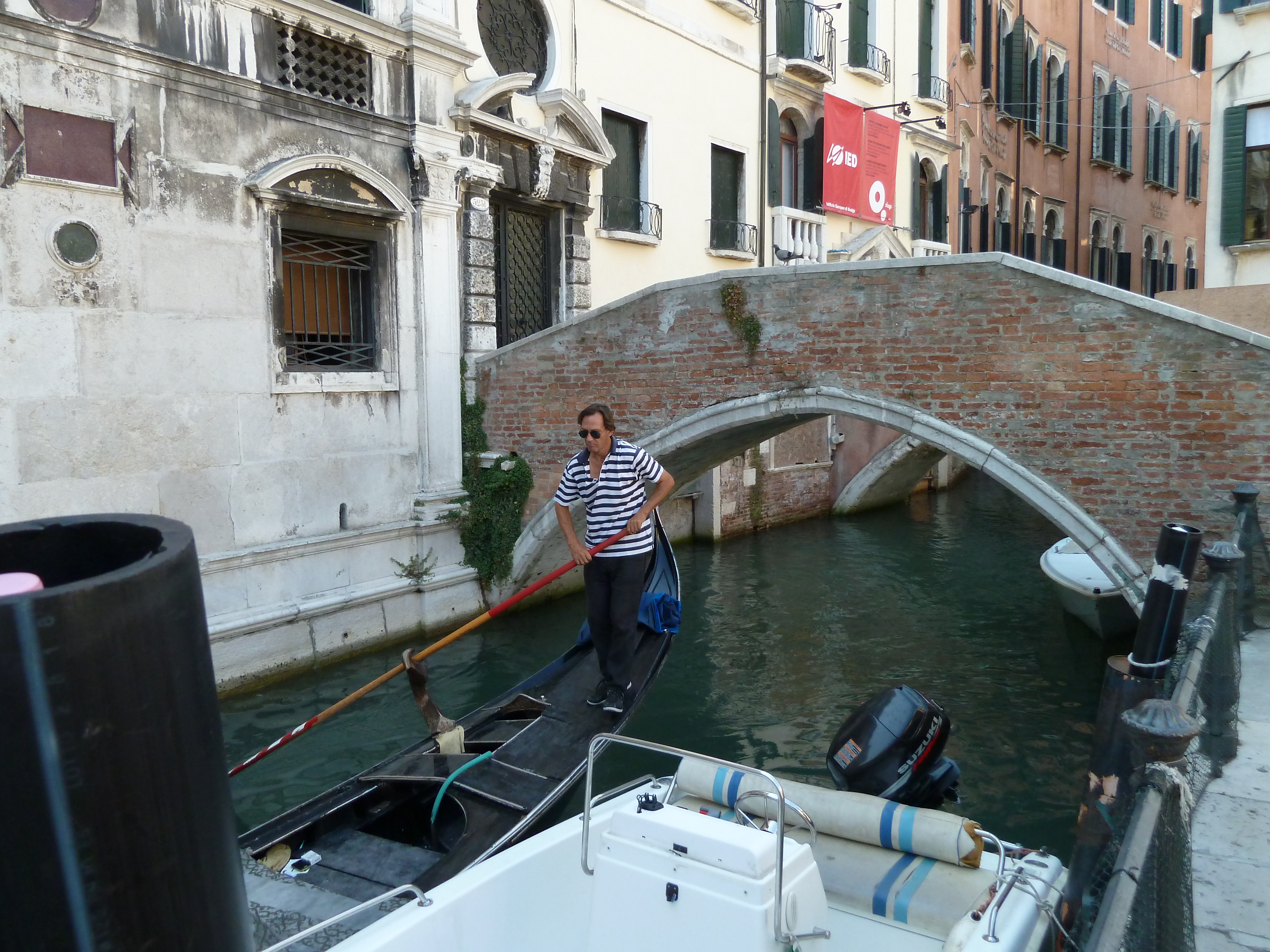
Al doilea pod privat al Palatului Malipiero Trevisan Rio de Santa Maria Formosa
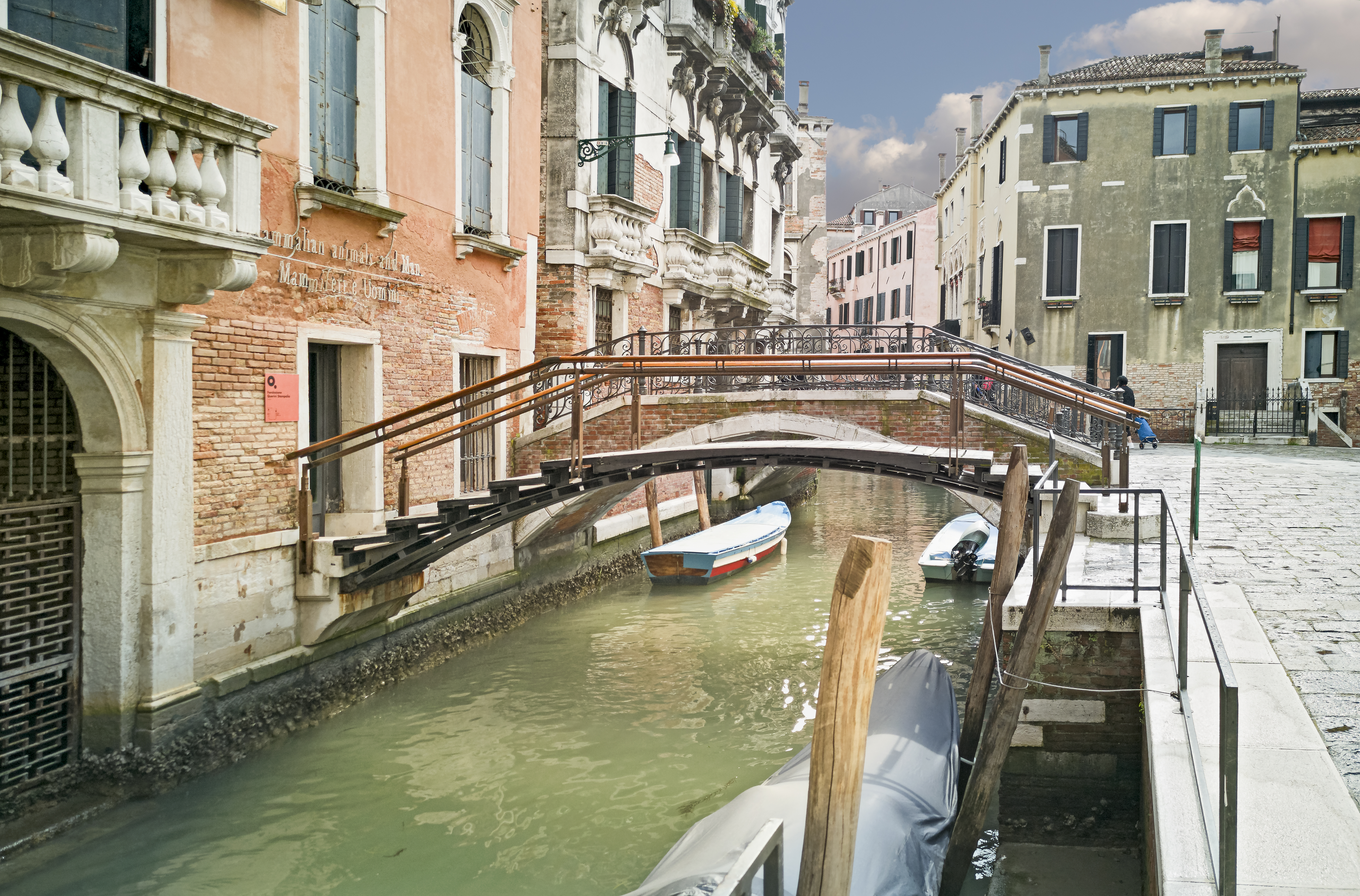
Pod privat către Palatul Querini Stampalia Rio de Santa Maria Formosa
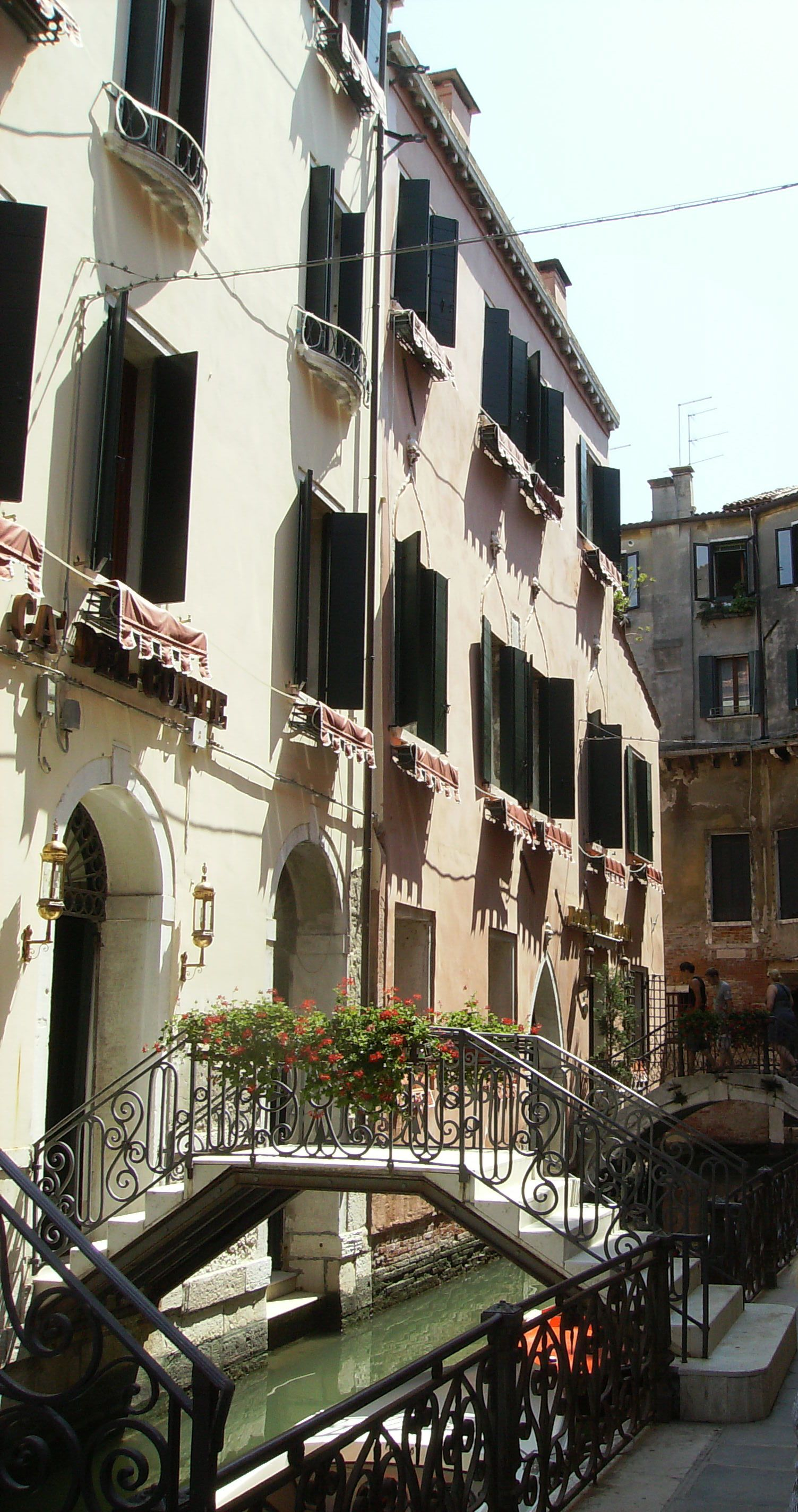
1Format:Er Pod privat al Hotelului Ca del Conte Rio de San Zaninovo
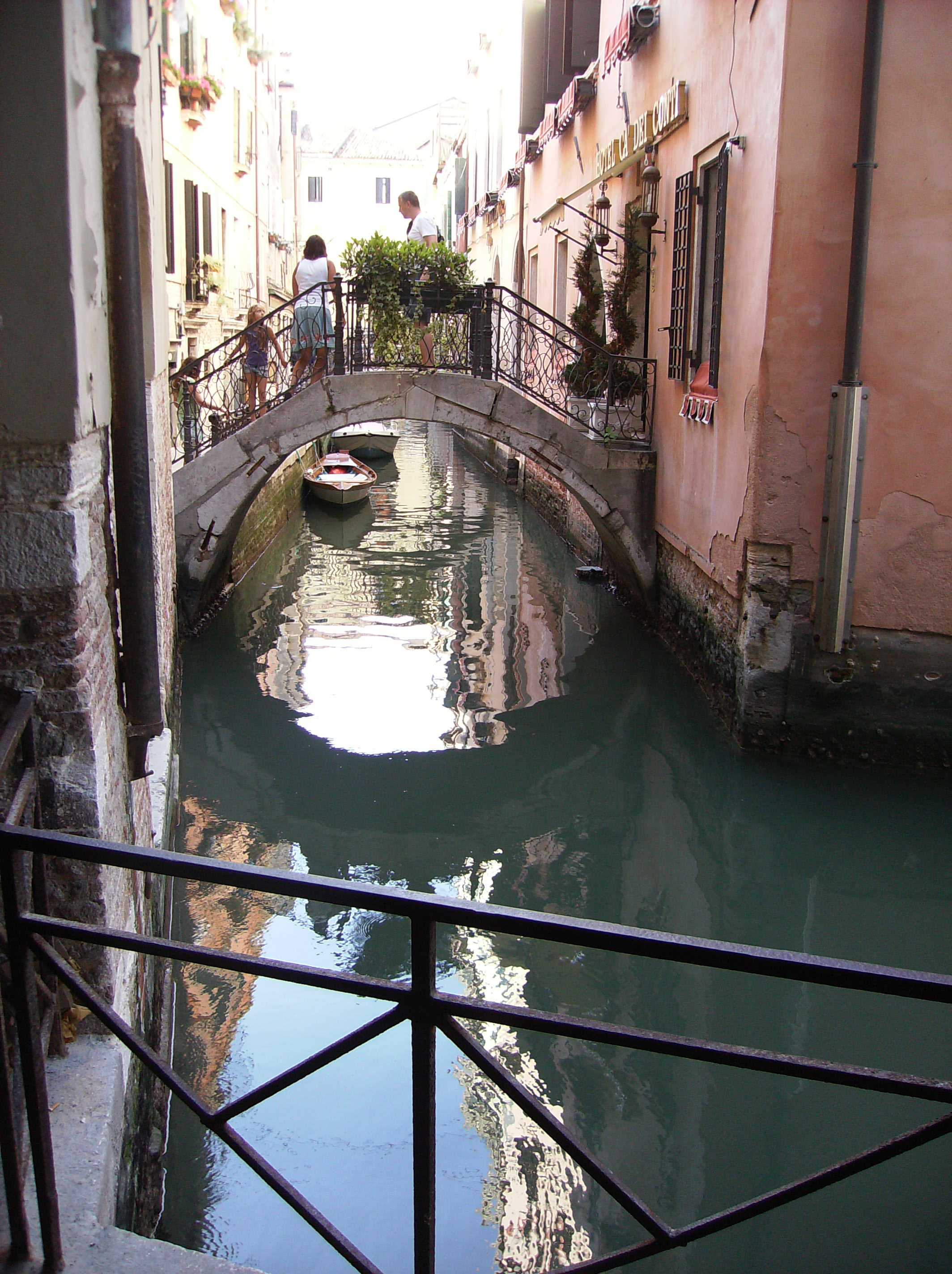
Al doilea pod privat al Hotelului Ca del Conte Rio de San Zaninovo
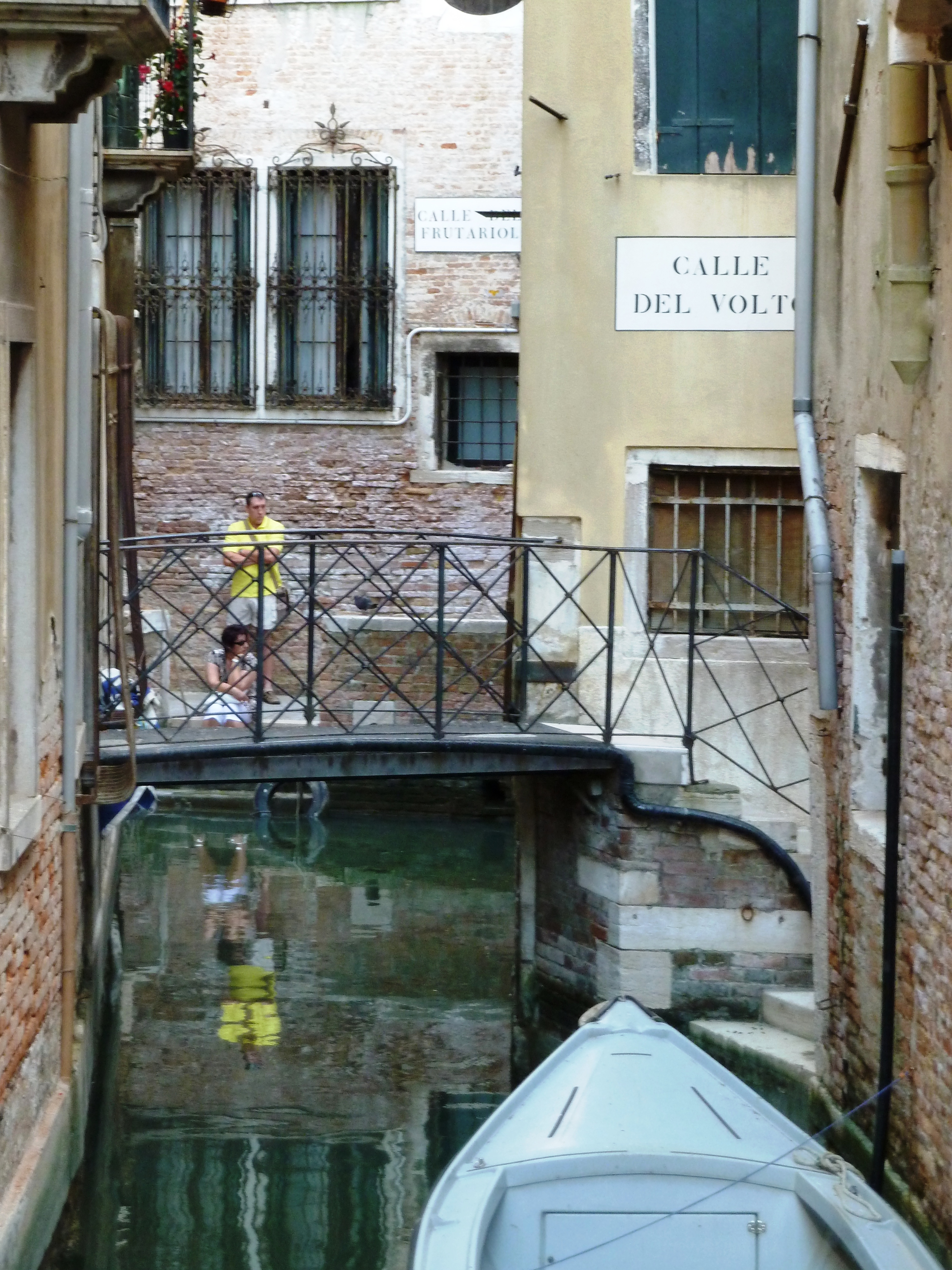
pod privat calle del Volto Rio del Piombo
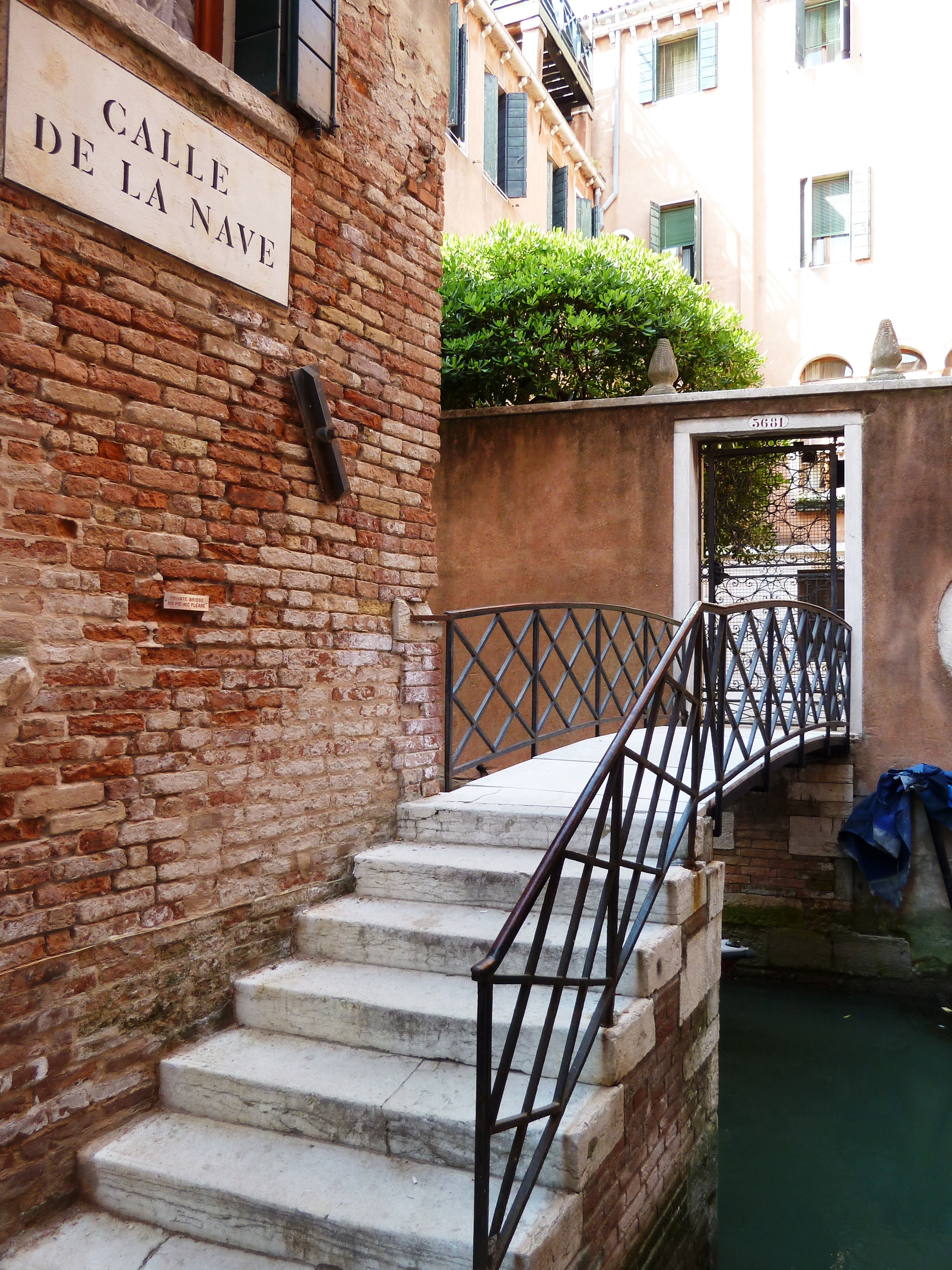
pod privat calle de la Nave Rio del Piombo
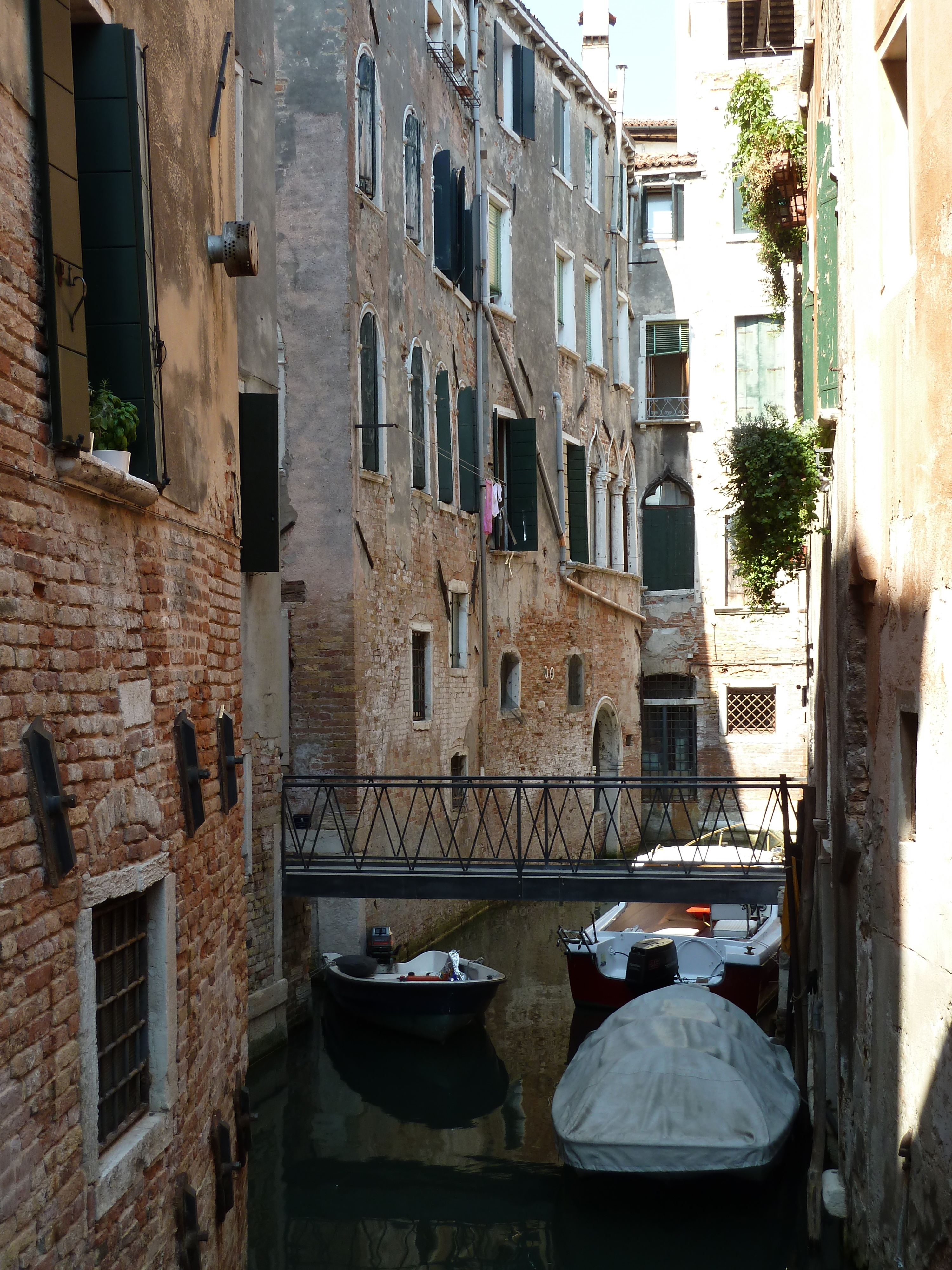
pod privat calle de le Vele Rio del Piombo
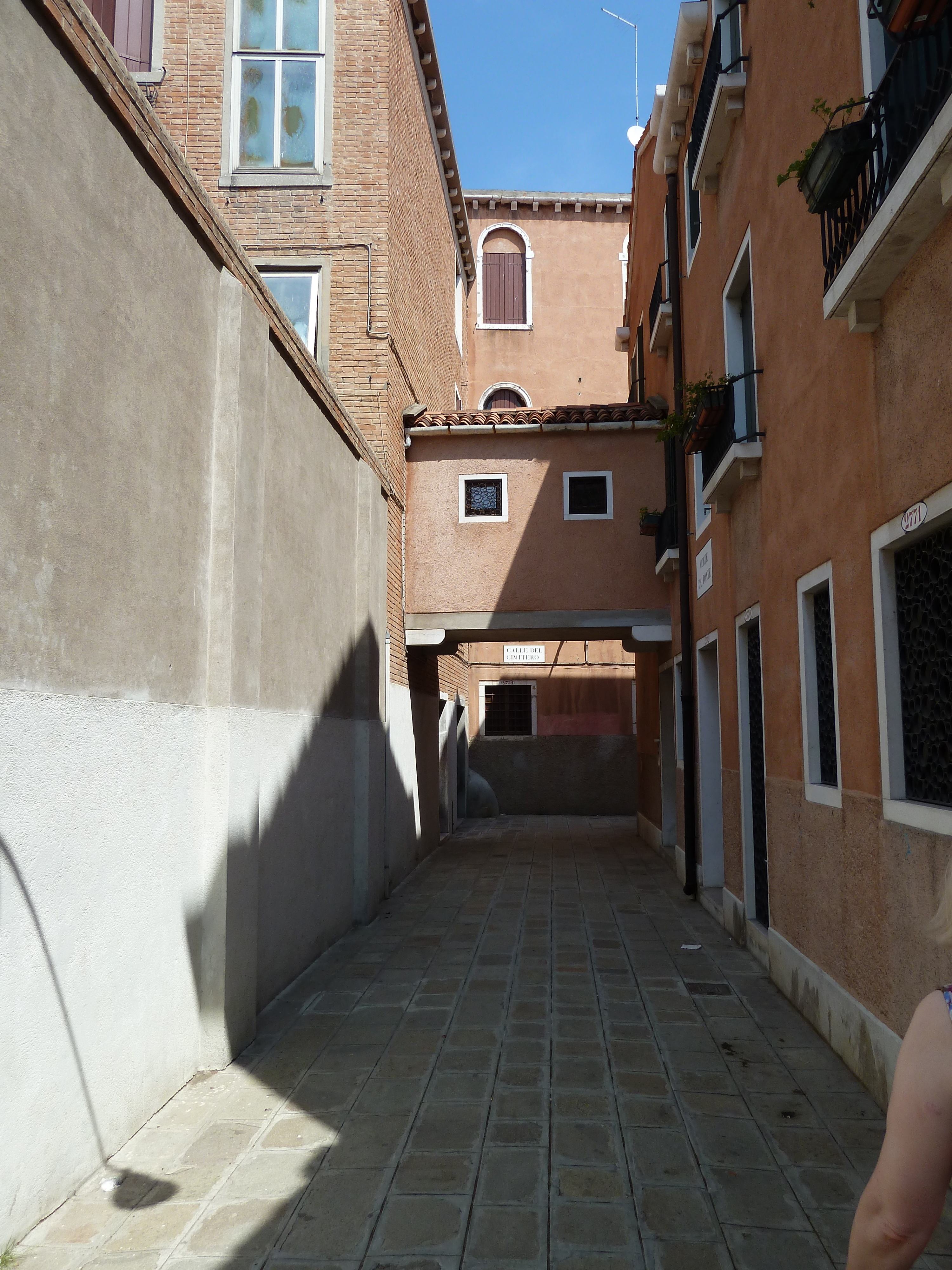
pod privat calle del cimitero
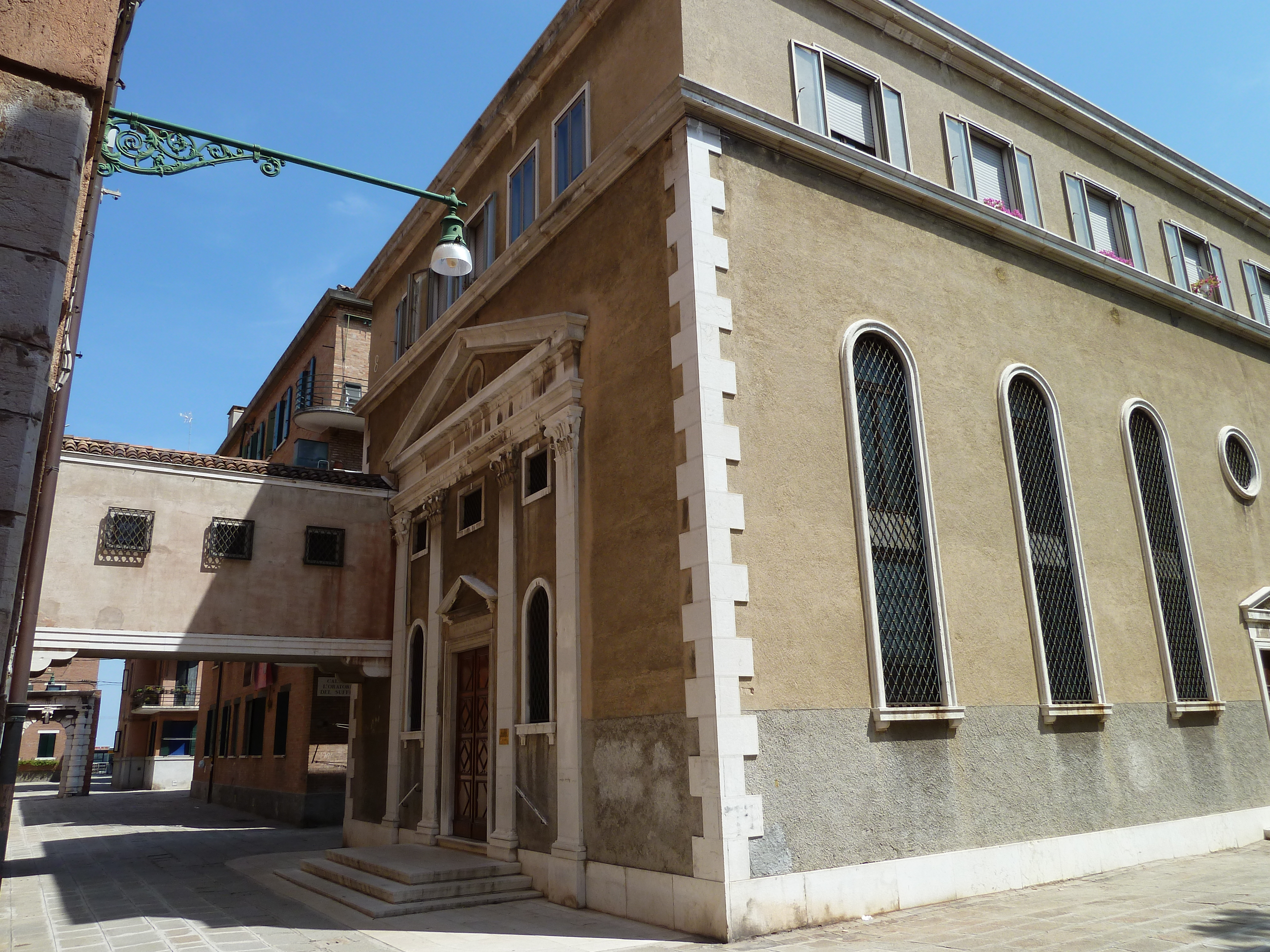
pod privat al Bisericii Cristo Re

## SestiereSanta Croce

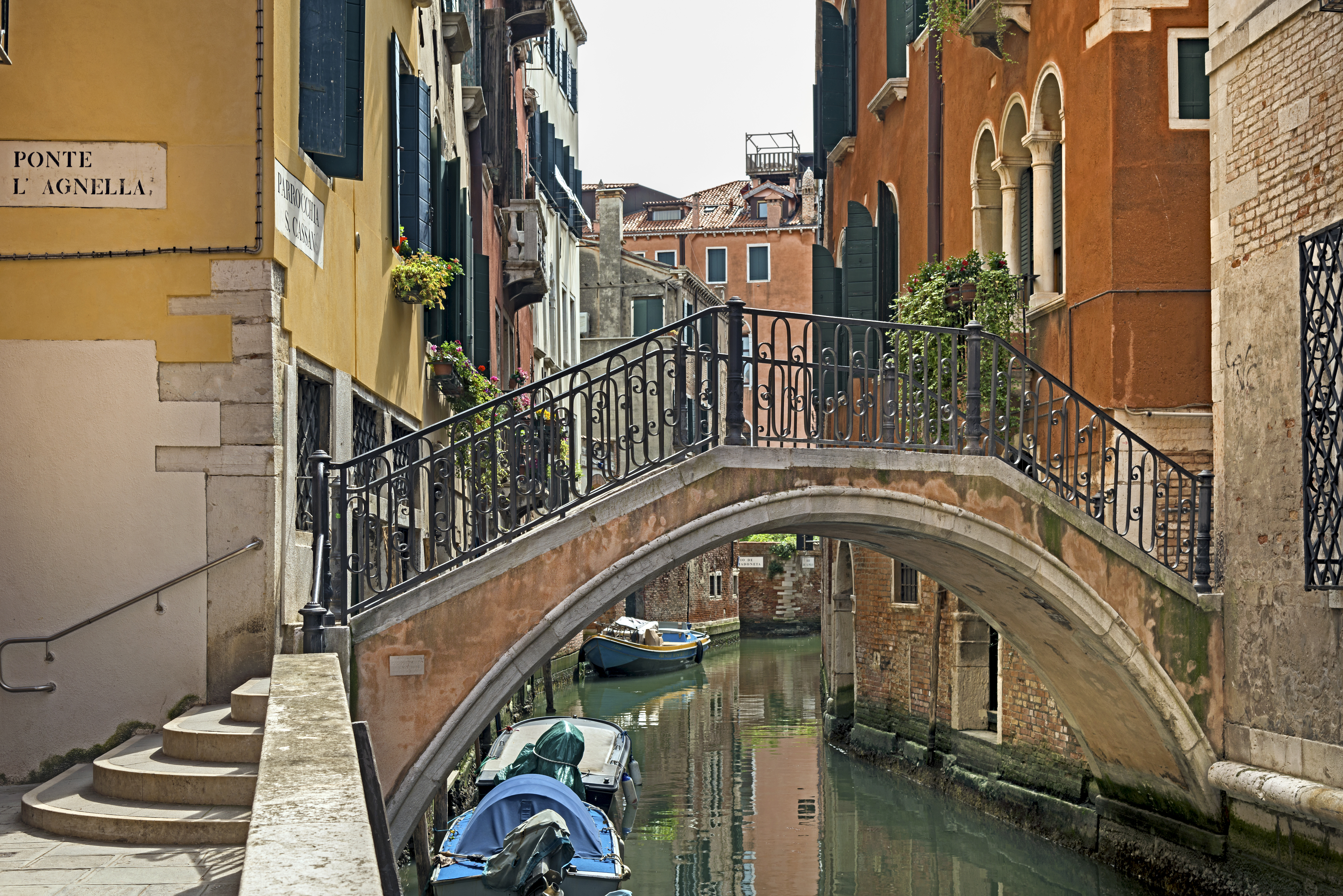
Ponte de l'Agnella Rio delle Due Torri
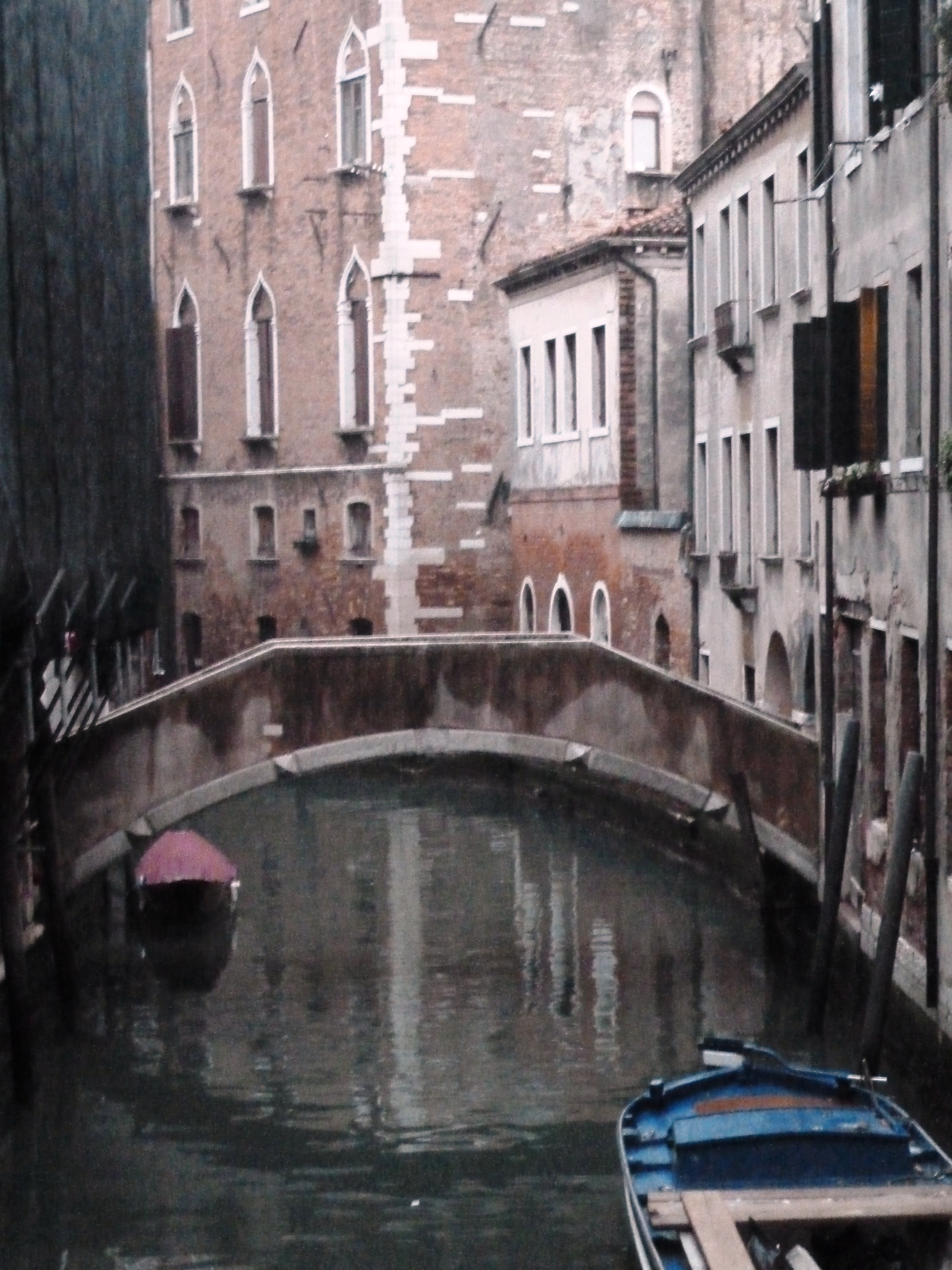
Ponte de l'Anatomia Rio San Zan Degolà
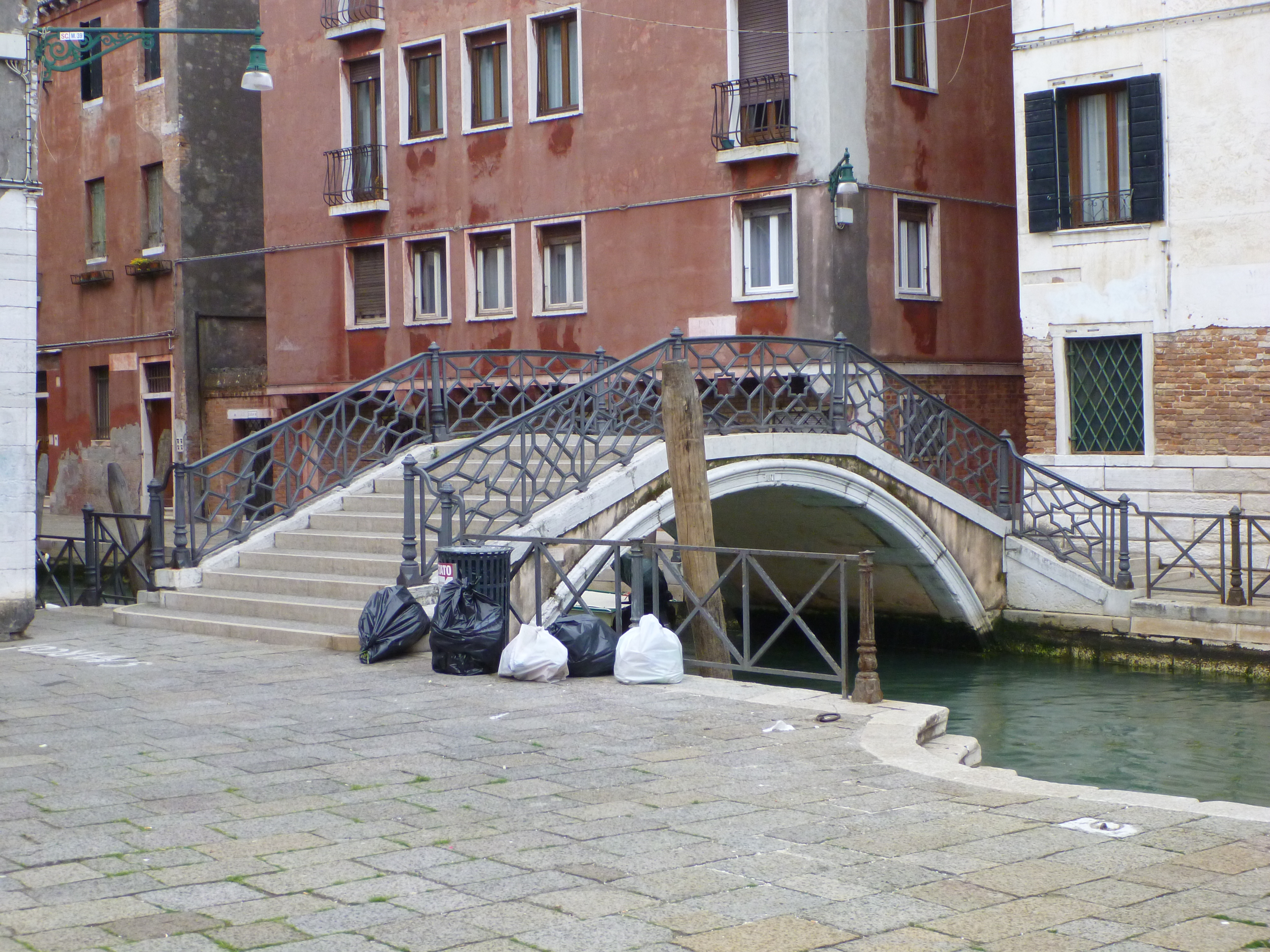
Ponte Bembo/San Zan Degolà Rio de San Zan Degolà
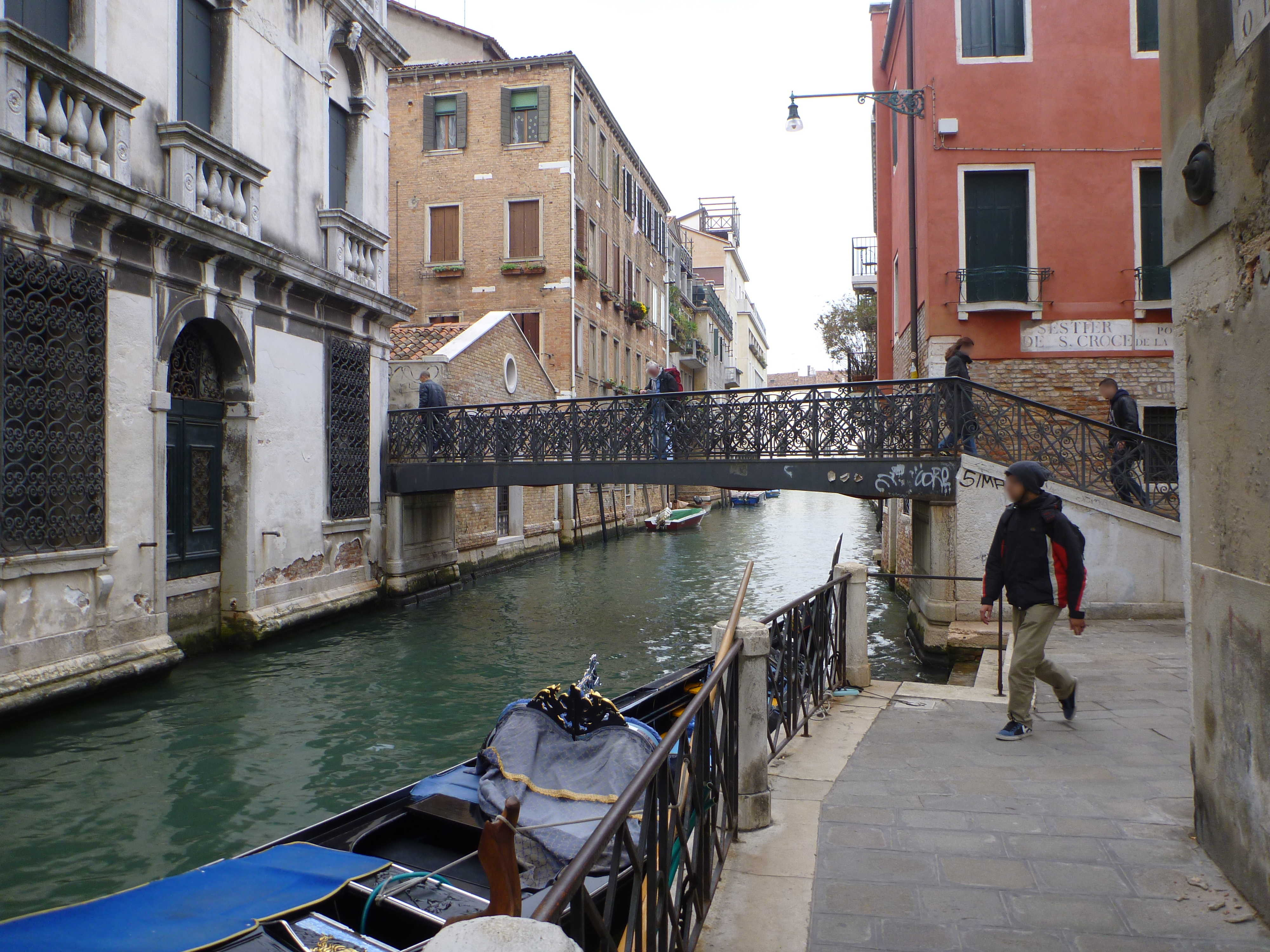
Ponte de la Bergami Rio Marin
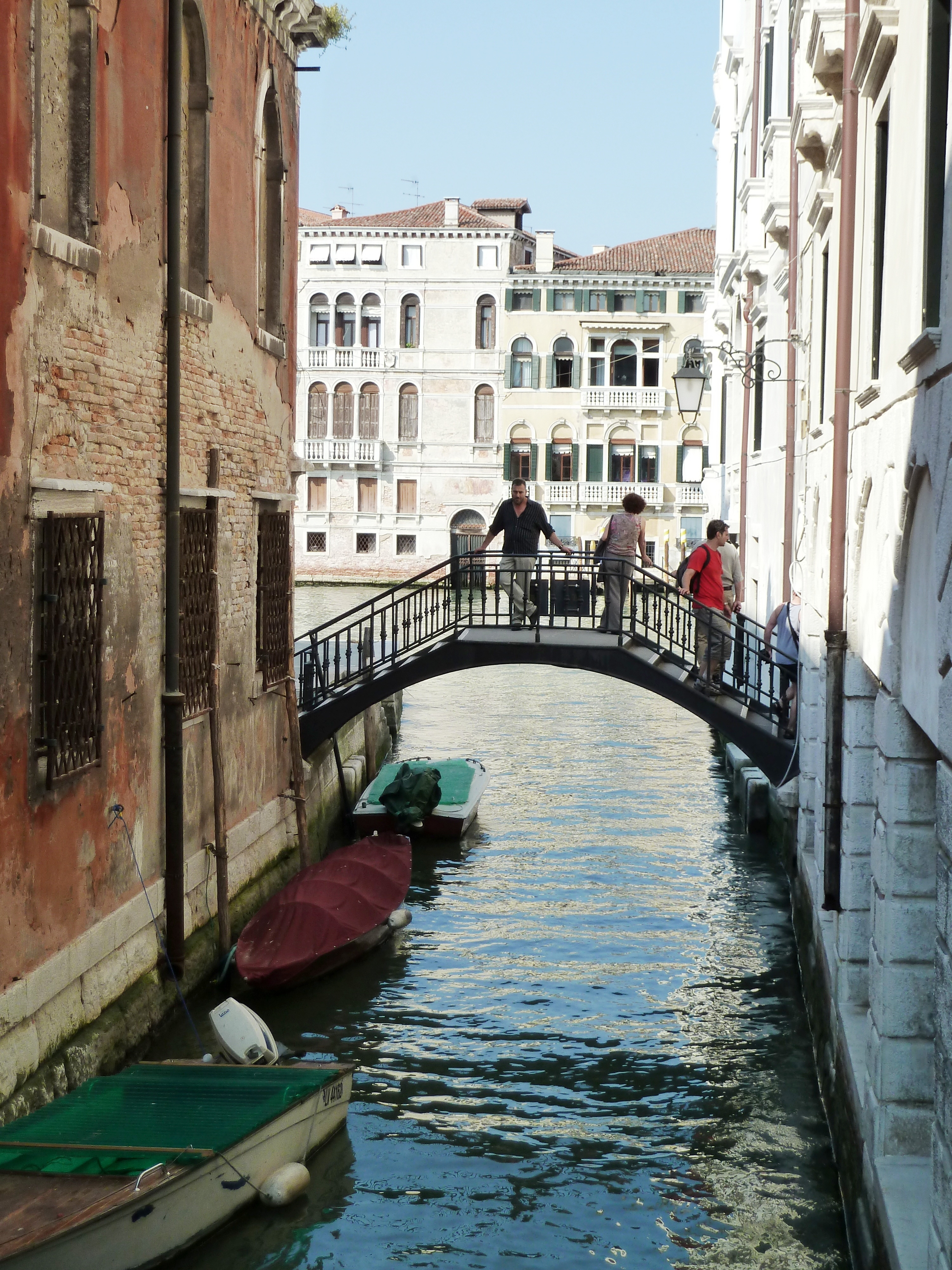
Ponte de Ca’Giovannelli Rio de San Stae
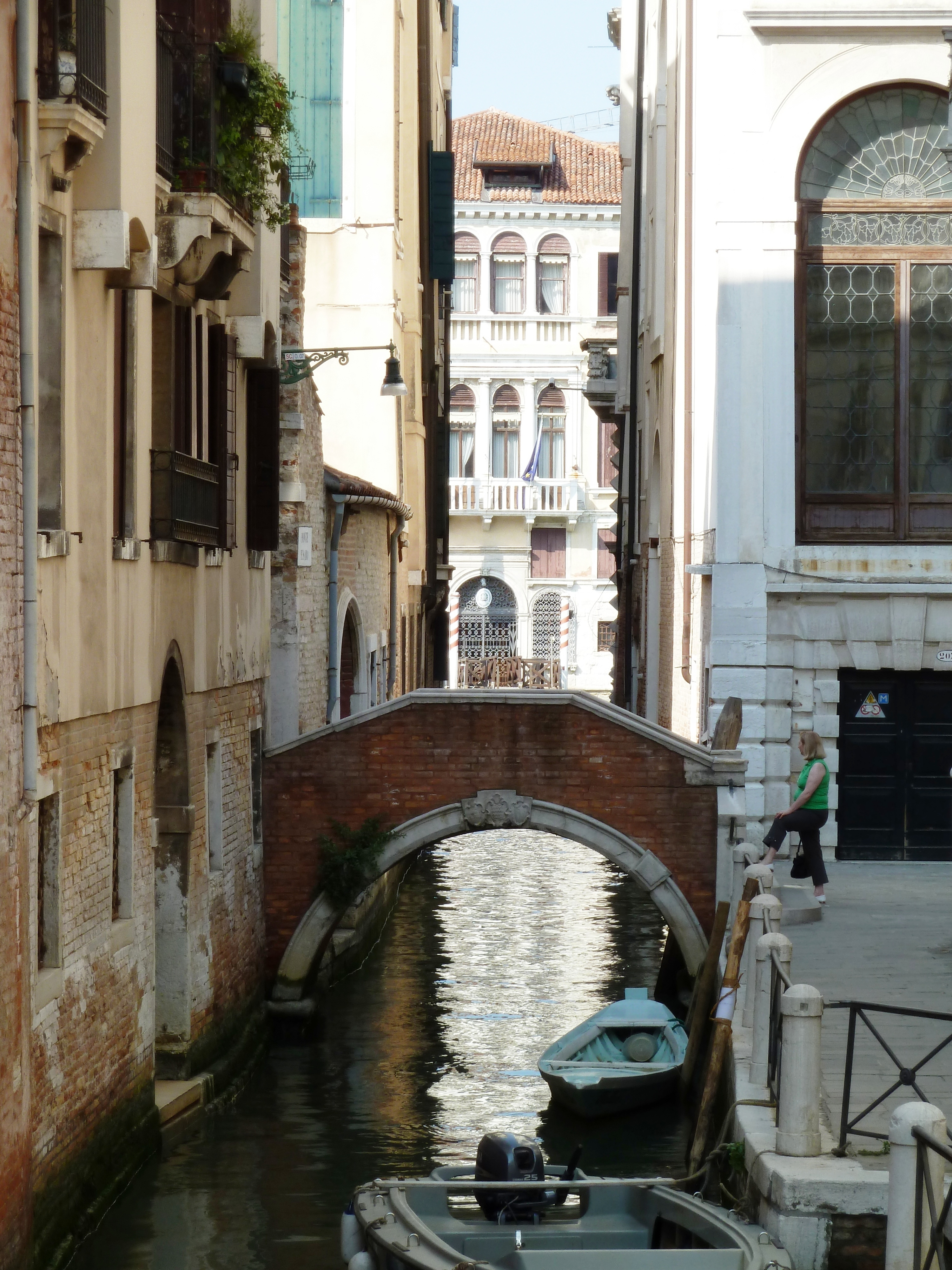
Ponte de Ca' Pesaro Rio de la Pergola
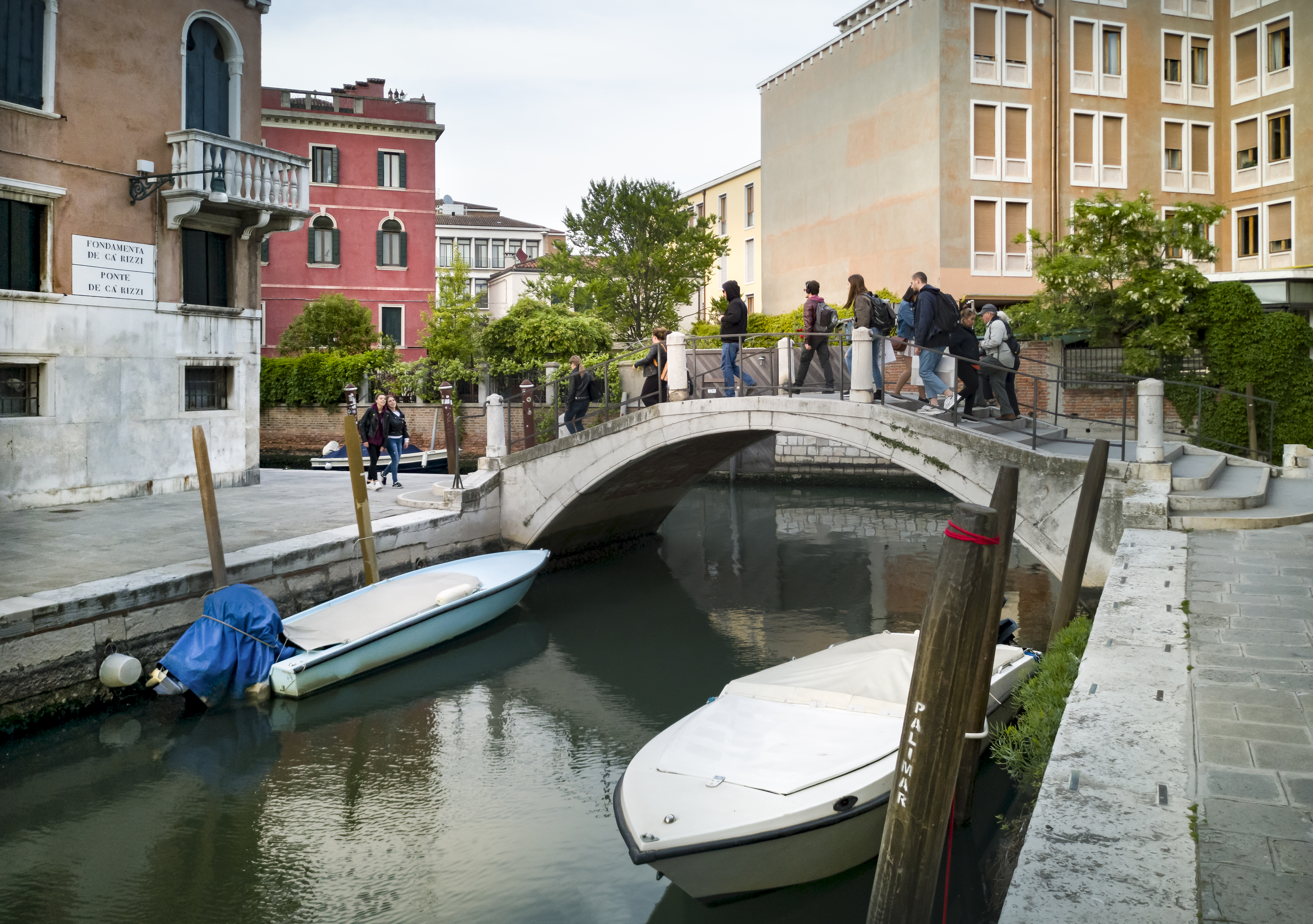
Ponte de Ca' Rizzi Rio Ca’Rizzi – S.M. Maggiore
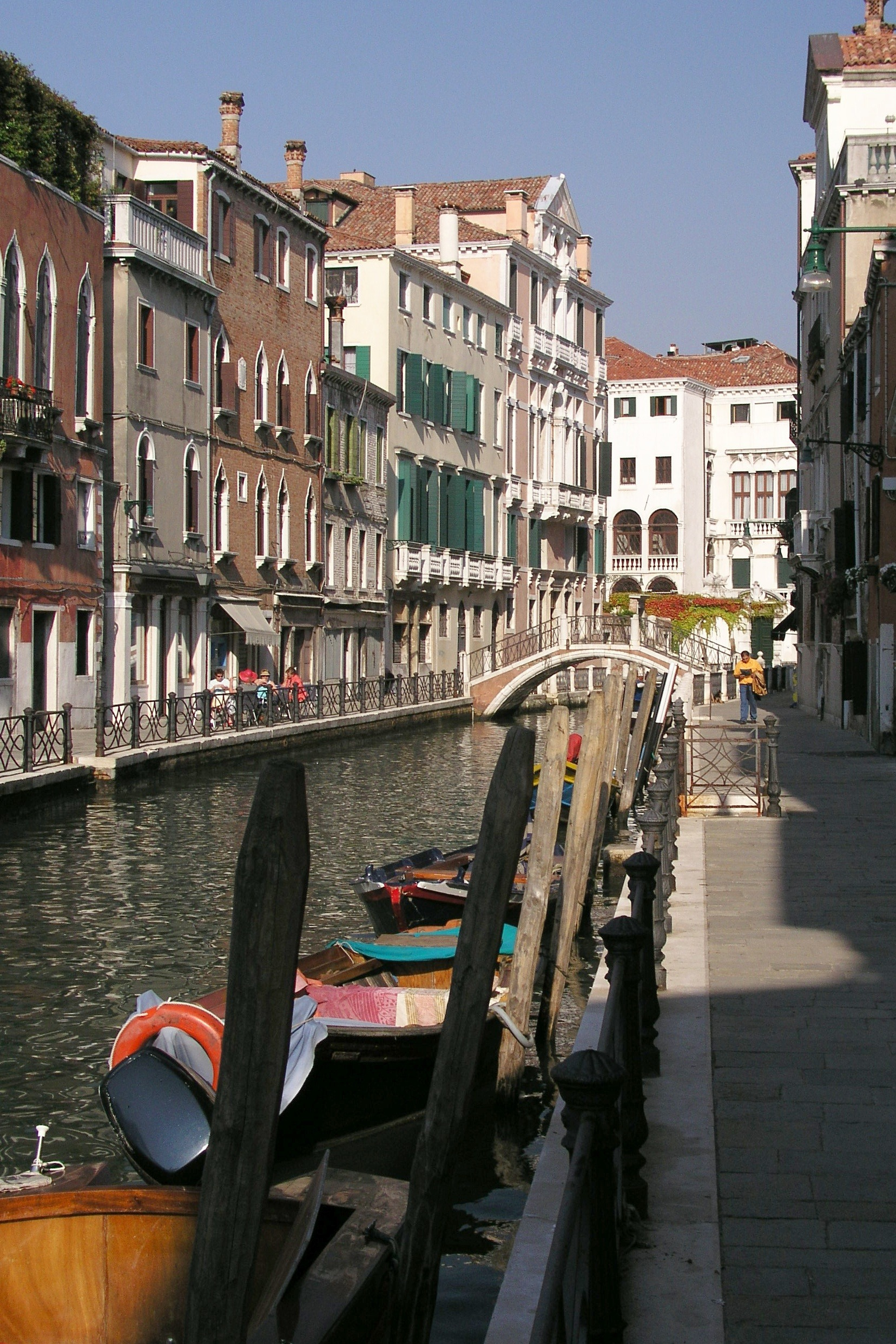
Ponte Cappello/ dei Garzoti Rio Marin
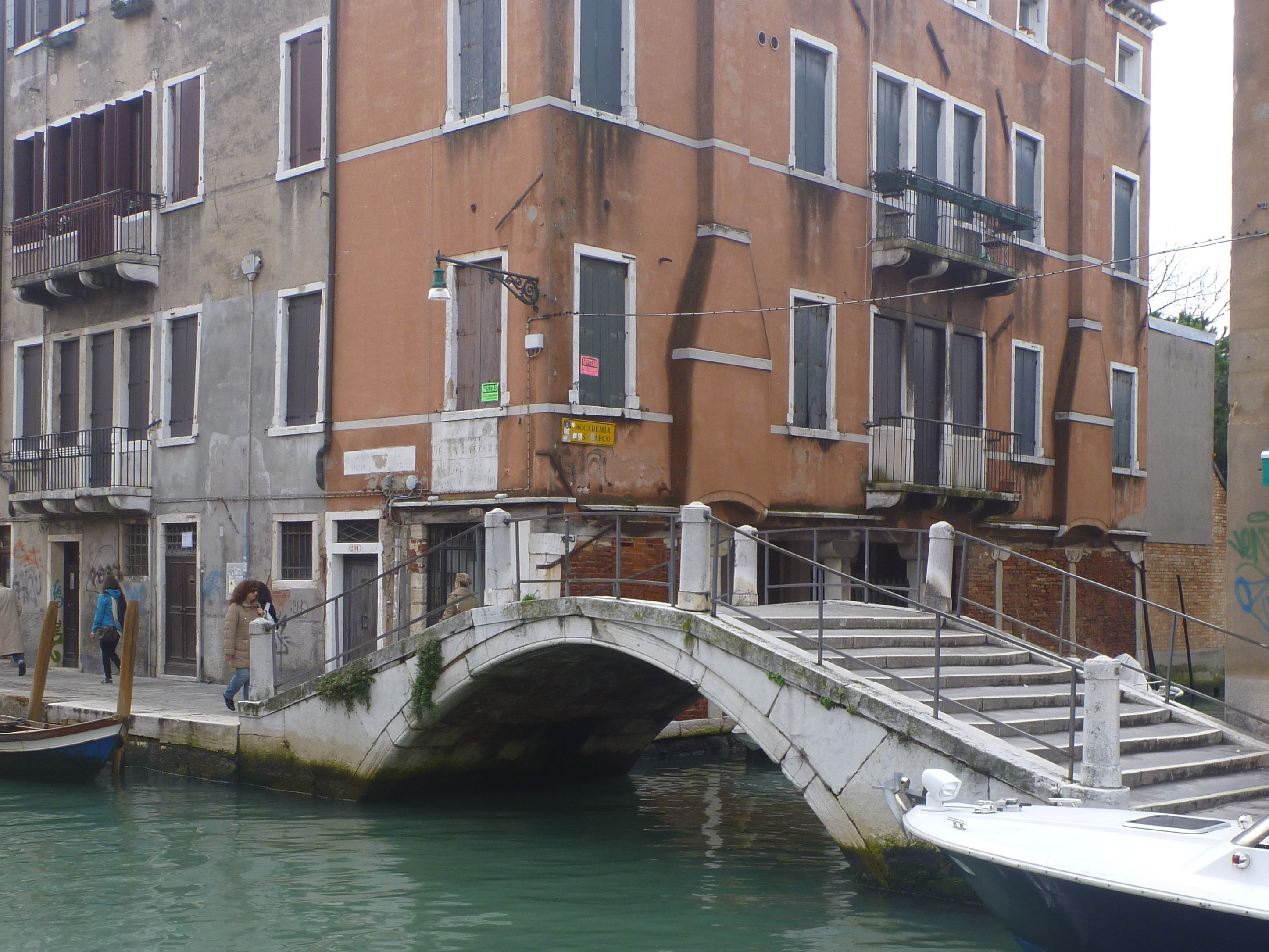
Ponte de la Cazziola Rio de la Cazziola
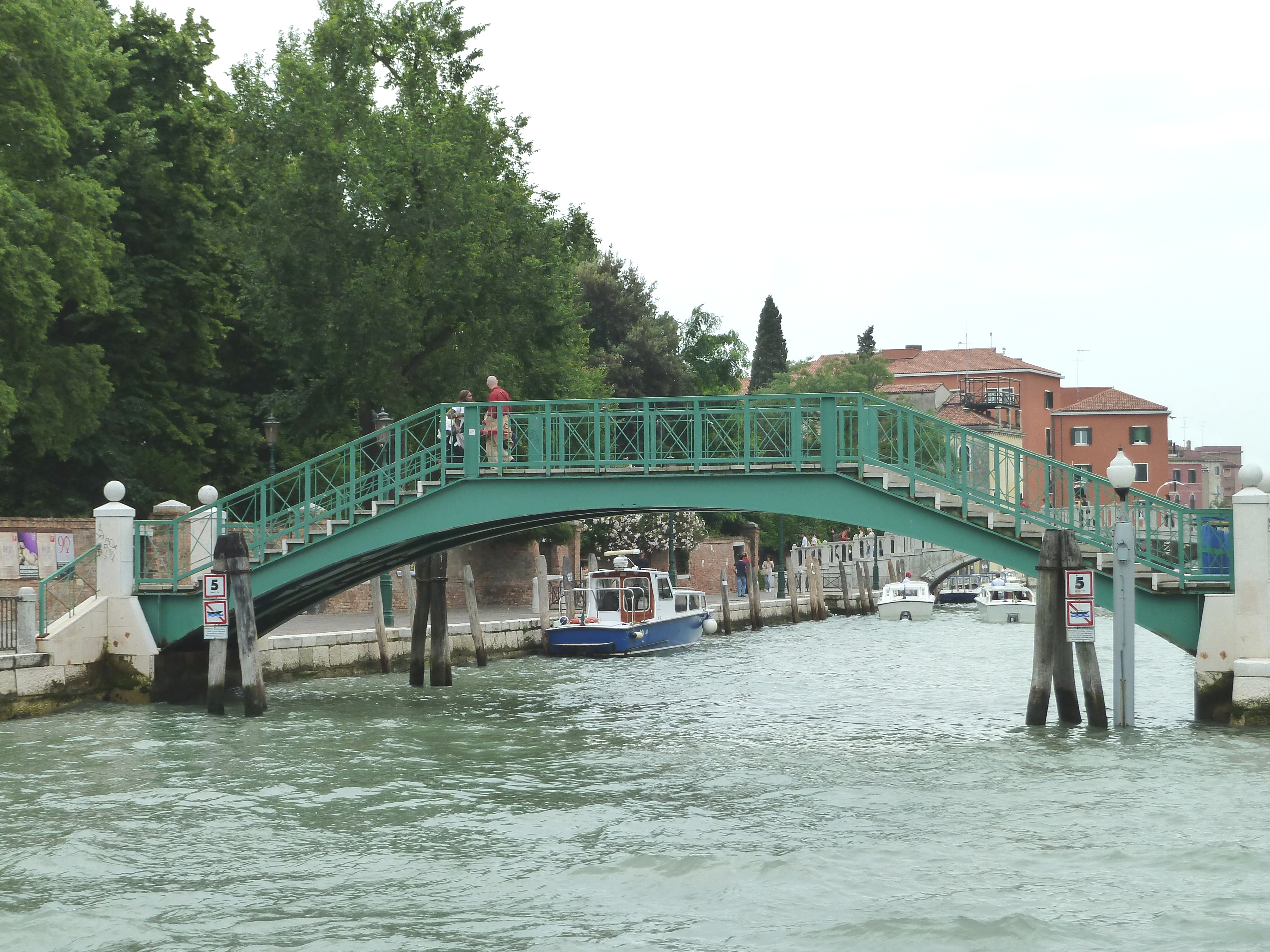
Ponte de Santa Chiara/del Monastero Rio Novo
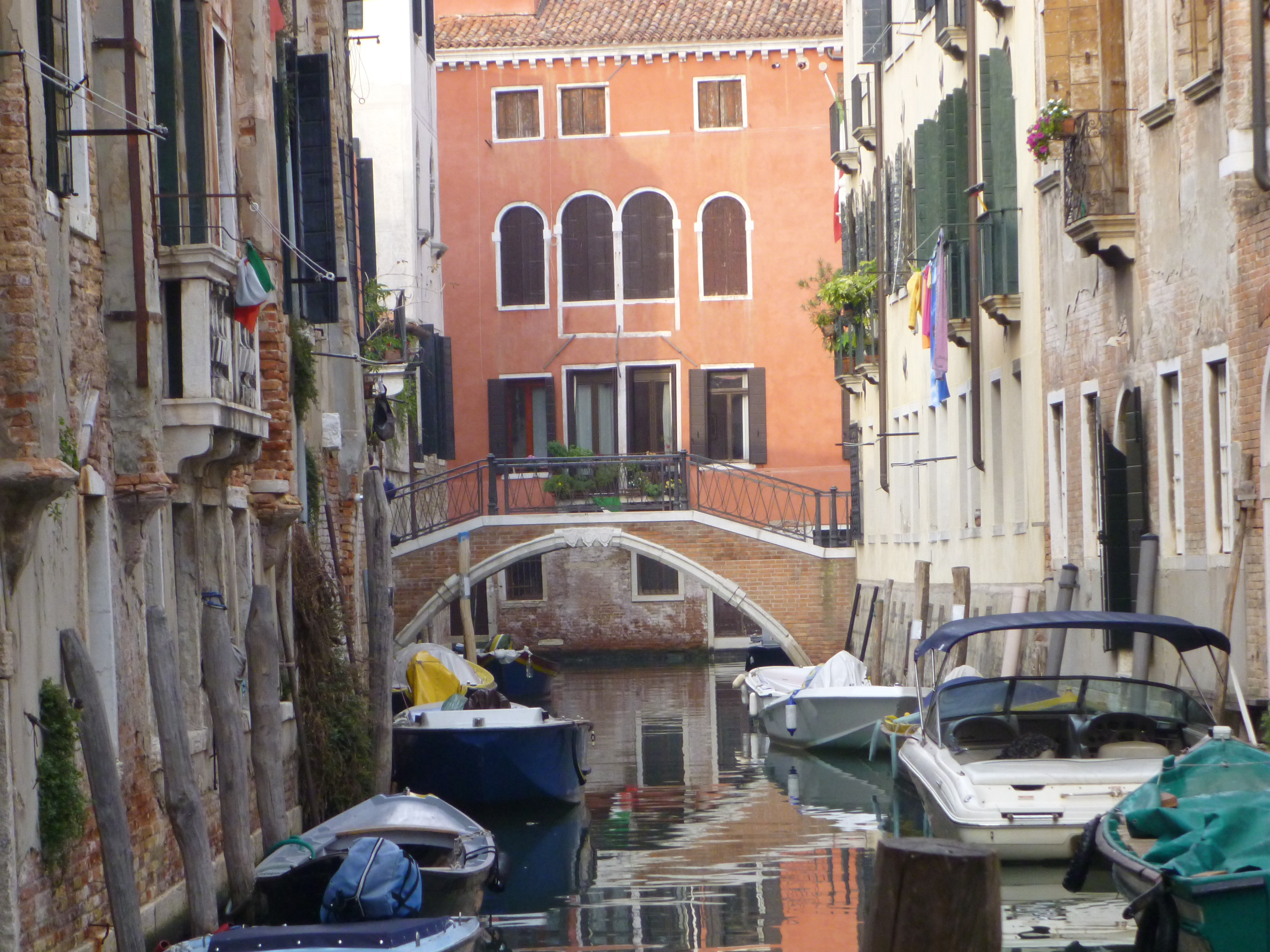
Ponte Colombo sau Carminati Rio de San Boldo
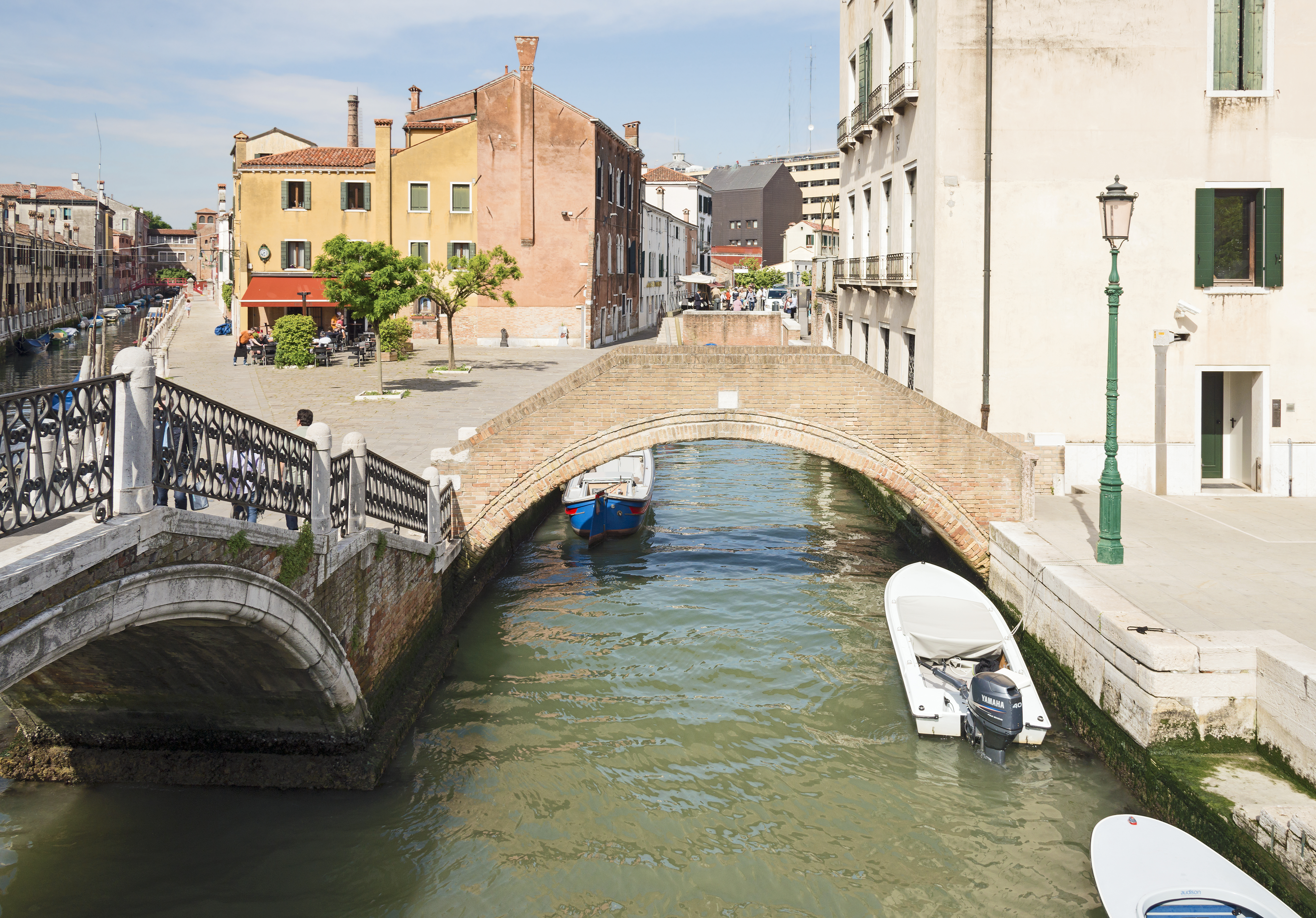
Ponte Cossetti Rio de Sant'Andrea
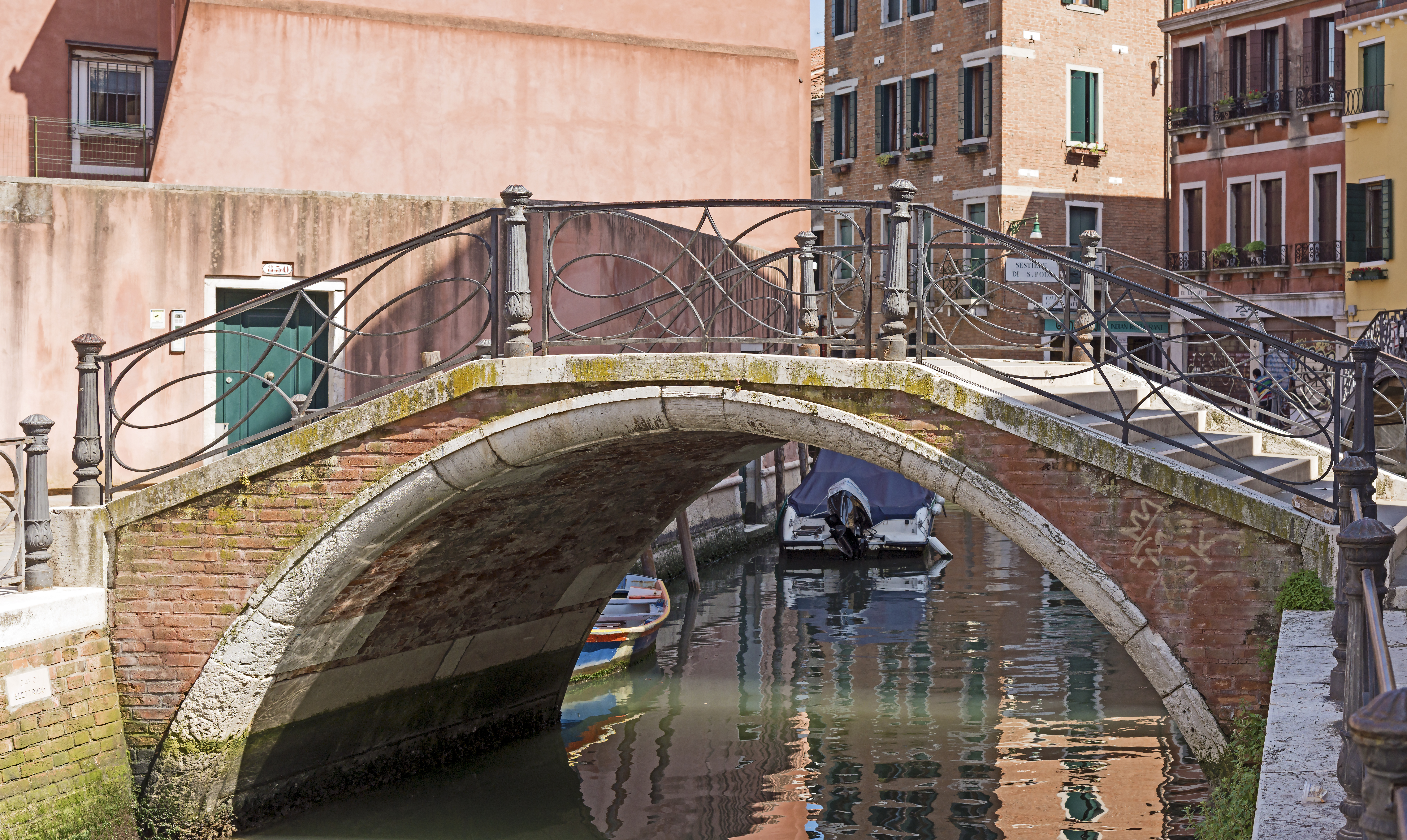
Ponte del Cristo Rio Marin
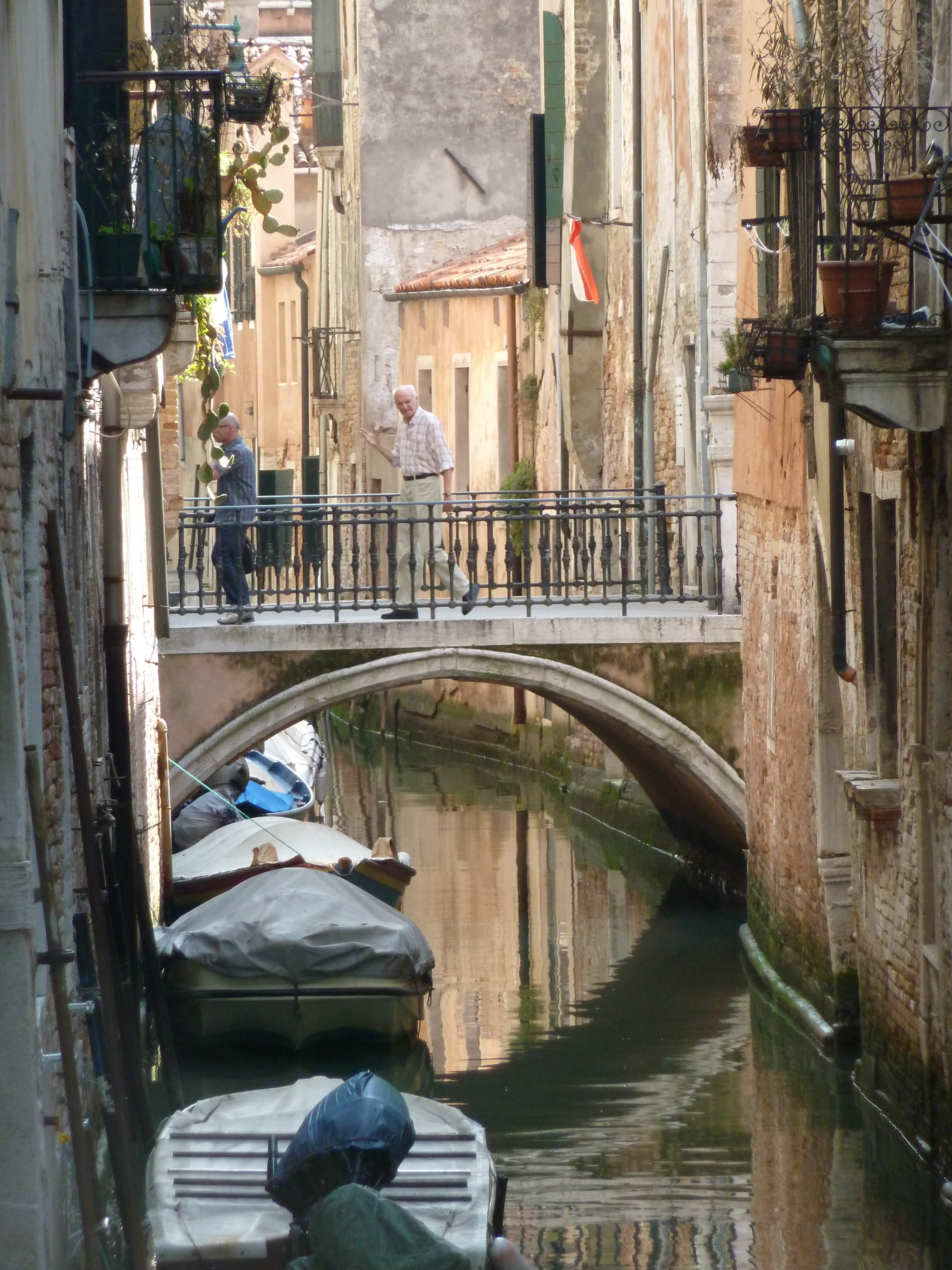
Ponte del Cristo/del Tintor Rio de la Pergola - Ca' Pesaro
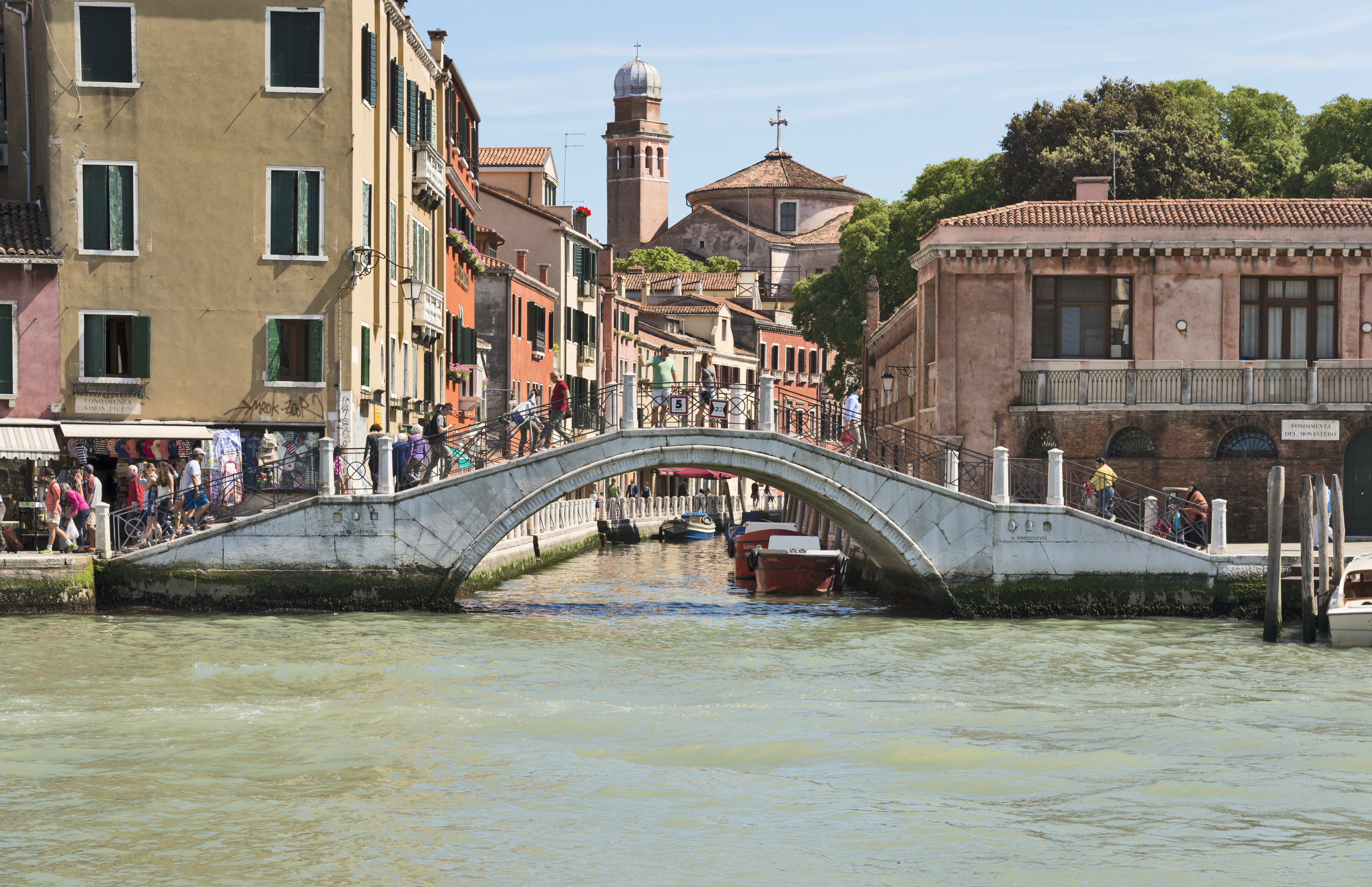
Ponte de la Croze Rio dei Tolentini
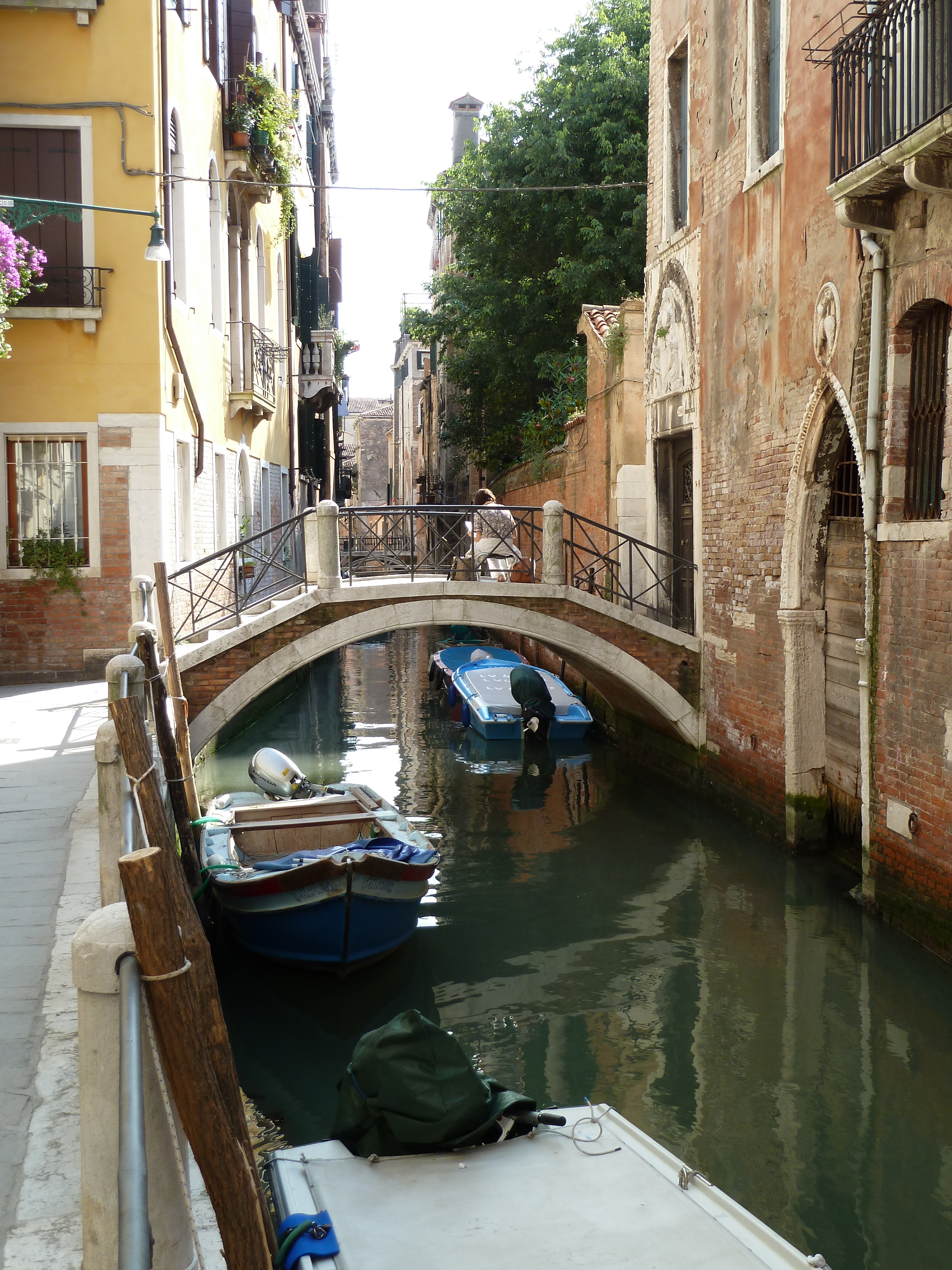
Ponte del Forner Rio de la Pergola
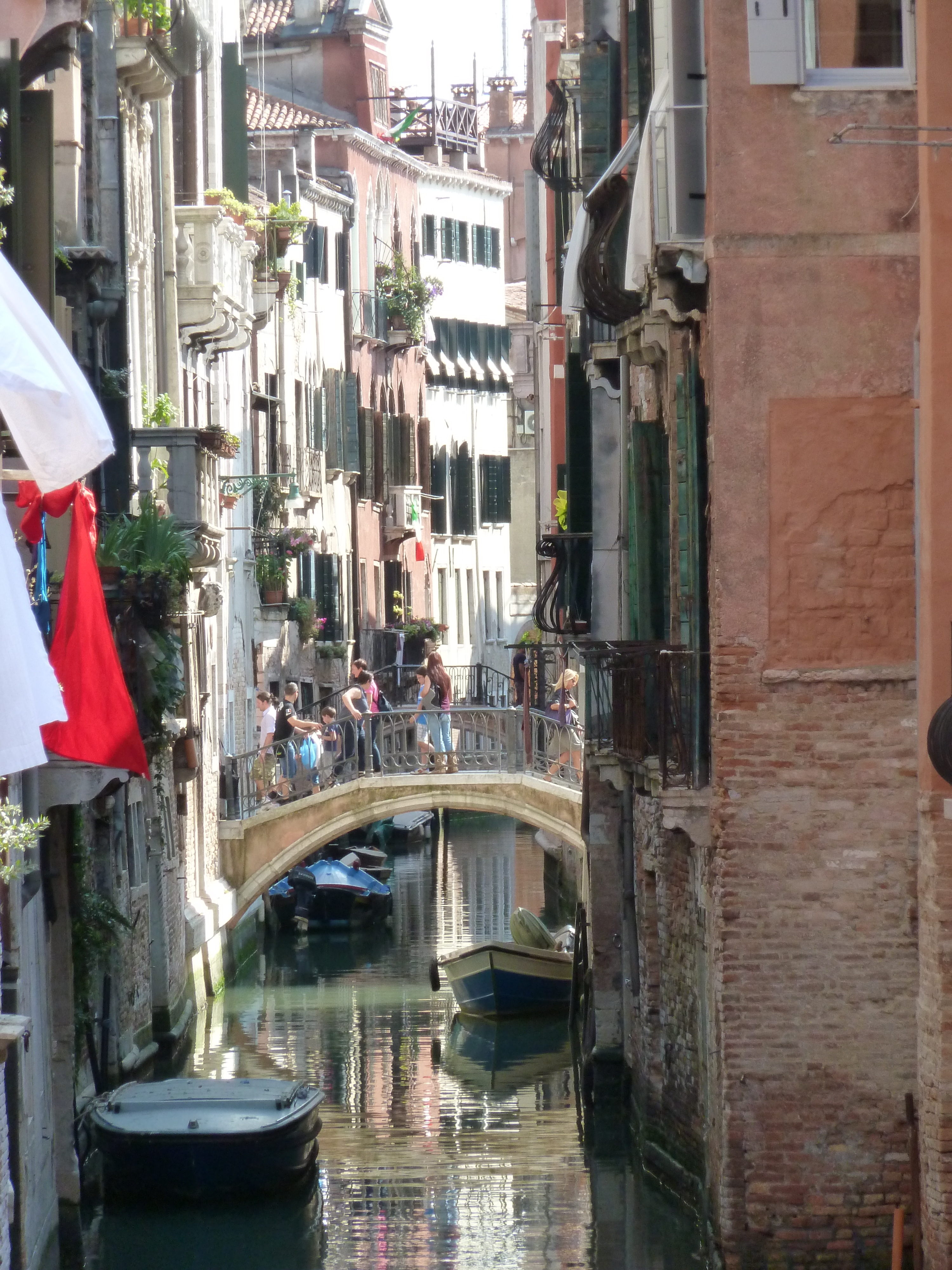
Ponte Santa Maria Mater Domini Rio de S.M.Mater Domini
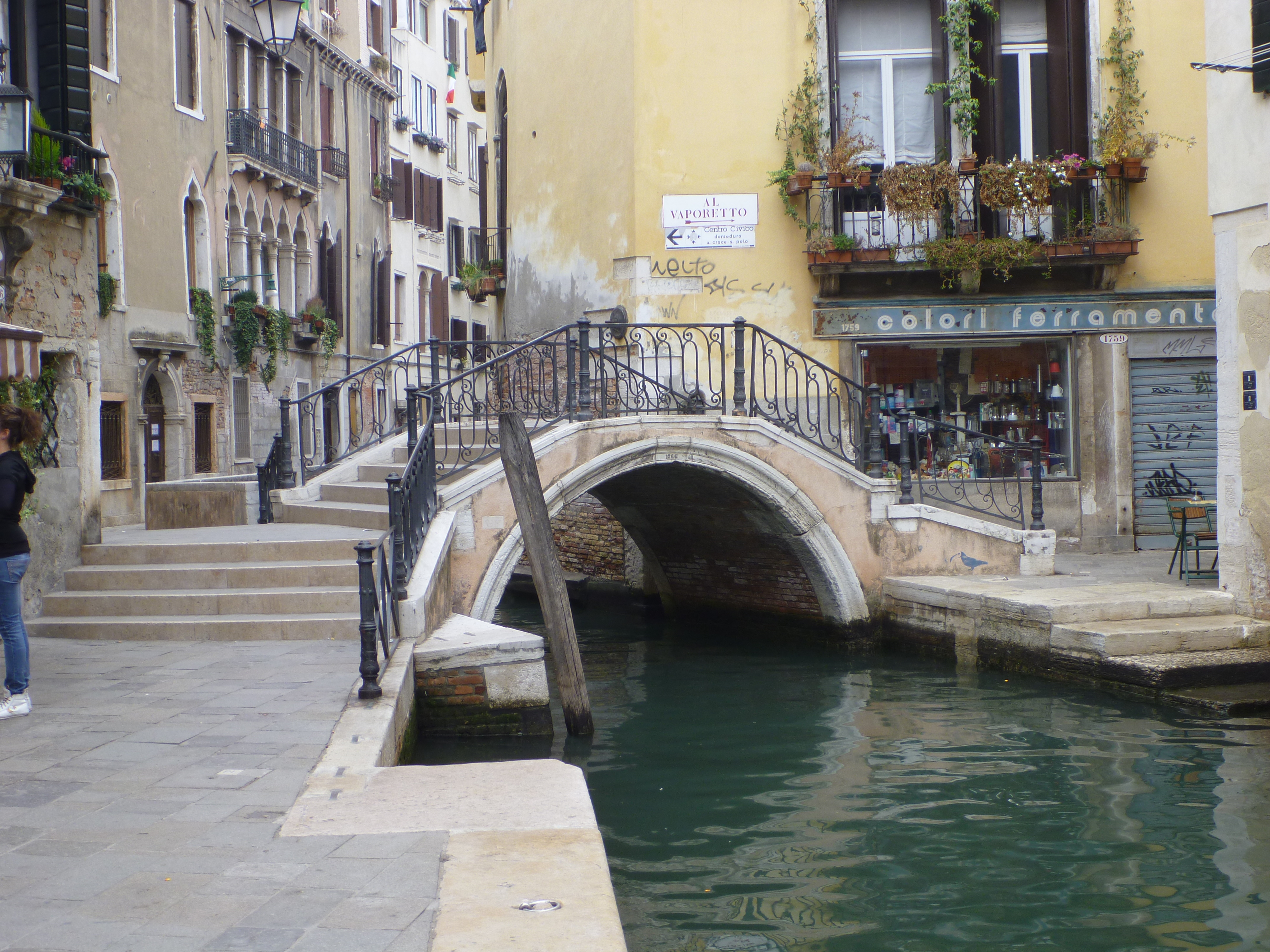
Ponte del Megio Rio del Megio
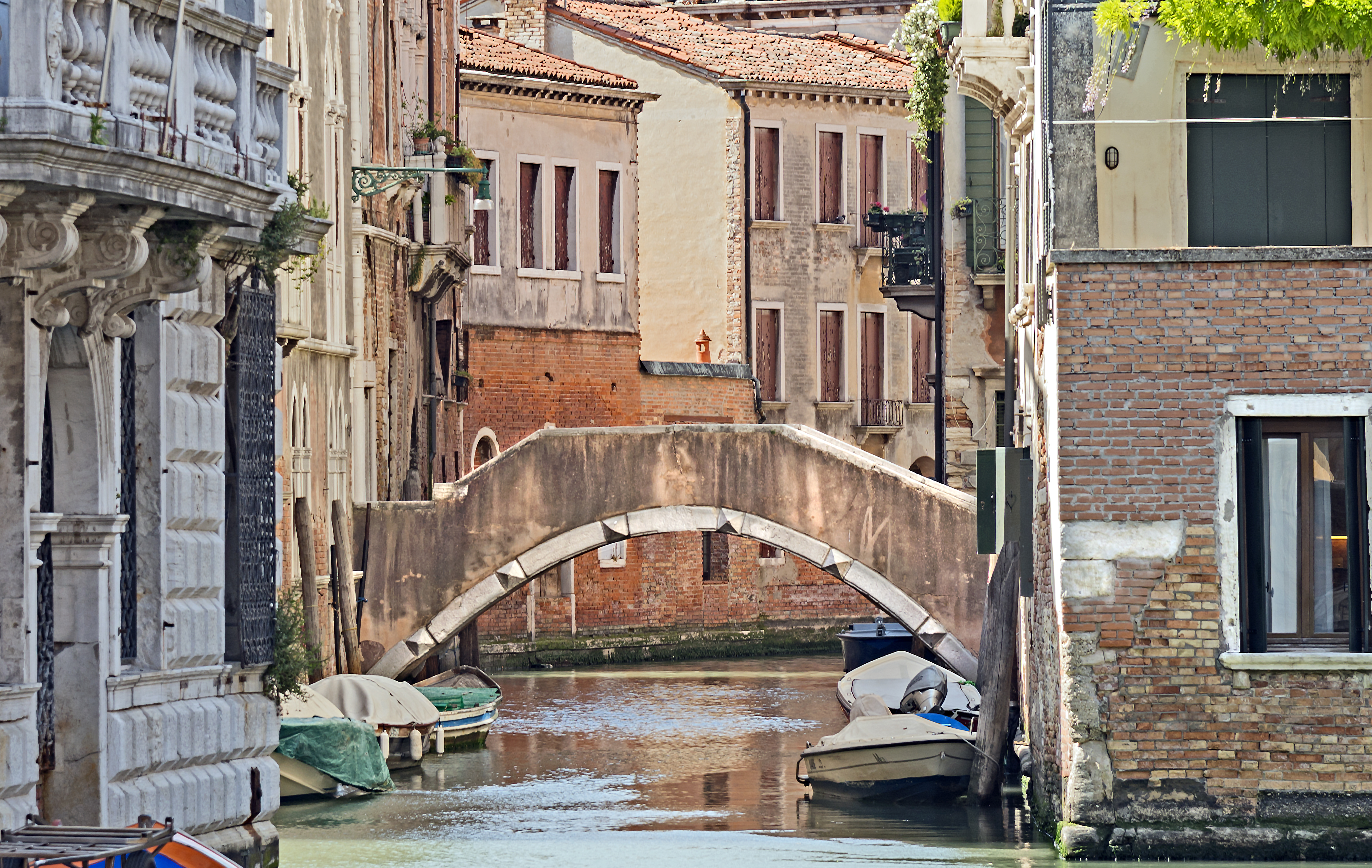
Ponte de le Oche Rio de San Zan Degolà
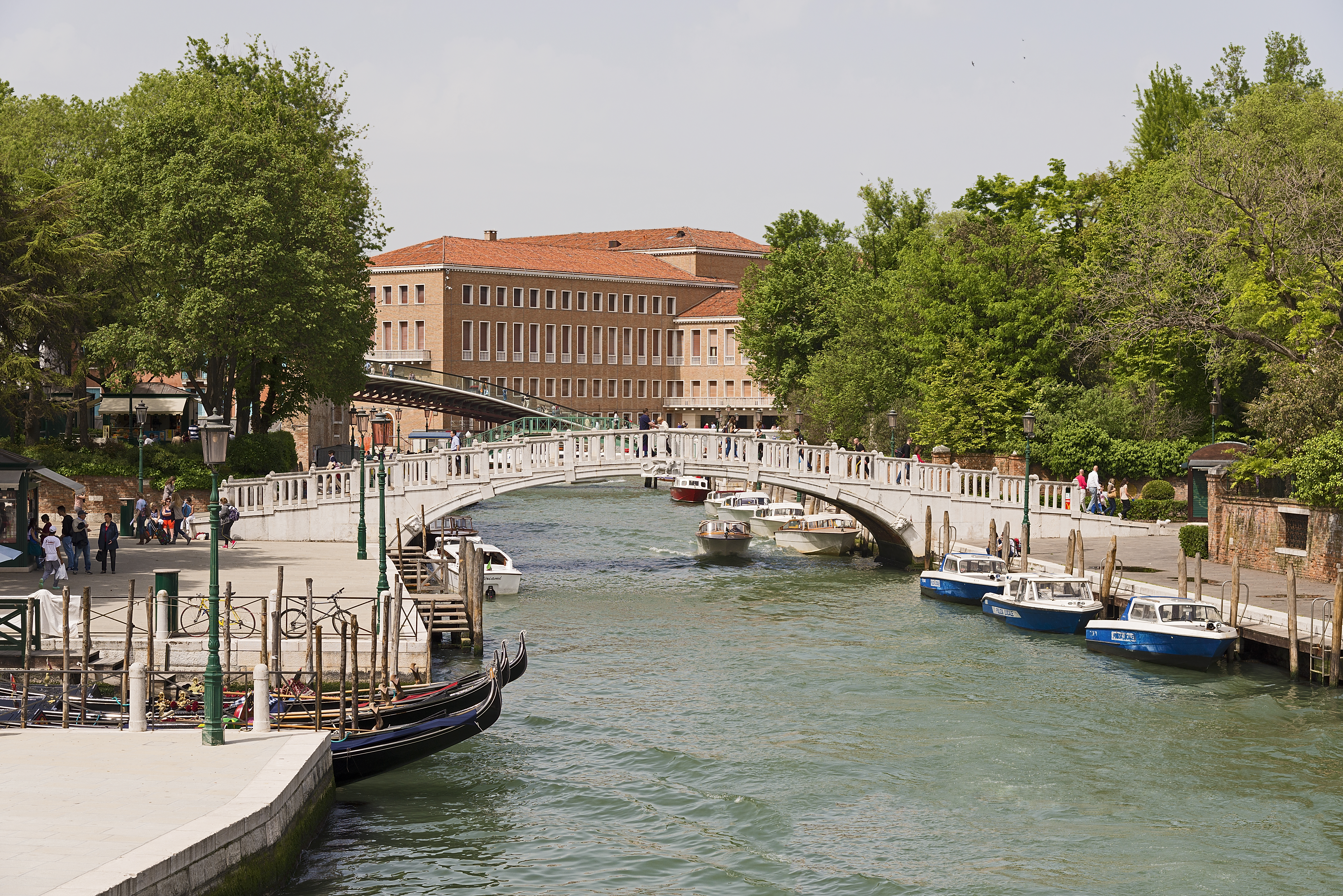
Ponte del Prefetto/Papadopoli Rio Novo
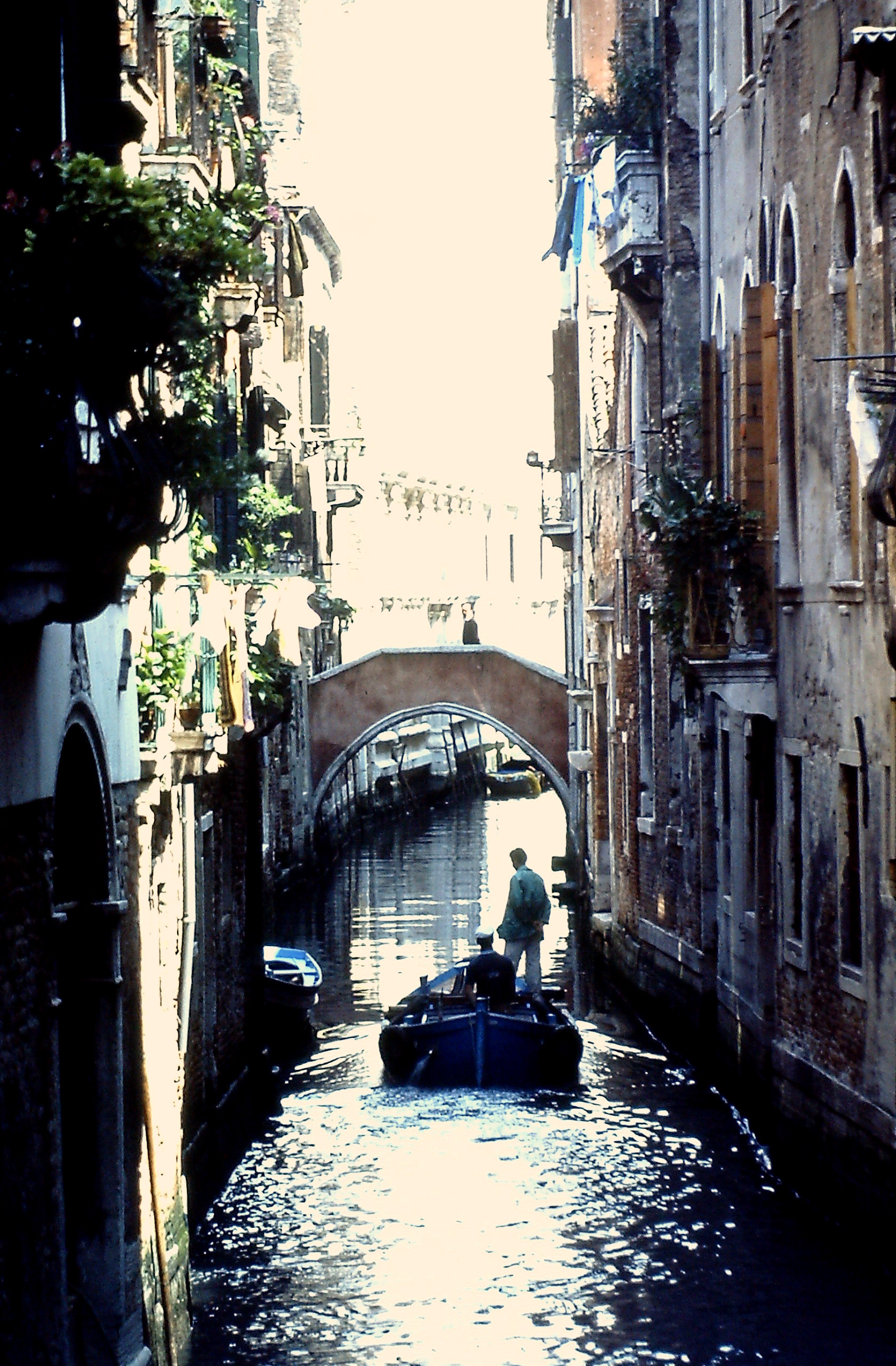
Ponte del Ravano Rio de le do Torre
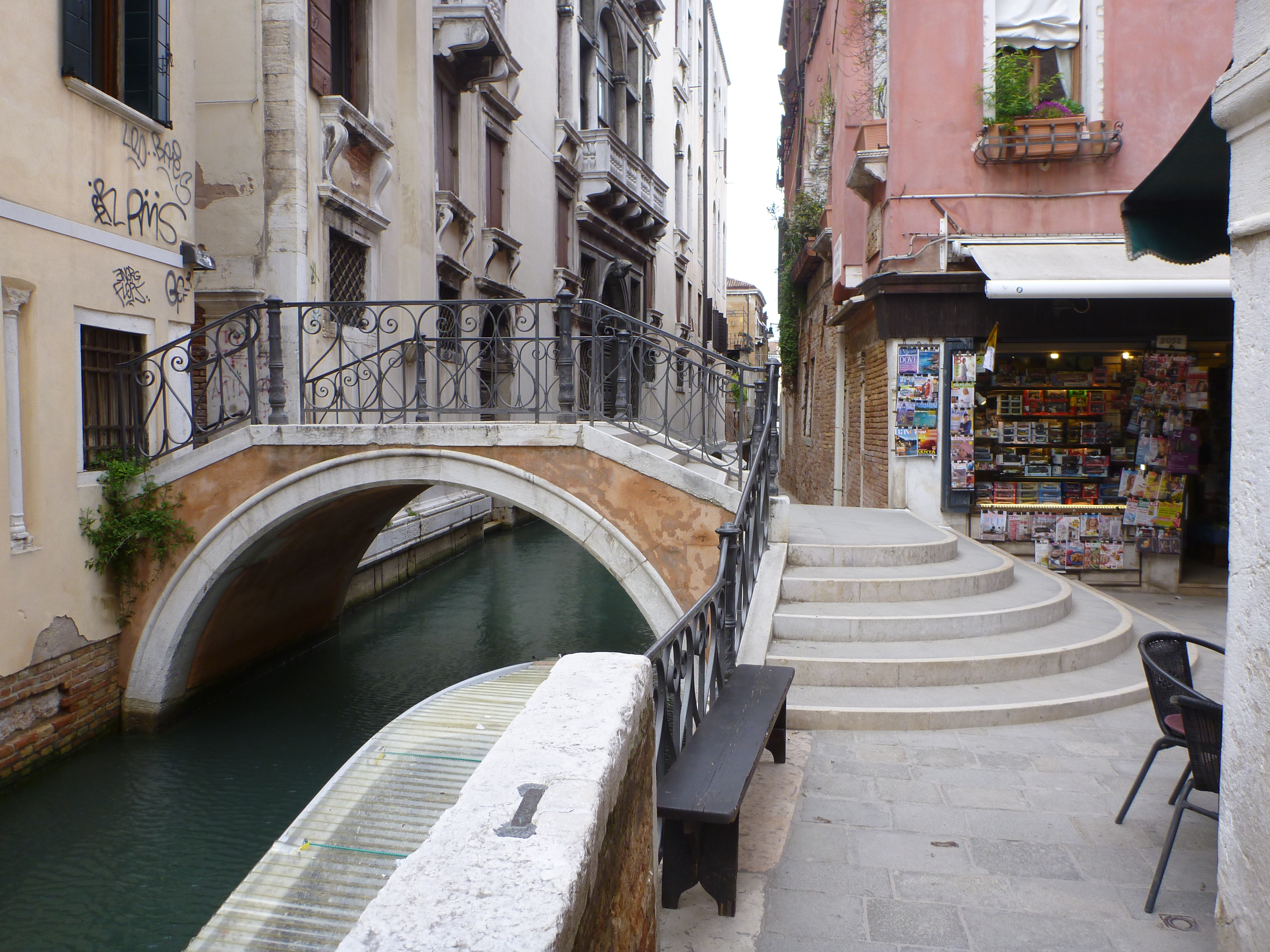
Ponte de la Rioda Rio de San Stae
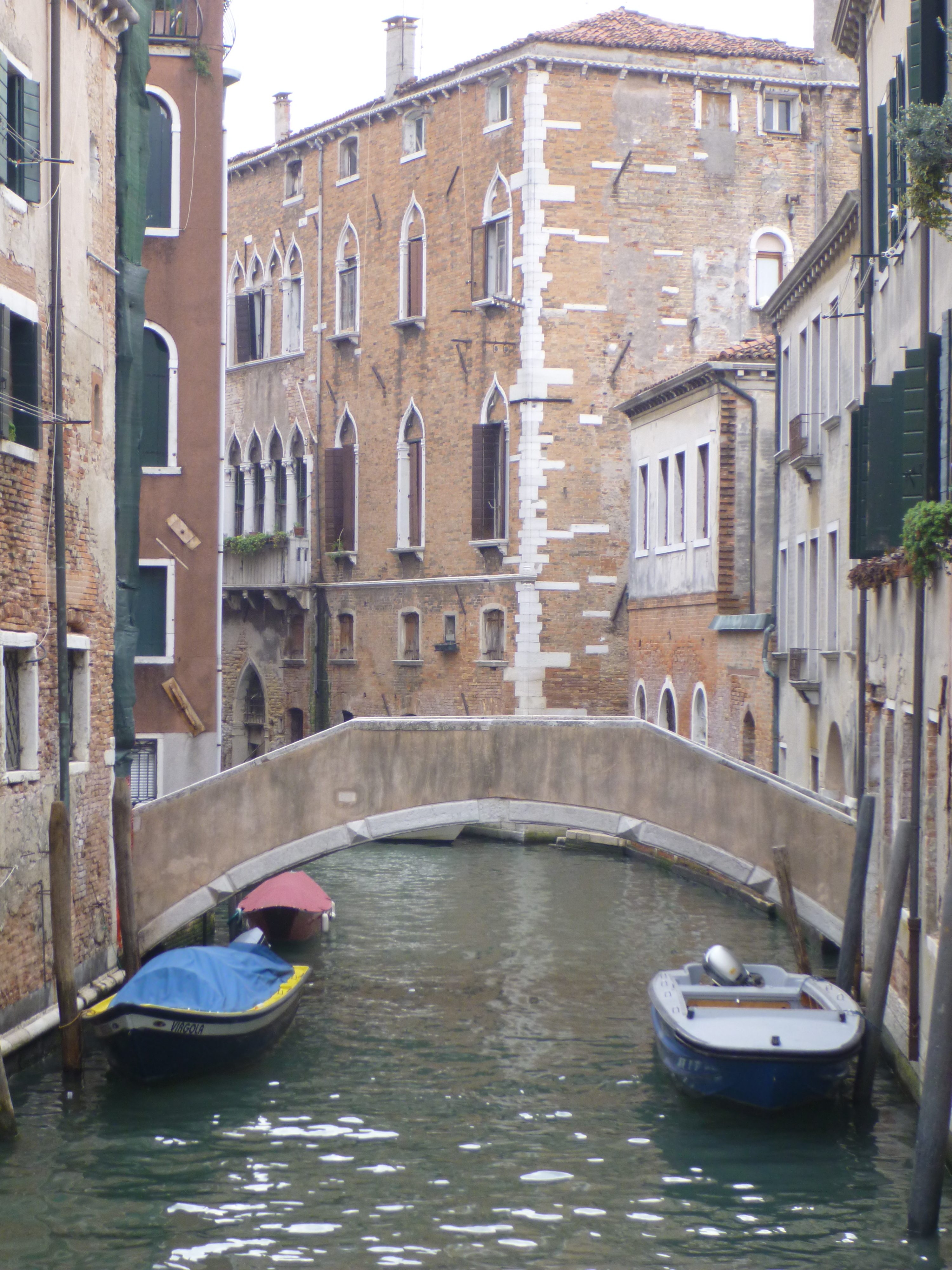
Ponte de Ruga Bella sau del Forner Rio de San Zan Degolà
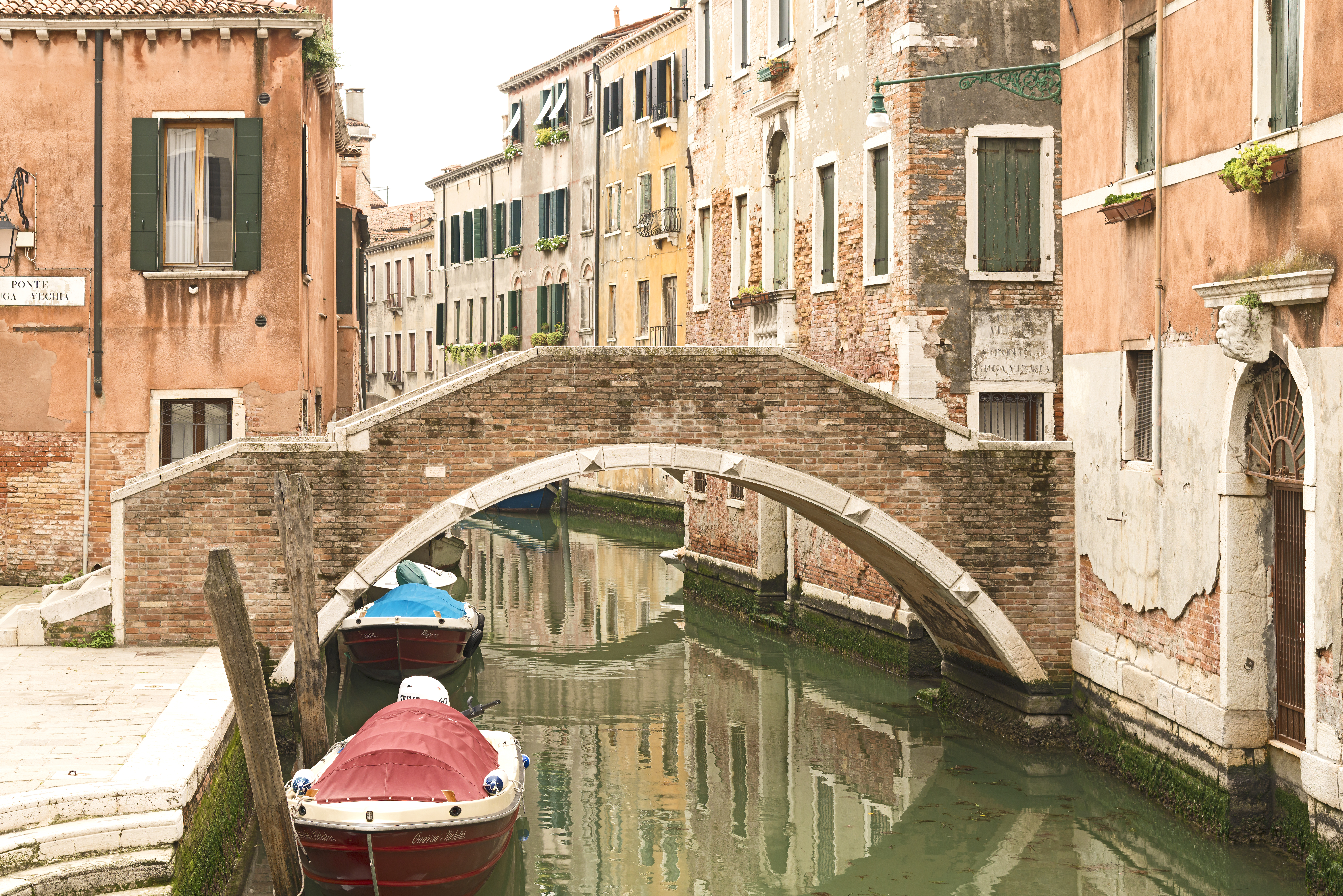
Ponte de Ruga Vecchia Rio de San Zan Degolà
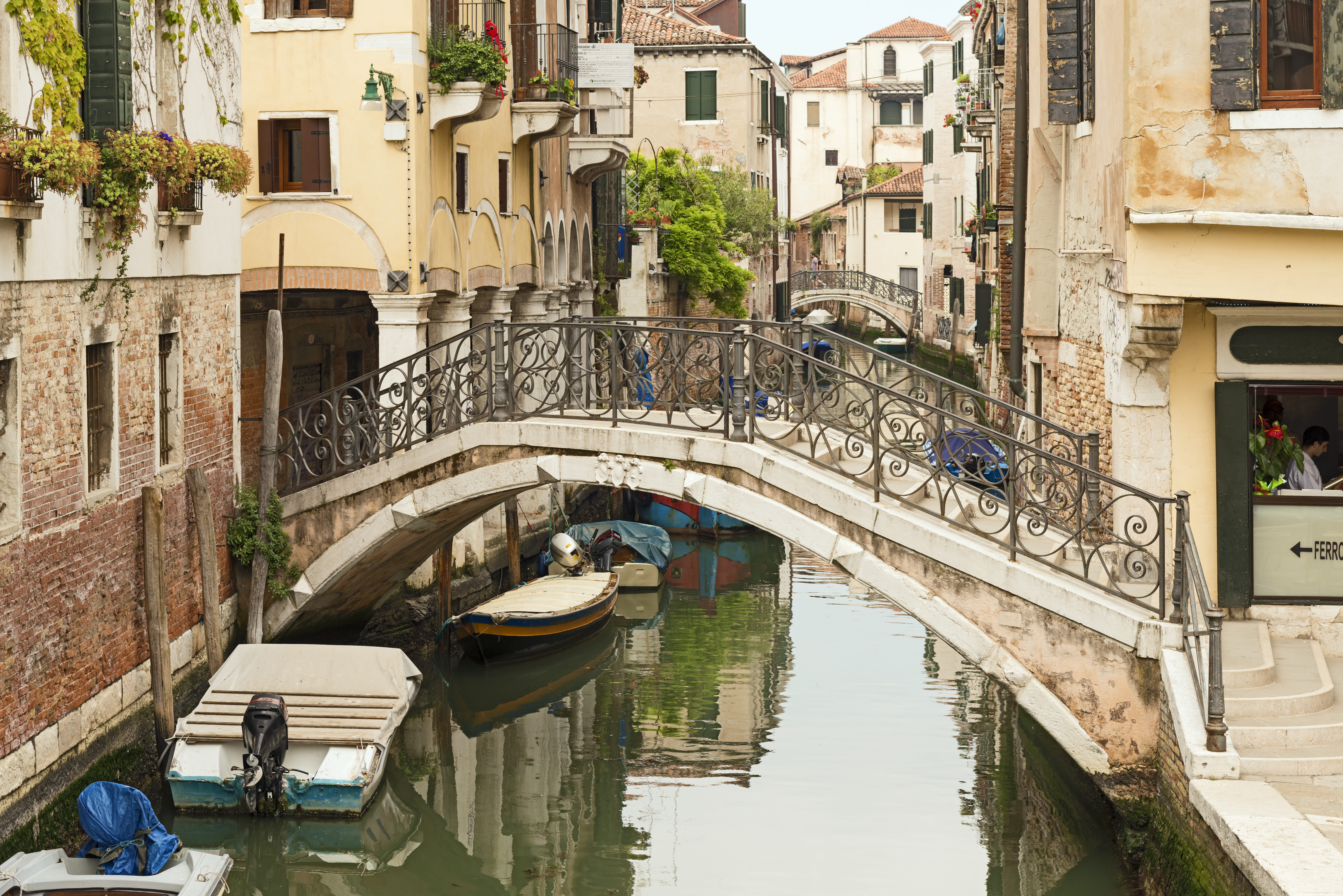
Ponte del Savio sau Storto Rio de San Zan Degolà
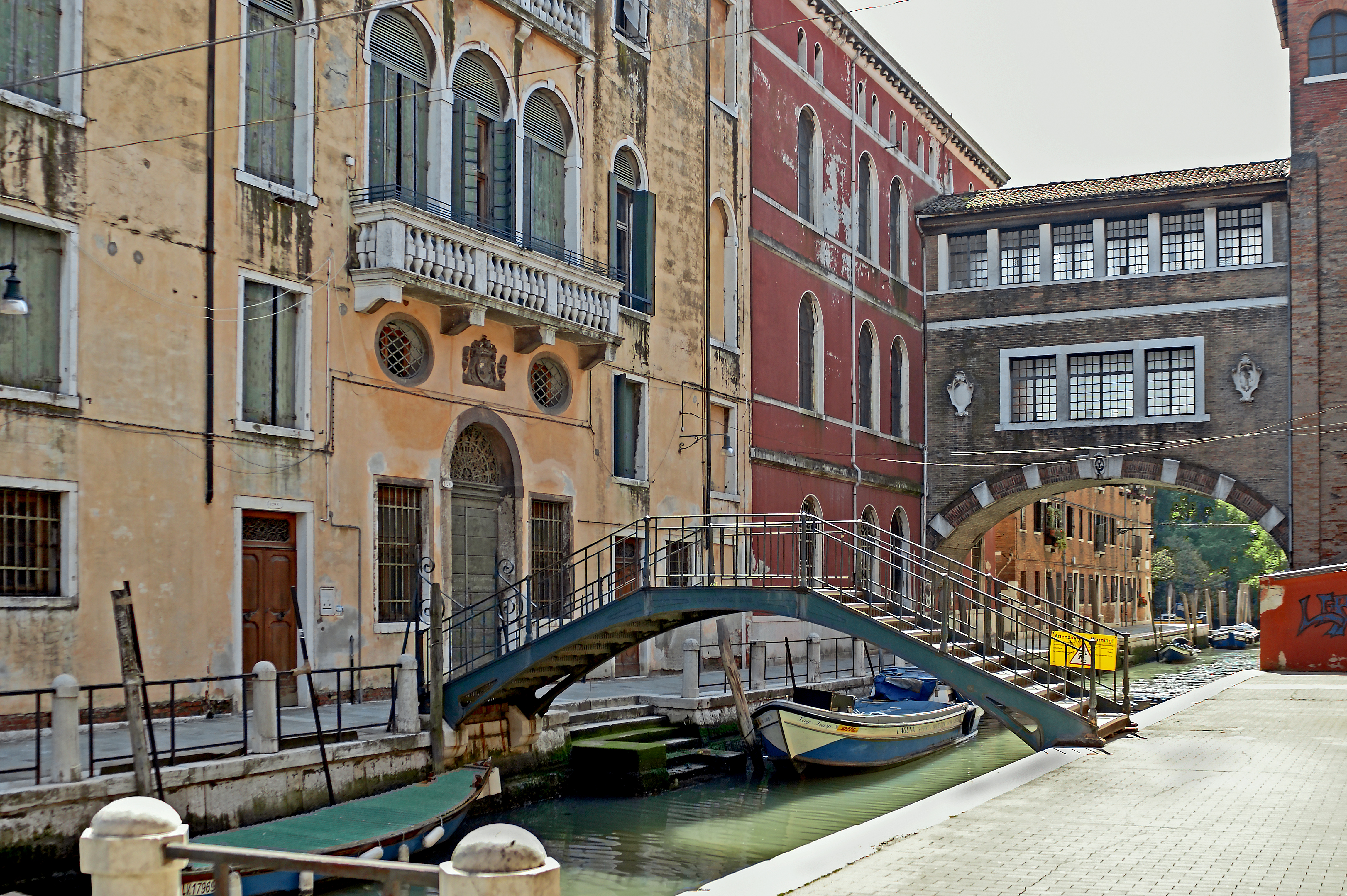
Ponte dei Tabacchi sau delle Burchielle Rio de le Burchiele
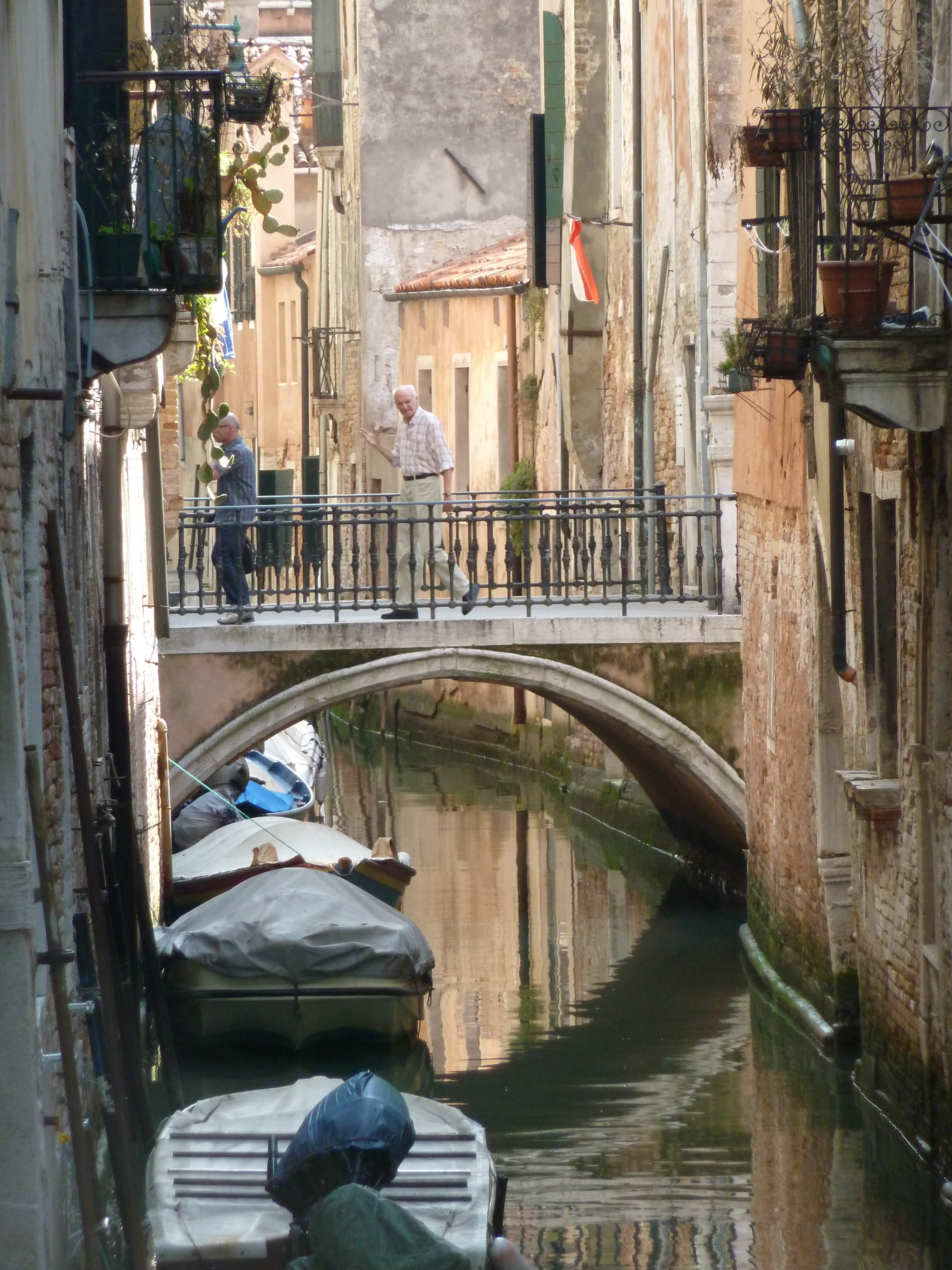
Ponte del Tentor/del Cristo Rio de Ca' Tron
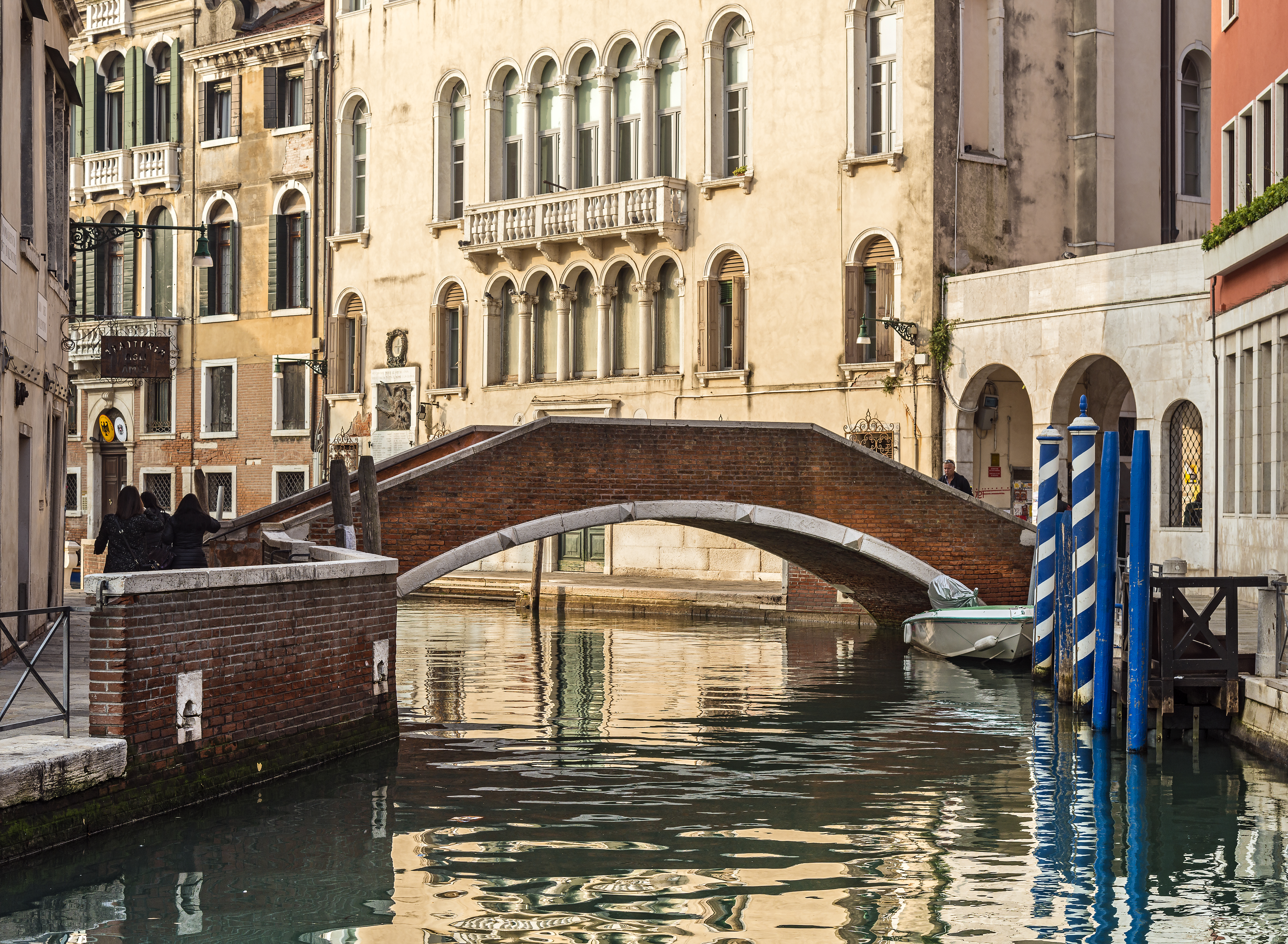
Ponte dei Tolentini Rio dei Tolentini
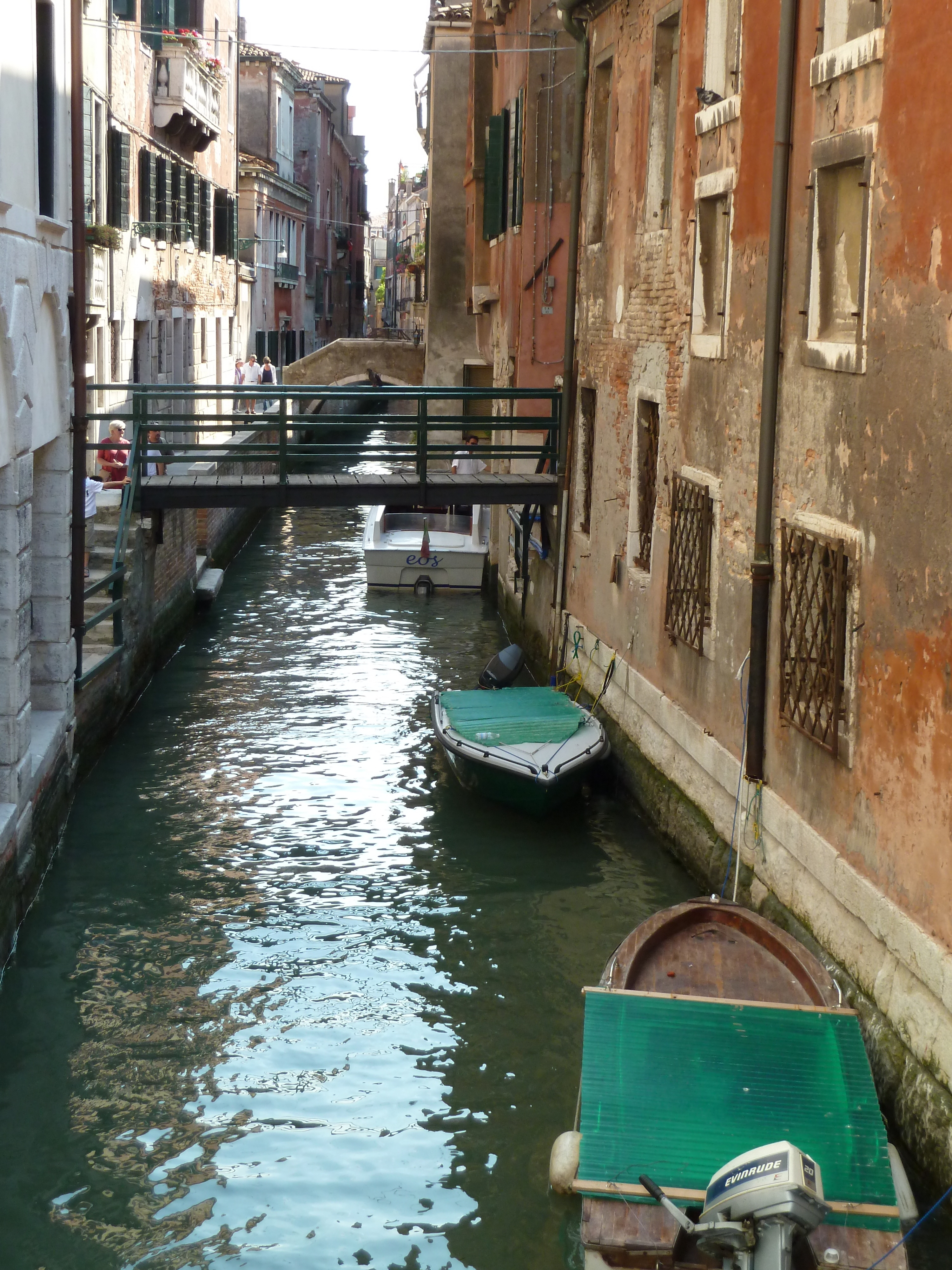
Pod privat la nr. 2069 Rio de San Stae
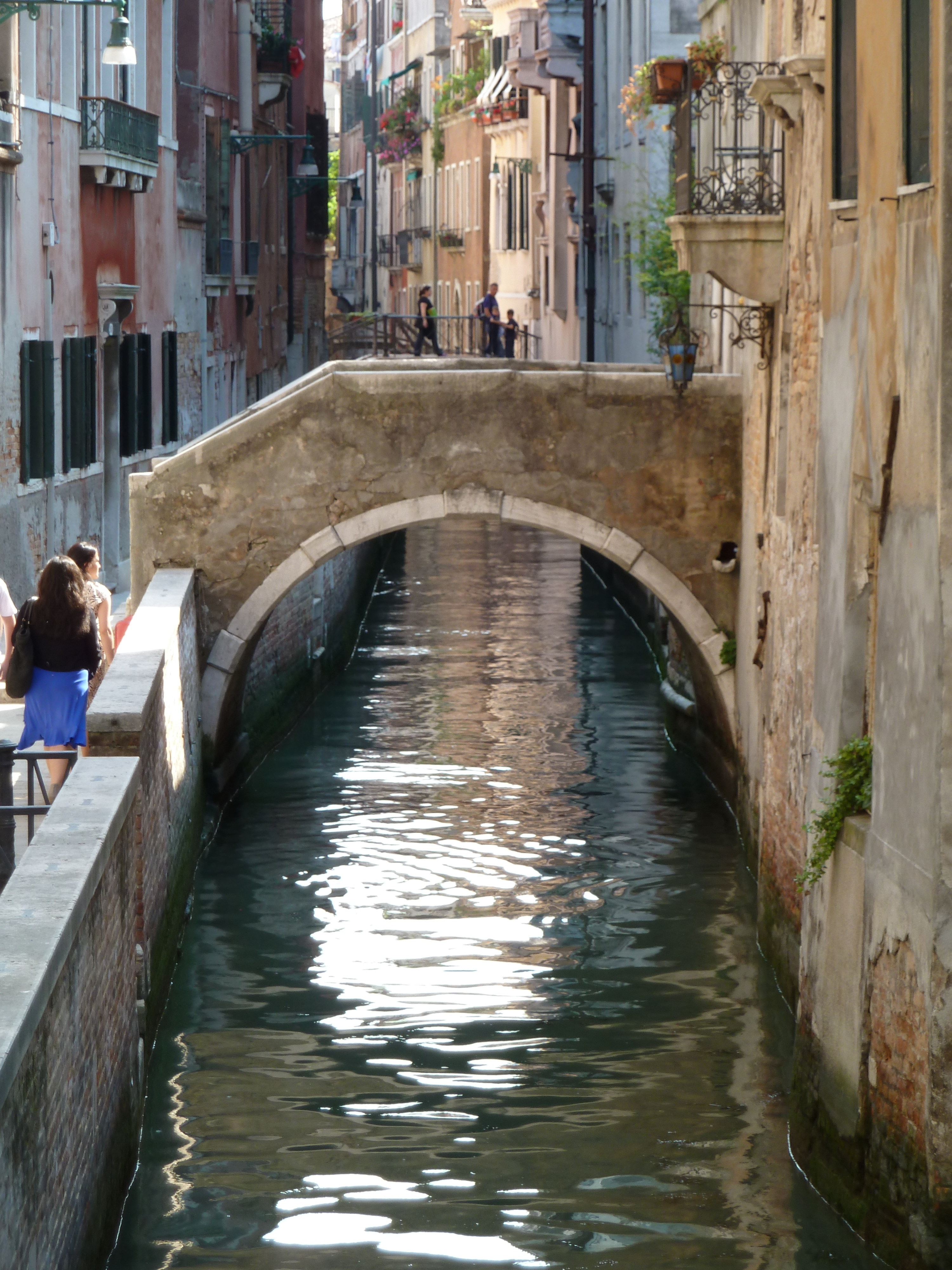
Pod privat la nr. 1903/A Rio Mocenigo

- Pod privat la nr. 197/A, Rio de le Muneghete

### Limita între Santa Croce și Dorsoduro

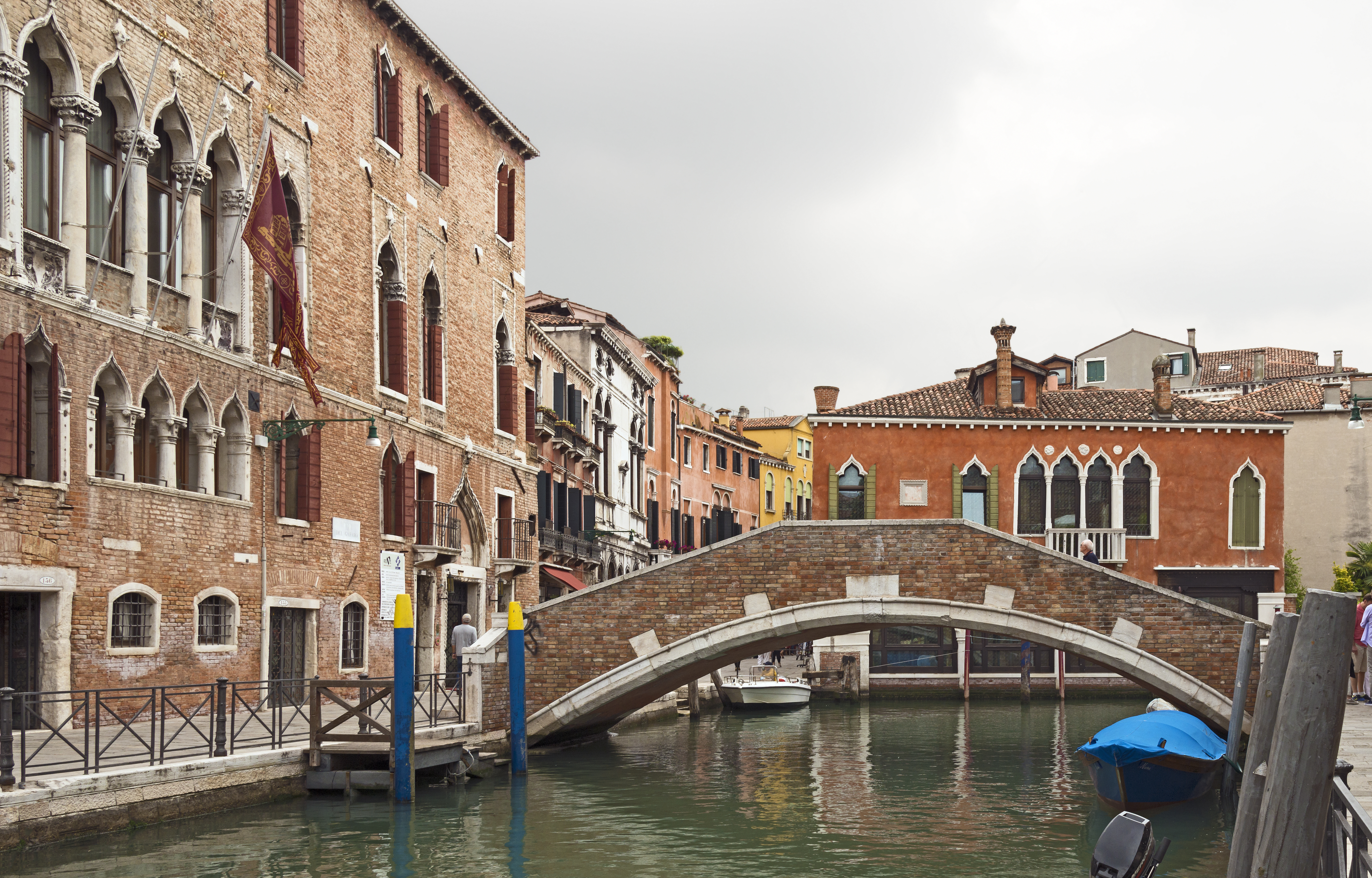
Ponte de Ca' Marcello Rio del Gaffaro
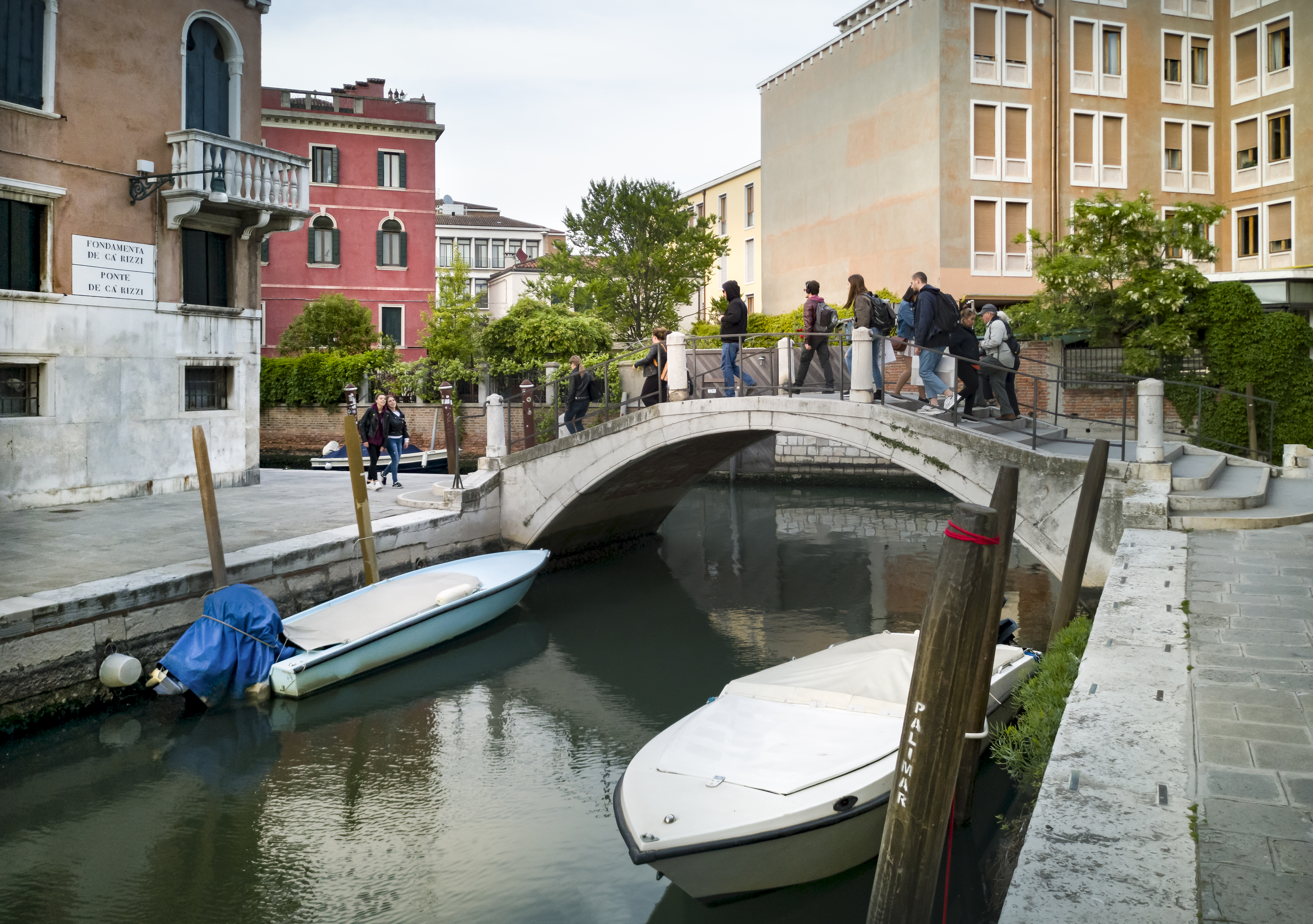
Ponte da Ca' Rizzi Rio di Santa Maria Maggiore
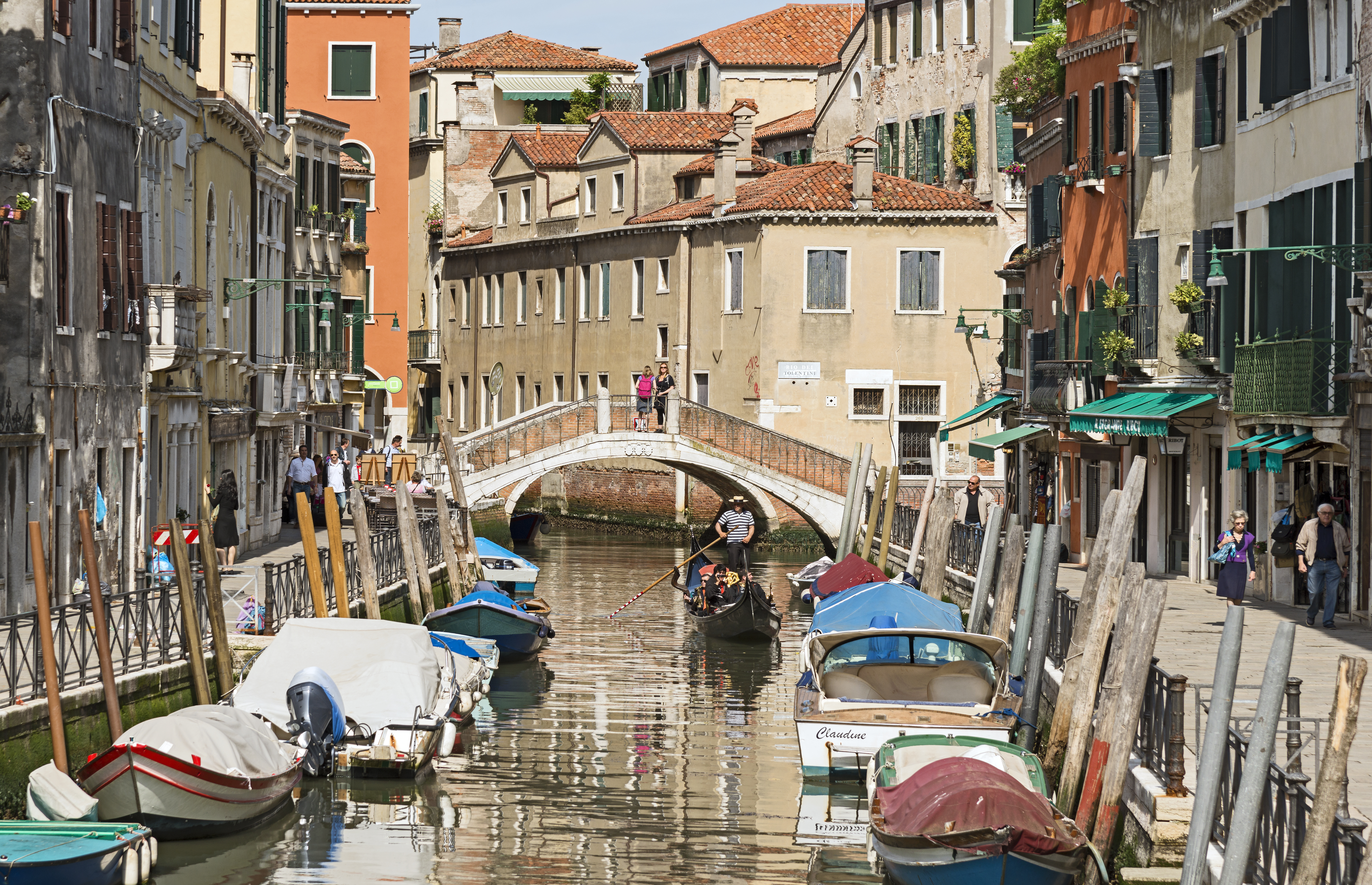
Ponte del Gaffaro Rio del Gaffaro
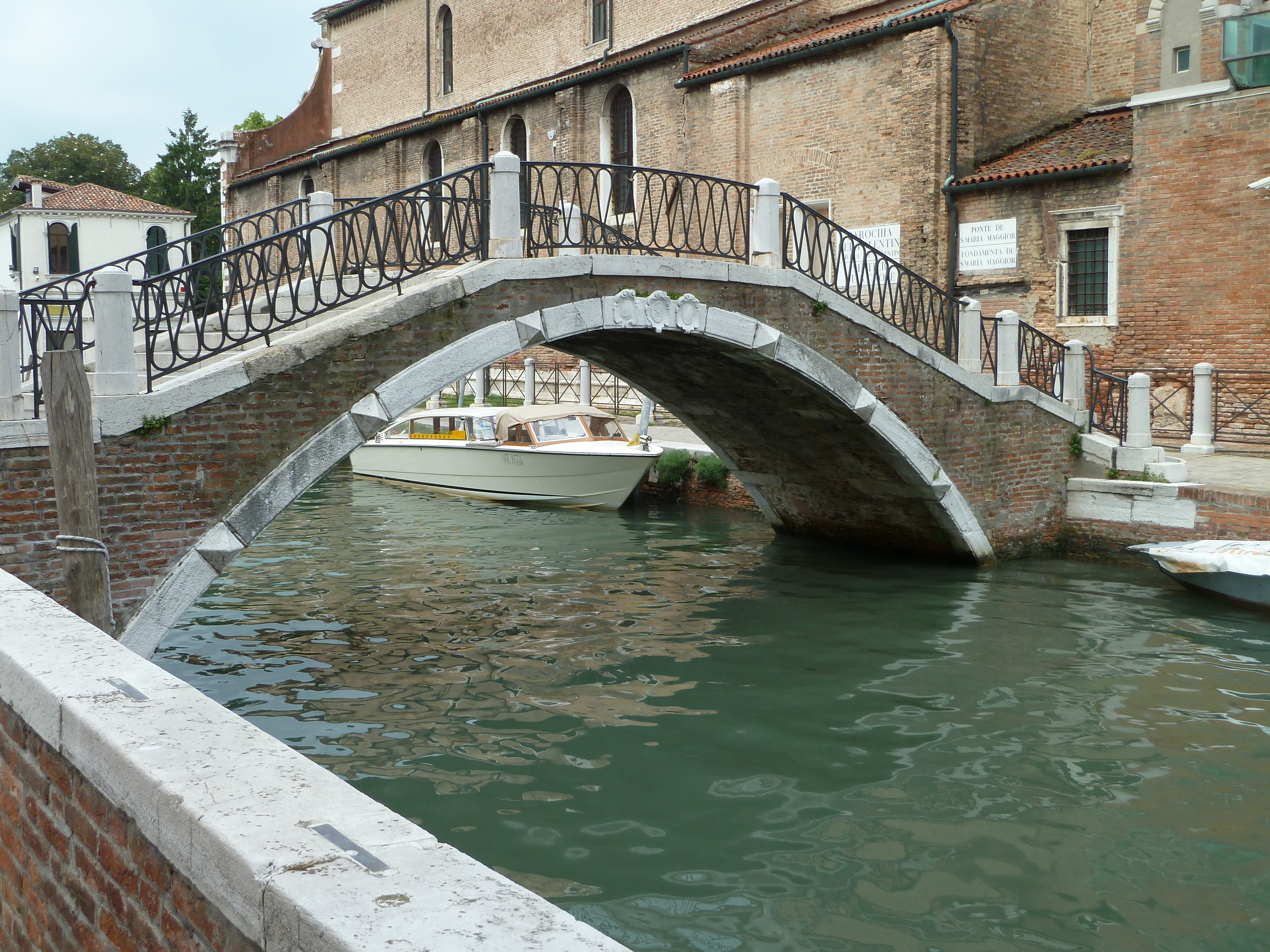
Ponte Santa Maria Maggior Rio de Santa Maria Maggior
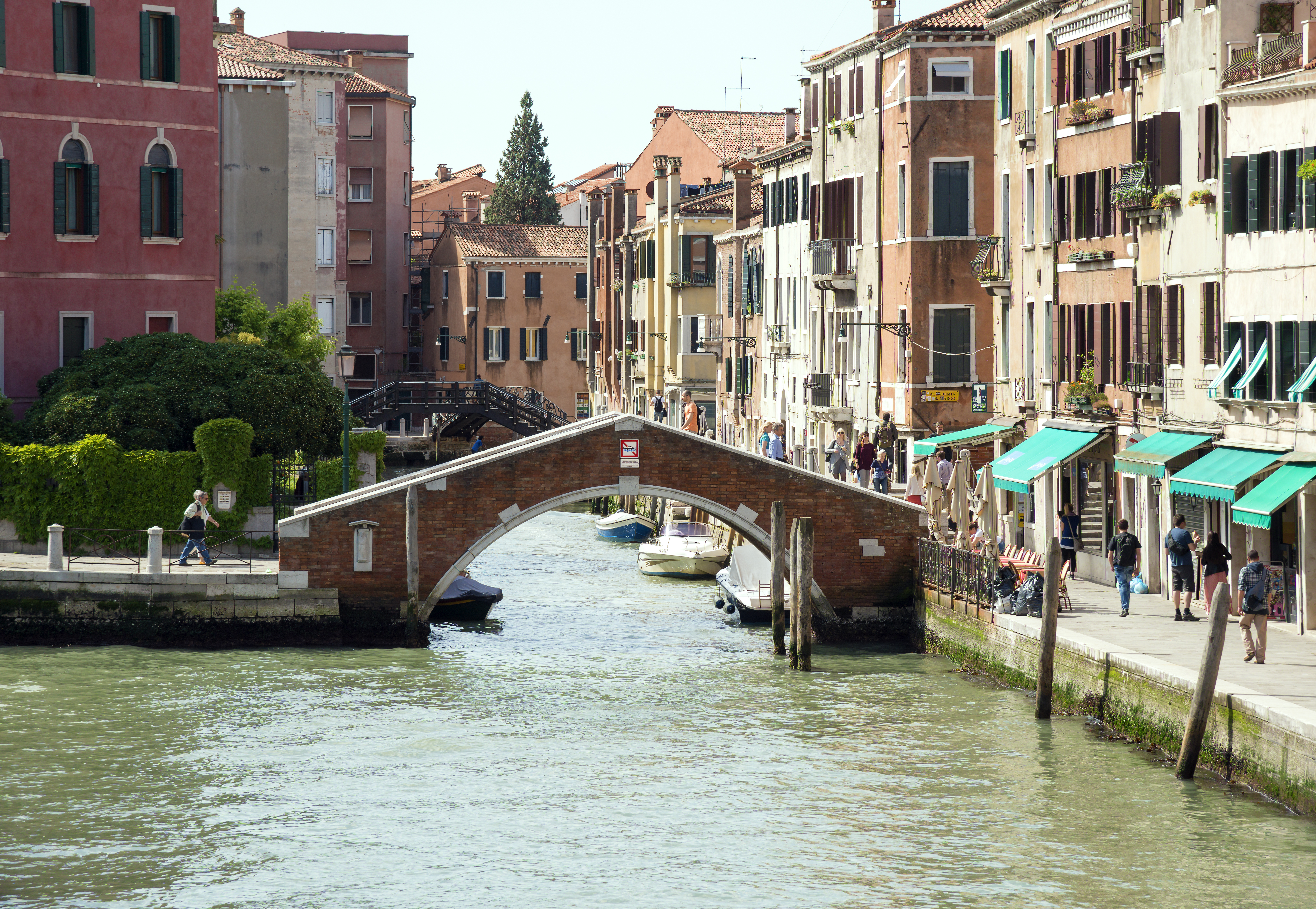
Ponte del Pagan Rio dei Tre Ponti
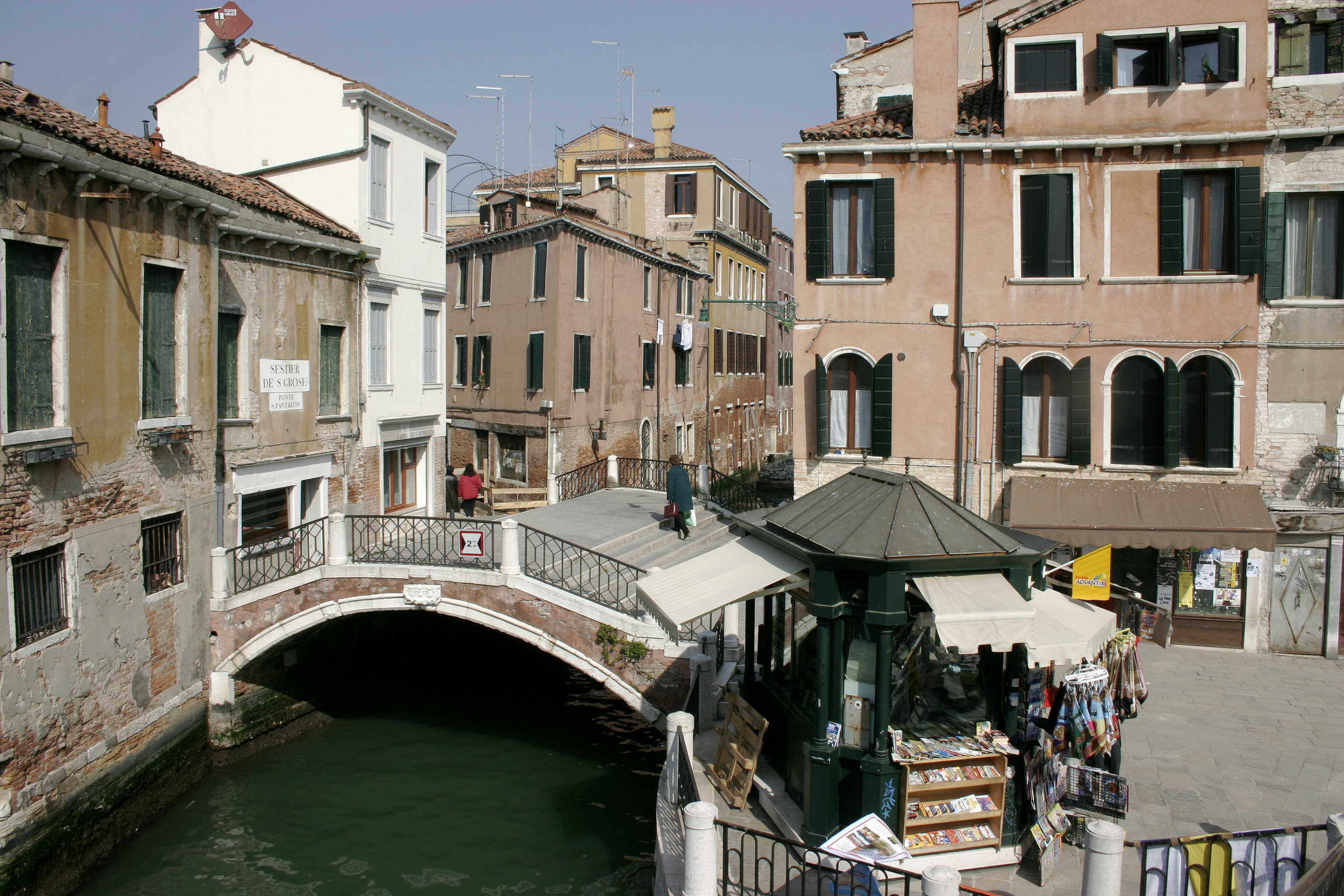
Ponte San Pantalon Rio San Pantalon/Mosche // au rio de Ca' Foscari
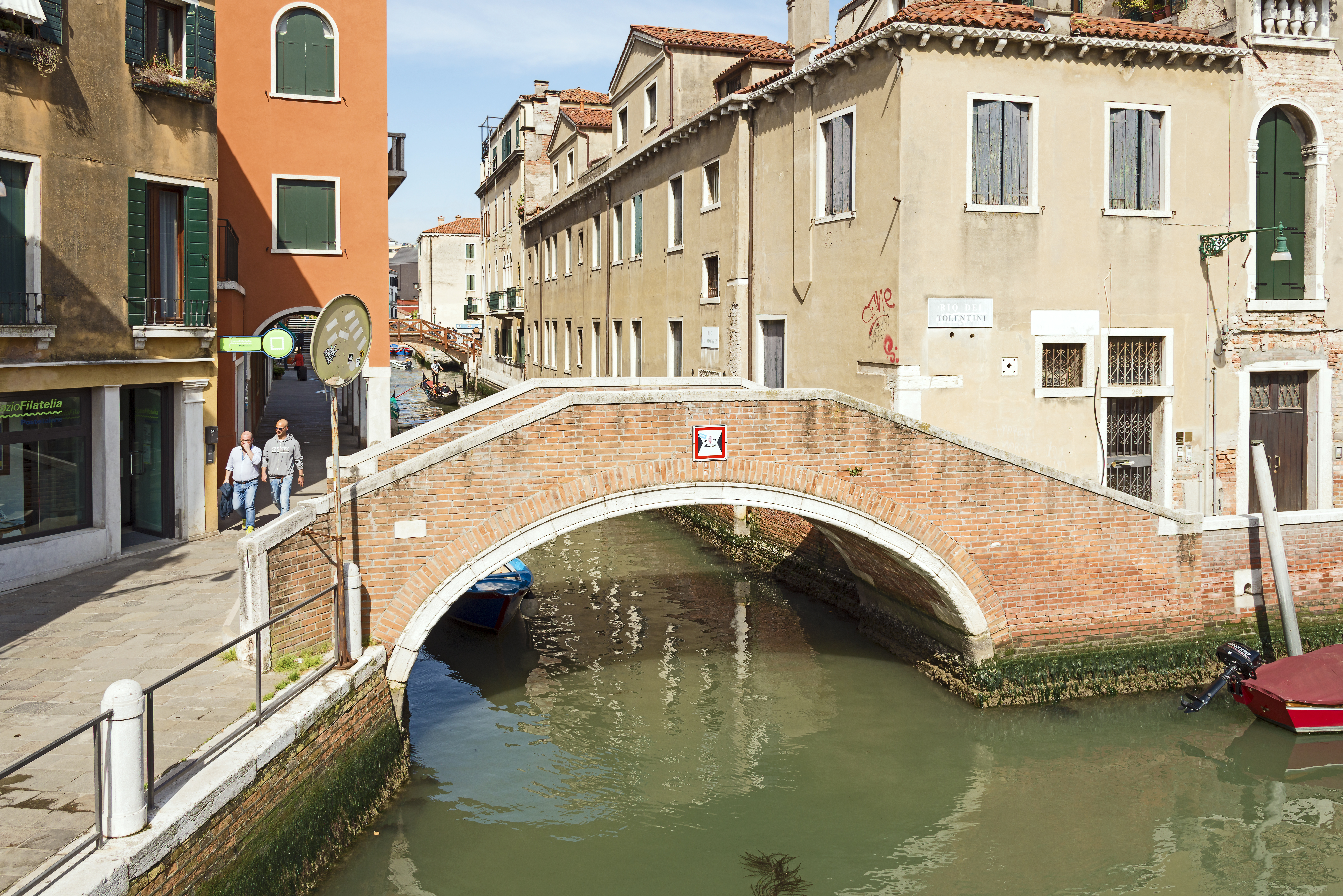
Ponte dei Squartai Rio del Gaffaro
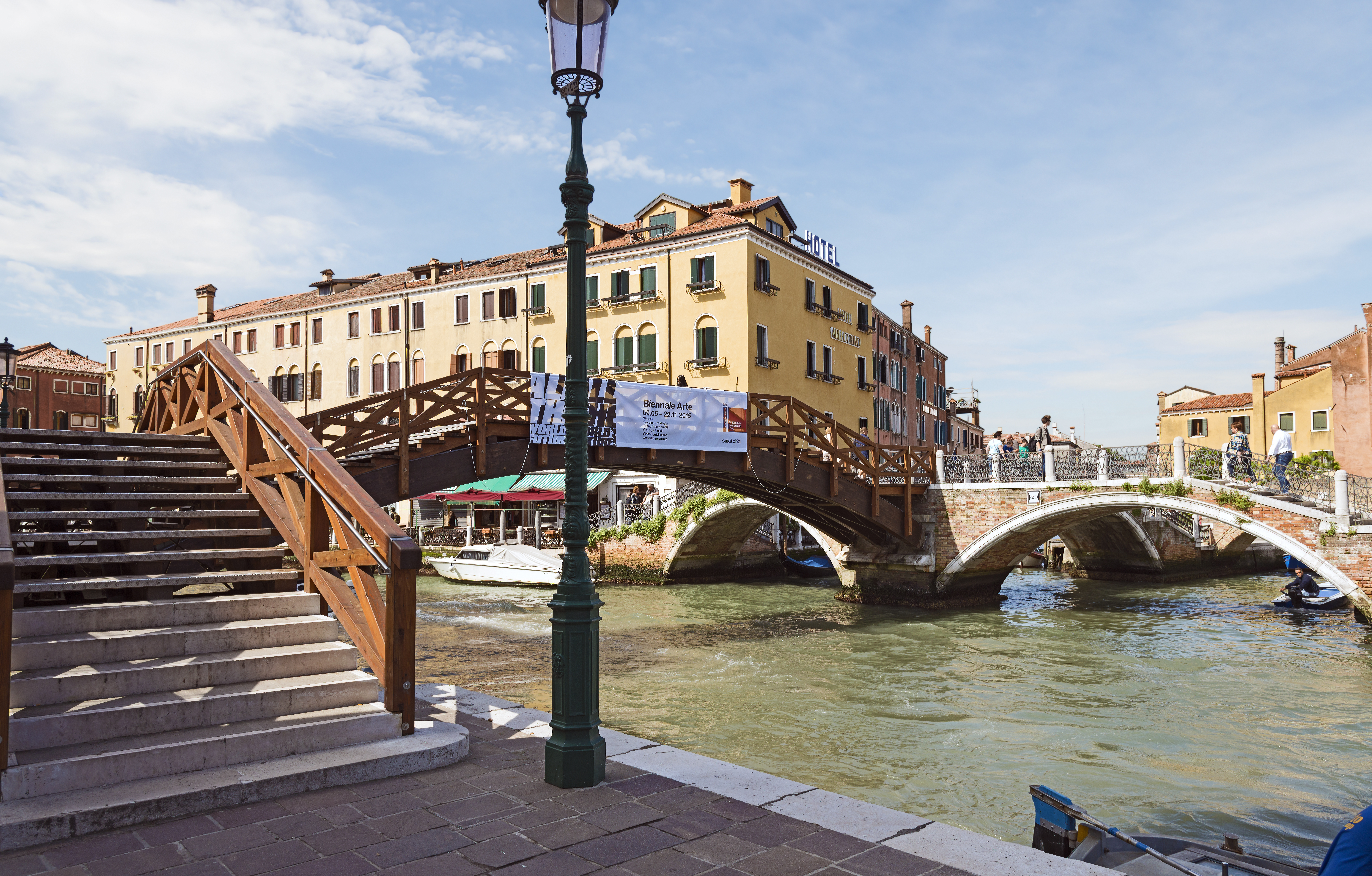
Ponte dei tre ponti Rio de le Burchiele
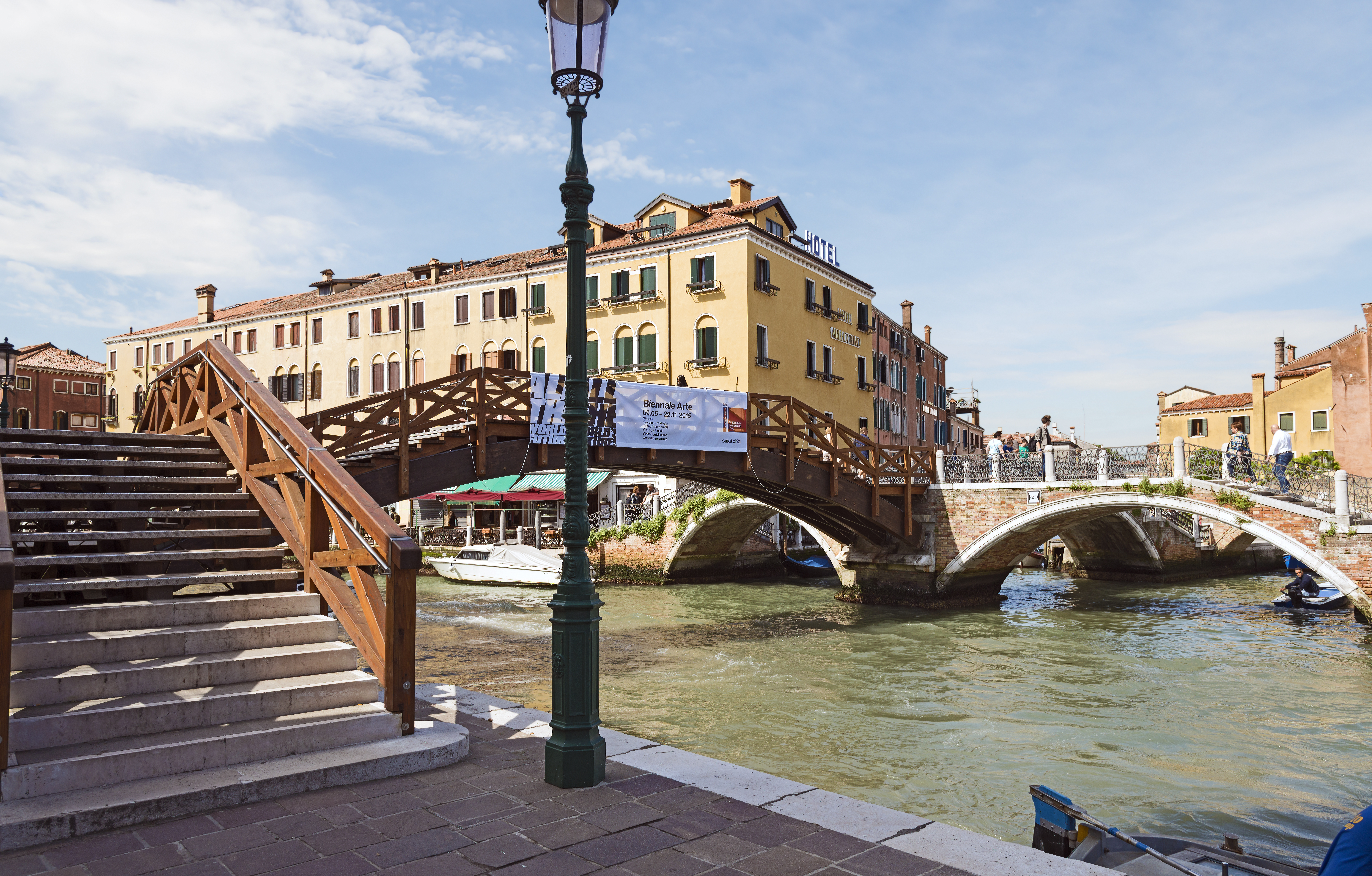
Ponte dei tre ponti Rio Novo
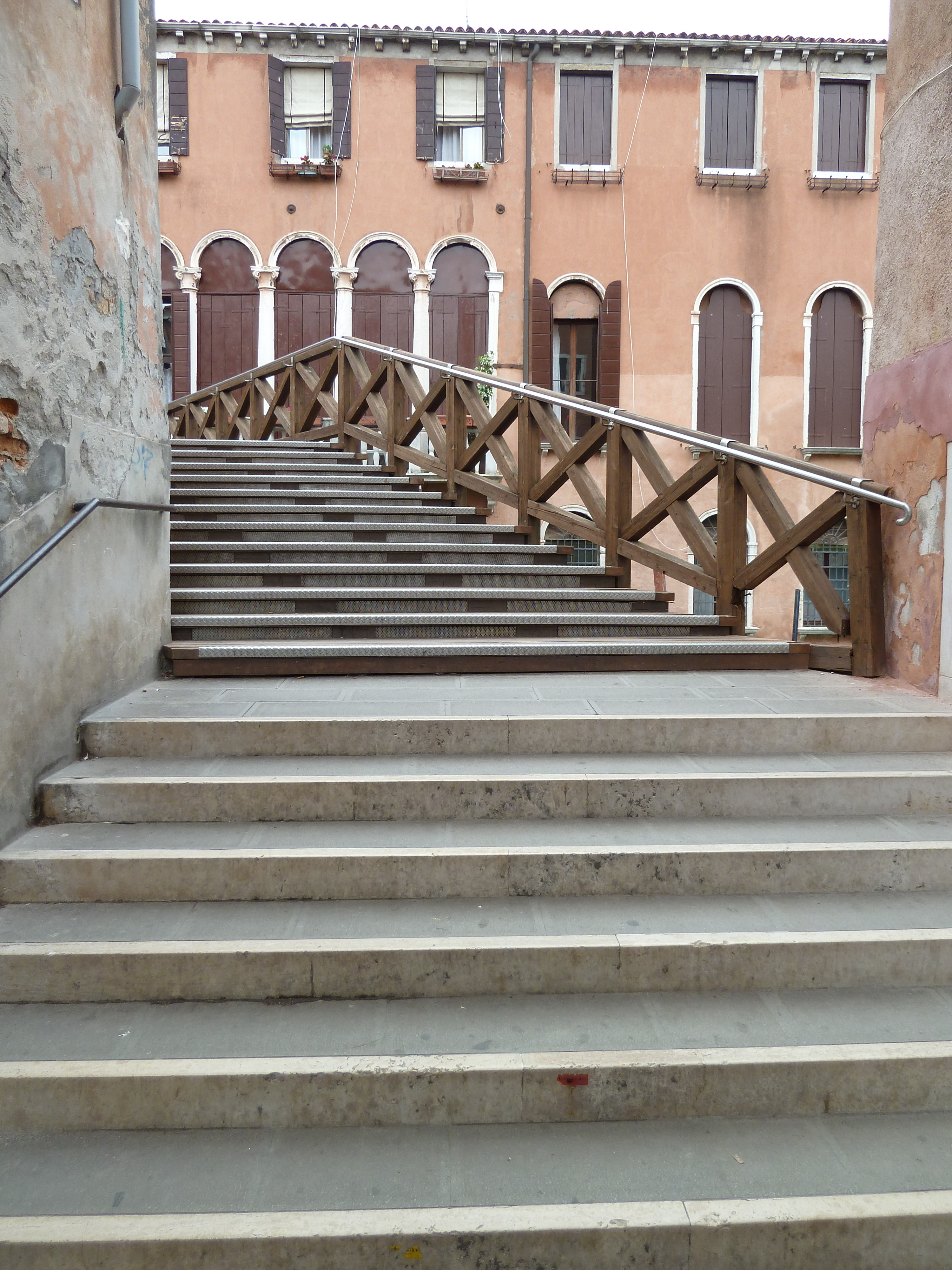
Ponte Vinanti Rio de le Mosche
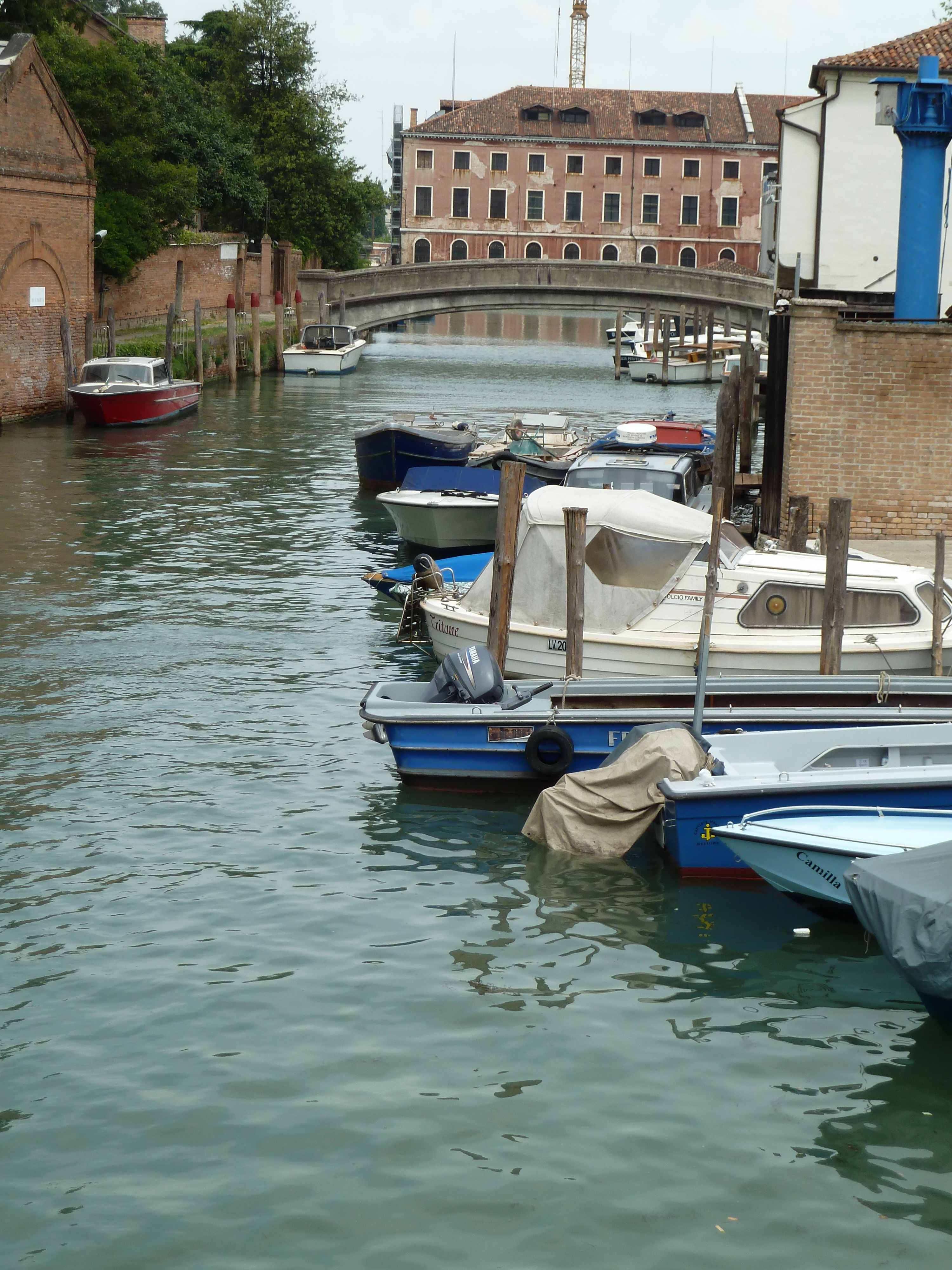
Pod privat pe rio de Santa Marta
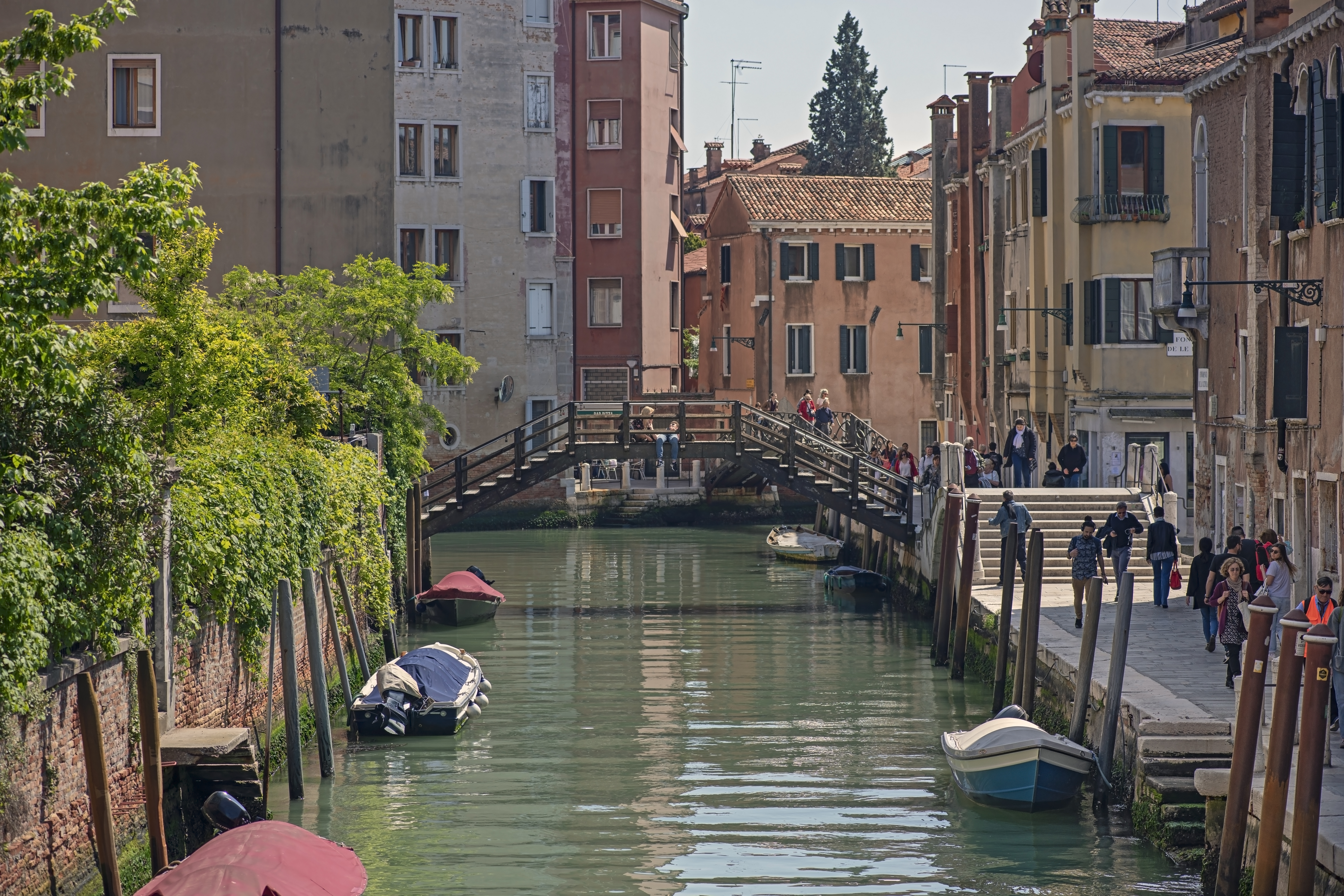
Pod privat pe rio dei Tre Ponti

### Limita între Santa Croce și San Polo

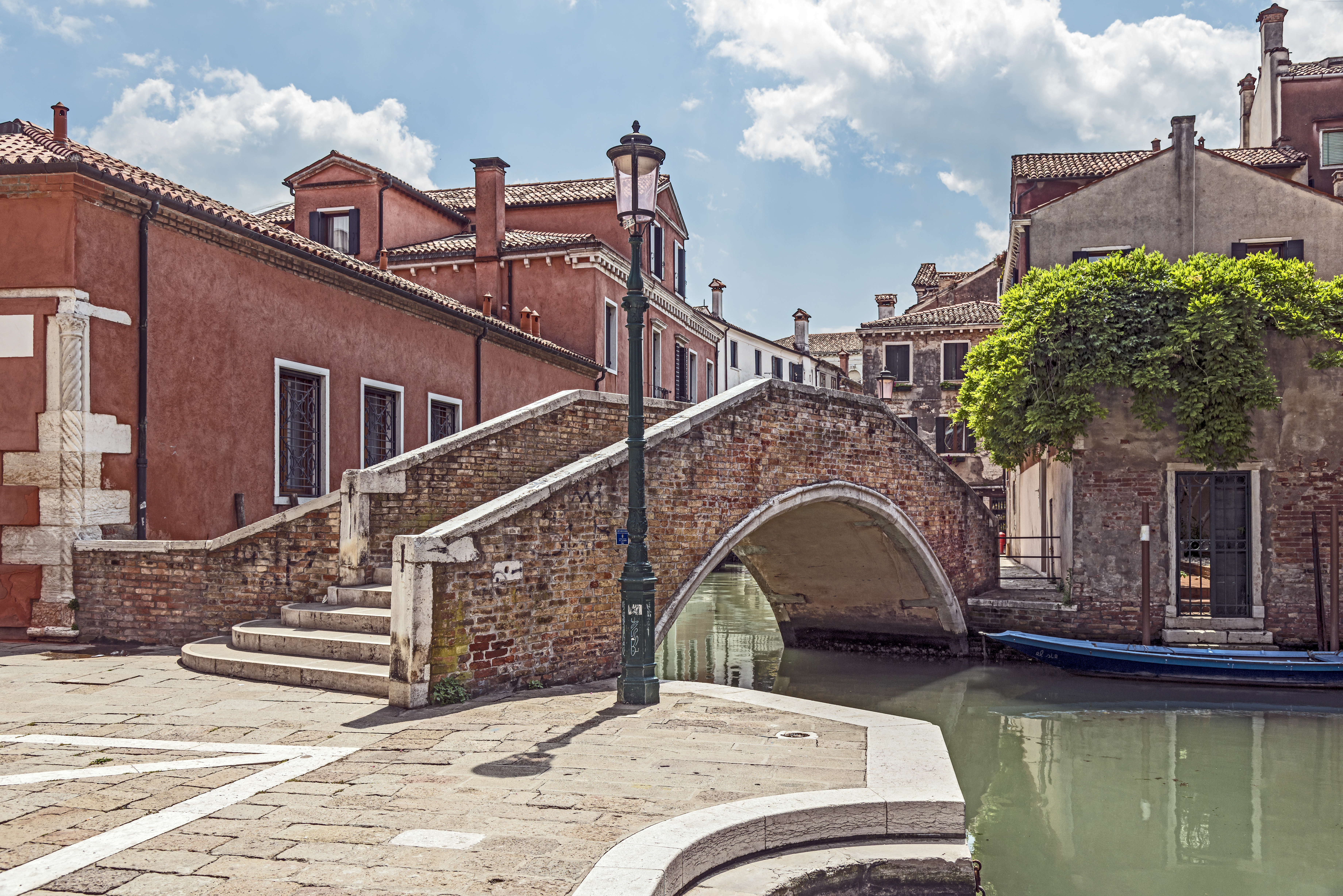
Ponte San Boldo Rio de San Giacomo de l'Orio
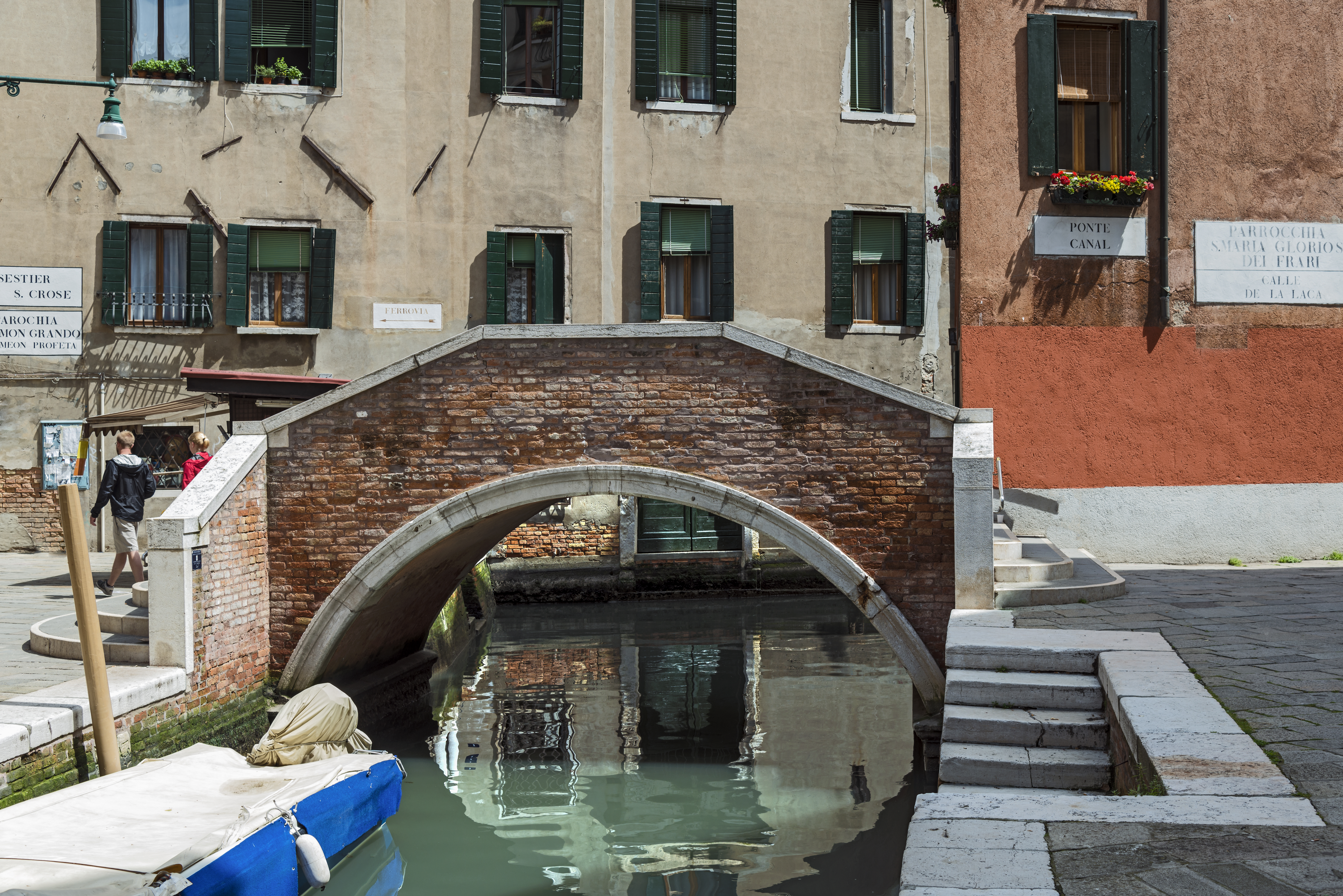
Ponte Canal Rio de le Muneghe
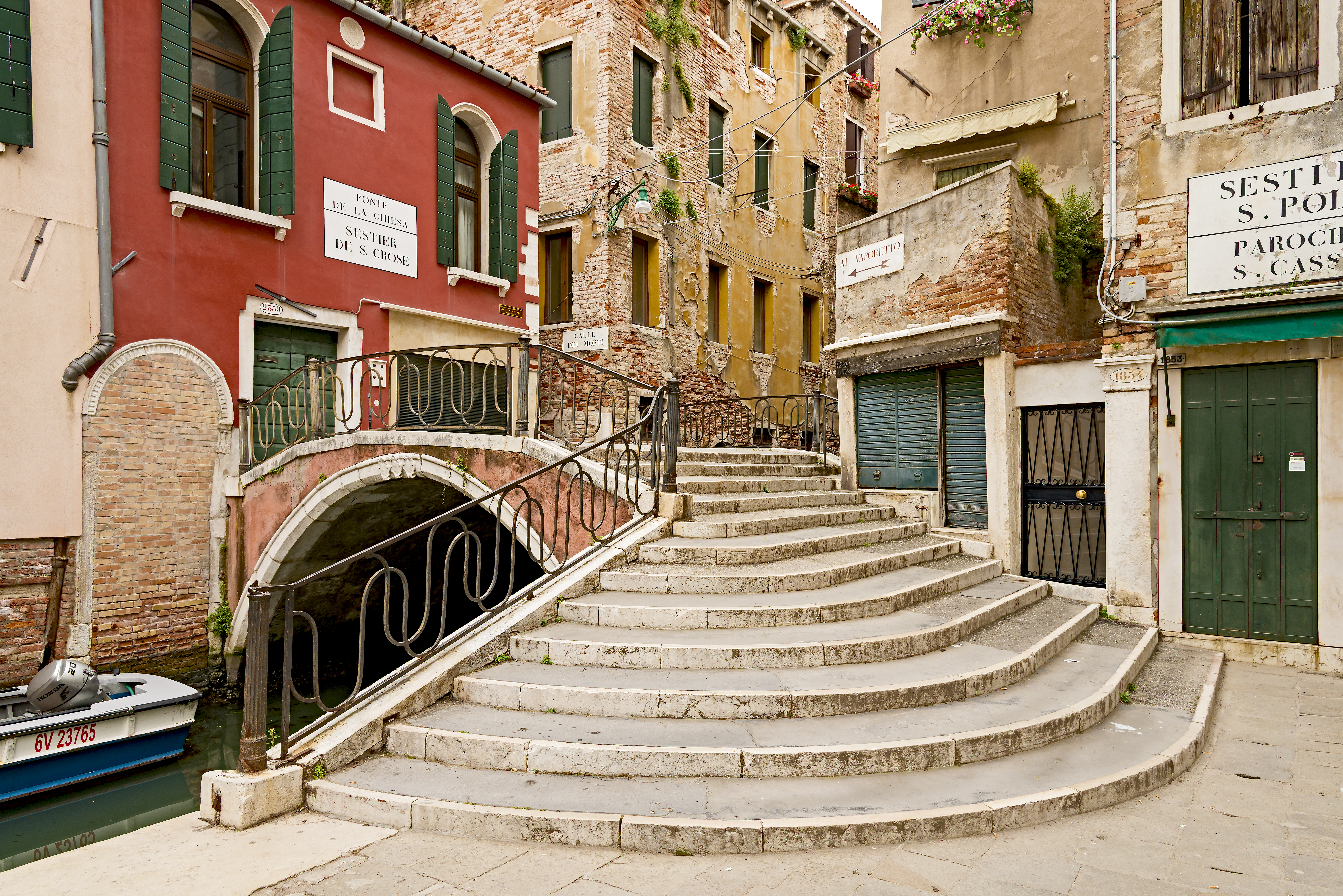
Ponte dei Morti o della Chiesa Rio de San Cassan
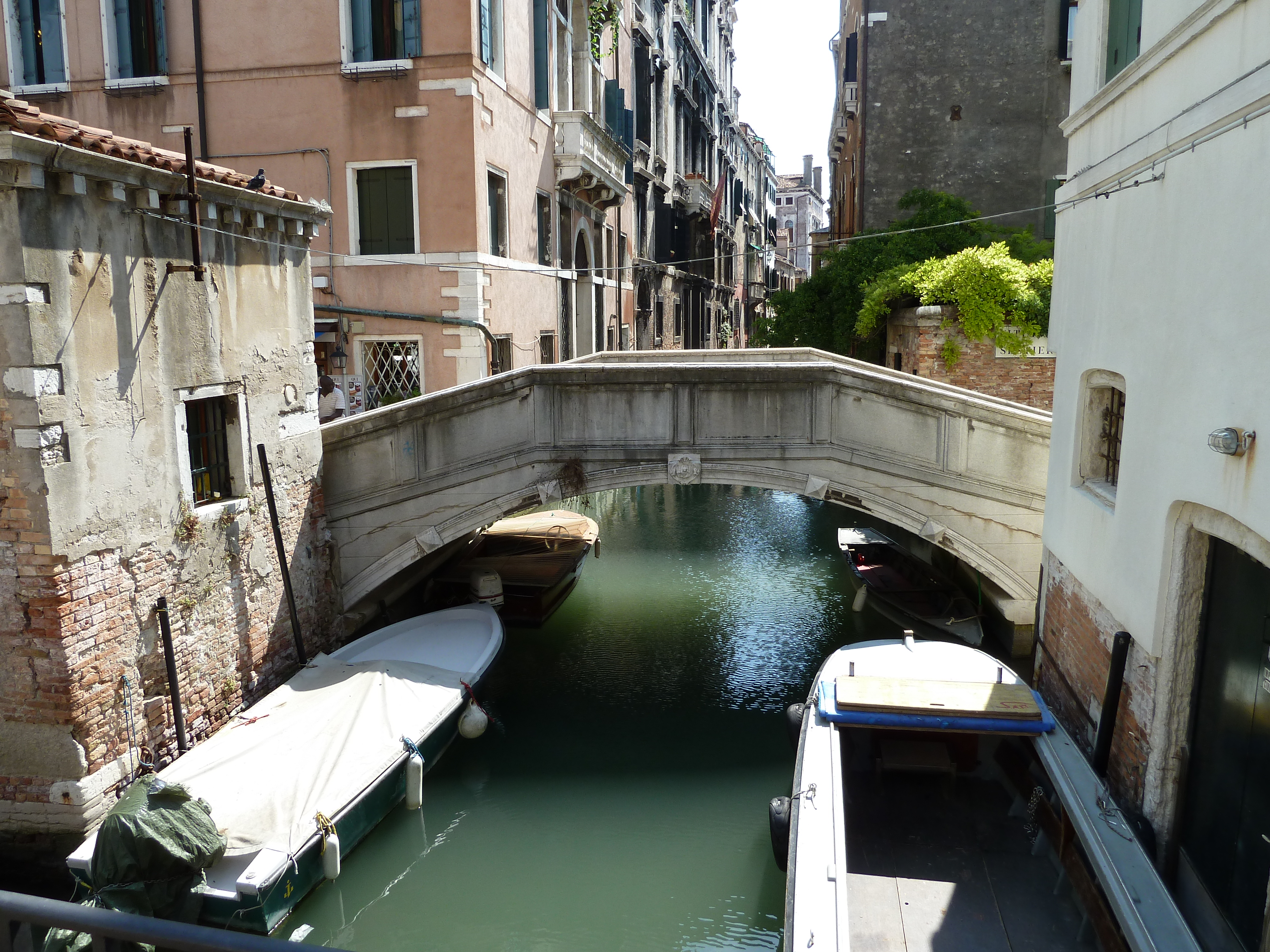
Ponte G.A. della Croce Rio de San Cassan
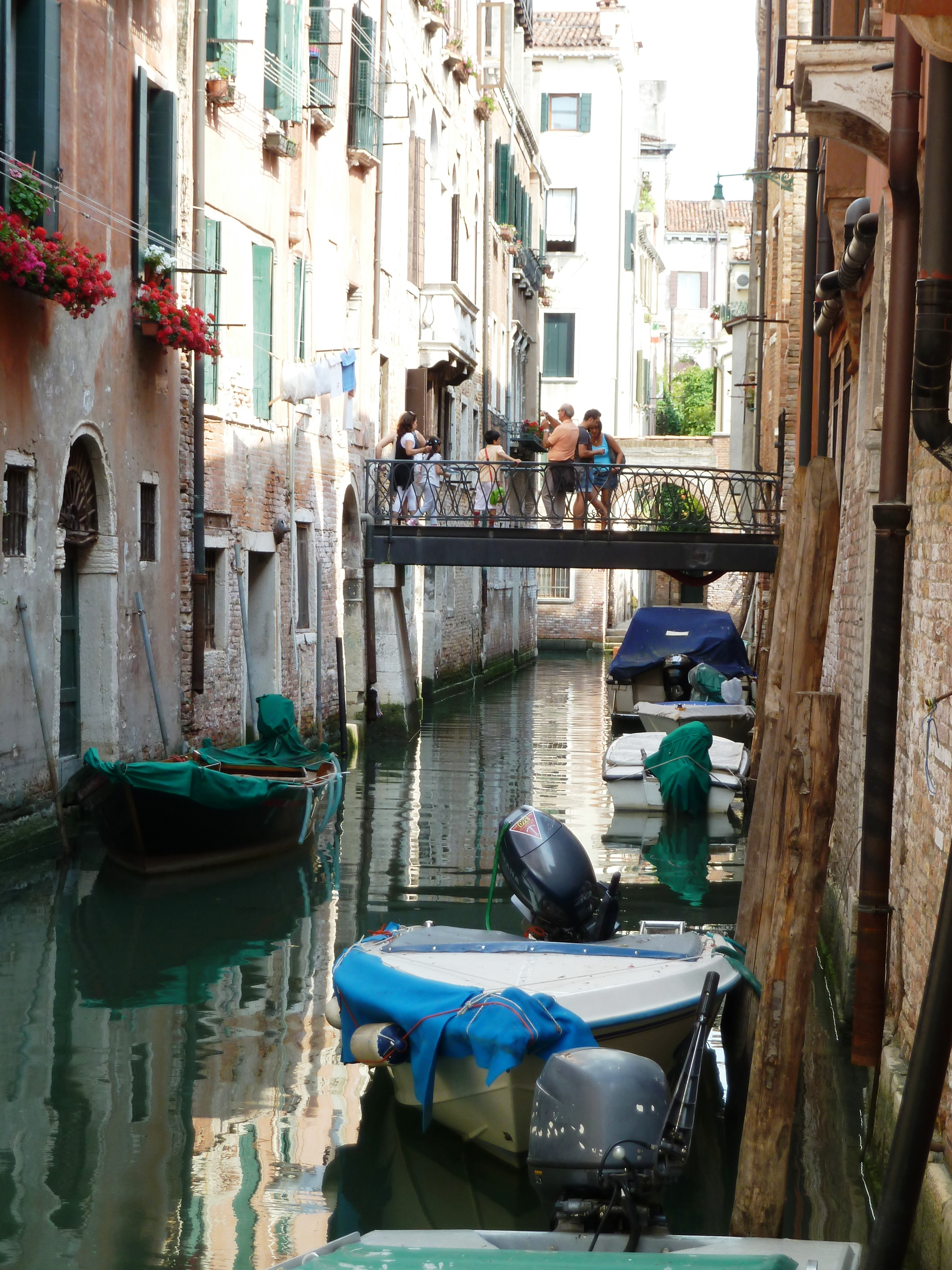
Ponte del Forner/S.Antonio Rio de San Boldo
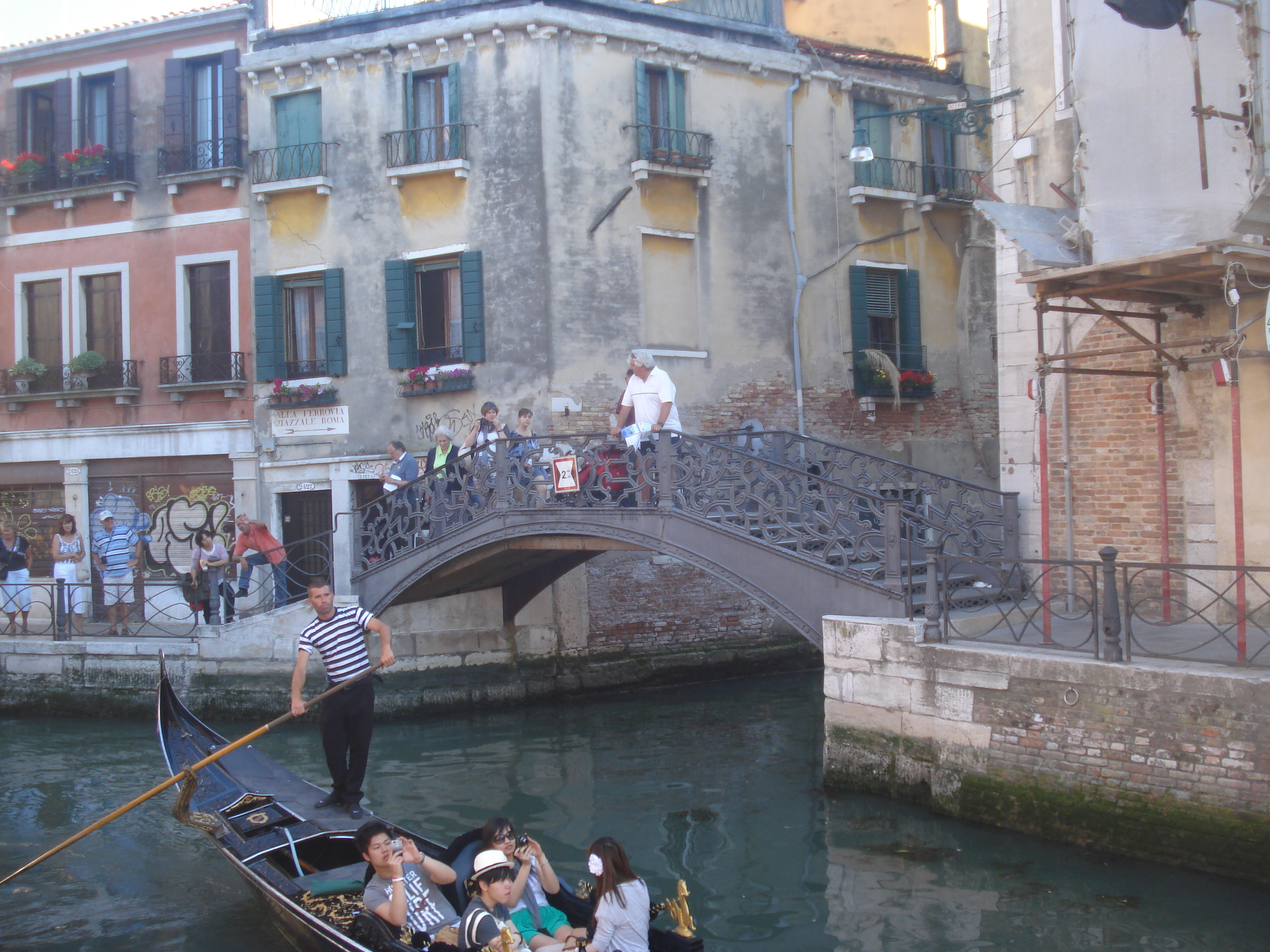
Ponte della Latte Rio de San Zuane // au S.Giacomo dell'Orio
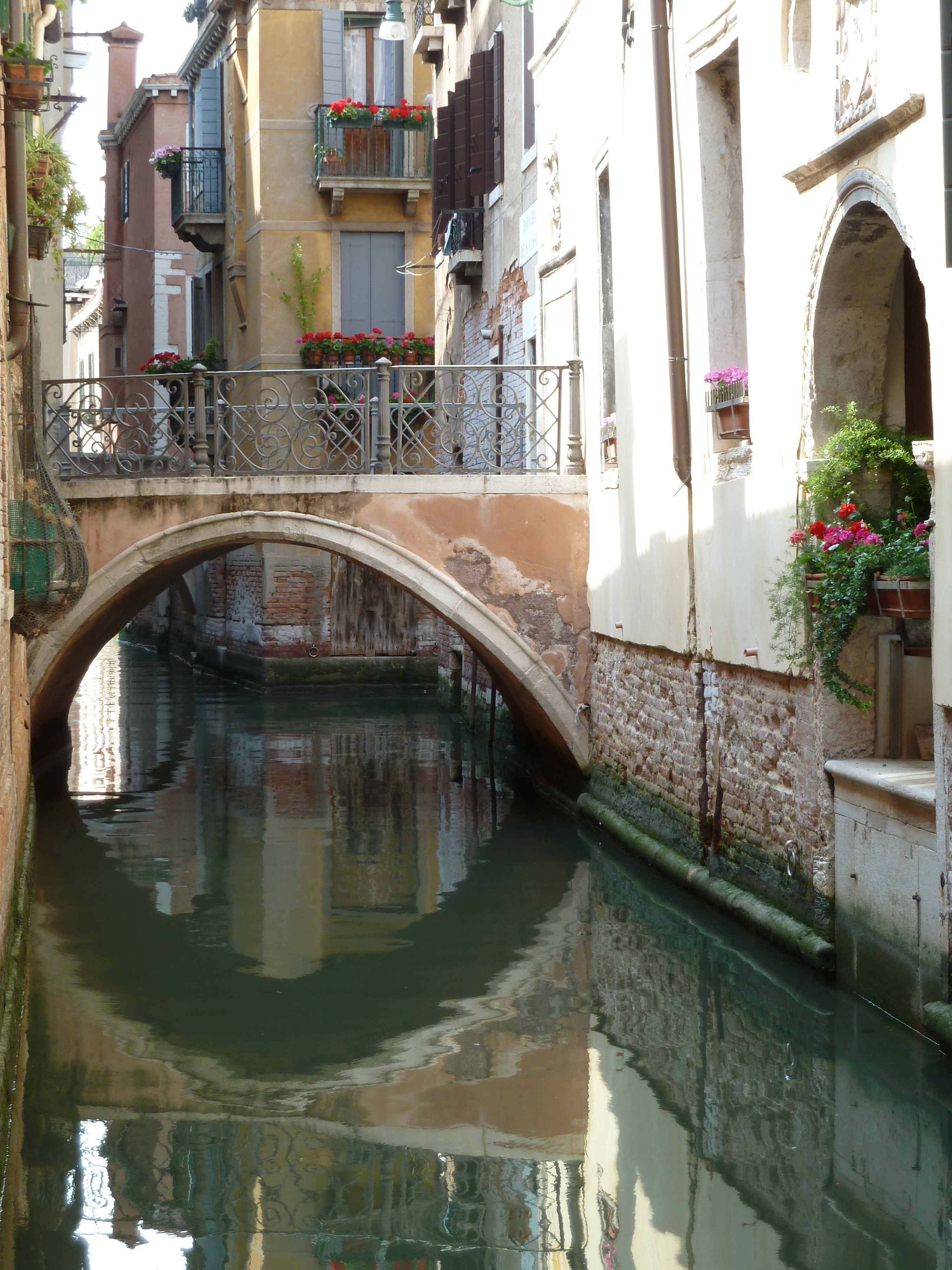
Ponte del Modena Rio de San Boldo
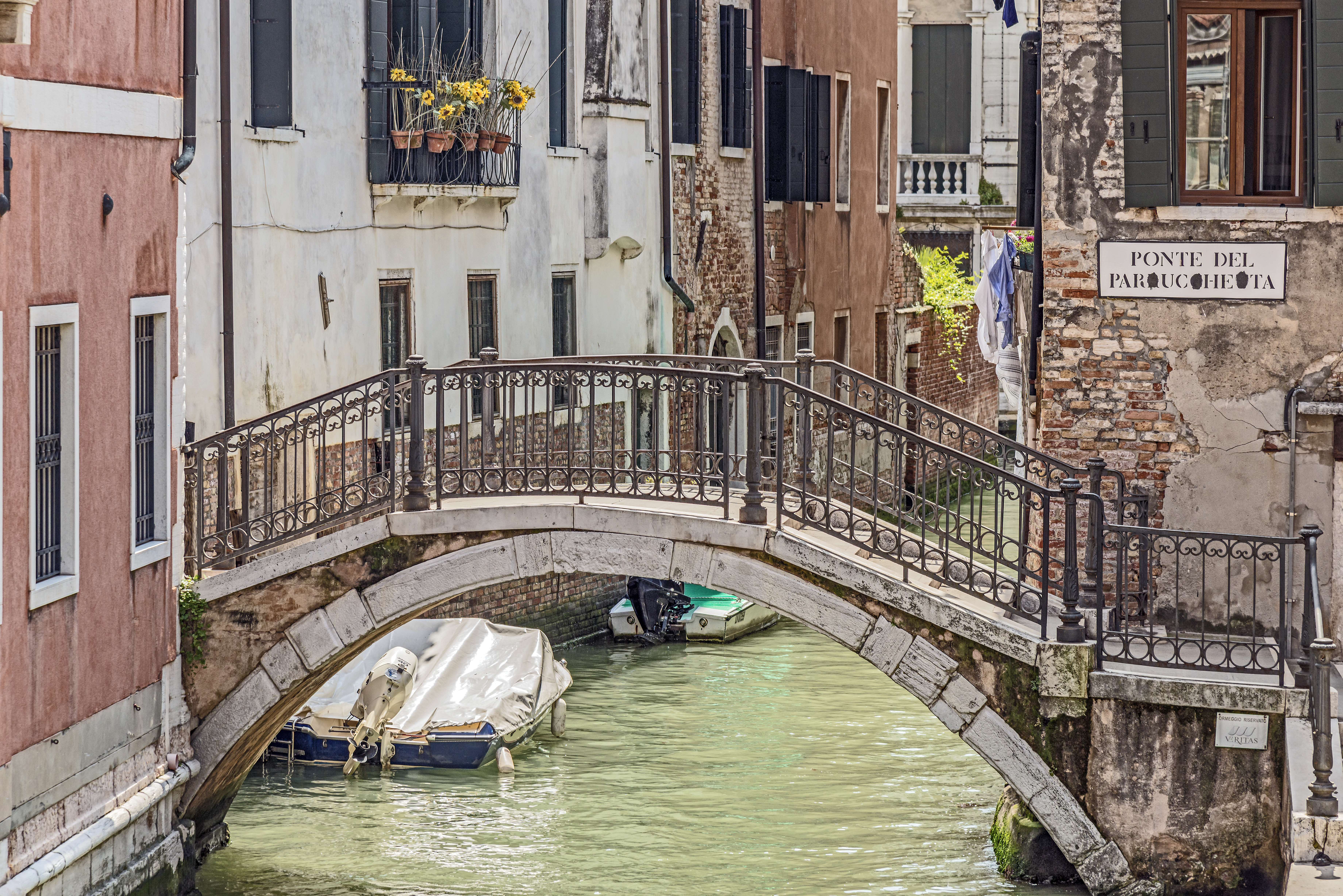
Ponte del Parucheta Rio de San Giacomo dall'Orio
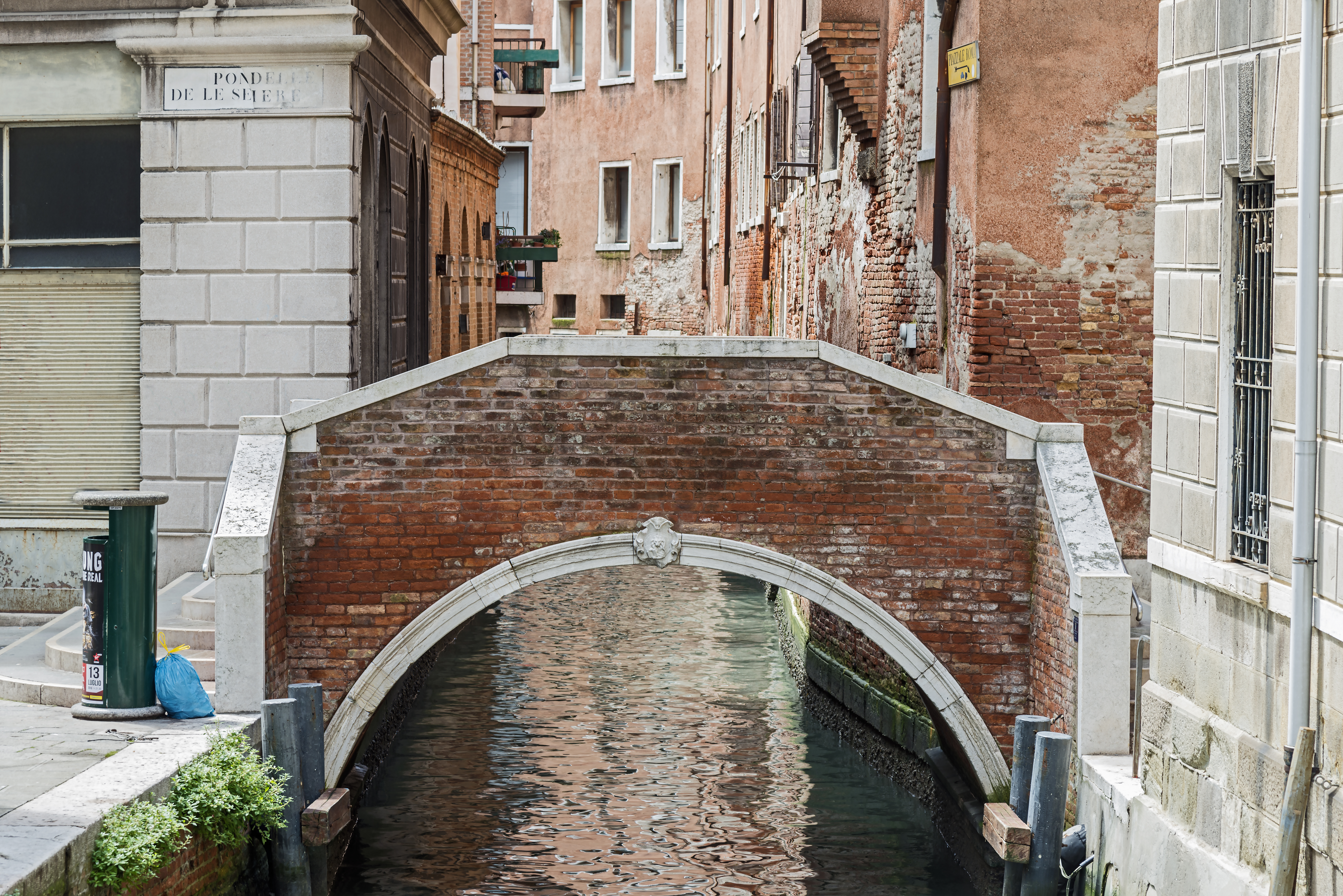
Ponte de le Sechere Rio de le Muneghete
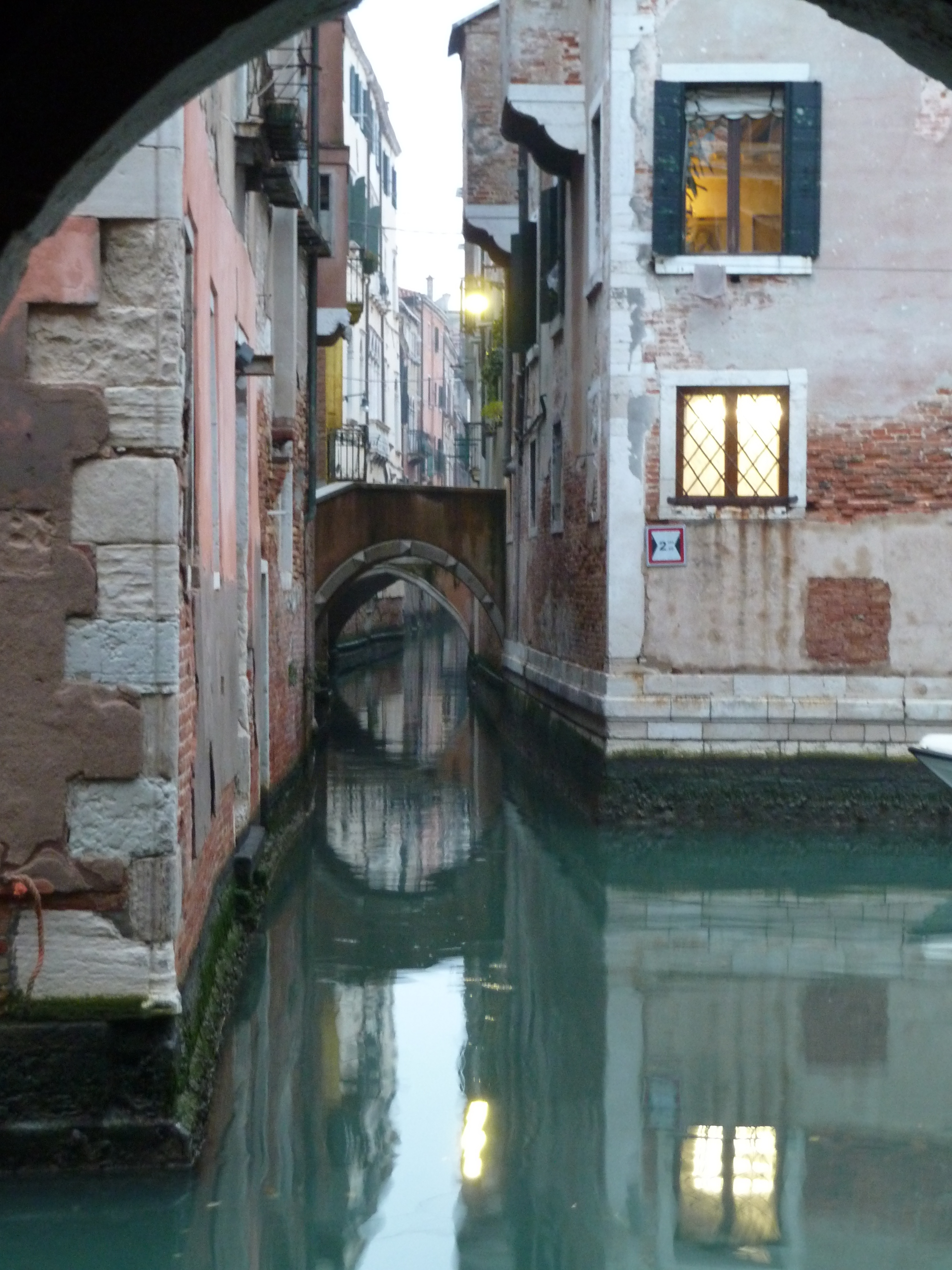
Ponte Storto Rio de San Boldo
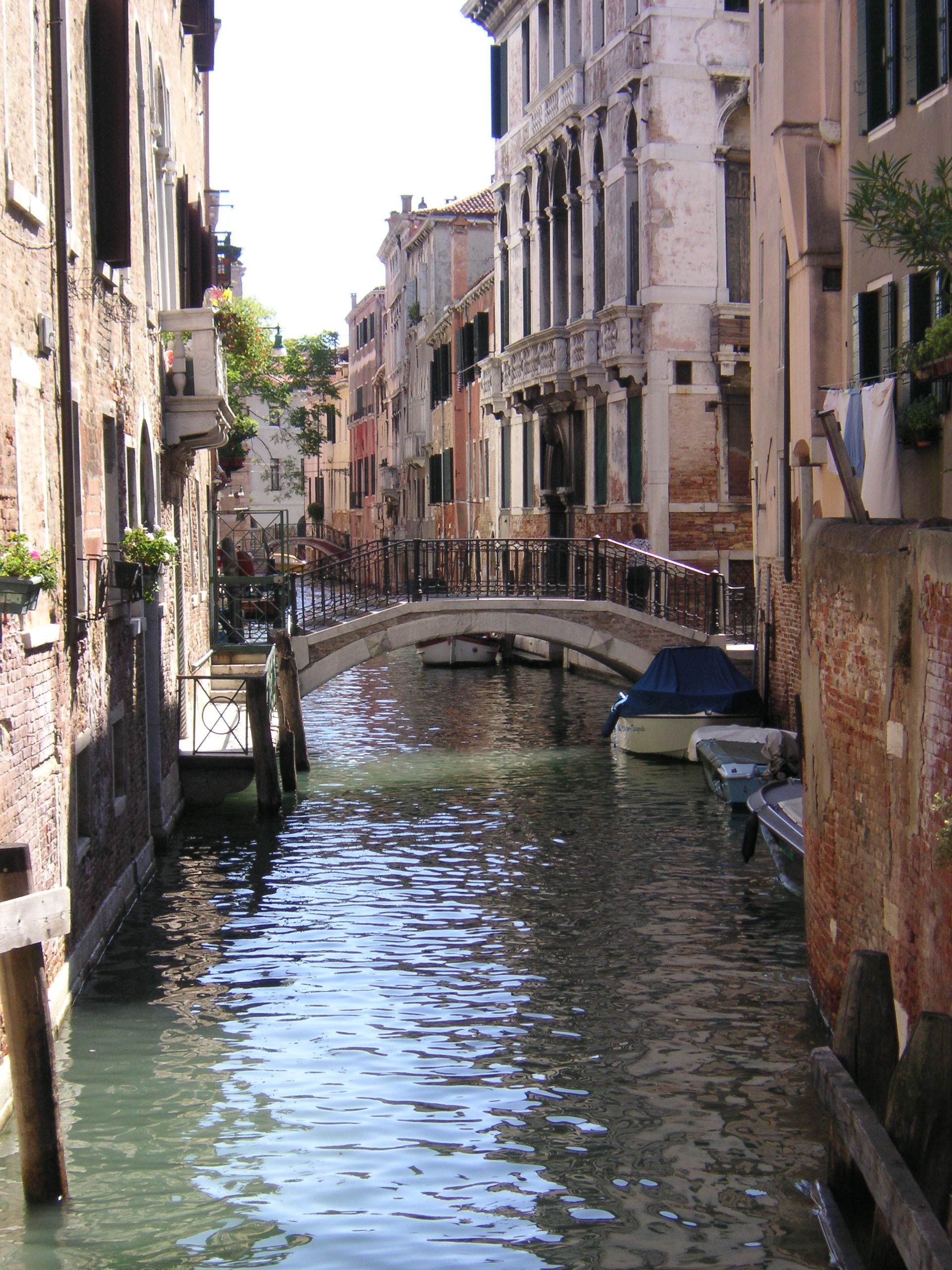
Ponte de le Tette' Rio de San Cassan
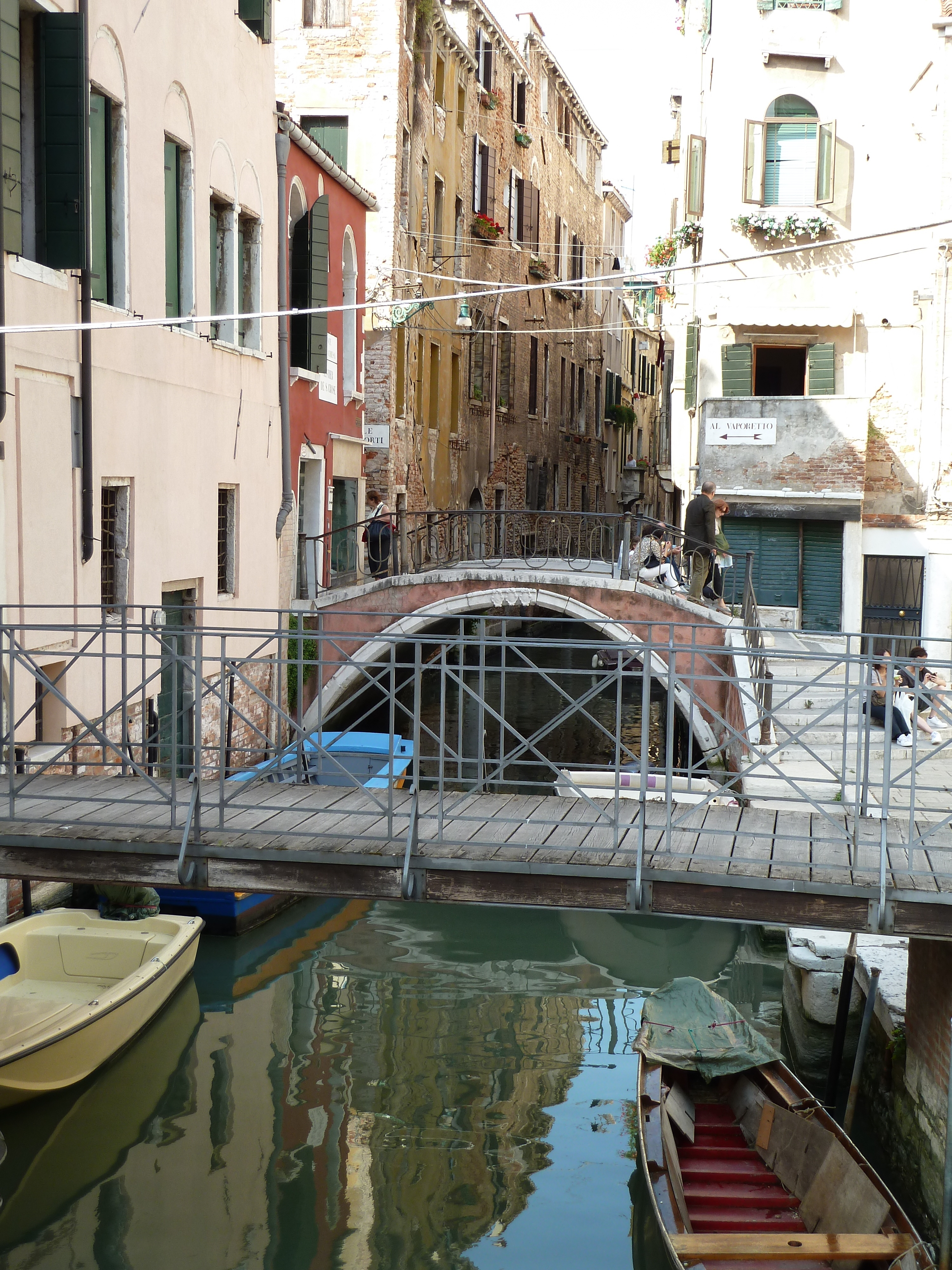
Pod privat pe rio de San Cassan

## SestiereSan Polo

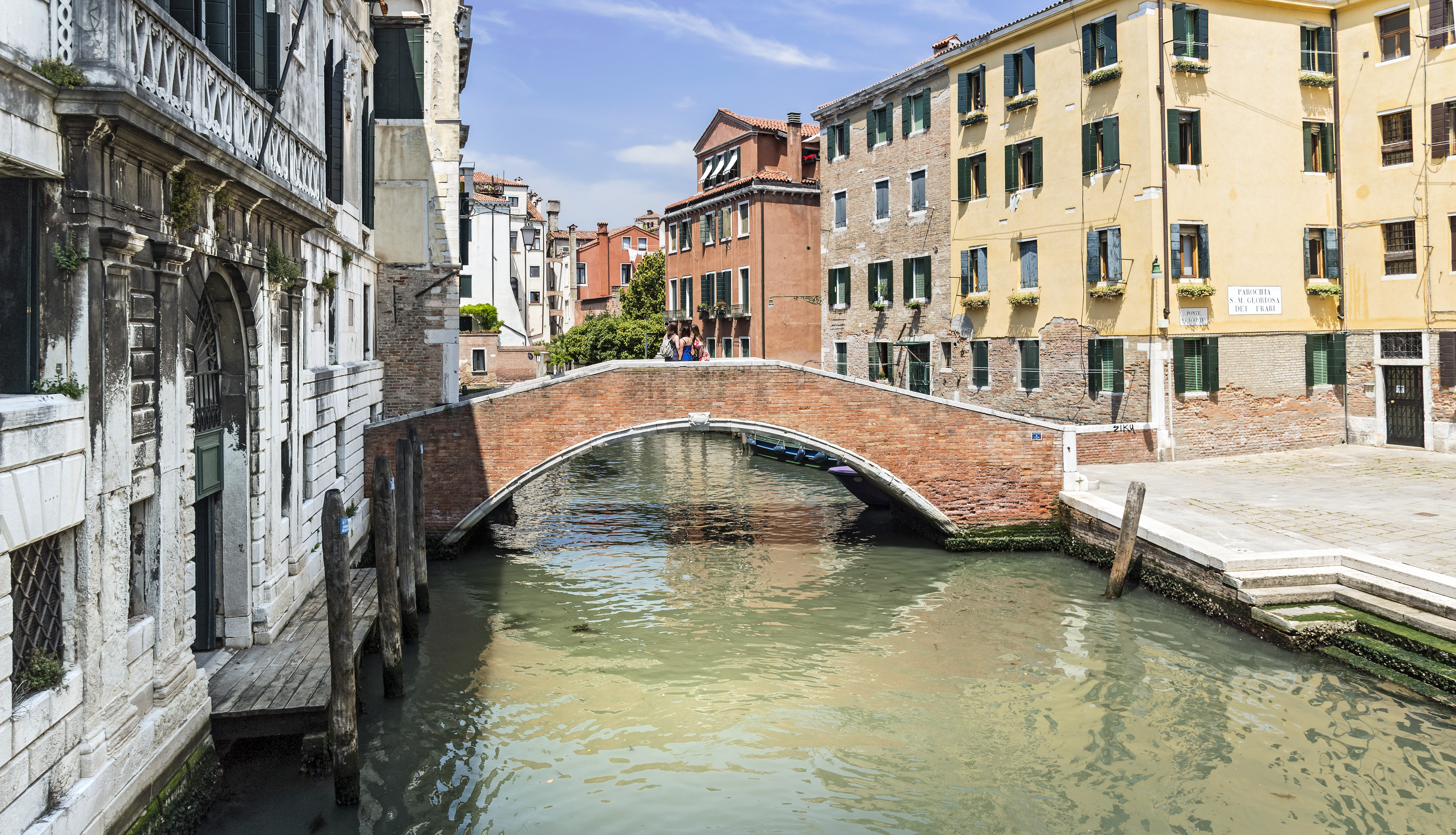
Ponte Sant'Agostin Rio de Sant'Agostin
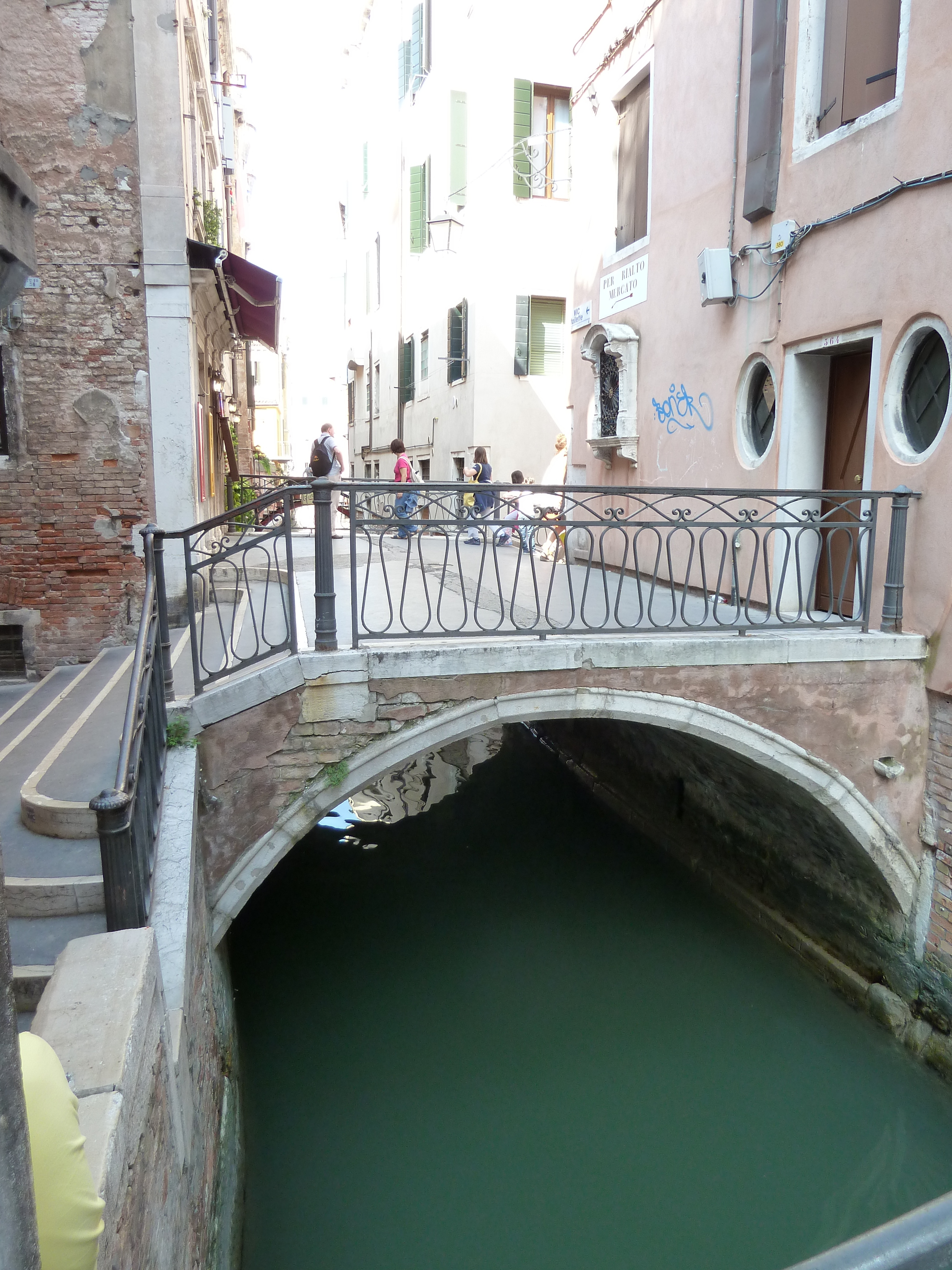
Ponte de le Becarie Rio de le Becarie
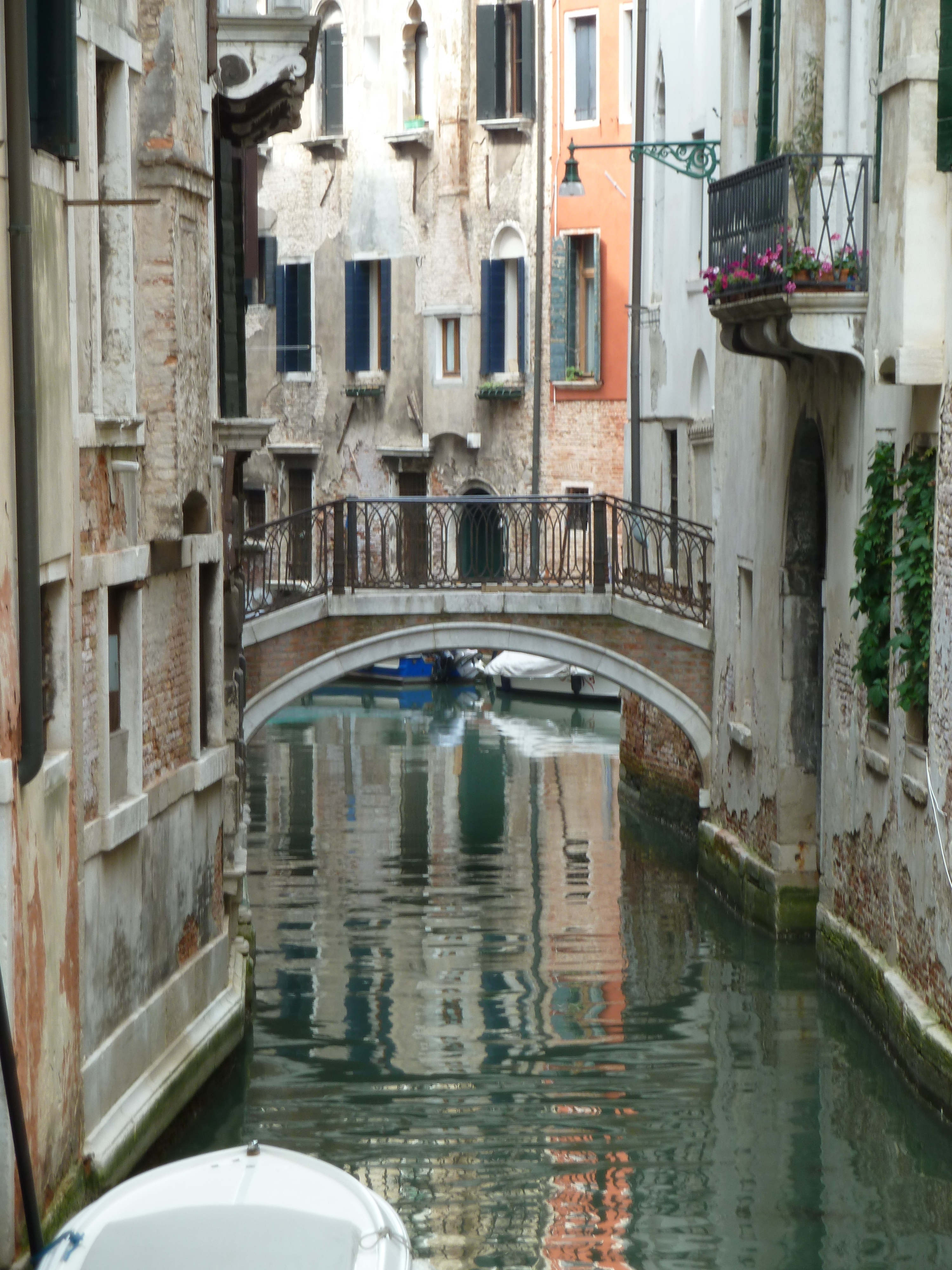
Ponte Cavalli Rio de la Madoneta
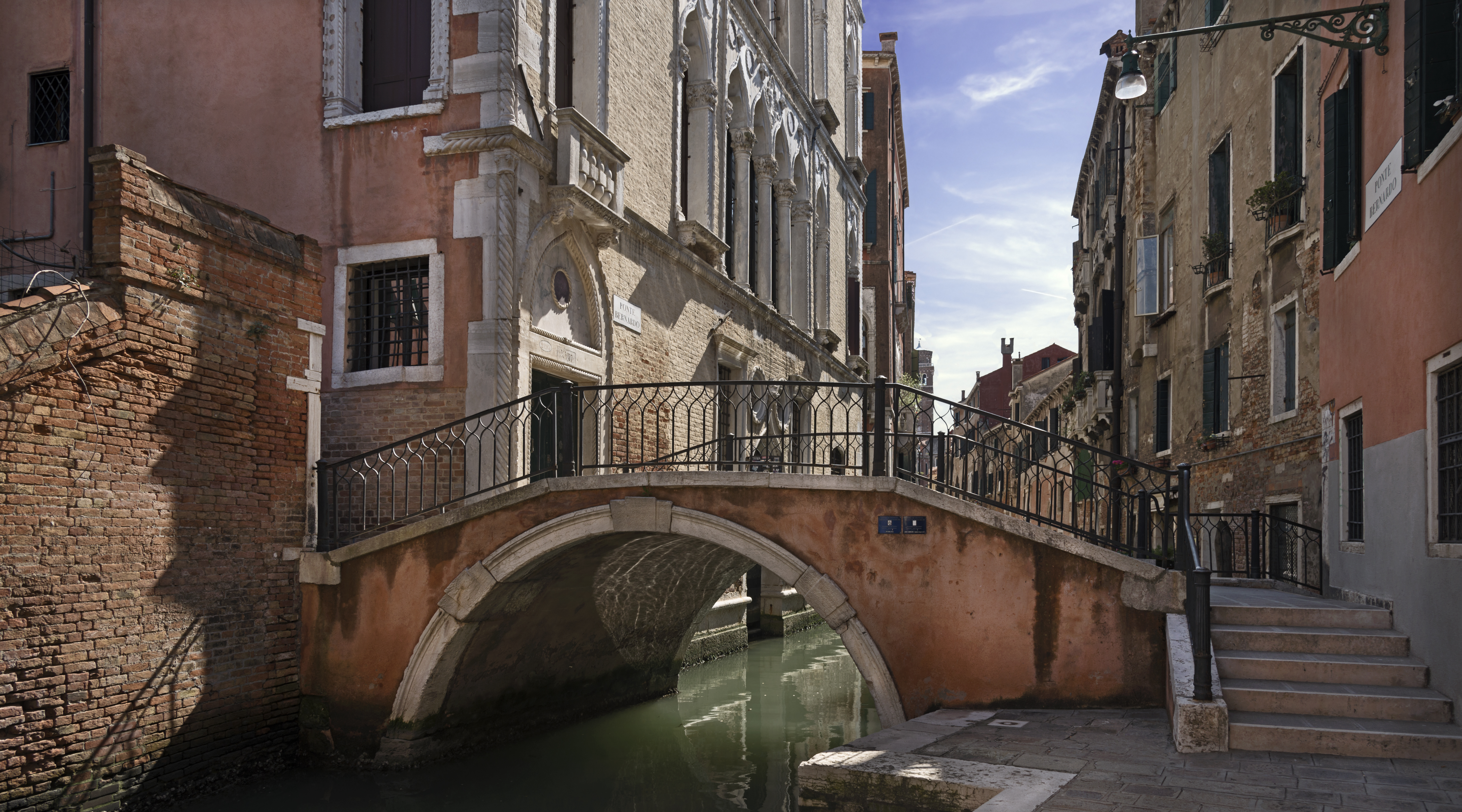
Ponte de Ca' Bernardo Rio de San Polo
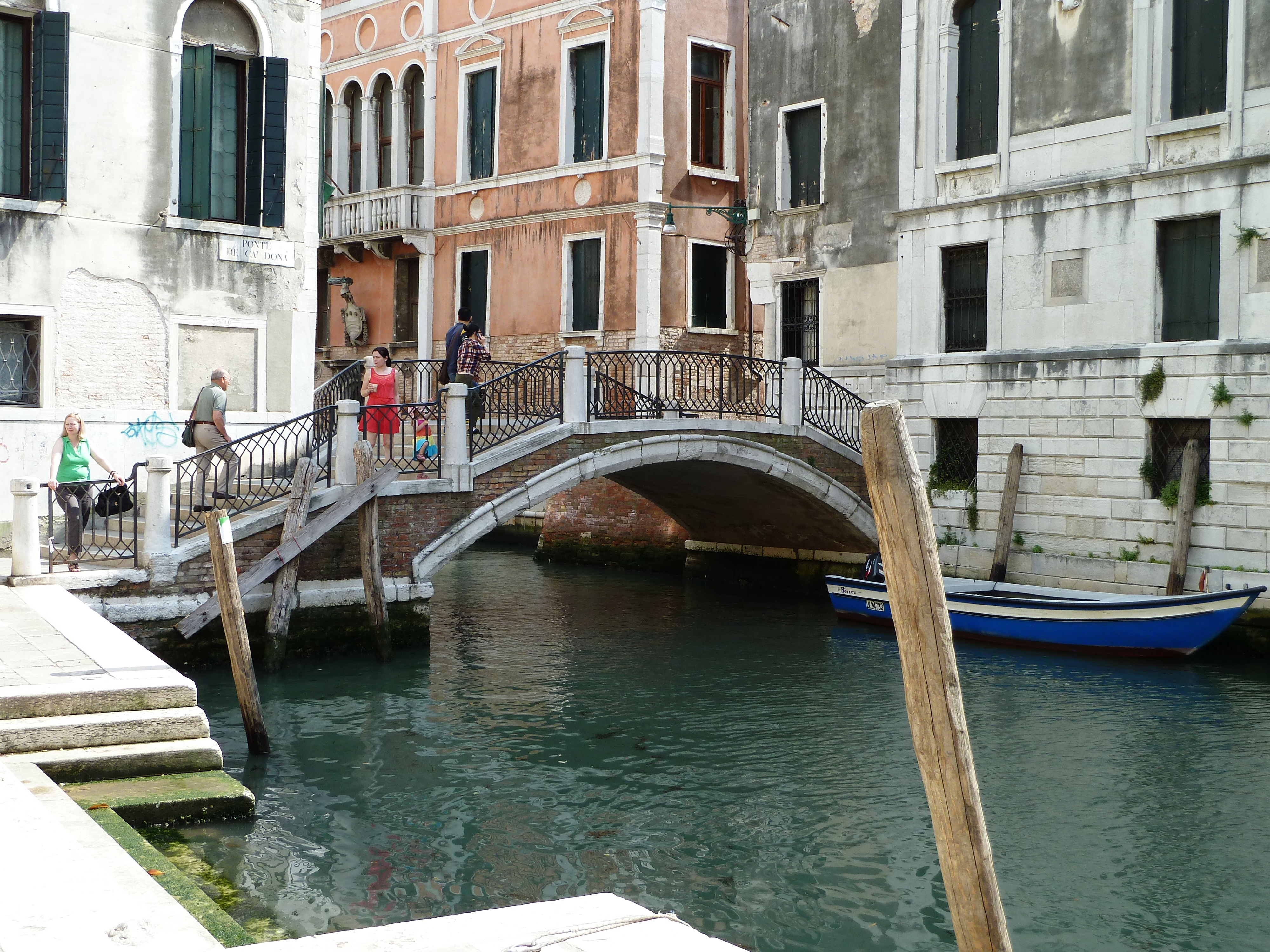
Ponte de Ca' Donà Rio de Sant'Agostin
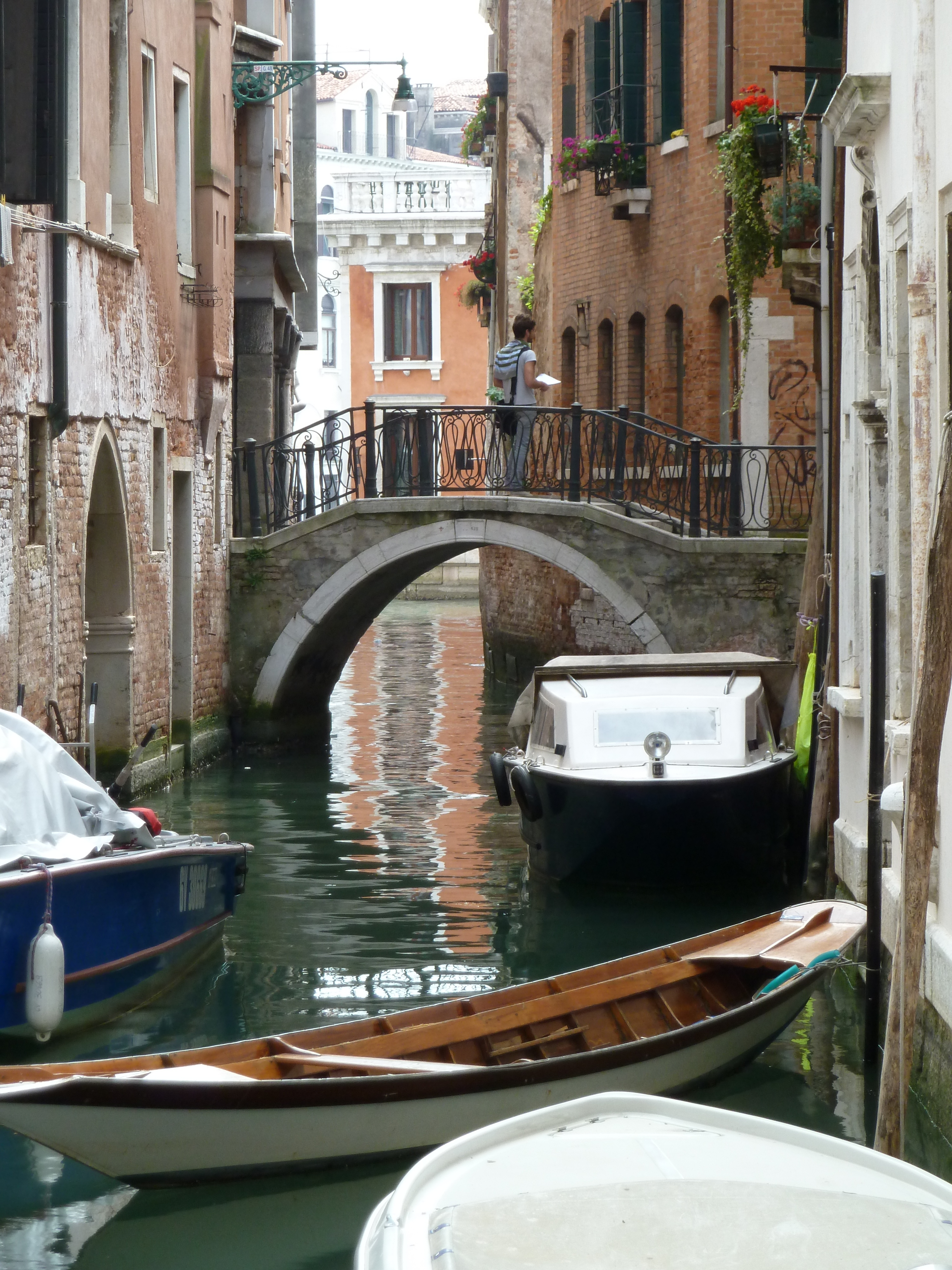
Ponte de Ca' Grimani Rielo de le Erbe
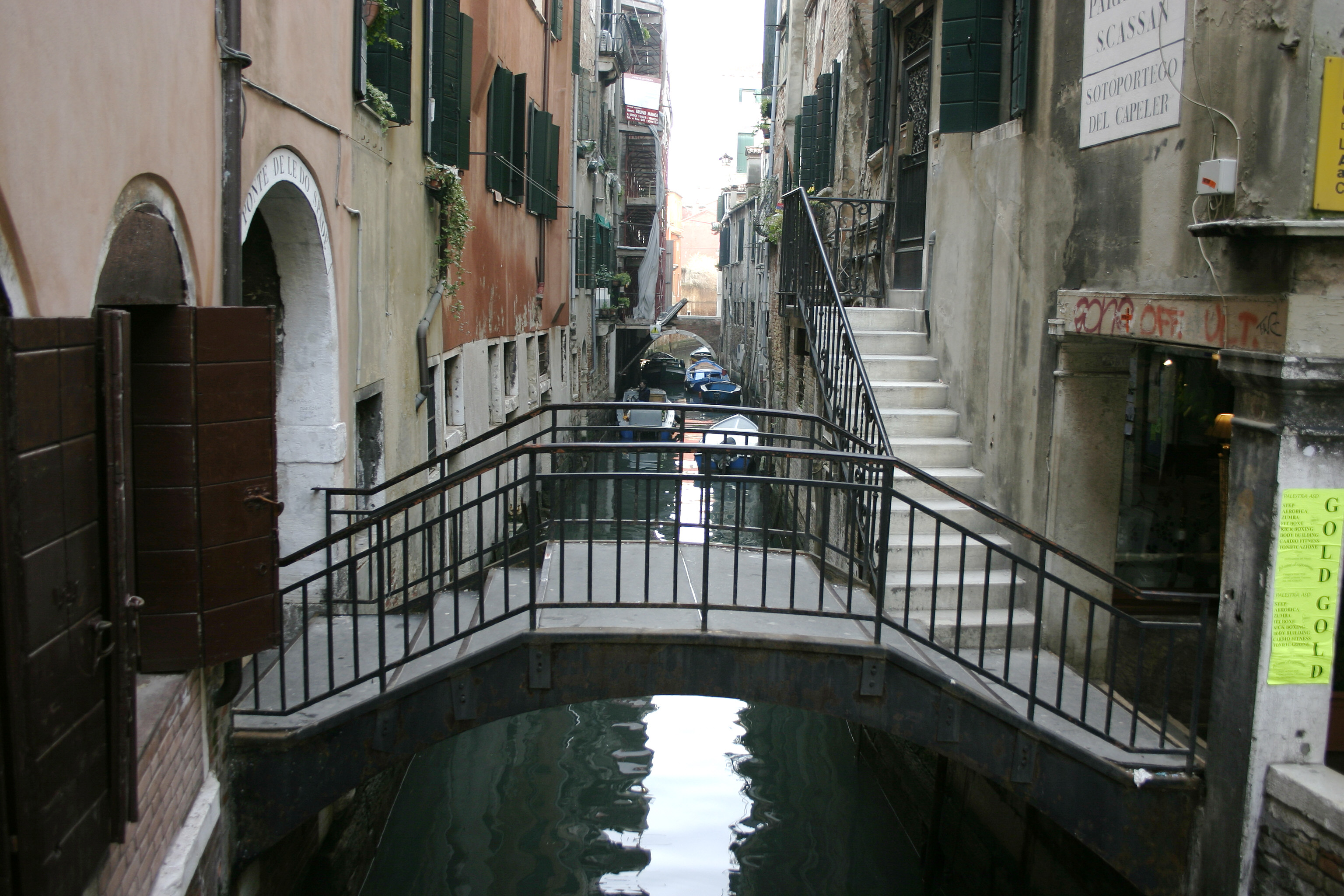
Ponte de le Do Spade Rio de le Becarie
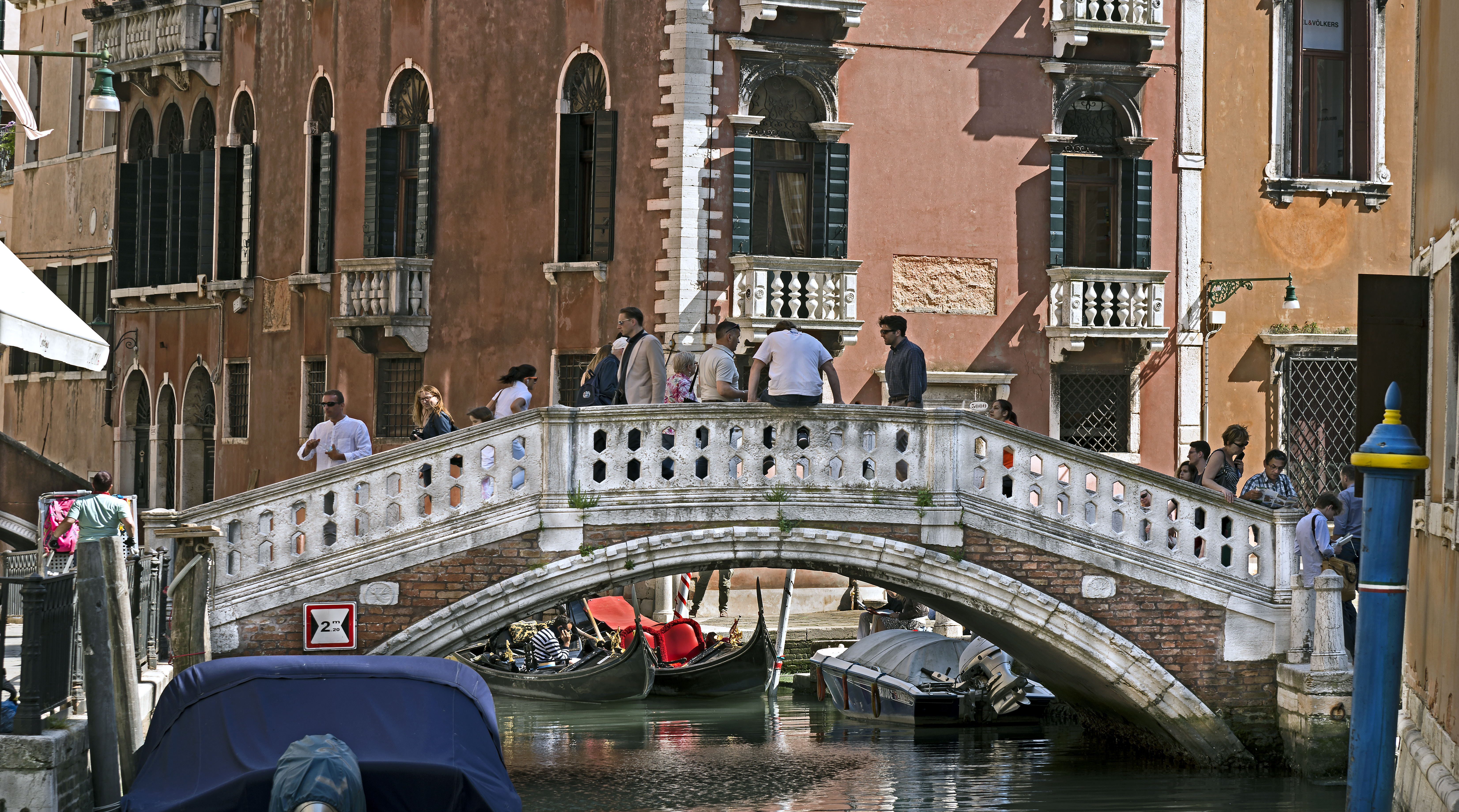
Ponte dei Frari Rio dei Frari
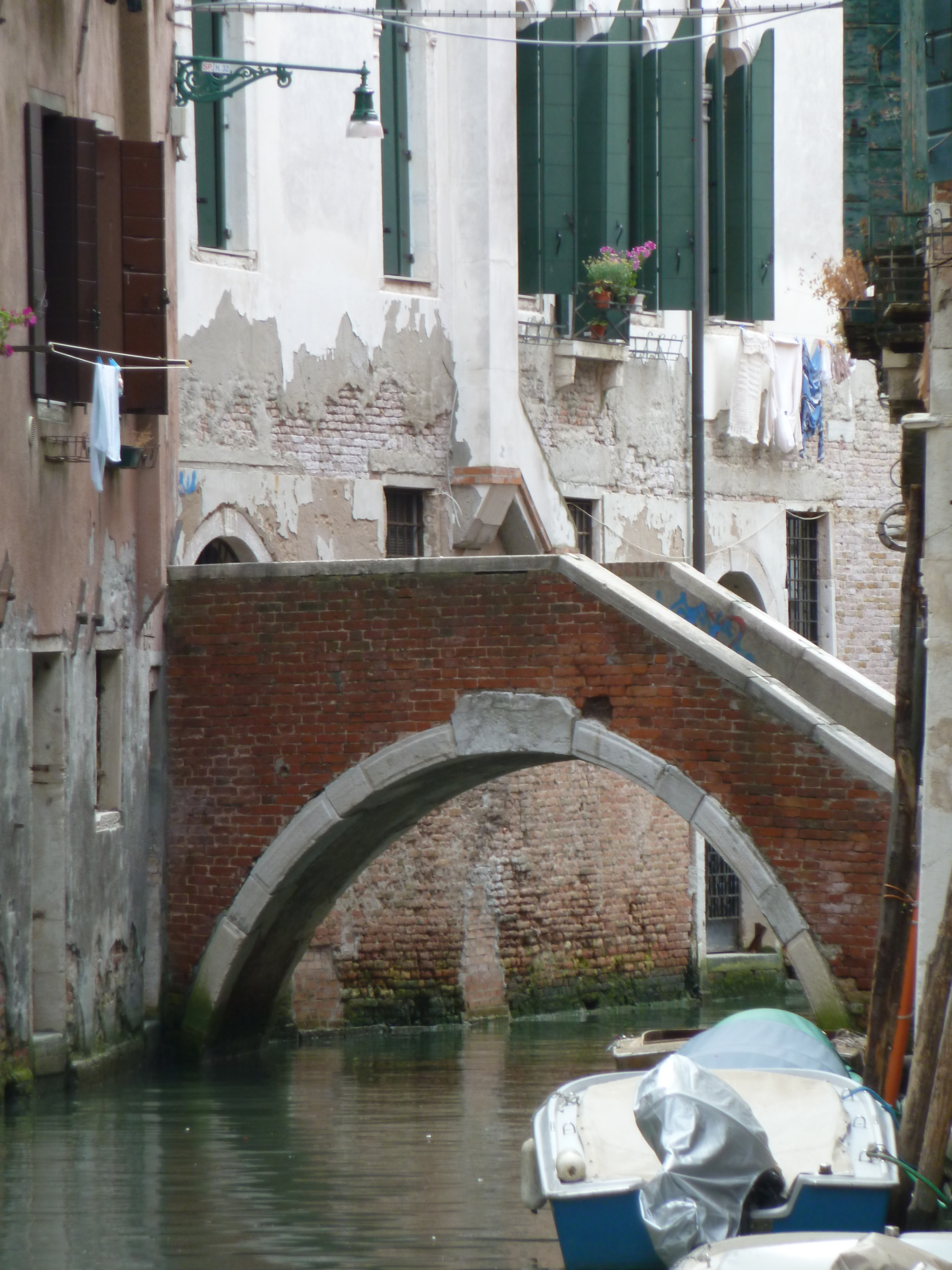
Ponte de la Furatola Rio de le Becarie
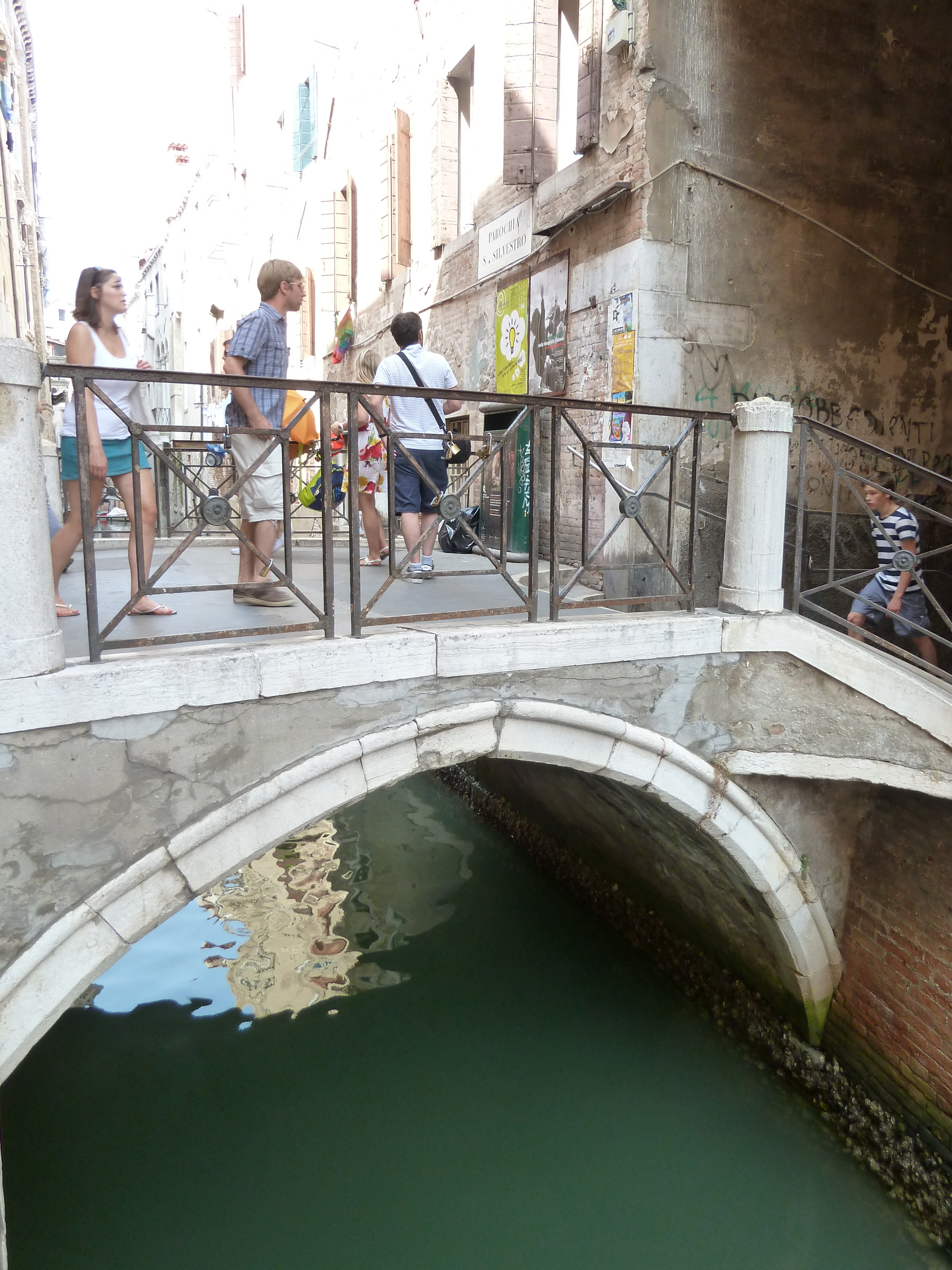
Ponte de la Madoneta, Rio de la Madoneta
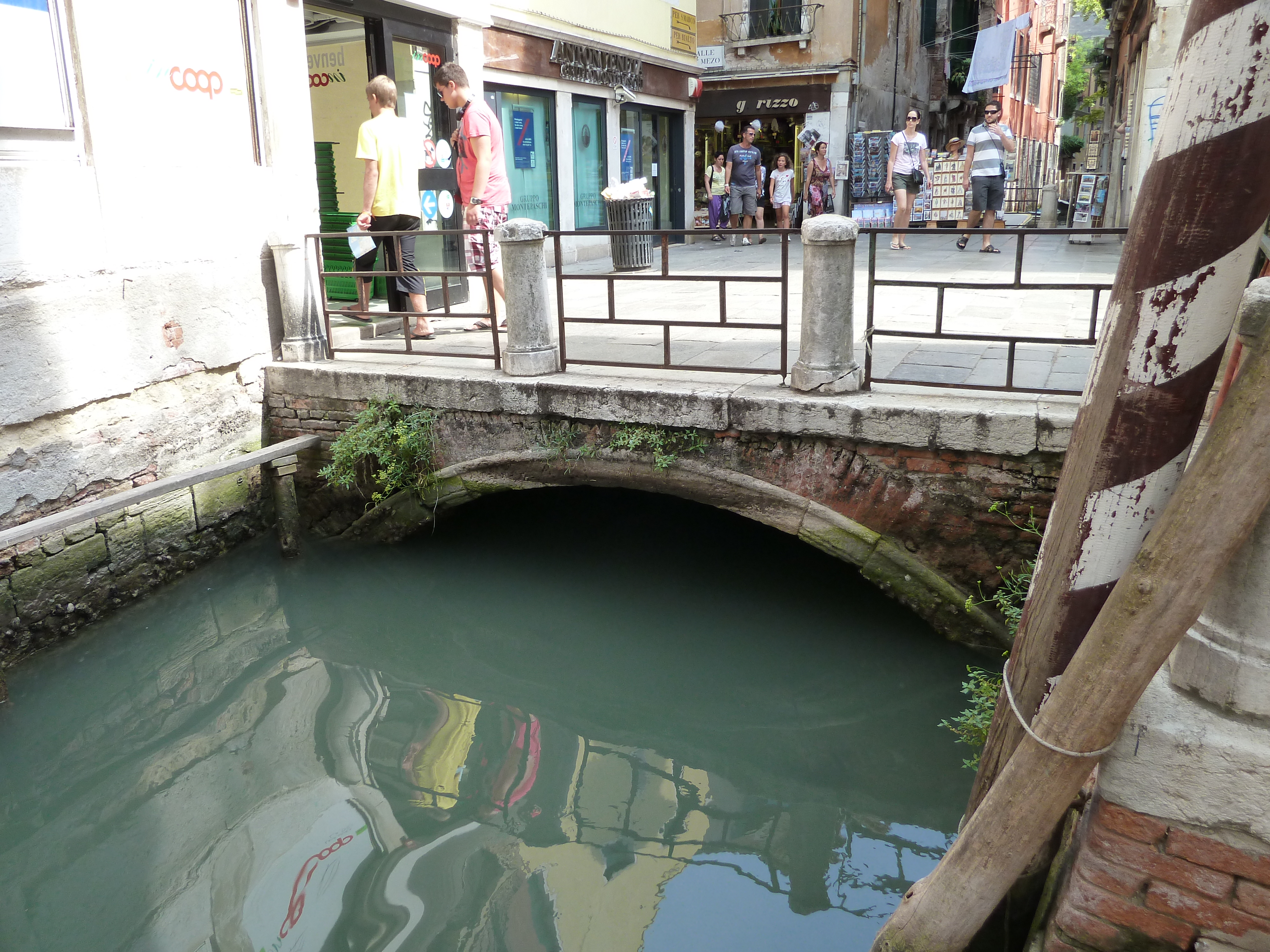
Ponte Piano dei Meloni Rio dei Meloni
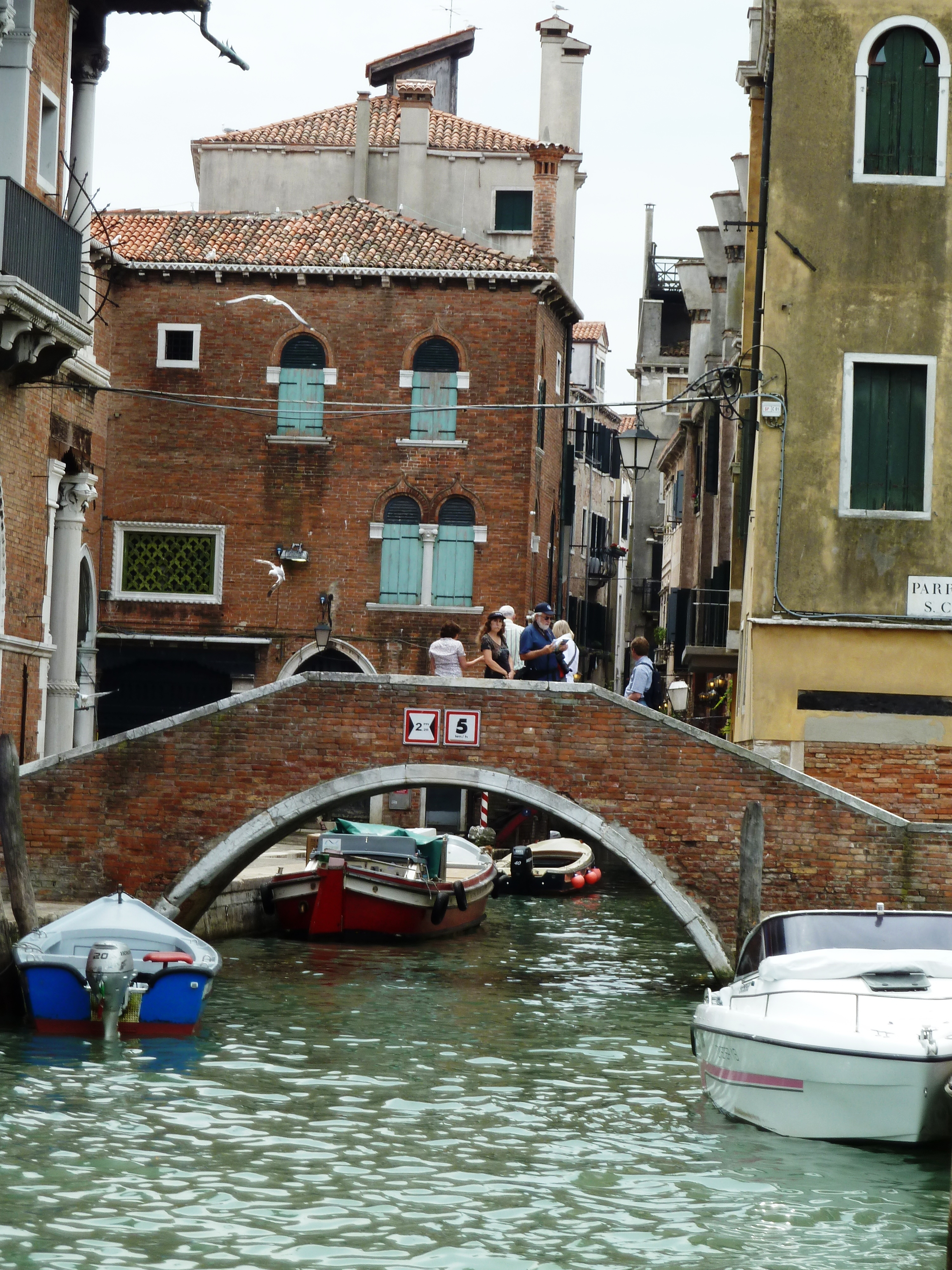
Ponte de la Pescaria Rio de le Becarie
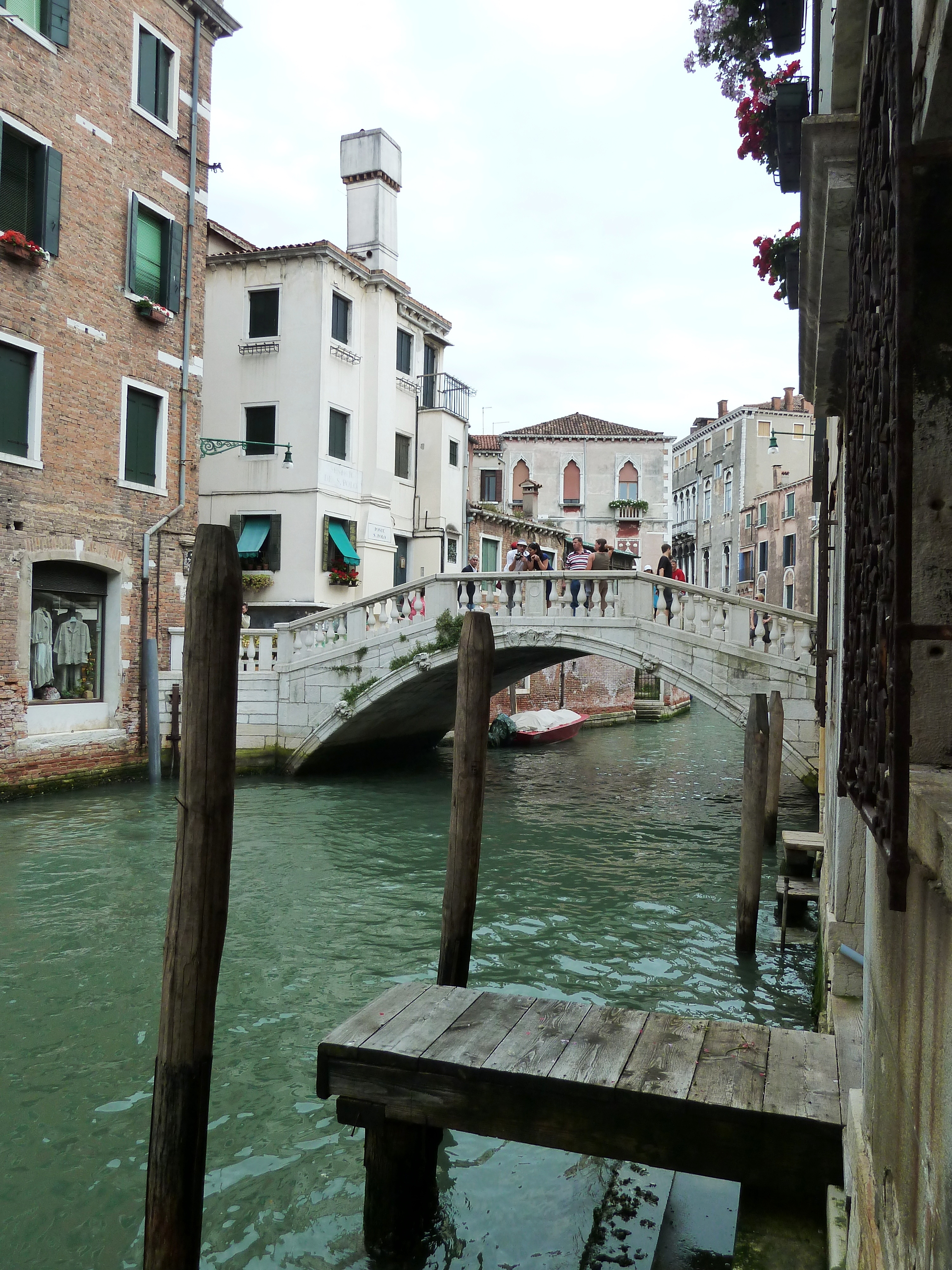
Ponte San Polo Rio de San Polo
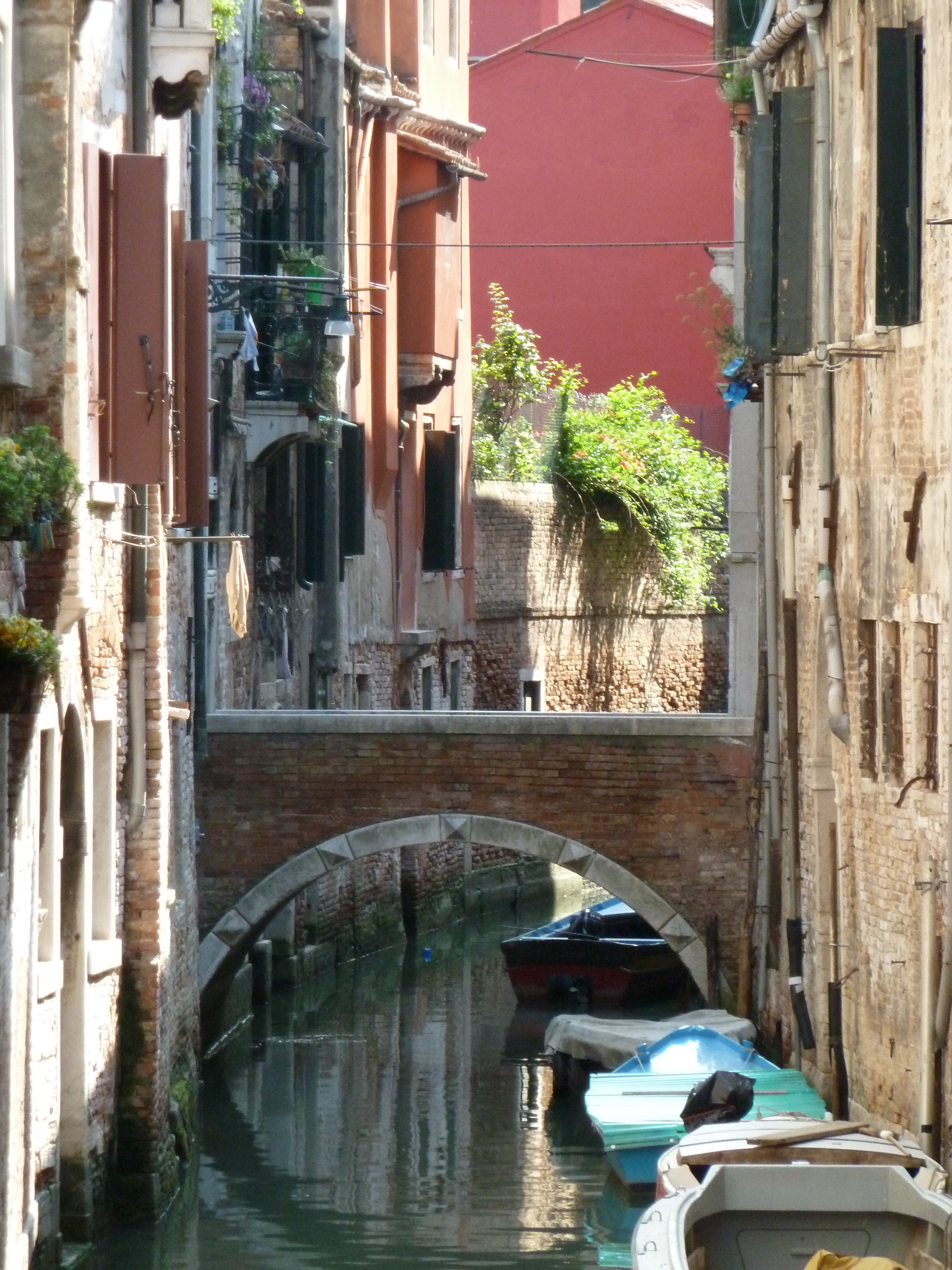
Ponte Raspi ou Sansoni Rio de le Becarie
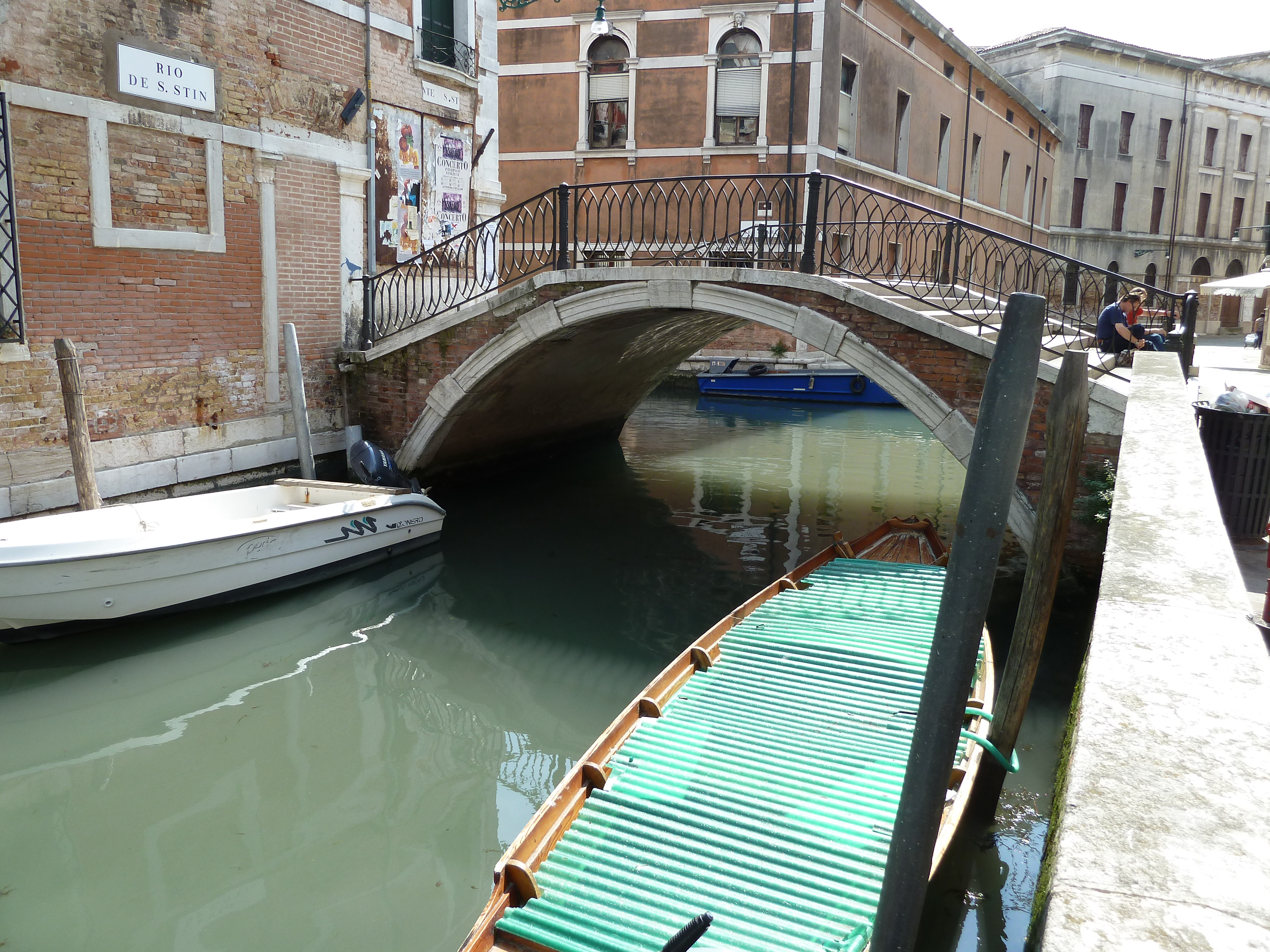
Ponte San Stin Rio de San Stin
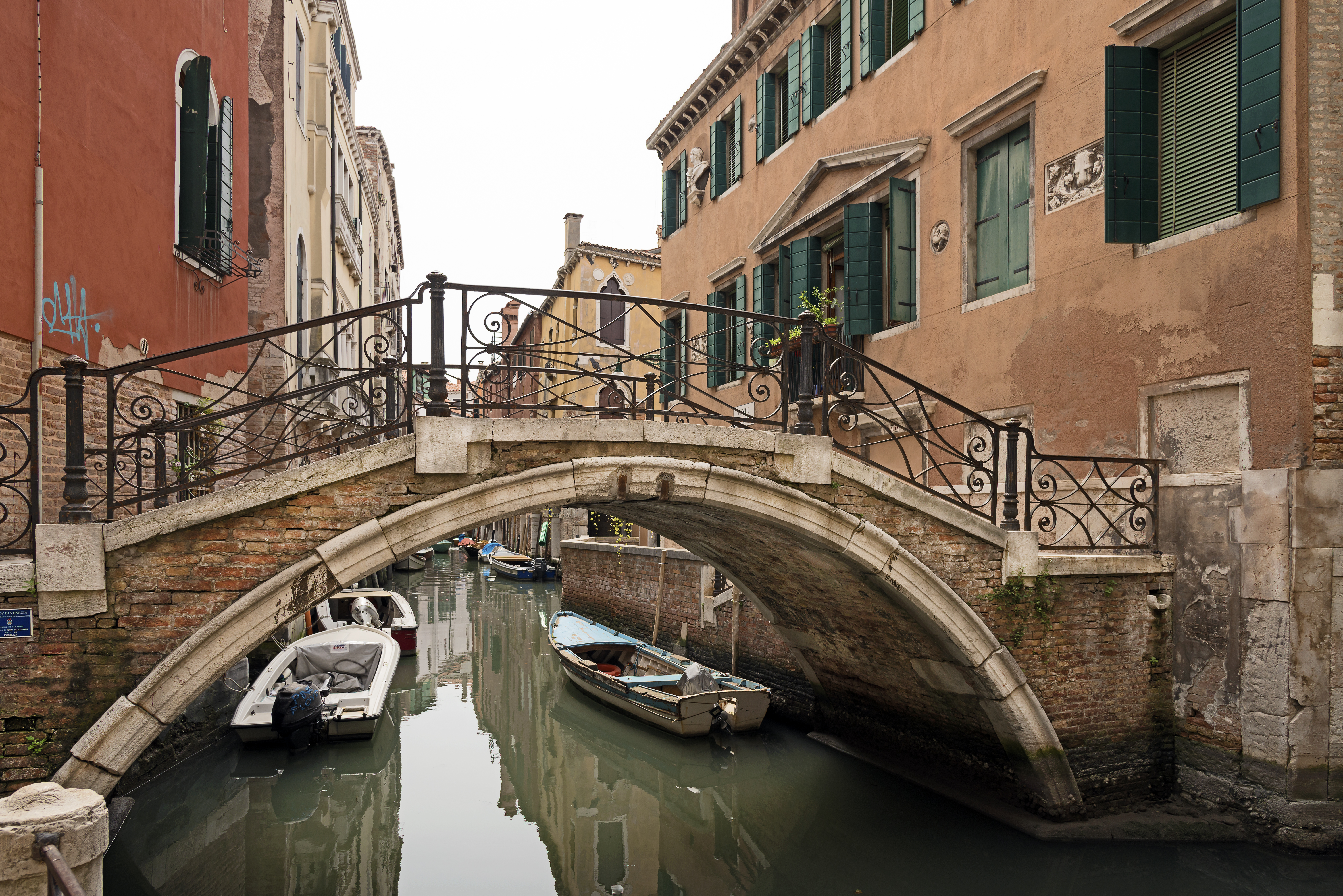
Ponte Storto Rio de San Aponal
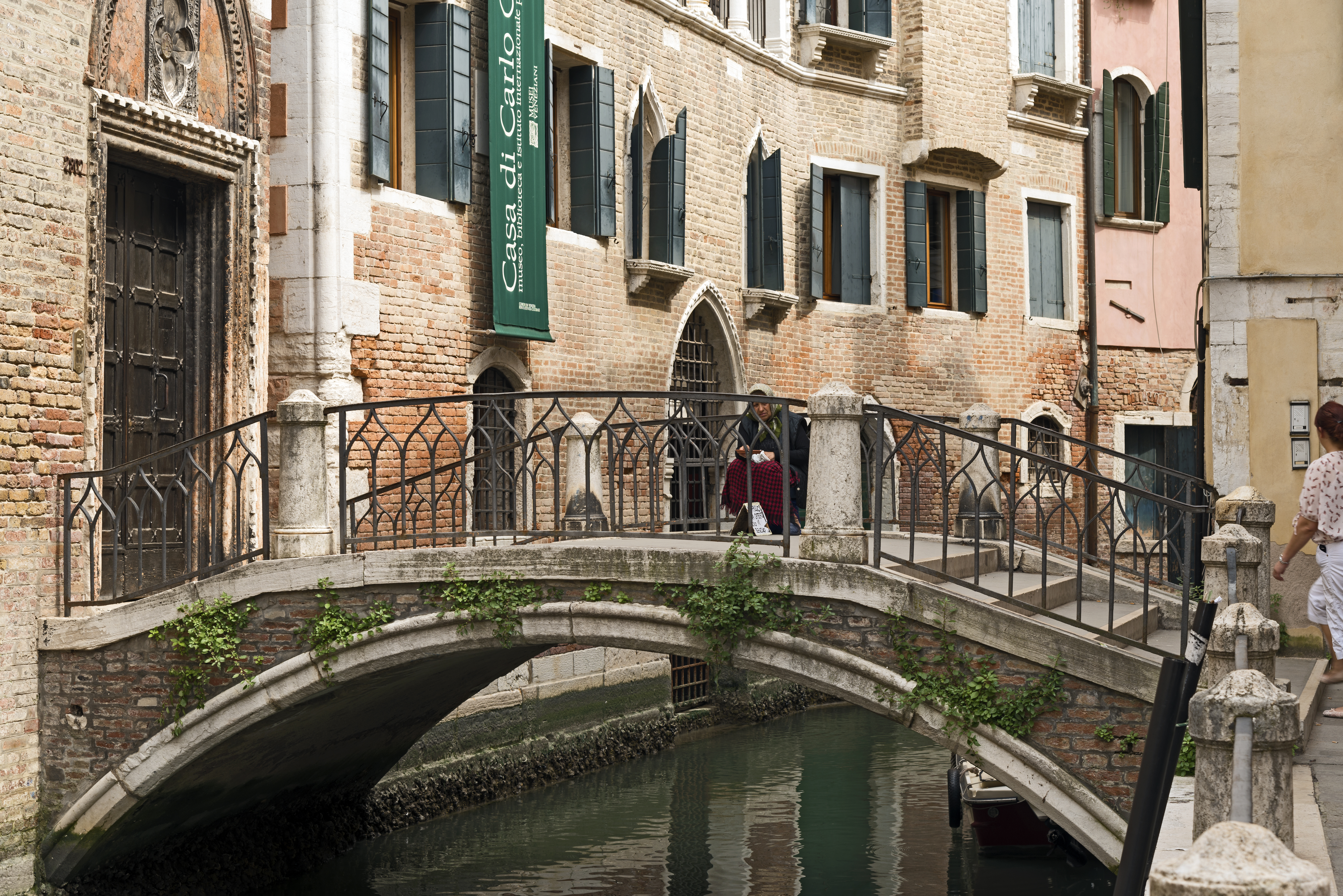
Ponte San Tomà Rio di San Tomà
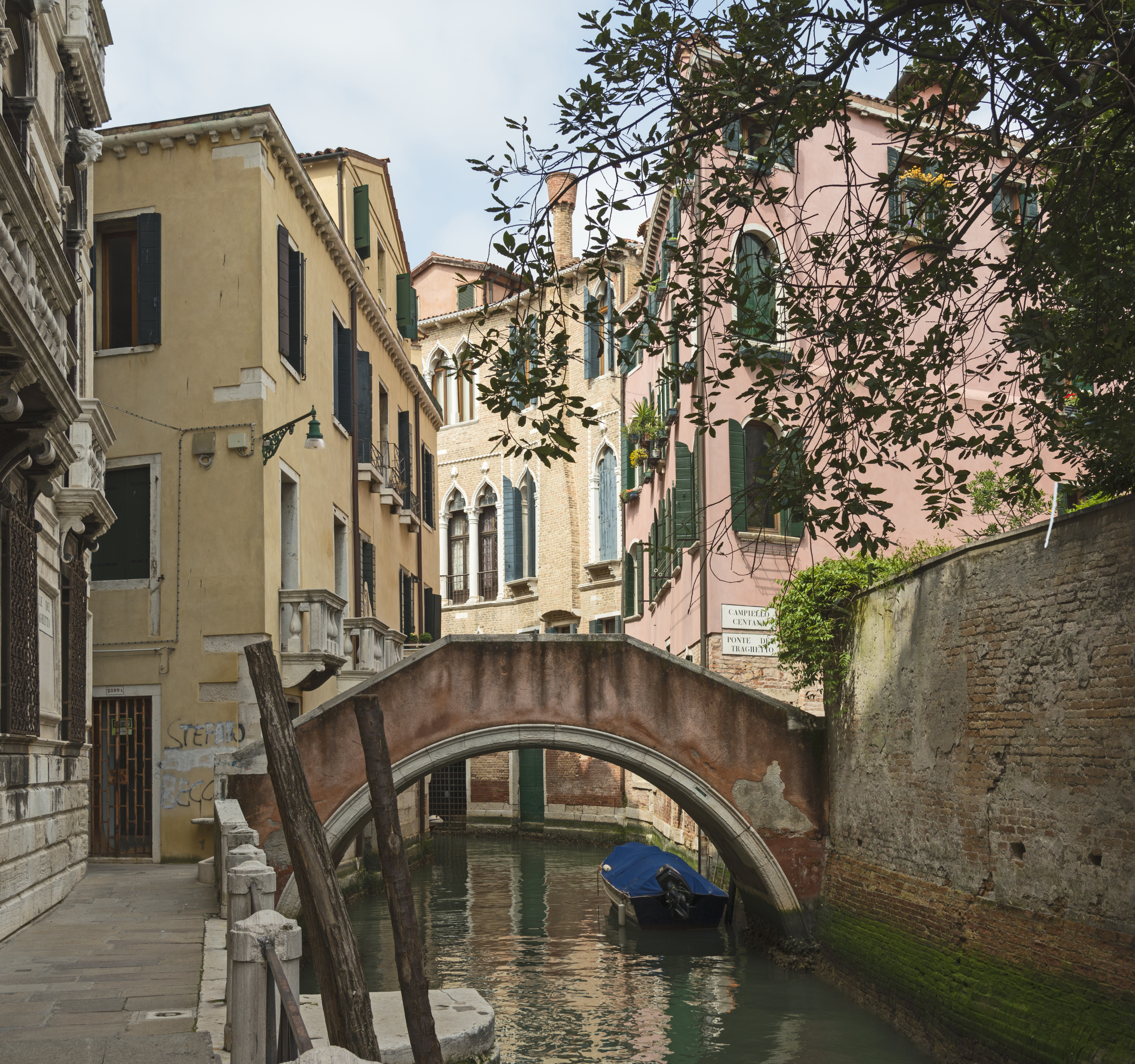
Ponte del Traghetto/Centani Rio de San Tomà
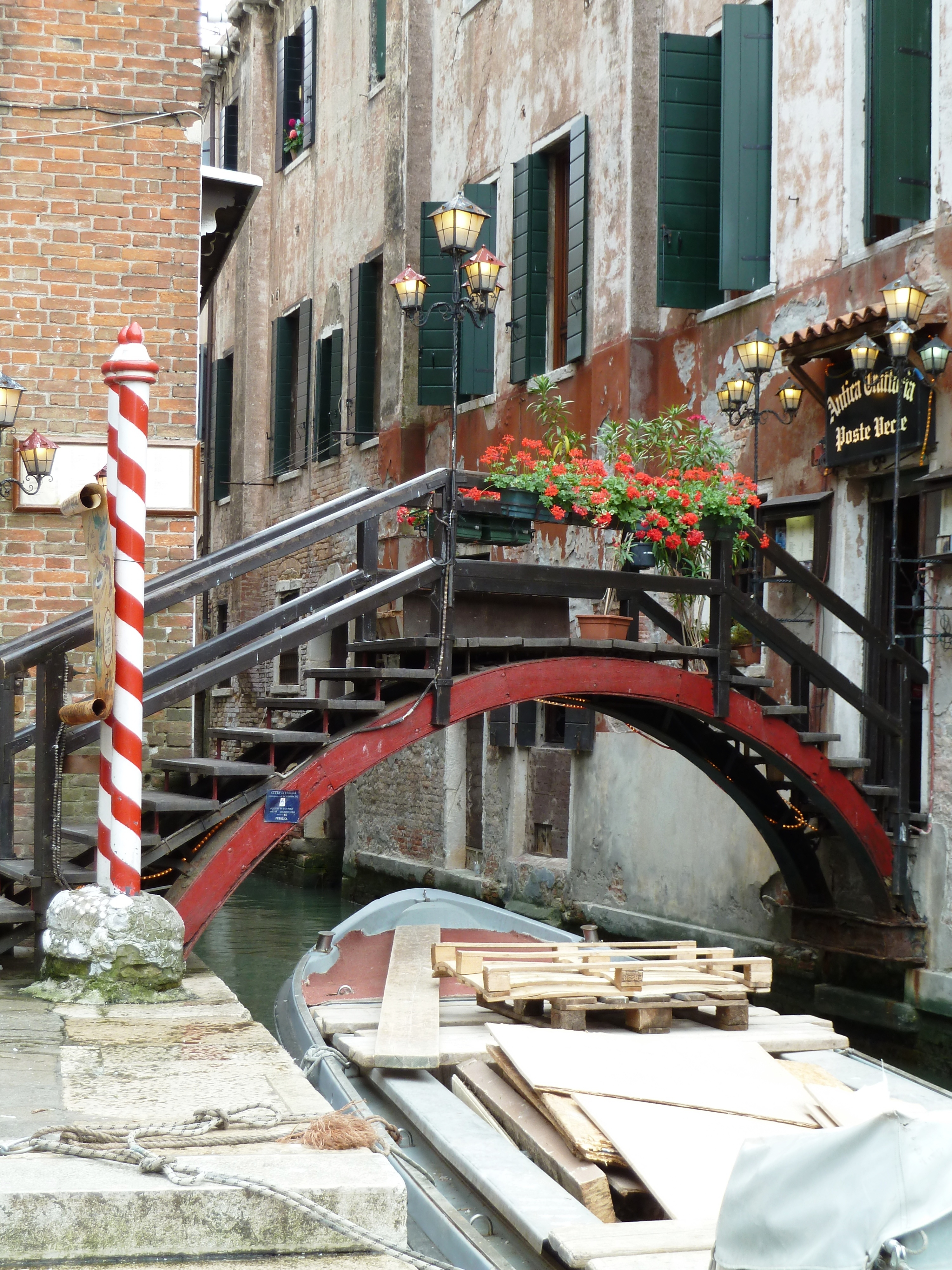
Pod privat pe Rio de le Becarie
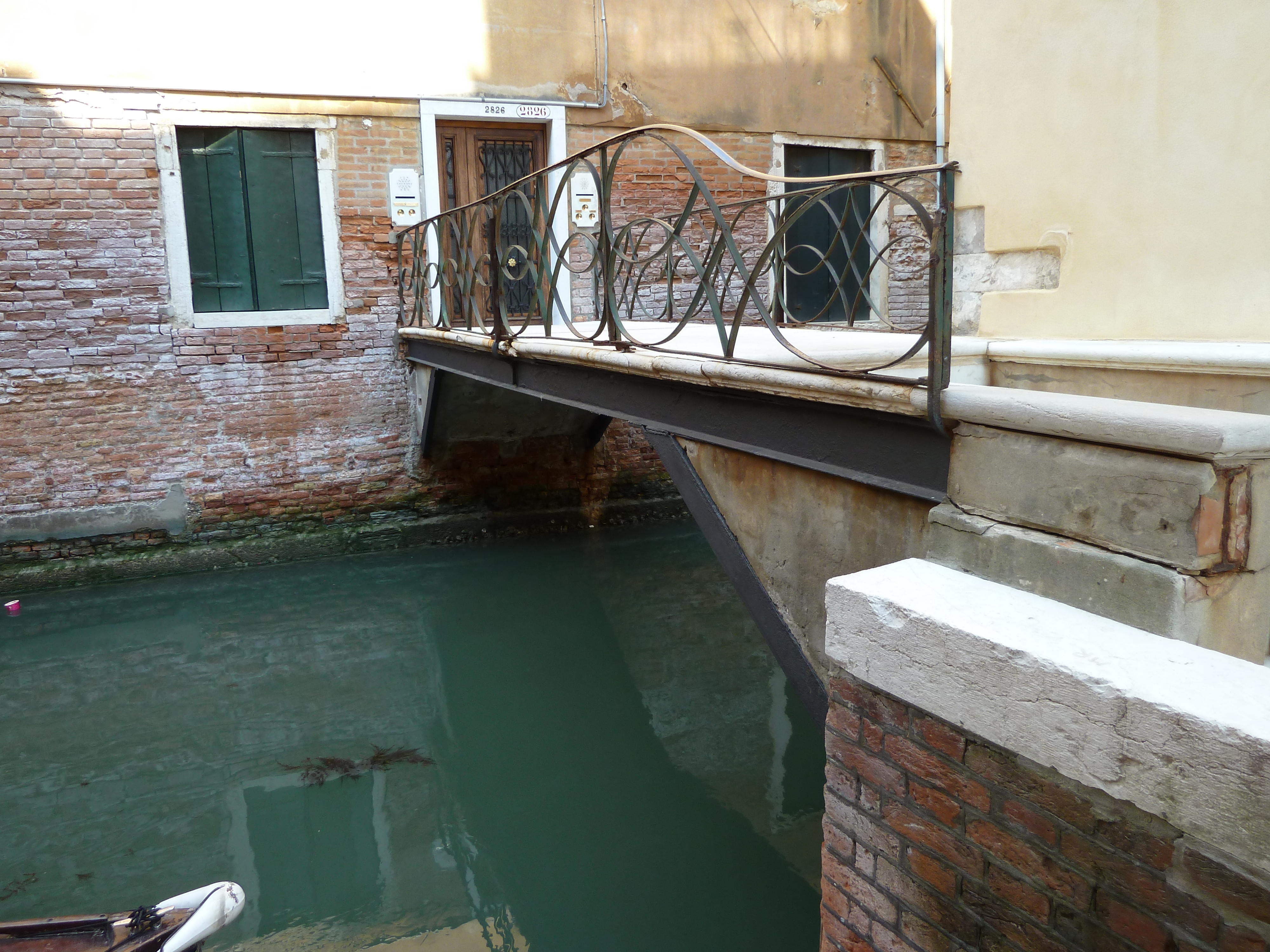
pod privat la nr. 2826 Rio di San Tomà
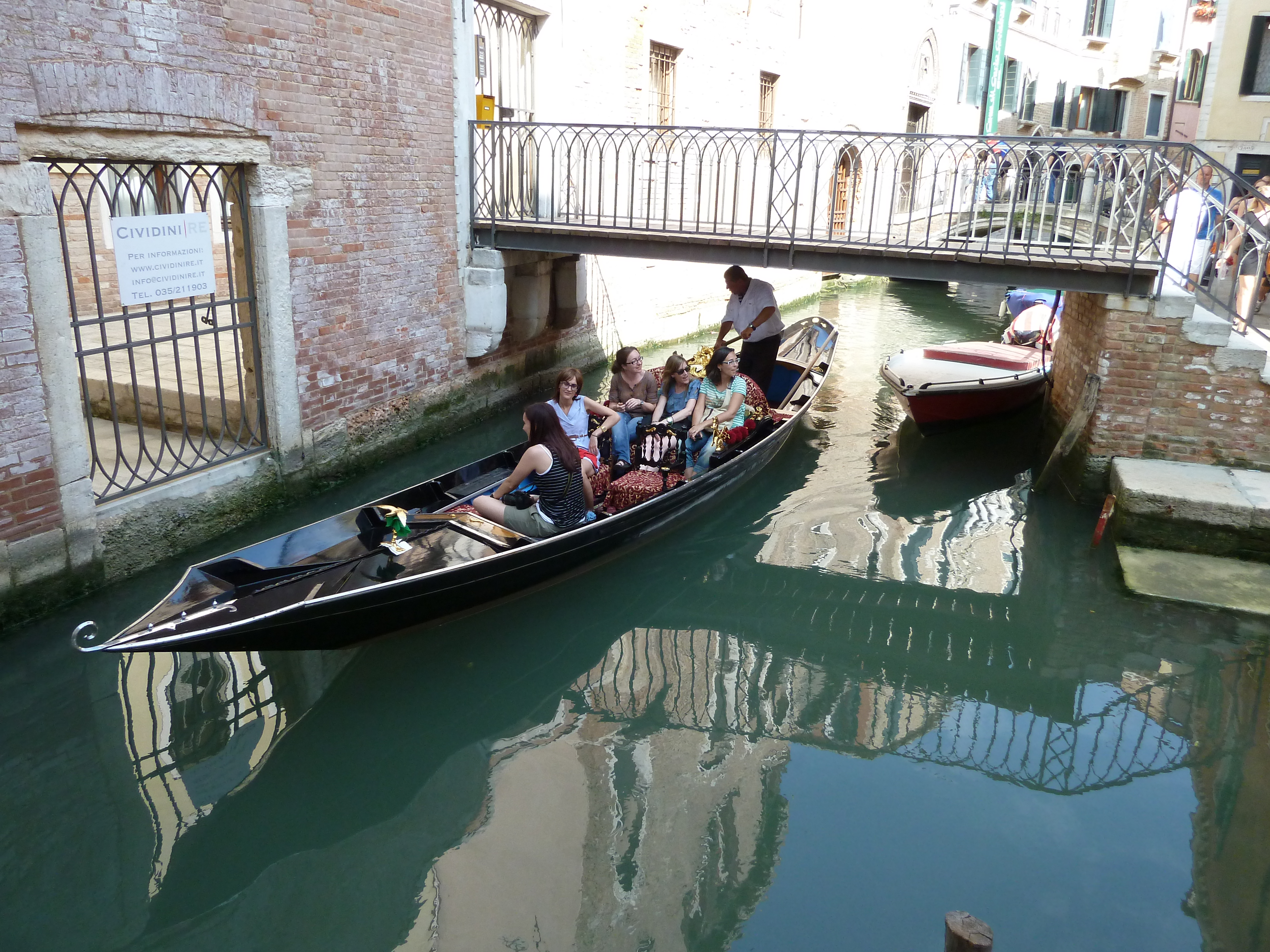
Pod privat pe Rio di San Tomà
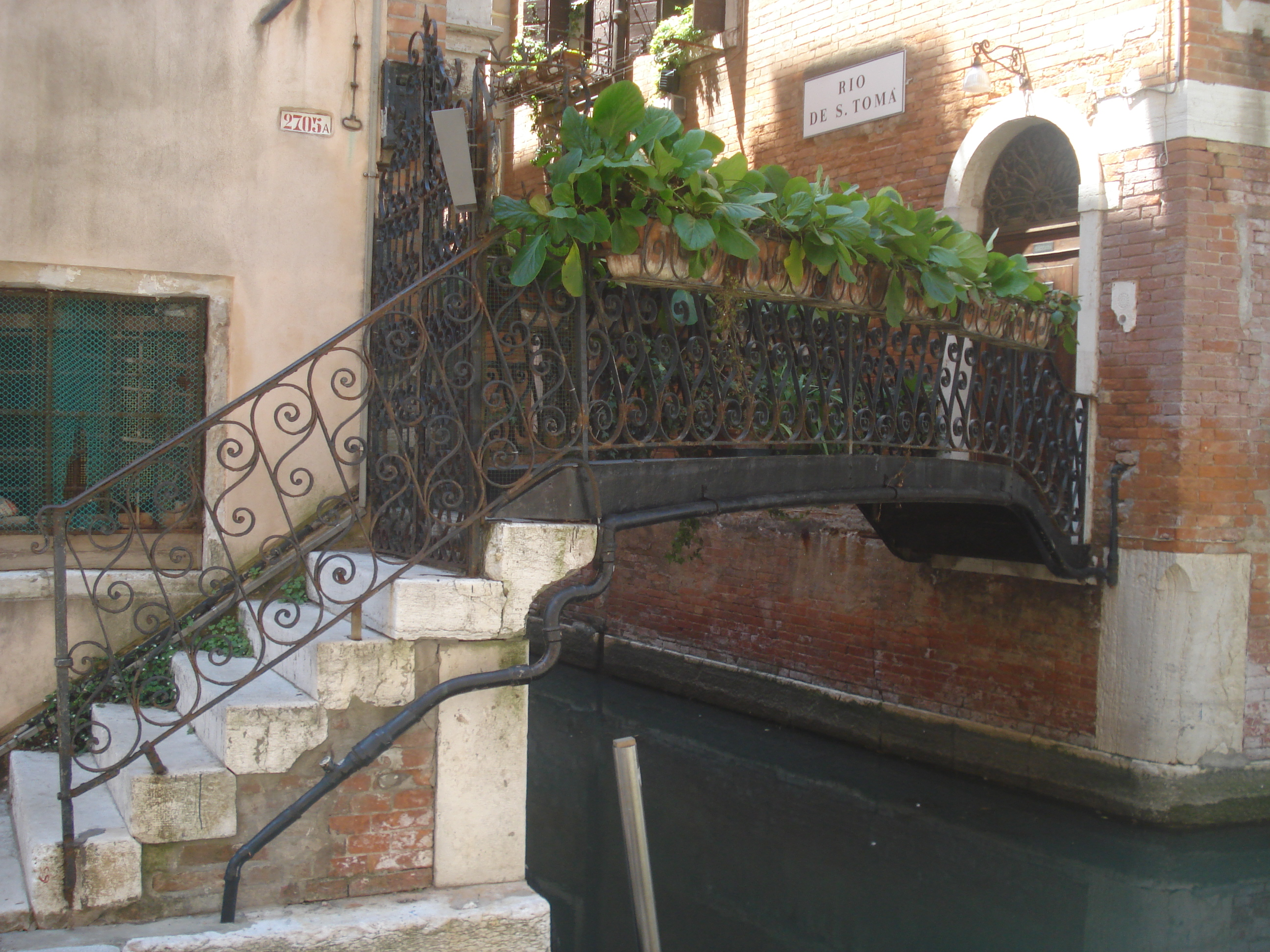
pod privat la nr. 2705/A Rio di San Tomà
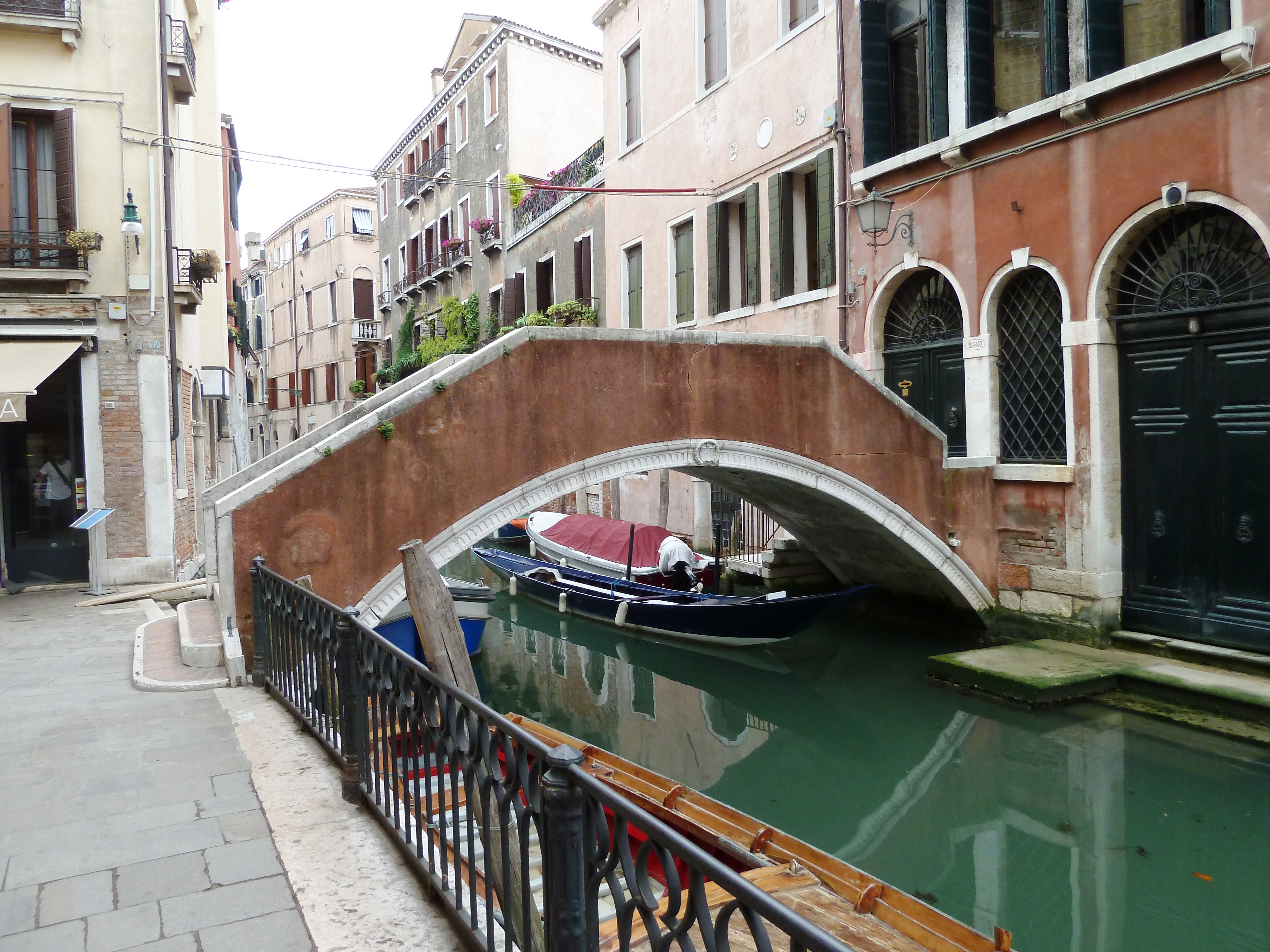
pod privat la nr. 2597 Rio dei Frari

### Limita între San Polo și Dorsoduro

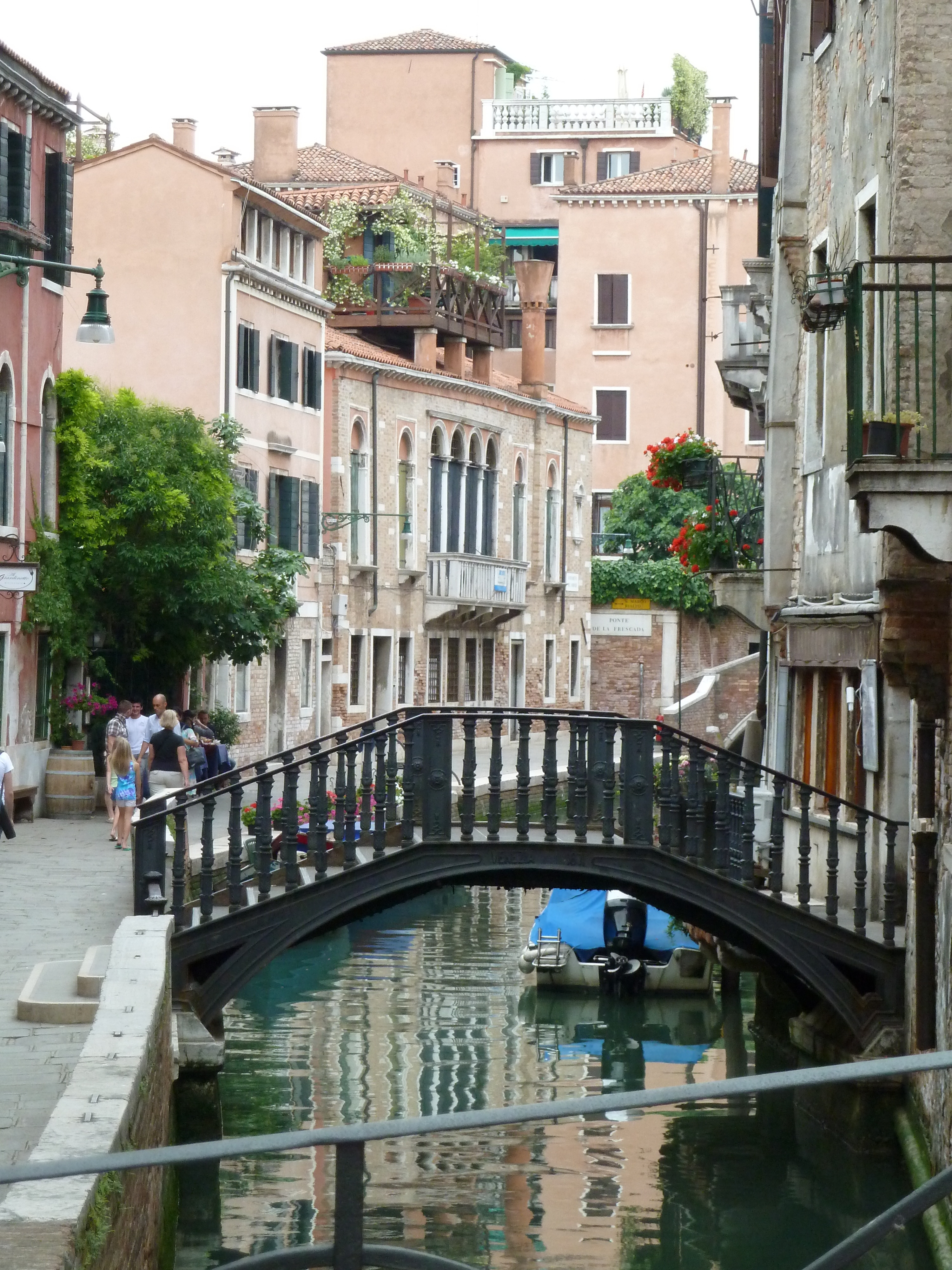
Ponte de la Donna Onesta Rio de la Frescada
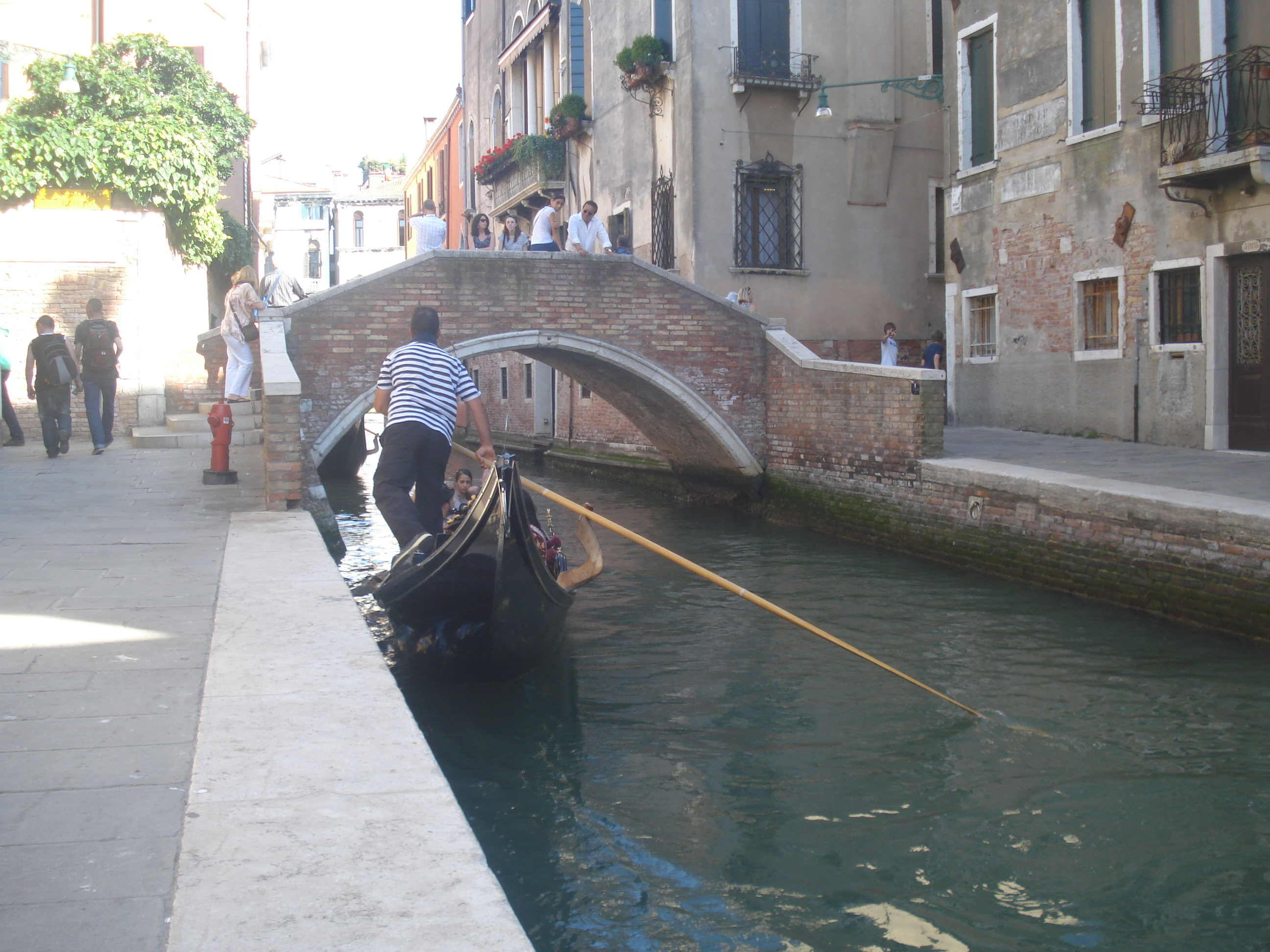
Ponte de la Frescada Rio de la Frescada
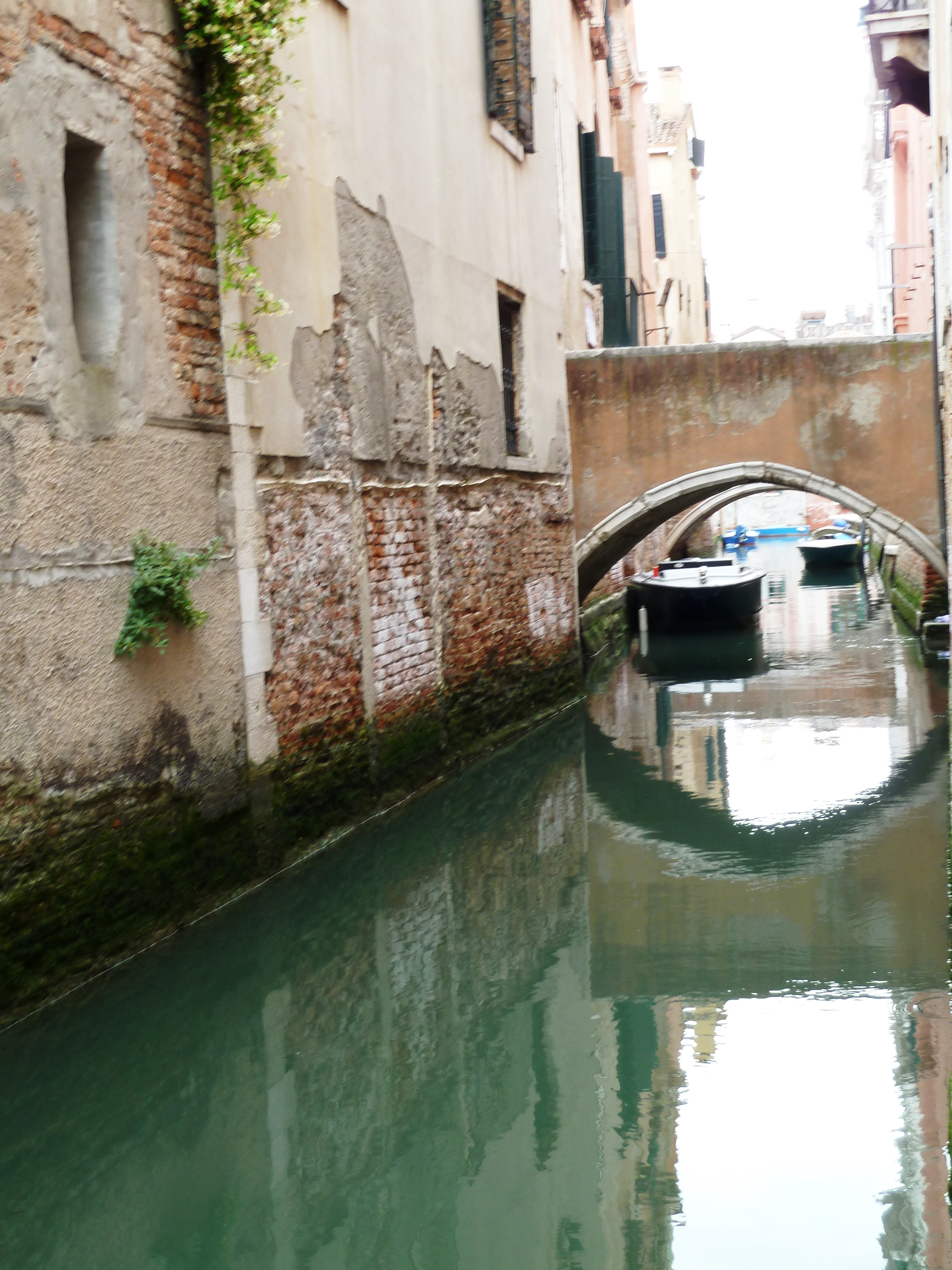
Ponte San Rocco Rio de la Frescada
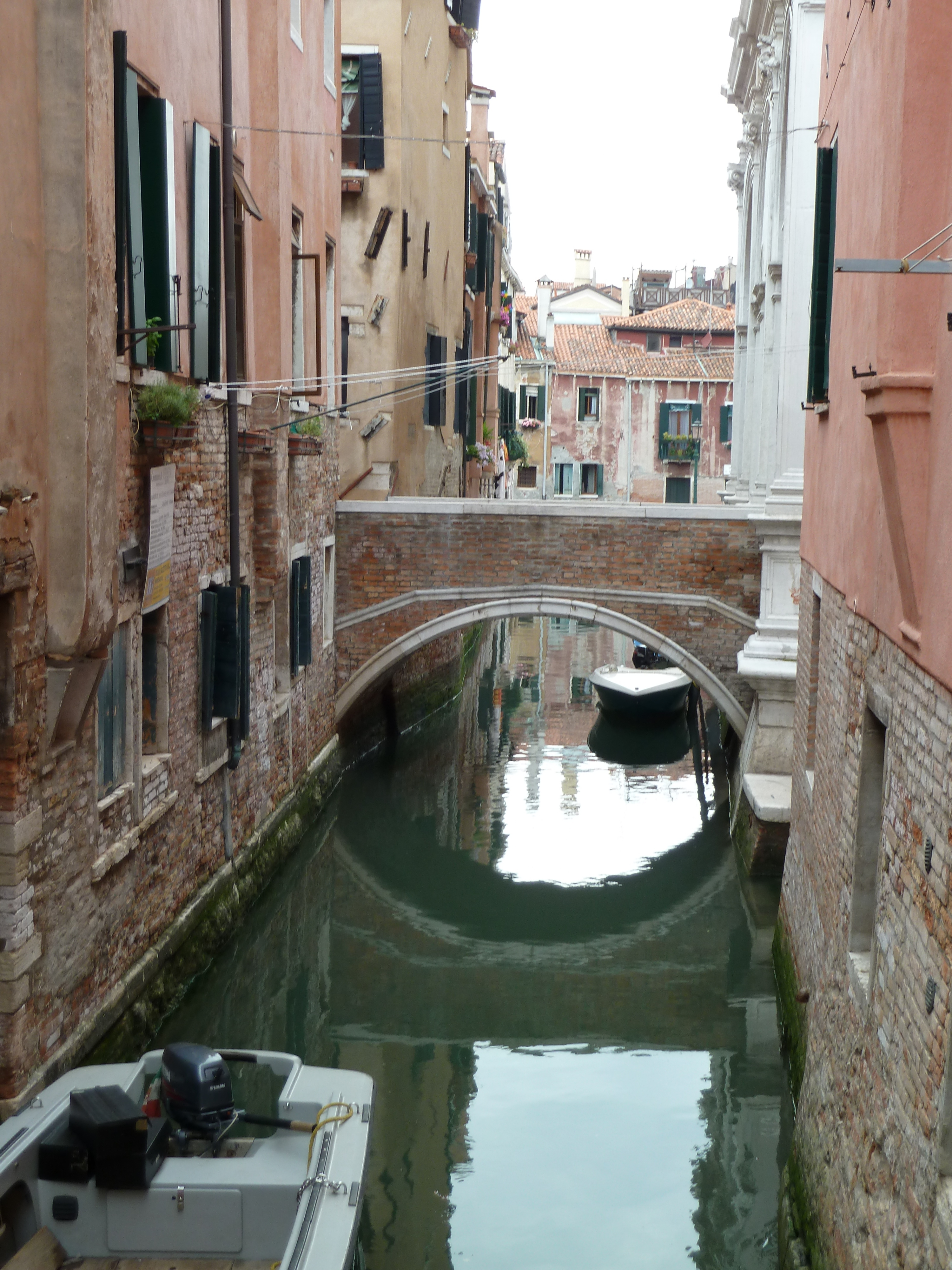
Ponte de la Scuola Rio de la Frescada
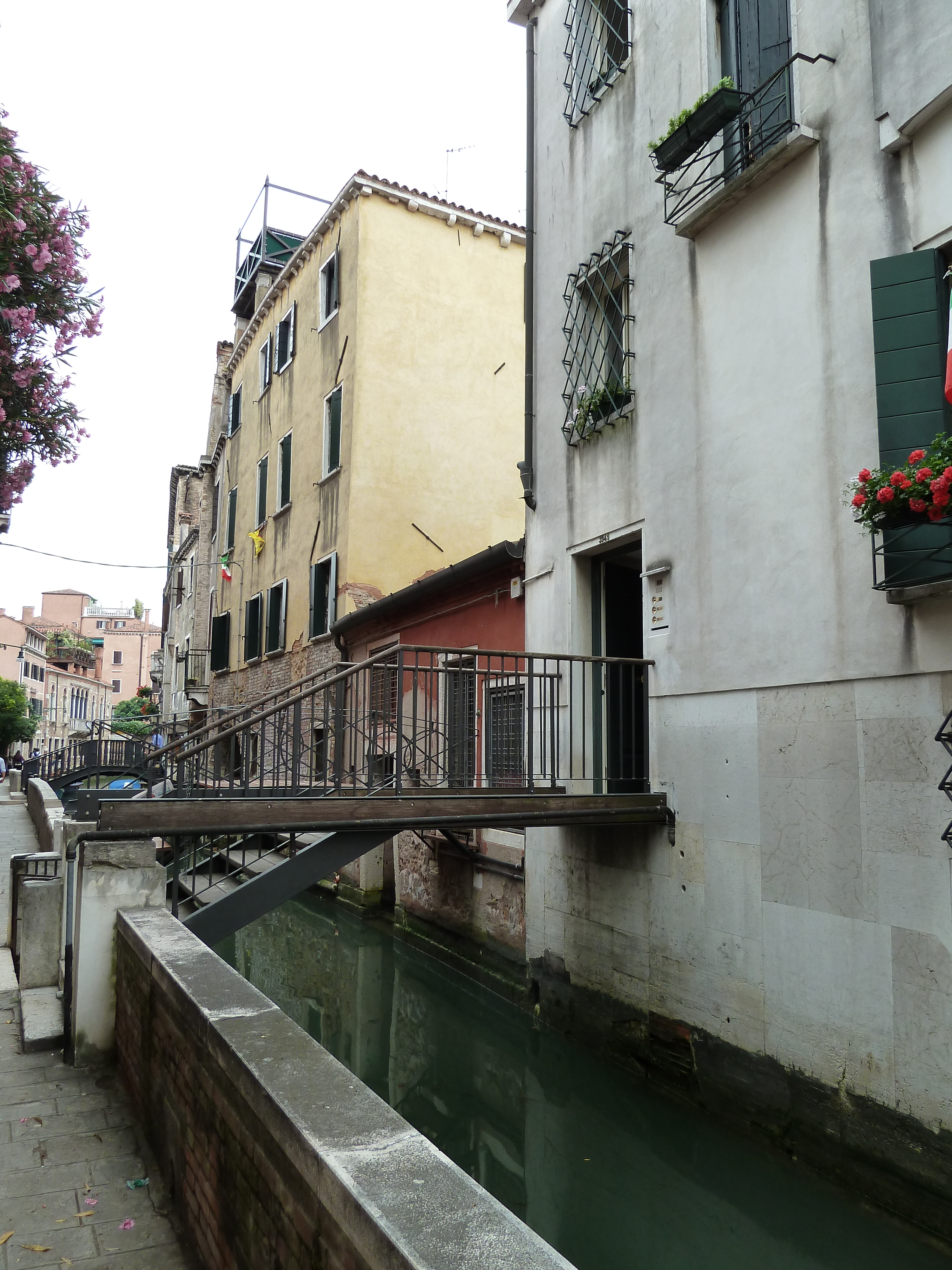
poduri private pe Rio de la Frescada

## Poduri dinDorsoduro

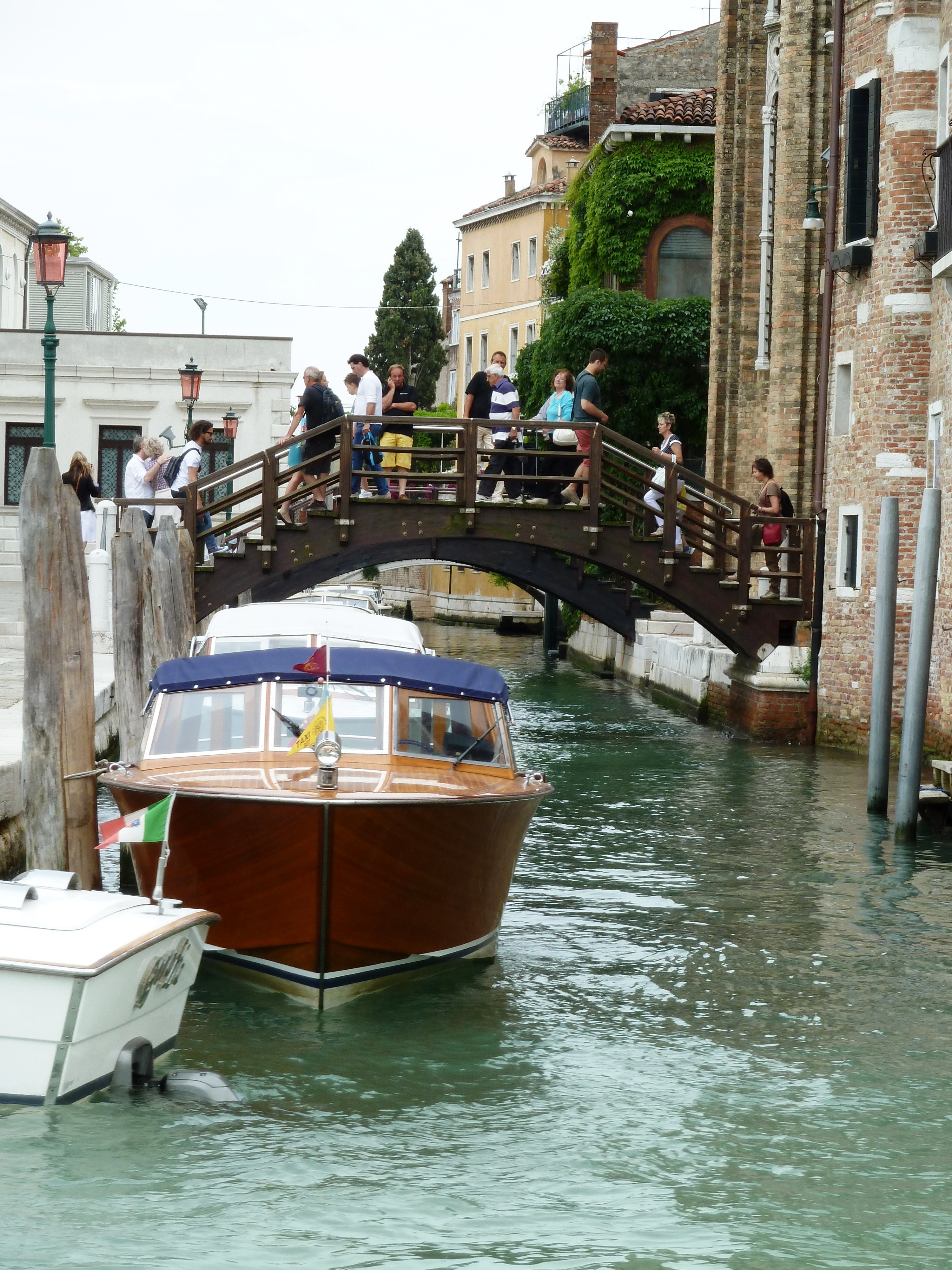
Ponte de l'Abazia Rio della Salute
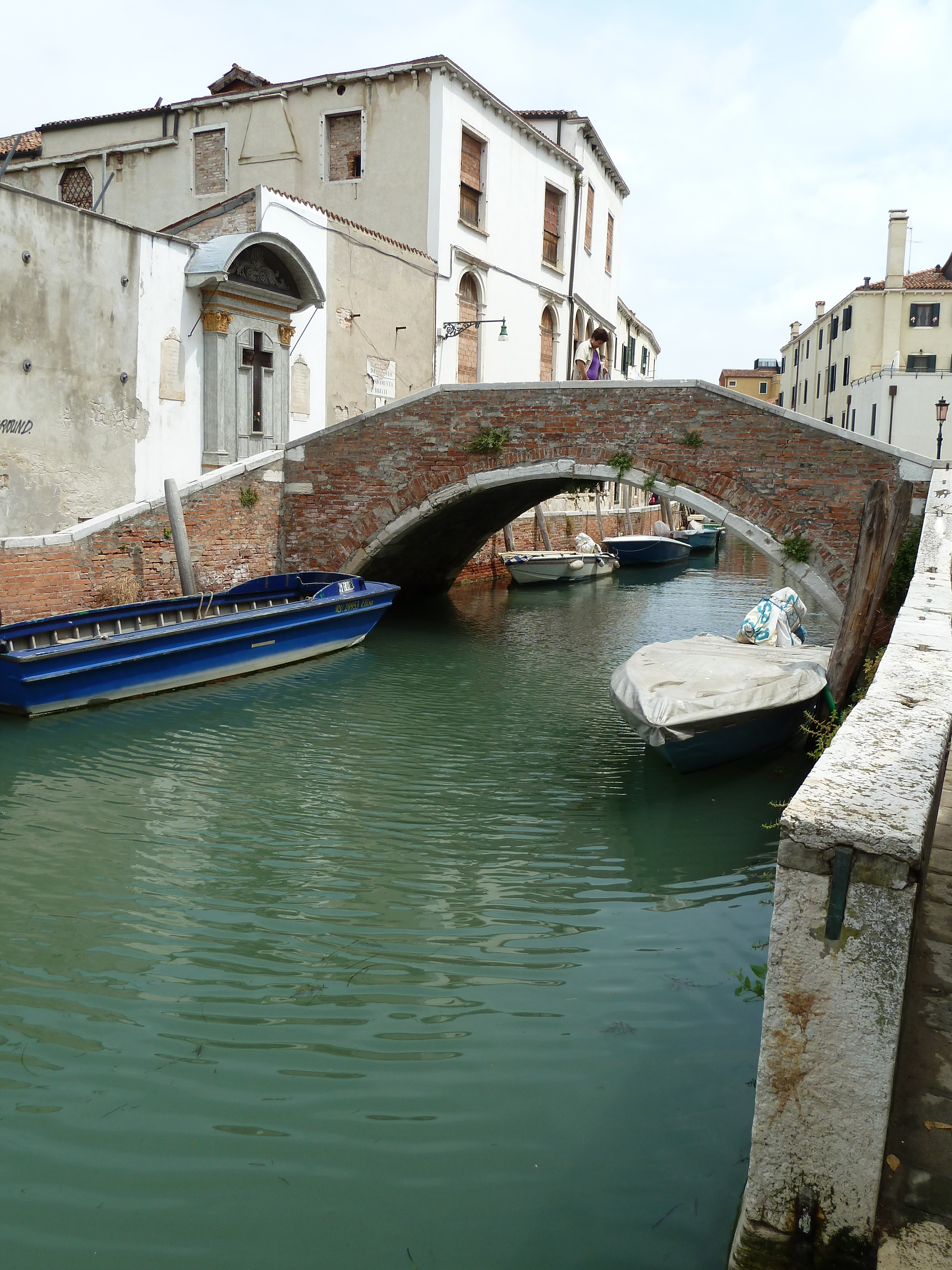
Ponte de l'Anzolo Rio de l'Anzolo Rafael
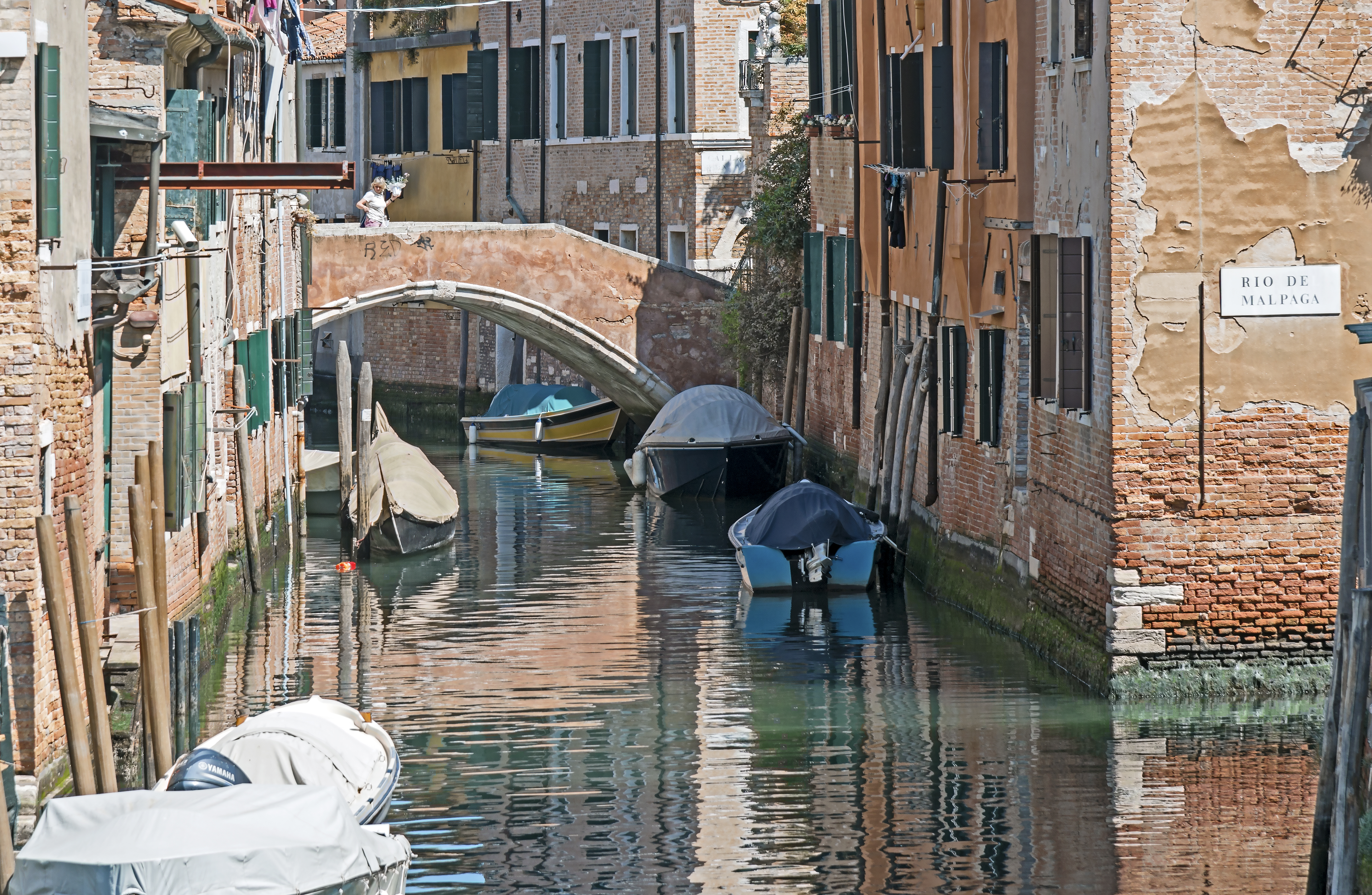
Ponte de l'Avogaria Rio de l'Avogaria
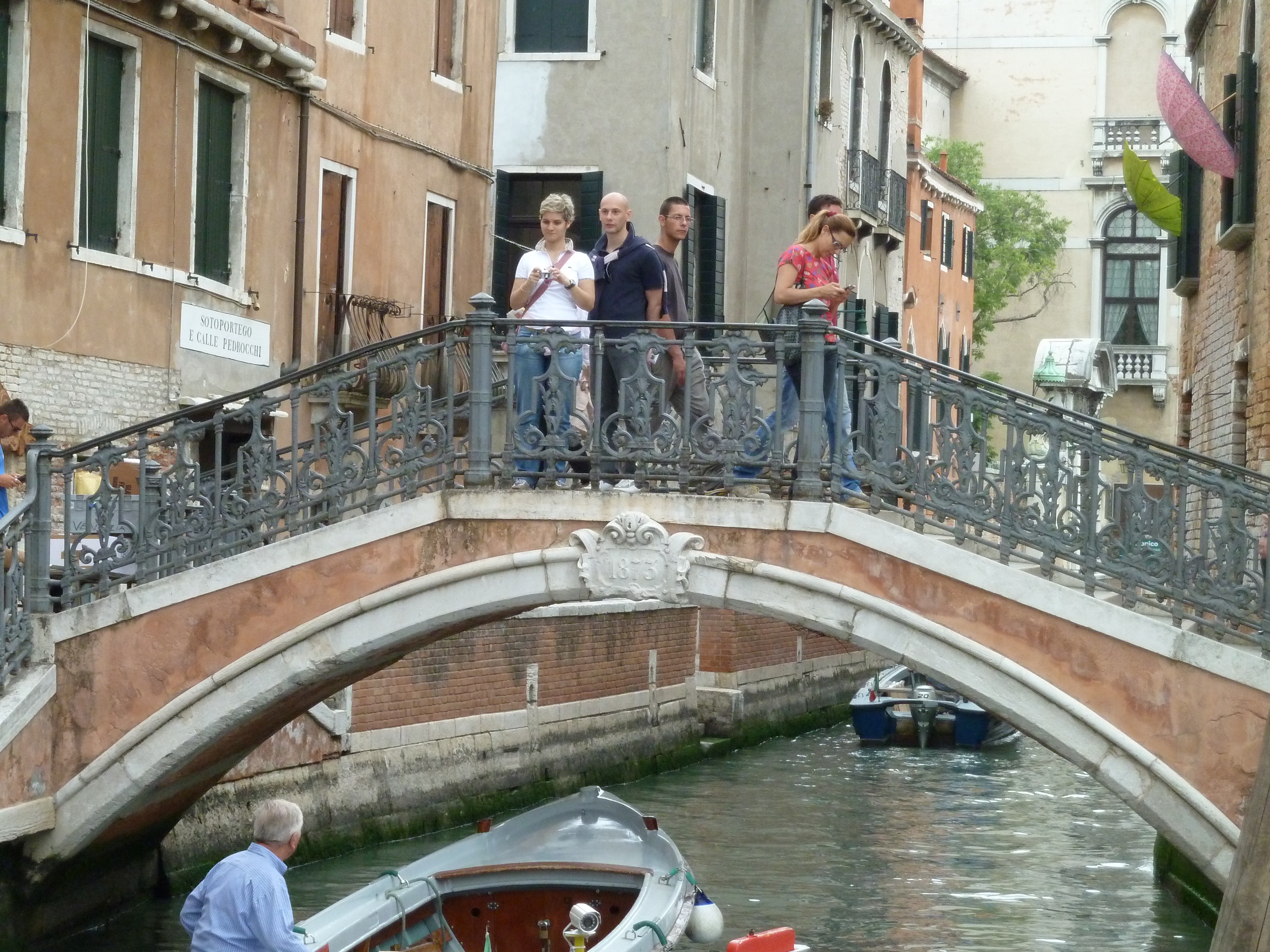
Ponte de San Barnaba Rio de San Barnaba
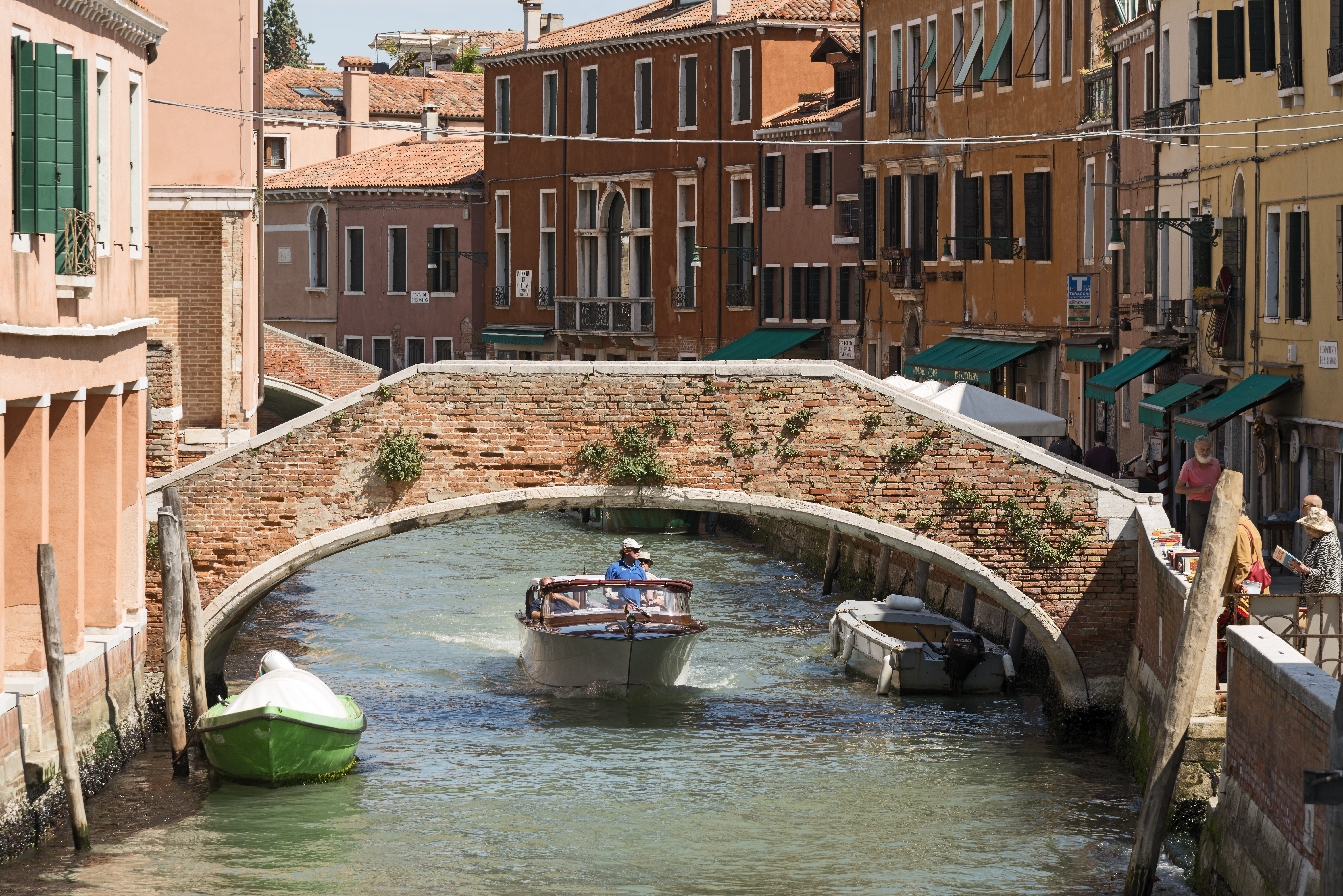
Ponte San Basegio Rio de San Basegio
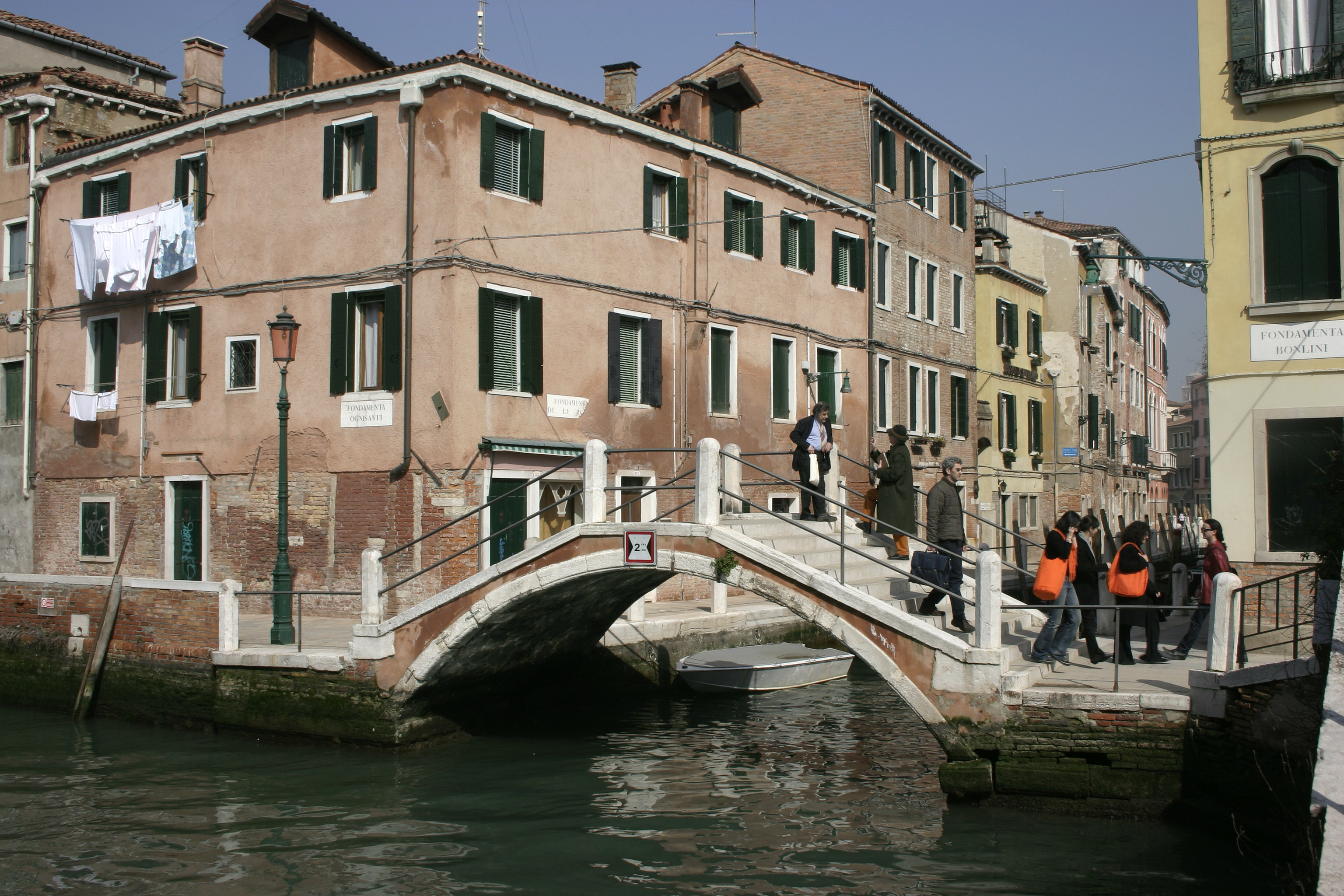
Ponte de Borgo Rio de le Romite
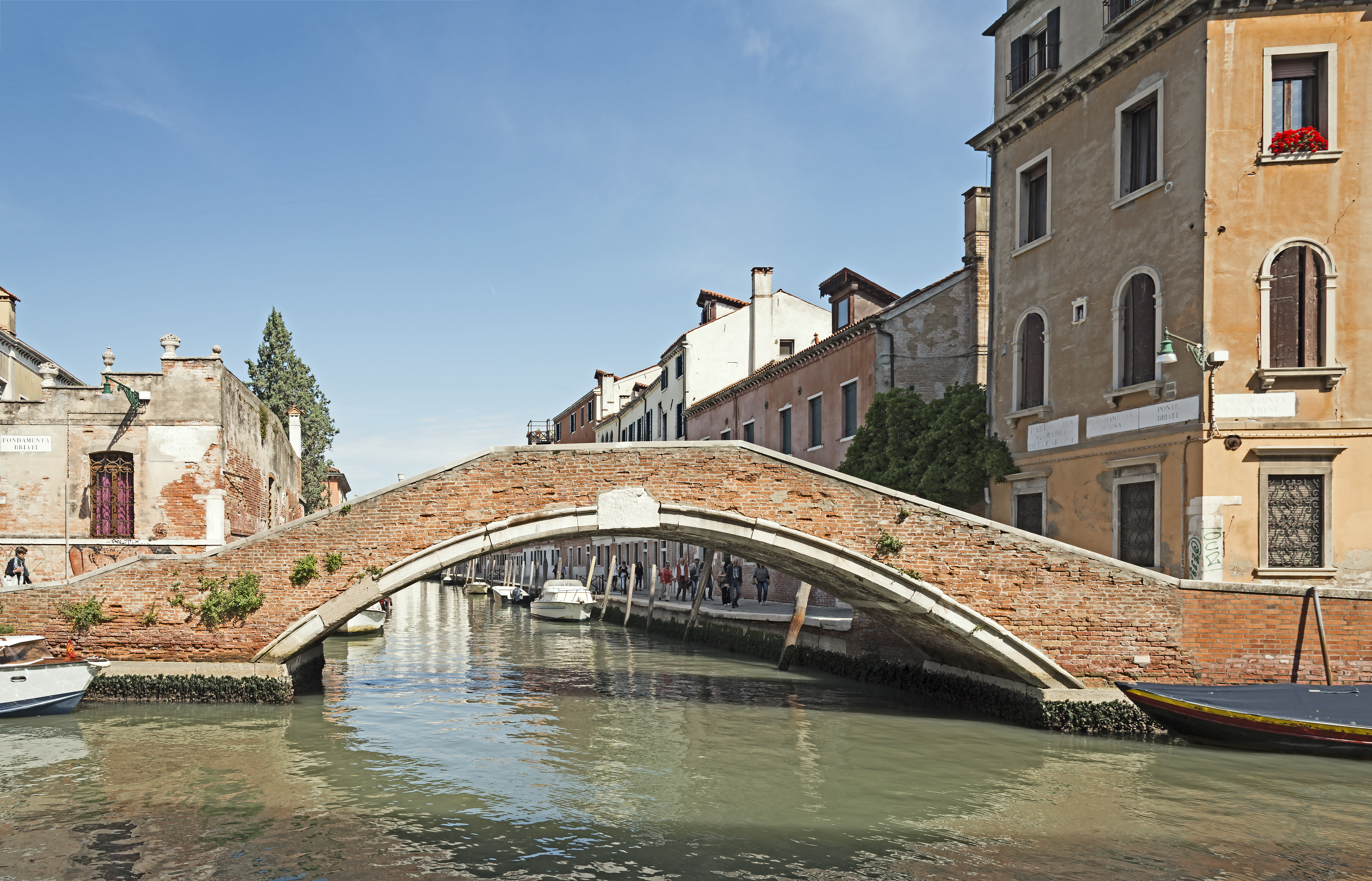
Ponte Briati (fost dei Martini) Rio Briati
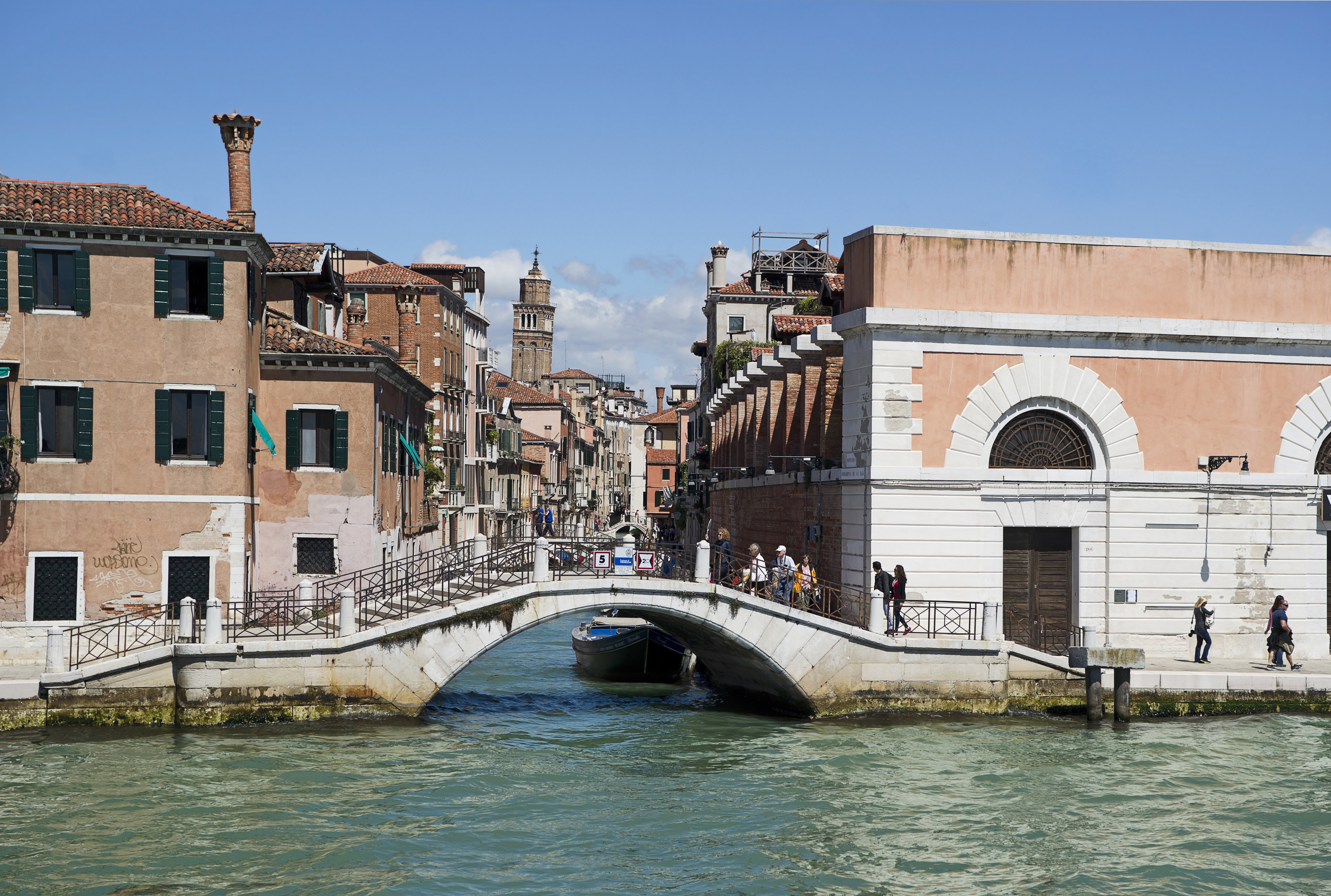
Ponte Ca' Balà Rio de la Fornaze
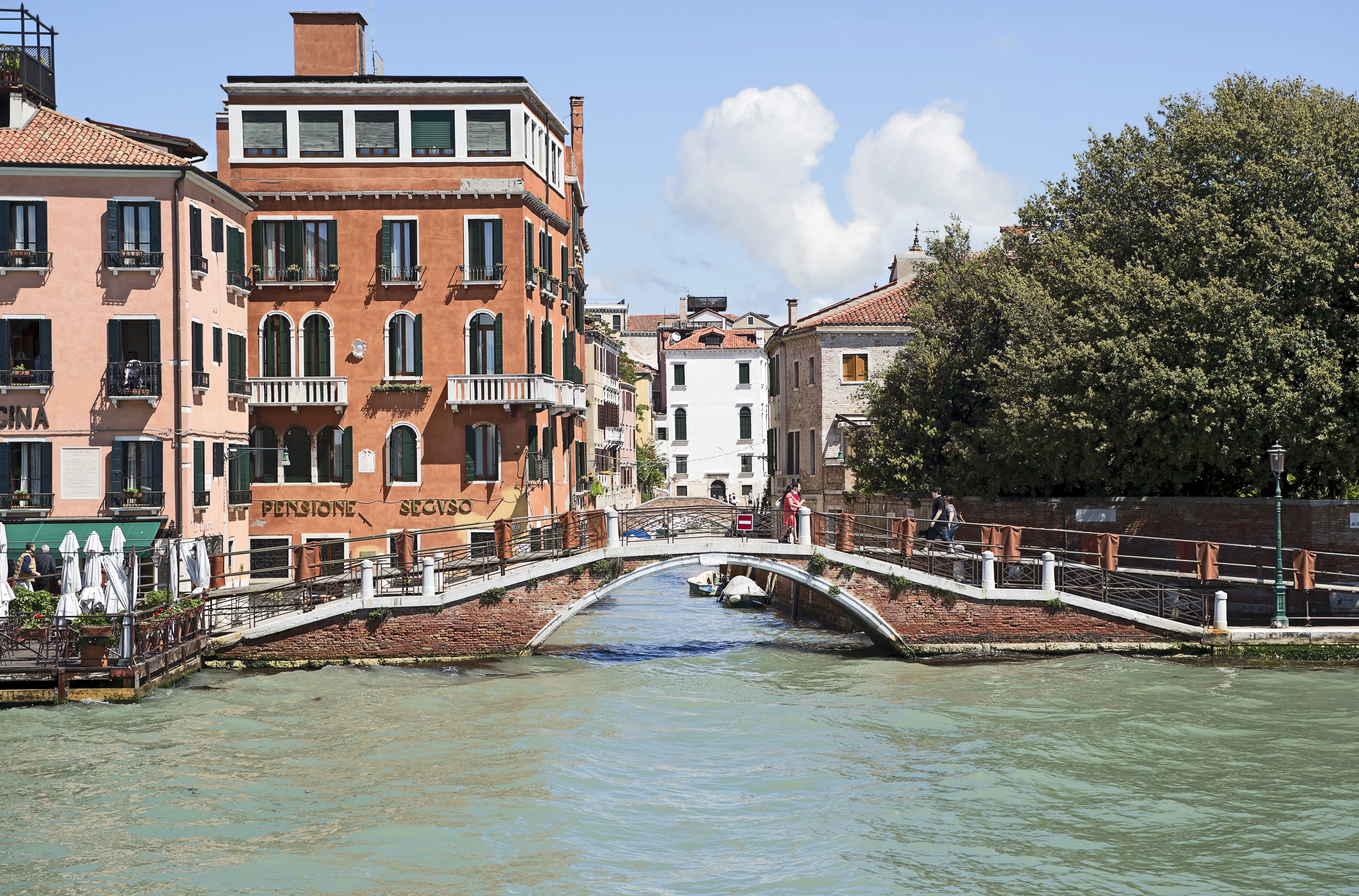
Ponte de la Calcina Rio de San Vio
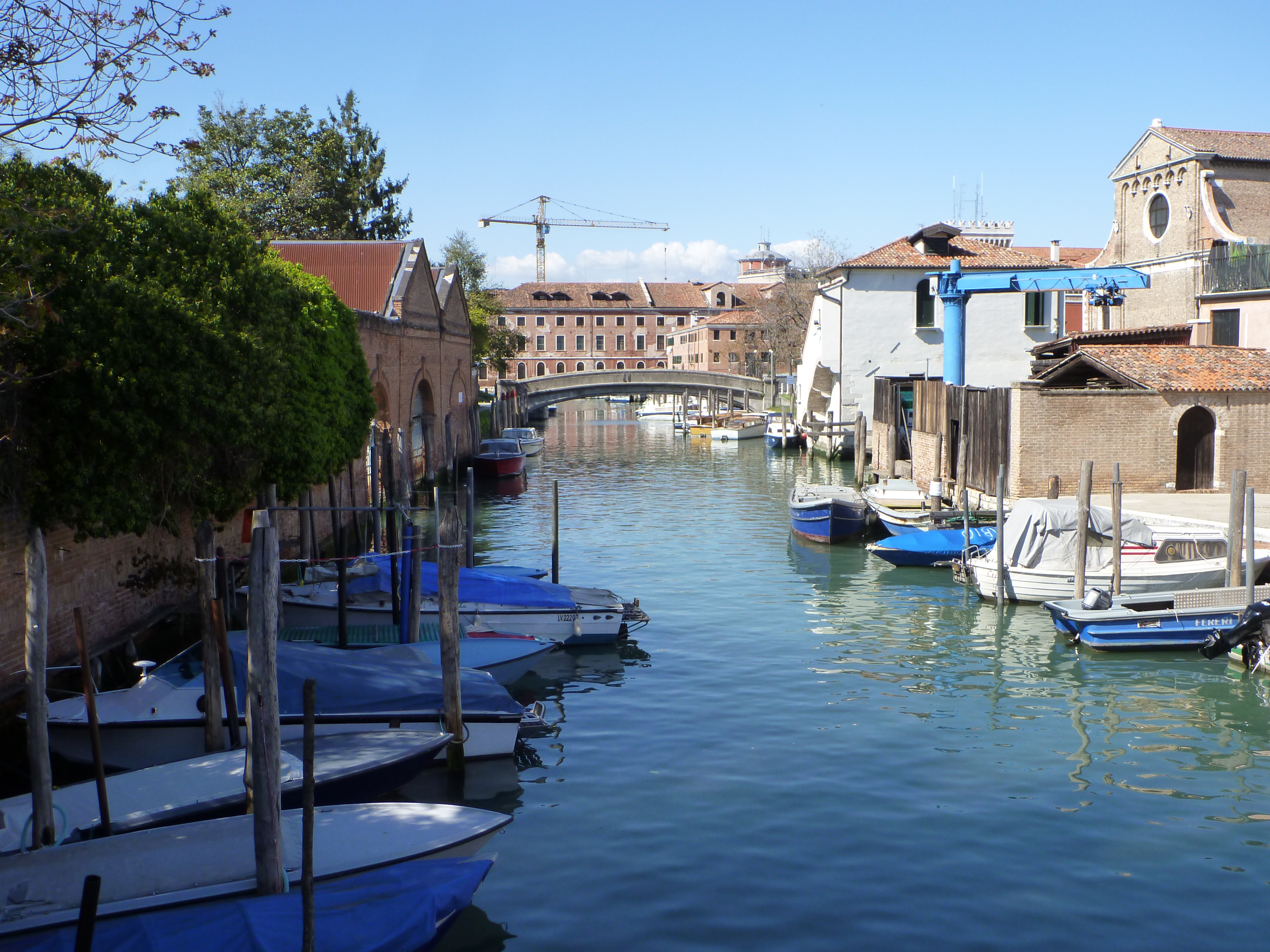
Ponte del Campo di Marte Rio de Santa Marta
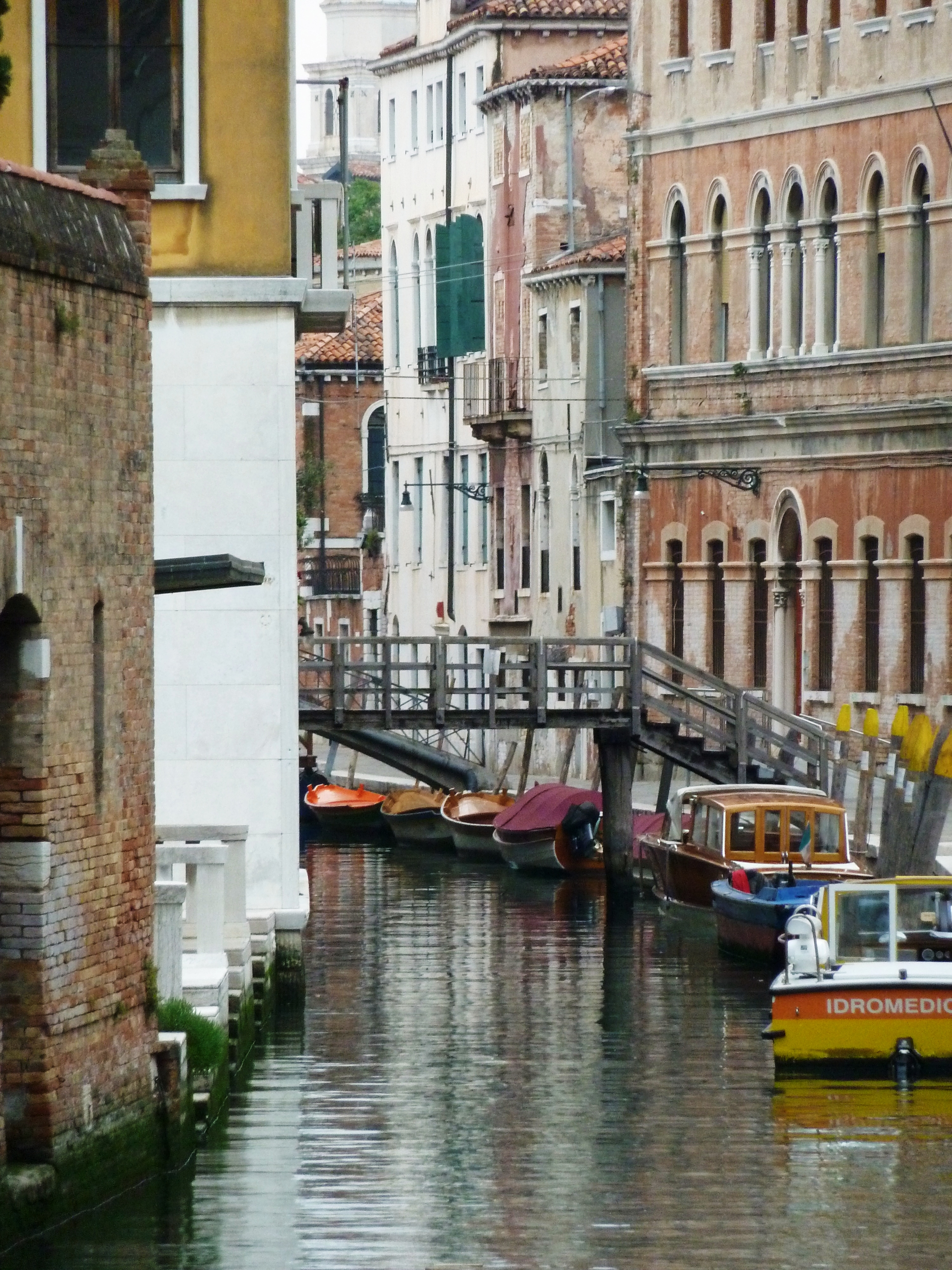
Ponte Canal Rio dei Ognissanti
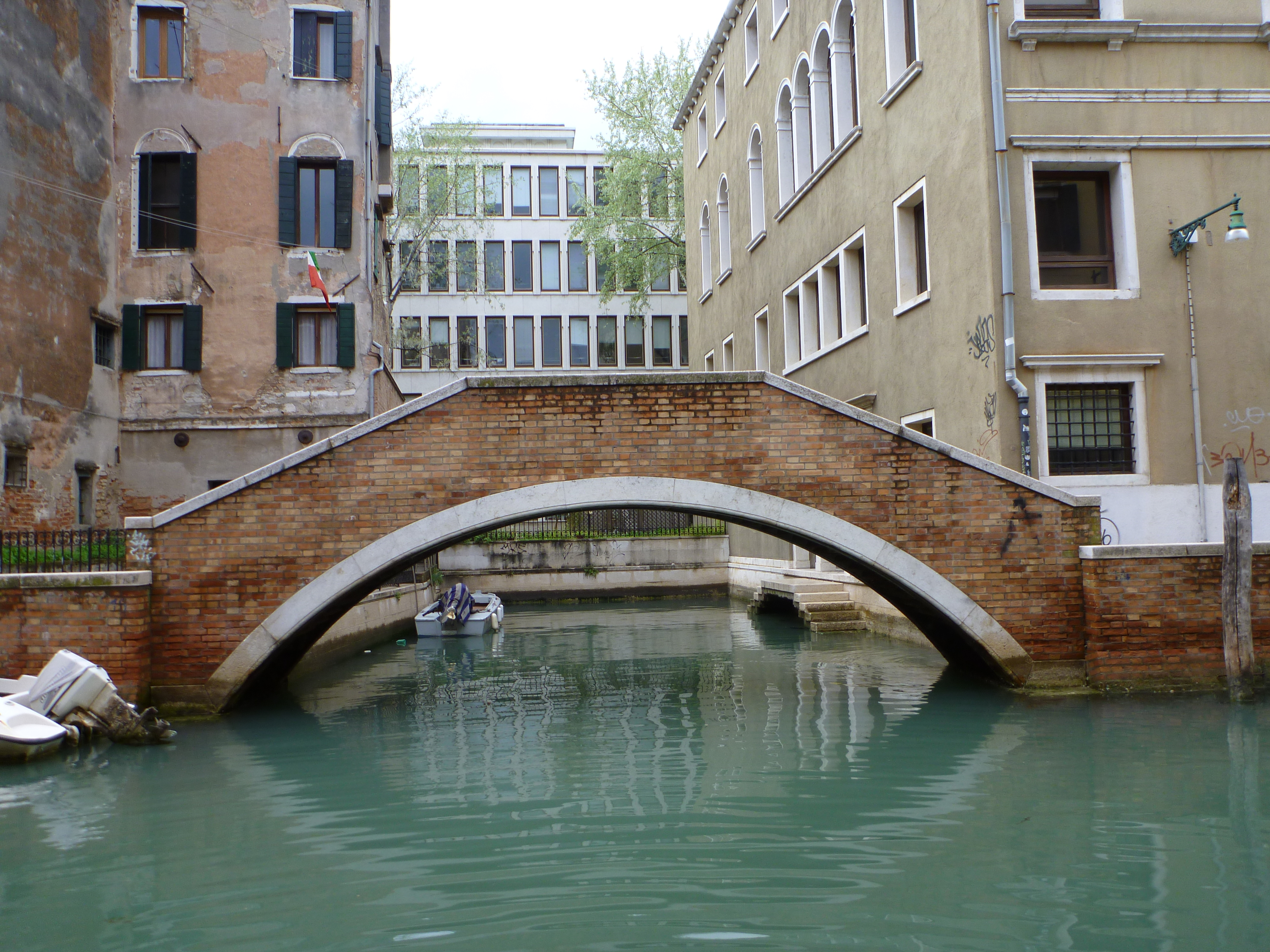
Ponte de la Cavana de l'Enel Rio dei Carmini - Rio de San Margarita
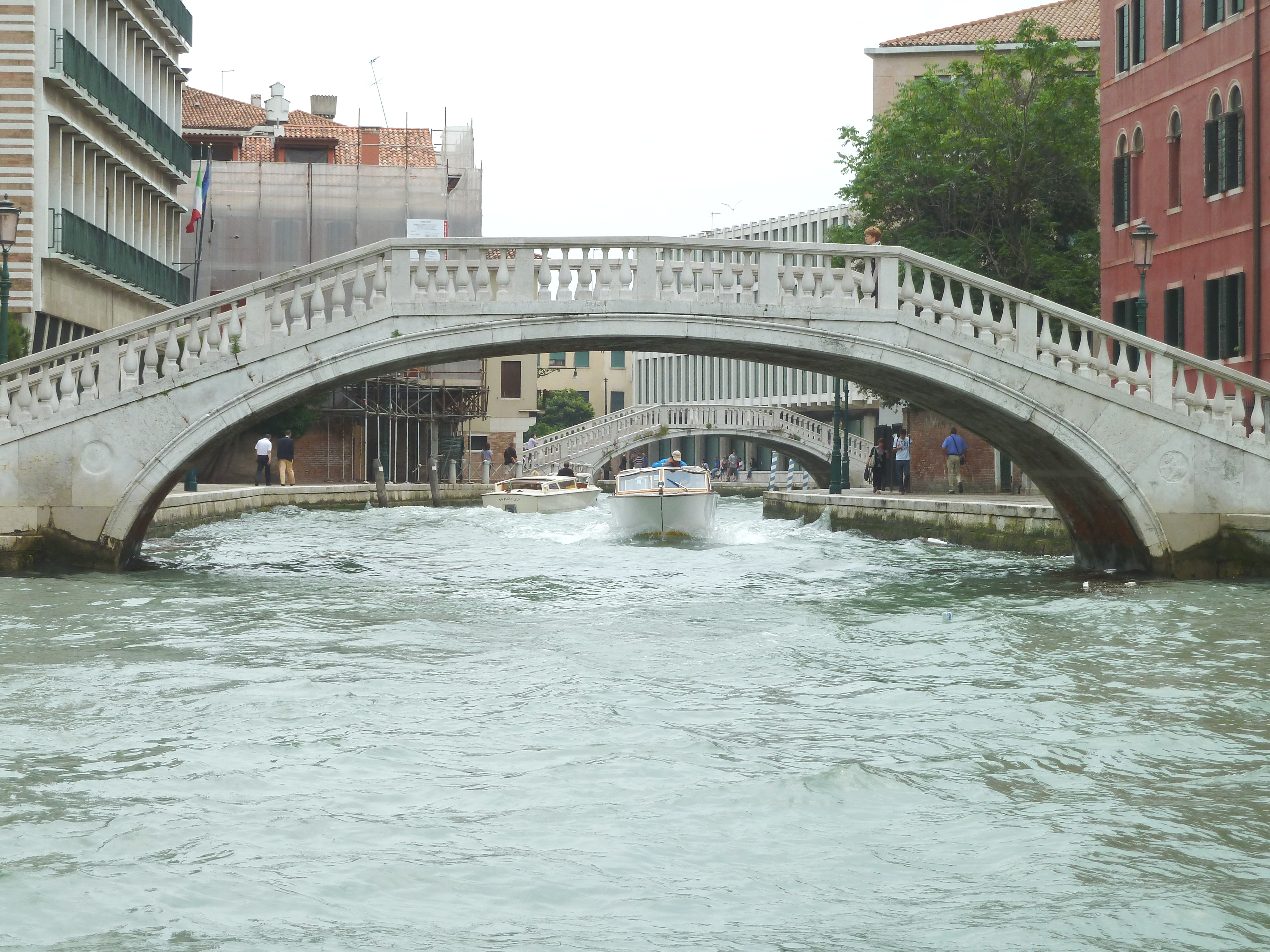
Ponte de la Ceraria Rio Novo (Veneţia)
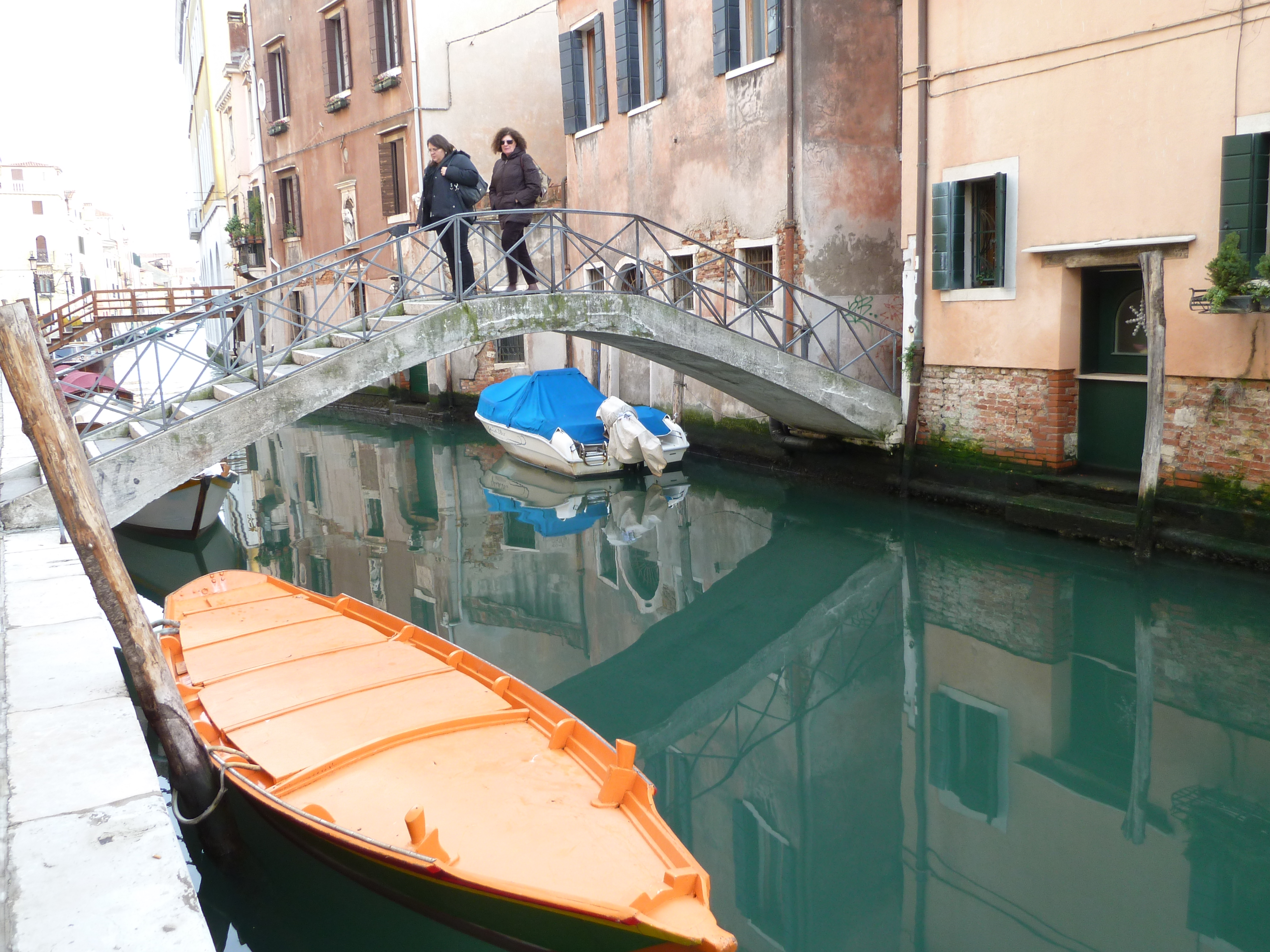
Ponte Corteloto Rio dei Ognissanti
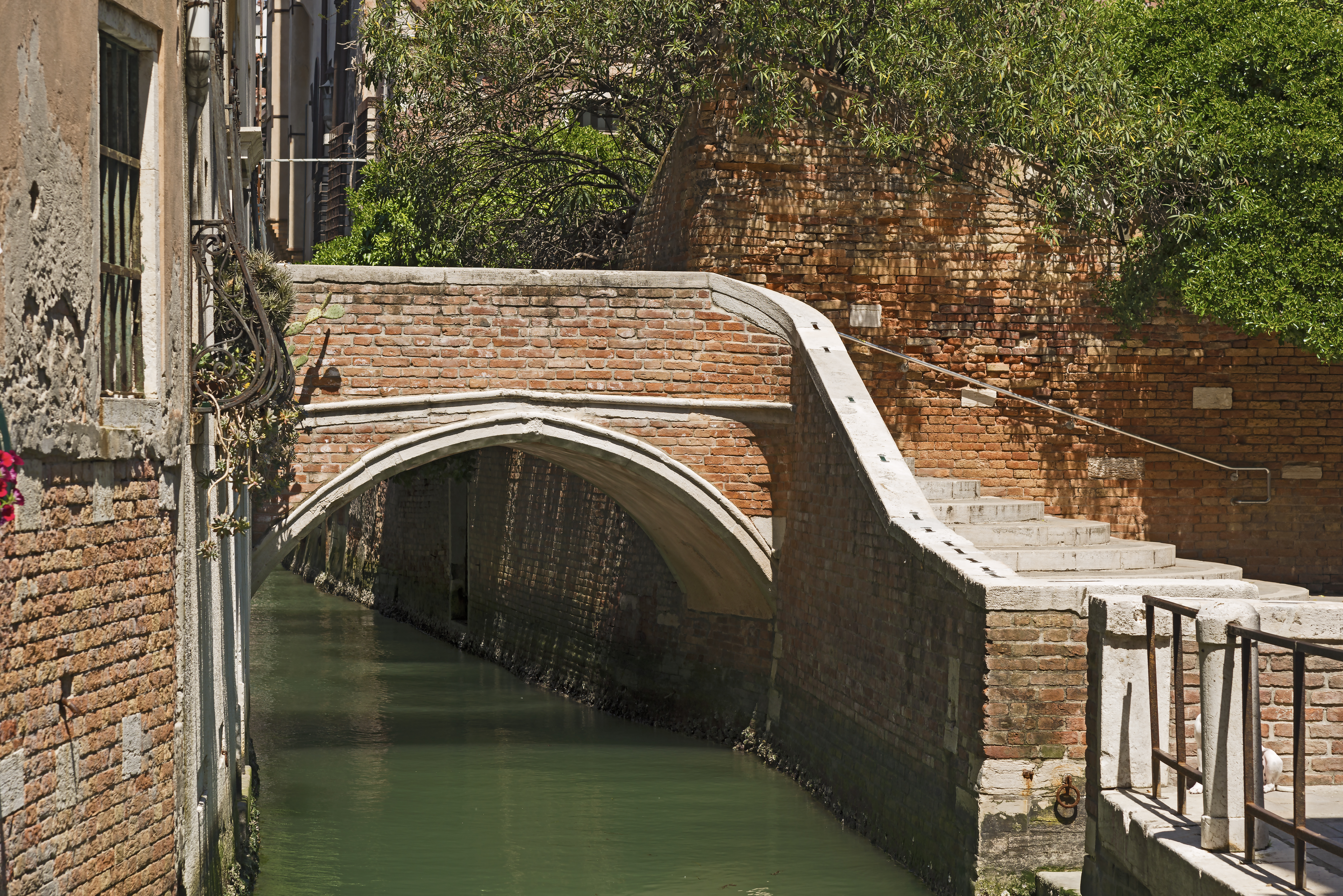
Ponte San Cristoforo Rio de le Toreselle
Ponte del Formager Rio de le Toreselle
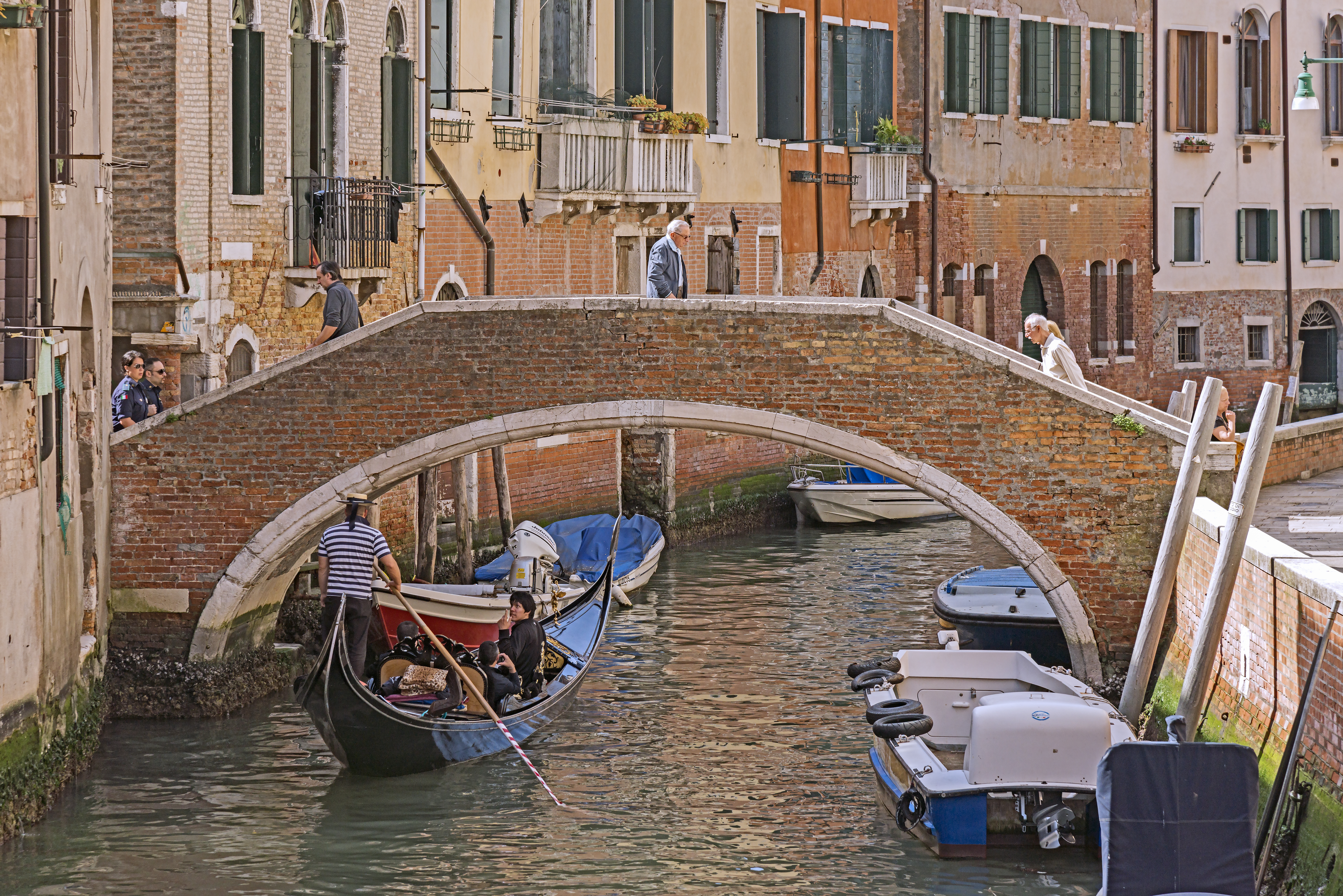
Ponte del Forno Rio de Santa Margherita
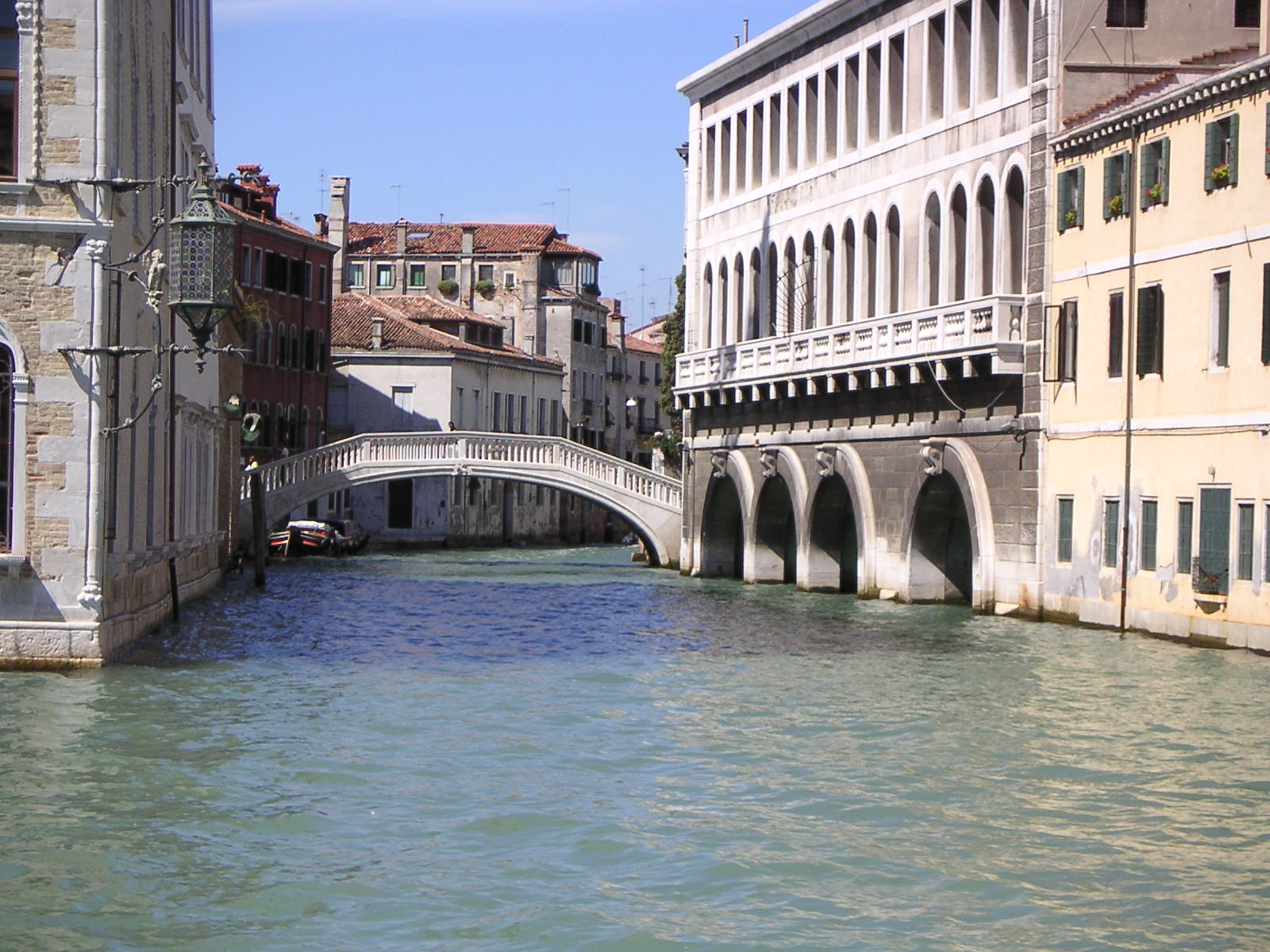
Ponte Foscari Rio de Ca' Foscari
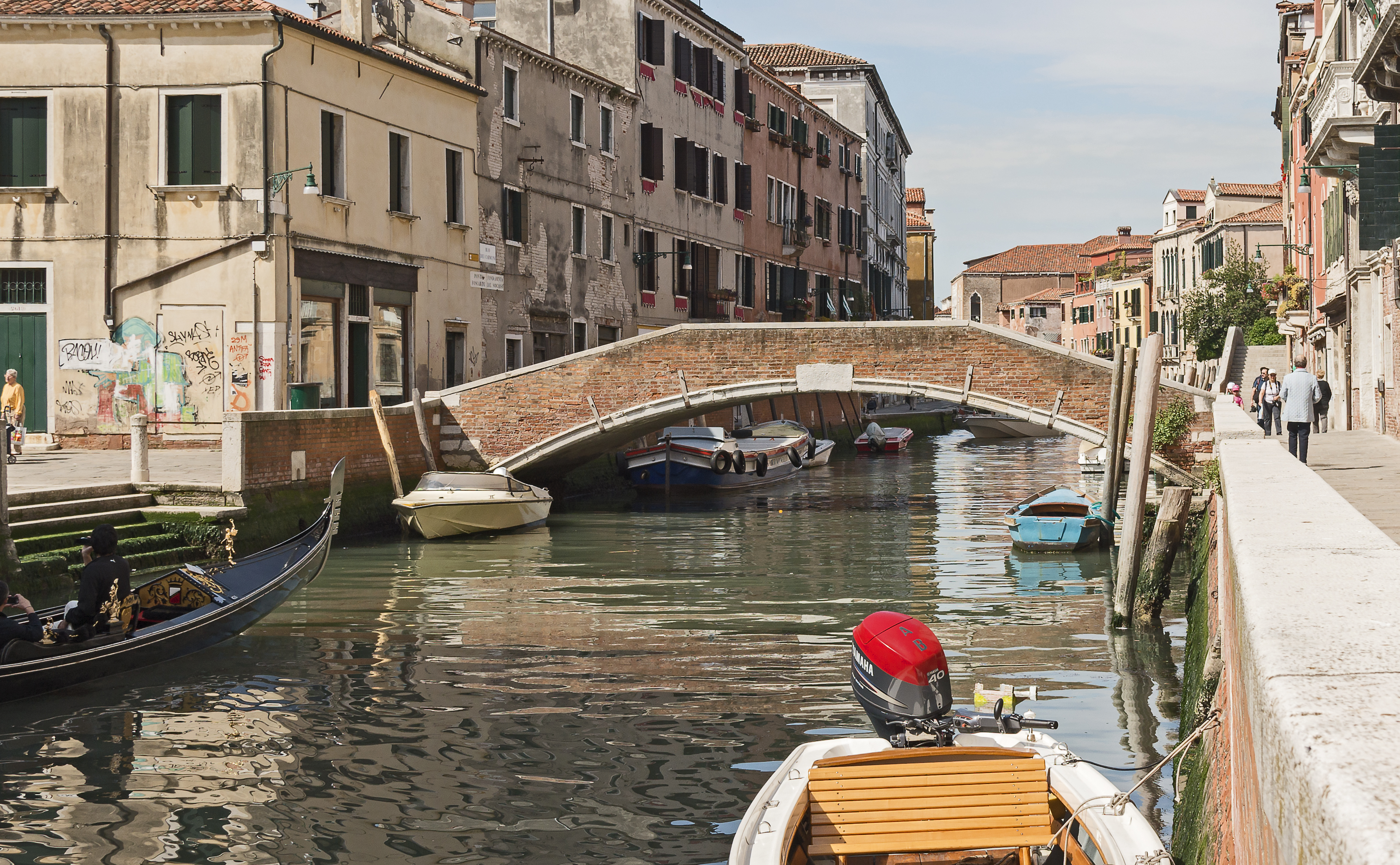
Ponte Foscarini Rio de Santa Margherita Rio dei Carmini
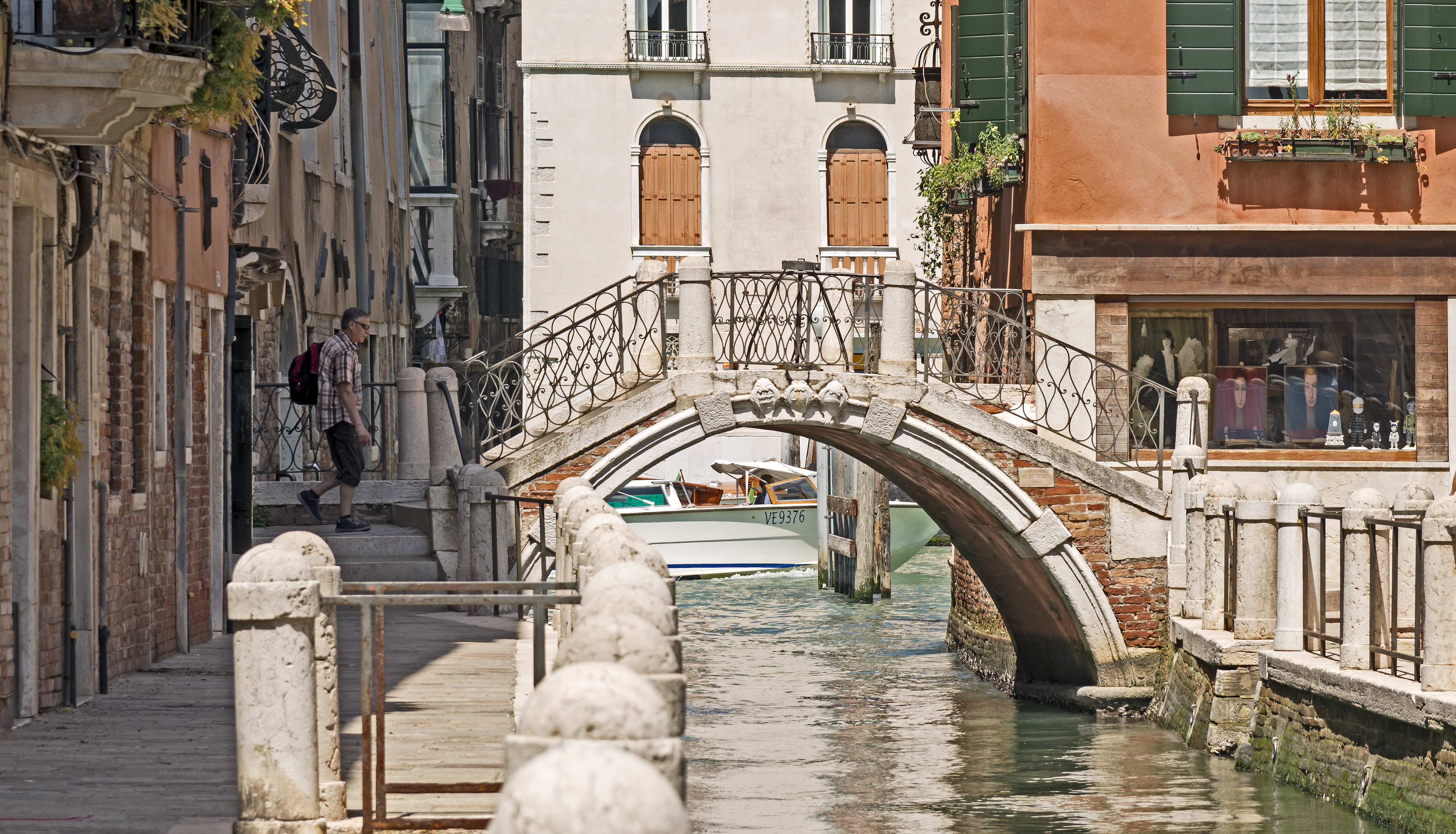
Ponte San Gregorio Rio de la Fornaze
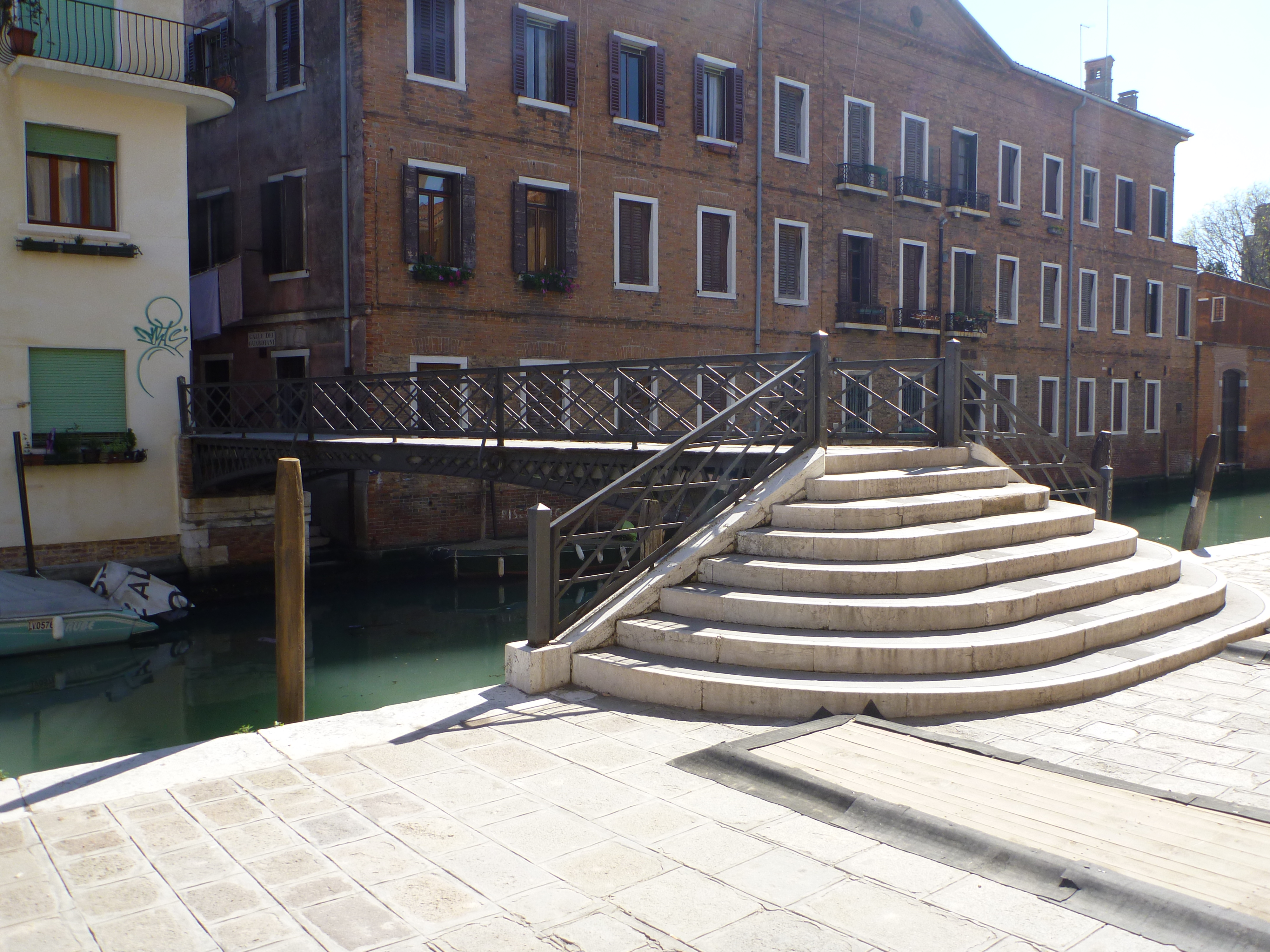
Ponte dei Guardiani Rio del Tentor
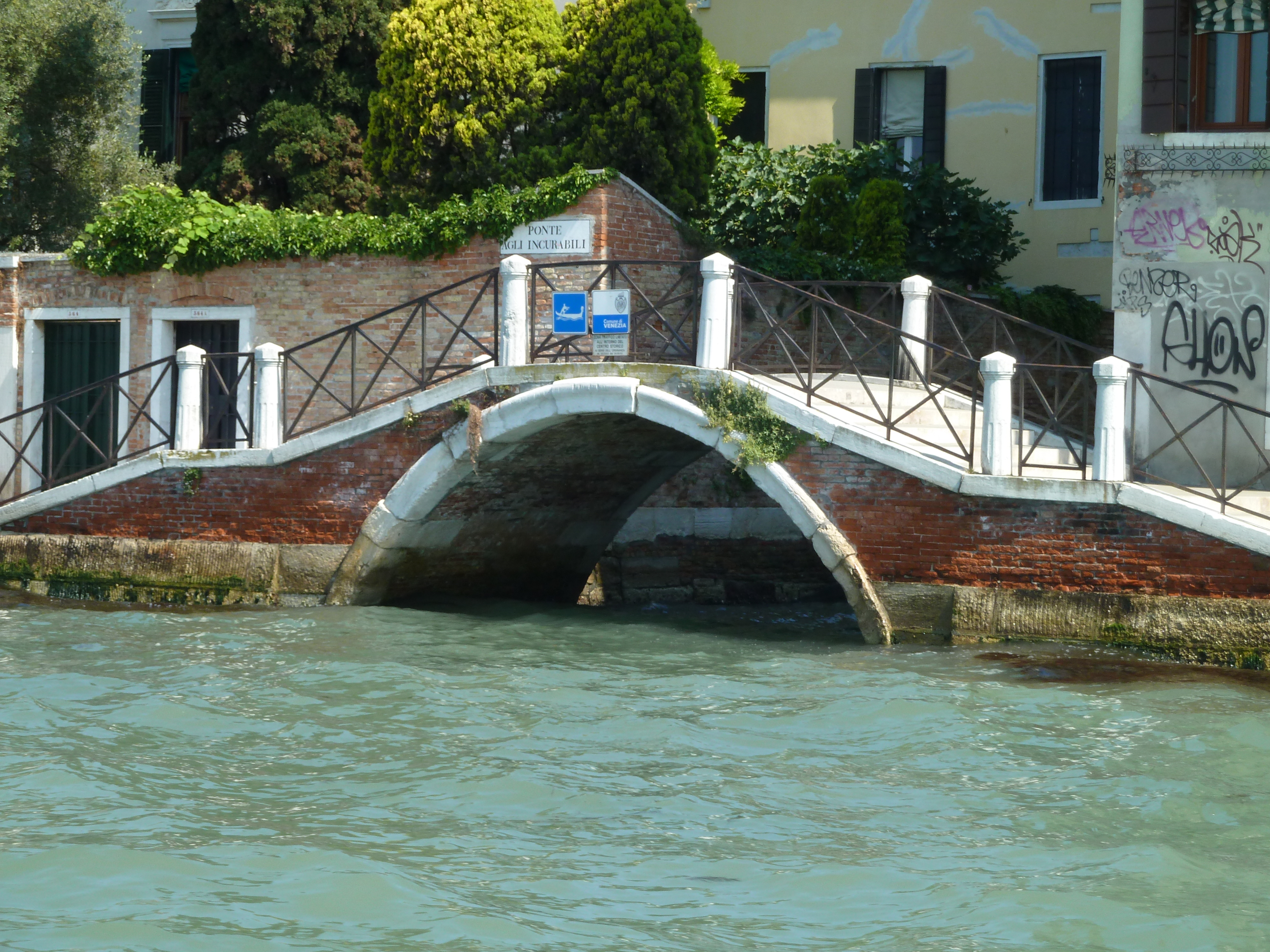
Ponte agli Incurabili Rio de le Toreselle
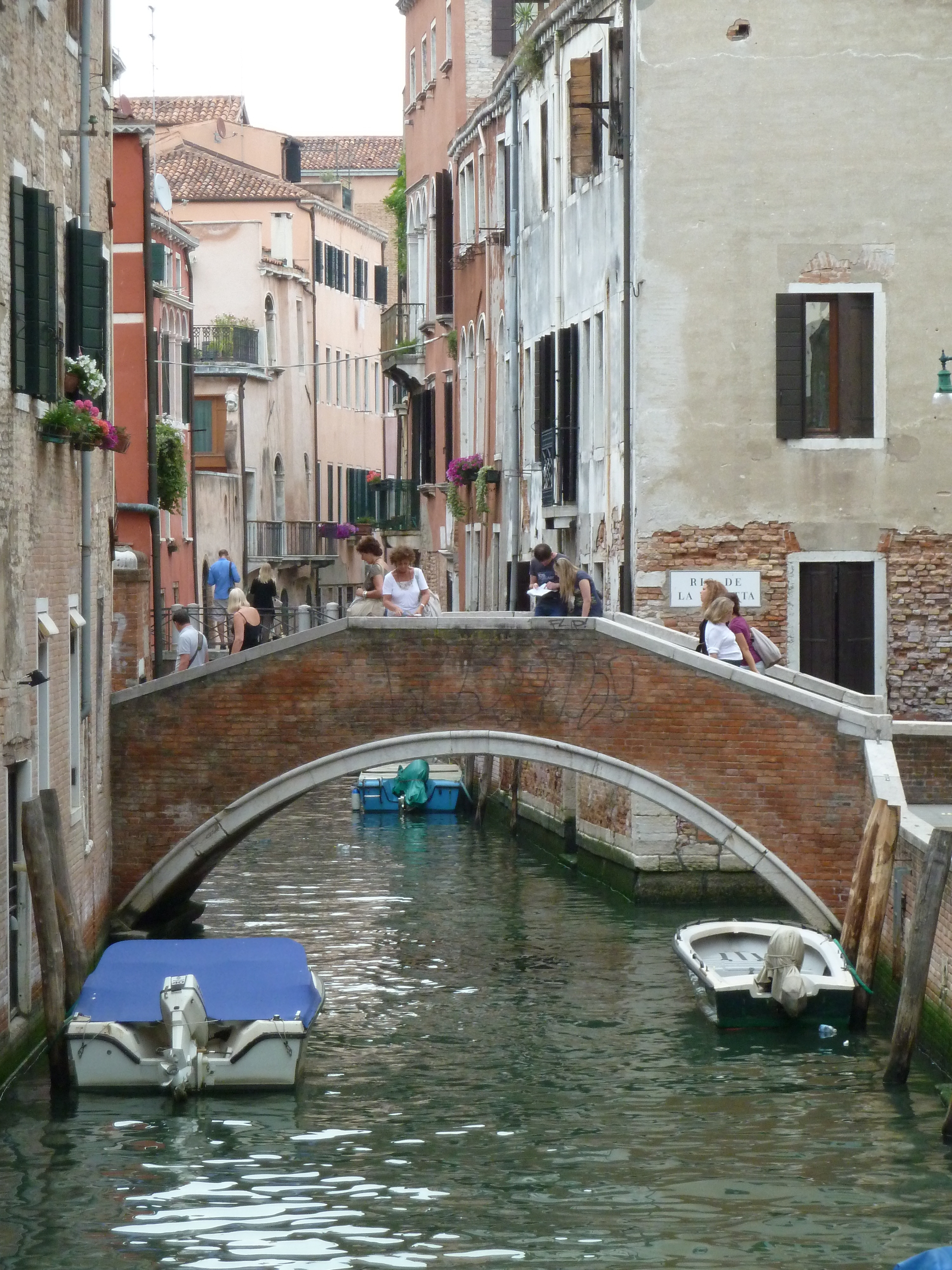
Ponte Lombardo Rio del Malpaga
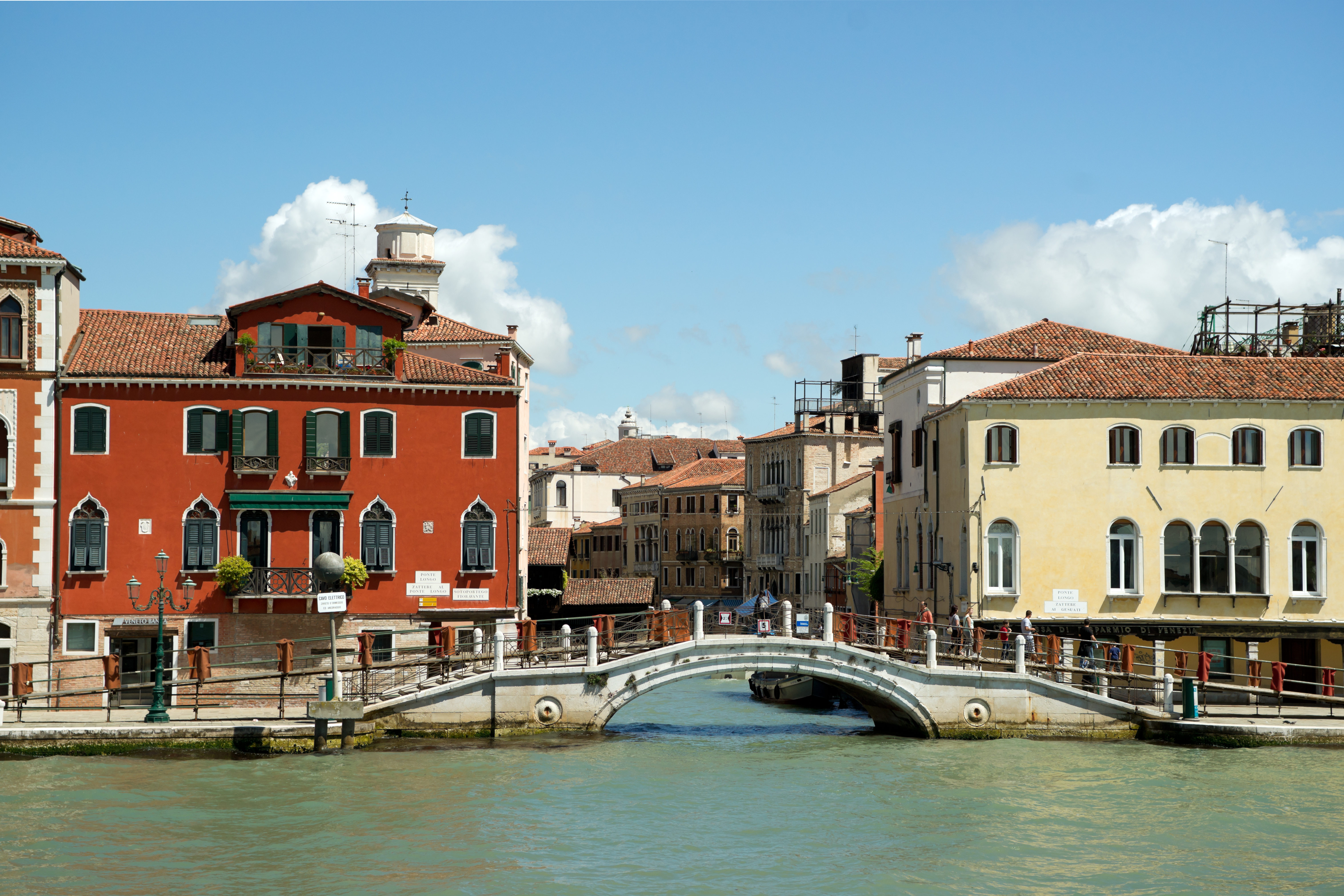
Ponte Longo Rio de San Trovaso
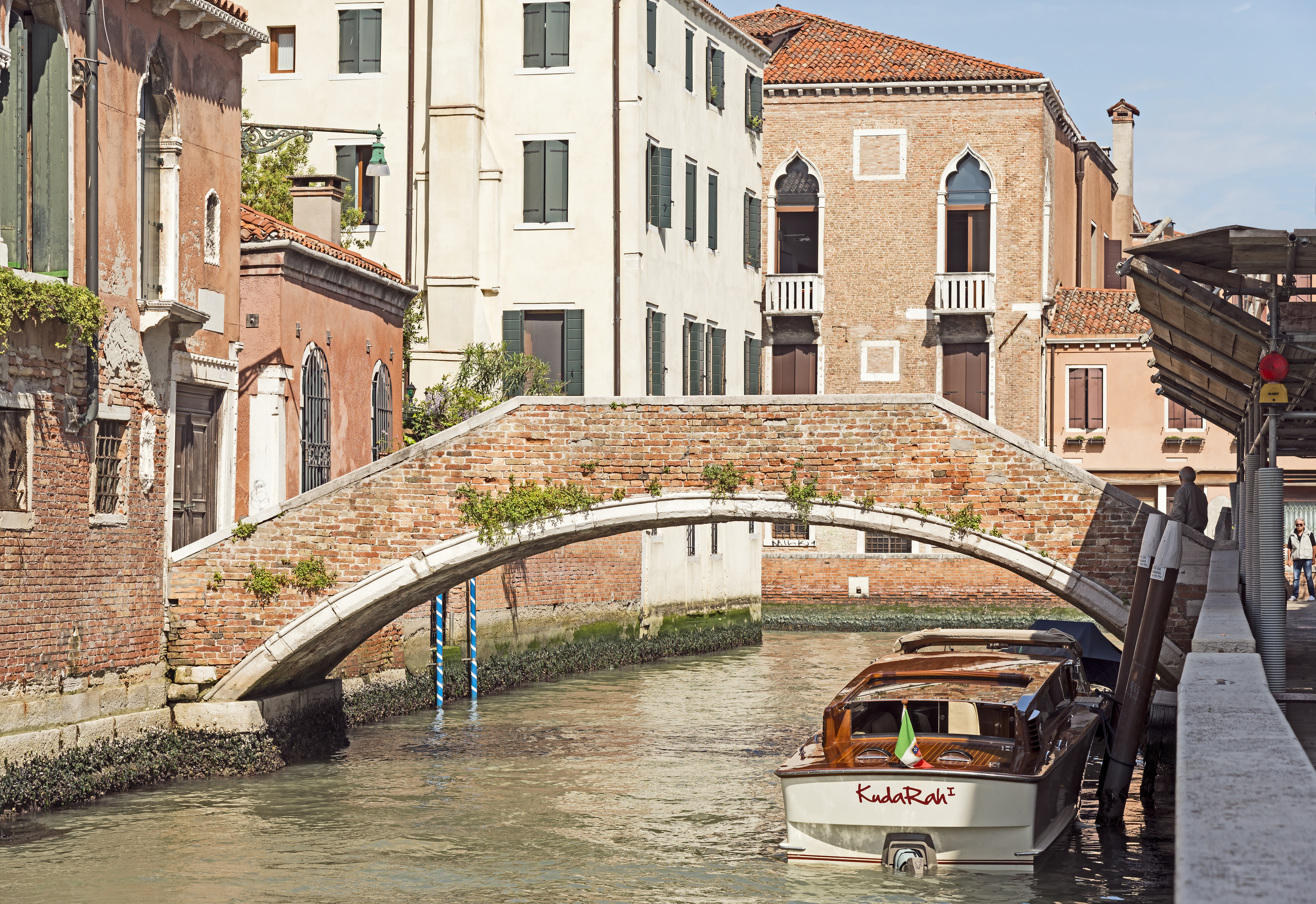
Ponte de la Maddalena Rio de San Sebastian
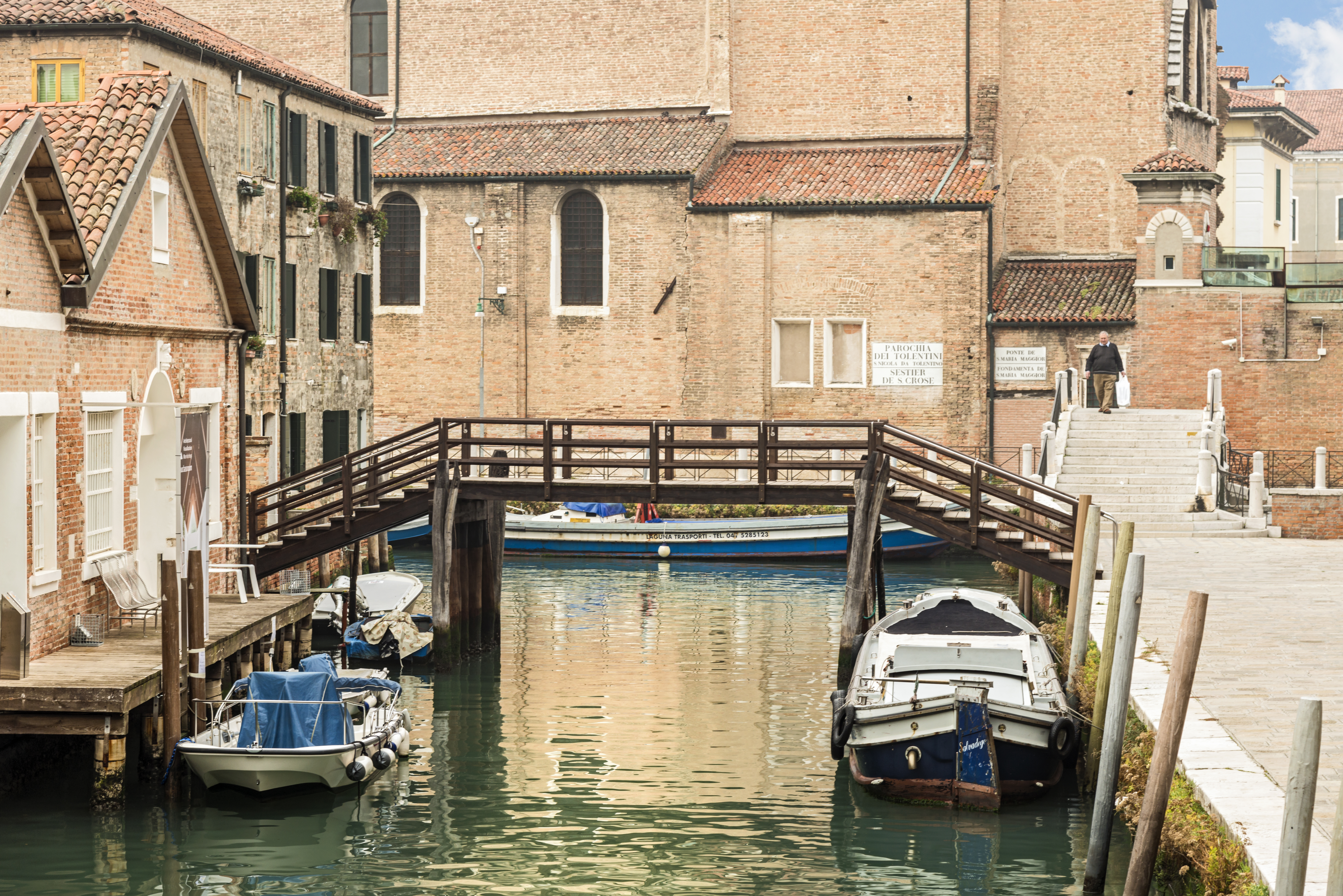
Ponte de la Madona Rio del Tentor
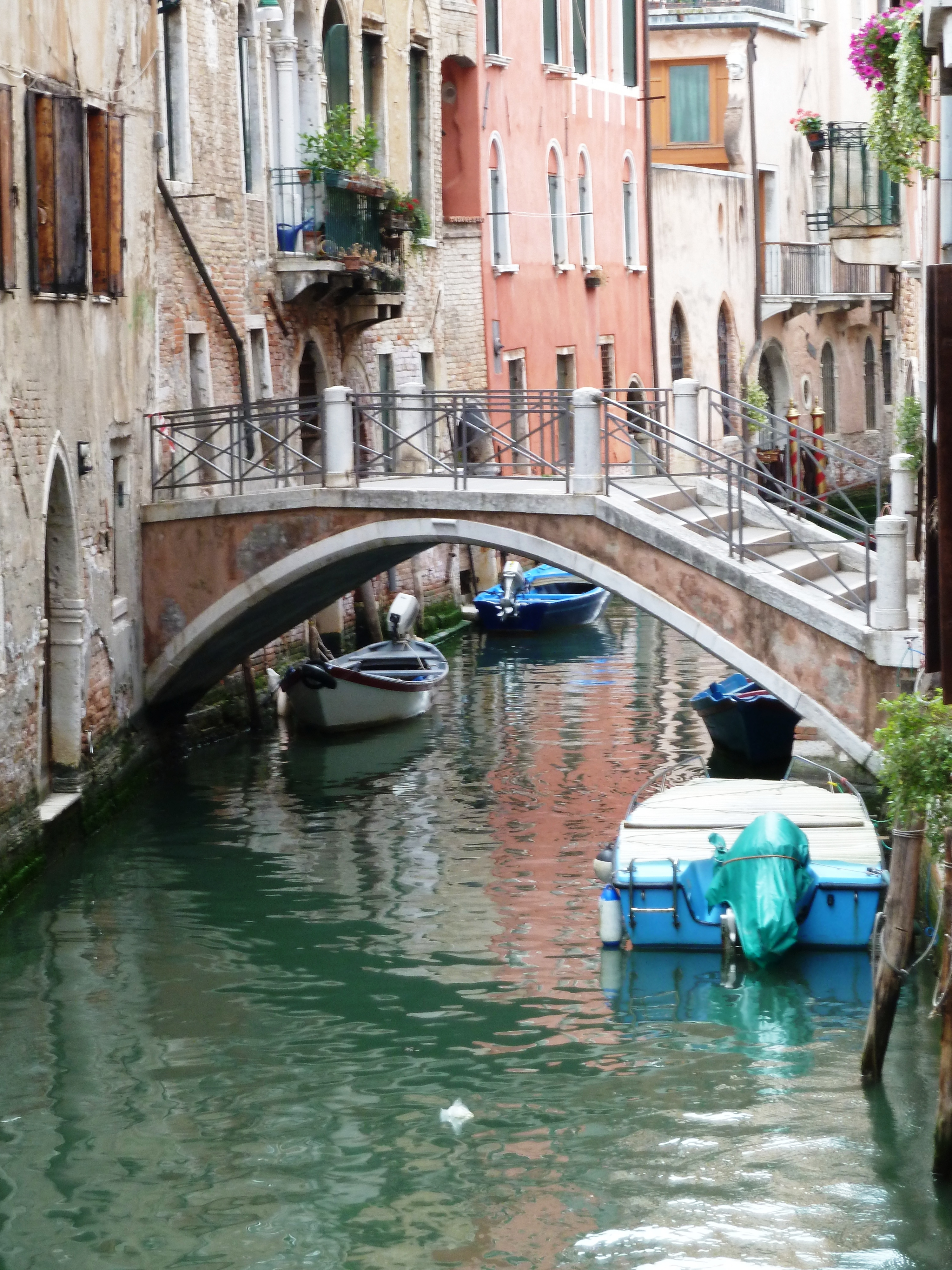
Ponte Malpaga Rio del Malpaga
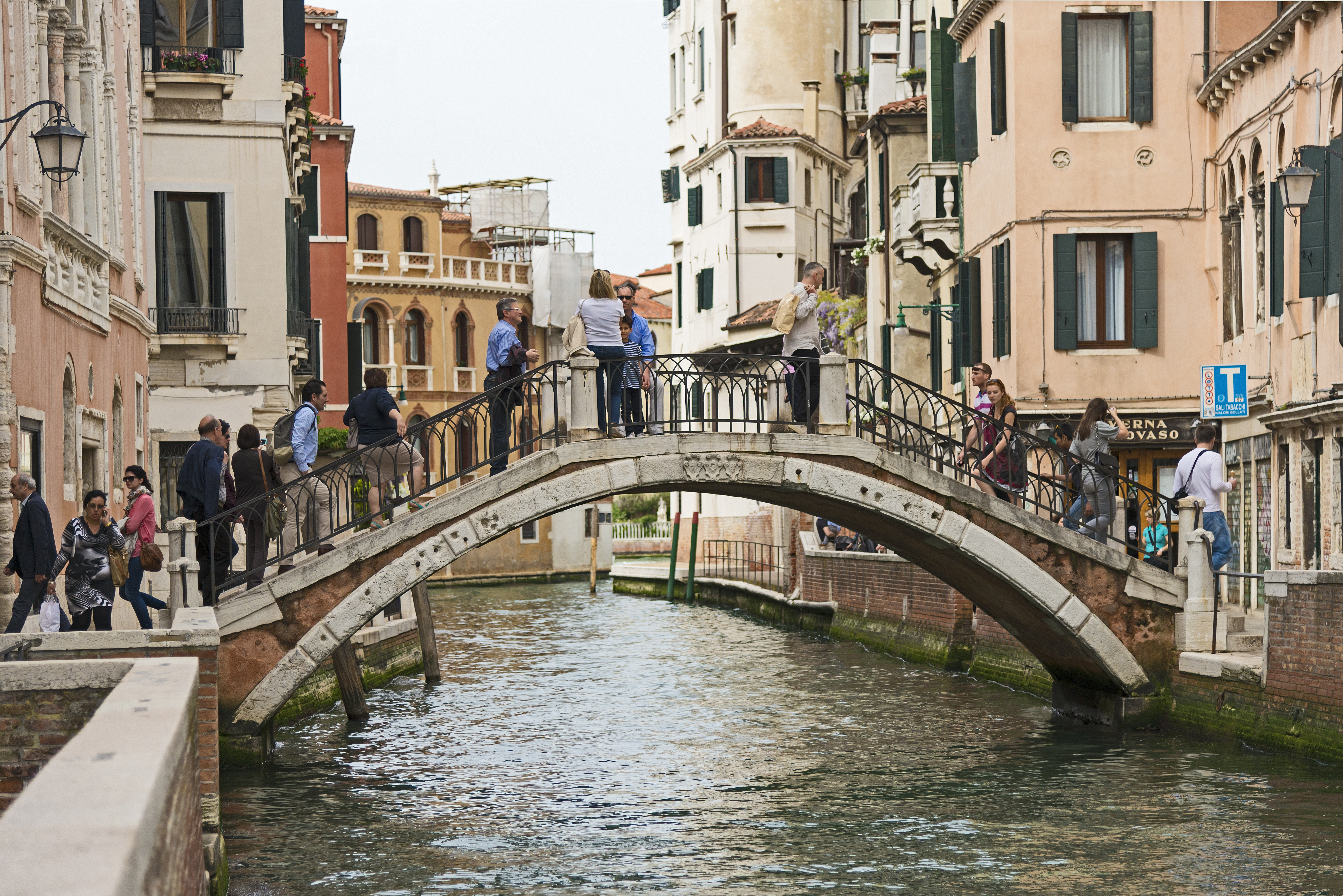
Ponte Maravegia Rio de San Trovaso
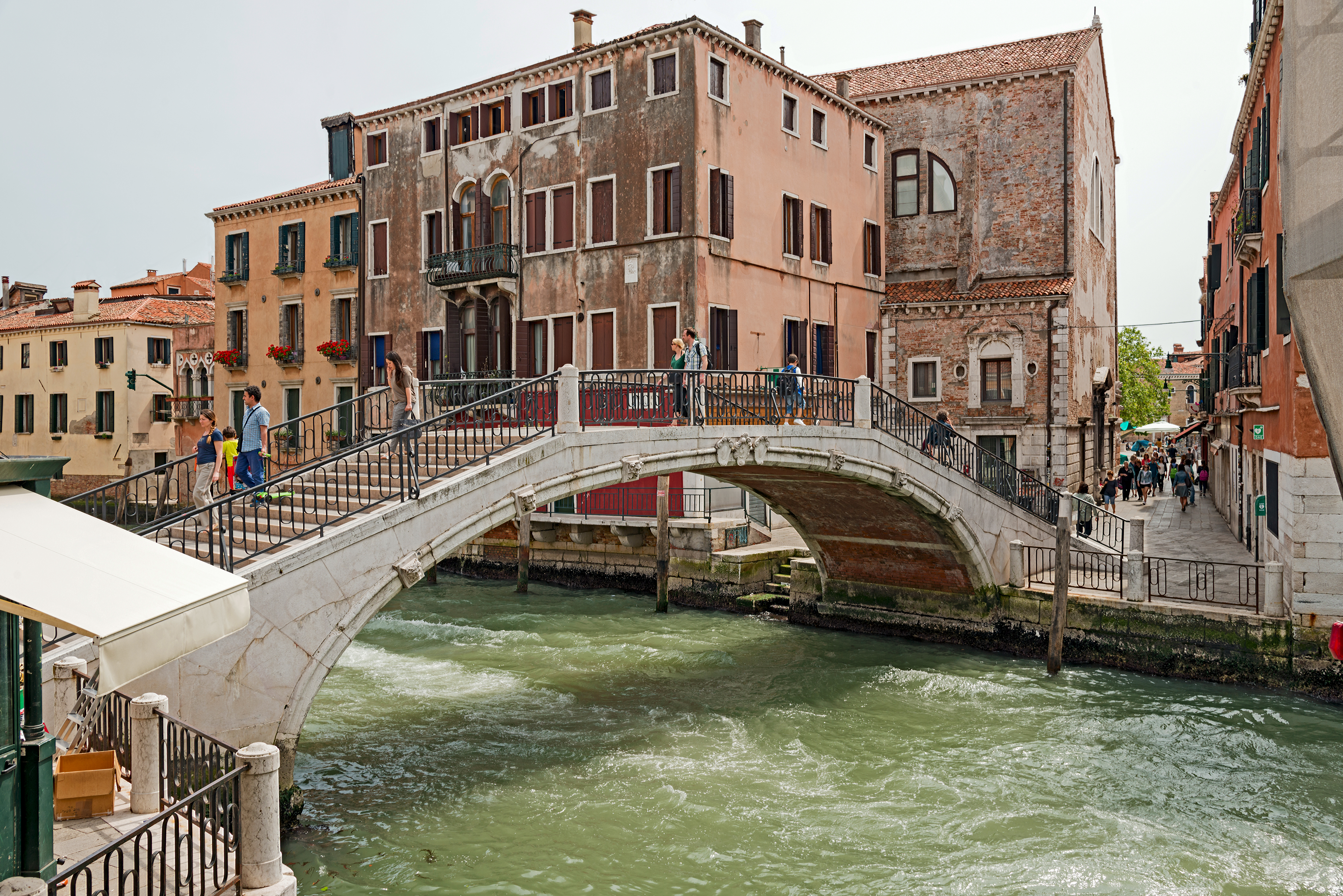
Ponte Santa Margherita Rio de Ca' Foscari
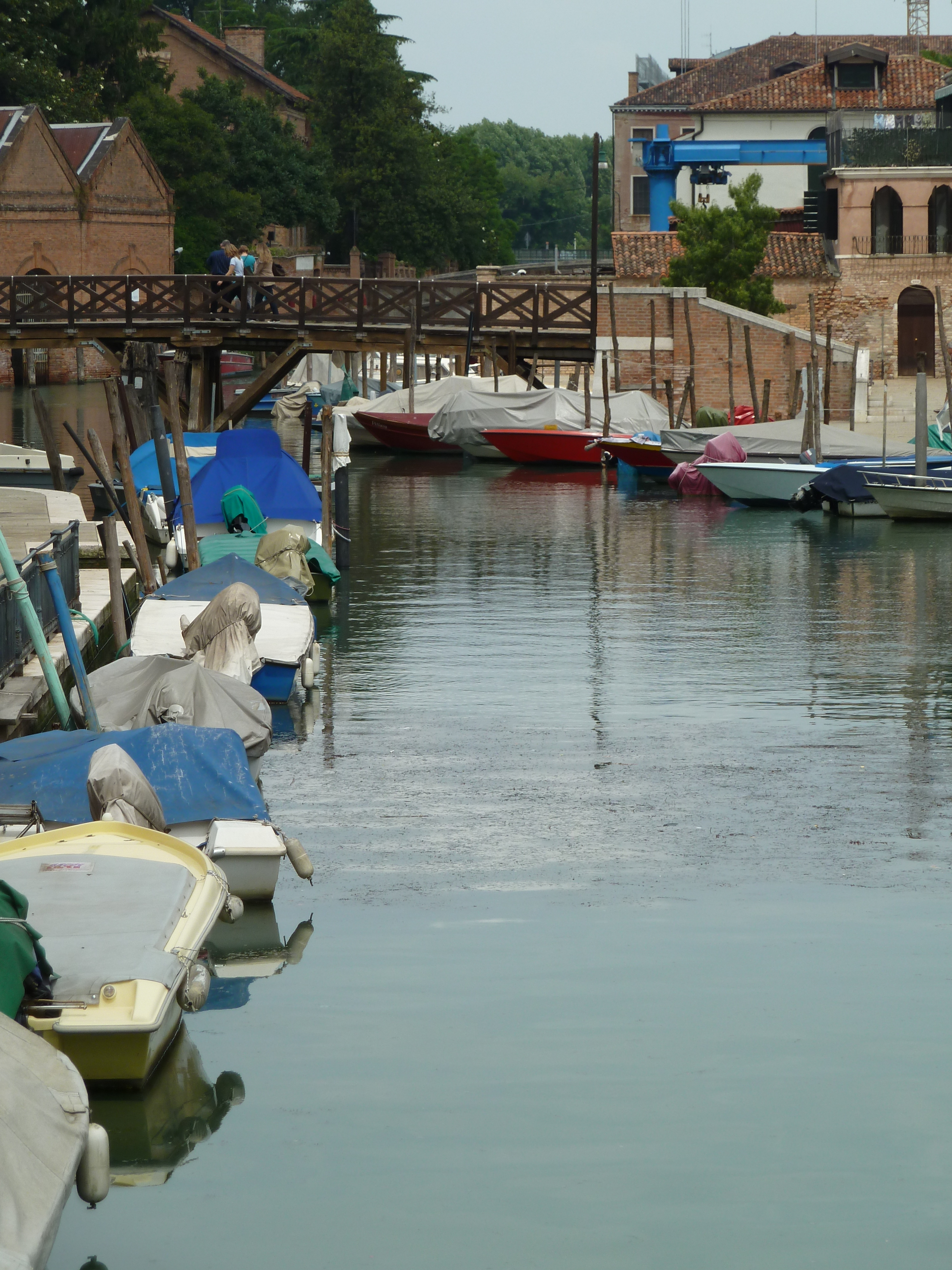
Ponte (Novo) Santa Marta Rio de l'Arzere
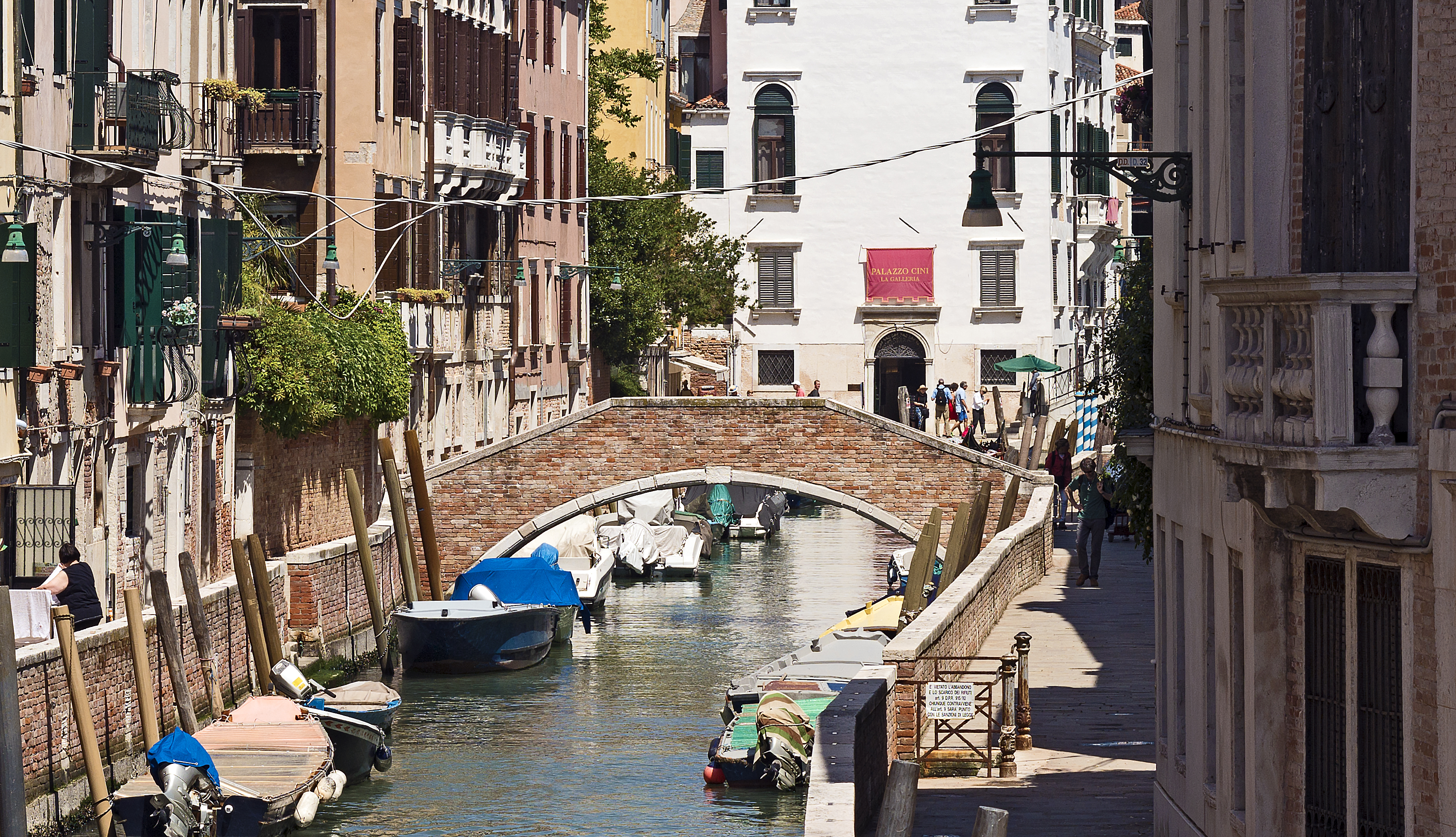
Ponte de Mezo Rio de San Vio
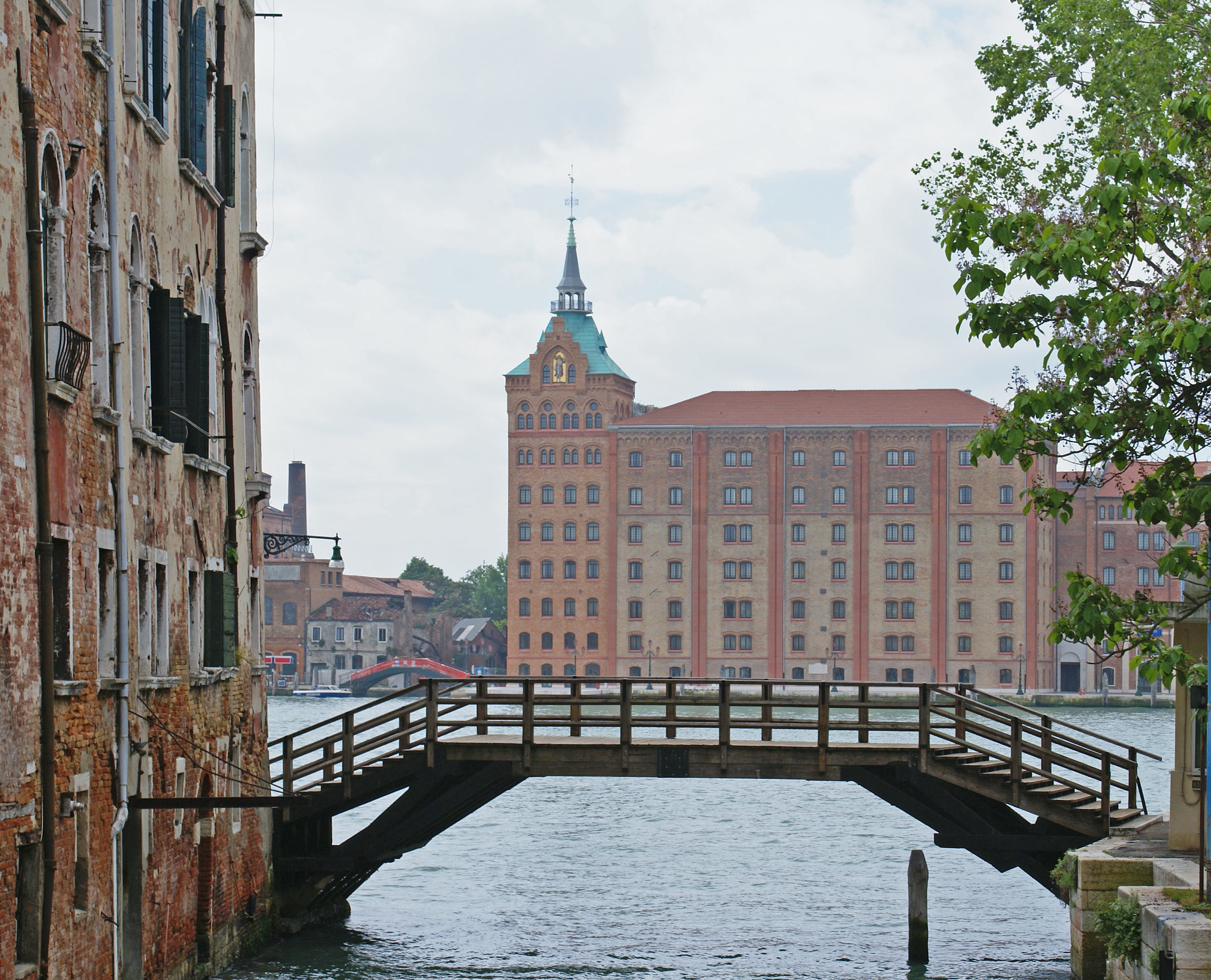
Ponte Molin Rio de San Basegio
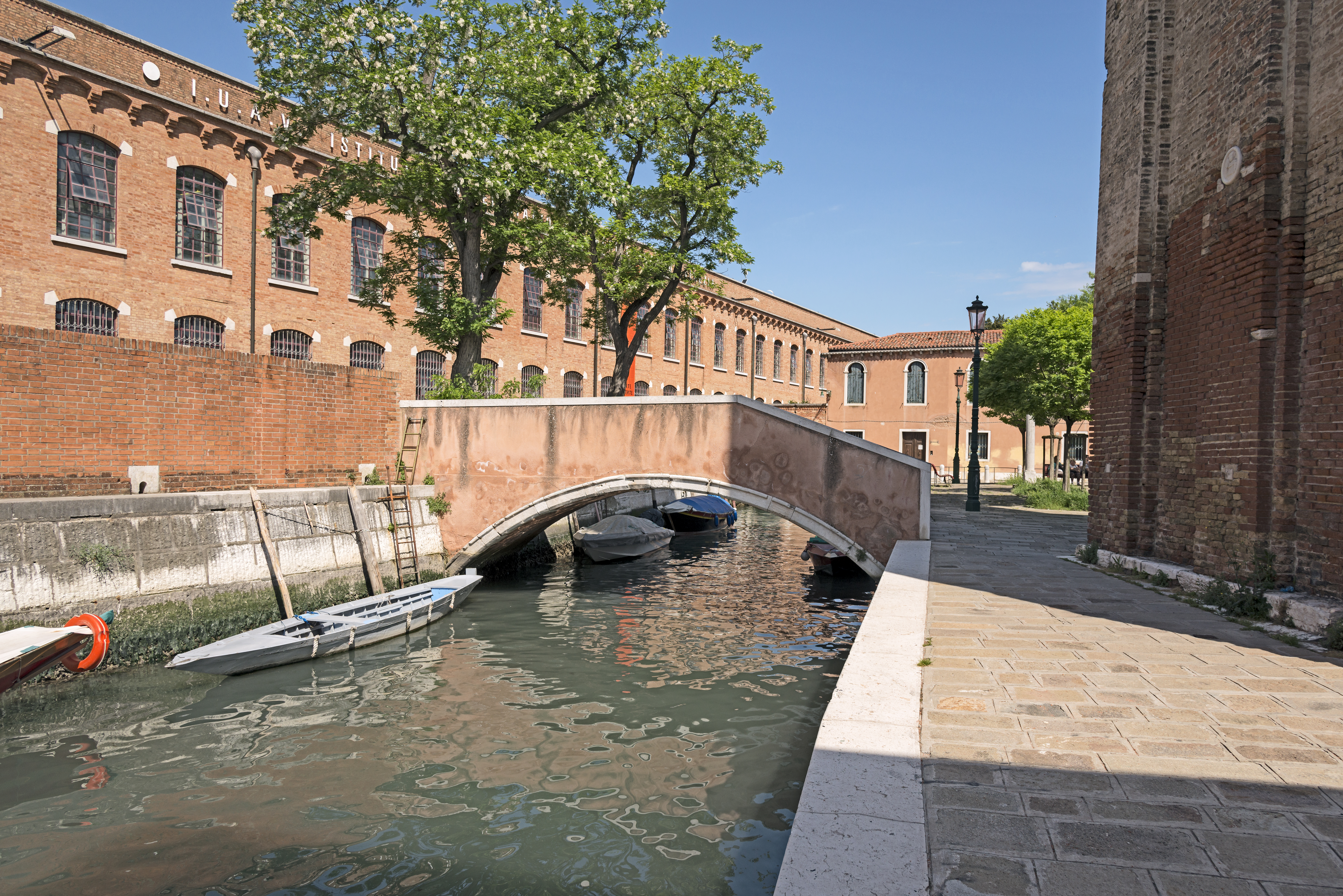
Ponte dei Morti Rio delle Terese
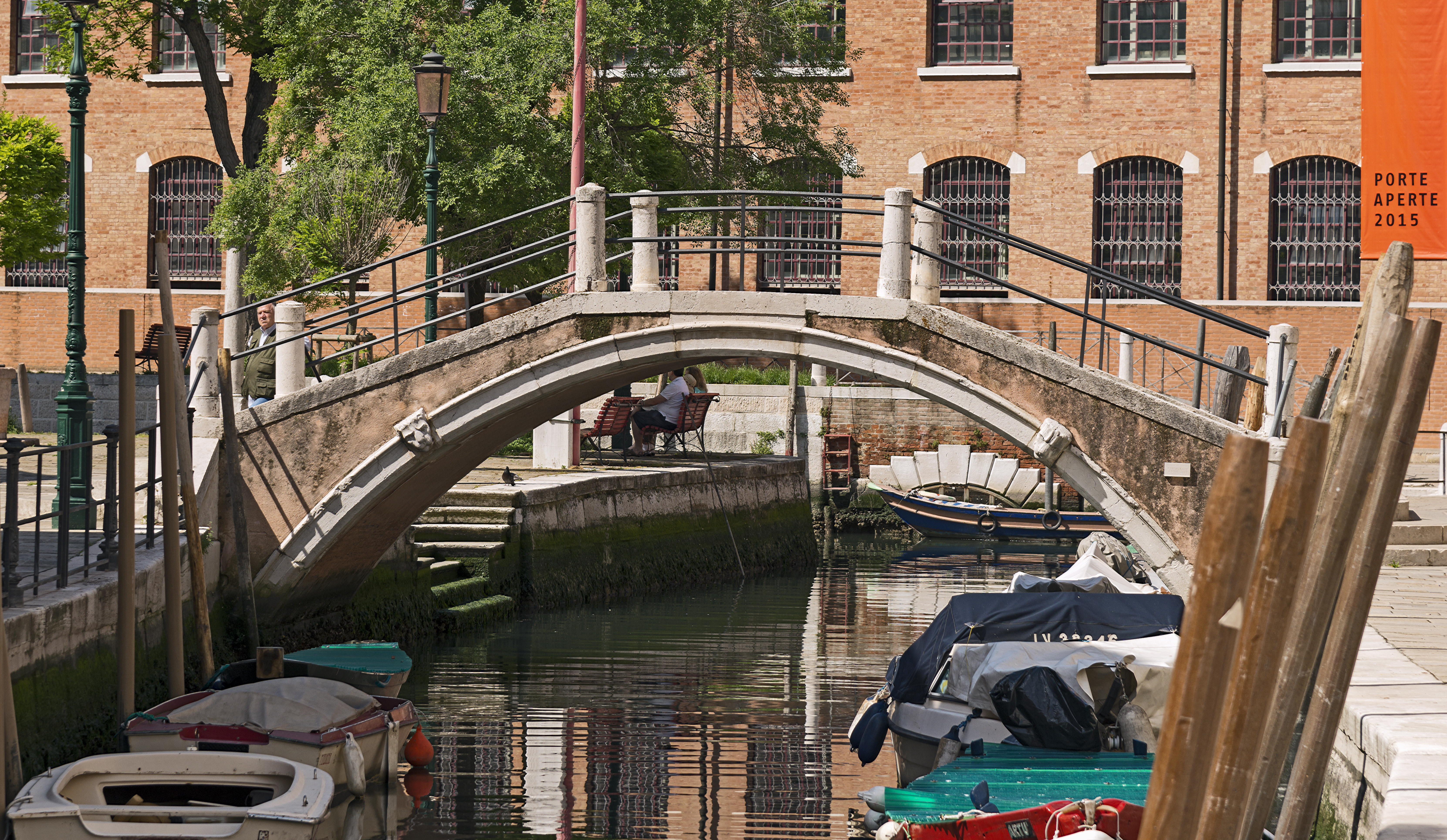
Ponte San Nicolò Rio delle Terese
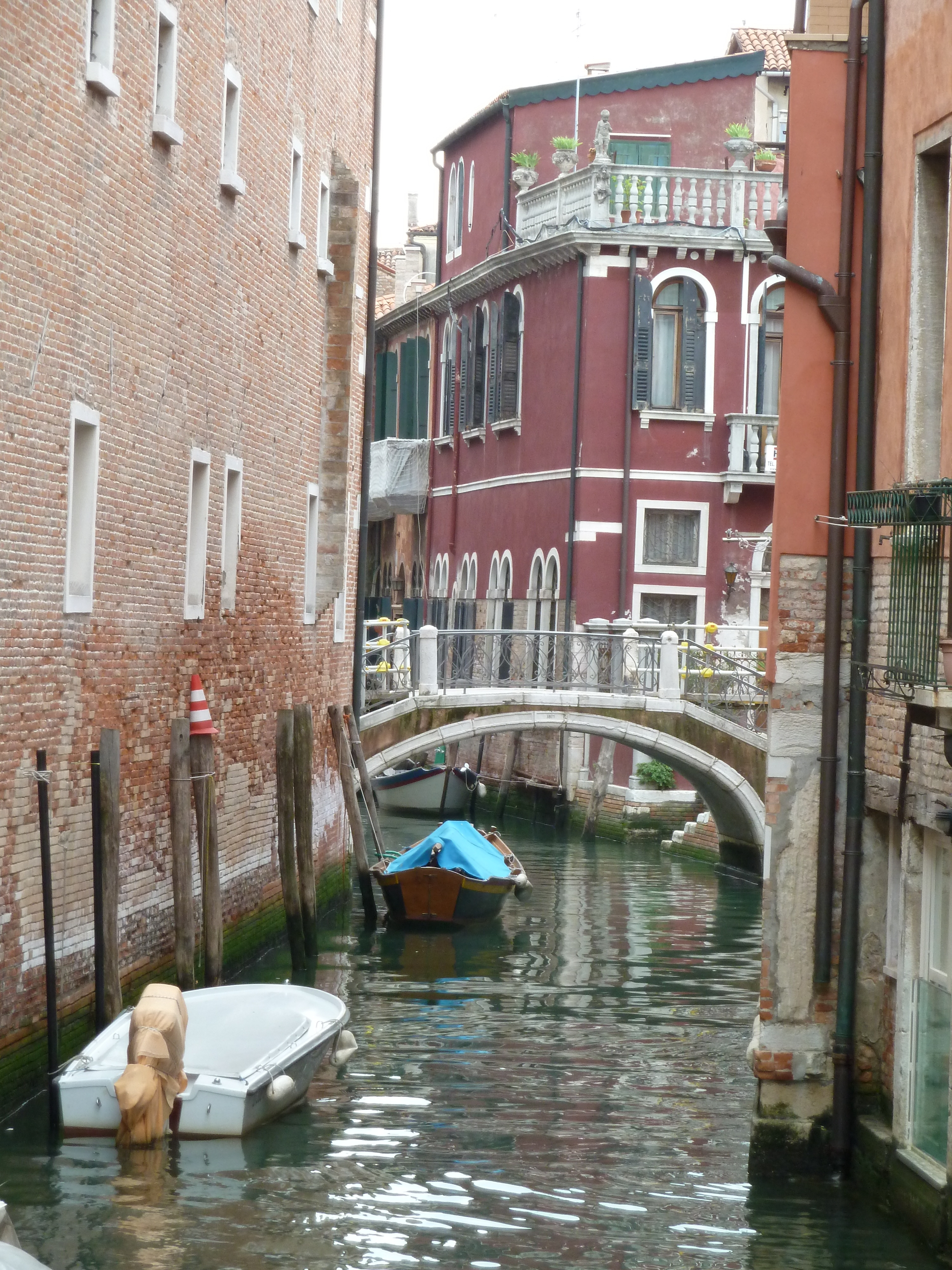
Ponte Ognissanti Rio del Malpaga
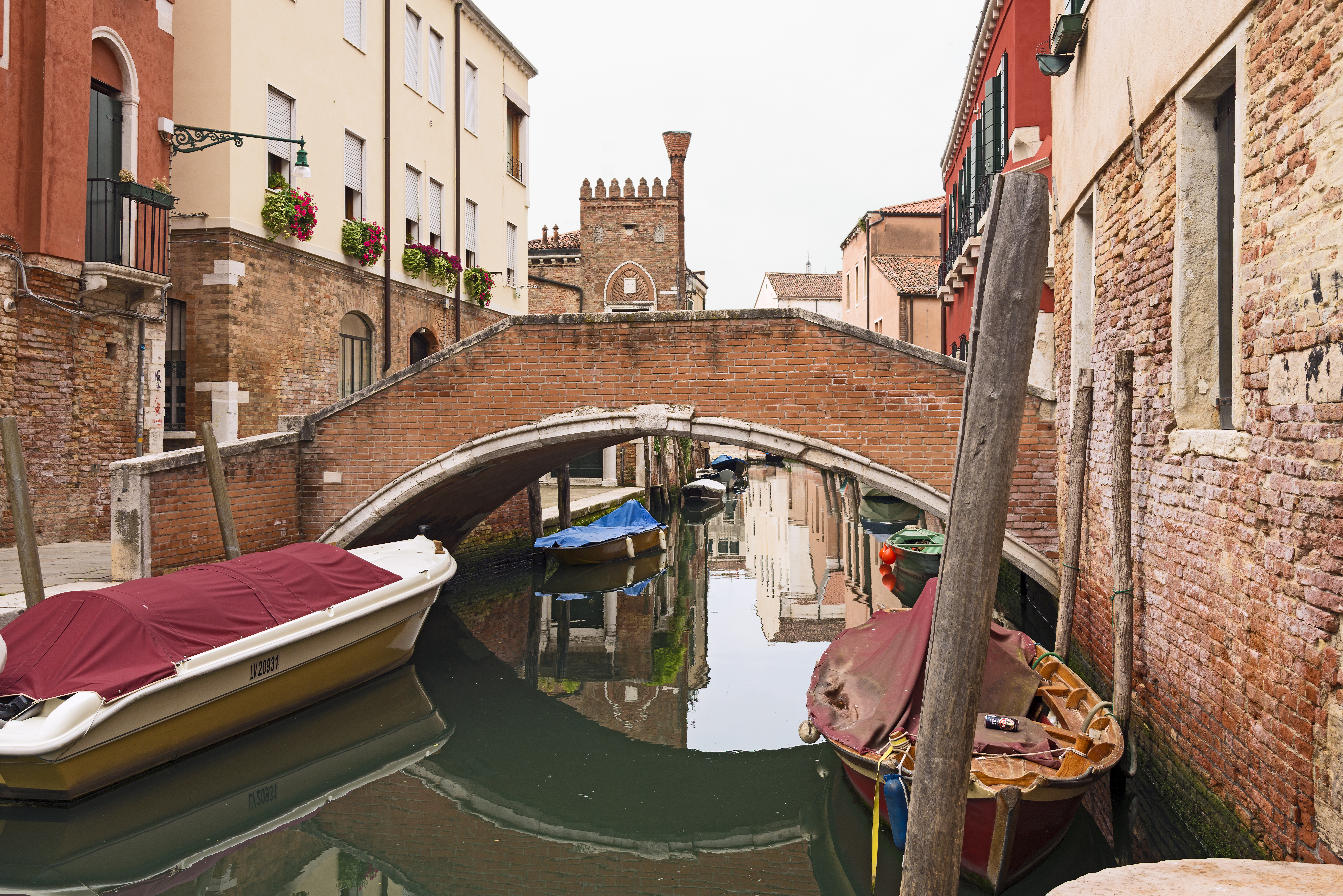
Ponte de le Pazienze Rio de San Barnaba
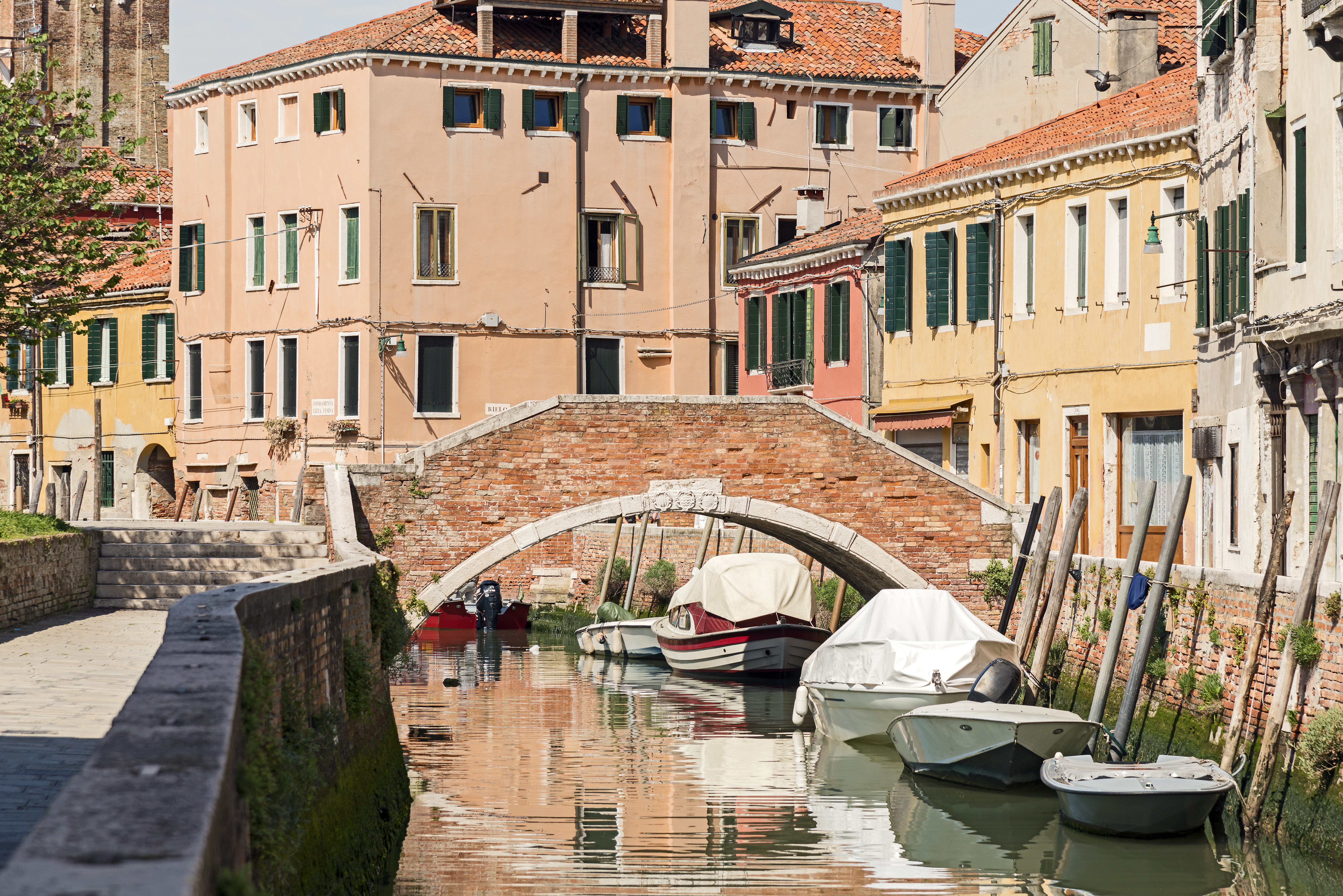
Ponte de la Piova all'Angelo Raffaele Rio di San Nicolo' dei Mendicoli
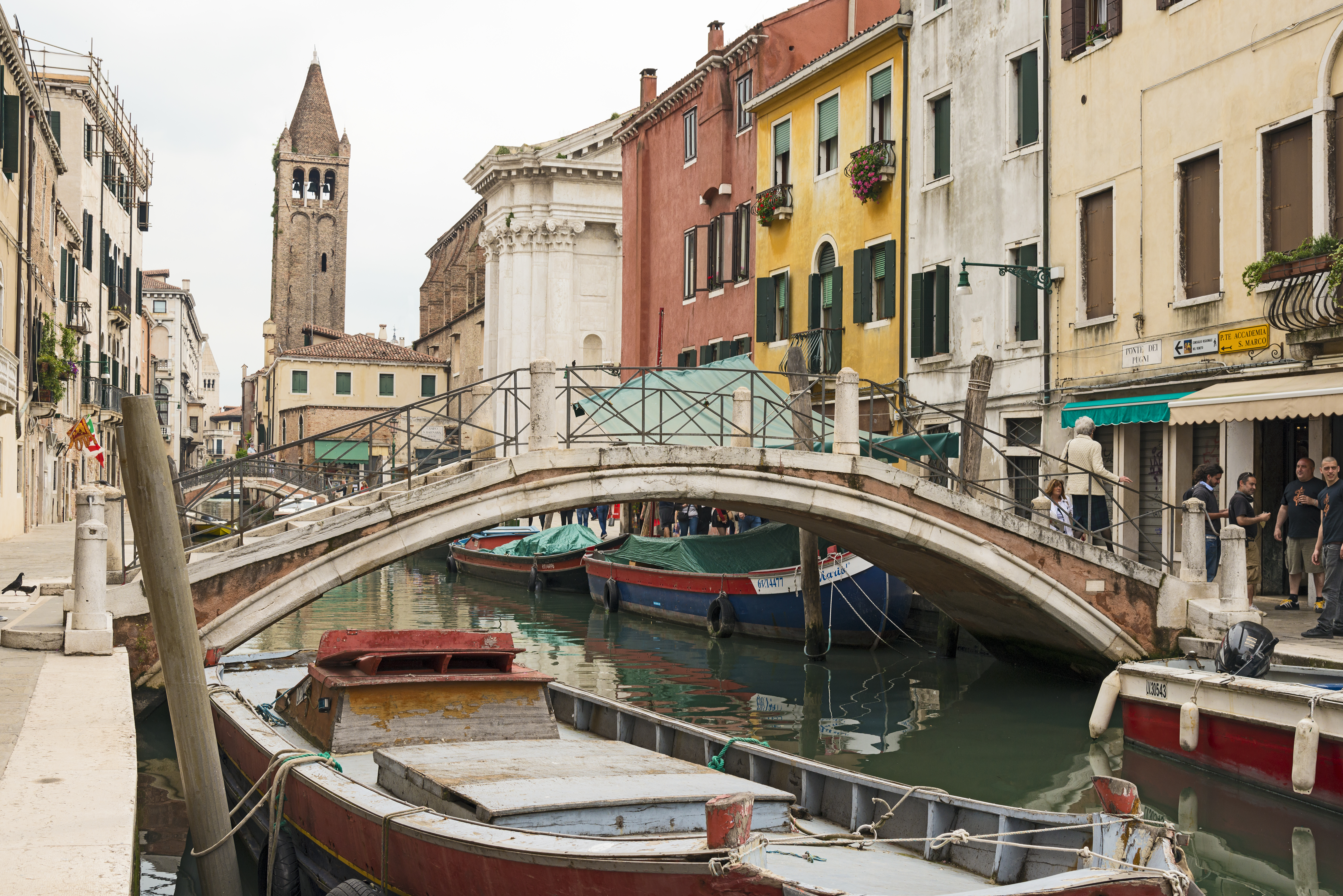
Ponte dei Pugni Rio de San Barnaba
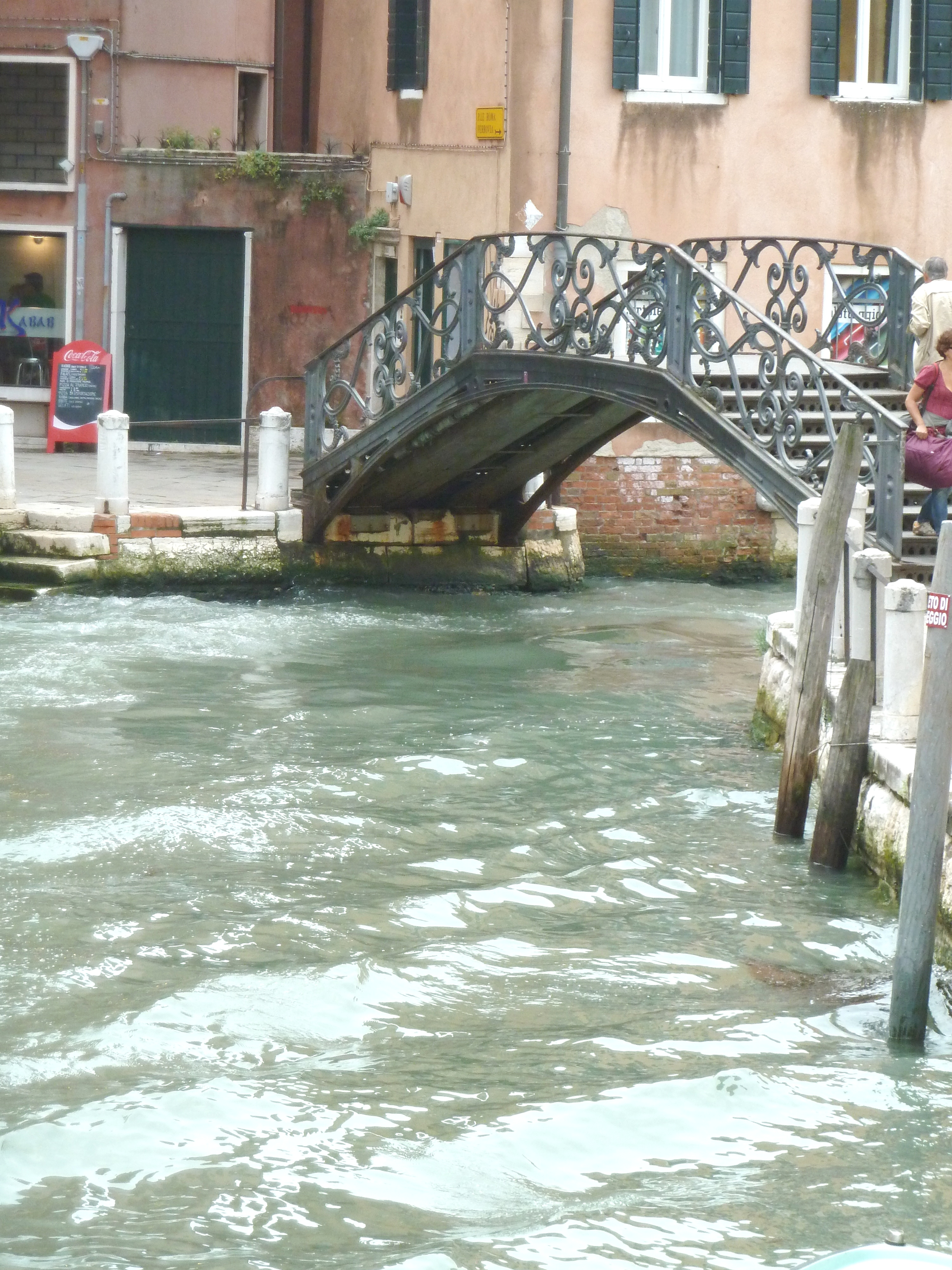
Ponte dei Ragusei Rio del Tentor
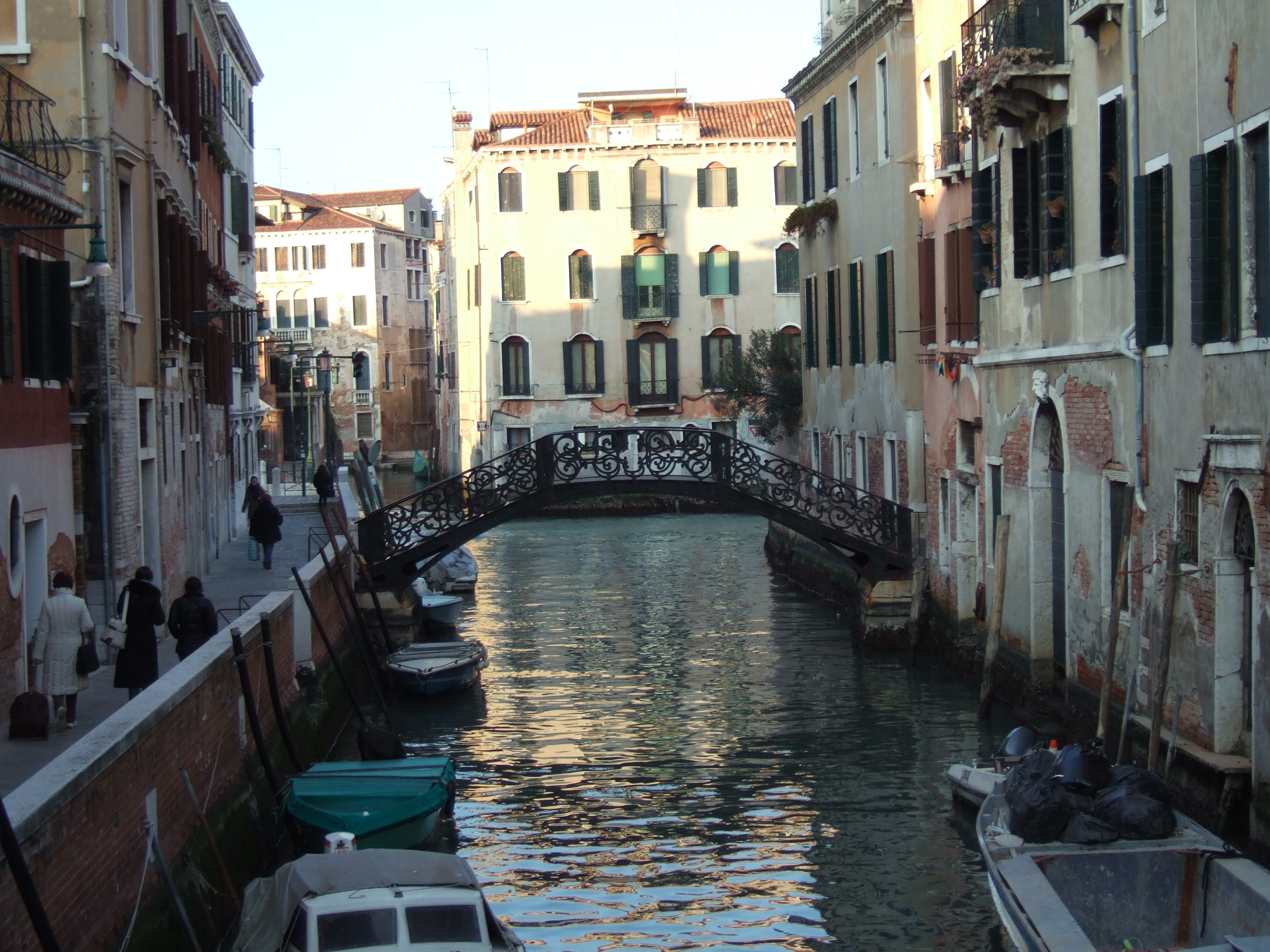
Ponte Renier Rio de San Margarita
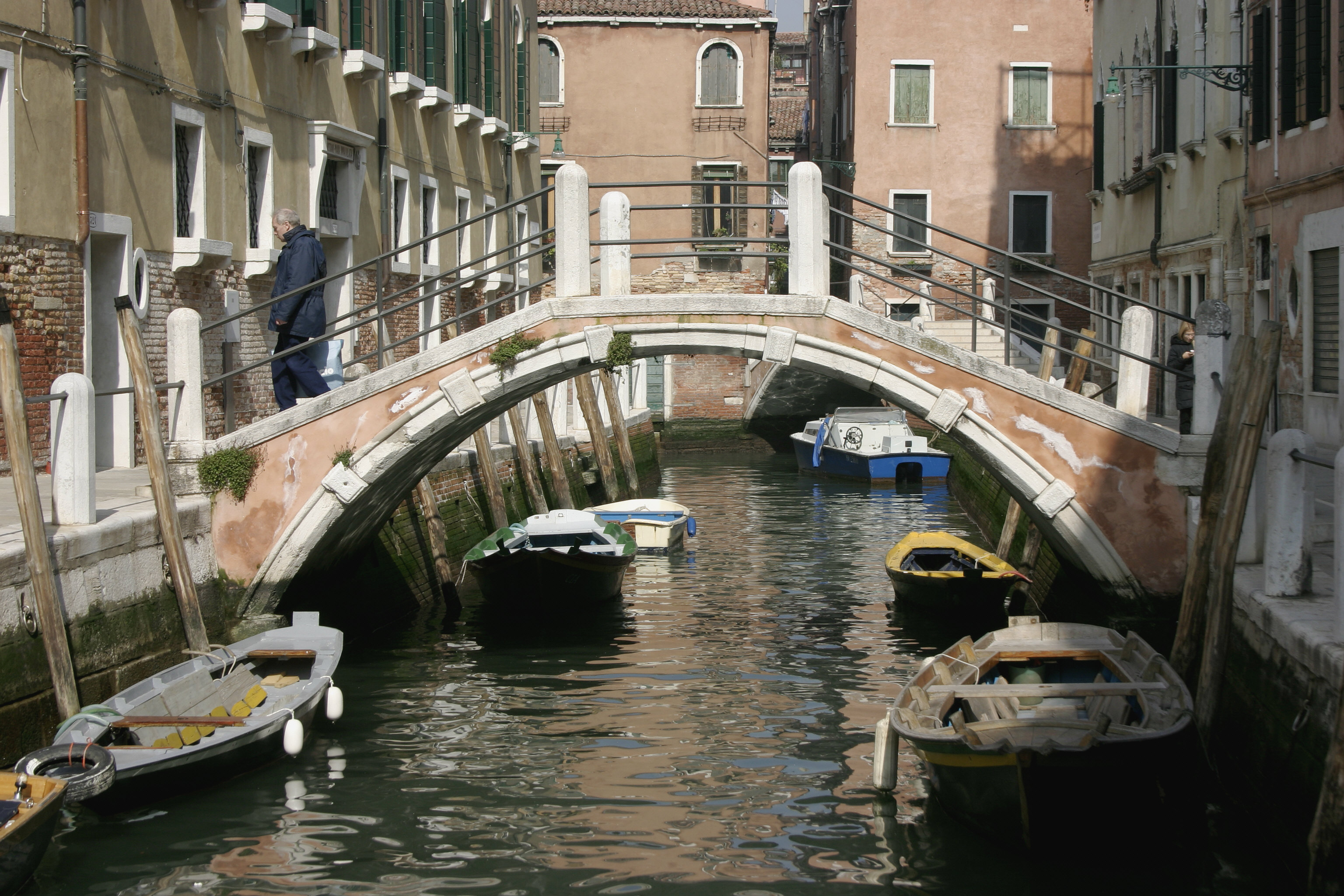
Ponte de le Romite (Eremite) Rio de le Romite
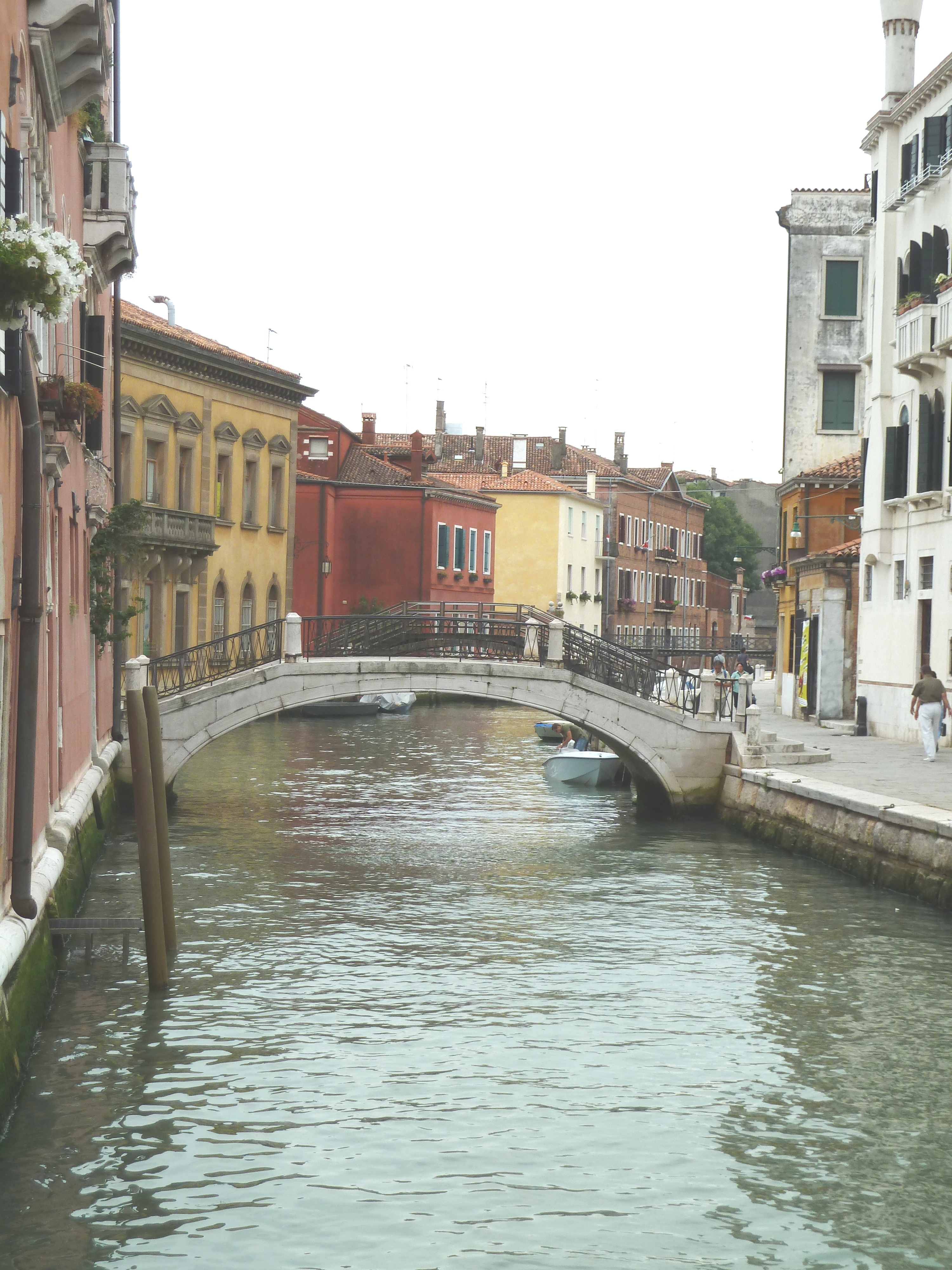
Ponte Rosso Rio del Tentor
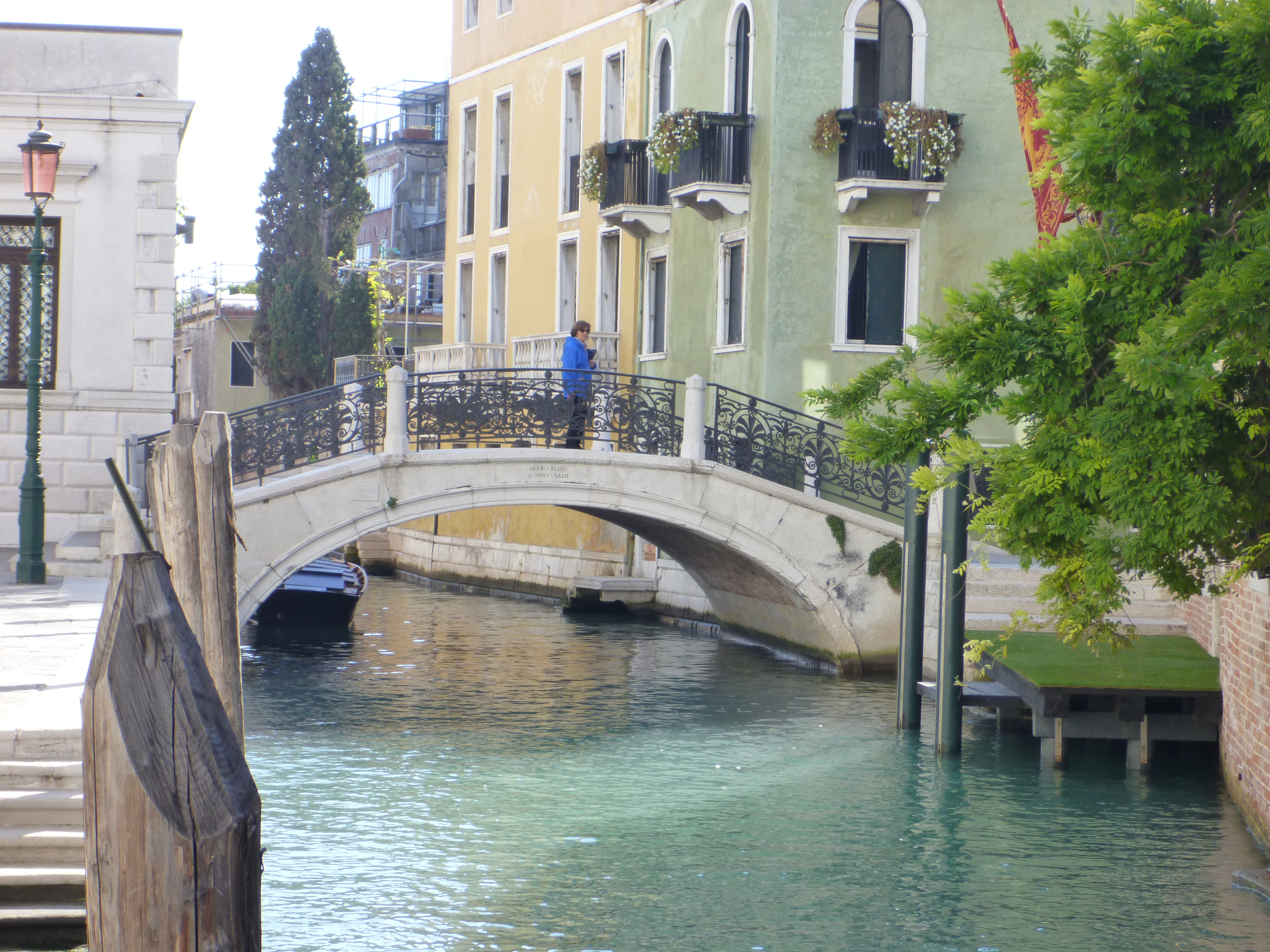
Ponte de la Salute Rio della Salute
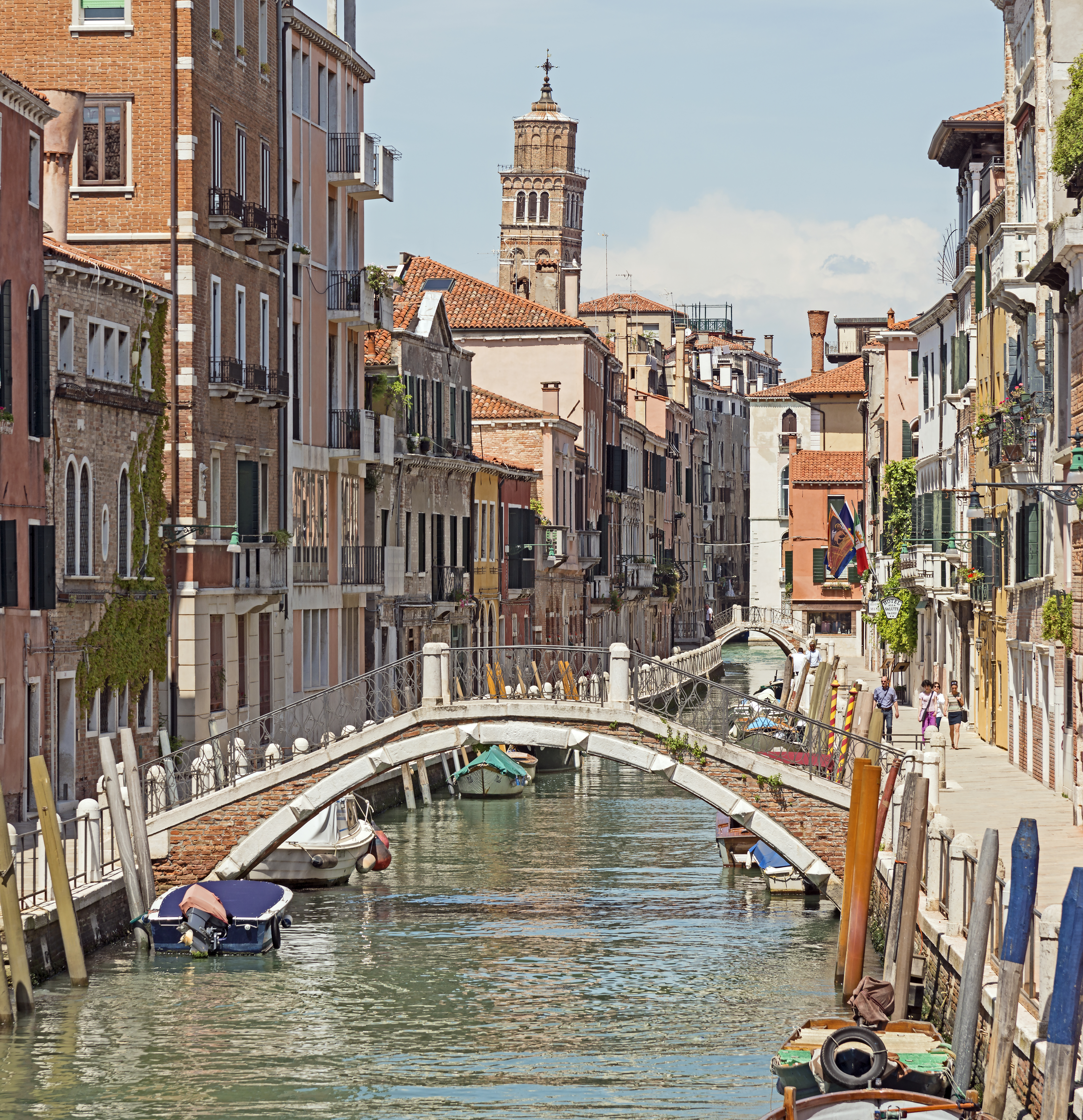
Ponte Santi/De Mezzo Rio de la Fornace
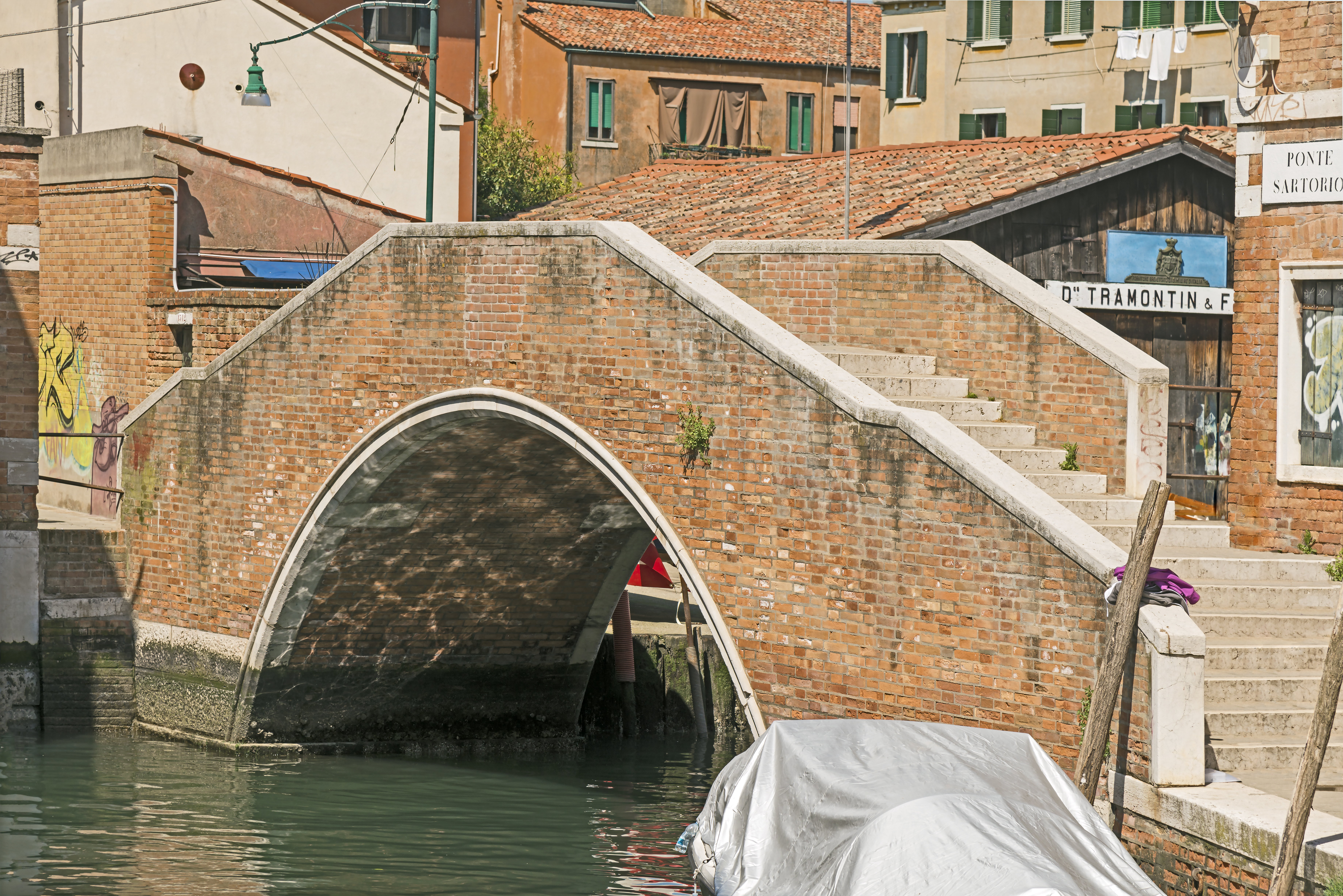
Ponte Sartorio Rio dei Ognissanti - Rio de l'Avogaria
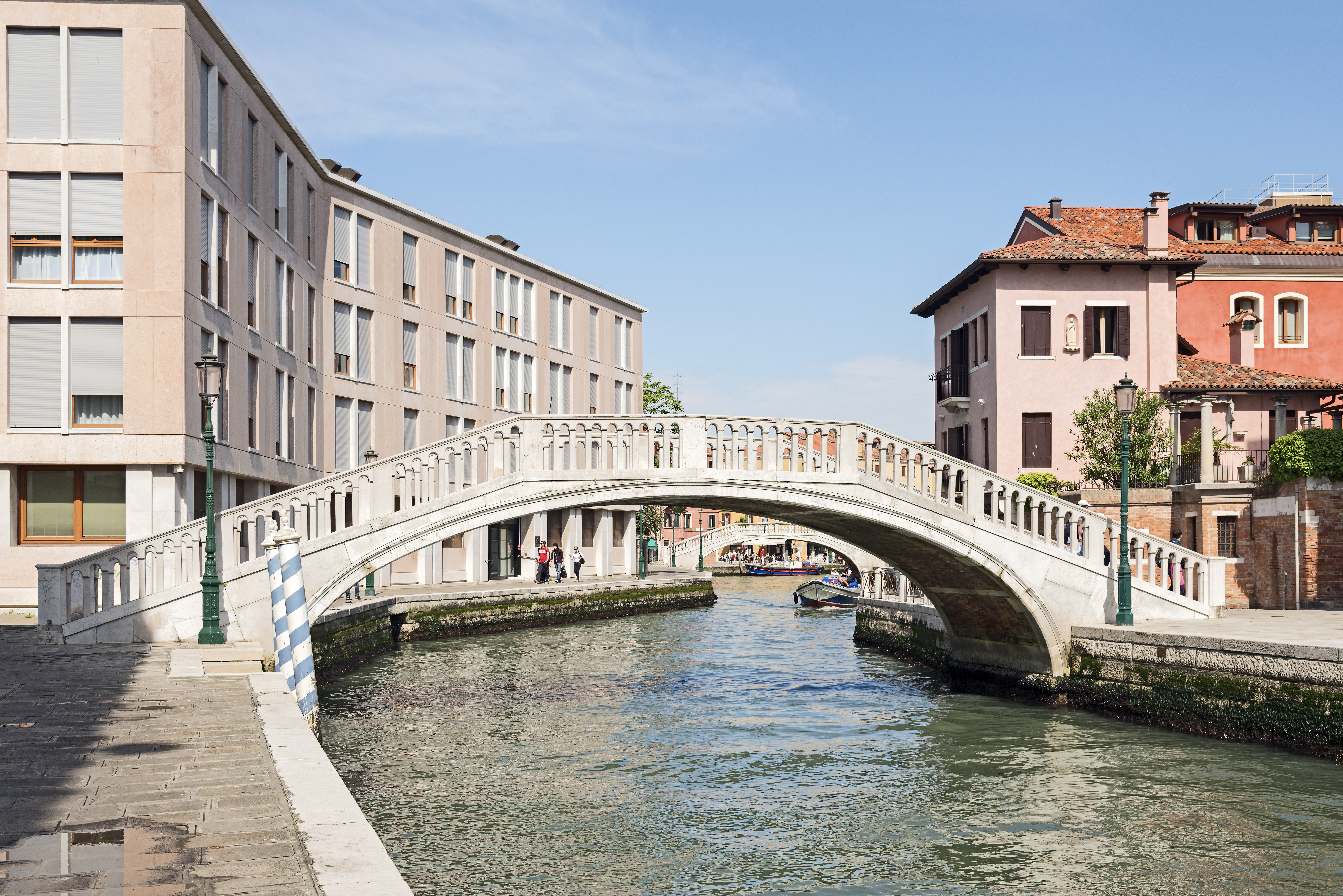
Ponte de la Sbiaca Rio Novo (Veneţia)
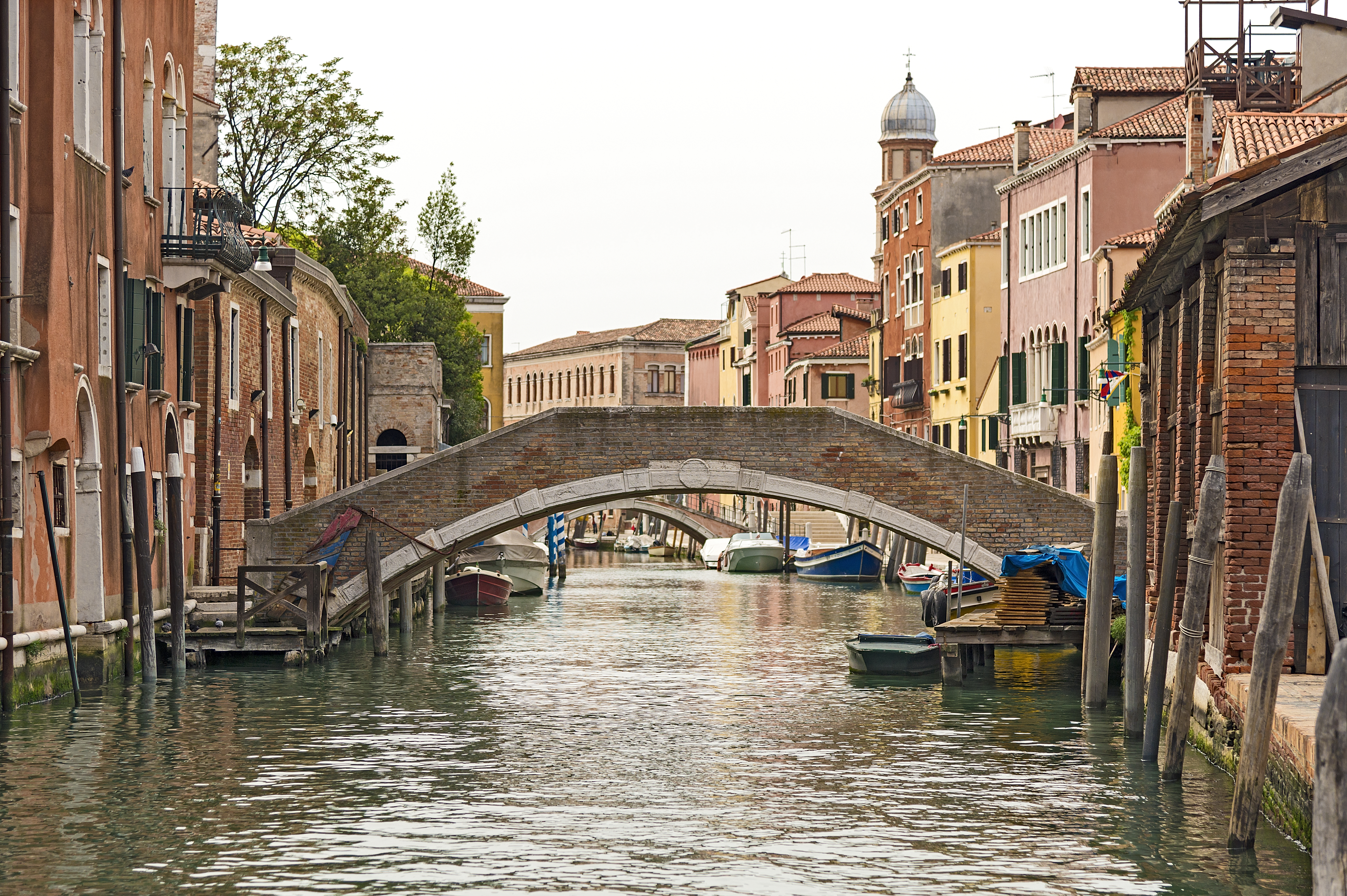
Ponte de la Scoazera Rio dei Ognissanti
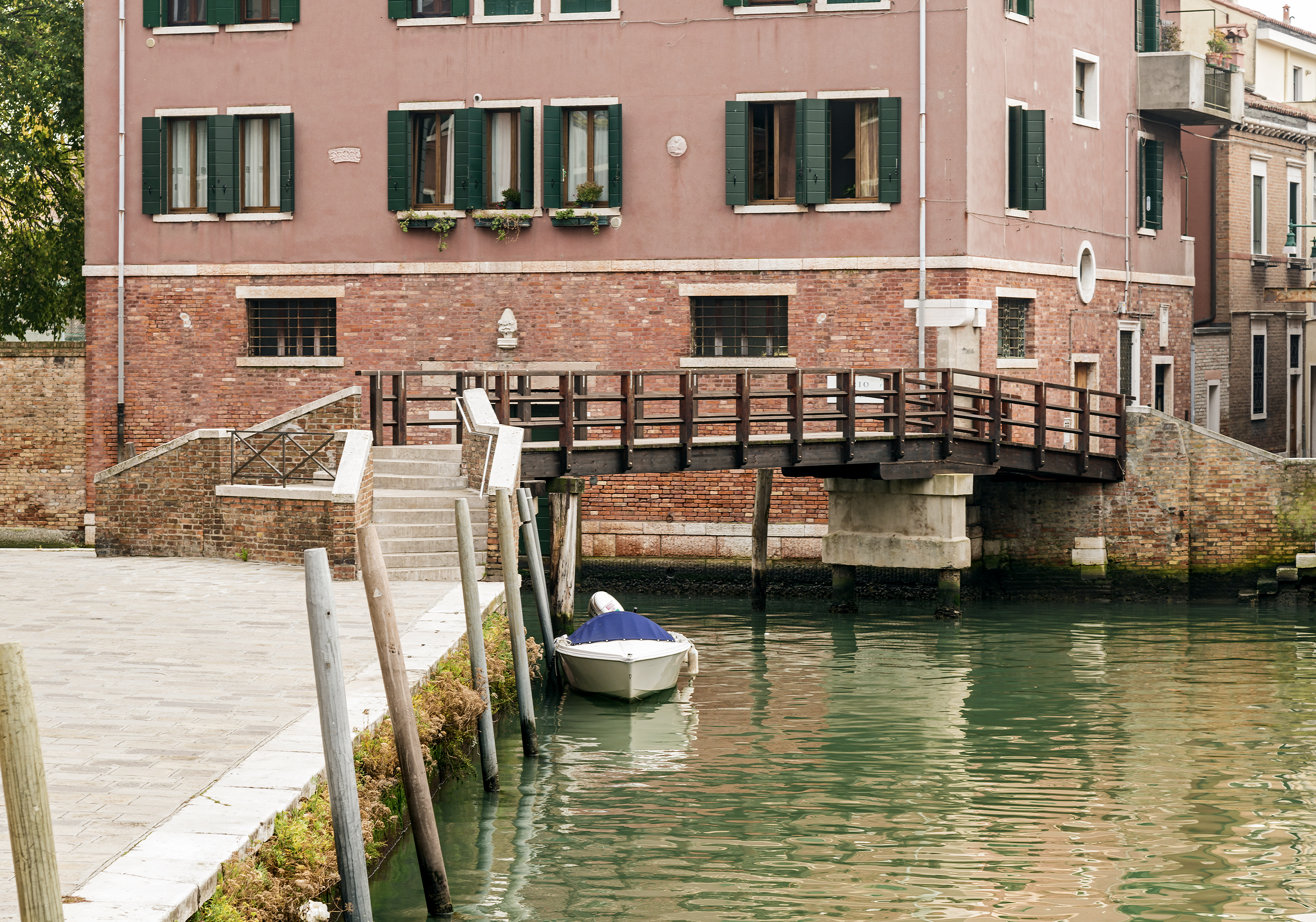
Ponte Storto Rio del Tentor
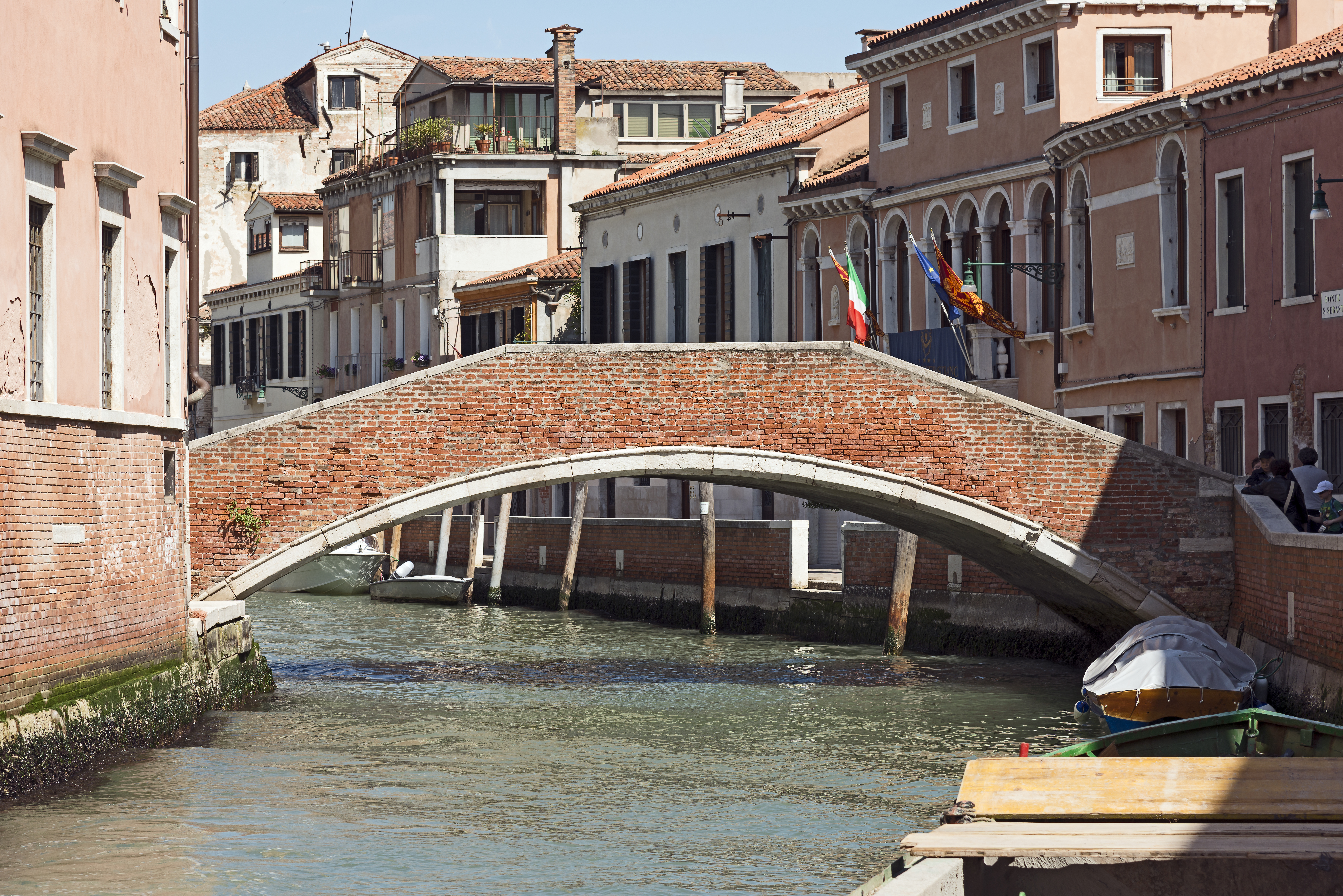
Ponte San Sebastian Rio de San BasegioRio de San Sebastian
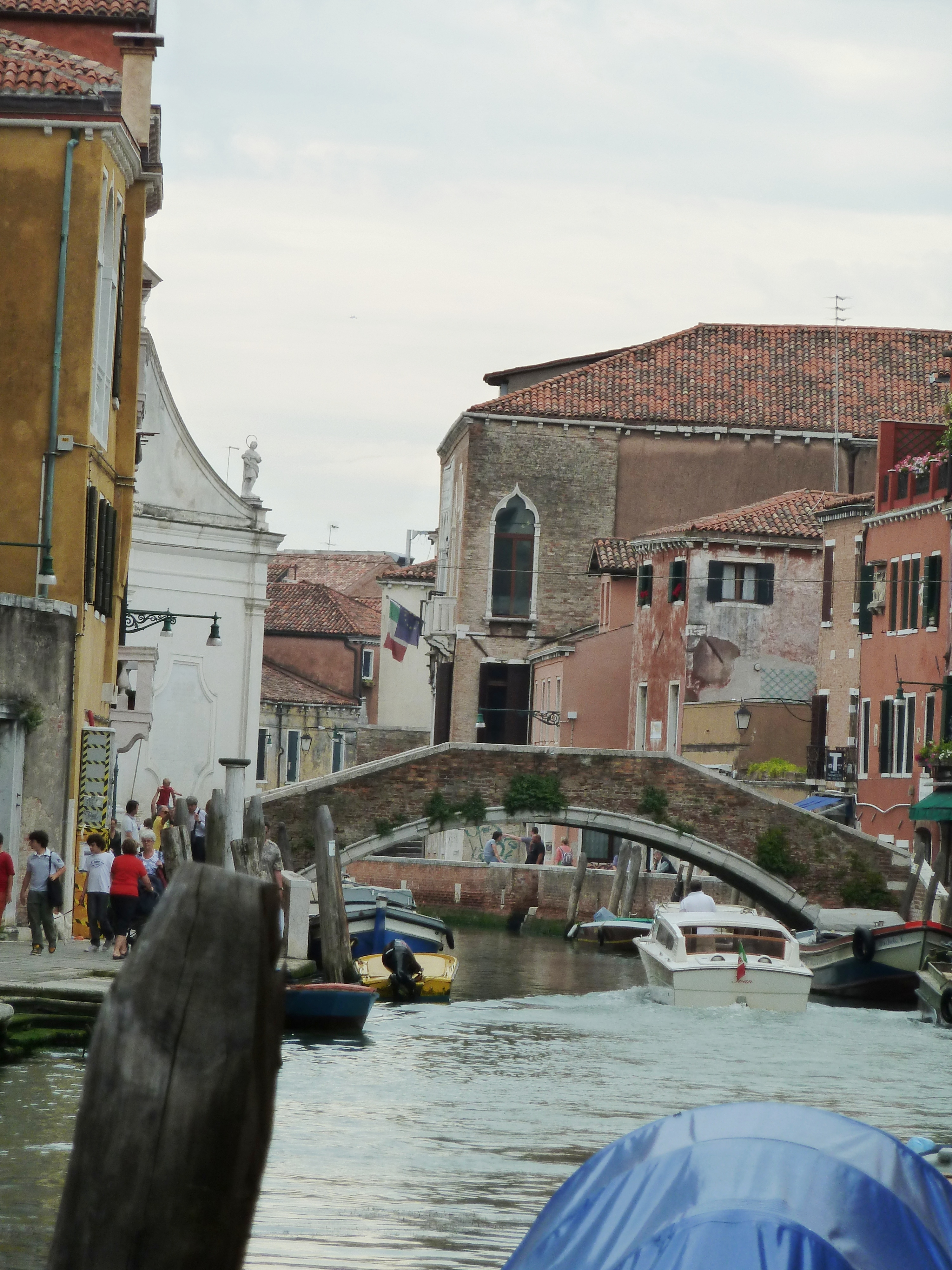
Ponte del Soccorso Rio dei Carmini
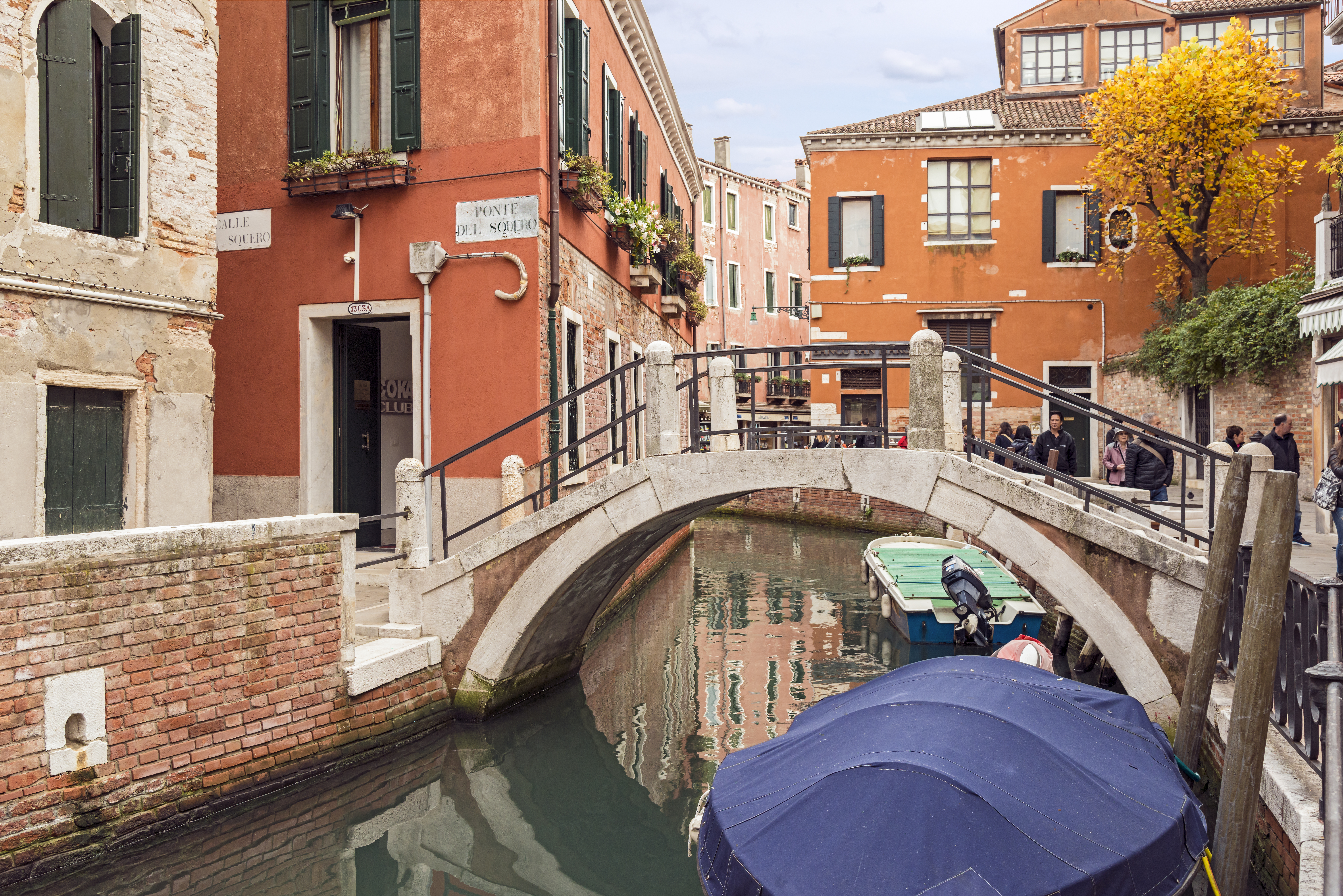
Ponte del Squero Rio de la Toletta
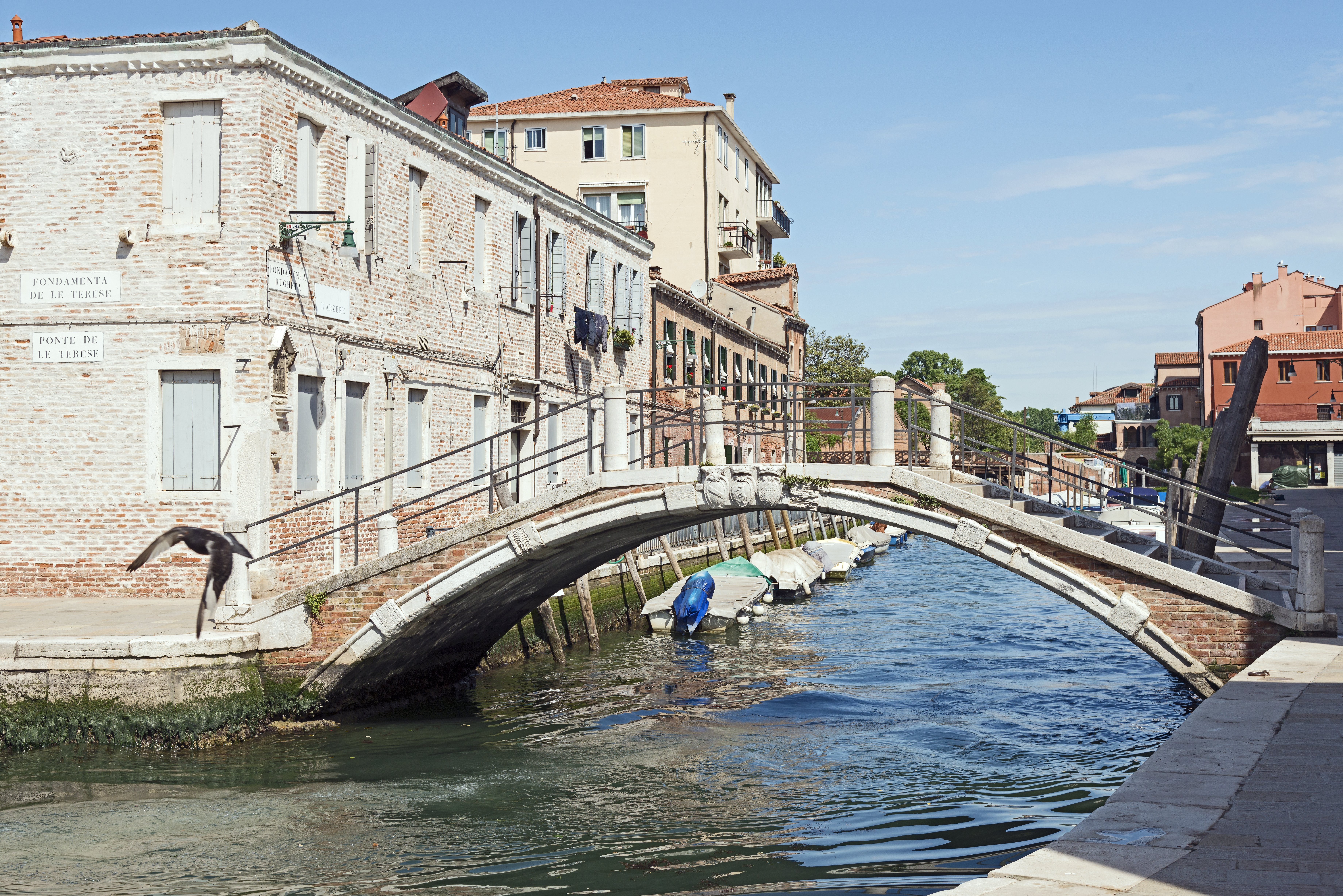
Ponte de le Terese Rio del'Arzere Rio de le Terese
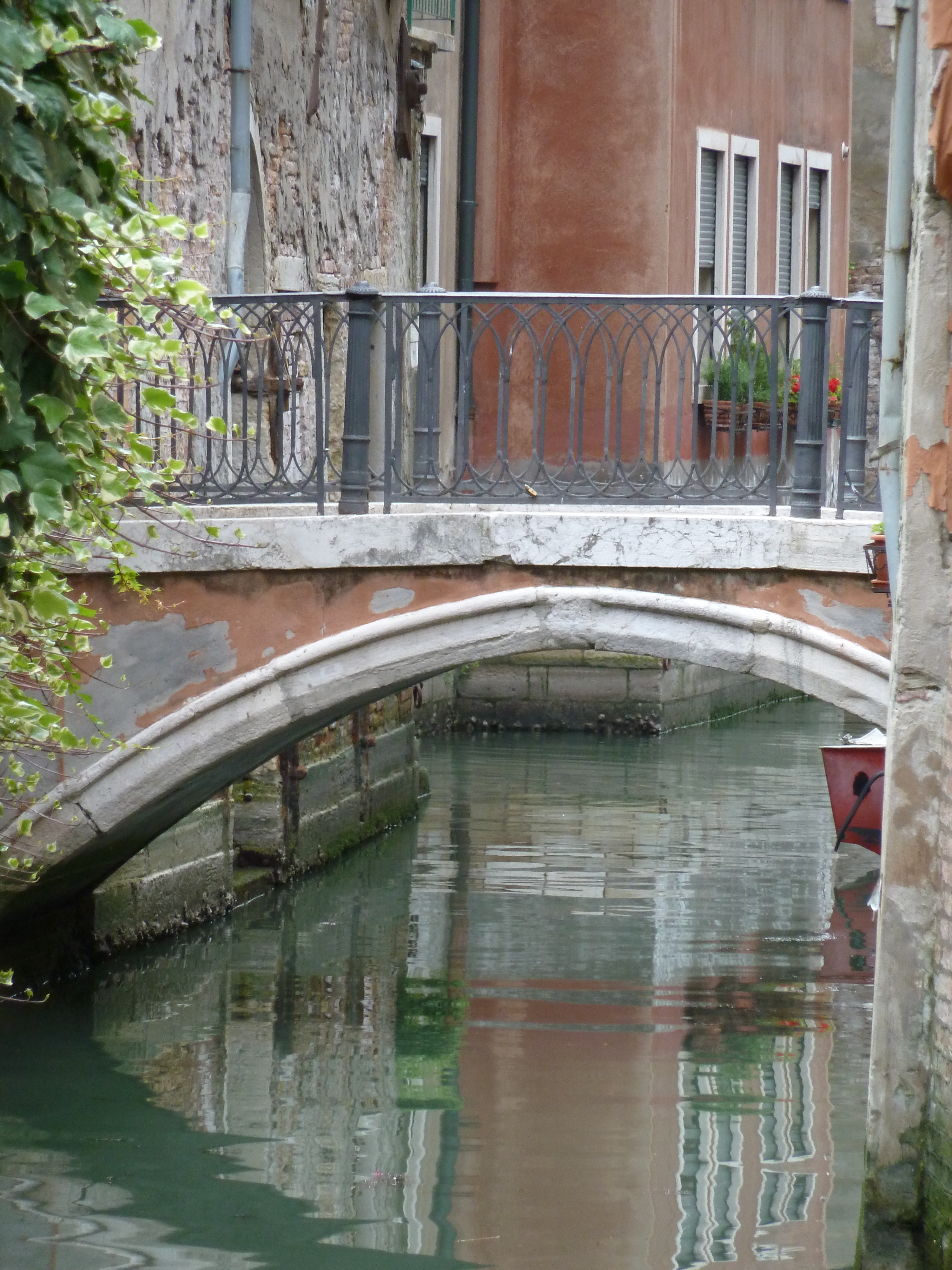
Ponte de la Toleta Rio de la Toletta
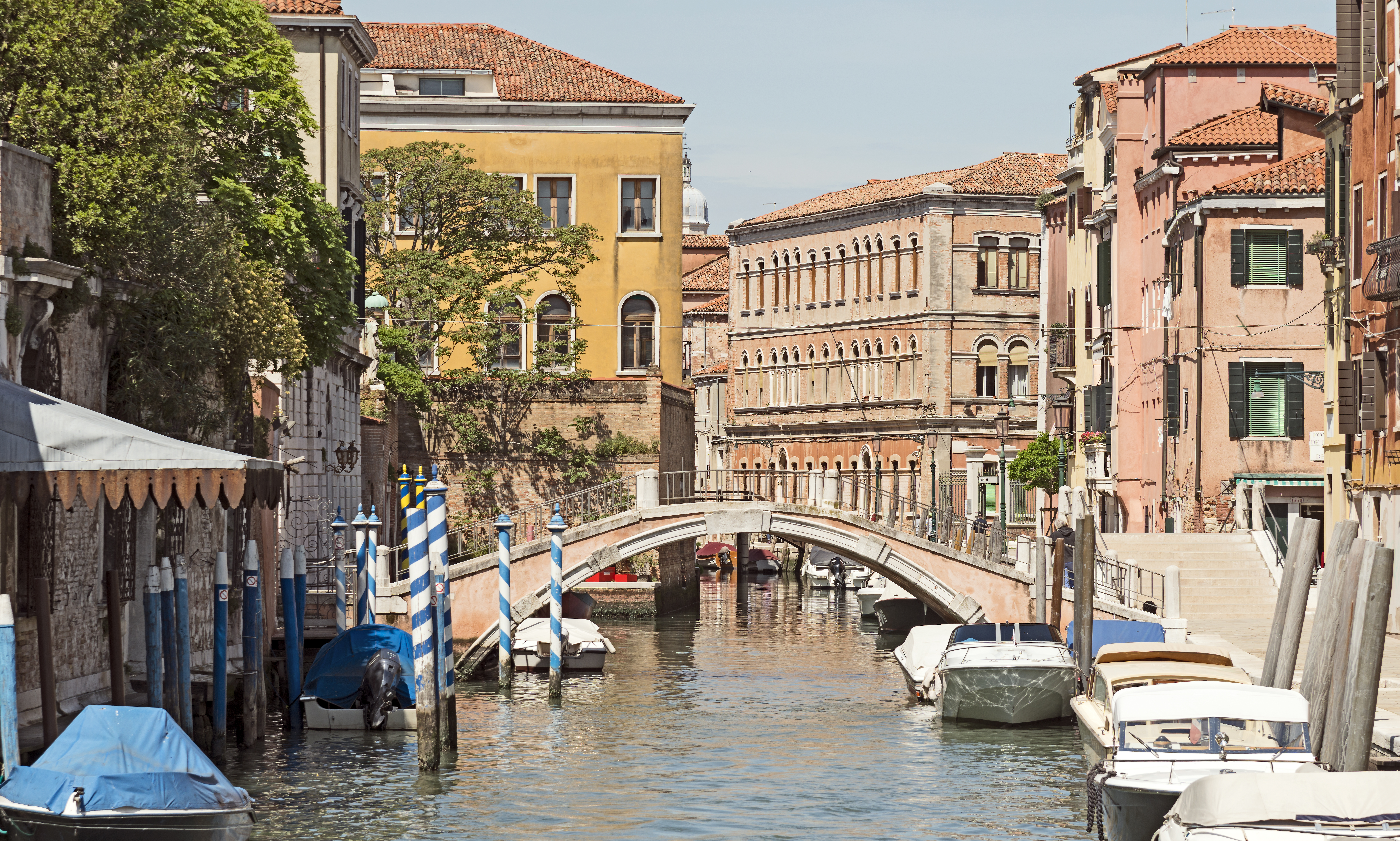
Ponte Trevisan Rio dei Ognissanti
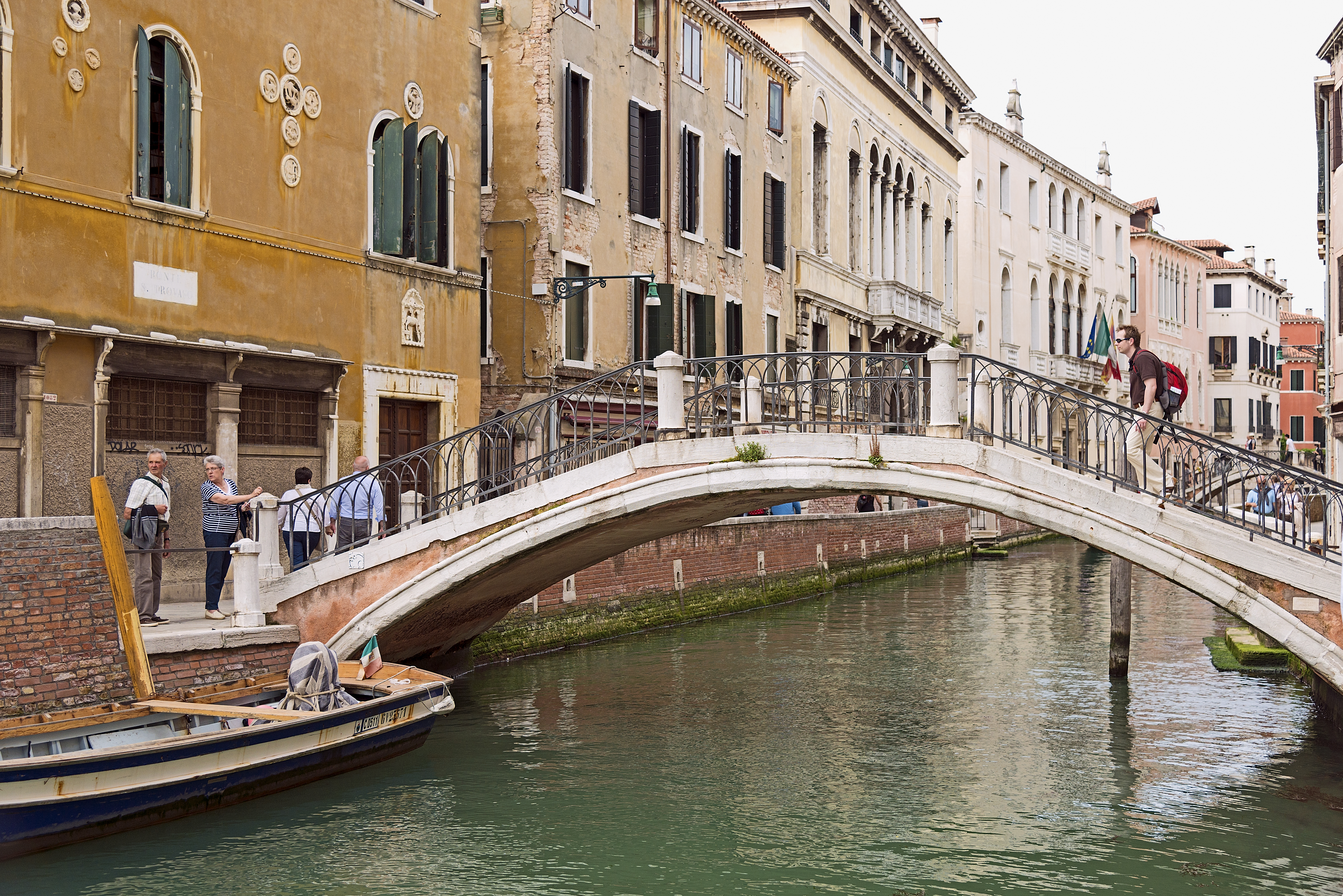
Ponte San Trovaso Rio de San Trovaso
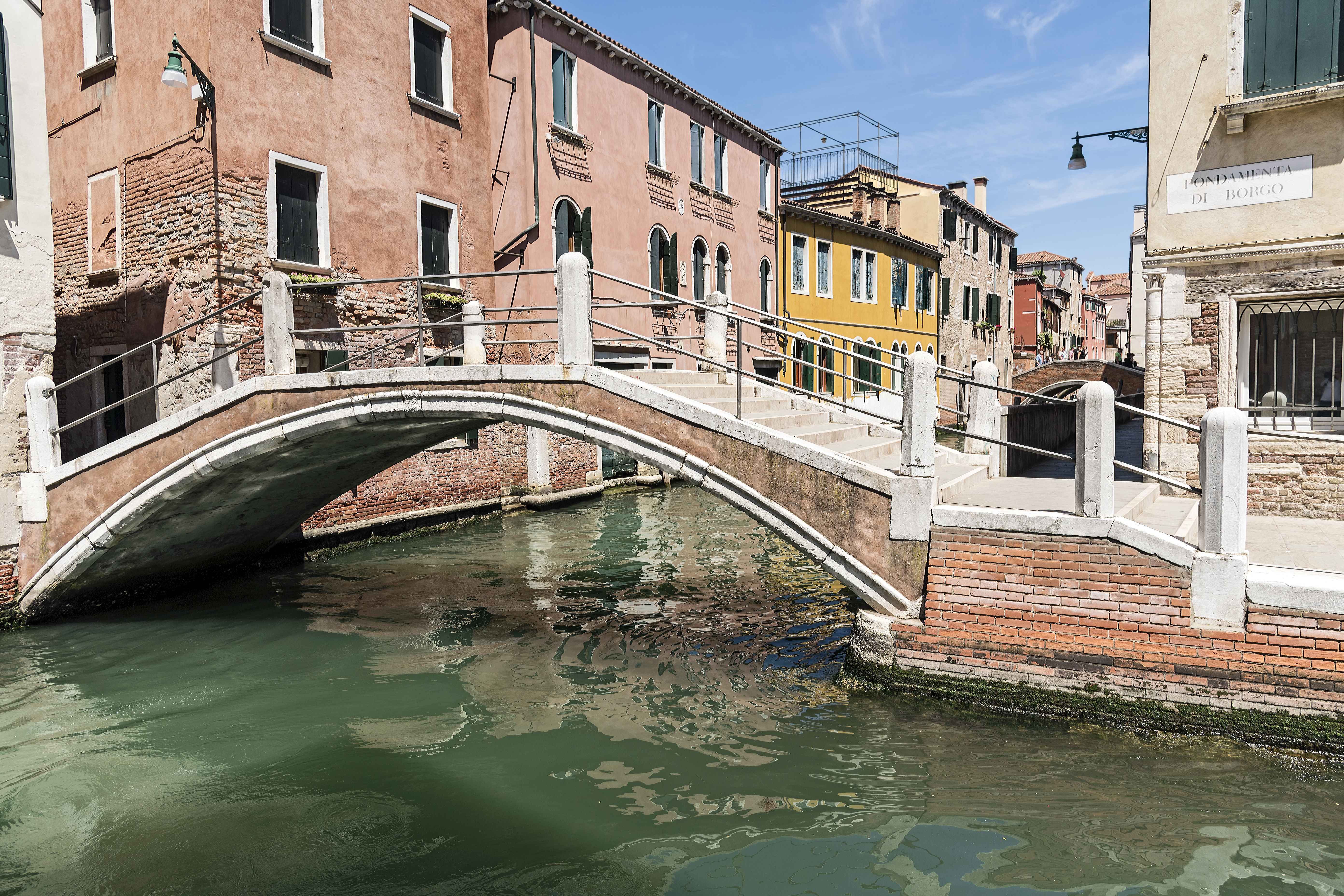
Ponte de le Turchette Rio del Malpaga
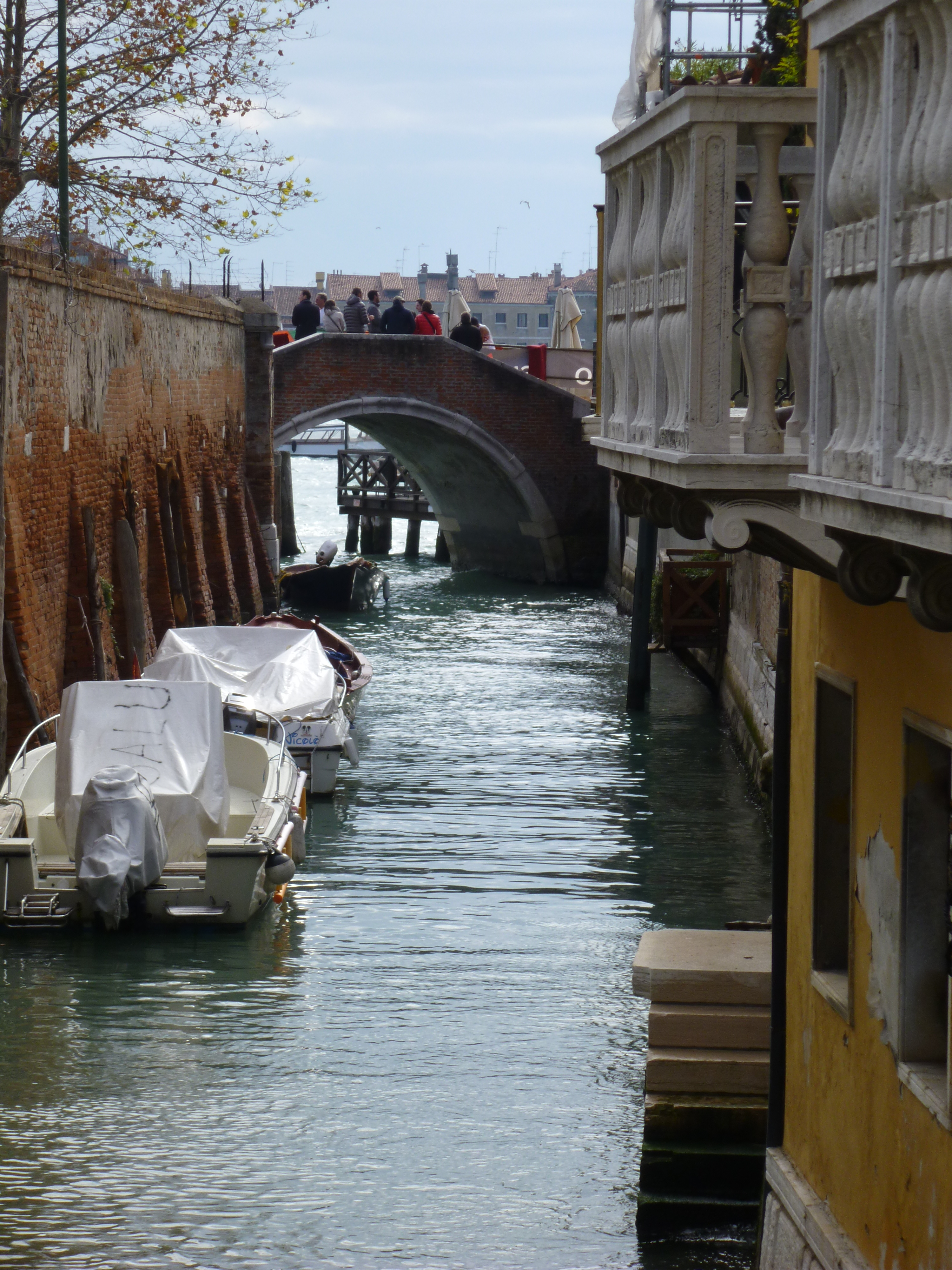
Ponte de l'Umiltà Rio della Salute
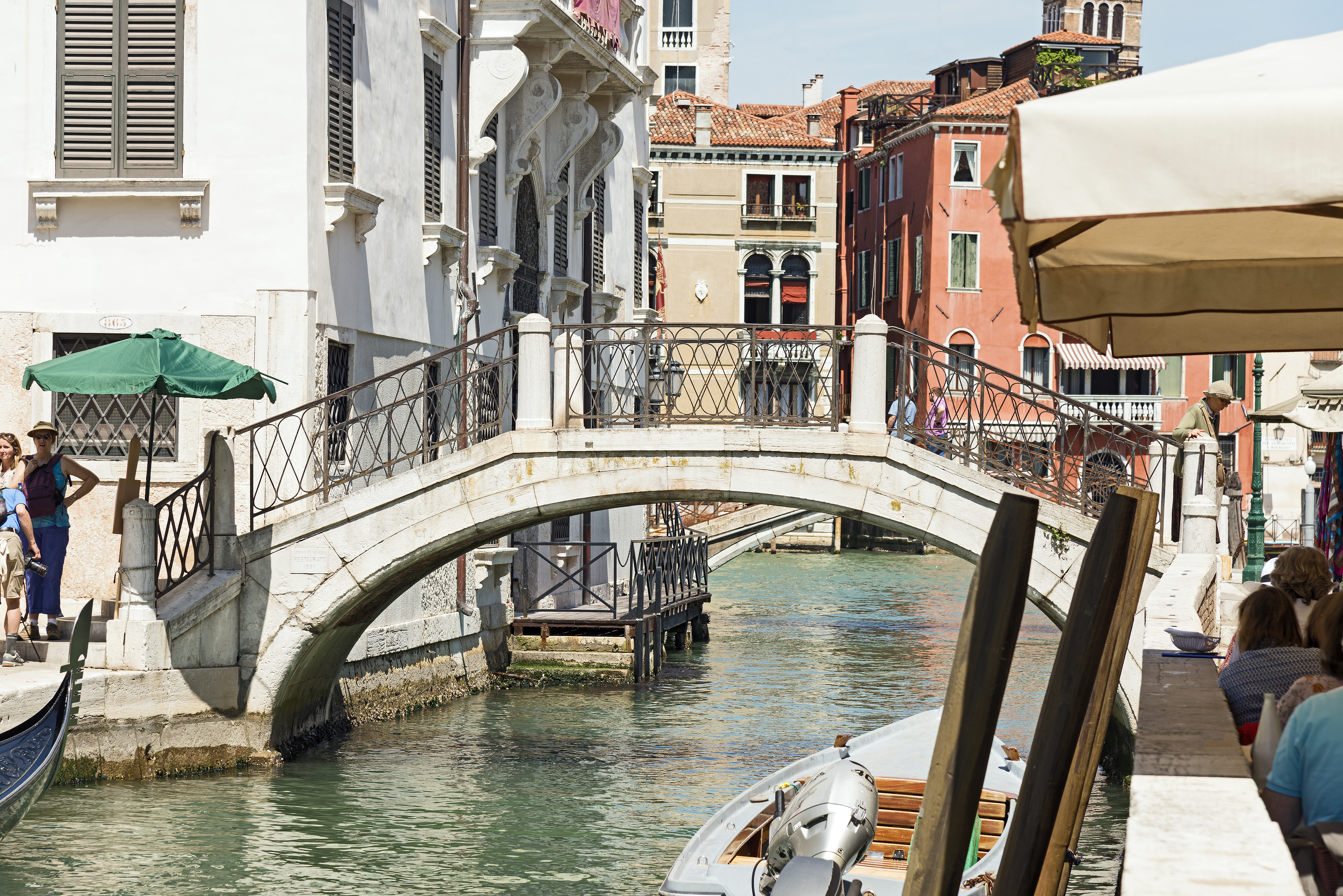
Ponte San Vio Rio de San Vio
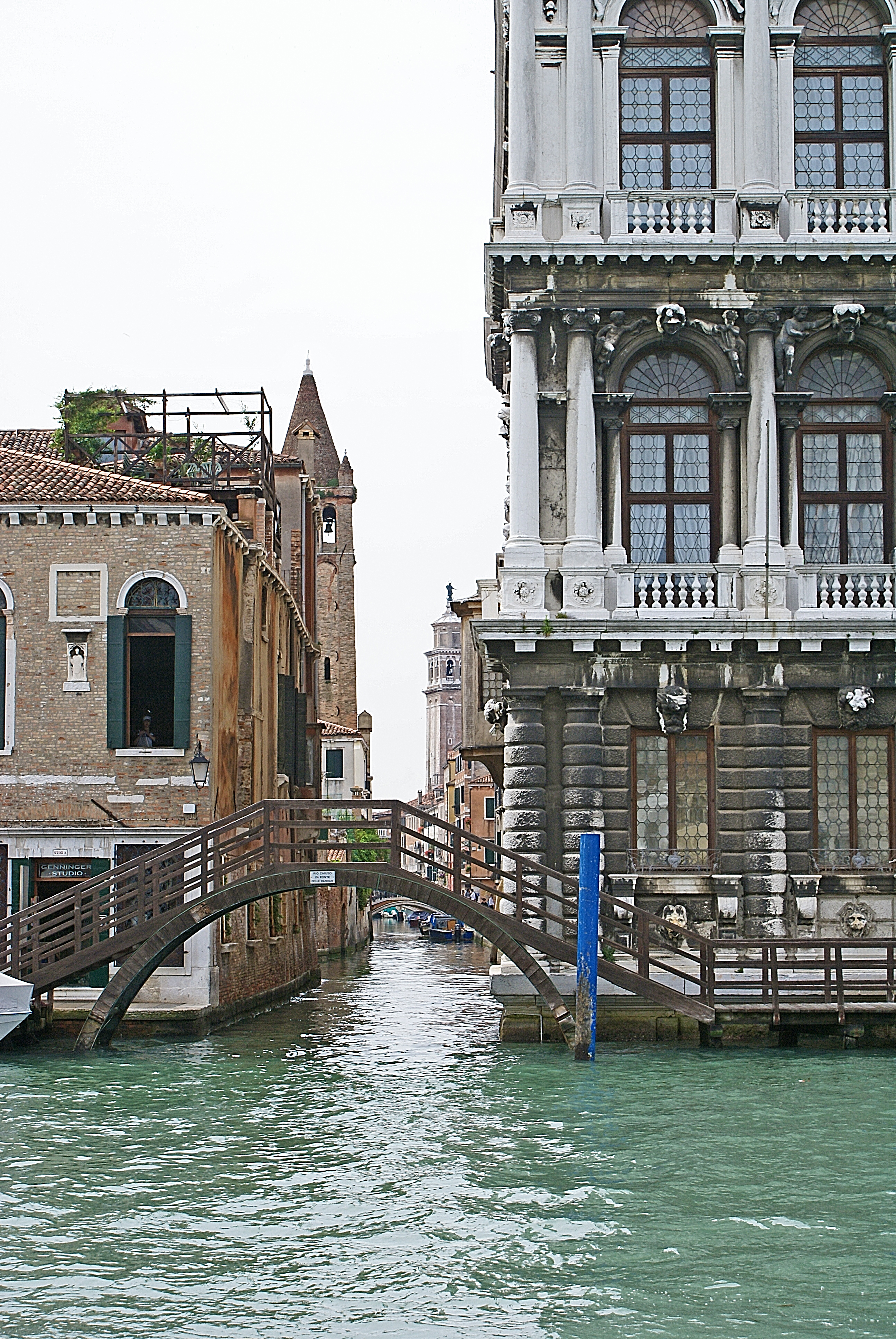
Pod privat al Ca' Rezzonico Rio de San Barnaba
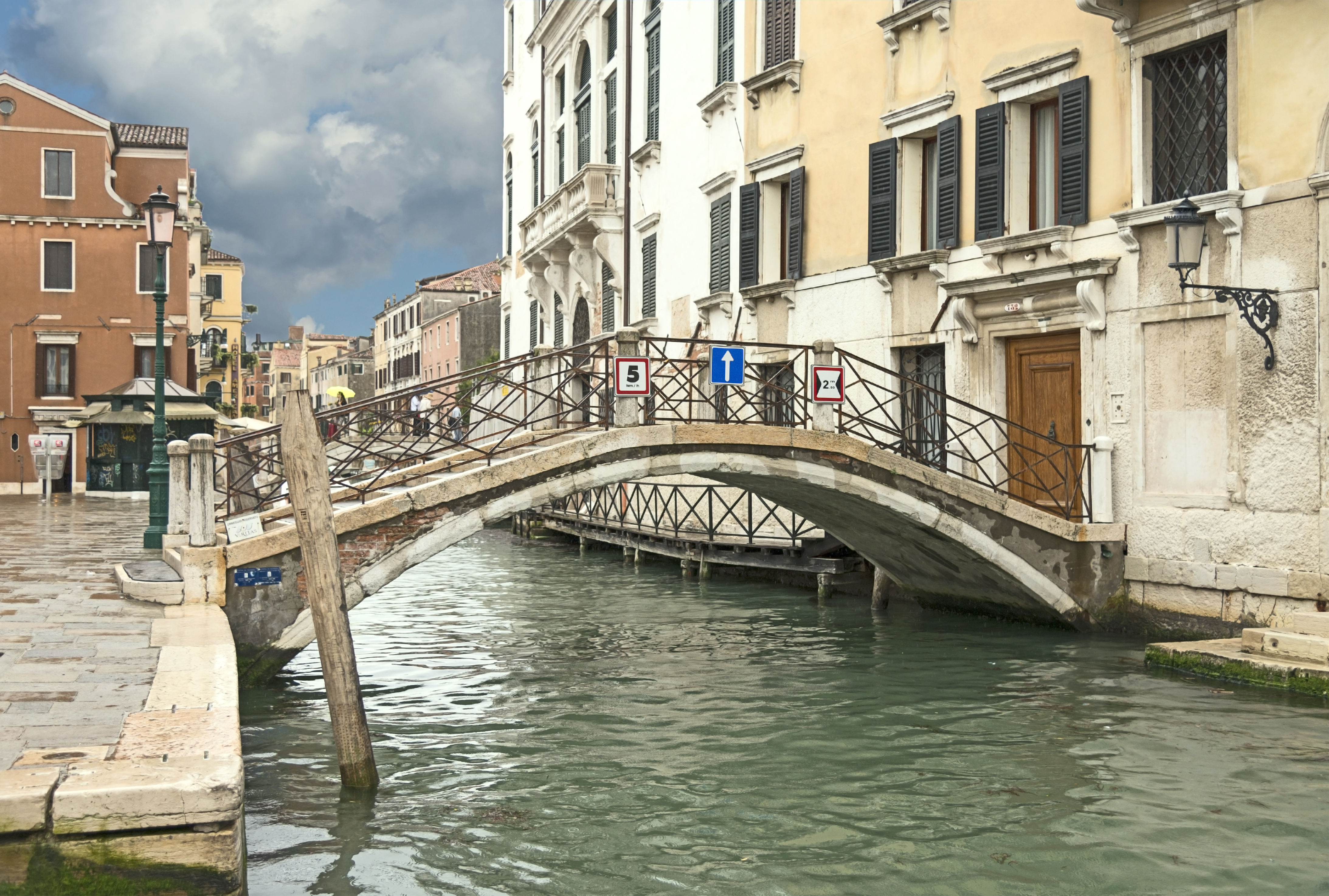
Pod privat al Palatului Loredan Cini Rio de San Vio
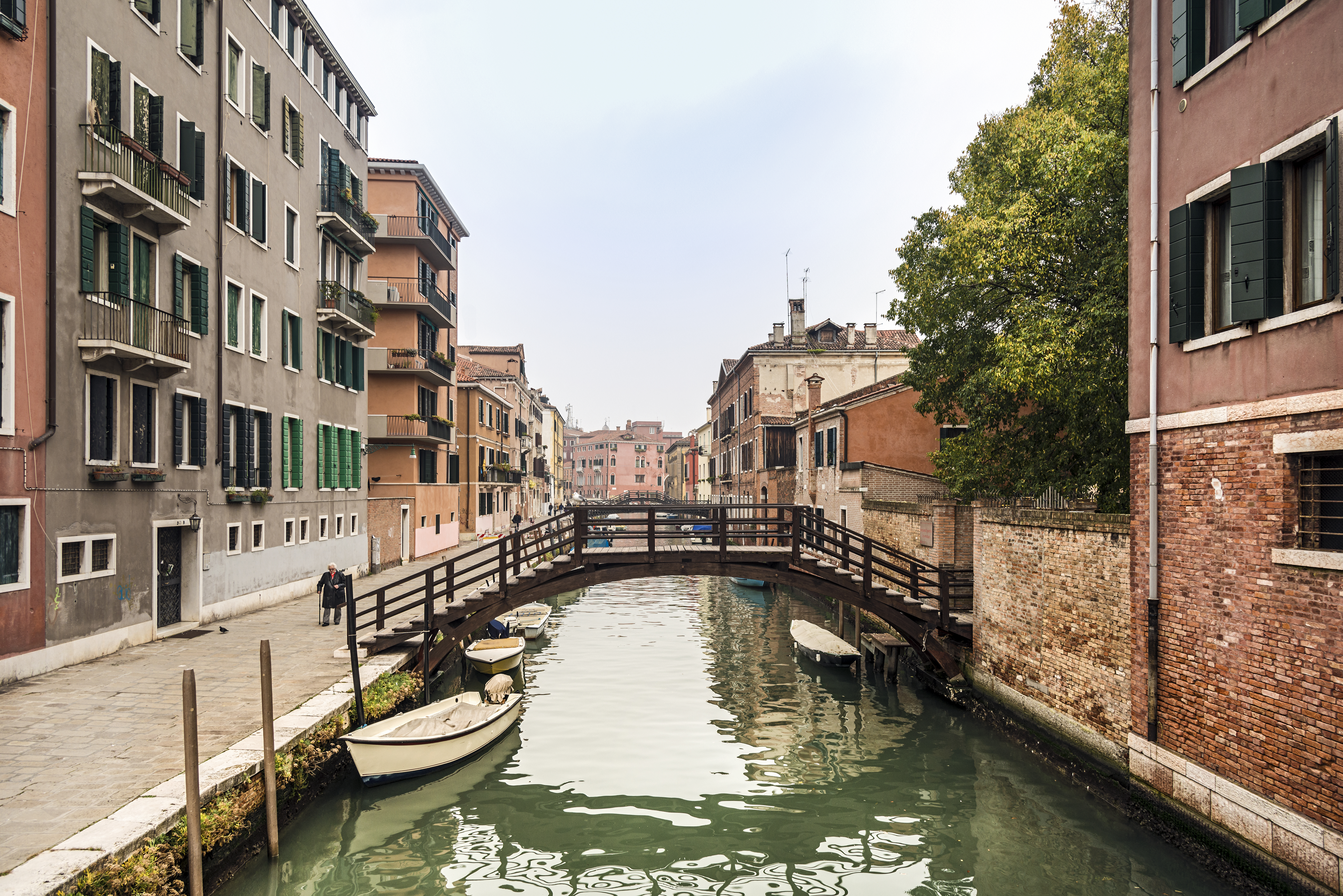
Pod privat al Universităţii, Rio del Tentor
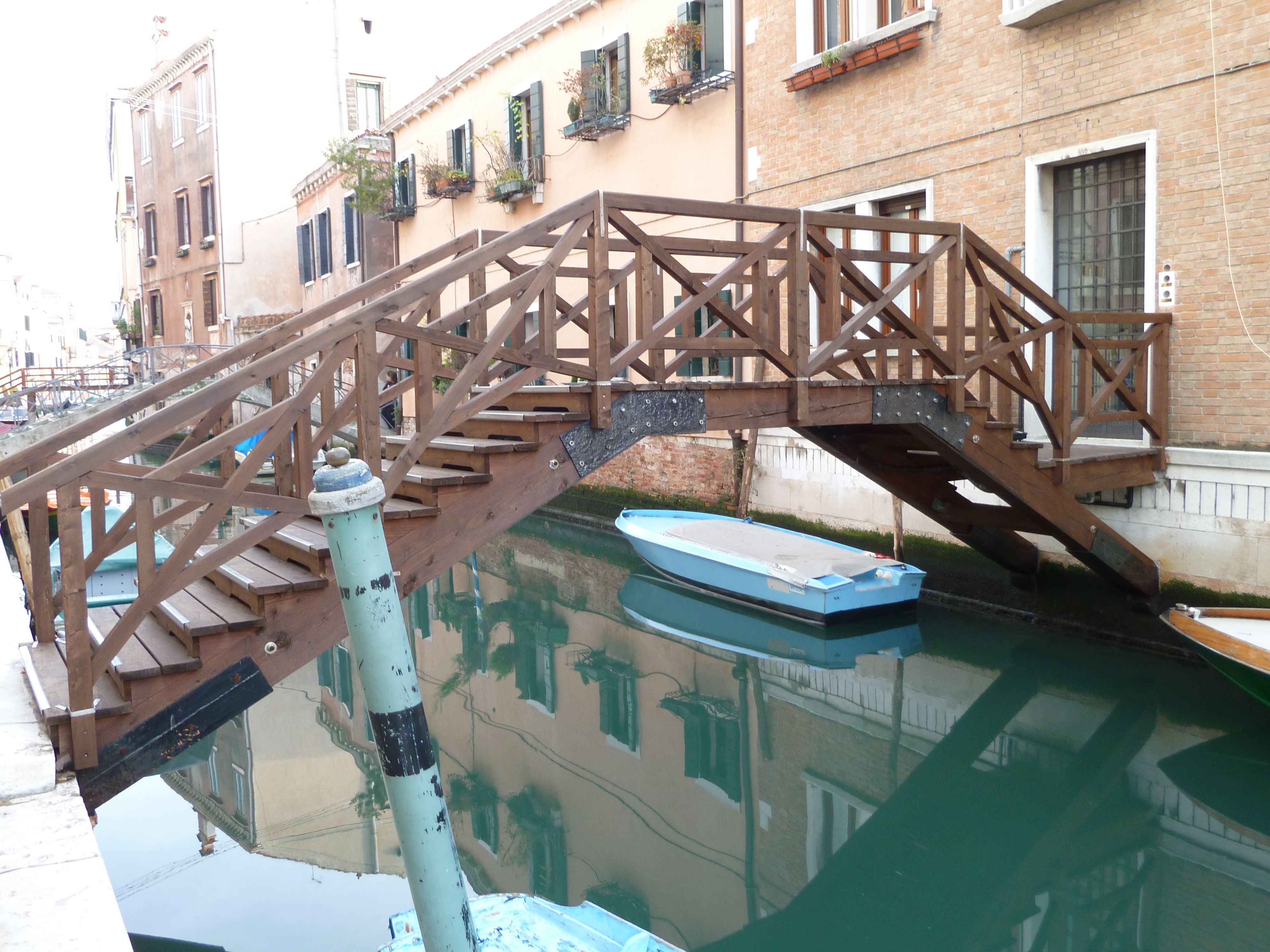
Pod privat (la nr. 1462/A), Rio dei Ognissanti

### Giudecca

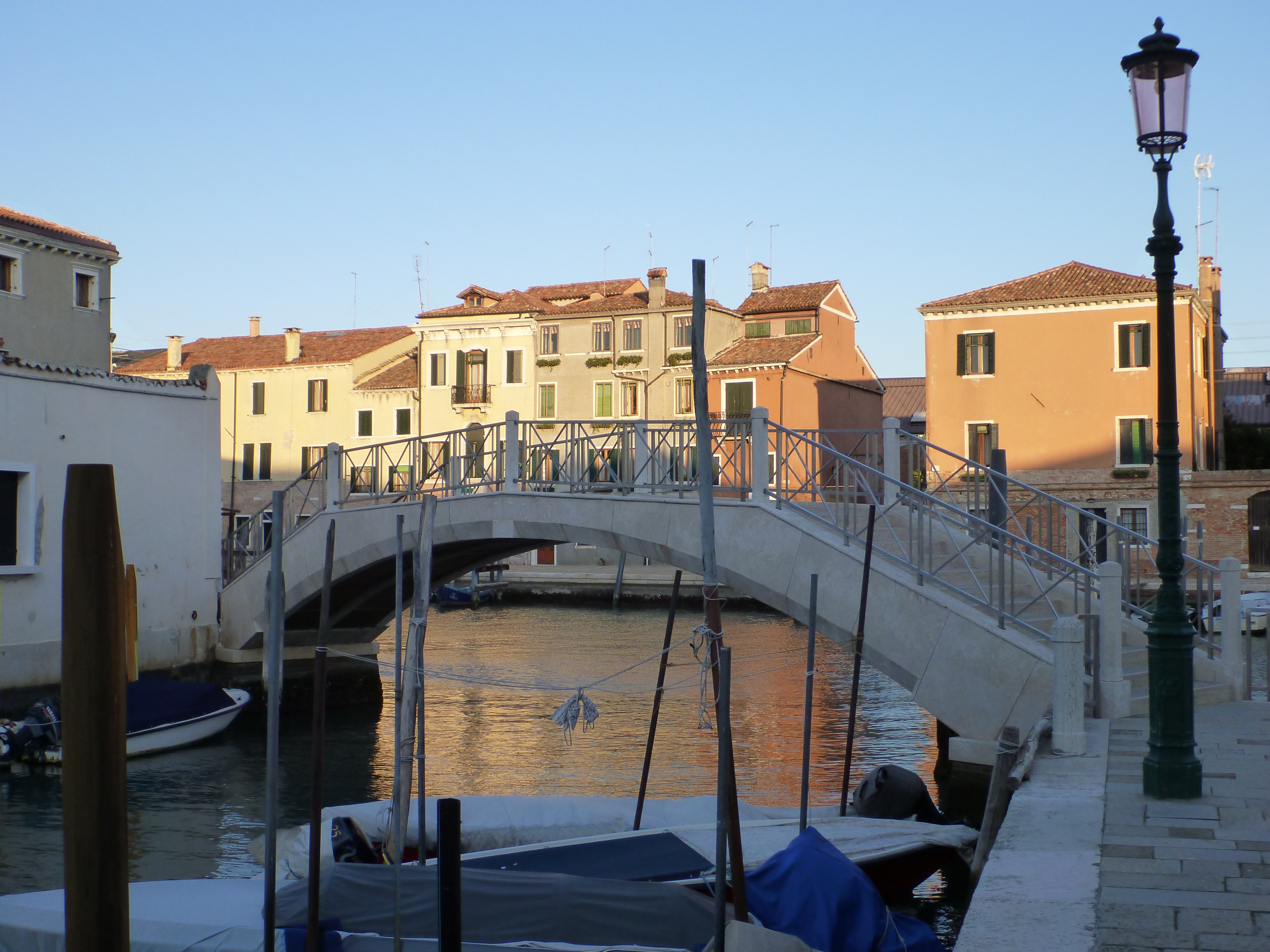
Ponte Sant'Angelo Rio de la Palada
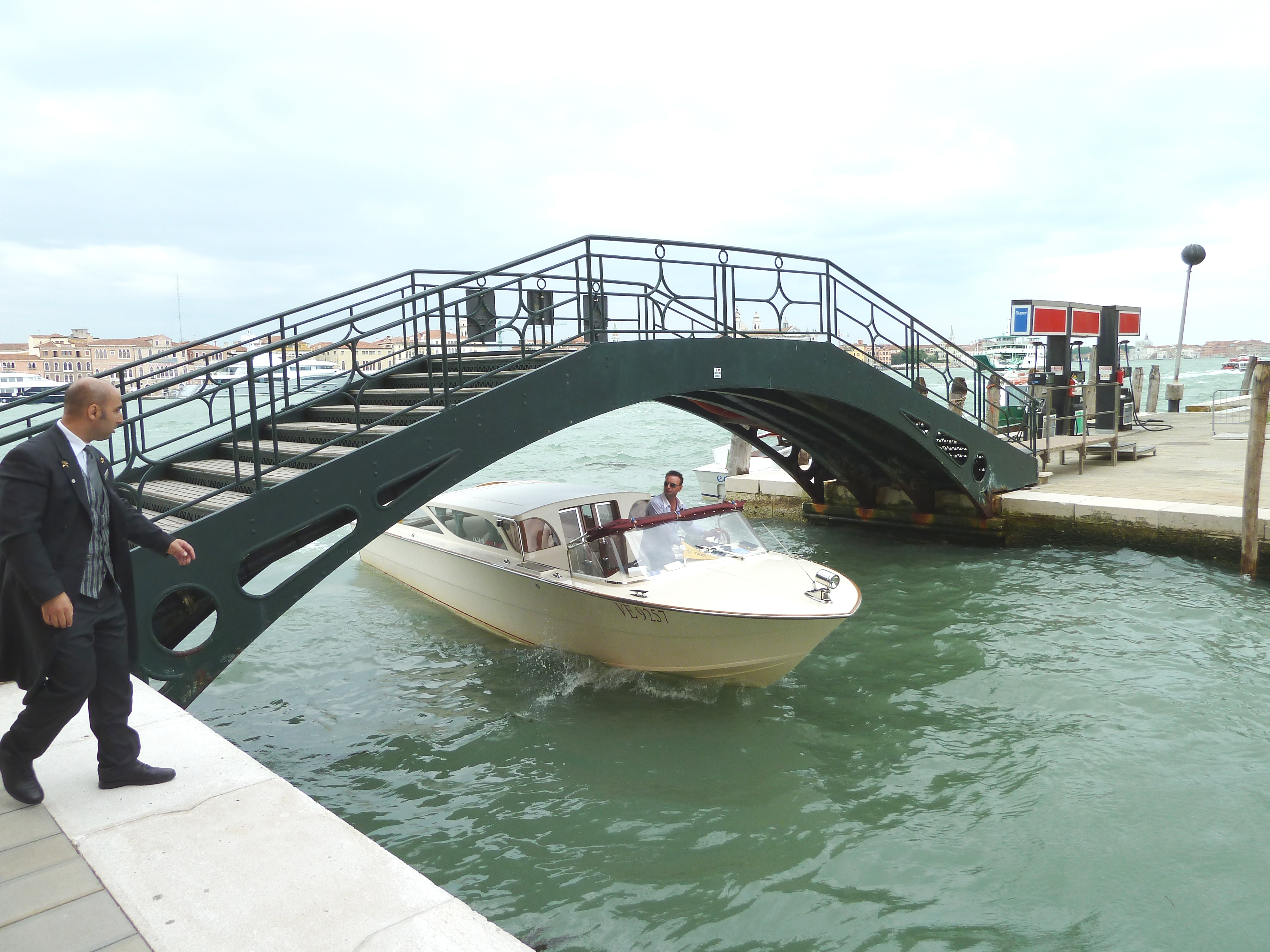
Ponte San Biagio Rio de San Biagio
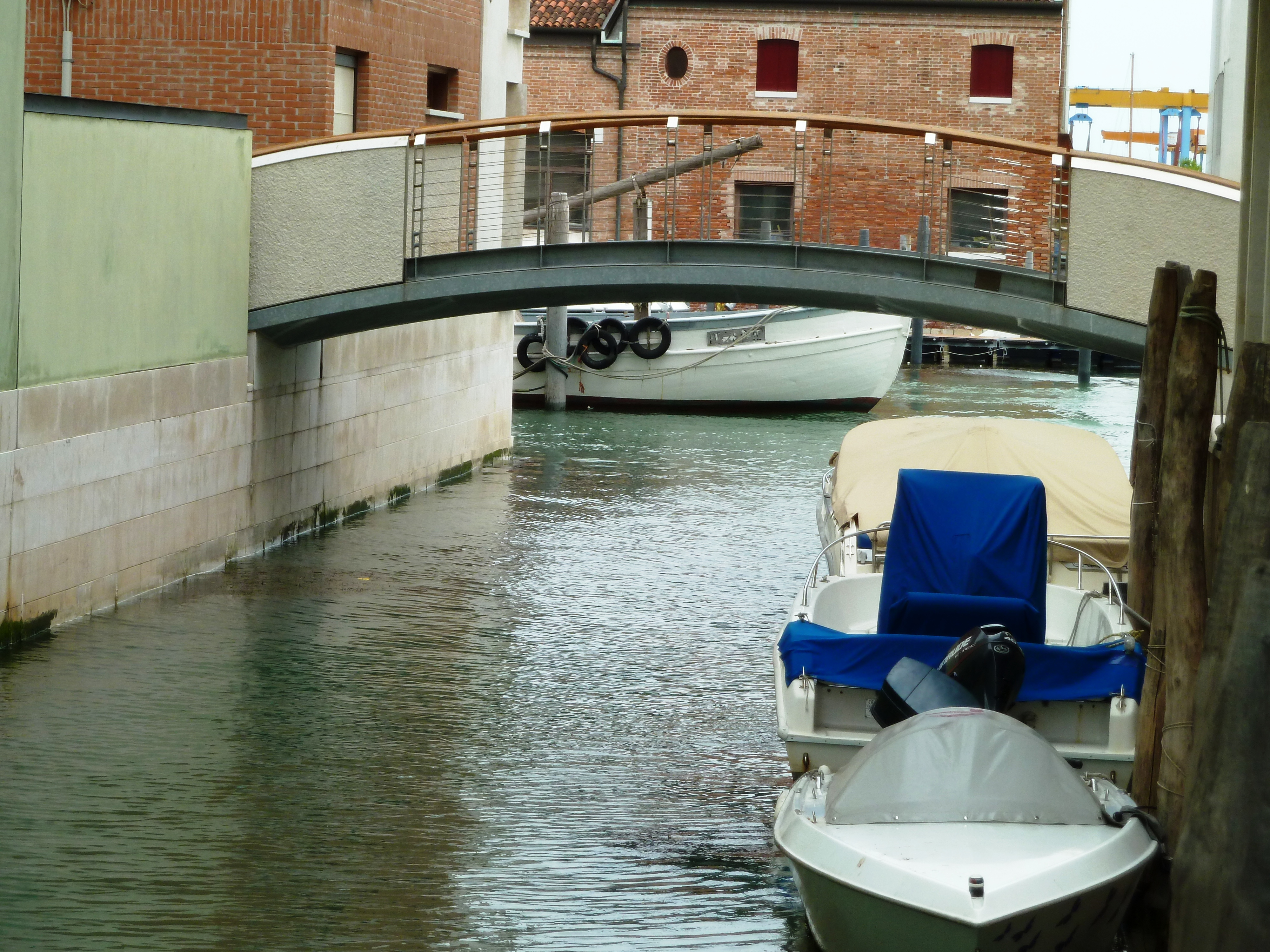
Ponte dei Bolzeri Rio dei Scorzeri
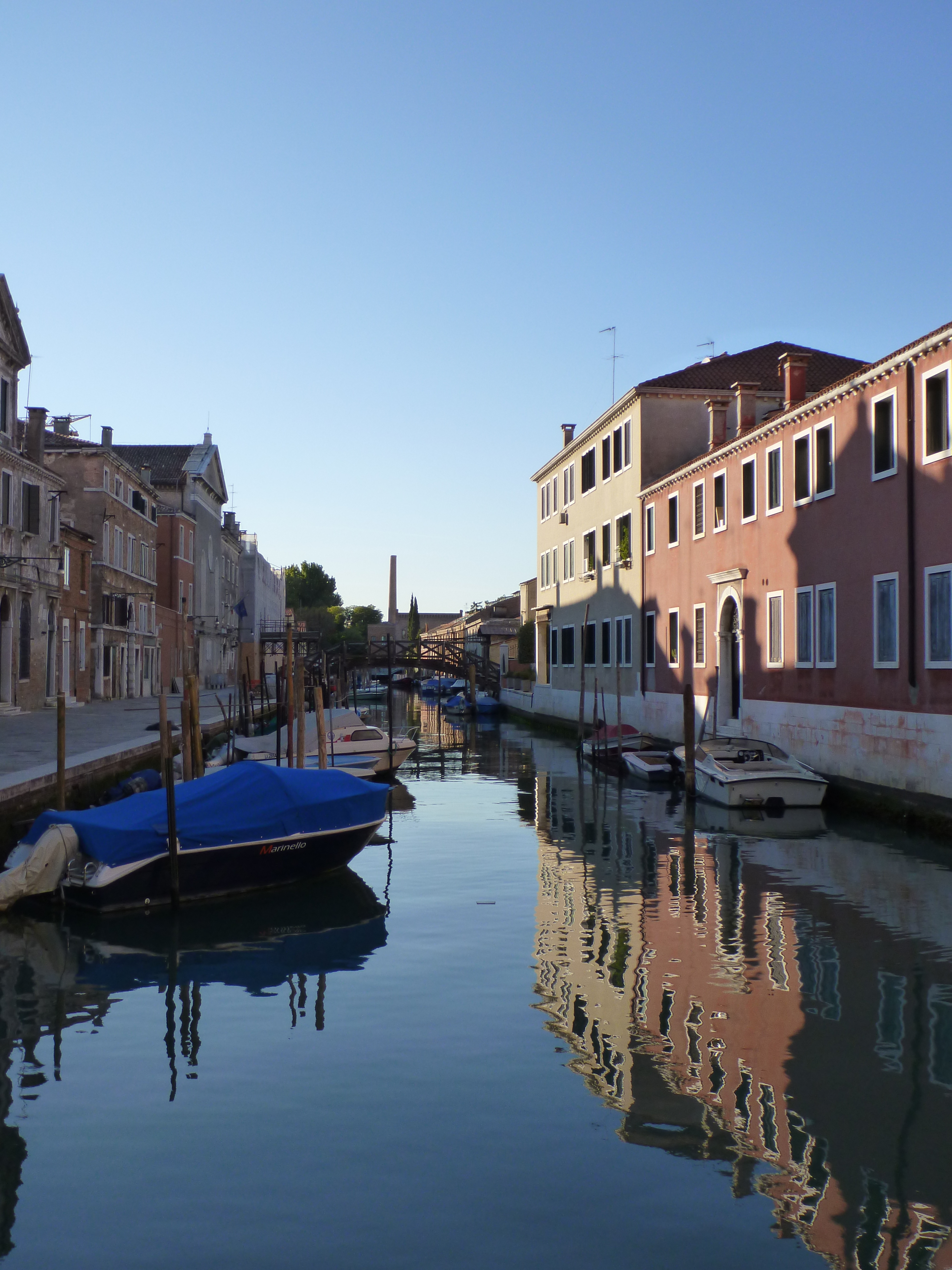
Ponte de le Convertite Rio de le Convertite
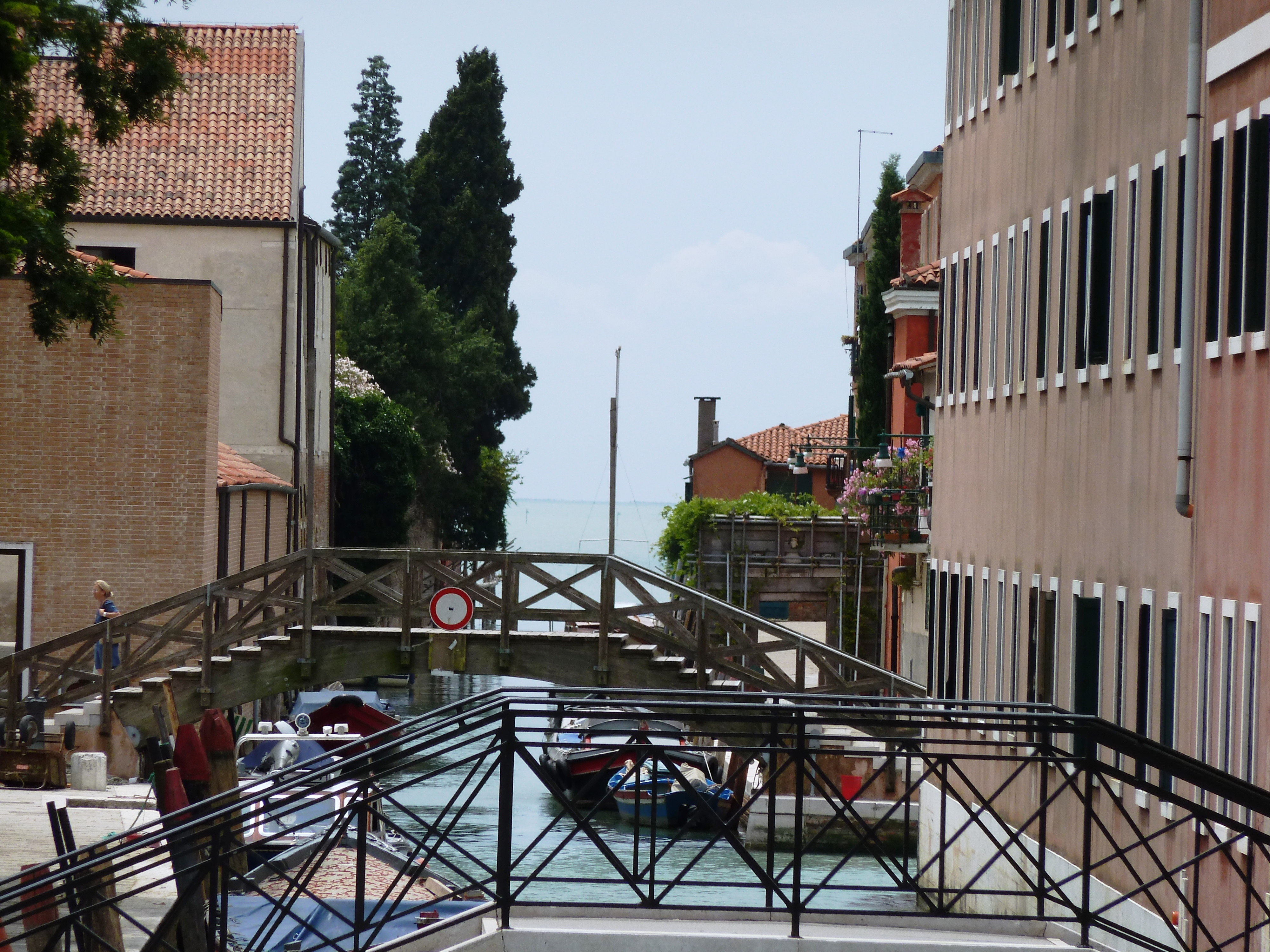
Ponte San Cosmo/del Lago Scuro Rio de Sant'Eufemia
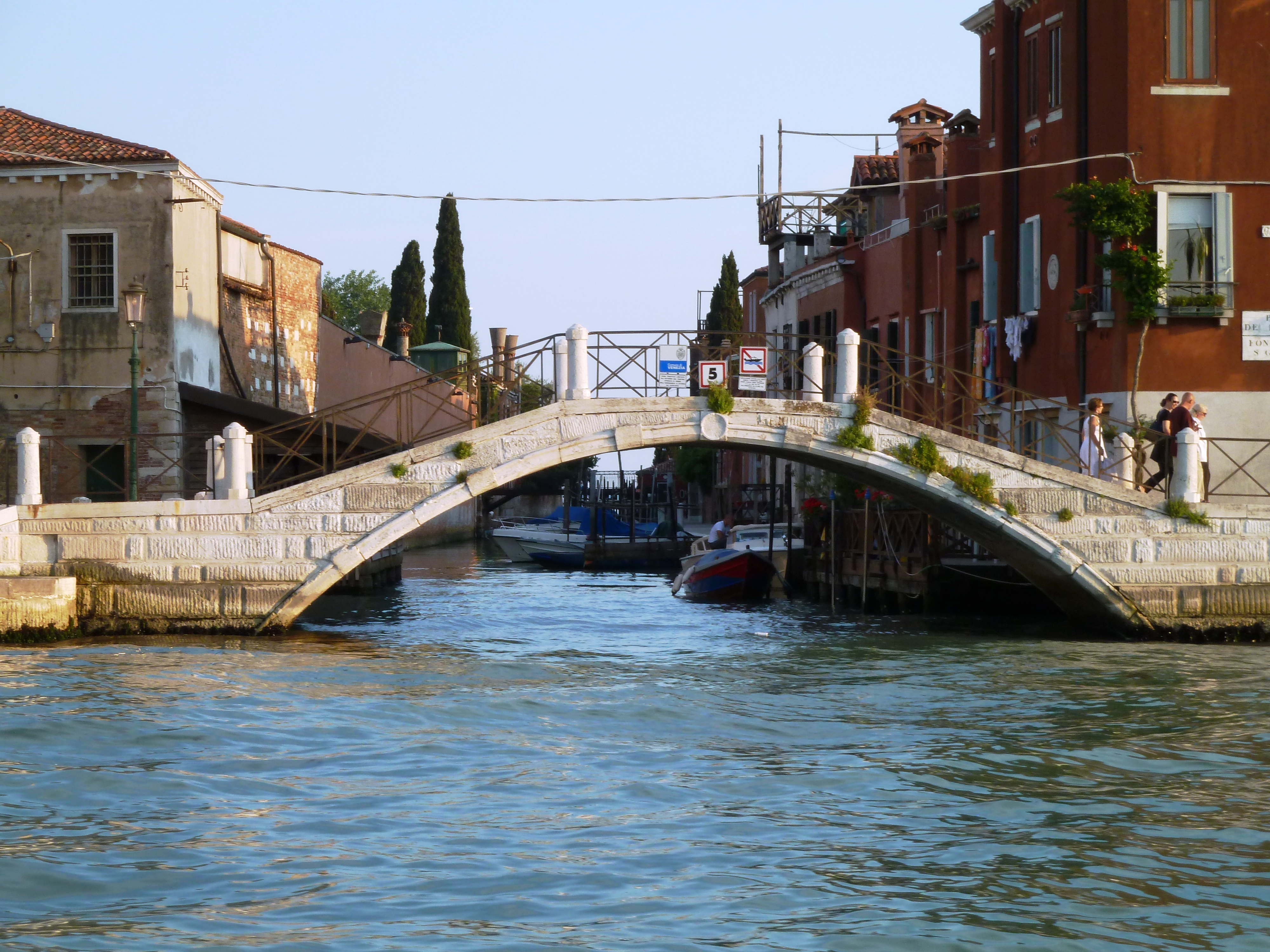
Ponte de la Croze Rio de la Croze
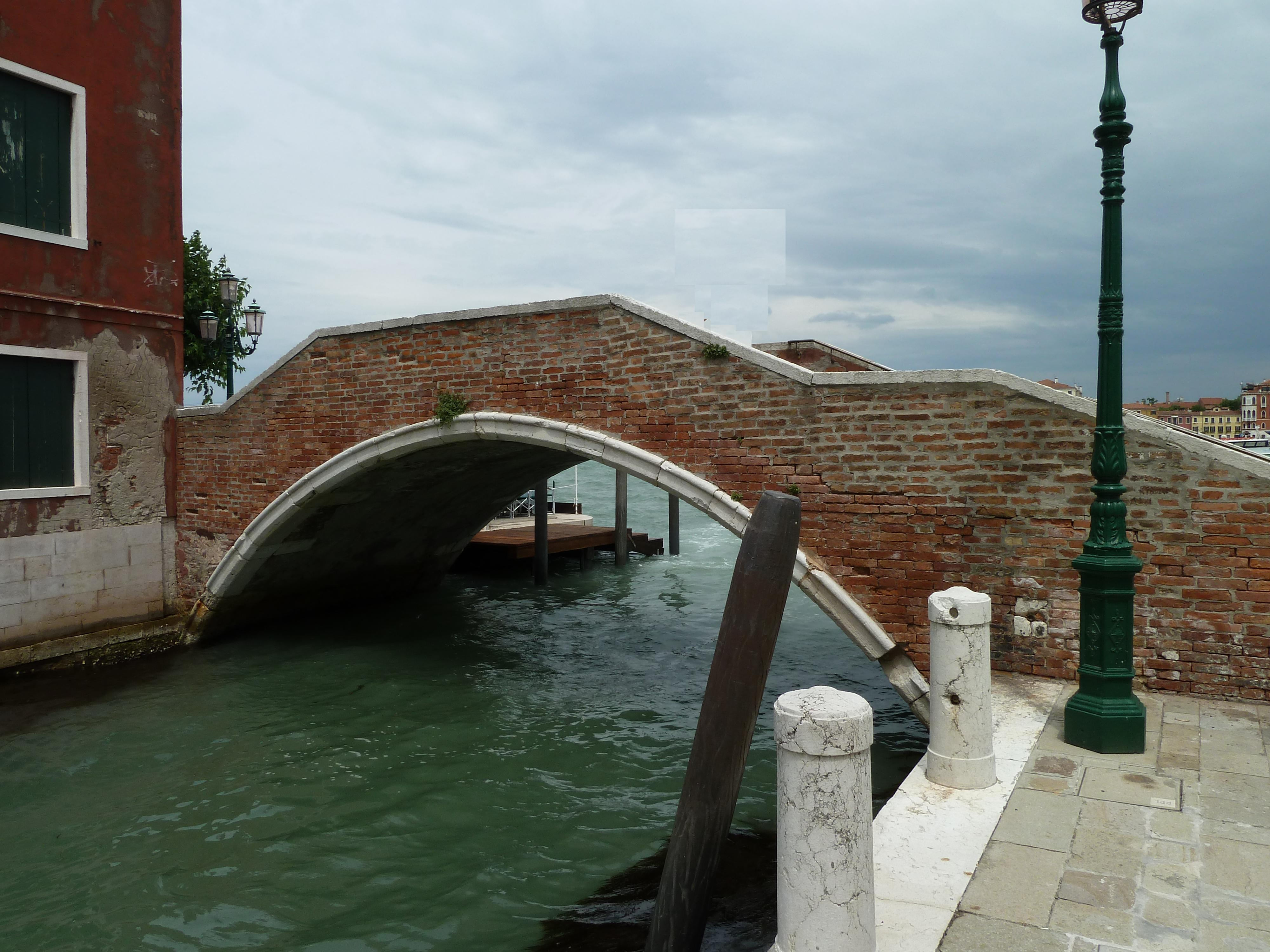
Ponte Sant'Eufemia Rio de Sant'Eufemia
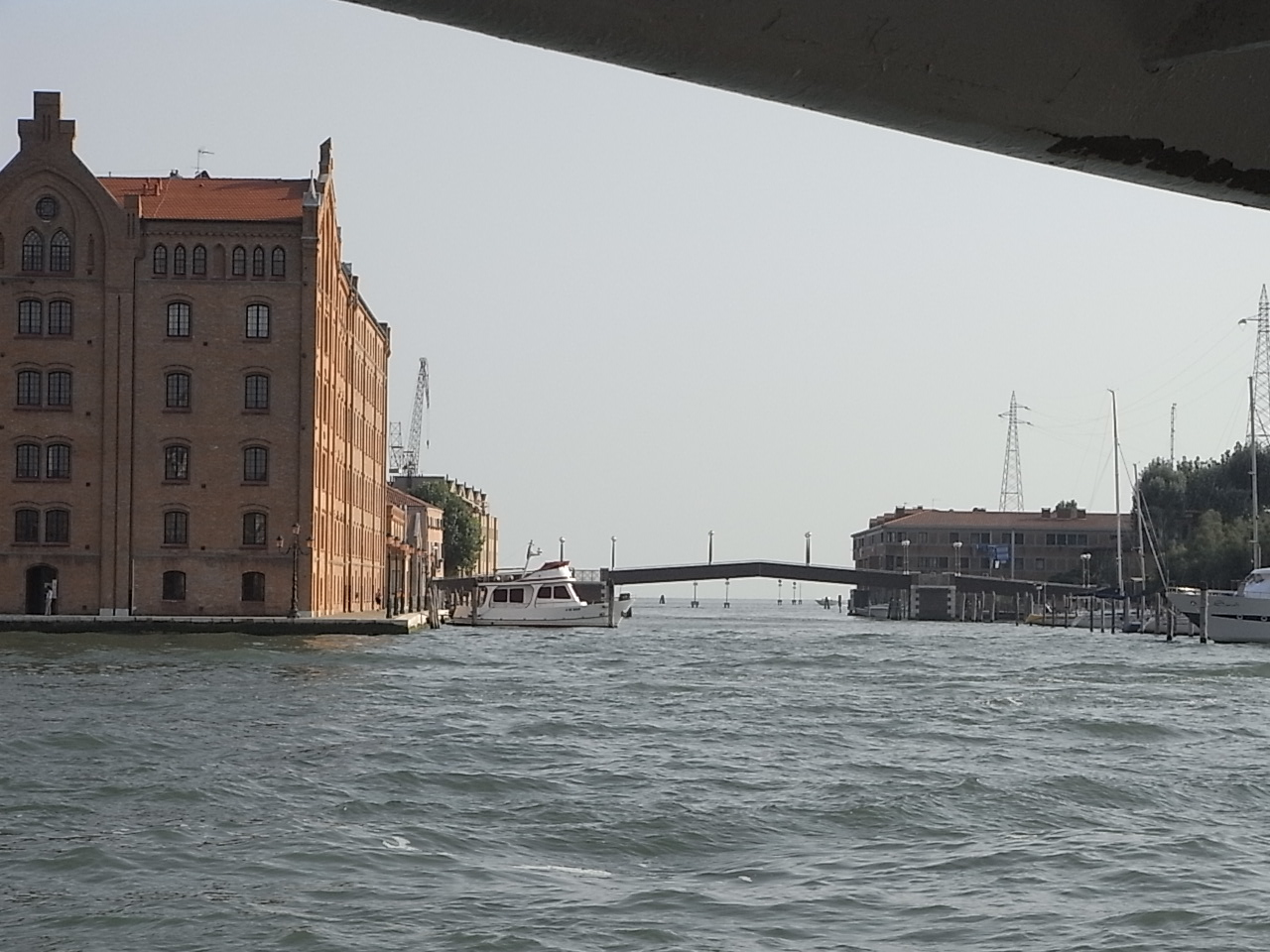
Ponte dei Lavraneri Canale dei Lavraneri
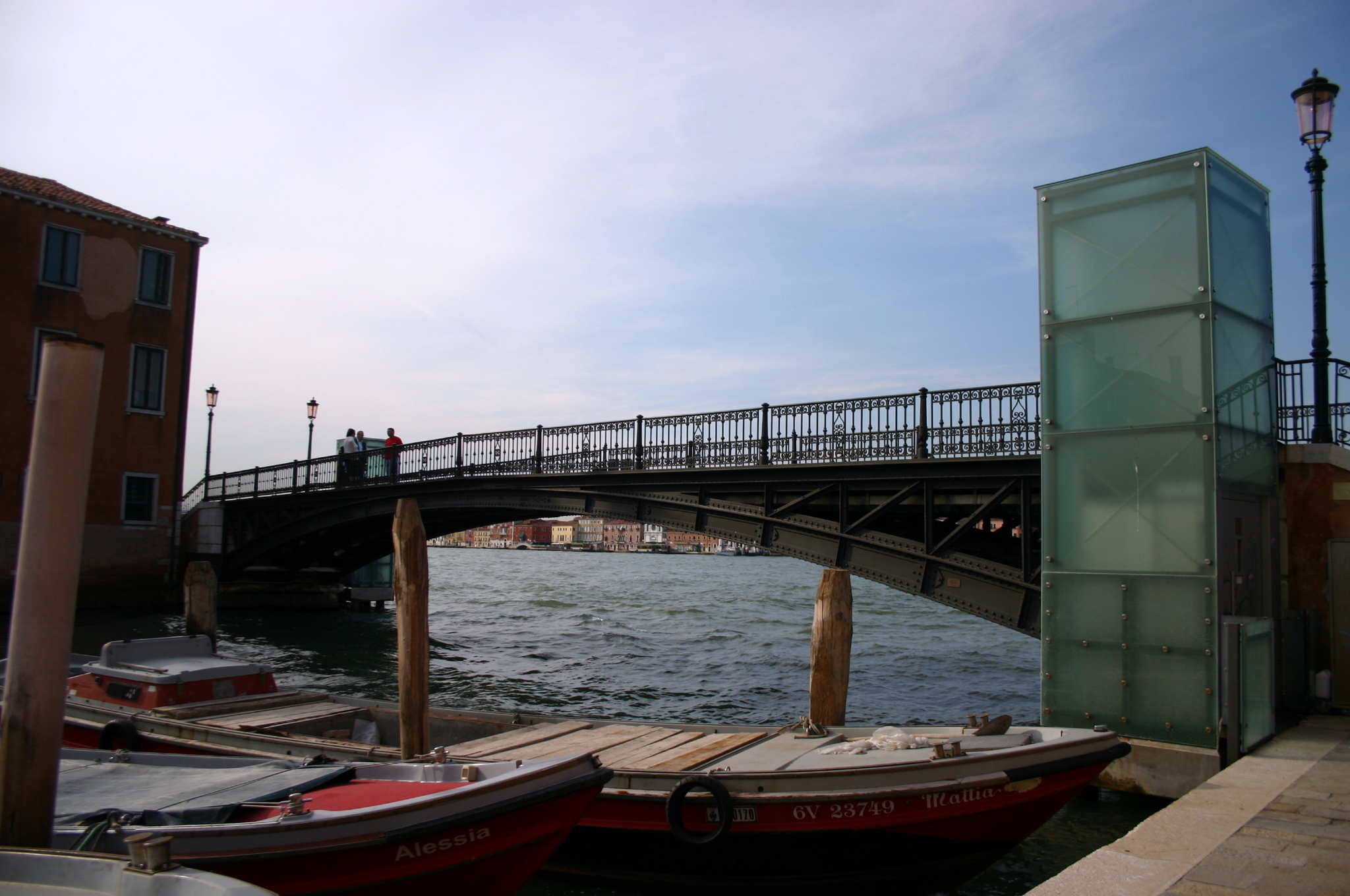
Ponte Longo Rio Ponte Longo
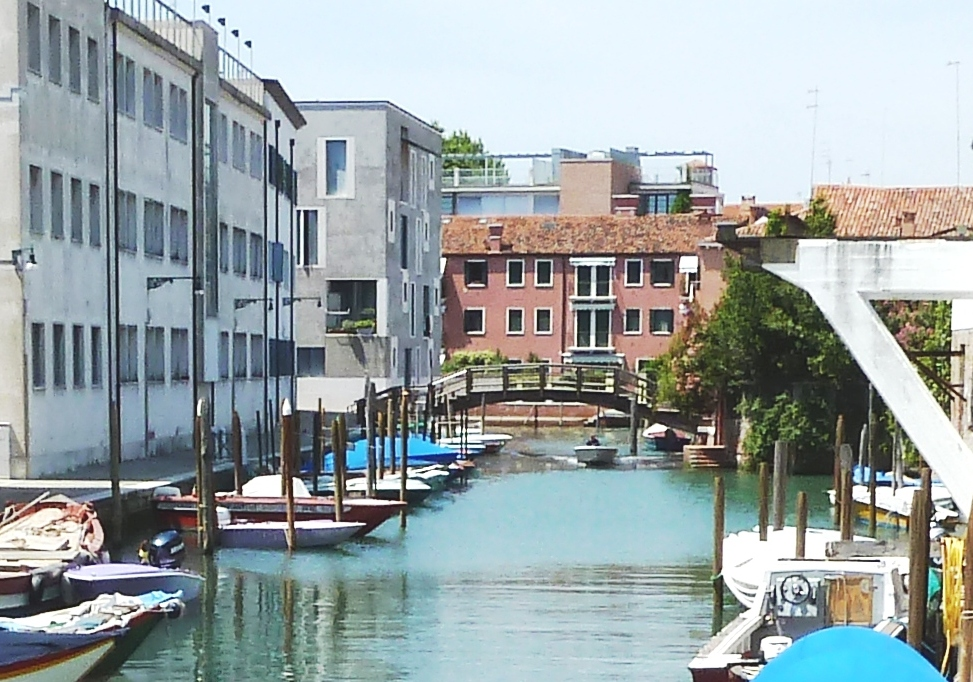
Ponte de la Palada Rio de la Palada
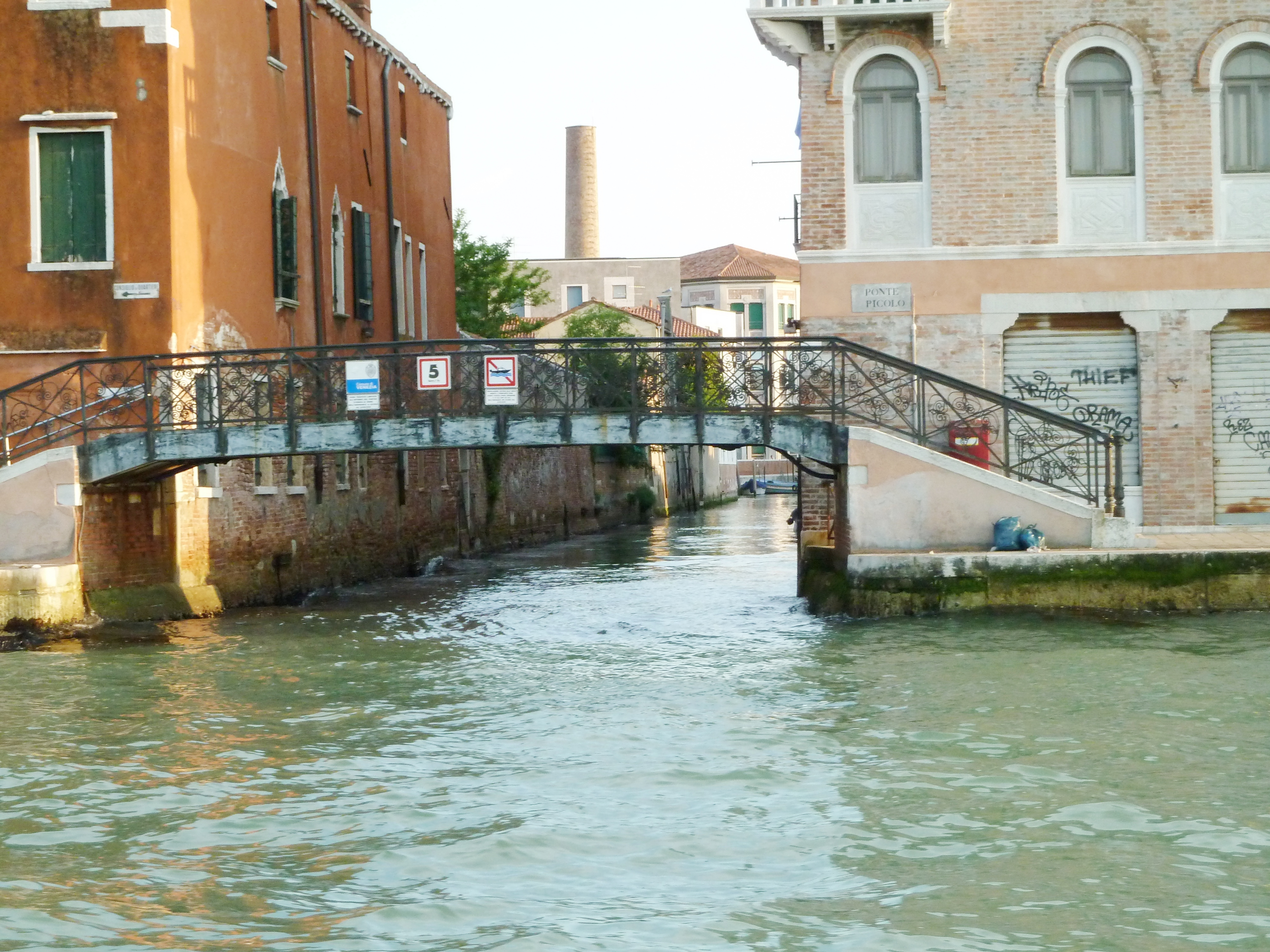
Ponte Piccolo Rio del Ponte Piccolo
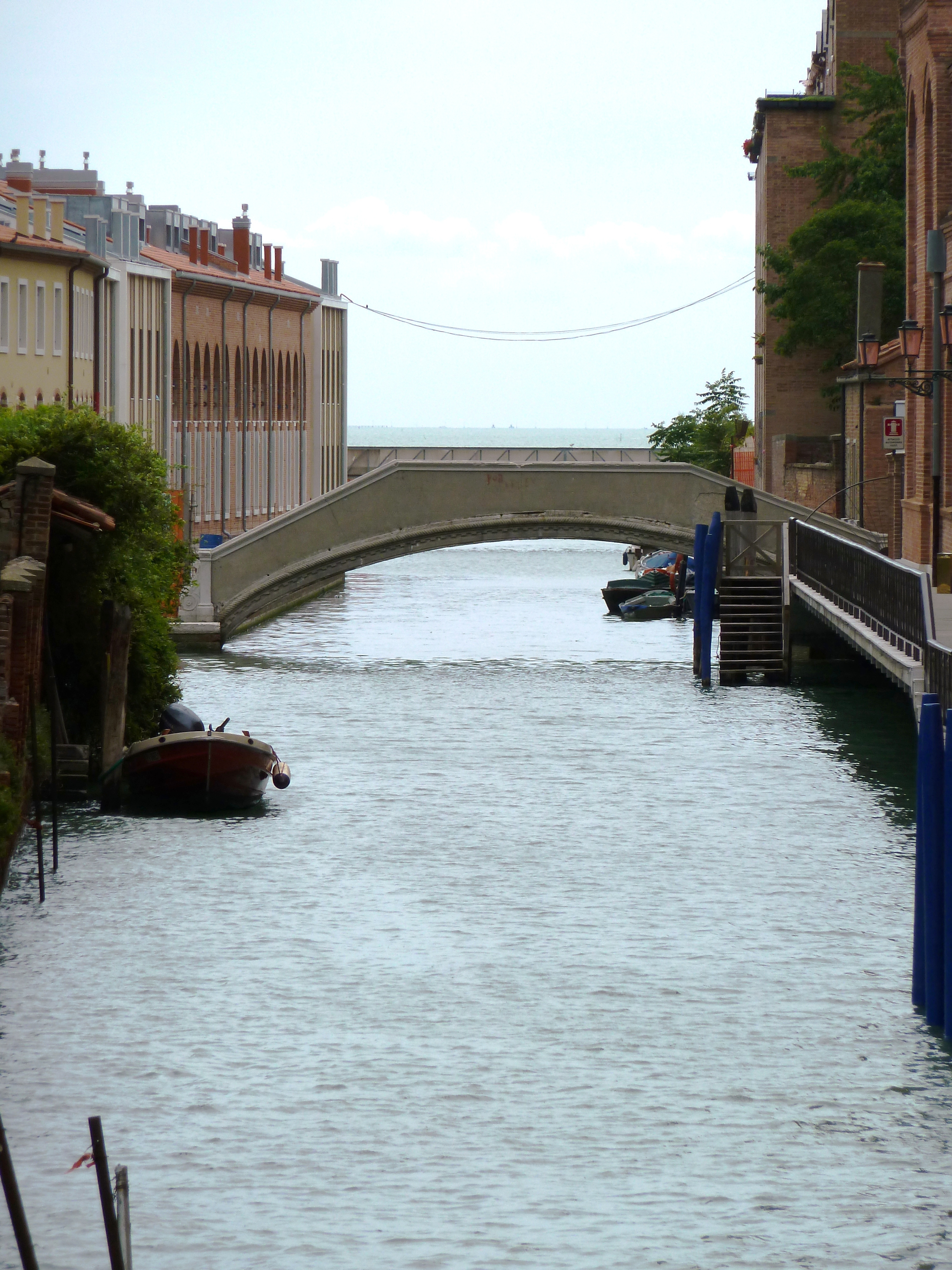
Ponte Priuli Rio de San Biagio
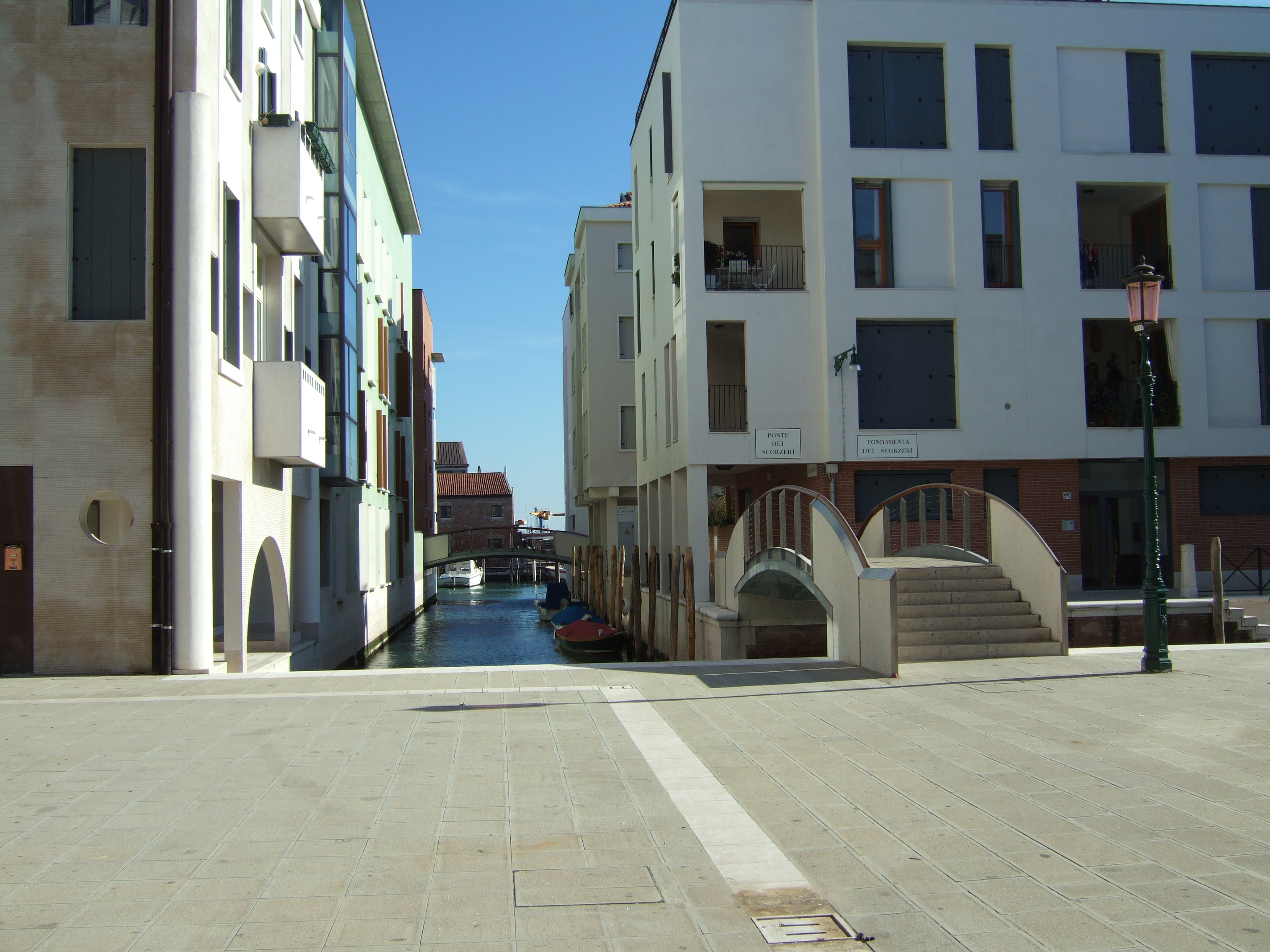
Ponte dei Scorzeri Rio dei Scorzeri
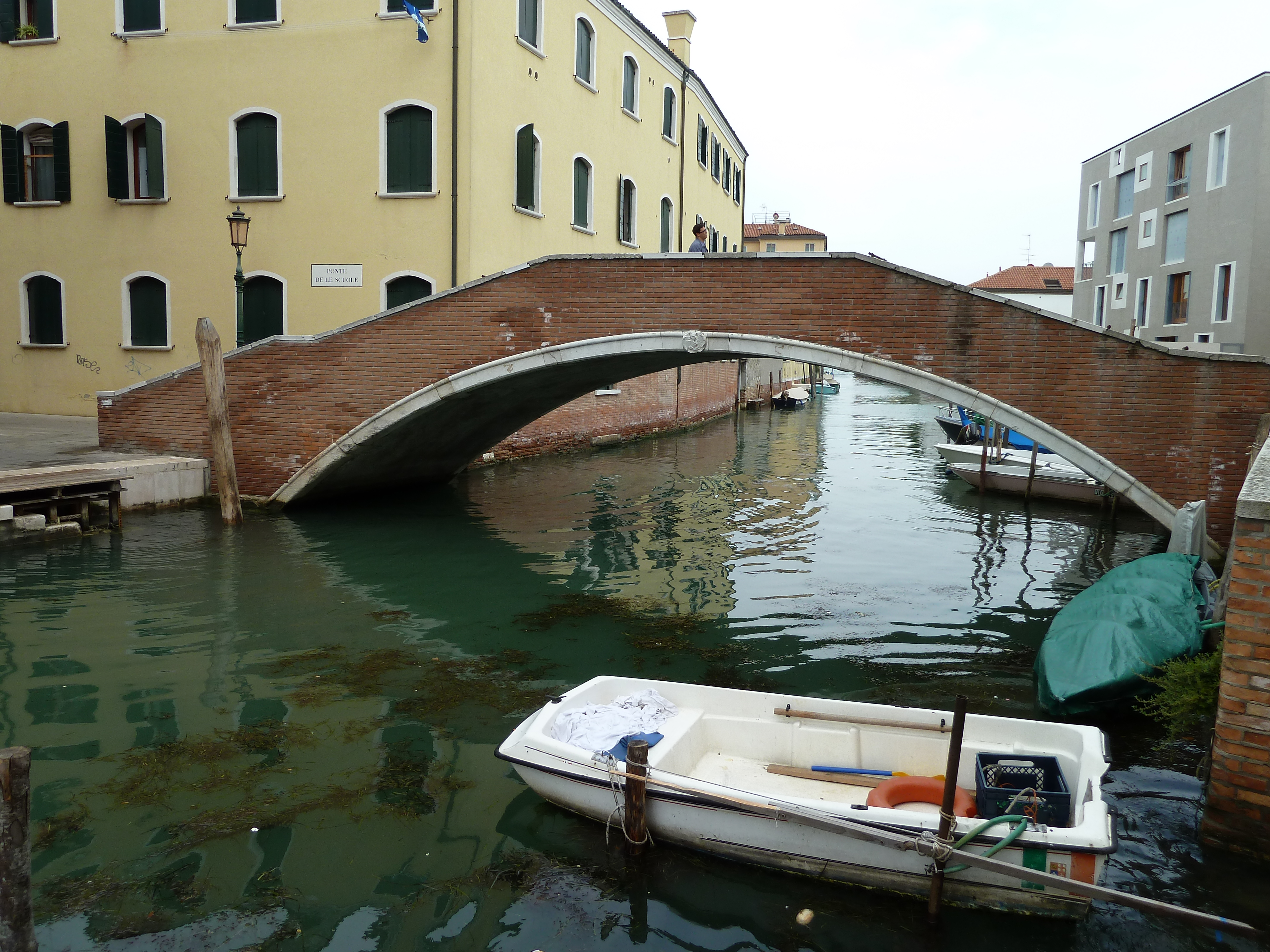
Ponte de le Scuole Rio del ponte Piccolo
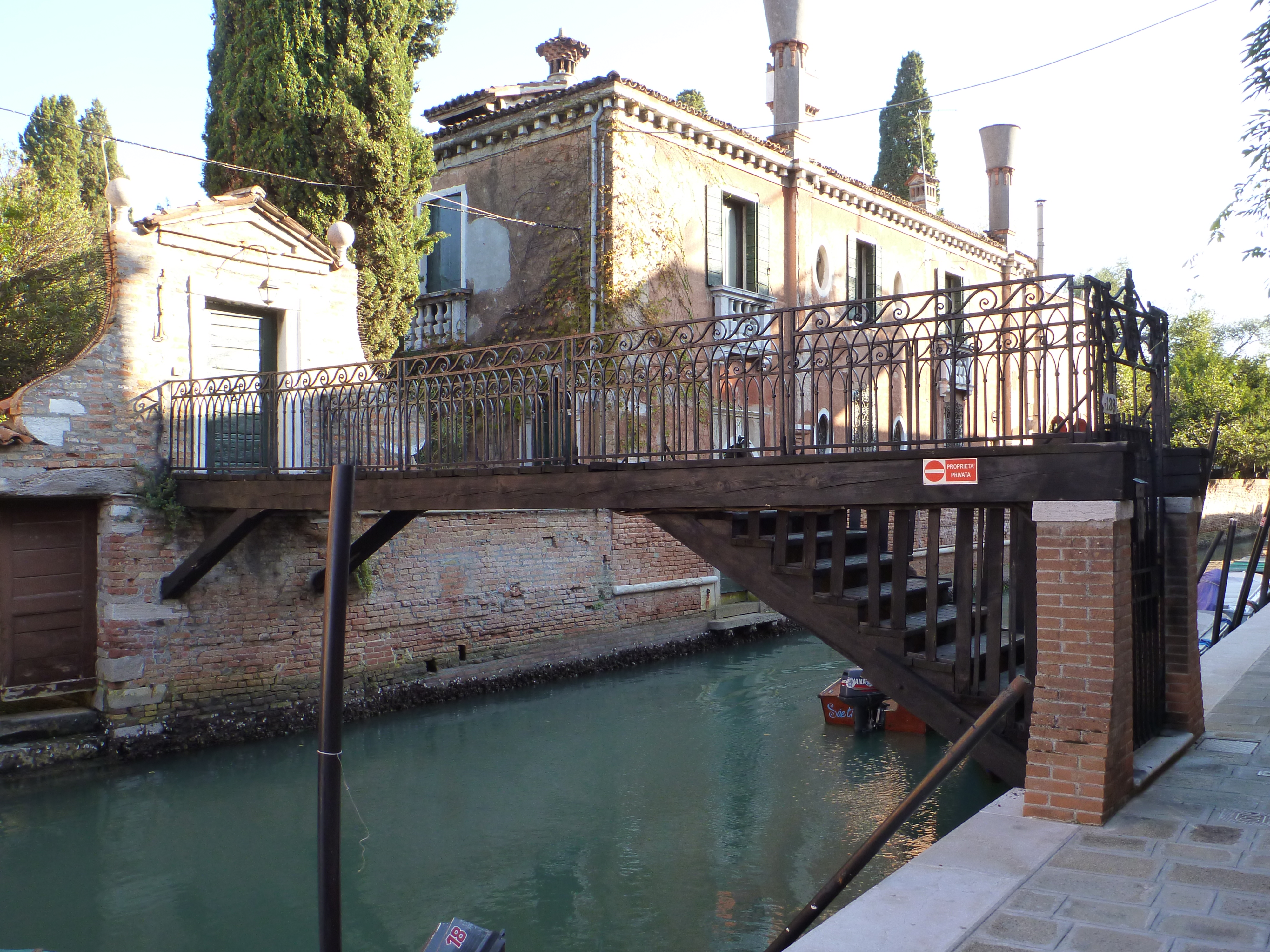
Pont privé Rio de la Croze
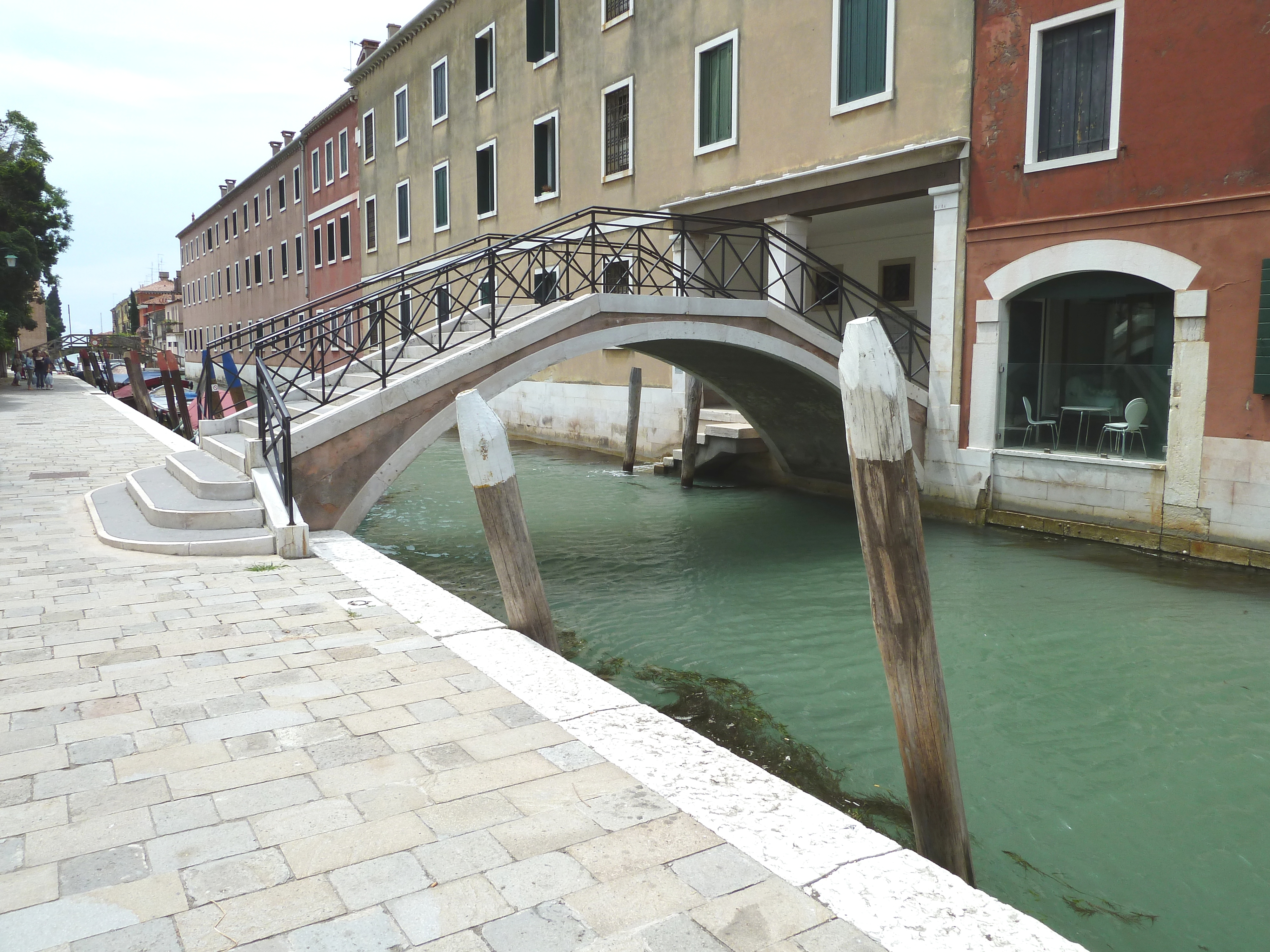
Pont privé Rio de Sant'Eufemia

## Poduri dinMurano

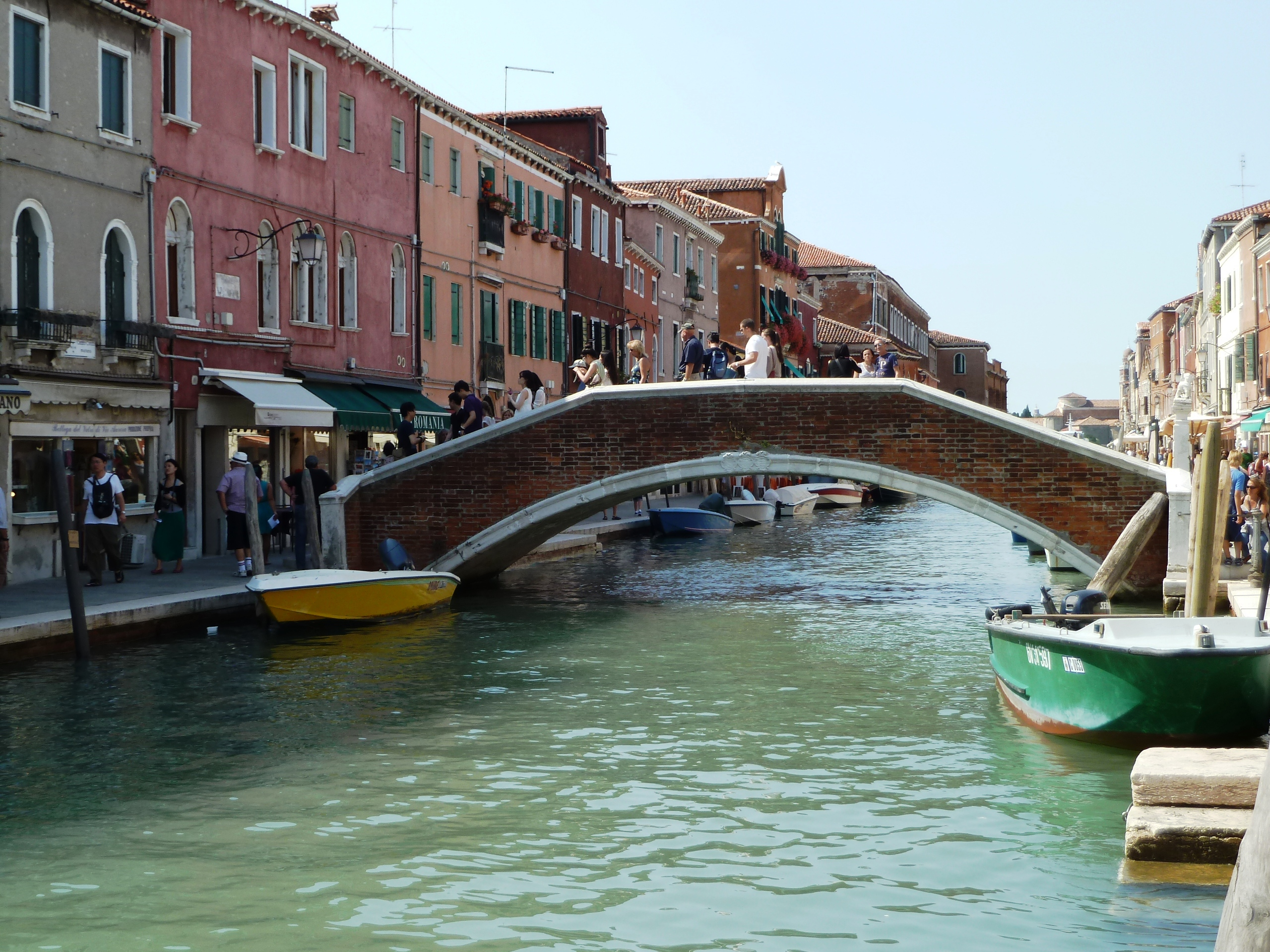
Ponte Ballarin o de Mezo, rio dei Vetrai.
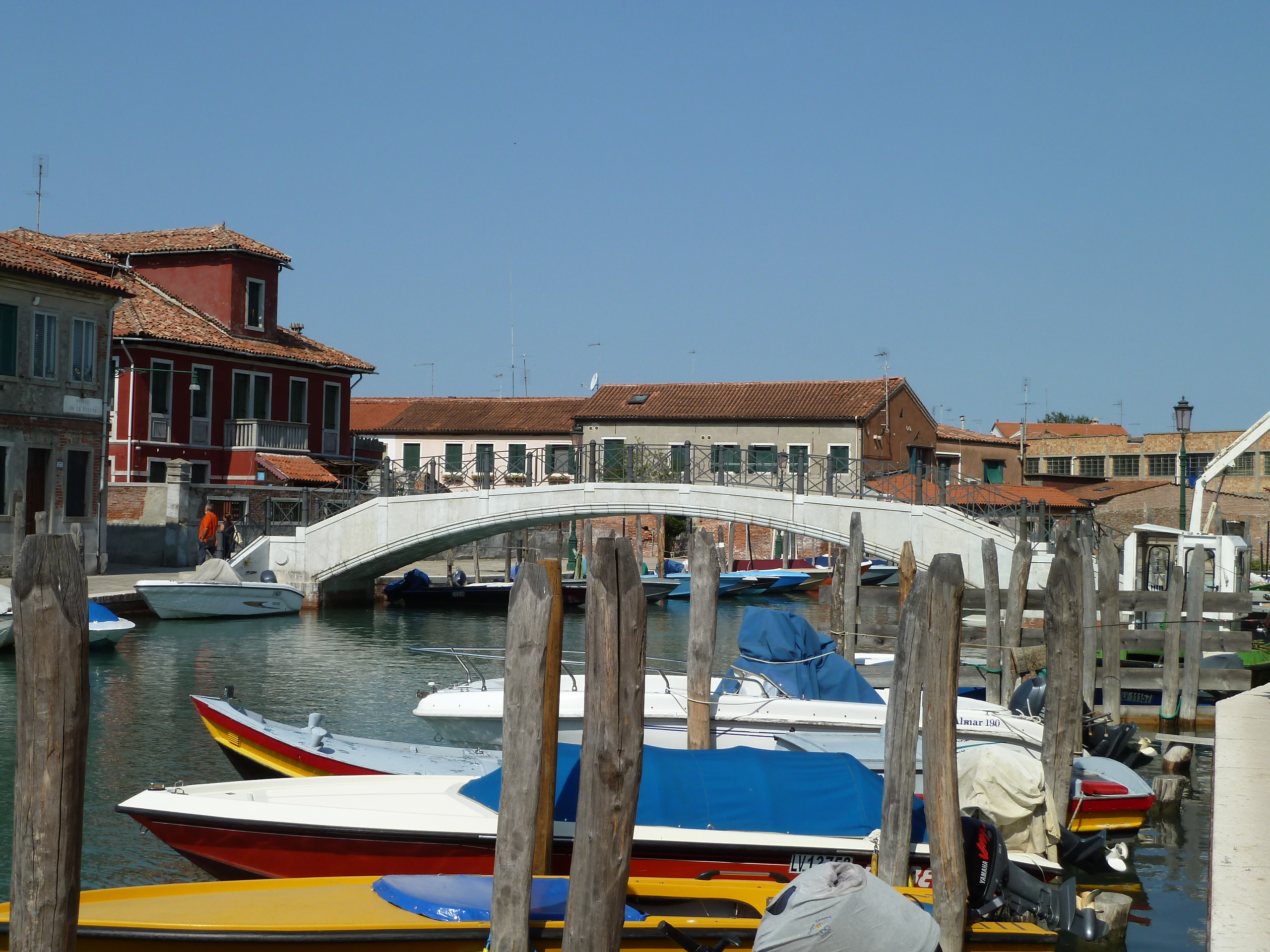
Ponte de le Terese o Abate Zanetti, Canale San Donato.
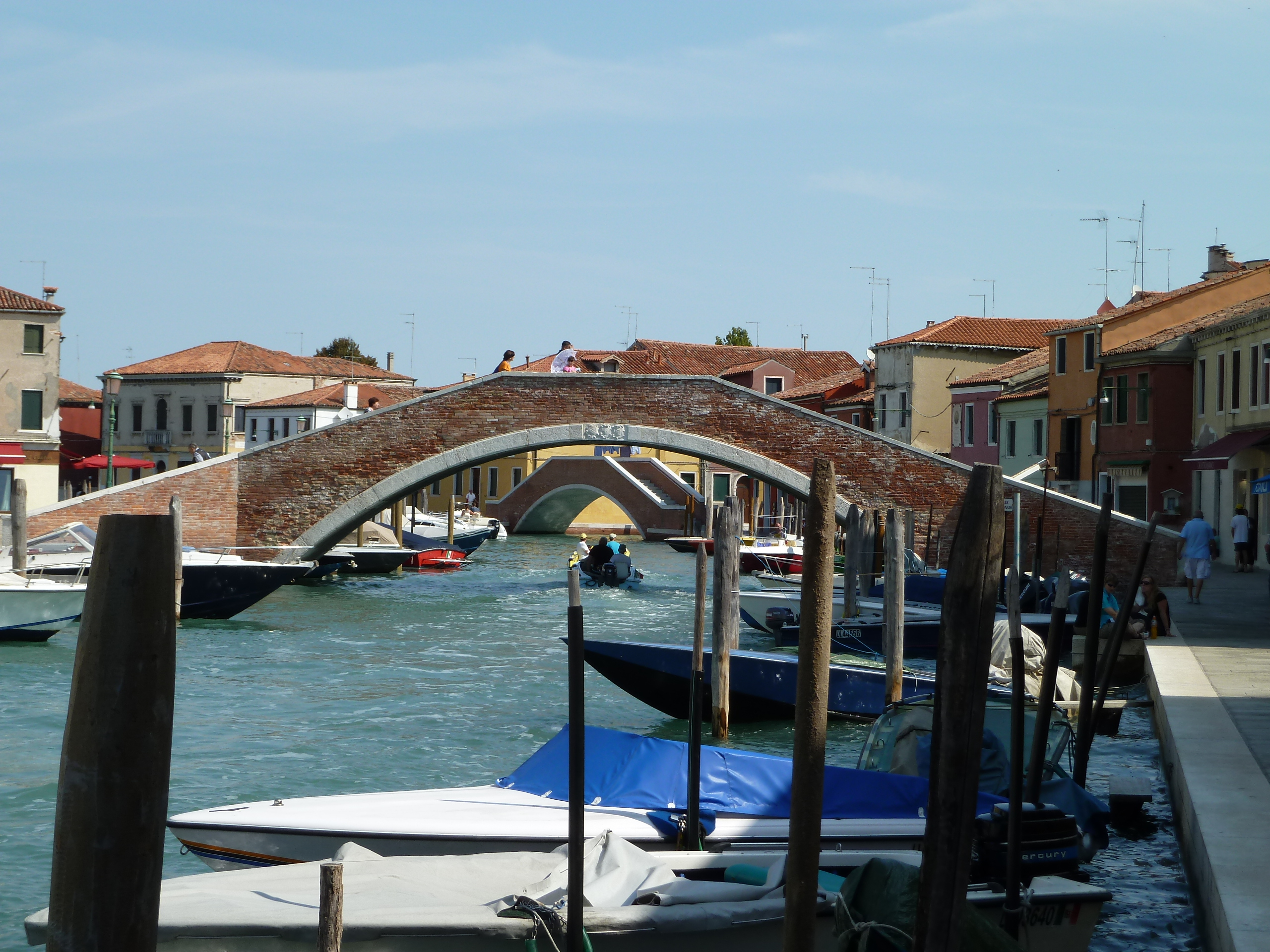
Ponte San Donato, Canale San Donato.
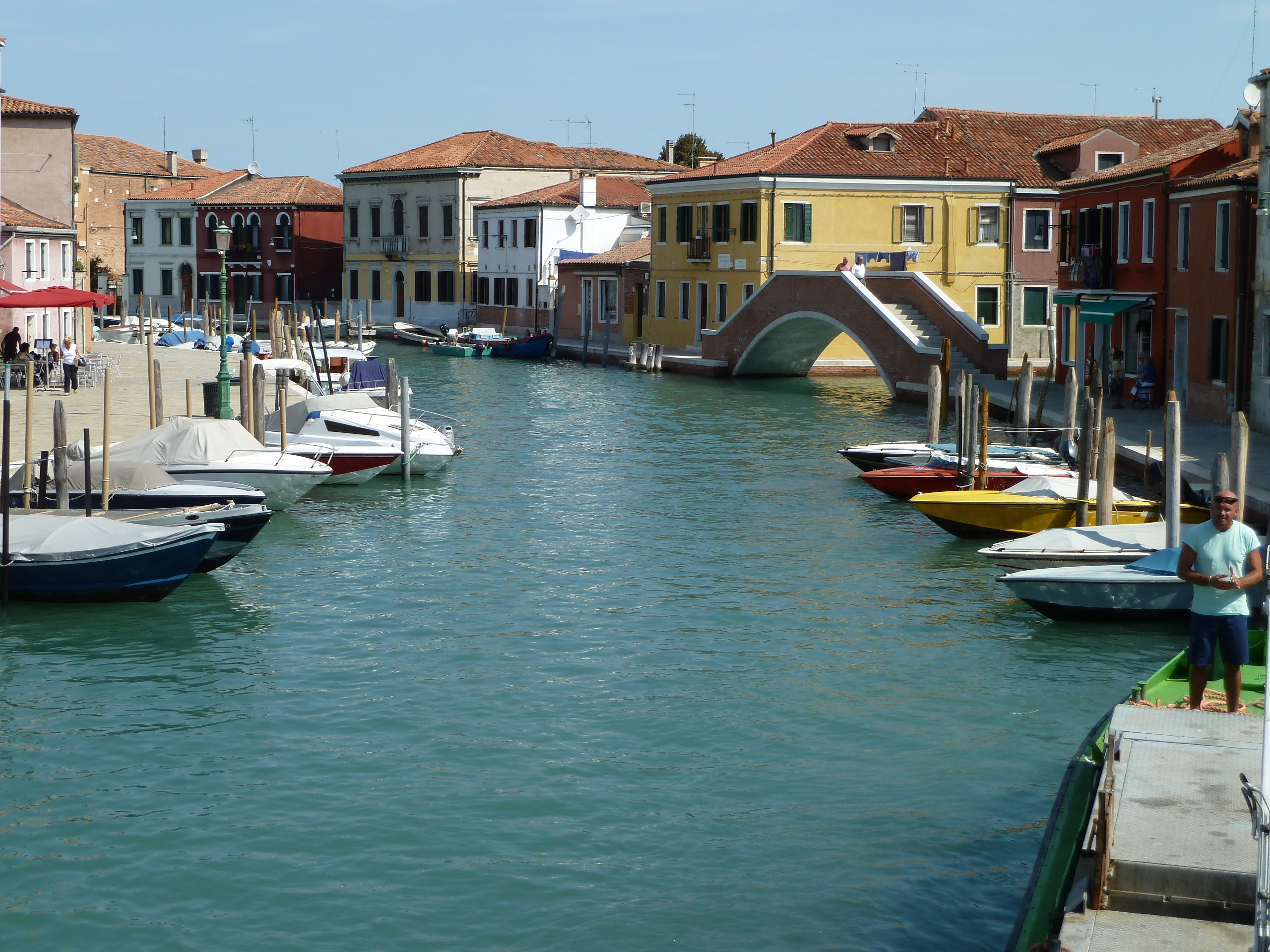
Ponte San Martino, Rio San Matteo.
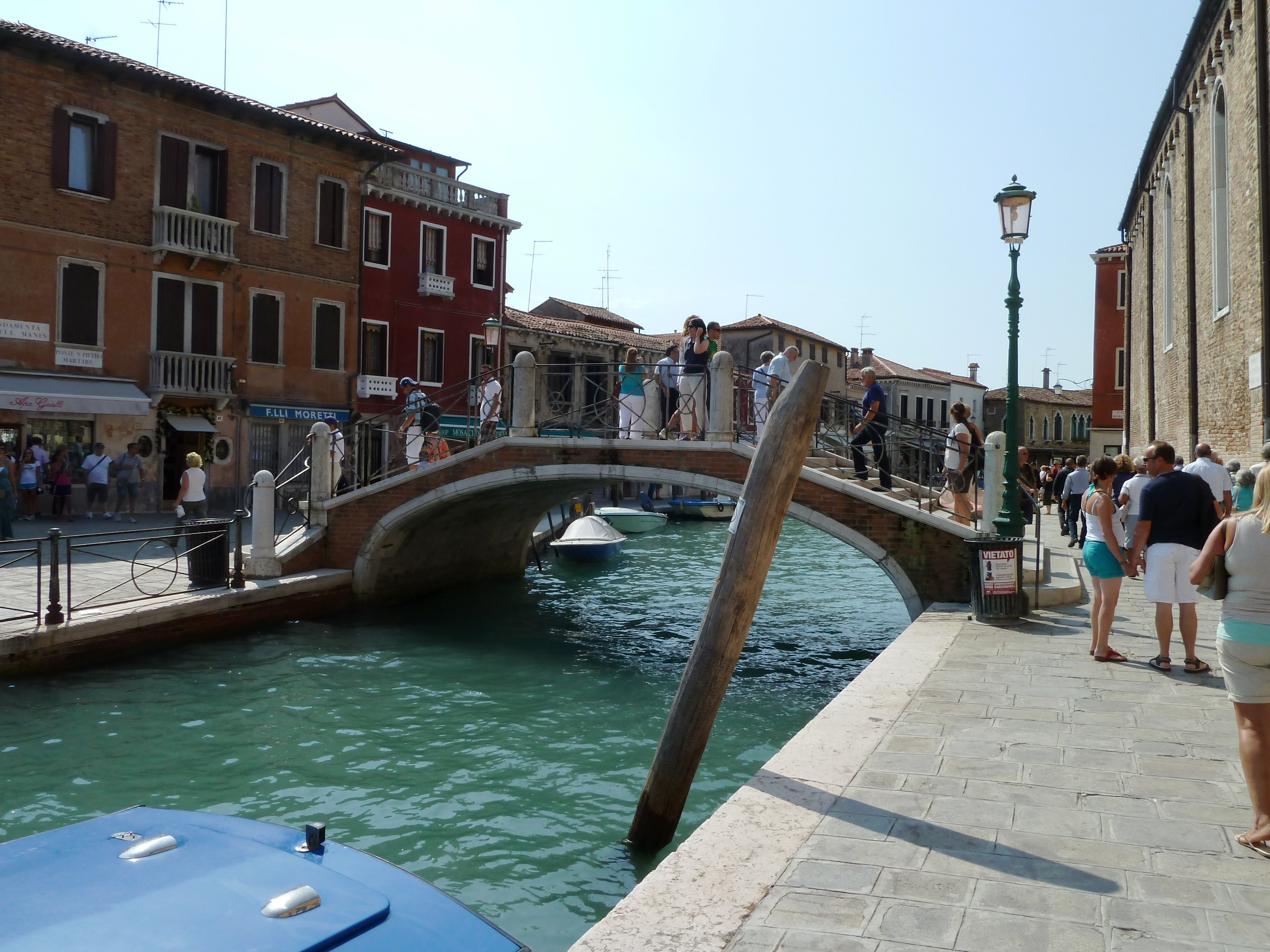
Ponte di San Pietro Martire, rio dei Vetrai.
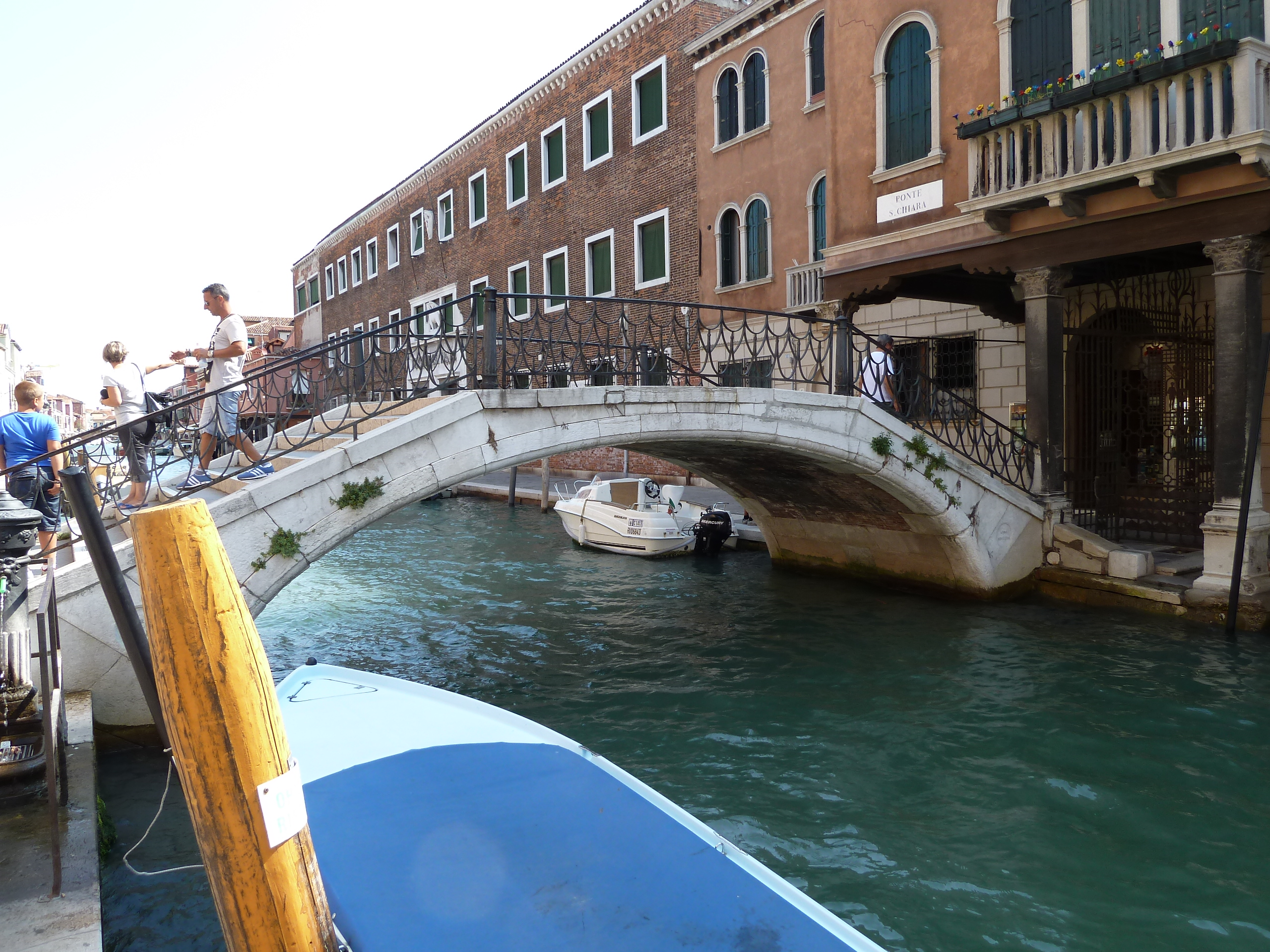
Ponte Santa Chiara, rio dei Vetrai.
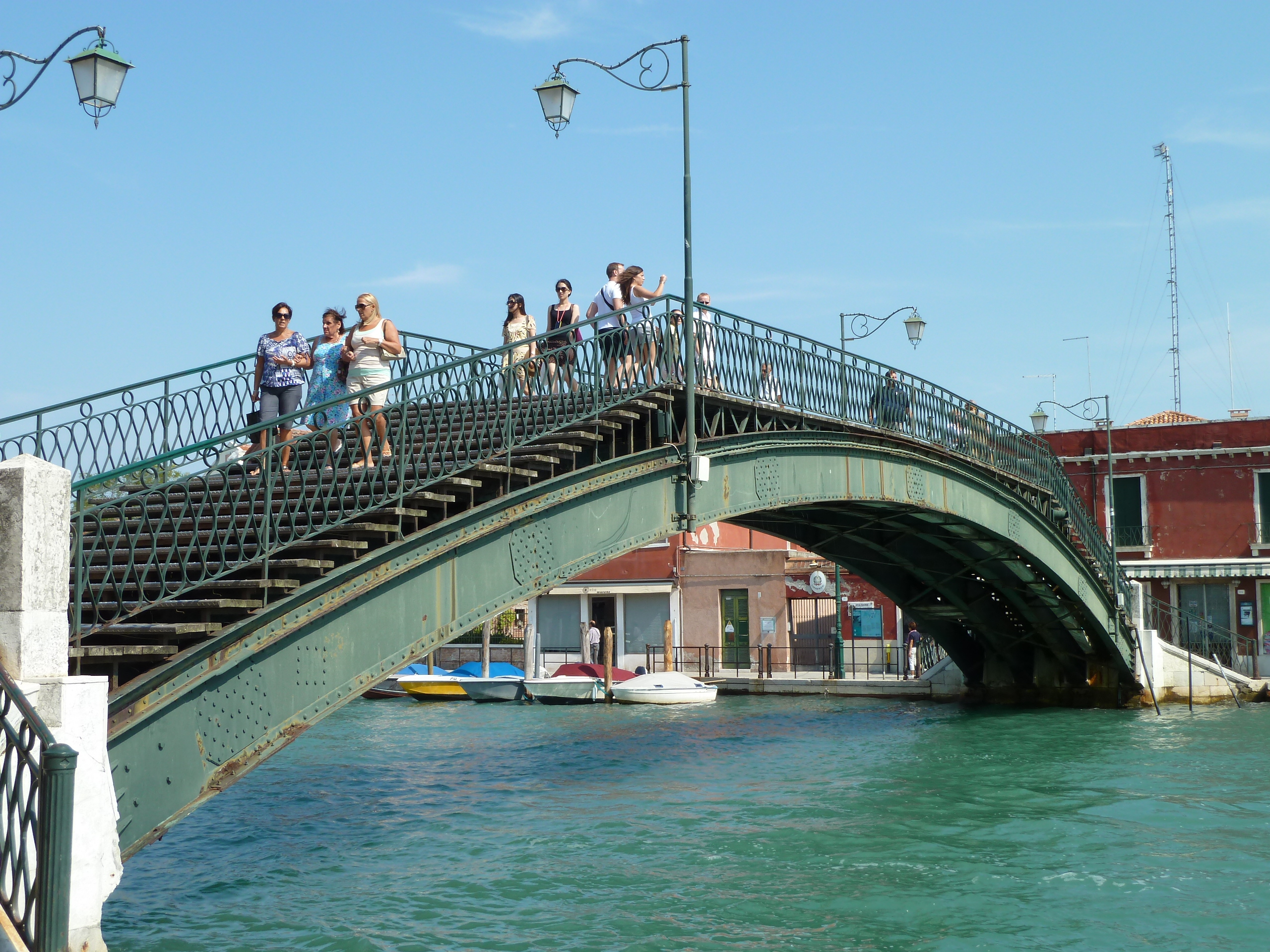
Ponte Longo o Vivarini, Canale Ponte Longo.
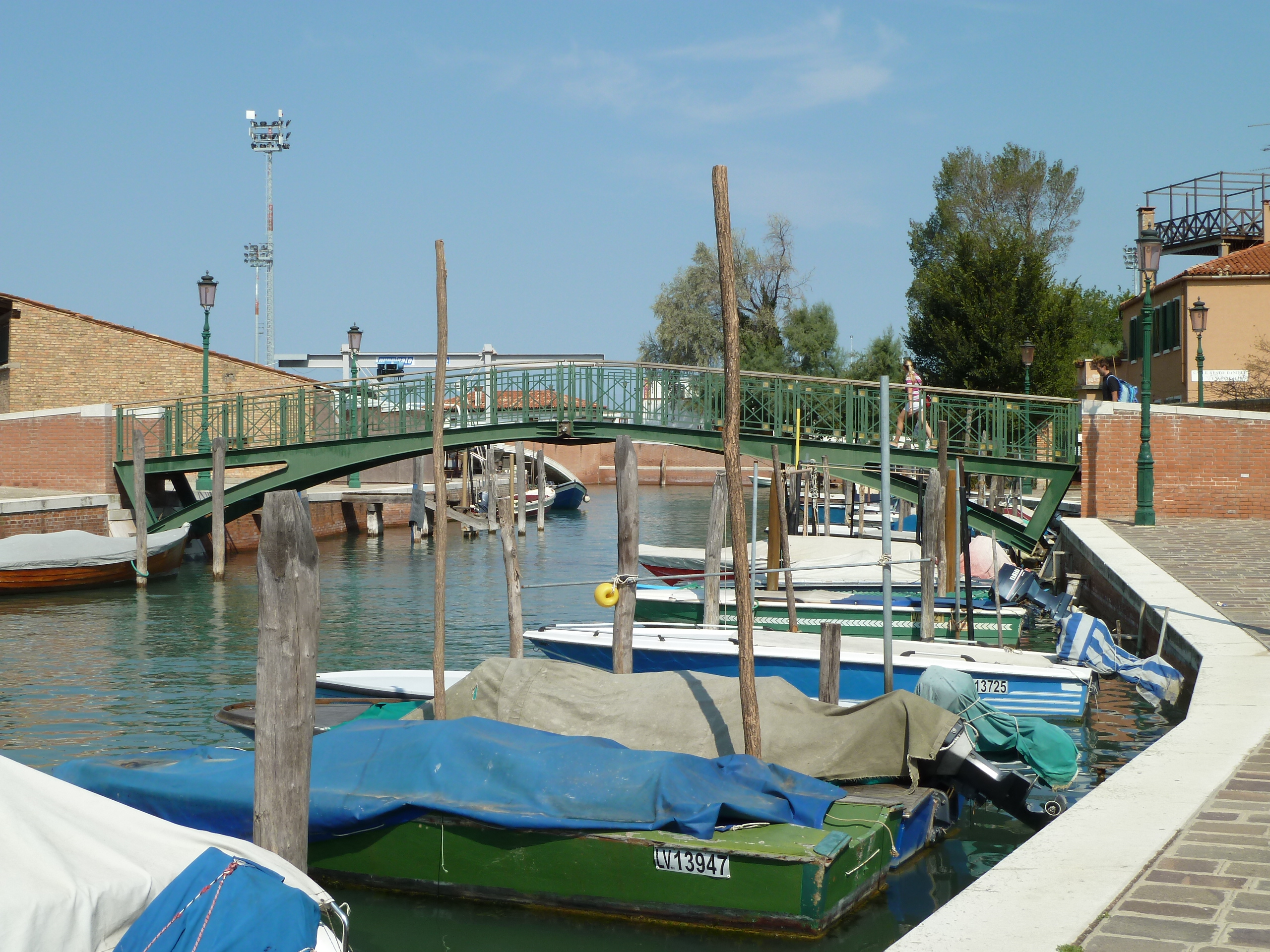
Ponte Angelo Zaniol, Canale San Donato.
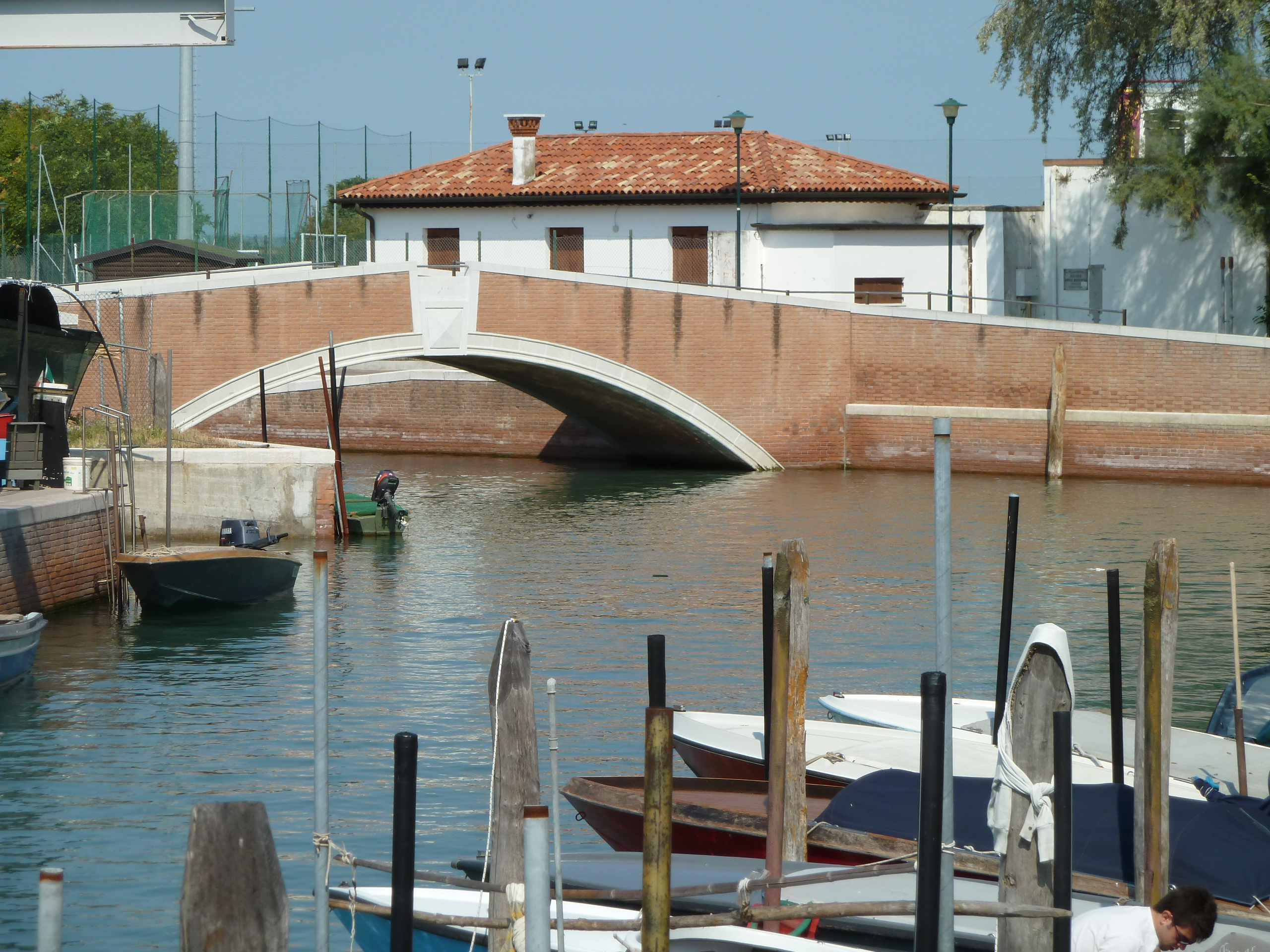
Ponte del Campo Sportivo, canale di San Mattia.
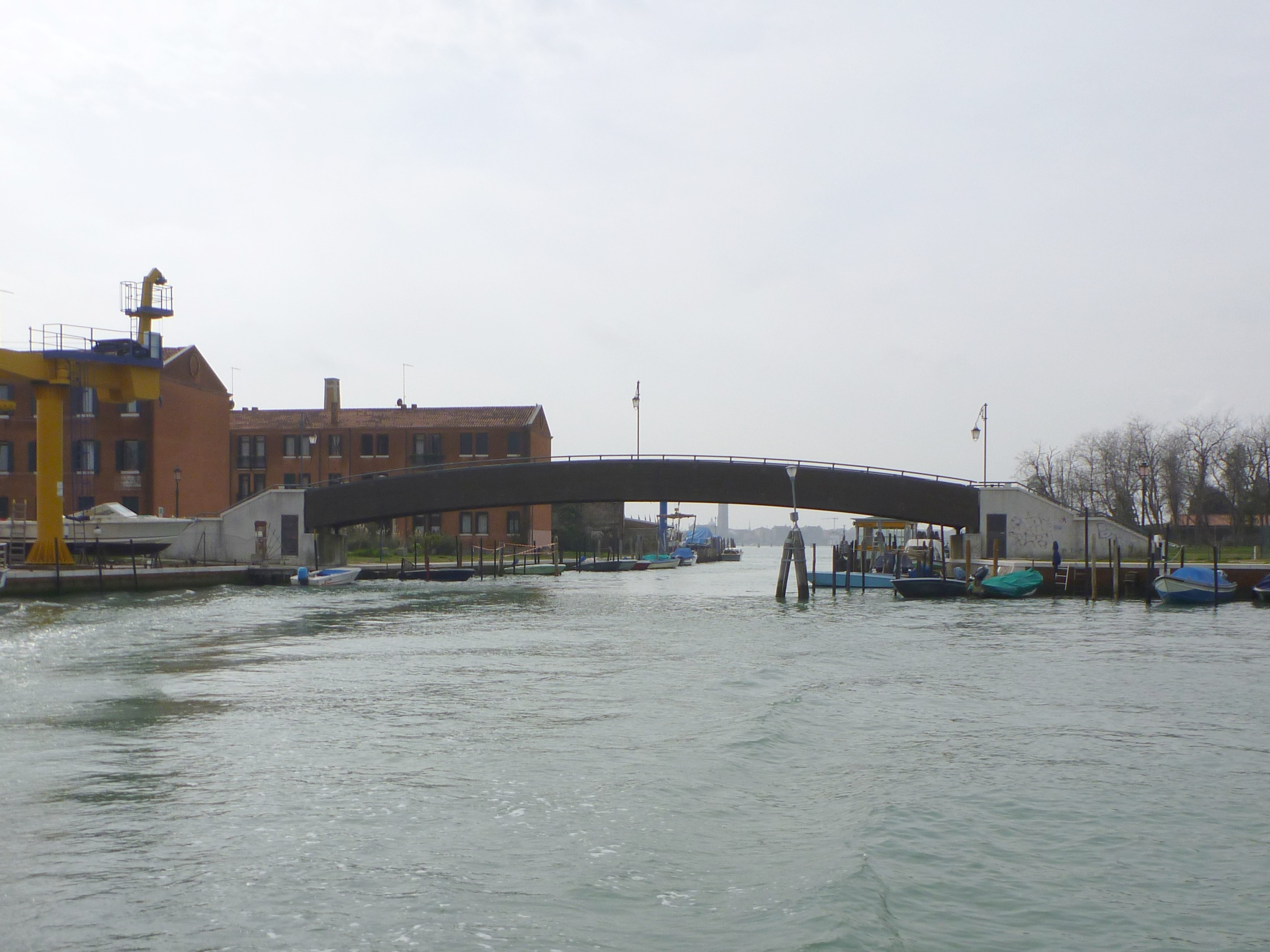
Ponte Serenella, canale Serenella

## Poduri dinBurano

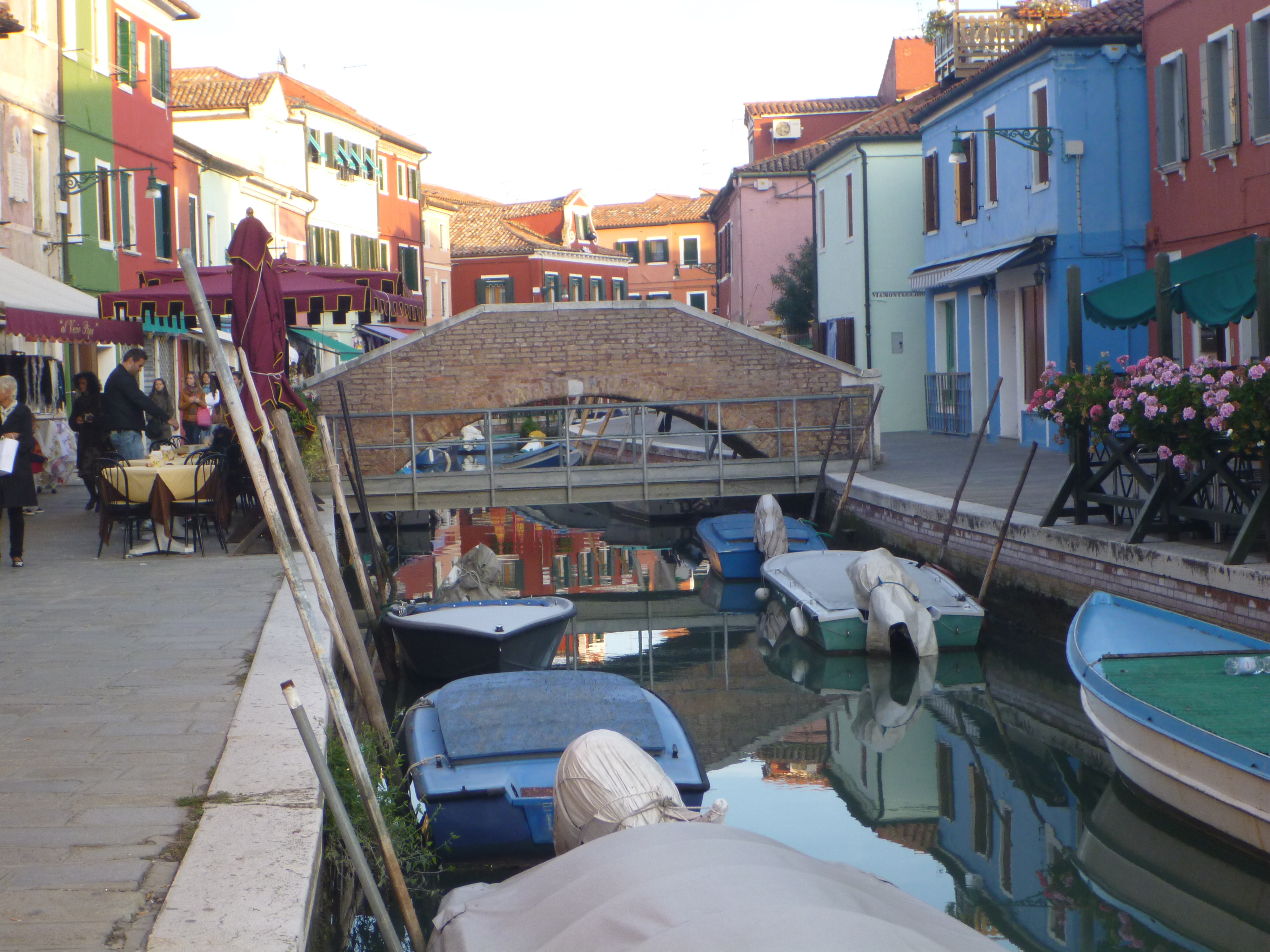
Ponte Assassini rio Assassini
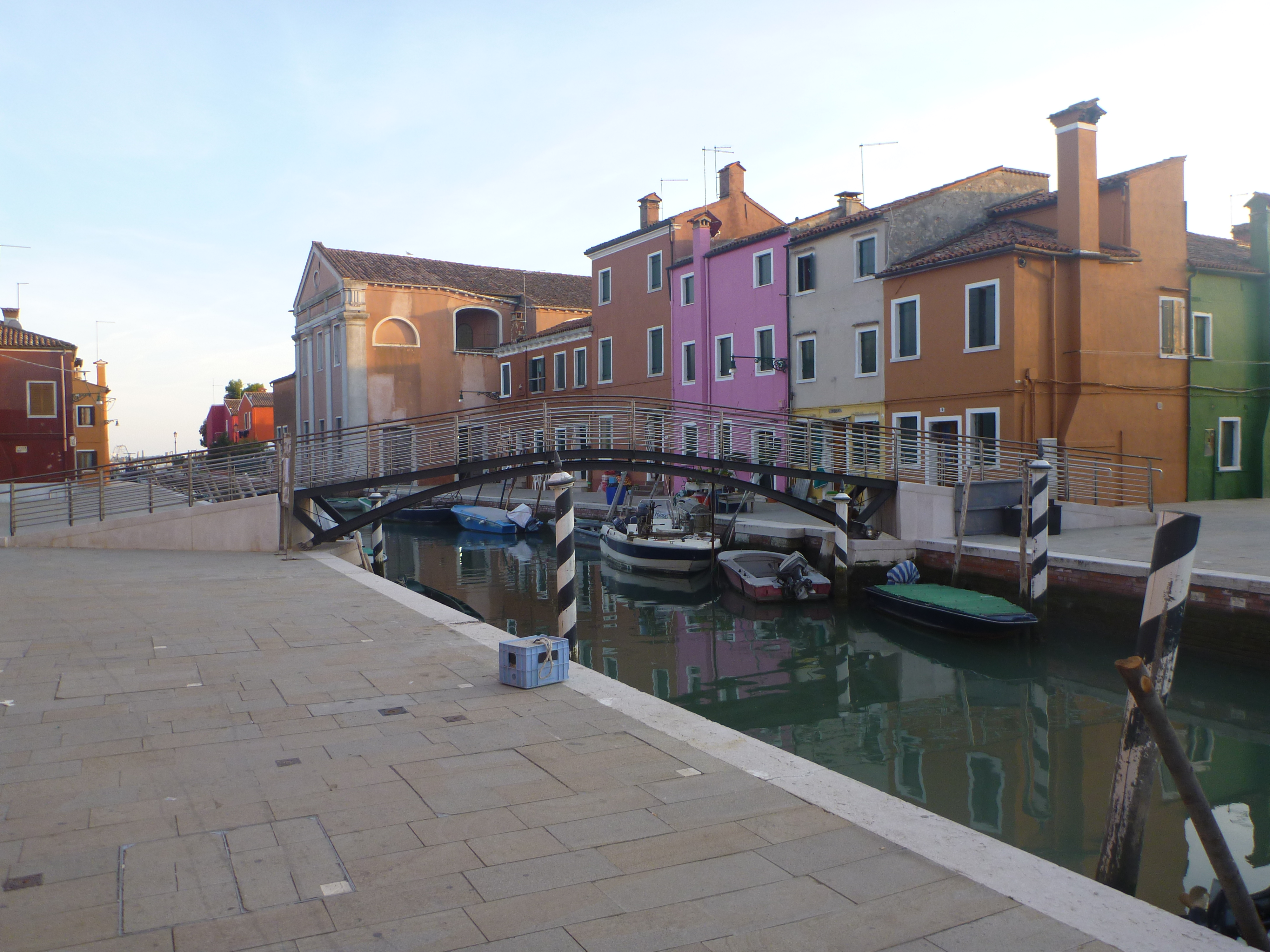
Ponte Capuccine rio Giudecca (Zueca)
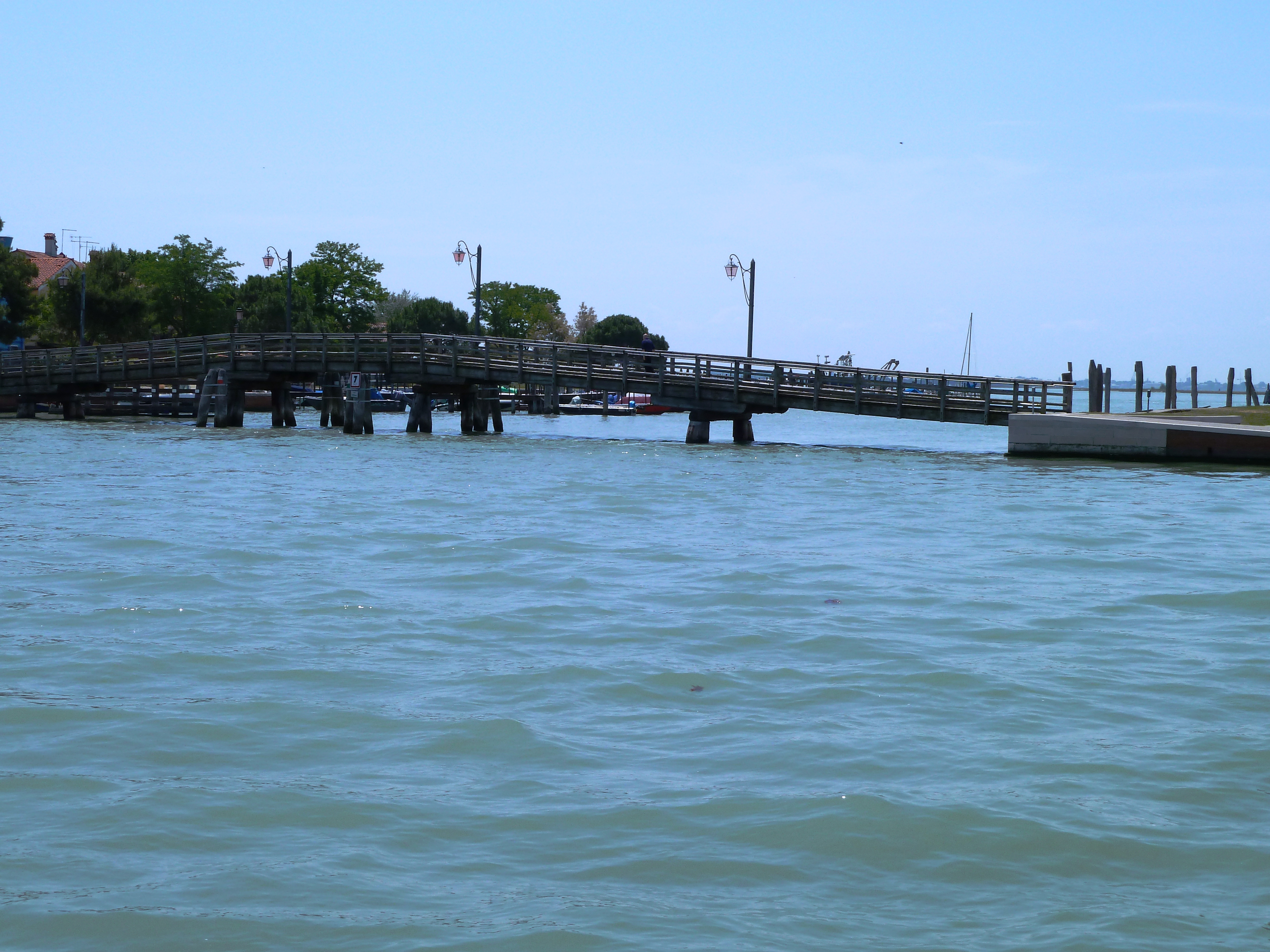
Ponte Longo (către Mazzorbo) rio San Giuseppe
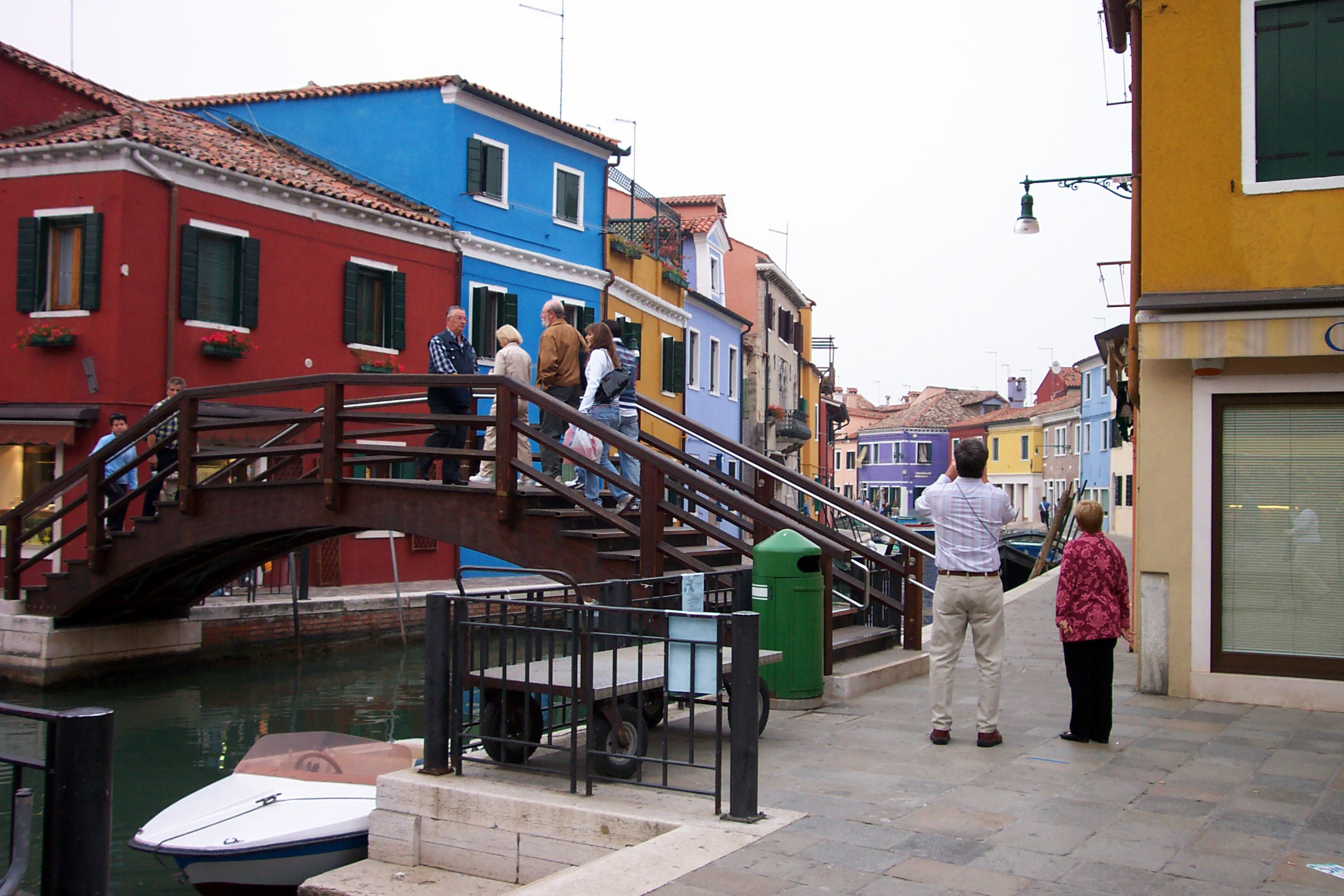
Ponte San Mauro rio Assassini et Rio Pontinello

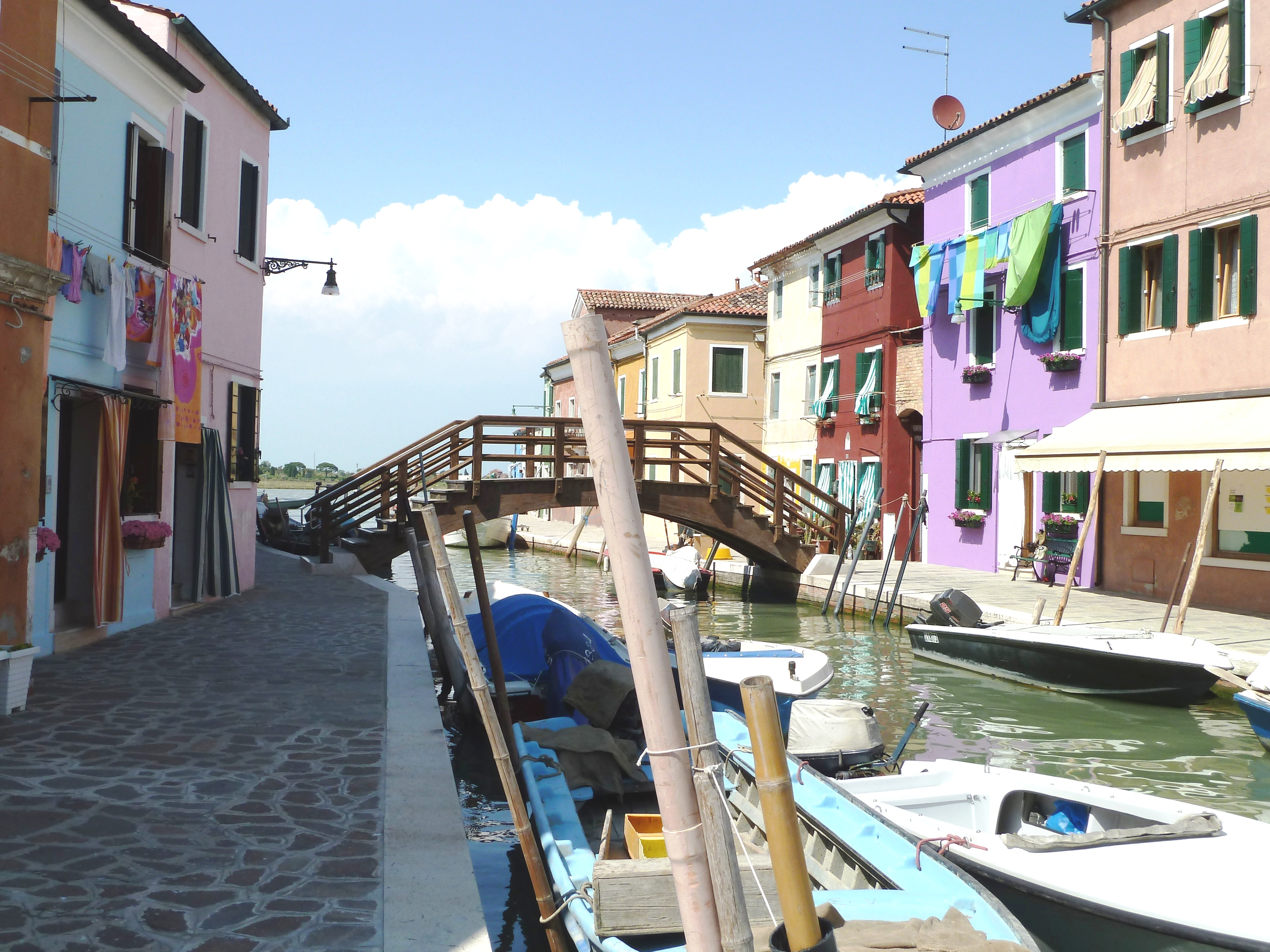
Ponte Pontinello rio Pontinello
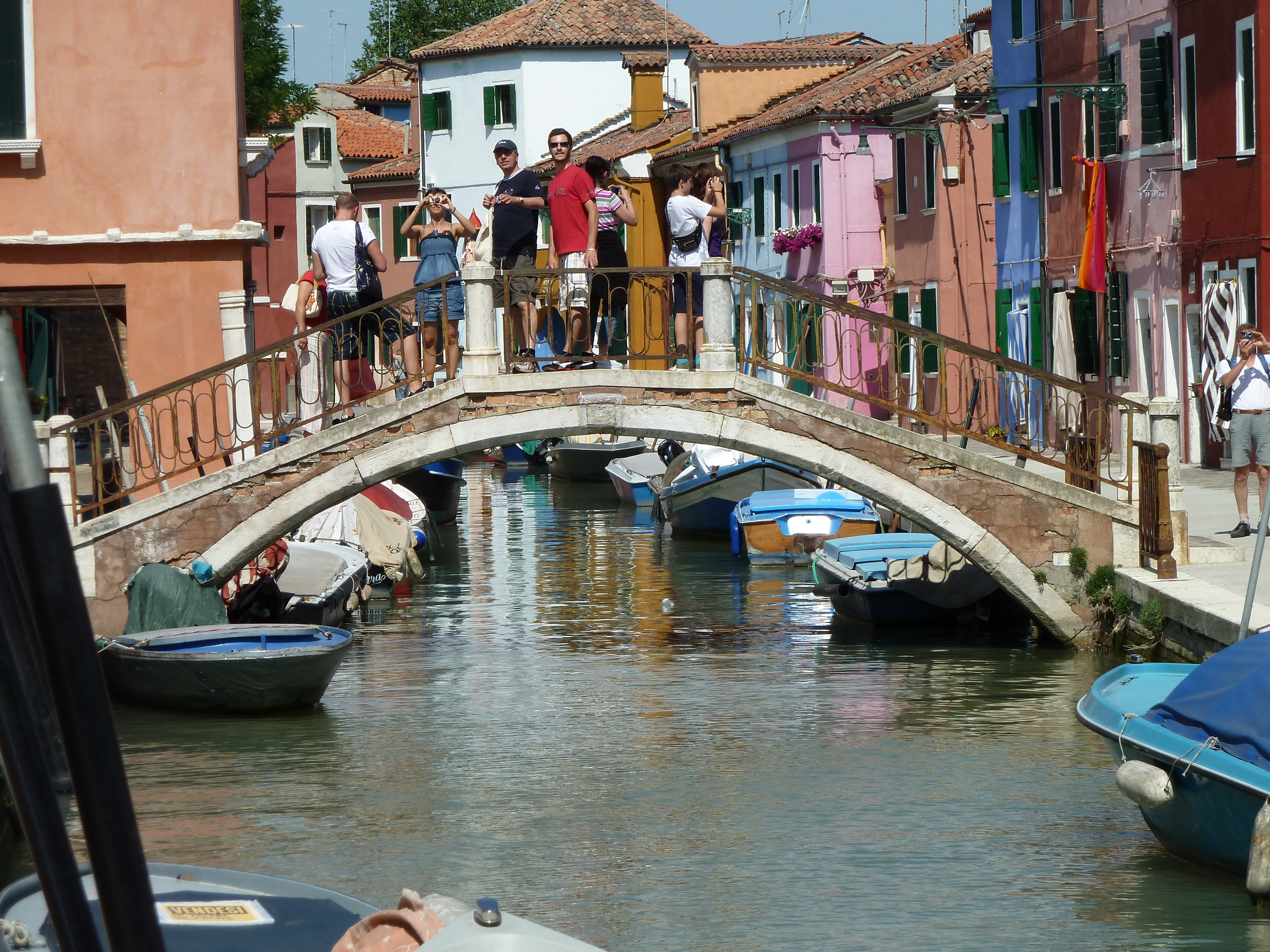
Ponte Santi rio Terranova şi rio Mandracchio
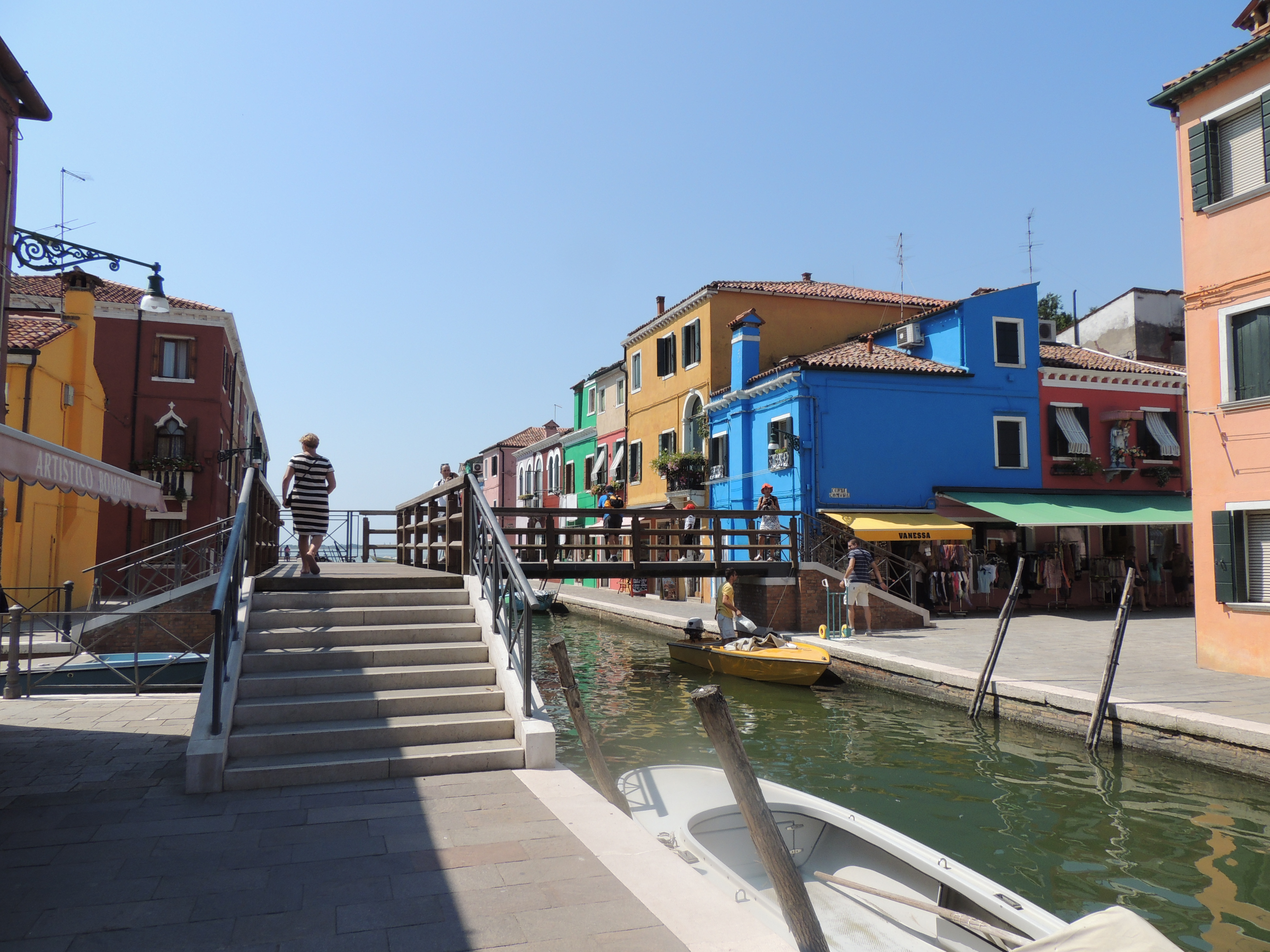
Ponte Tre Ponti rio San Mauro
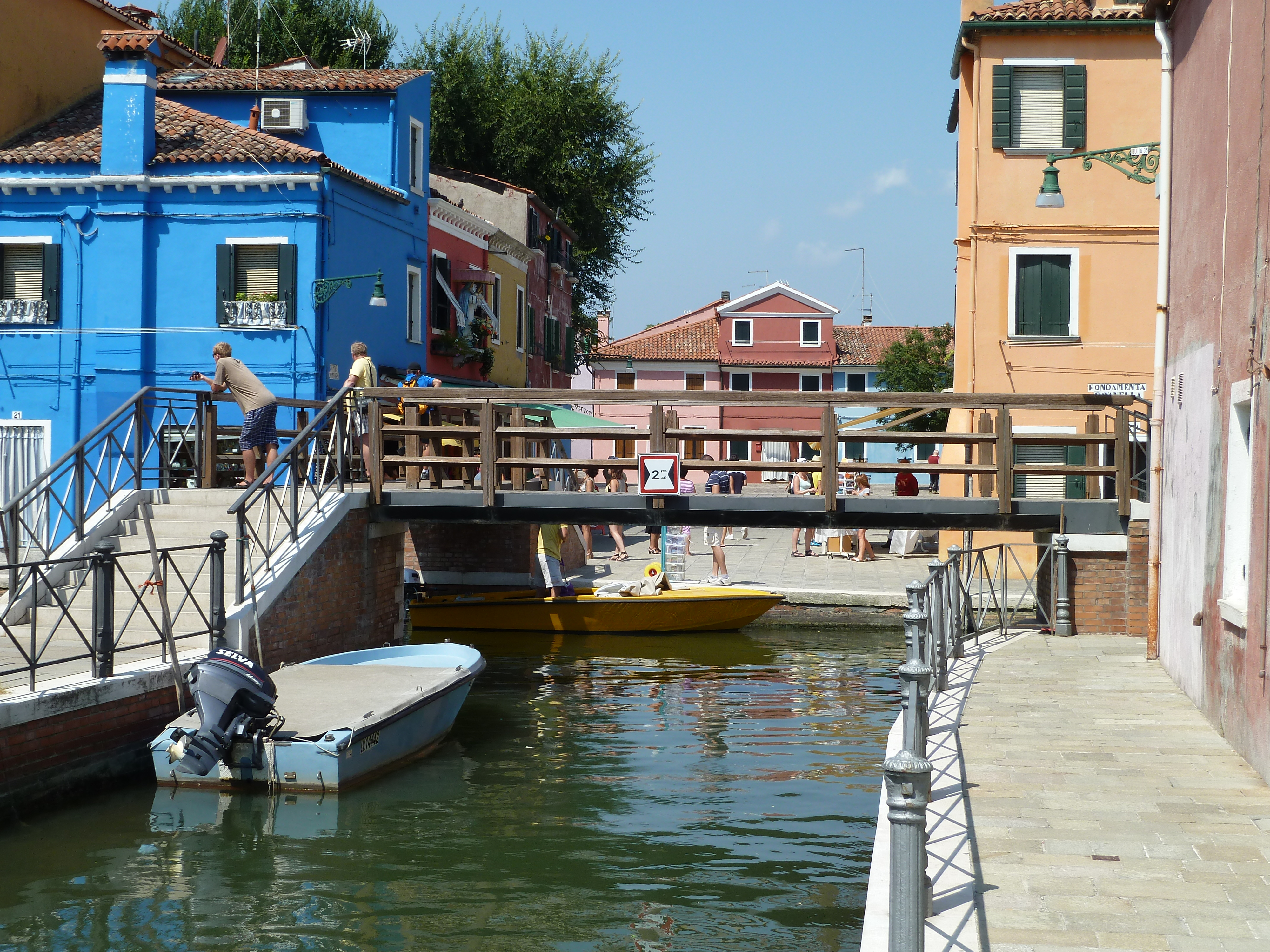
Ponte Tre Ponti rio Giudecca (Zuecca)
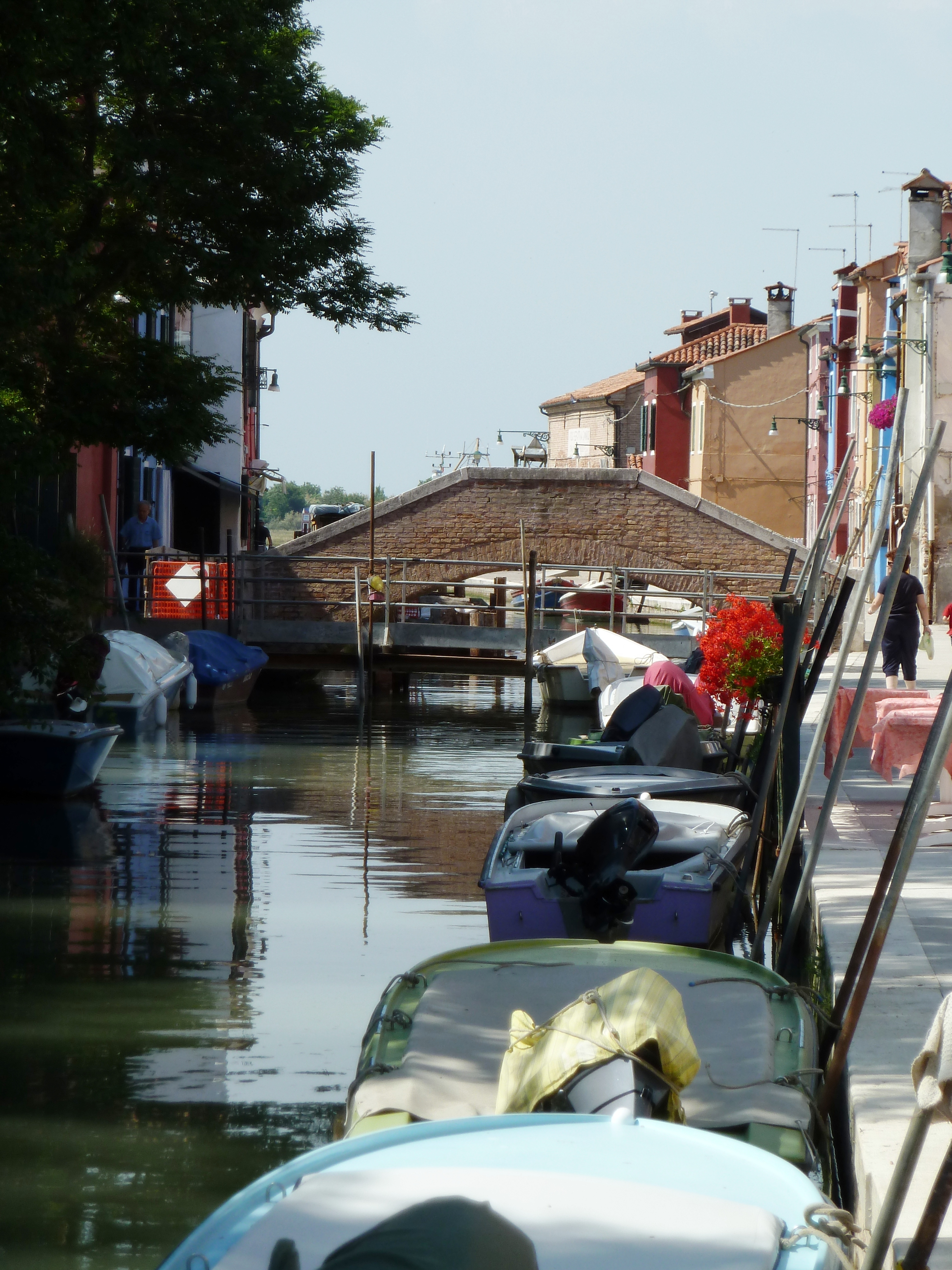
Ponte della Vigna rio Terranova

## Poduri dinTorcello

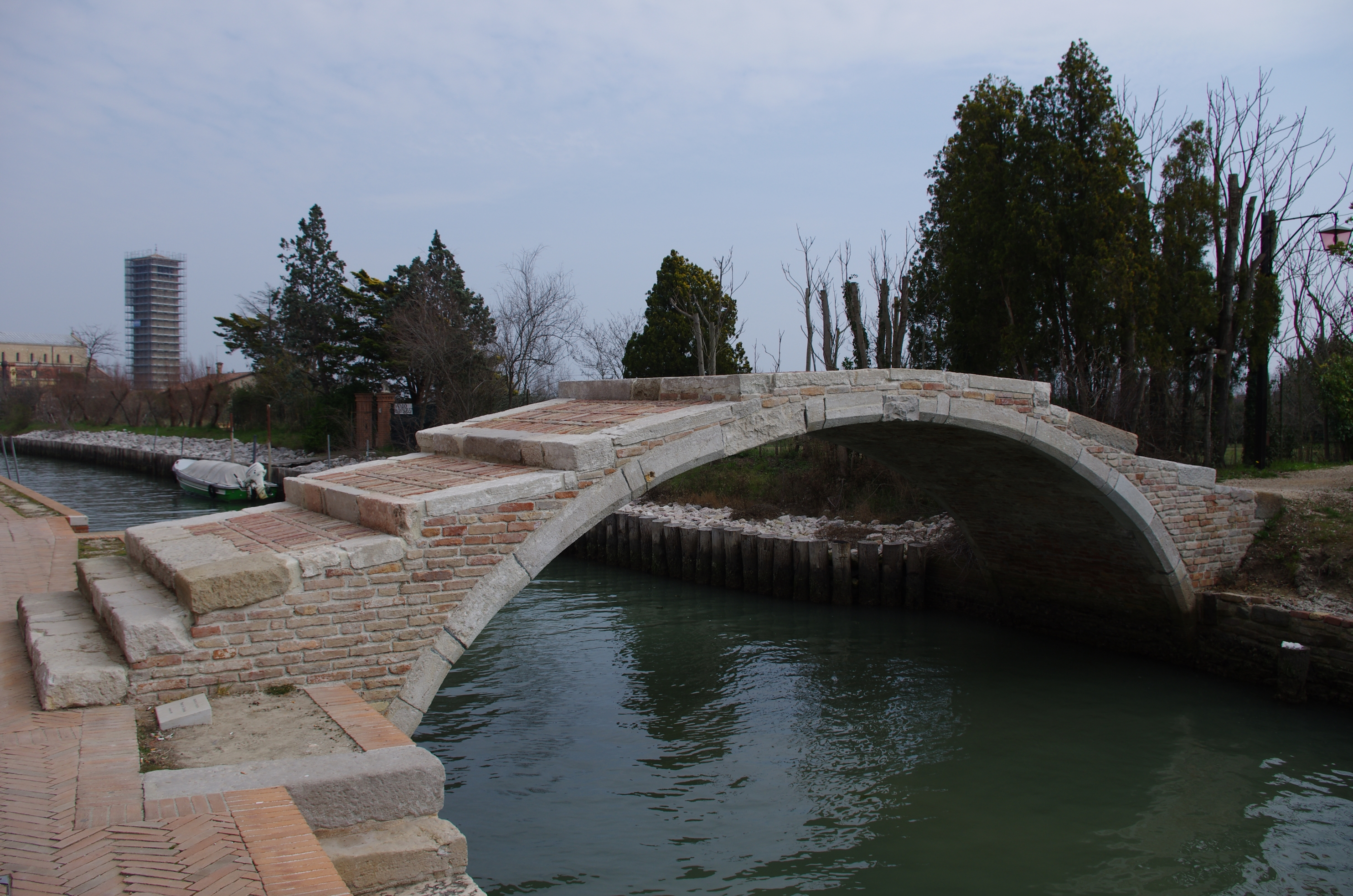
Pont du Diable (fără parapeţi)
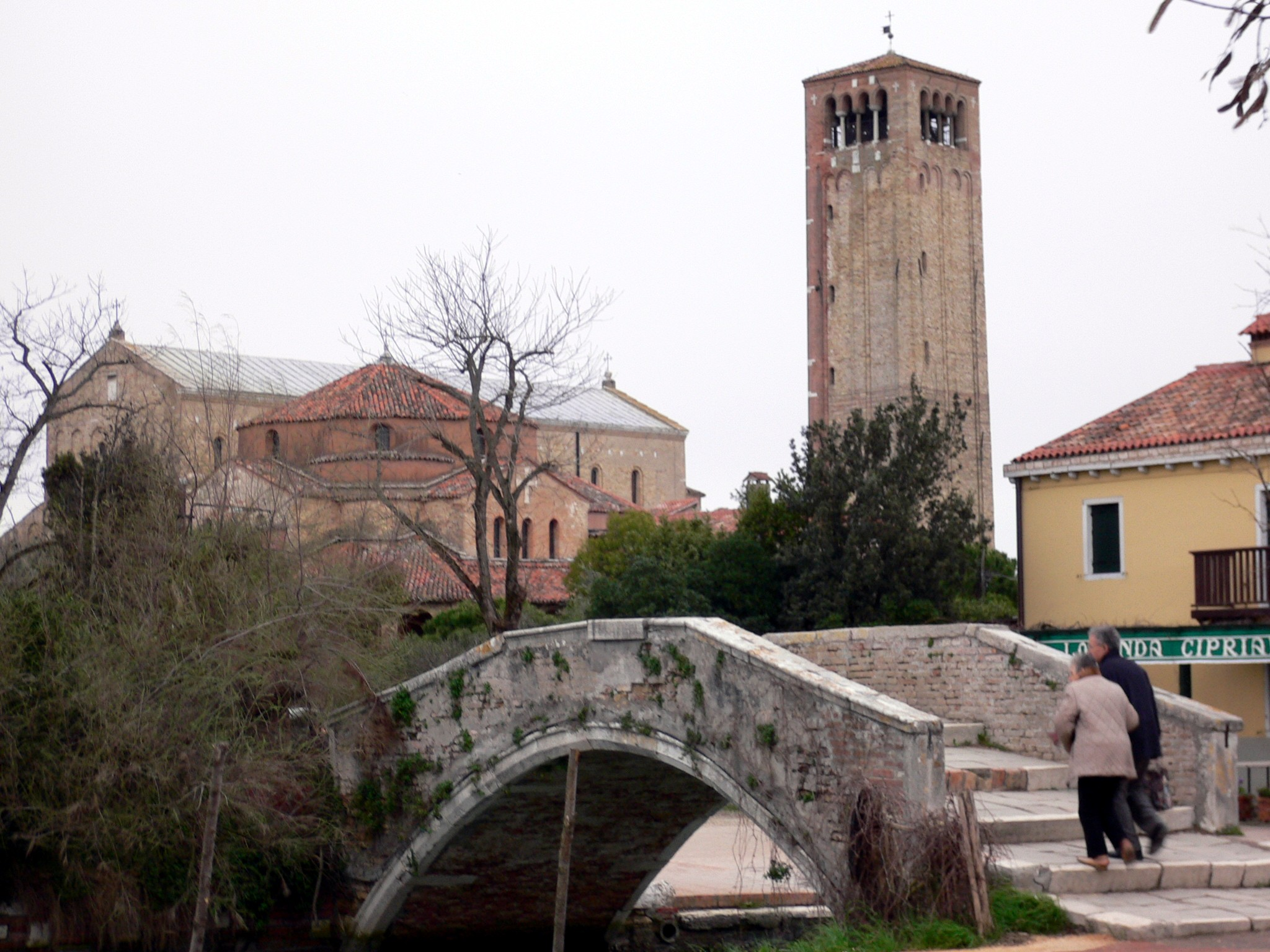
Pont Santa-Maria

## Poduri dinLido di Venezia

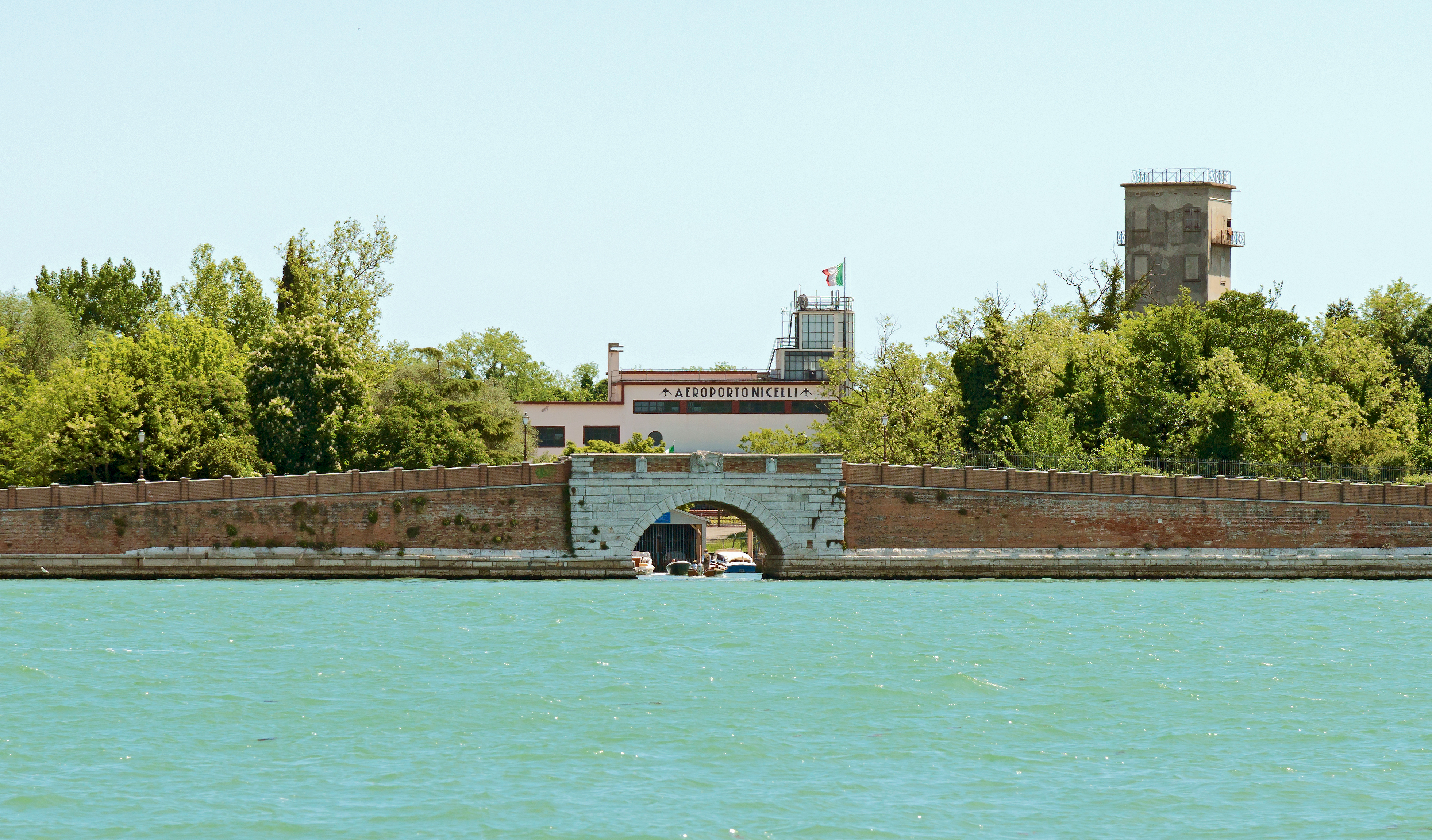
Ponte de San Nicolò pe canalul aerodromului Nicelli
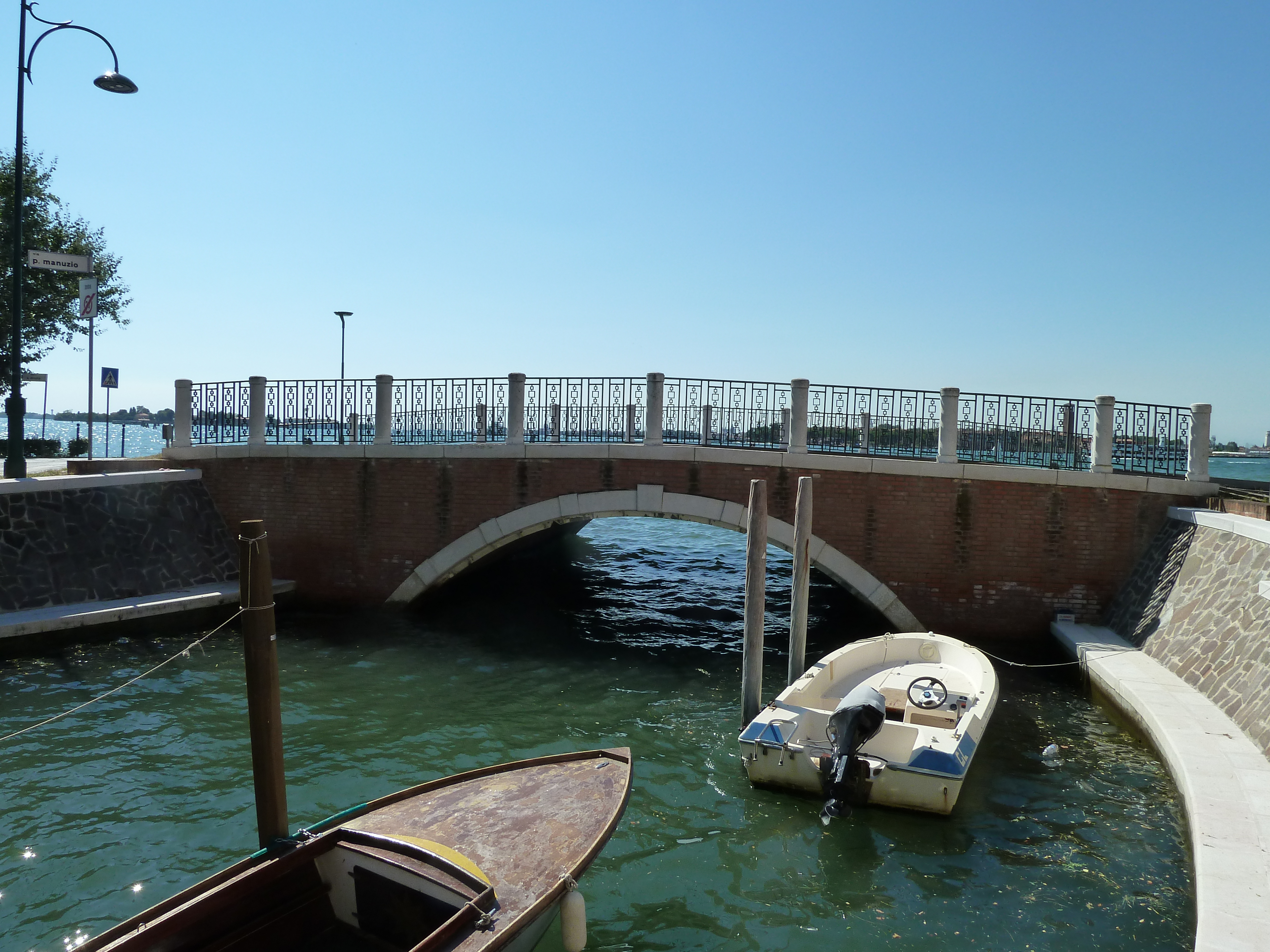
Pod pe canalul de-a lungul viale Manuzio
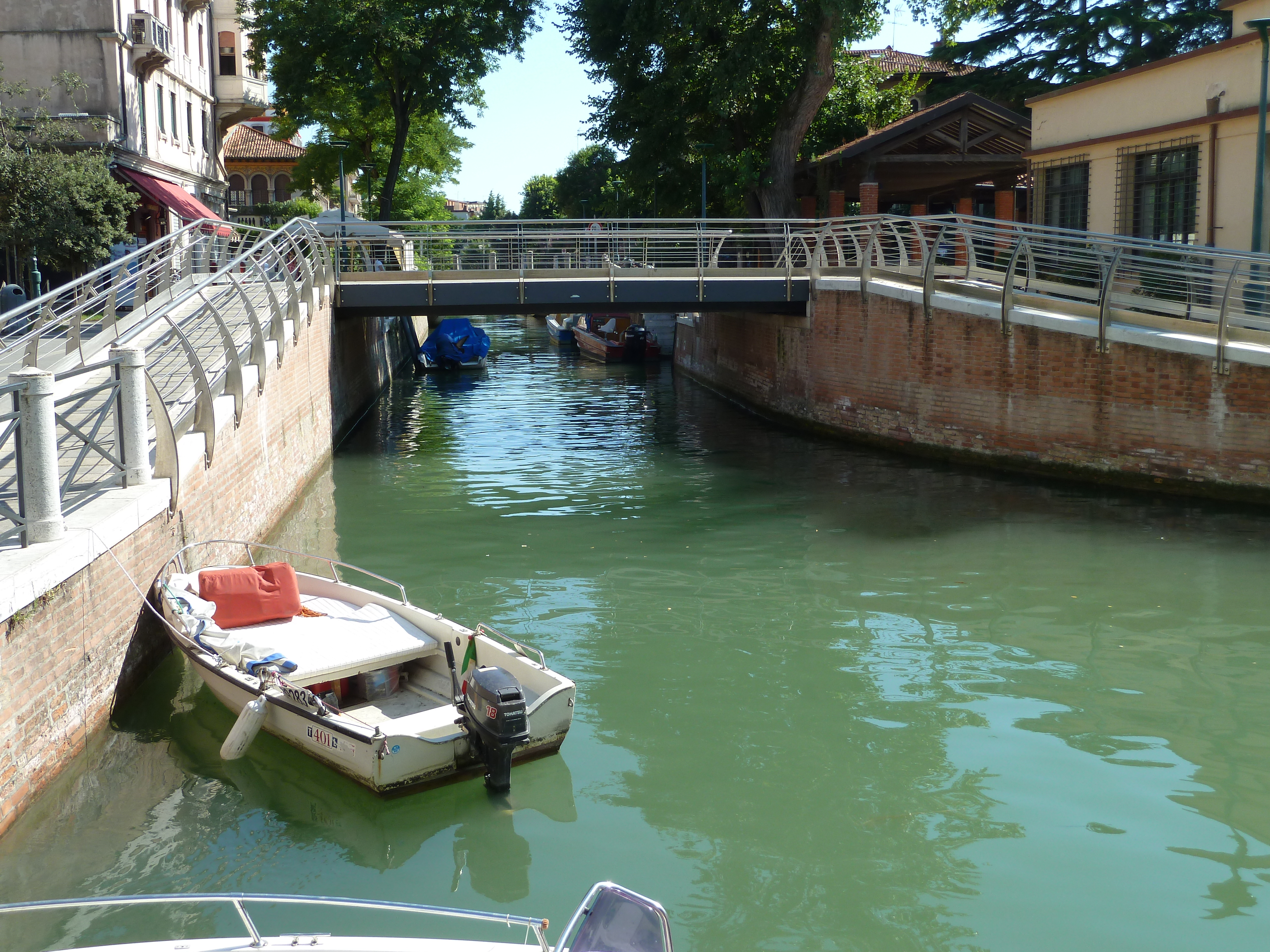
Pont pietonal între viale Lepanto şi Pisani
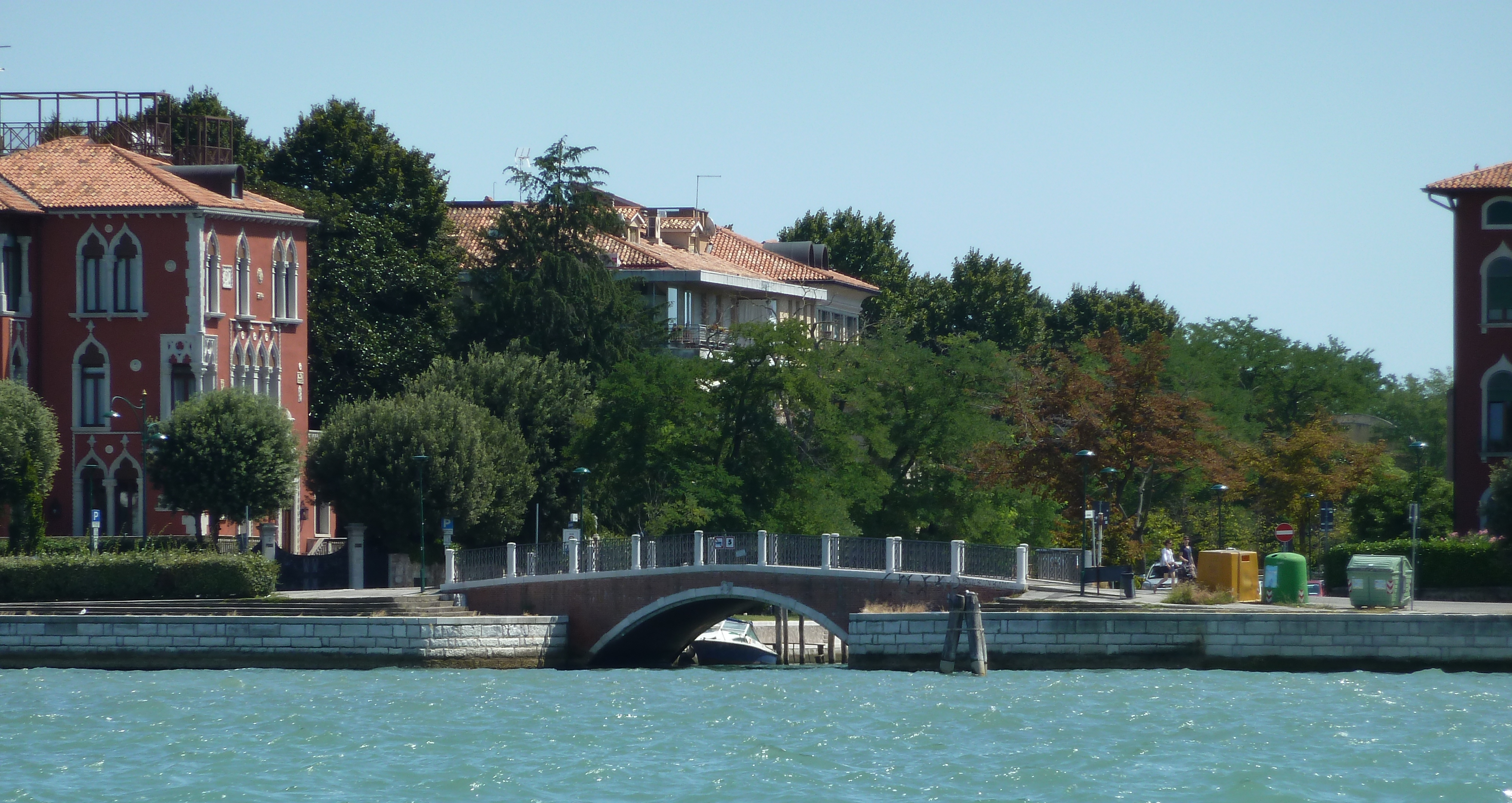
Pod pe Lido S.Nicolò